# Història de Mesopotàmia
La història de Mesopotàmia comença amb el desenvolupament de les comunitats sedentàries al nord de Mesopotàmia (que correspon al territori que abasta la conca fluvial dels rius Tigris i Eufrates) al començament del Neolític, i acaba en l'antiguitat tardana. S'ha reconstruït gràcies a l’anàlisi d'excavacions arqueològiques dels jaciments d’aquesta regió, i a partir del mil·lenni iv aC per textos escrits principalment sobre tauletes d’argila, atès que Mesopotàmia és una de les primeres civilitzacions a inventar l'escriptura, junt amb l'antic Egipte.
Els primers pobles de Mesopotàmia apareixen al nord al començament del Neolític, una zona que era un espai on s'havia propagat la domesticació de plantes i animals (i no un dels seus focus, que es localitzen principalment al sud-est de l'Anatòlia i al Llevant). Tanmateix, a partir del mil·lenni vii aC veu el desenvolupament de cultures dinàmiques, i la progressiva expansió dels pobles agrícoles a tota Mesopotàmia: la cultura d'Hassuna (c. 6500-6000 aC), la cultura de Samarra (c. 6200-5700 aC) i la cultura d'Halaf (c. 6100-5200 aC) al nord i centre, i la cultura d’Obeid (c. 6200- 3900 aC), que veu l’ascens del sud, i exerceix una influència important al nord.

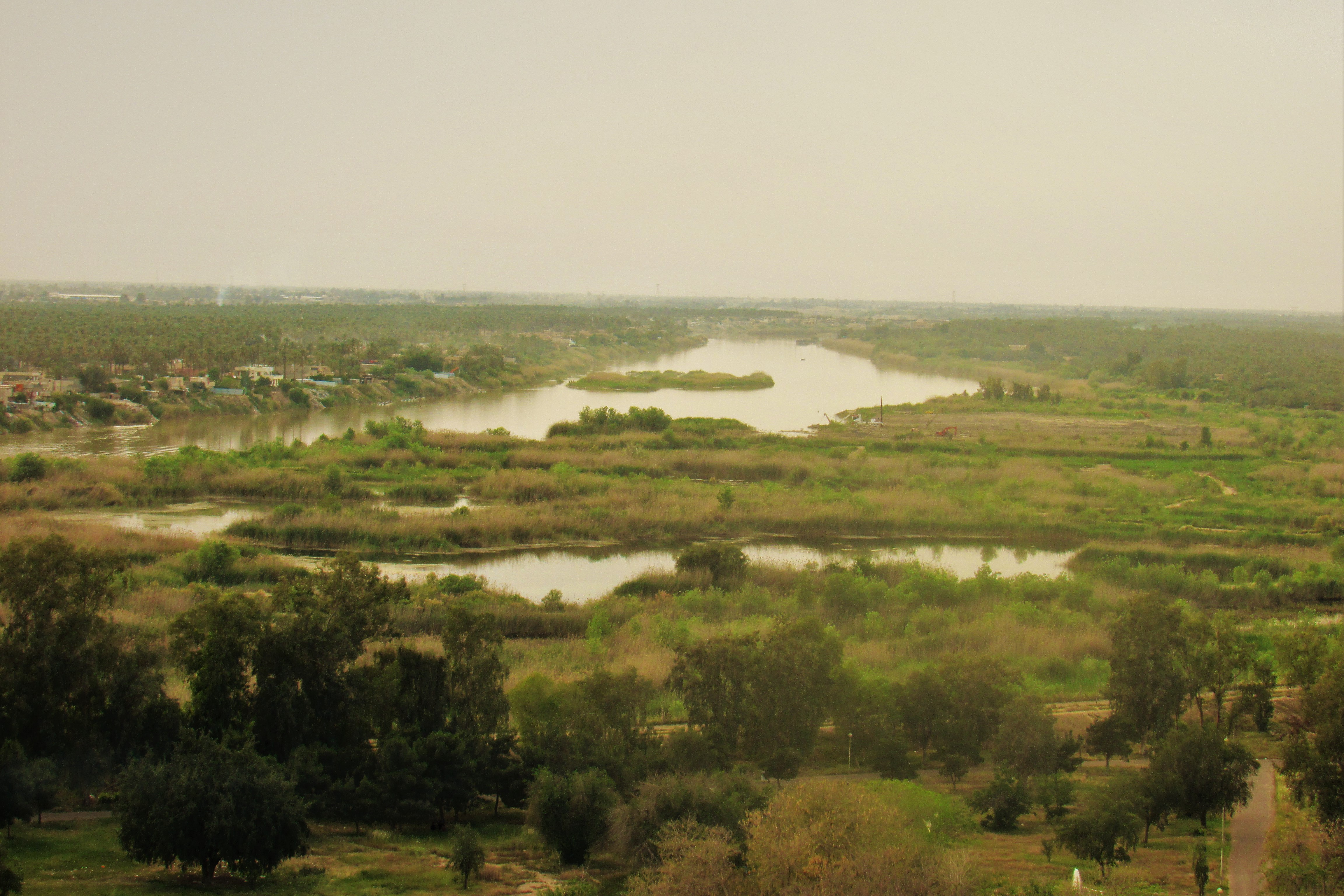
El Tigris, juntament amb l'Eufrates, són els dos grans rius que defineixen la Mesopotàmia
Mapa on es pot veure l'extensió de Mesopotàmia
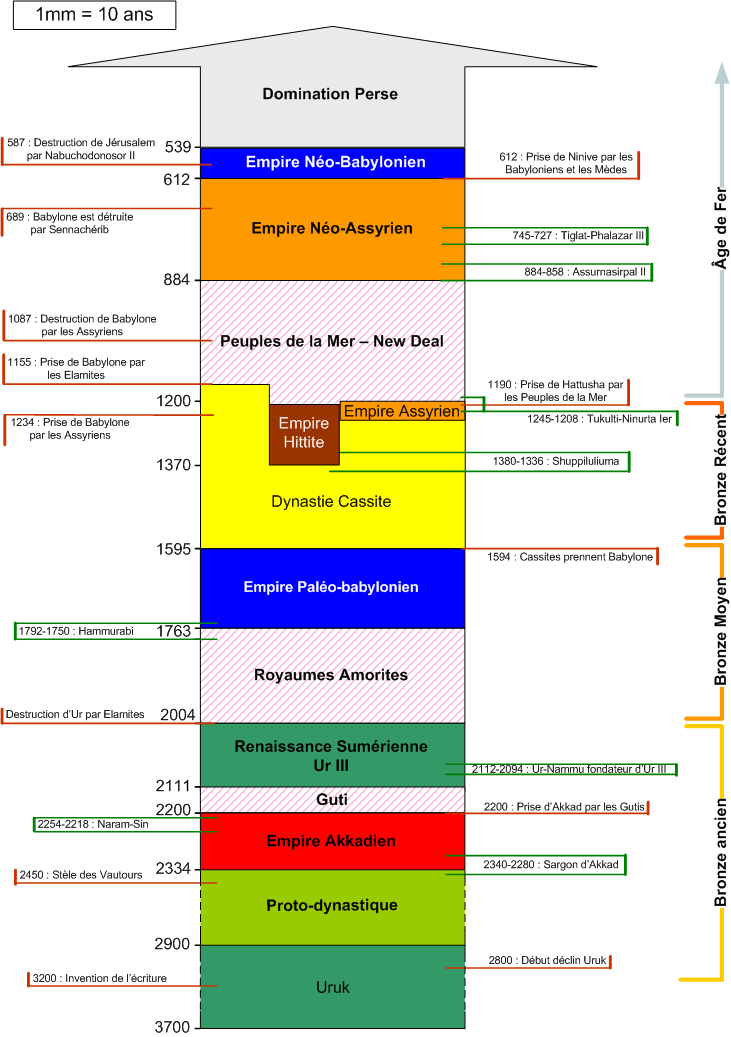
Cronologia de Mesopotàmia

El període d'Uruk (c. 3900-3000 aC) va veure continuar l'evolució de les societats mesopotàmiques cap a comunitats més integrades políticament i social, i va culminar en la seva última fase, la recent Uruk (c 3400-3000 aC), amb l'aparició de construccions polítiques que es poden caracteritzar com a «estats» i aglomeracions que es poden qualificar com a «ciutats», en primer lloc Uruk. En aquest període també va aparèixer l'escriptura, sense cap mena de dubte en aquest darrer lloc; i la Baixa Mesopotàmia, basada en una agricultura de regadiu molt productiva, va tenir un paper com a regió impulsora, influint notablement en els seus veïns, sobretot l'Alta Mesopotàmia.
Es pot observar al mil·lenni iii aC que la civilització urbana del sud de Mesopotàmia continua el seu desenvolupament. Aquesta regió és llavors ocupada per dos grups principals, els que parlen sumeri i els que parlen accadi, una llengua semítica. Es divideix en un conjunt de petites entitats polítiques que s'anomenen habitualment «ciutats estat» (Uruk, Ur, Lagaix, Umma, Kix, etc.), que s'unifiquen dues vegades al final del mil·lenni en dos «imperis»: l'imperi accadi (c. 2340-2190 aC) i la tercera dinastia d'Ur (c. 2112-2004 aC).
El començament del mil·lenni ii aC està marcat per la creació de dinasties en tota Mesopotàmia (i Síria) pels reis amorrites (Isin, Larsa, Eixnunna, Mari, Yamkhad, etc.). Aquest període de gran fragmentació política acaba amb la breu unificació de la regió per part de Babilònia a mitjan segle xviii aC. Després d’un període obscur mal documentat a mitjan mil·lenni ii aC, nous regnes (més grans que els anteriors) comparteixen Mesopotàmia: al sud els cassites regnant des de Babilònia, i al nord els mitanni, després d'Assíria.
El final del mil·lenni ii aC és un nou període de crisi a l'Orient Mitjà, amb l'enfonsament dels grans regnes i l'arribada de noves poblacions, en primer lloc els arameus, que van ocupar tant l'Alta Mesopotàmia com la baixa al començament del mil·lenni i aC. Els sobirans d'Assíria assoliren, tanmateix, subjugar-los i estendre la seva dominació sobre les zones veïnes, inclosa Babilònia, i constituïren el primer imperi que abastava una part important del Pròxim Orient. No obstant això, foren enderrocats a finals del segle vii aC pels medes i els babilonis, aquests darrers constituïren un nou imperi que ràpidament es va ensorrar, fou derrotat i substituït pel dels perses aquemènides el 539 aC.
Durant els segles de l'antiguitat clàssica i tardana, Mesopotàmia va estar dominada per imperis fundats per dinasties estrangeres: primer els perses aquemènides (539-330 aC), després els grecs selèucides, que van succeir les conquestes d'Alexandre el Gran (330-141 aC), després els parts àrsacides (141 aC-224) i els perses sassànides (224-646).
Si la Baixa Mesopotàmia fou una regió rica durant aquests imperis, per la seva banda el final dels regnes mesopotàmics pròpiament dits indica la fi de l’antiga cultura mesopotàmica, que va desaparèixer durant aquests segles, amb la seva característica escriptura cuneïforme, i es va esborrar en gran part de la memòria fins al seu redescobriment al segle xix.

## La reconstrucció de la història mesopotàmica

### Les fonts utilitzades
Les fonts utilitzades per reconstruir la història de l’antiga Mesopotàmia provenen en la seva majoria d'excavacions de jaciments arqueològics d’aquesta zona, que van començar a mitjan segle xix i continuen actualment, encara que amb moltes dificultats en les últimes dècades a causa del conflicte armat que afecta l'Iraq des del 1991 i Síria des del 2011 (per la seva part oriental, que correspon a la meitat oriental de l'Alta Mesopotàmia).
Les excavacions dels jaciments mesopotàmics es van centrar principalment en les antigues fases històriques (del mil·lenni iii al mil·lenni i aC), de manera secundària en els períodes protohistòrics, i molt menys en les fases de l'antiguitat recent i tardana. Se centraren sobretot en els sectors monumentals de les grans ciutats antigues (temples i palaus) i també en diverses ocasions en espais residencials, mentre que diverses prospeccions arqueològiques van estudiar les fases de l’ocupació antiga de diferents zones de l’antiga Mesopotàmia. D'altra banda, l'estudi dels sectors residencials i l'estil de vida de la gent corrent es realitzà principalment a partir de la dècada del 1980. Es dedueix que, a més de ser essencial en la reconstrucció de la cronologia de l’antiga Mesopotàmia, les dades arqueològiques s'utilitzen sobretot per a analitzar les expressions arquitectòniques i artístiques de les diferents organitzacions polítiques d’aquesta civilització, però també en diversos casos la vida quotidiana dels antics mesopotàmics, especialment entre les elits urbanes.

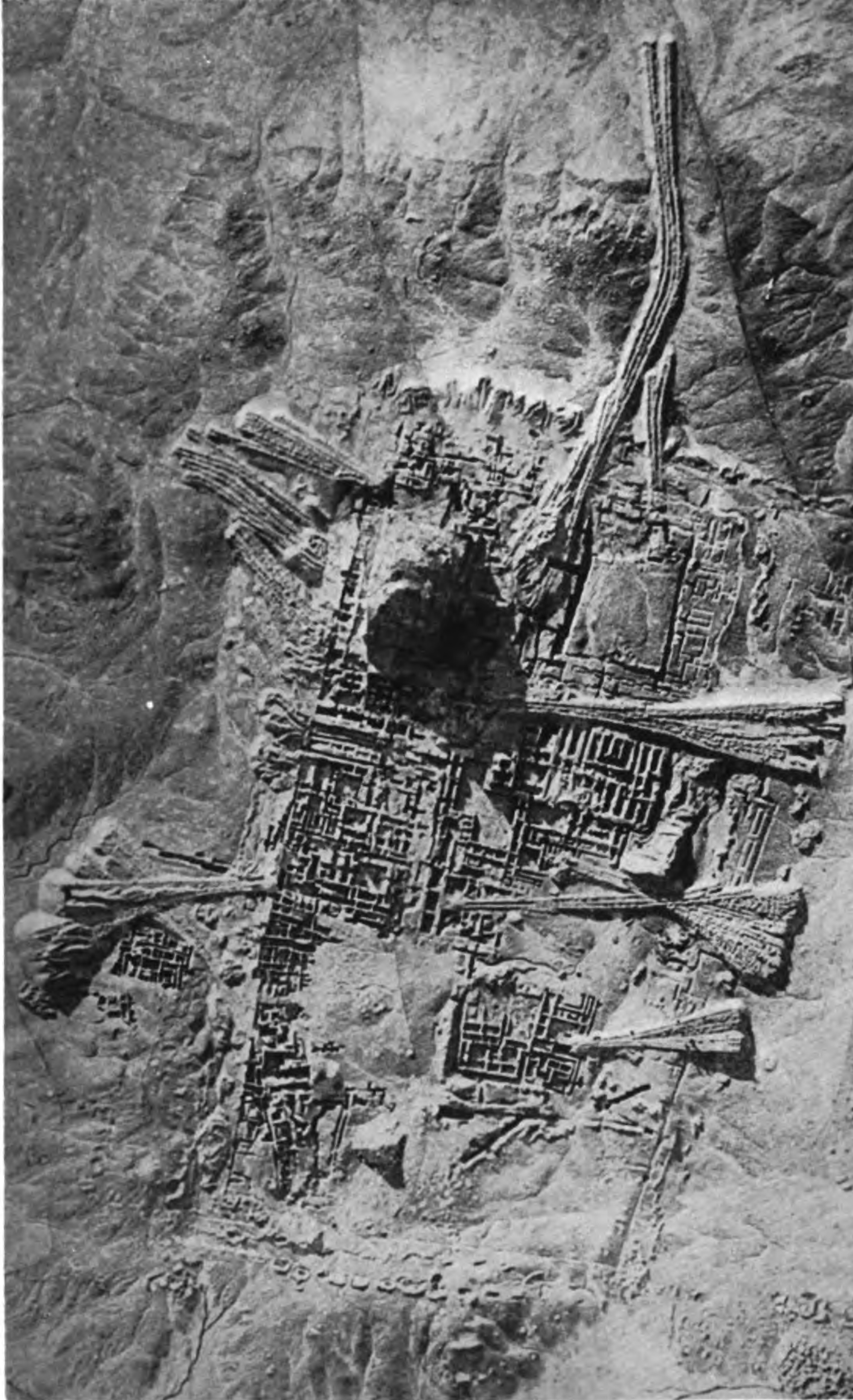
Fotografia aèria del districte sagrat d'Ur (jaciment Tell al-Muqayyar) durant el període d’excavació britànica, 1927
Ubicació dels principals llocs on s'han trobat tauletes cuneïformes
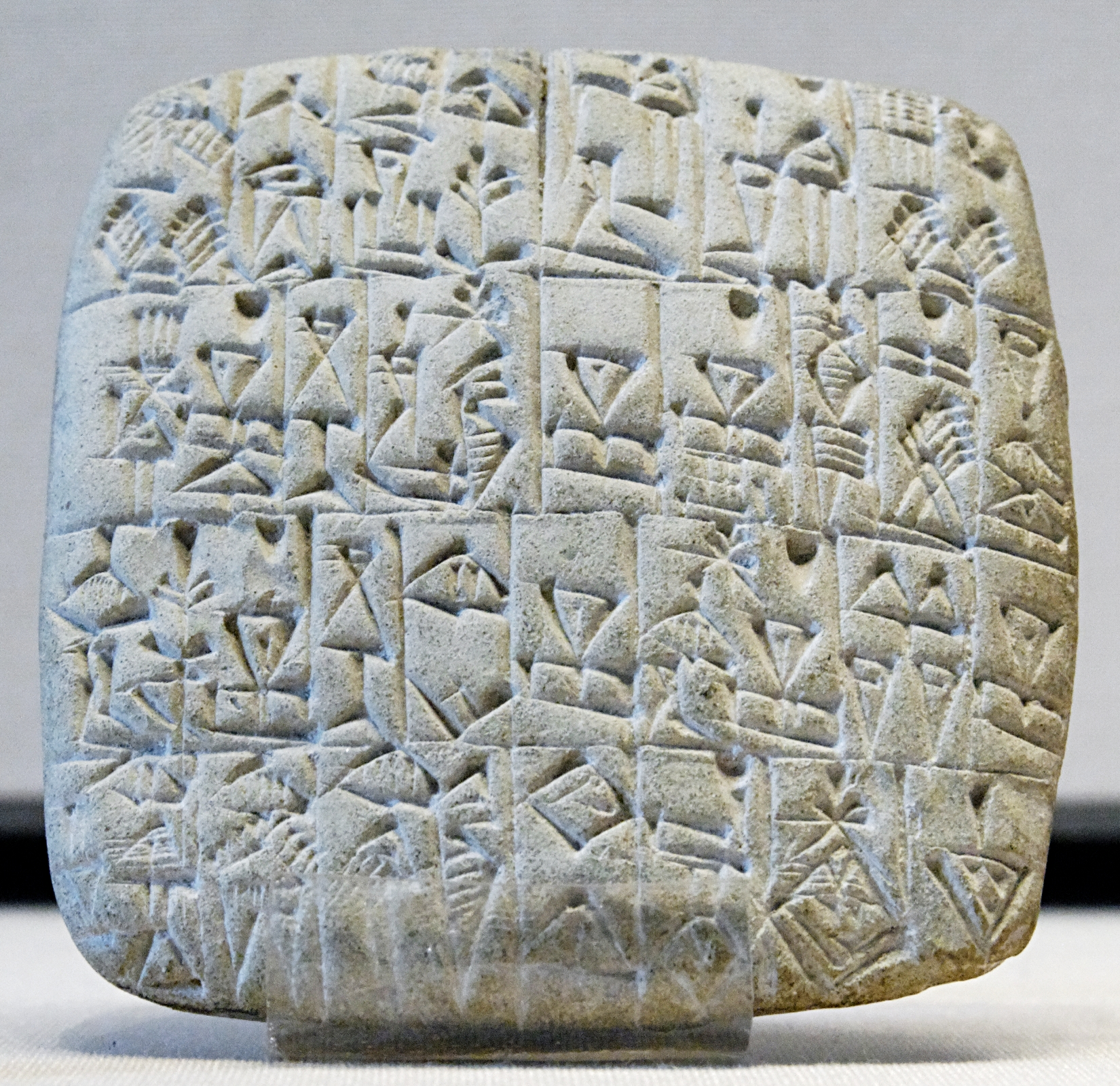
Tauleta cuneïforme: acte de venda d’un esclau i d’una casa a Shuruppak, c. 2600 aC. Museu del Louvre

L'estudi de les desenes de milers de documents cuneïformes exhumats en jaciments arqueològics per arqueòlegs (i excavadors clandestins) des de l’inici de les excavacions a Mesopotàmia i el desxiframent de l'escriptura cuneïforme han permès reconstruir amb més precisió la història d’aquesta zona, aportant material considerable per ser estudiat pels assiriòlegs (historiadors especialitzats en l'antiga Mesopotàmia). Els textos cuneïformes s'agrupen en diverses categories, molt desigualment distribuïdes en nombre. Els més nombrosos, amb diferència, són els documents de les oficines d'institucions (palaus o temples) o de famílies, que són més sovint textos administratius (registre de la circulació de productes, cessió de treballadors, etc.), i també textos legals (contractes de venda, lloguer, préstec, matrimoni, etc.) i, de vegades, textos de correspondència privada o oficial, diplomàtica. Els textos de caràcter «literari», «religiós» o «científic» són generalment textos escrits per escriptors aprenents en un context escolar. Tanmateix, es poden considerar biblioteques algunes fonts procedents de tauletes dels darrers períodes, que es troben en institucions religioses o cases de sacerdots. Finalment, es coneixen textos commemoratius que s'utilitzen per a glorificar i preservar la memòria de les gestes del rei, com ara inscripcions relatives a la construcció o restauració d’un edifici, batalles victorioses o himnes a la glòria del rei, així com cròniques històriques i llistes dinàstiques que són molt útils per a reconstruir la cronologia d'esdeveniments.
La distribució de textos en l'espai i el temps no és regular; per exemple, hi ha prop de 100.000 tauletes administratives que daten de la tercera dinastia d’Ur (2100-2000 aC), però amb prou feines provenen de més de set jaciments arqueològics diferents, i daten essencialment del final del regnat de Xulgi i dels regnats d'Amar-Sin i Xu-Sin, és a dir, repartits en un període de 40 anys, en què la dinastia va estar al poder durant un segle. De la mateixa manera, cap dels textos que descriuen l’època del regnat d'Hammurabi no prové de Babilònia, que en fou la capital; de fet, el nivell arqueològic del jaciment de Babilònia que es troba actualment és sota nivell freàtic. Els orígens del Regne de Mitanni també es veuen enfosquits per la manca de documentació escrita. Les tauletes d’argila es mantenen molt millor que qualsevol altre mitjà en el clima de la zona, cosa que per exemple fa entendre la comprensió que hem tingut del període hel·lenístic durant el qual es van escriure documents administratius en grec sobre pergamí, de manera que només algunes se'n traduïren posteriorment a l'accadi en tauletes cuneïformes amb finalitats arxivístiques. A més, moltes tauletes provenen d’excavacions clandestines, cosa que en dificulta la traçabilitat i impedeix conèixer el context arqueològic en què se'n van trobar.
La reconstrucció de la història de l'antiga Mesopotàmia es repartí des del principi entre arqueòlegs i historiadors de l'art per una banda, i filòlegs, epigràfics i historiadors especialitzats en l'estudi de textos per l'altra; són pocs els investigadors que es formen en els dos àmbits, o els que combinen els dos enfocaments de forma avançada. Tot i això, aquest tipus d’enfocament s'ha desenvolupat recentment, en particular perquè el progrés de les anàlisis antropològiques, sociològiques i ambientals en l’arqueologia mesopotàmica les fa imprescindibles per analitzar la història de la zona, i aquest tipus d’enfocament ha permès donar una síntesi de qualitat sobre la societat i l'economia de l’antiga Mesopotàmia perquè la importància de l’anàlisi del context arqueològic del descobriment de lots de tauletes (que són una forma de material arqueològic) la tenen més en compte els assiròlegs (sempre que sigui possible).

### Periodització
La divisió de la història mesopotàmica en períodes de diversos segles utilitza classificacions específiques per a aquesta regió, però també d'altres compartides amb la resta de l'antic Orient Pròxim. La situació es fa més complexa pels debats sobre la cronologia relativa (vegeu més avall), l'existència de perioditzacions cronològiques concurrents i divergents, i el fet que el nord i el sud de Mesopotàmia rarament comparteixen els mateixos destins i, per tant, no tenen una periodització idèntica.
La divisió basada en dades arqueològiques, sorgida de l'antiga teoria de les «edats» de pedra i dels metalls, és la més generalitzada, i és comuna i compartida amb les zones veïnes: al Paleolític li va succeir el Neolític (c. 10000-5000 aC), després l'edat del coure (o calcolític) seguida de la del bronze (c. 3400-1200 aC) i la del ferro (c. 1200-500 aC). Aquesta divisió, extreta de l'estudi de la prehistòria europea (en què l'escriptura apareix només durant l'edat del ferro), és especialment vàlida per a Mesopotàmia per a les fases de l'alta antiguitat perquè l'escriptura apareix en la primerenca edat del bronze i, per tant, permet establir perioditzacions «històriques». No obstant això, la noció d’edat del bronze, amb les seves subdivisions en l'edat del bronze antic (c. 3400-2000 aC), l'edat del bronze mitjà (c. 2000-1500 aC) i l'edat del bronze final (c. 1500-1200 aC), és molt freqüent en estudis sobre l’antic Orient Pròxim. En canvi, les seves subdivisions (per exemple, bronze antic I, II, III i IV) són menys importants, en particular per a Mesopotàmia, on la cronologia es perfecciona segons les dades escrites. Les divisions arqueològiques segons les cultures regionals s'utilitzen per als períodes protohistòrics de la història mesopotàmica; es basen en un lloc de control que dona nom al període i cultura (Hassuna, Halaf, Samarra, Obeid, Uruk).
La divisió «històrica» es pot utilitzar a partir de la segona meitat del mil·lenni iii aC, quan comença el desenvolupament de fonts textuals que permeten conèixer la història dels esdeveniments al voltant d’entitats polítiques, la terminologia de les quals és presa de l’antiguitat (Accad, Ur III, Isin-Larsa, Babilònia I, etc.), i del període de les dinasties arcaiques (c. 2900-2340 aC), que resten definides per criteris arqueològics. Aquests últims períodes es determinen a partir de la situació de la Baixa Mesopotàmia, tradicionalment el centre dels estudis sobre l’antiga Mesopotàmia, però realment no s'aplica a les zones del nord, que sovint segueixen les seves pròpies trajectòries. D'altra banda, a partir del mil·lenni II aC hi ha una periodització al voltant de la divisió de Mesopotàmia entre Babilònia i Assíria (o més exactament el sud i el nord), que adopta una terminologia lingüística: període paleobabilònic (c. 2000-1500 aC), període babilònic mitjà (c. 1500-1000 aC), i període neobabilònic (c. 1000-539 aC); període assiri antic (poques vegades estès a la resta del nord), període assiri mitjà (c. 1400-911 aC), i període neoassiri (911-609 aC). Les fases tardanes es defineixen segons els imperis dominants (perses aquemènides, selèucides, parts), o bé la noció de «període hel·lenístic» per al període de dominació grega.
Pel que fa al marc cronològic, l'estudi de l’art i l’arqueologia de l’antic Orient Pròxim comença amb l’anomenat període Epipaleolític (c. 12000-10000 aC), que marca la transició del Paleolític final al Neolític final. L'estudi «històric» basat en els textos comença amb l’aparició de l'escriptura al voltant del 3400-3200 aC. D’altra banda, el «final» de l’antic Orient Pròxim i l’antiga Mesopotàmia no és objecte de consens; l'enfocament més comú és aturar-se al final de l'Imperi aquemènida (el 330 aC), mentre que la conquesta d'Alexandre el Gran i l’inici del període hel·lenístic és un punt d'inflexió a partir del qual s'han d’estudiar les civilitzacions d’Orient Mitjà en un altre marc, seguint l'enfocament tradicional que deixa l'estudi del període hel·lenístic a únicament especialistes en història grega, enfocament ara disputat. Així, els historiadors amplien l’anàlisi de la civilització mesopotàmica fins al final de la documentació cuneïforme sota els parts. Els especialistes en art i arqueologia de l’antic Orient Pròxim Orient també indiquen el mateix període, o fins i tot fins a l'antiguitat tardana (per tant, fins a la conquesta islàmica).
La taula següent presenta les fases històriques principals de l'antiga Mesopotàmia (les dates de les «edats» són aproximades i la cronologia mitjana s'utilitza per a les fases històriques antigues).
| Edat del bronze (3400 - 1200 aC)  | Edat del bronze antic (3400 - 2000 aC) | 3400 - 3000 aC | Període d'Uruk recent (c. 3400 - 3000 aC) |
| Edat del bronze (3400 - 1200 aC)  | Edat del bronze antic (3400 - 2000 aC) | 3000 - 2700 aC | Ninivite 5 i Jezireh primerenc I (nord) Període de Djemdet-Nasr (c. 3000-2900 aC), període de les dinasties arcàiques I (c. 2900 - 2700 aC) (sud) |
| Edat del bronze (3400 - 1200 aC)  | Edat del bronze antic (3400 - 2000 aC) | 2700 - 2300 aC | Jezireh primerenc II i III (nord) Període de les dinasties arcàiques II i III (c. 2700 - 2600 i 2600 - 2340 aC) (sud)                             |
| Edat del bronze (3400 - 1200 aC)  | Edat del bronze antic (3400 - 2000 aC) | 2300 - 2000 aC | Jezireh primerenc IV (i de vegades V) (nord) Imperi d'Accad (c. 2340 - 2190 aC), tercera dinastia d'Ur (2112 - 2004 aC) (sud)                     |
| Edat del bronze (3400 - 1200 aC)  | Edat del bronze mitjà (2000 - 1500 aC) | 2000 - 1800 aC | Període assiri antic (nord) Període d'Isin-Larsa (sud)                                                                                            |
| Edat del bronze (3400 - 1200 aC)  | Edat del bronze mitjà (2000 - 1500 aC) | 1800 - 1600 aC | Imperi paleobabilònic |
| Edat del bronze (3400 - 1200 aC)  | Edat del bronze mitjà (2000 - 1500 aC) | 1600 - 1500 aC | Primera dinastia del País de la Mar, dinastia cassita (sud)                                                                                       |
| Edat del bronze (3400 - 1200 aC)  | Edat del bronze final (1500 - 1200 aC) | 1500 - 1350 aC | Mitanni (nord) Dinastia cassita (sud) |
| Edat del bronze (3400 - 1200 aC)  | Edat del bronze final (1500 - 1200 aC) | 1350 - 1200 aC | Imperi assiri mitjà (nord) Dinastia cassita (sud)                                                                                                 |
| Edat del ferro (1200 - 500 aC)    | Edat del ferro I (1200 - 900 aC)       | 1200 - 1150 aC | Imperi assiri mitjà (nord) Dinastia cassita (sud)                                                                                                 |
| Edat del ferro (1200 - 500 aC)    | Edat del ferro I (1200 - 900 aC)       | 1150 - 900 aC  | Imperi assiri mitjà (nord) «invasions» aramees (nord i sud) Dinasties postcassites (sud)                                                          |
| Edat del ferro (1200 - 500 aC)    | Edat del ferro II (900 - 700 aC)       | 900 - 700 aC   | Imperi neoassiri (911 - 609 aC) |
| Edat del ferro (1200 - 500 aC)    | Edat del ferro III (700 - 500 aC)      | 700 - 500 aC   | Imperi neobabilònic (626 - 539 aC) |
| Antiguitat tardana (500 - 224 aC) | Imperi Aquemènida                      | 539 – 330 aC   | |
| Antiguitat tardana (500 - 224 aC) | Període hel·lenístic                   | 330 - 141 aC   | Alexandre el Gran, selèucides (311-141) |
| Antiguitat tardana (500 - 224 aC) | Imperi part                            | 141 aC - 224   | Osroene, Adiabene, Caracene, Hatra |

### Datacions

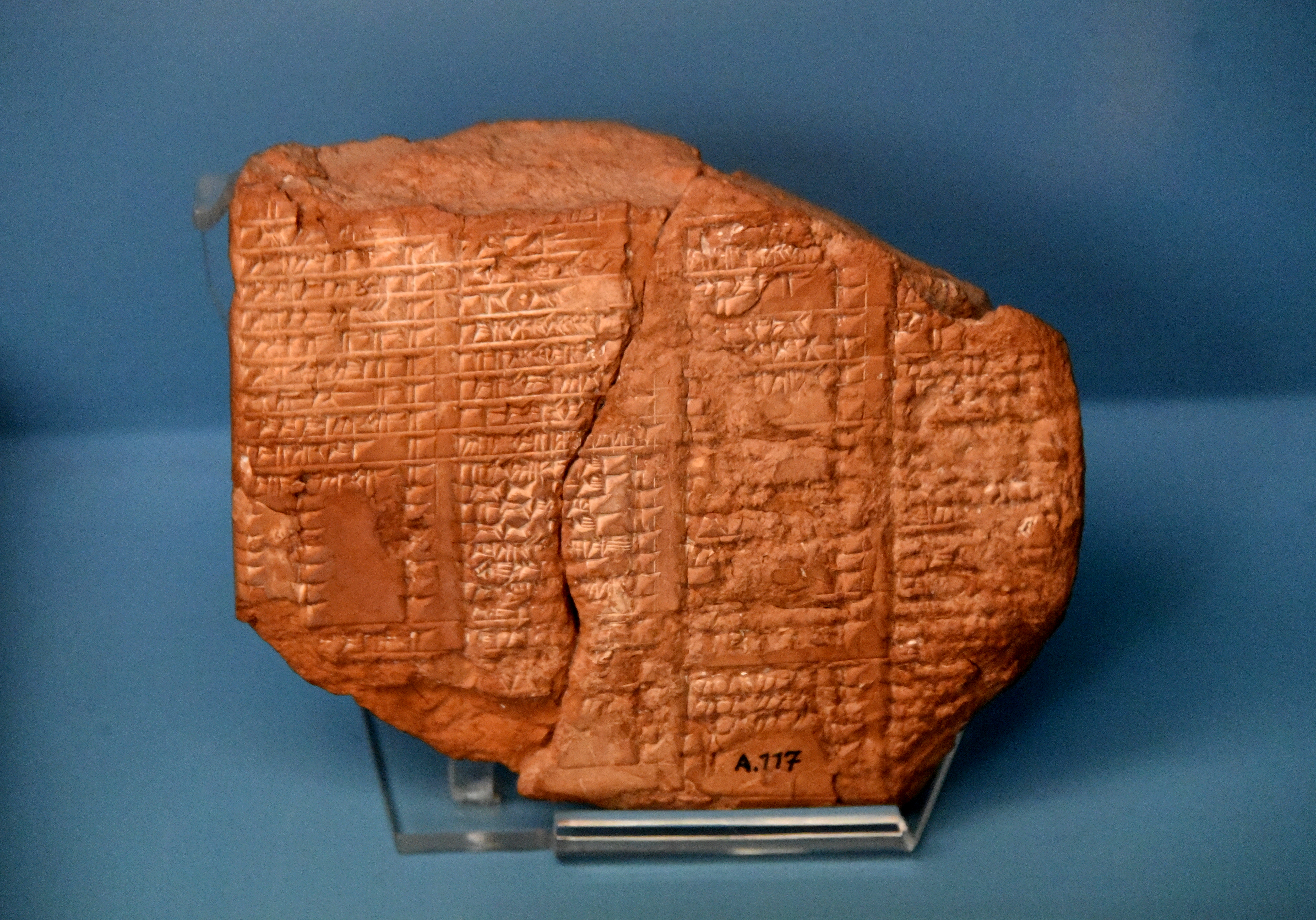
Llista reial assíria: hi apareixen noms de reis d'Assíria. Assur, segle aC. Museu de l'Antic Orient d'Istambul

La història de Mesopotàmia abasta tres mil·lennis: la precisió de les dates dels diversos esdeveniments de la seva història és variable i està subjecta, durant certs períodes, a una manca de documentació. Per a datar un fet històric, són possibles dos enfocaments: la datació absoluta (que dona l'any de l'esdeveniment en relació amb els calendaris actuals) i la datació relativa (que ordena cronològicament esdeveniments en relació amb altres sense poder donar la data de només un d’ells, per exemple amb llistes de successions dels diferents regnats dels reis d’una determinada zona).
Els historiadors disposen d'una cronologia absoluta per a esdeveniments posteriors a l'any 911 aC gràcies a dos corpus de fonts superposats: 
- la Llista reial assíria, que dona una cronologia segura que va del 911 al 610 aC;
- el Cànon de Ptolemeu, que cobreix el període transcorregut del 626 al 126 aC, data en què l’abundància de fonts permet una bona sincronització amb totes les civilitzacions veïnes, sobretot la grega.

D’altra banda, la determinació d’una cronologia dels períodes anteriors és més problemàtica, ja que està marcada per dues fases importants, considerades «edats fosques», durant les quals no hi ha continuïtat documental i, a més, hi ha molt poca documentació: 
- La primera edat fosca és el període de «crisi» que afectà l'Orient Mitjà entre finals del mil·lenni ii aC i l’inici del mil·lenni i aC, la transició entre la recent edat del bronze i les primeres fases de l'edat del ferro. Com a resultat, els esdeveniments entre el 1500 i el 1000 aC són datats aproximadament, però no obstant això, la datació absoluta d’aquest període no provoca debats importants i es considera relativament segura.
- D'altra banda, l'edat fosca que abasta aproximadament els segles de mitjan mil·lenni II aC és molt més problemàtica i, per a les fases anteriors, les aproximacions de la cronologia són més importants; si la durada dels esdeveniments que van des del final de la dinàstica arcaica fins al final de la primera dinastia de Babilònia són menys discutibles, hi ha discussions sobre la durada del període entre la caiguda de l'Imperi accadi i l'inici de la tercera dinastia d'Ur.

El debat principal és, doncs, datar els esdeveniments que acompanyen la caiguda de la primera dinastia babilònica que obre aquest període fosc i causa el buit que els separa de l'establiment de les dinasties de l'època del bronze tardana (cassites i Mitanni). Un punt d'ancoratge utilitzat consisteix en observacions astronòmiques realitzades durant el regnat d'Ammiṣaduqa, uns quaranta anys abans de la caiguda de Babilònia, en particular les ocultacions de Venus. Aquestes observacions s'han conservat gràcies a una còpia realitzada al segle vii aC, però la seva interpretació no és inequívoca i es poden deduir moltes cronologies a partir de les següents:
| Cronologia | Tercera dinastia d'Ur | Regne d'Hammurabi | Any 8 d'Ammiṣaduqa | Caiguda de Babilònia |
| ---------- | --------------------- | ----------------- | ------------------ | -------------------- |
| Molt curta | 2018–1911 aC          | 1696–1654 aC      | 1542 aC            | 1499 aC              |
| Curta      | 2048–1940 aC          | 1728–1686 aC      | 1574 aC            | 1531 aC              |
| Mitjana    | 2112–2004 aC          | 1792–1750 aC      | 1638 aC            | 1595 aC              |
| Llarga     | 2161–2054 aC          | 1848–1806 aC      | 1694 aC            | 1651 aC              |

La cronologia mitjana és la més utilitzada des de la dècada del 1950 (i encara s'utilitza actualment). La formulació «clàssica» la donà J. A. Brinkman el 1977. Els estudis basats en la datació absoluta del carboni-14 o la dendrocronologia tendeixen a afavorir la cronologia mitjana, però hi ha consens. La cronologia curta ha estat durant molt de temps l’alternativa principal, i la cronologia molt curta es presenta a finals de la dècada del 1990, sobretot a partir d’anàlisis arqueològiques.
Pel que fa a la datació de períodes anteriors a mitjan segle iii aC per al qual no hi ha cap documentació textual que permeti proposar una datació precisa, les dates són encara més aproximades. Alguns esdeveniments també es poden sincronitzar amb la història d'altres zones del món: n'és particularment el cas de la destrucció d'Ebla, que tingué lloc durant el regnat de Pepi I, faraó de la sisena dinastia.
Les dates per a les fases protohistòriques es basen en una datació calibrada absoluta de carboni-14, i secundàriament en la dendrocronologia.

### Llargues tendències i discontinuïtats
El plantejament evolutiu (diacrònic) de la història de l’antiga Mesopotàmia revela en particular les evolucions a llarg termini de les formes d’organització política i social, i és aquest plantejament el que domina les síntesis sobre la seva història, i més generalment de l'antic Orient Pròxim, percebuts com a civilitzacions dels «orígens» de l'estat, la ciutat, l'administració, l'imperialisme i l'escriptura. Si la protohistòria veu l'establiment d'entitats polítiques caracteritzades com a cabdills, el període d'Uruk veié l'aparició dels primers estats, i després del final del mil·lenni iii aC dels primers estats territorials que uneixen gairebé tota Mesopotàmia (els «primers imperis») i finalment el mil·lenni I aC està marcat pels grans imperis que estenen progressivament la seva dominació a tot Orient Mitjà. Sigui quina sigui la recerca de les causes d’aquestes diferents evolucions, molt discutida, l'estudi de la història mesopotàmica està, doncs, en gran manera marcat per l’anàlisi d’aquestes primeres formes d’estats i imperis, les preguntes sobre la seva naturalesa, la seva ideologia i les seves pràctiques polítiques, en particular les seves empreses bèl·liques i pràctiques diplomàtiques, les relacions entre el centre i les perifèries d’aquestes entitats polítiques i, més àmpliament, els seus aspectes socials i econòmics.
D’altra banda, la història de l’antic Orient Pròxim també es caracteritza per la recurrència de les «discontinuïtats», les fases de les crisis profundes i el declivi (ensorraments) que afecten més àmpliament totes les activitats de les societats. Es produeixen després de l'enfonsament de nombroses i poderoses entitats polítiques, sobretot al final del període final d’Uruk (c. 3000-2900 aC) i al final de la recent edat del bronze (c. 1200-900 aC) per fenòmens generalitzats a tota Mesopotàmia i a l'Orient Pròxim, o més concretament a la Baixa Mesopotàmia durant la decadència i després de la caiguda de la primera dinastia de Babilònia (c. 1700-1500 aC) i a la Mesopotàmia superior després de la caiguda de l'Imperi assiri (c. 600-400 aC). Aquests períodes es caracteritzen per una disminució de l’habitatge urbà i l’abandonament de molts llocs (a vegades reorganitzacions de la distribució d’habitatges), i un descens de les institucions i elits urbanes que es tradueix en una gran disminució o desaparició de documentació escrita i, per tant, són els períodes menys documentats de la història mesopotàmica, caracteritzats com a «èpoques fosques» (similars als «períodes intermedis» egipcis), temps políticament problemàtics, probablement també marcats per crisis econòmiques. En canvi, sens dubte afecten menys la vida de les comunitats rurals, excepte en moments d’alta inseguretat. El descens de l'espai permanentment habitat també pot reflectir una importància més gran de les poblacions nòmades o seminòmades en aquests moments, però és difícil de comprendre per arqueologia aquest fenomen, tot i que els textos descriuen repetidament la importància dels grups nòmades durant aquests períodes (els amorrites a la fi de l'edat del bronze antic i arameus al final de l'edat del bronze final). Això pot produir-se, especialment per a l'edat del bronze antic, en un enfocament cíclic per a les organitzacions polítiques, que experimenten un punt àlgid seguit d’una caiguda atribuïda en gran manera a contradiccions internes, encara que les causes invocades tornin a ser diverses i debatudes (derrotes militars i destrucció, invasions de pobles de fora, fragilitat i bloquejos de l’organització social i institucional, episodis climàtics, etc.). Però les anàlisis posen de manifest altres aspectes d’aquests períodes, veient-los com fenòmens inherents a les construccions antigues d’estat, contrapartides a les seves fases d’expansió que sovint són ràpides, posant de manifest la seva fragilitat interna, també època de reorganització social, en particular de modificació de l'estructura de les elits, i d’una major competència que comporta l’aparició de noves oportunitats polítiques i d’un nou ordre socioeconòmic. En qualsevol cas, es tracta de períodes crucials per comprendre la naturalesa de les societats de l’antiga Mesopotàmia.

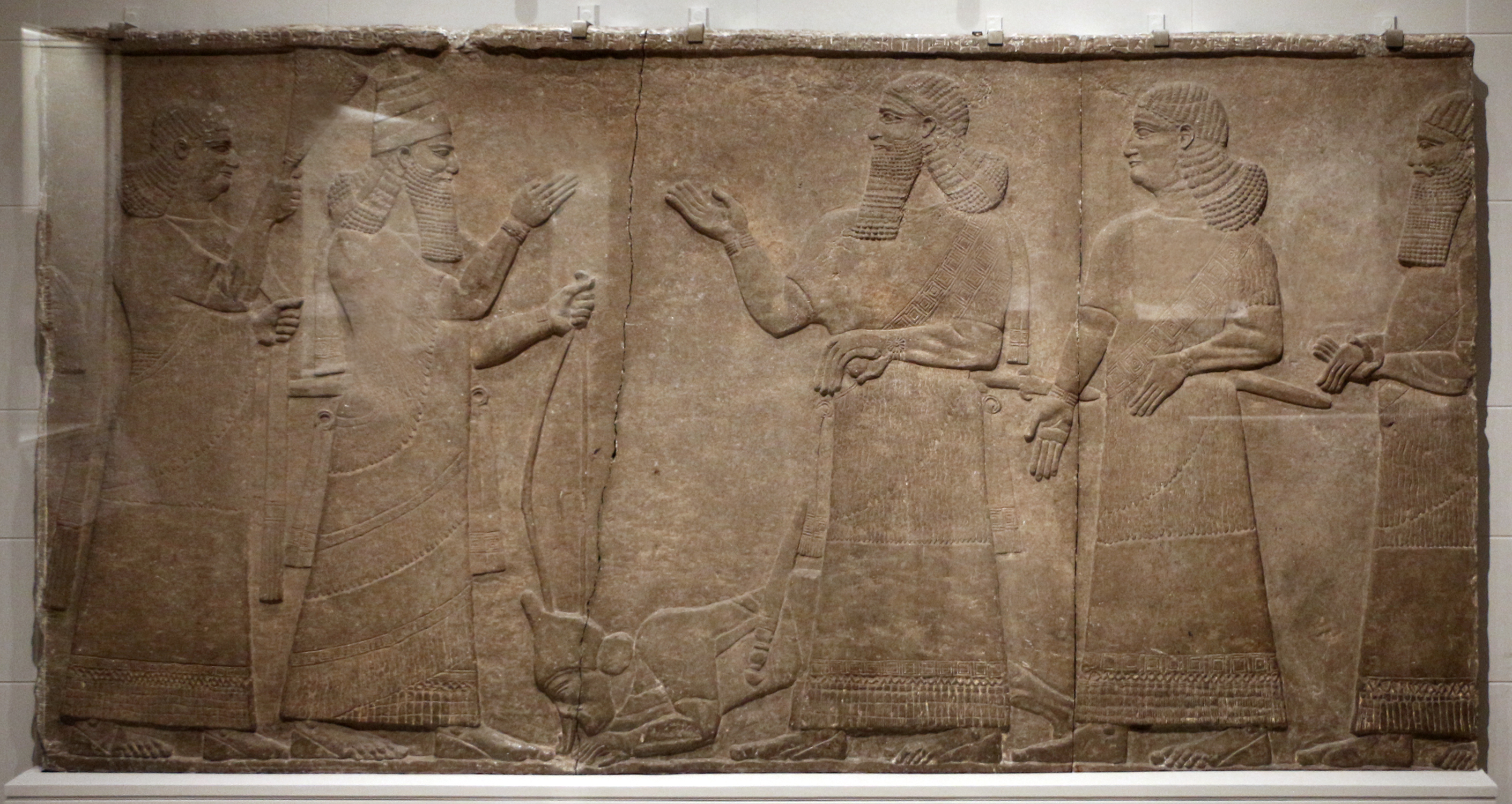
El rei assiri Teglatfalassar III (745-727 aC) rebent un homenatge dels seus súbdits. Baix relleu de Nimrud. Detroit Institute of Arts
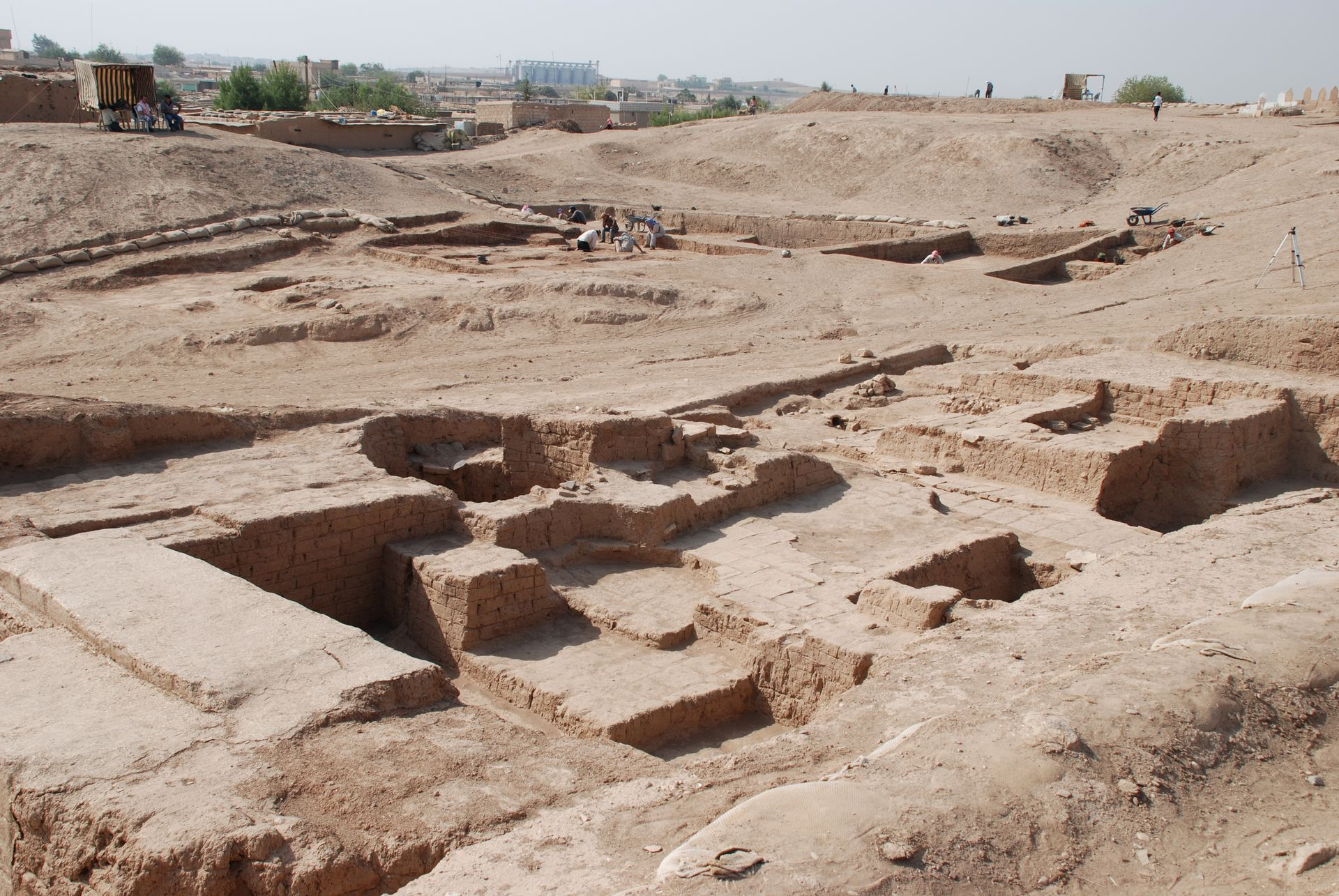
Les ruïnes del jaciment de Tell Halaf, que van experimentar diverses fases d’ocupació i abandó entre el Neolític i l'edat del ferro
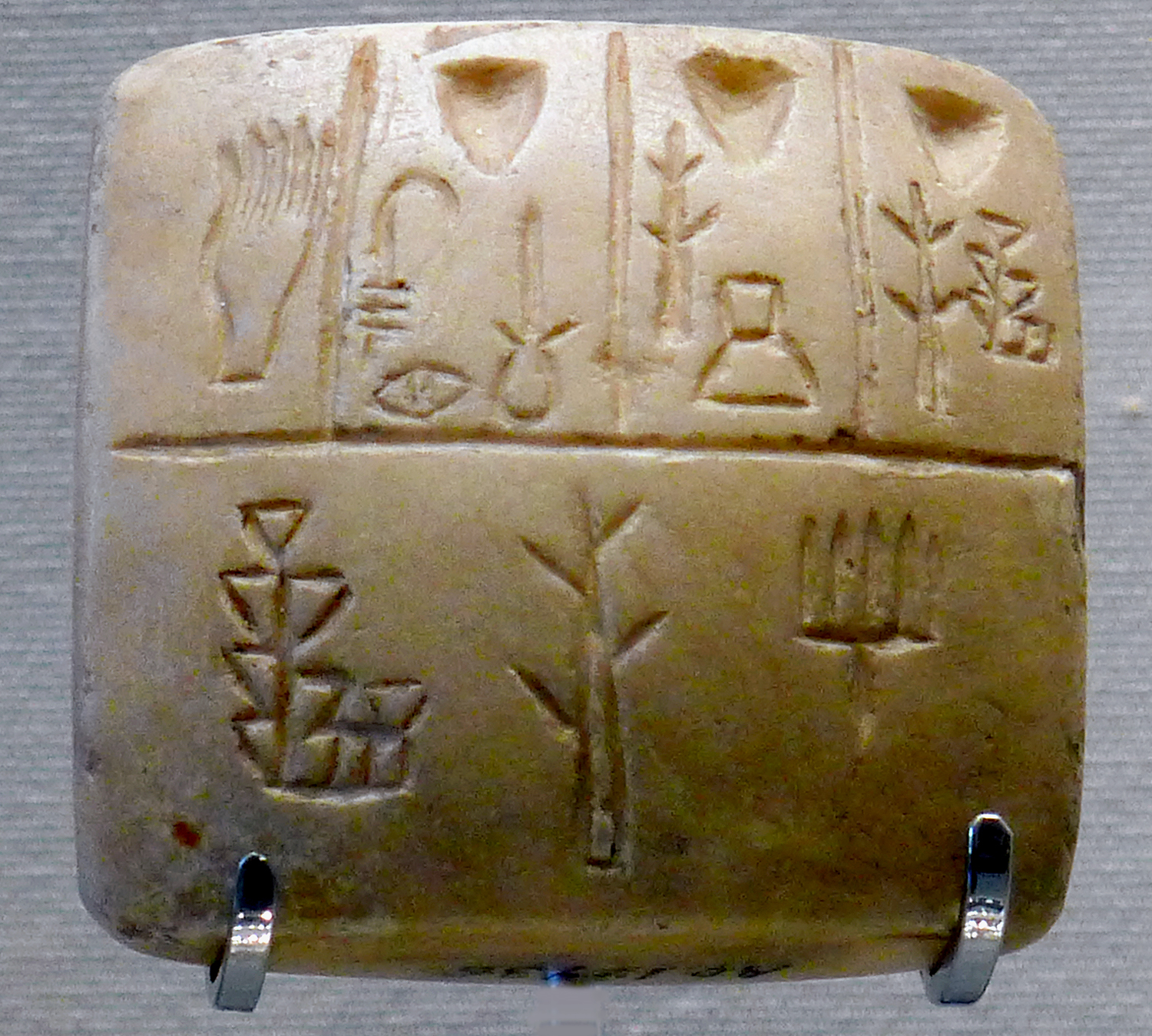
Tauleta en escriptura pictogràfica lineal («precuneïforme»), datada als inicis de l'escriptura, període Uruk III, finals del mil·lenni iv aC. Museu del Louvre

Els desenvolupaments a llarg termini també són visibles en el camp de les tècniques i els coneixements, com ja fa temps que s'ha destacat per les consideracions sobre les «edats» de les tècniques, referides a la idea de «progrés». La seqüència de l'edat del bronze i de l'edat del ferro segueix estructurant-se per a la periodització de l'antic Orient Pròxim, encara que de fet el treball d'aquests metalls només s'estengué tard, durant l'època a la qual van donar nom. Aquests canvis es produeixen durant un període molt llarg, però veuen períodes de canvis més marcats. La «revolució neolítica» que veié la domesticació de plantes i animals (per tant l’inici de l'agricultura i la ramaderia), i la sedentització amb la construcció dels primers pobles; després en la següent fase apareix la ceràmica, el reg i les primeres experiències de la metal·lúrgia del coure (calcolític). La «revolució urbana» del començament de l'edat del bronze es va notar sobretot per l’aparició de la terrisseria per a la volta, els aliatges metàl·lics (sobretot el bronze), la roda, l'aixada, l'escriptura…, en un context d'intensificació del treball (desenvolupament de la producció artesana i explotació de la força animal). El període de la fi de l'edat del bronze i l’inici de l'edat del ferro (c. mil·lenni ii aC i mil·lenni i aC) veu la propagació de la metal·lúrgia del ferro, manualitats de materials vitris (ceràmica vidrada i vidre) i l'alfabet.
D’altra banda, les anàlisis diacròniques a llarg termini són menys evidents en els camps de la història demogràfica, econòmica, religiosa o intel·lectual, i la impressió d’estancament pot sorgir d’estudis sobre la història mesopotàmica. Això es deu principalment al fet que aquests fenòmens són més difícils d’estudiar des d’aquest angle. La documentació cuneïforme es distribueix de manera irregular en l'espai i el temps, documentant determinats llocs i períodes i només alguns aspectes de la vida de les persones, mentre que molts d'altres es queden en obscuritat documental a causa de les incidències de les troballes durant les excavacions, deixant moltes preguntes sense resposta per les possibilitats de fenòmens indocumentats. Però, fins a cert punt, les troballes de tauletes també revelen evolucions històriques; per exemple, la massa documental considerable datada del període d'Ur III es deu a les seves tendències burocràtiques i al desenvolupament de documentació privada a partir del mil·lenni ii aC, que indubtablement està lligat a un fenomen d’afirmació d’actors privats de l'economia. A més, sembla que molts esdeveniments estan vinculats a factors polítics i es veuen afectats per les fases de decadència que indueixen un reflux seguit d’una recuperació sense impedir les continuïtats. Així, la investigació sobre la naturalesa de l'economia mesopotàmica tracta principalment totes les qüestions estructurals, com ara el paper de les institucions i els diferents actors econòmics o la importància o no dels mecanismes de mercat (debat entre modernistes i substantivistes), en lloc d’un possible creixement econòmic, aproximat per un nombre reduït d'investigadors (sobretot els modernistes que defensen una economia més monetitzada i en creixement per al mil·lenni i aC) i considerats inversemblants per altres. Els sondejos arqueològics regionals, en particular al sud de Mesopotàmia, han donat lloc a interessants intents d’anàlisi diacrònica en l’àmbit demogràfic i econòmic (tot i que limitada per les dificultats d’aquest tipus d’exercicis), i en destaquen les tendències a llarg termini (en particular les diverses discontinuïtats, que són els períodes de retrocés d’ocupació probablement corresponents a crisis demogràfiques), també una tendència a la ruralització de l’hàbitat durant el mil·lenni ii aC, i un augment considerable de l'espai ocupat durant la recent i antiguitat tardana. El rastreig d'una història religiosa i intel·lectual es pot fer tenint en compte en particular la distribució de la documentació acadèmica, i es pot tenir la temptació de posar de manifest els desenvolupaments significatius del panteó i de determinades creences religioses, o de la redacció i estudi de textos literaris.
Per tant, és possible reconèixer en la història de l'antic Orient Pròxim, com ho fa Mario Liverani, les tendències a llarg termini cap a «l’ampliació de l'escala de les unitats polítiques, la millora de les tecnologies de producció (i també de destrucció), l’ampliació dels horitzons geogràfics, i també el paper creixent de les individualitats», alhora que s'identifica «una seqüència cíclica de creixement i col·lapse» que crea discontinuïtats.

### L'assiriologia i laBíbliahebraica
L'assiriologia s'instituí com a disciplina al segle xix. Durant els seus primers anys, l’assiriologia fou una mena de ciència auxiliar per a estudis bíblics, funcionant com a simple il·lustració dels passatges i narracions de la Bíblia hebraica, mentre que els estudis bíblics van romandre en gran part no històrics. Això es deu al fet que Mesopotàmia només era coneguda pels occidentals, fins aleshores, per dues fonts, considerades avui fins a un cert punt controvertides: la Bíblia i les fonts gregues, particularment les Històries d'Heròdot. A més dels estudis assiriològics que representen la Mesopotàmia en termes clarament etnocèntrics, contribuïren a l'enfortiment de la posició occidental a l'Orient, particularment pel que fa als interessos imperials d'estats com França, Anglaterra i Alemanya. Les peces arqueològiques, tractades com a relíquies per la seva connexió amb la història clàssica i sagrada, van ser portades com a trofeus a Europa, on encara romanen avui en dia.
Al segle xx, l’assiriologia respongué a la seva condició de ciència dependent amb teories radicals, que pretenien aïllar Mesopotàmia de l'estudi bíblic. Entre aquestes, hi havia les idees de Friedrish Delitzsch i les dels panbabilònics, que parlaven d’una suposada superioritat cultural mesopotàmica.
Actualment, tant els estudis bíblics com l’assiriologia tenen en compte els estudis comparatius com una manera d’entendre les societats antigues del Pròxim Orient. Tanmateix, cal tenir en compte el caràcter discursiu dels llibres històrics bíblics, com els grecs, a l’hora d’estudiar Mesopotàmia. La Bíblia de Jerusalem assenyala que els manuscrits hebreus tenien un significat particular per a la seva gent, que influí en la seva forma de narrar esdeveniments passats. Alguns llibres, com Ester (probablement una variant del nom accadi «Ixtar»), van adoptar un to molt «nacionalista» i narren fets que no són gaire creïbles des del punt de vista històric (com ara la promulgació d'un ordre d'extermini dels jueus pels aquemènides). A més, els crítics de la Bíblia assenyalen que la preocupació de les escriptures hebrees era d'un ordre teològic.
En relació amb els documents grecs, cal admetre diverses perspectives. Amelie Kuhrt, en un article titulat Mesopotàmia antiga en el pensament grec clàssic i hel·lenístic, destaca el fet que les narracions clàssiques sobre Mesopotàmia varien segons el propòsit de l'autor. Les Històries d'Heròdot, per exemple, són considerades «vagues», i la seva caracterització dels costums mesopotàmics es defineix per les normes gregues, com un mirall distorsionat.

### Hipòtesi de l'origen extraterrestre de les cultures mesopotàmiques
La sèrie de llibres de l'escriptor i pseudocientífic Zecharia Sitchin Les cròniques de la Terra, començant amb El 12è Planeta (1976), gira al voltant de la interpretació de Sitchin dels escrits antics sumeris i de l'Orient Mitjà, llocs megalítics, i artefactes del món. Ell va teoritzar que els déus de l'antiga Mesopotàmia eren en realitat astronautes del planeta Nibiru, el qual, segons Sitchin, els sumeris creien que era un remot «12è planeta» (comptant el Sol, la Lluna, i Plutó com planetes) associat amb el déu Marduk. Segons Sitchin, Nibiru continua orbitant el Sol en un cicle de 3.600 anys. Sitchin també suggeria que el cinturó d'asteroides entre Mart i Júpiter són els trossos restants de l'antic planeta Tiamat, que segons ell va ser destruït en una de les òrbites de Nibiru pel sistema solar. L'astronomia moderna no ha trobat evidències per donar suport a les afirmacions de Sitchin.
Sitchin sostenia que existien escrits sumeris que narraven la història de 50 anunnaki (habitants d'un planeta anomenat Nibiru), que vingueren a la Terra aproximadament fa 400.000 anys amb la intenció d'extreure matèria primera, especialment or, per transportar-lo a Nibiru. A causa del seu petit nombre, aviat es cansaren de la seva tasca i començaren a crear obrers per a les mines per mitjà d'enginyeria genètica. Després de moltes proves, eventualment crearen l'homo sapiens: «Adapa» (humà model) o Adam de la mitologia jueva. Sitchin afirmava que els anunnaki participaven activament en els assumptes humans fins que la seva cultura fou destruïda per catàstrofes mundials causades per l'abrupte final de l'últim període glacial, fa uns 12.000 anys. Veient que els humans havien sobreviscut i que tot el que havien construït havia estat destruït, els anunnaki van marxar de la Terra després d'haver donat als humans l'oportunitat i els mitjans de governar-se a si mateixos.

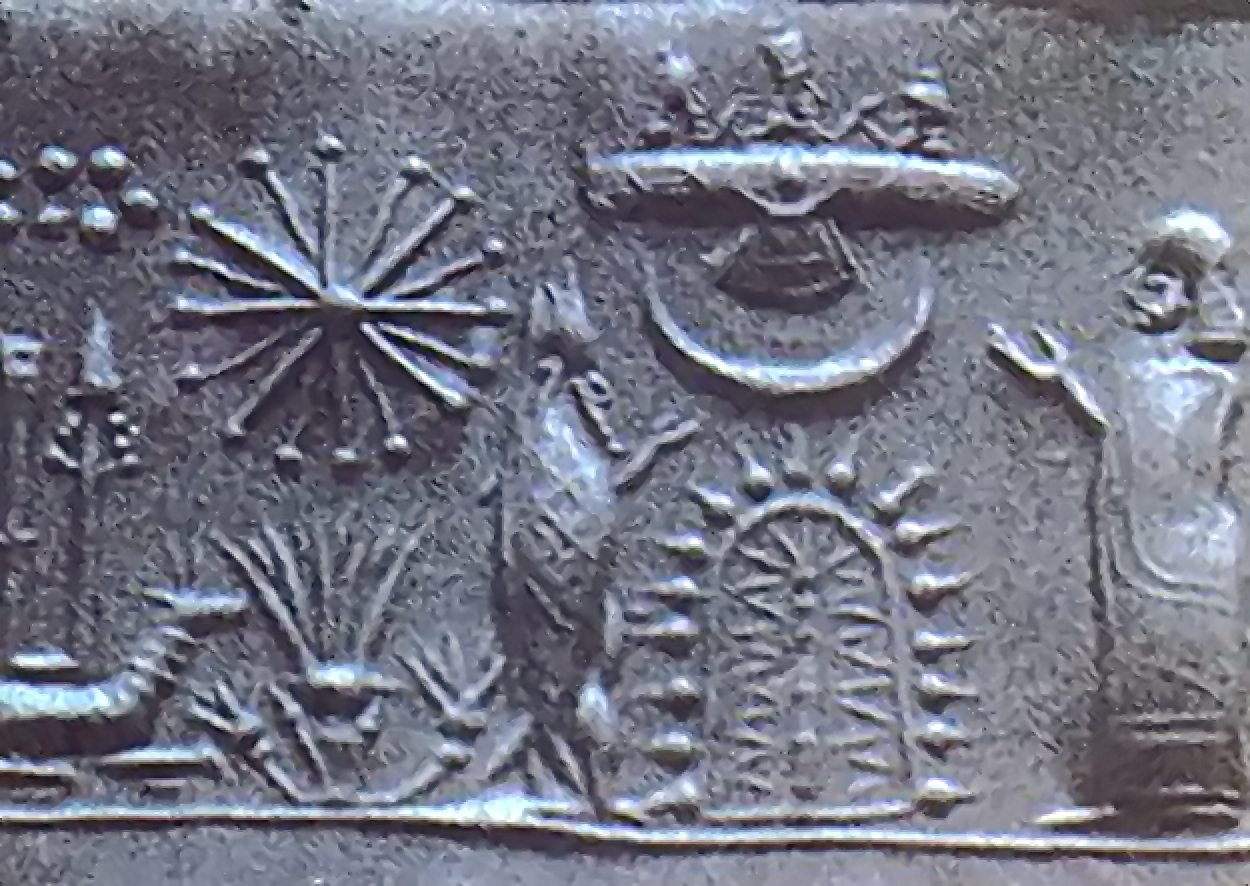
Impressió d'un segell cilíndric de Mesopotàmia en què apareixen Anunnaki
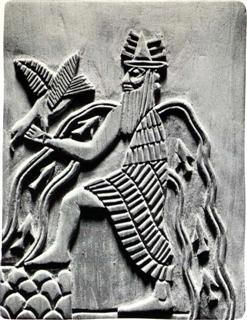
Imatge d'Enki (𒂗𒆠). Segons Zecharia Sitchin, Enki creà la humanitat mitjançant enginyeria genètica
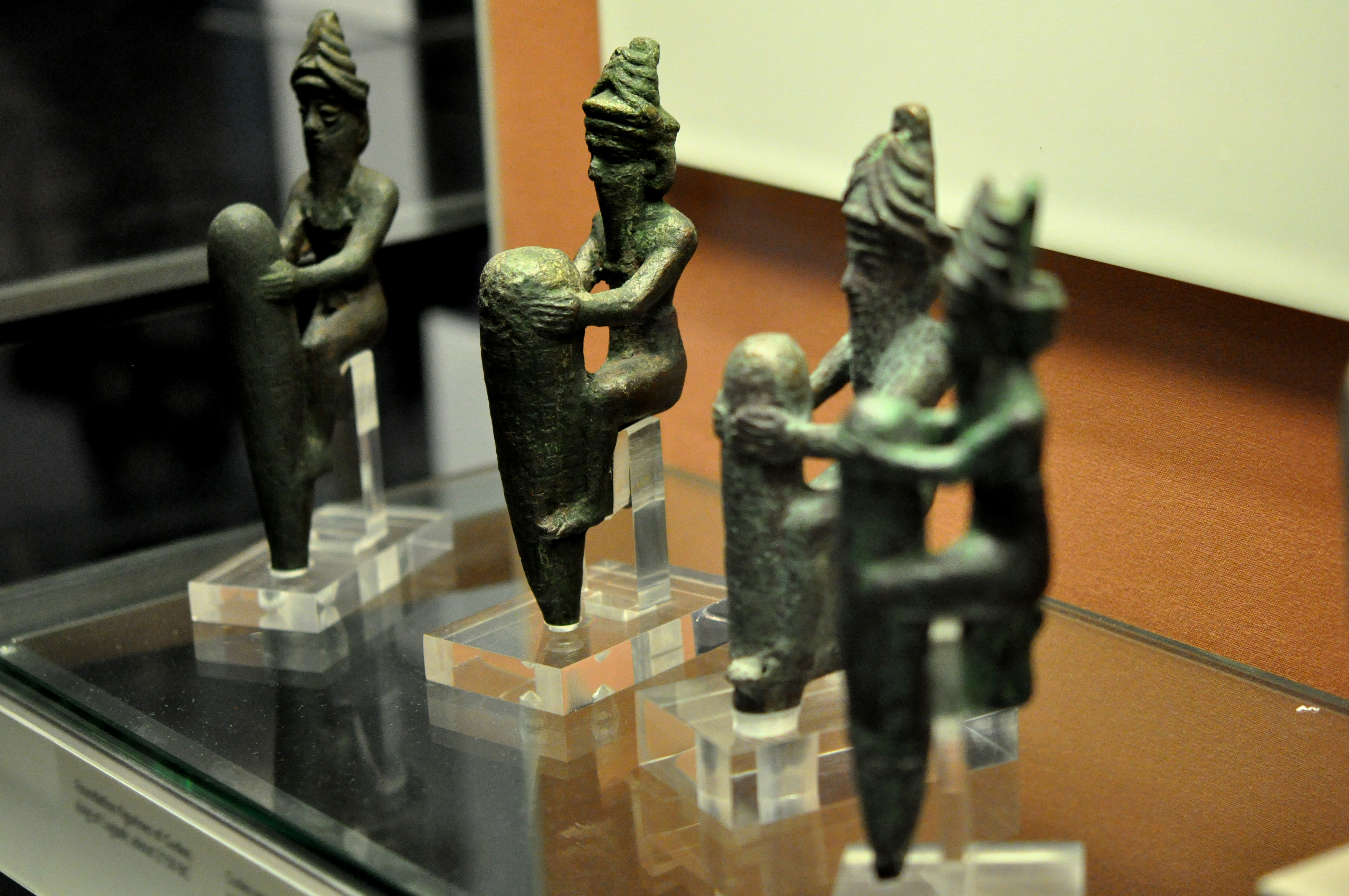
Quatre claus de fundació d'aliatge de coure que representen antics déus mesopotàmics (c. 2130 aC)

Sitchin va interpretar les traduccions en llengües modernes dels textos escrits en diverses tauletes d'argila que es troben en diferents museus de tot el món, encara que moltes són falses o inexistents, no documentades en cap font verificable externa al propi Sitchin. De les tauletes existents, va arribar a confondre textos en accadi amb textos en sumeri, i n'inventava les traduccions de manera lliure.
El treball de Sitchin no ha rebut suport d'erudits convencionals i ha estat criticat per professionals que han avaluat les seves teories. Els arqueòlegs i científics, en revisar les traduccions de Sitchin, les qualificaren d'especulatives i fantasioses, i van acabar per descartar-ne el treball. L'expert en llengües semítiques Michael S. Heiser ha trobat multitud d'errors i inexactituds en les traduccions de Sitchin, i va dir que moltes de les traduccions que Sitchin feu de paraules sumèries i mesopotàmiques no són consistents amb els diccionaris bilingües de cuneïforme mesopotàmic produïts per antics mestres de accadis. El professor Ronald H. Fritze, en el seu llibre Coneixement inventat: falsa història, falsa ciència i pseudoreligió, esmenta com a exemple de falsificació històrica l'afirmació de Stichin que el signe sumeri «dingir» (𒀭 ; Déu) significa «els purs dels coets fumejants», afegint que l'assignació de significats a paraules antigues per part de Sitchin és tendenciosa i sovint forçada. Fritze també critica la metodologia de Sitchin, assegurant que «quan els crítics han comprovat les referències de Sitchin, han trobat que aquest cita sovint fora de context, o trunca les seves cites per distorsionar l'evidència i provar les seves afirmacions. L'evidència és presentada de forma selectiva i tota evidència contradictòria és eliminada».
No obstant això, amb el pas del temps s'han unit a la teoria ufològica figures com el genetista Laurence Gardner, el geòleg Philip Schneider o el polític britànic David Icke. Alguns dels seguidors d'aquesta teoria postulen que el seu treball, encara que imperfecte, prepondera l'essència a la qual donen molta importància.

## Els primers pobles mesopotàmics
Les primeres comunitats que viuen en pobles apareixen a l'antic Orient Pròxim en el Neolític, a partir del final de l'últim període glacial i al començament de l'Holocè. Aquesta llarga fase de transició entre societats caçadores recol·lectores que viuen per «depredació» i societats sedentàries d'agricultors i ramaders que subsisteixen essencialment en la seva producció té lloc en diverses fases:
- el període conegut com a Epipaleolític final (el natufià del Llevant; conegut també com a «protoneolític») (c. 12000 - 10000 aC), veu l'inici de la sedentarització, amb l'aparició dels primers pobles, sovint hàbitats estacionals, sense domesticació de plantes ni animals;
- els períodes neolítics coneguts com a preceràmics o aceramics (c. 10000 - 7000 aC), veu l’inici de l'agricultura i la cria d'animals, però encara no hi apareix la terrisseria;
- les fases del Neolític ceràmic i les primeres fases de l’època del coure (calcolític) (c. 7000 - 4500 aC) van veure una expansió dels pobles, l’aparició d'artesania de la terrisseria, el desenvolupament de l’agricultura amb el desenvolupament del reg, els primers desenvolupaments de la metal·lúrgia, i les societats no són gaire diferents.

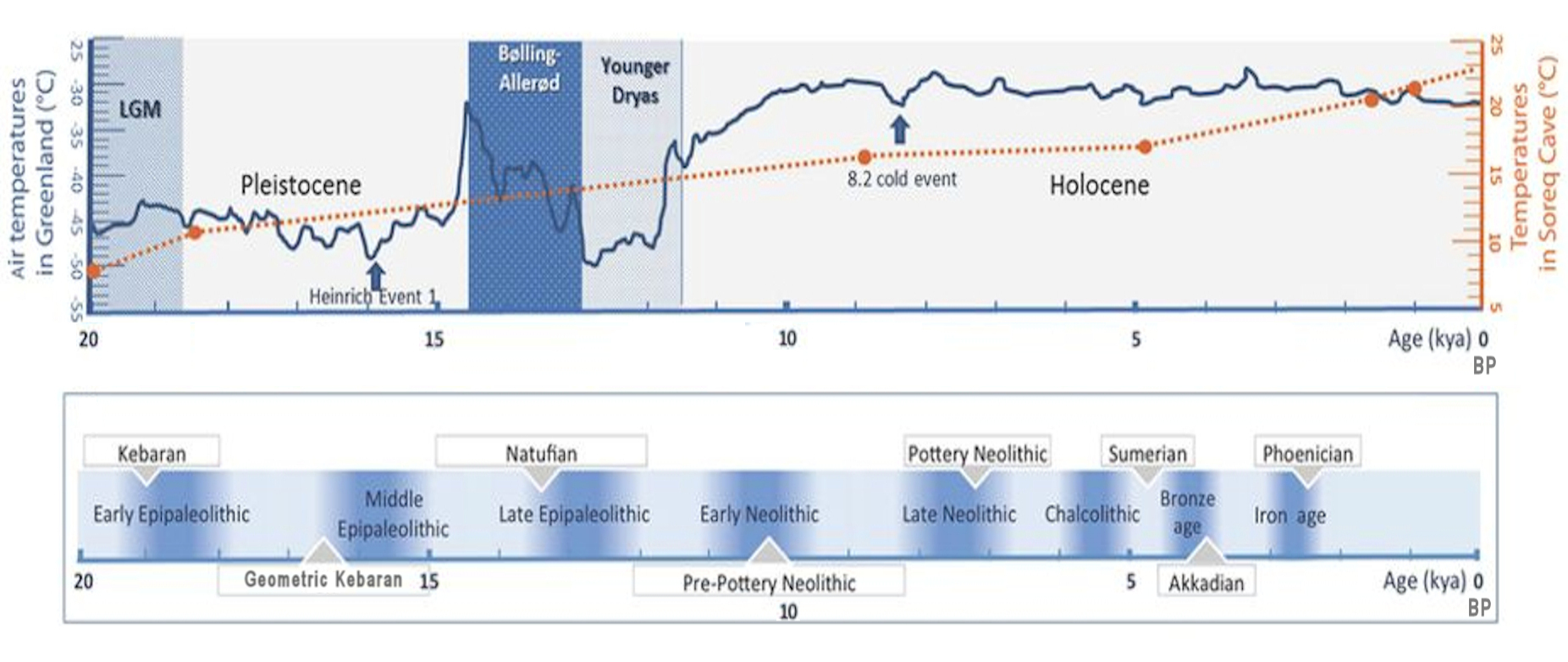
Evolució de les temperatures en el període post-glacial segons els nuclis de gel de Groenlàndia. El neolític preceràmic correspon al període d’escalfament de l'Holocè.

A Mesopotàmia, aquests períodes es testifiquen especialment al nord i al centre, perquè els llocs protohistòrics de la Baixa Mesopotàmia en aquest moment són difícils de comprendre a causa de les evolucions físiques de la zona, amb l'efecte del dipòsit d'al·luvions per part dels rius (a l'extrem sud, és un delta) que podria haver provocat una forta sedimentació, mentre que la línia de costa també es modificà per l'augment durant la transgressió postglacial que es produeix en aquest període. Per tant, els antics jaciments de la regió són enterrats sota el llim o les aigües marítimes.

### Els inicis del Neolític
L'Epipaleolític final (c. 15.000-10.000 aC) de l'Iraq correspon a la cultura de Zarzi, que cobreix el Kurdistan iraquià amb les coves de Zarzi, Palegawra, Shanidar B1 i B2, i Zawi Chemi, i també Zagros occidental. Aquests llocs són campaments estacionals, generalment sota un recer i sense construccions permanents (excepte una enigmàtica construcció circular a Zawi Chemi al final del període), ocupats per grups que practiquen la caça i la recol·lecció amb ampli espectre i utilitzen diverses eines, en particular micròlits de formes geomètriques i destrals de pedra polida.

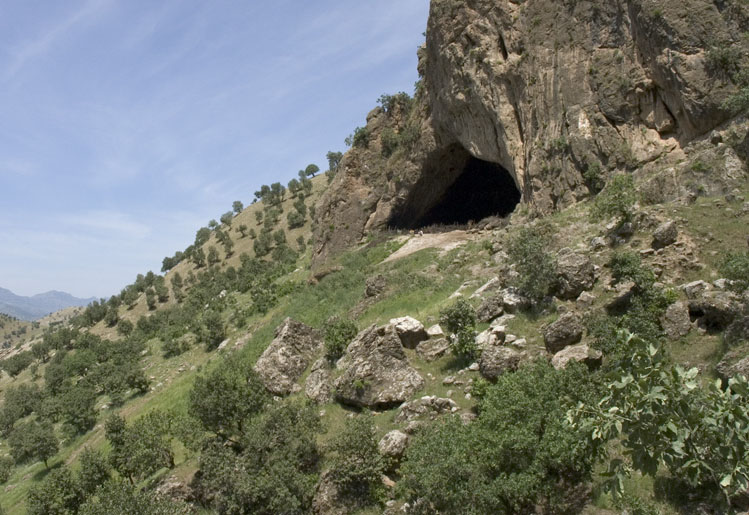
Cova de Shanida, on es desenvolupà la cultura de Zarzi
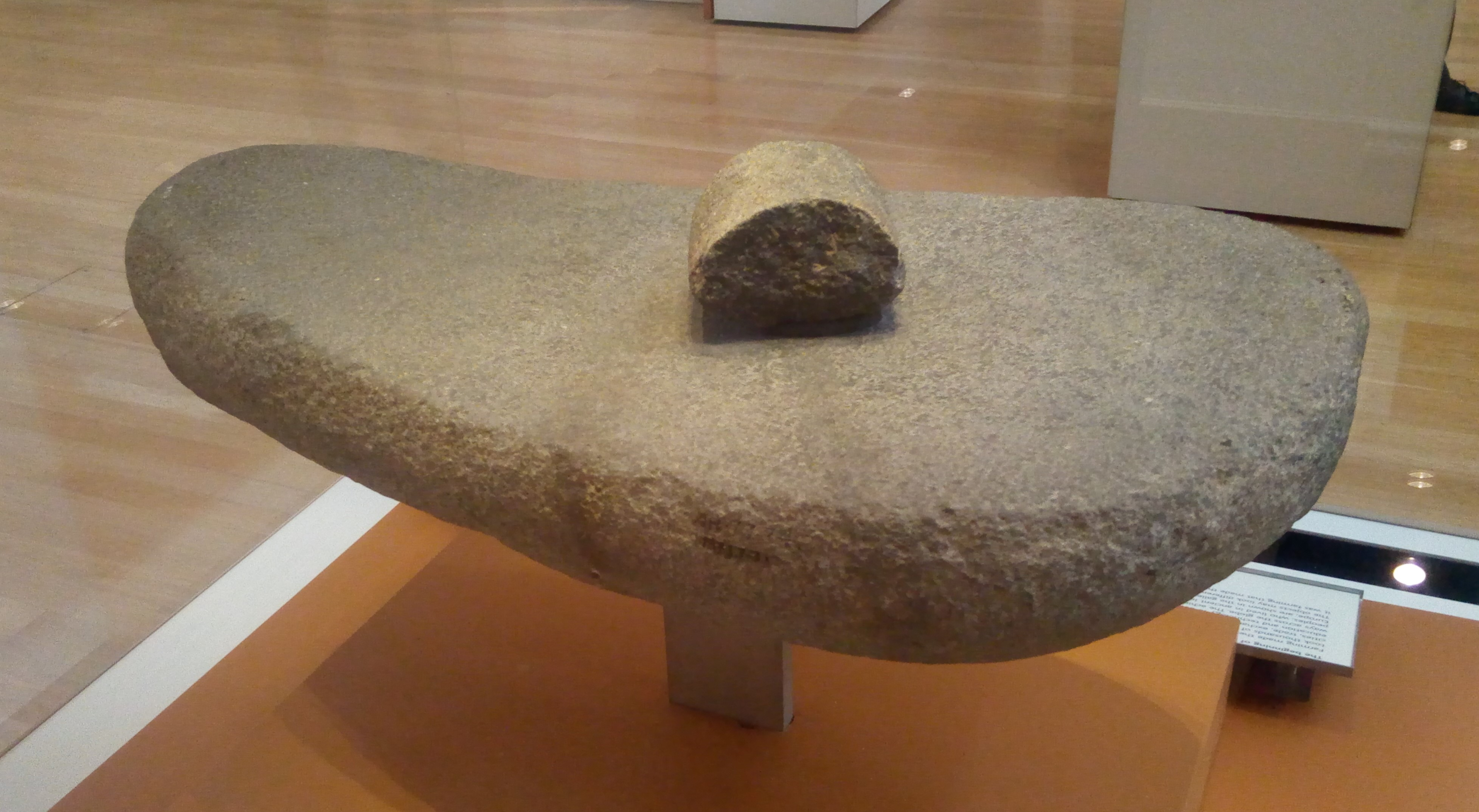
Pedra petita i gran per a la molta de gra trobada a Abu Hureyra (c. 9500-9000 aC). Museu Britànic
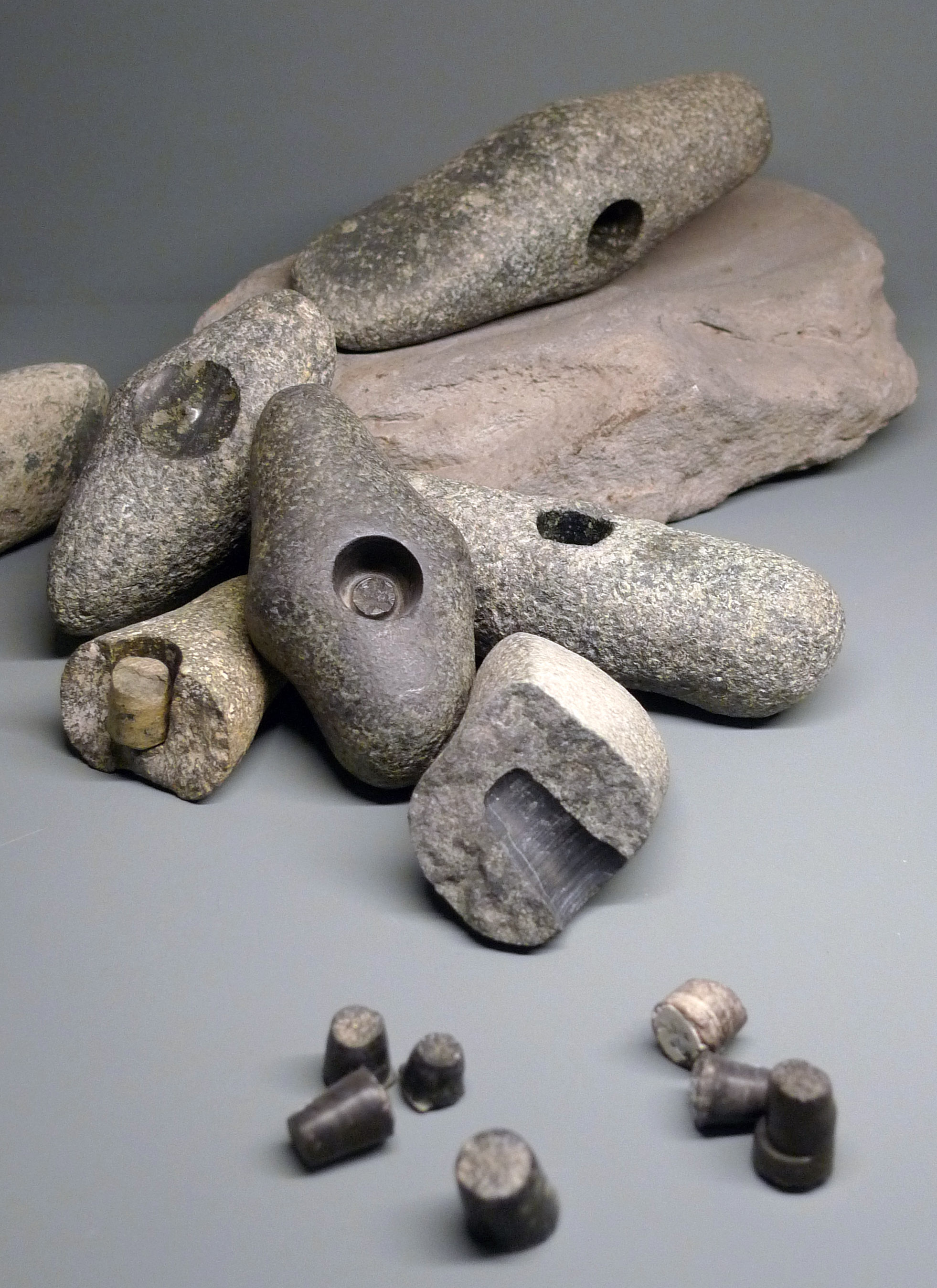
Destrals de pedra polida

L’època neolítica comença al nord de Llevant i al sud-est d'Anatòlia cap al 10000-9000 aC (neolític preceràmic A). A l'est, la zona de Zagros també experimentà desenvolupaments similars durant el mateix període. Aquest canvi es va anar fent més evident en el natufià (c. 10000-8300 aC), principalment a les àrees de Síria i Canaan. Entre 9300 i 4400 aC, les formes protoneolítiques ja predominaven en aquestes àrees, a més de començar a notar-se a Anatòlia i les muntanyes Zagros, regions totes perifèriques a l'àrea de Mesopotàmia.
En el cas del coneixement actual, limitat pel que fa a les poques excavacions arqueològiques, en particular a la plana al·luvial on en qualsevol cas són difícils per les condicions ecològiques, les experimentacions del Neolític primerenc no semblen preocupar-se de l'espai mesopotàmic, que no era un dels centres de la neolitització sinó un espai de difusió d’aquest procés. Molts llocs representatius del Neolític primerenc es troben a la seva vora, a la zona de l'Eufrates Mitjà (en particular Mureybet, Abu Hureyra i Jerf el Ahmar), que tenen hàbitats sedentaris permanents amb edificis comunitaris. Aquests grups humans, sens dubte, inicien les experimentacions decisives que haurien de conduir a la domesticació de plantes i animals (agricultura i ramaderia), que es constata amb certesa per al període següent al nord de Síria i als contraforts de les muntanyes del Taure, al voltant del 9000-7000 aC (neolític preceràmic B: Çayönü, Cafer Höyük, Mureybet, Abu Hureyra), també a l'oest de Zagros (Ganj Dareh, Sheikh-e Abad, Jani).

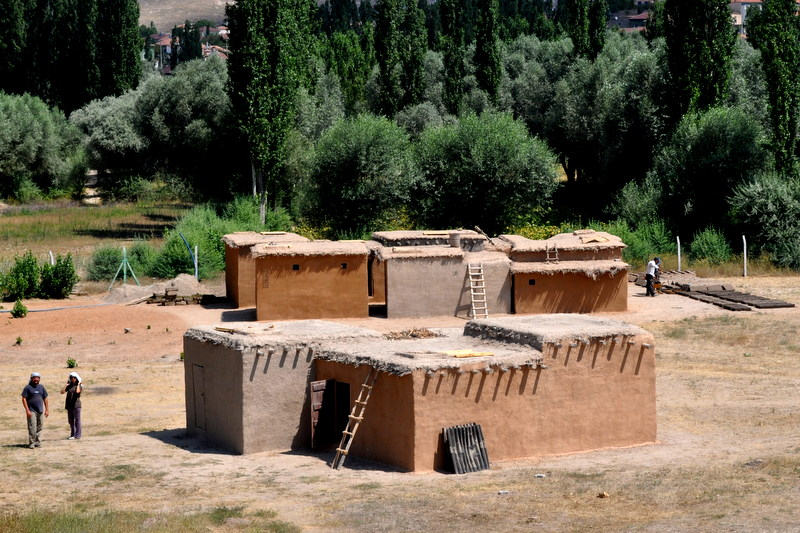
Reconstrucció d'una casa a Aşıklı Höyük, Alta Mesopotàmia, actual Turquia
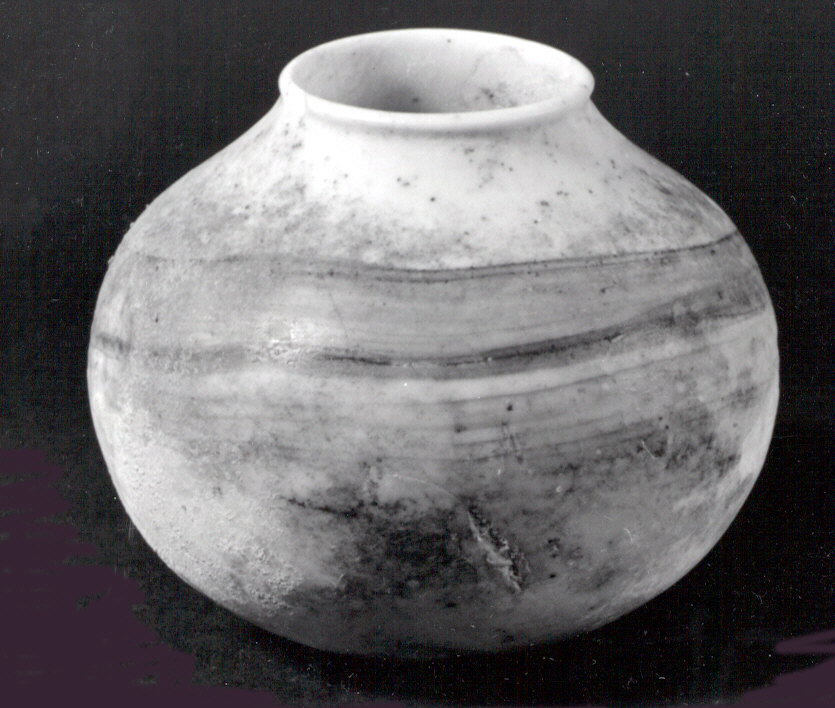
Gerra d'alabastre de calcita. Síria, finals del mil·lenni viii aC
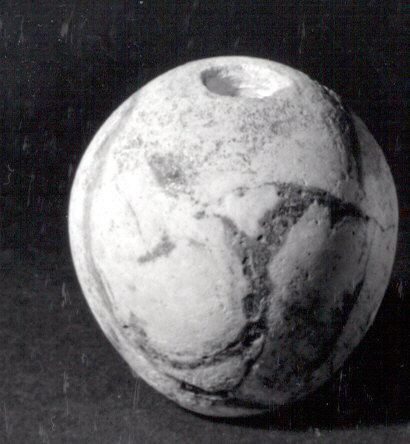
Cap d'una maça. Finals del mil·lenni viii aC
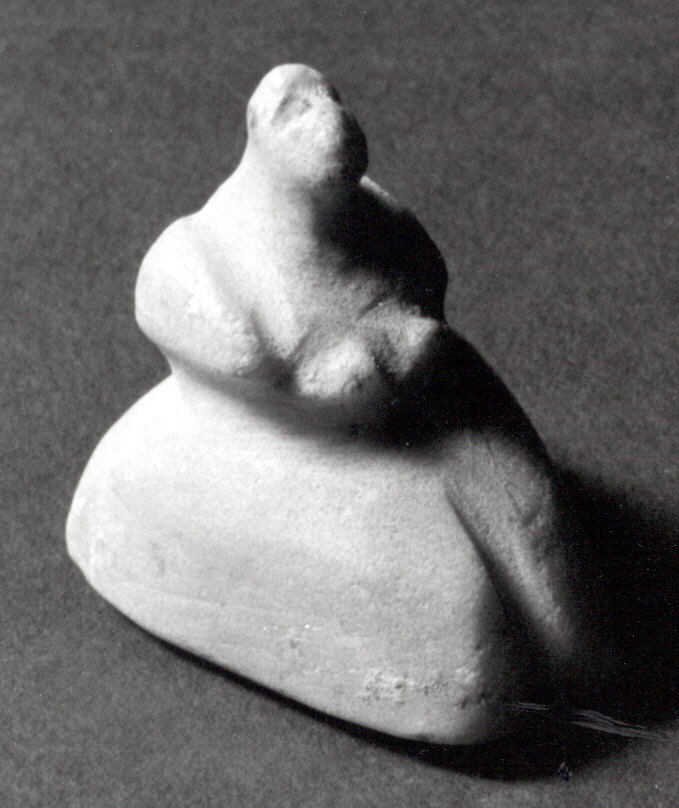
Estàtua d'una dona. Síria, mil·lenni viii aC

Els llocs de la primera fase del Neolític iraquià són coneguts de nou especialment pel Kurdistan; el petits campaments estacionals de Zawi Chemi, Shanidar B1 i Karim Shahir. És a partir de la següent fase que sembla que apareixen els primers pobles coneguts del nord de l'Iraq, situats a la confluència dels contraforts de Zagros i de l'estepa mesopotàmica nord: M'lefaat, Qermez Dere, Nemrik, Magzaliya. Es tracta de petits llogarets, on els habitants practiquen la caça i la recol·lecció junt amb l'agricultura i la cria d’animals, amb afinitats amb les cultures contemporànies del Llevant Nord i de Zagros.

### L’augment de les comunitats agrícoles
Els períodes del Neolític ceràmic comencen al voltant del 7000-5000 aC, amb l'eclosió de les primeres comunitats agrícoles i després el primers poblats que ocupaven cada cop més l'espai mesopotàmic. A l'interior de Mesopotàmia, l'agricultura i la ramaderia s'imposaren entre el 6000 i 5000 aC, suposant l'entrada de ple al Calcolític. Durant aquest període, les noves tècniques de producció que s'havien desenvolupat a l'àrea inicial del Neolític s'expandiren per les zones més tardanes, entre aquestes la Mesopotàmia interior. Això portà el desenvolupament de ciutats, entre les quals es trobaven Bouqras, Umm Dabaghiya i Yarim Tepe, i, més tardanament, Tell es Sawwan i Txoga Mami. Les cultures més característiques d'aquest període són les cultura Hassuna-Samarra (c. 5600 i 5000 aC), i Halaf, entre c. 6100-5200 aC.

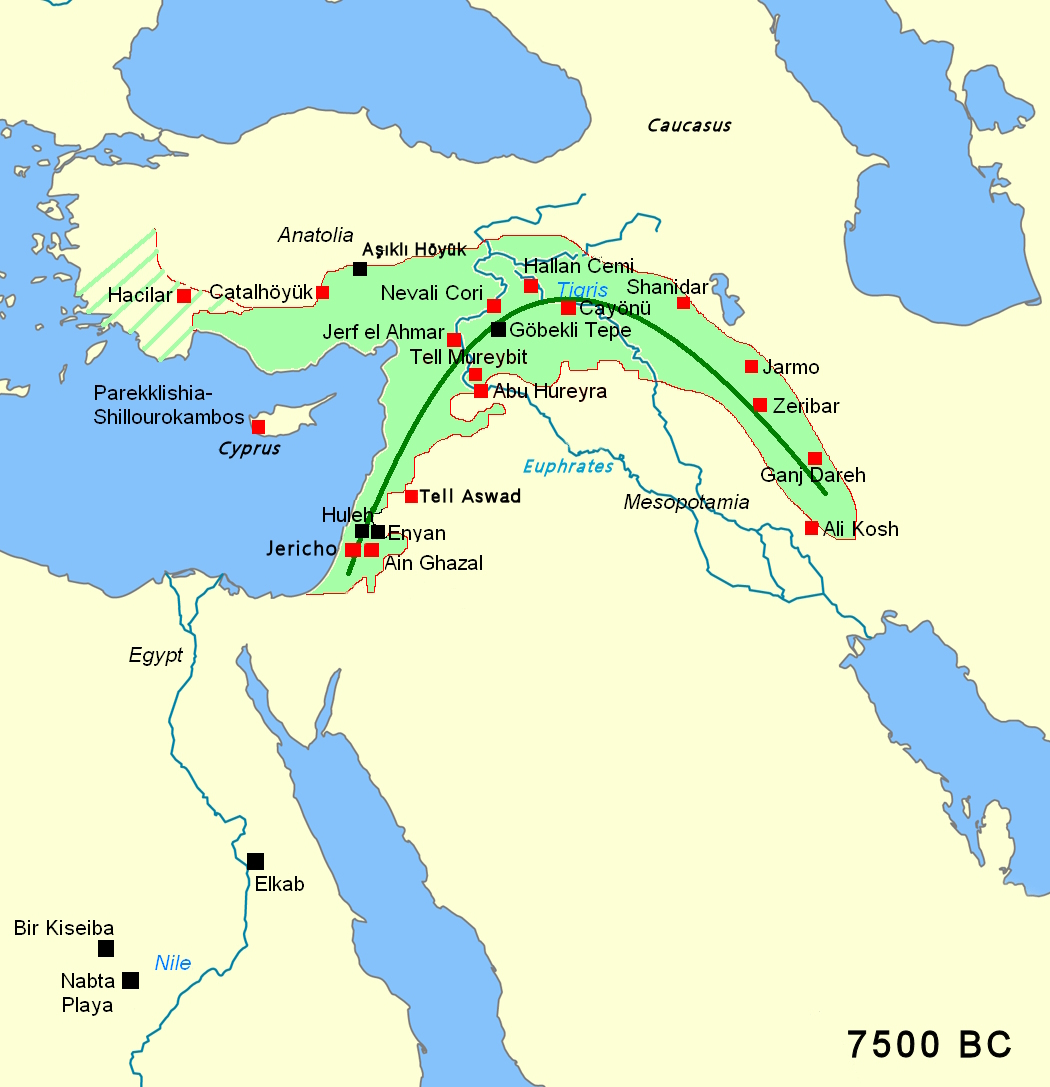
Àrea del Creixent fèrtil, c. 7500 aC, amb els principals llocs del Neolític preceràmic. La zona de Mesopotàmia encara no estava colonitzada pels humans
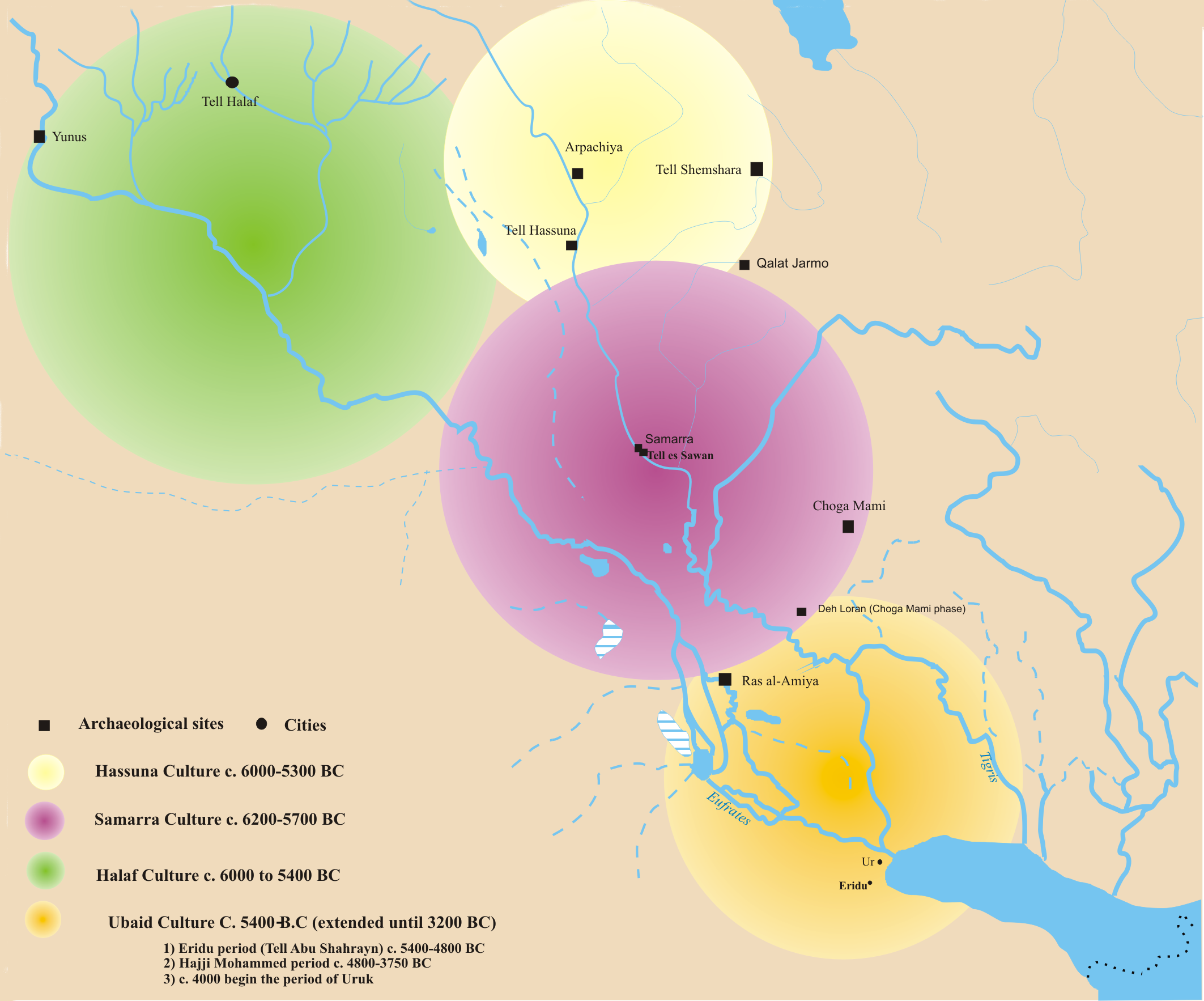
El desenvolupament de Mesopotàmia entre els mil·lennis vii i v aC se centrà al voltant de la cultura Hassuna al nord, la cultura d'Halaf al nord-oest, la cultura de Samarra al centre de Mesopotàmia i la cultura d'Obeid al sud-est, que després s'expandí per tota la regió
Localització aproximada de les cultures hassuna-samarra i cultura d'Halaf durant el denominat període 6[Nota 1]

Els primers jaciments neolítics amb material ceràmic daten del voltant del 7000-6500 aC (la fase de proto-Hassuna). Jarmo, situat a les altures del Kurdistan iraquià, presenta així un testimoni de l’aparició de la terrisseria. El seu ús s'estén molt ràpidament. El lloc principal al principi del mil·lenni vii aC, a les regions baixes de l'Alta Mesopotàmia, és Umm Dabaghiya, un poble format per diverses cases rectangulars situades en una zona estepària, que té similituds amb els jaciments contemporanis de l'Eufrates sirià, sobretot amb Bouqras.
El període d'Hassuna (c. 6500-6000 aC), que pren el nom de Tell Hassuna (lloc proper a Mossul), cobreix el nord de la Mesopotàmia del Kurdistan fins a l'Eufrates. Els llocs de l'època (Hassuna, Yarim Tepe) inclouen les primeres construccions de maons, així com forns de terrissers més grans que abans, i graners col·lectius.

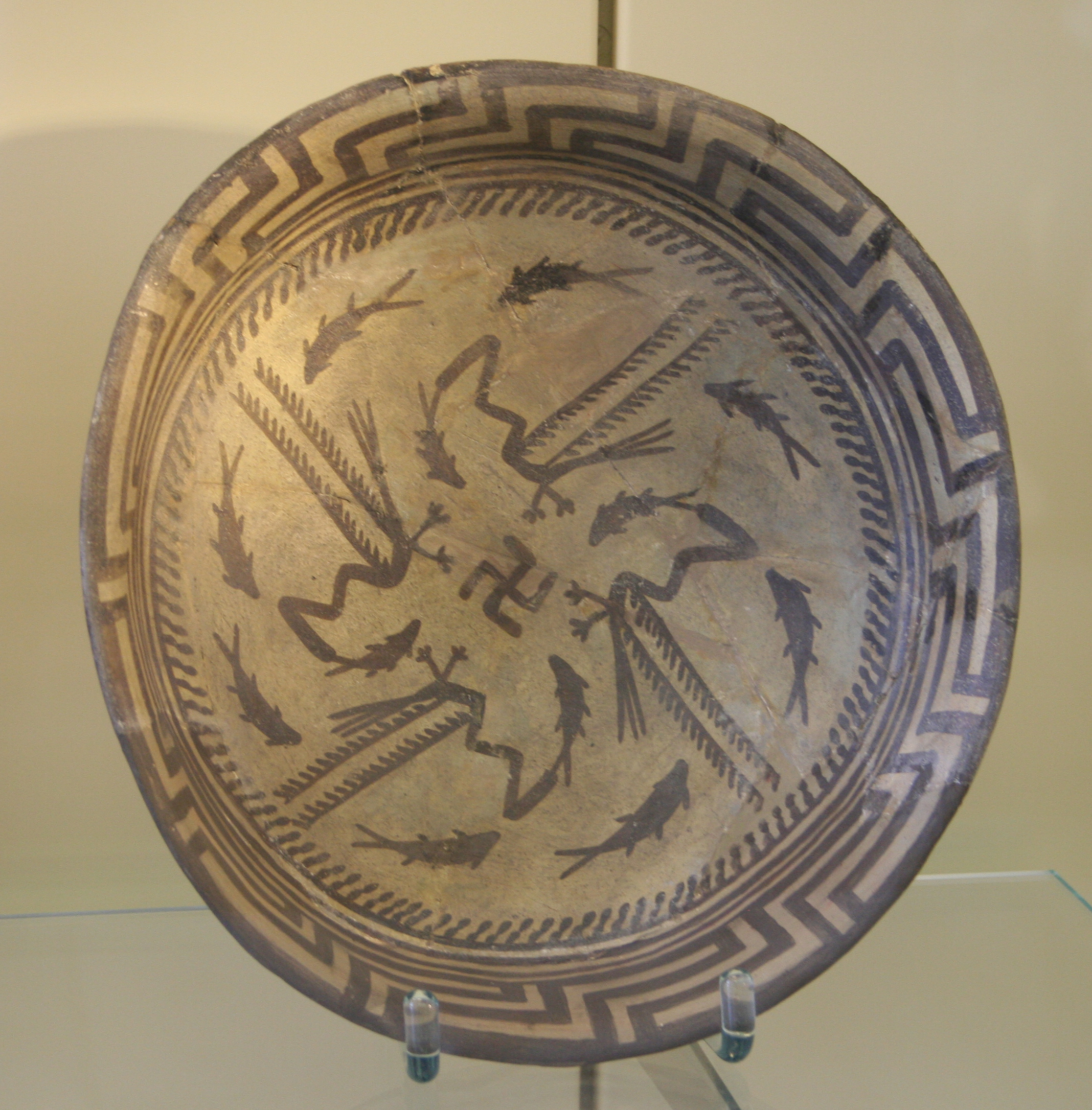
Plat pintat del període de Samarra. Museu de Pèrgam
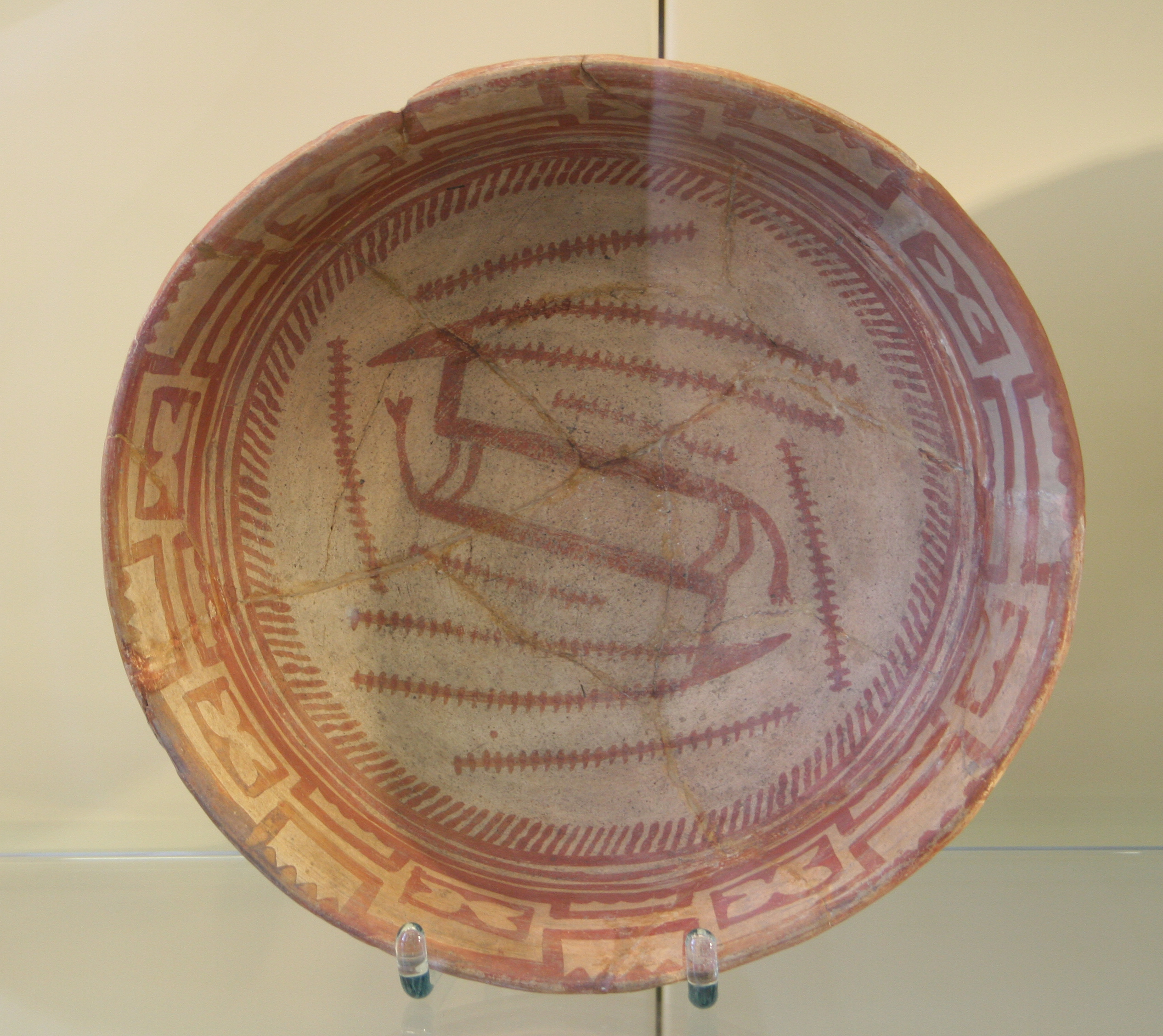
Plat pintat del període de Samarra. Museu de Pèrgam
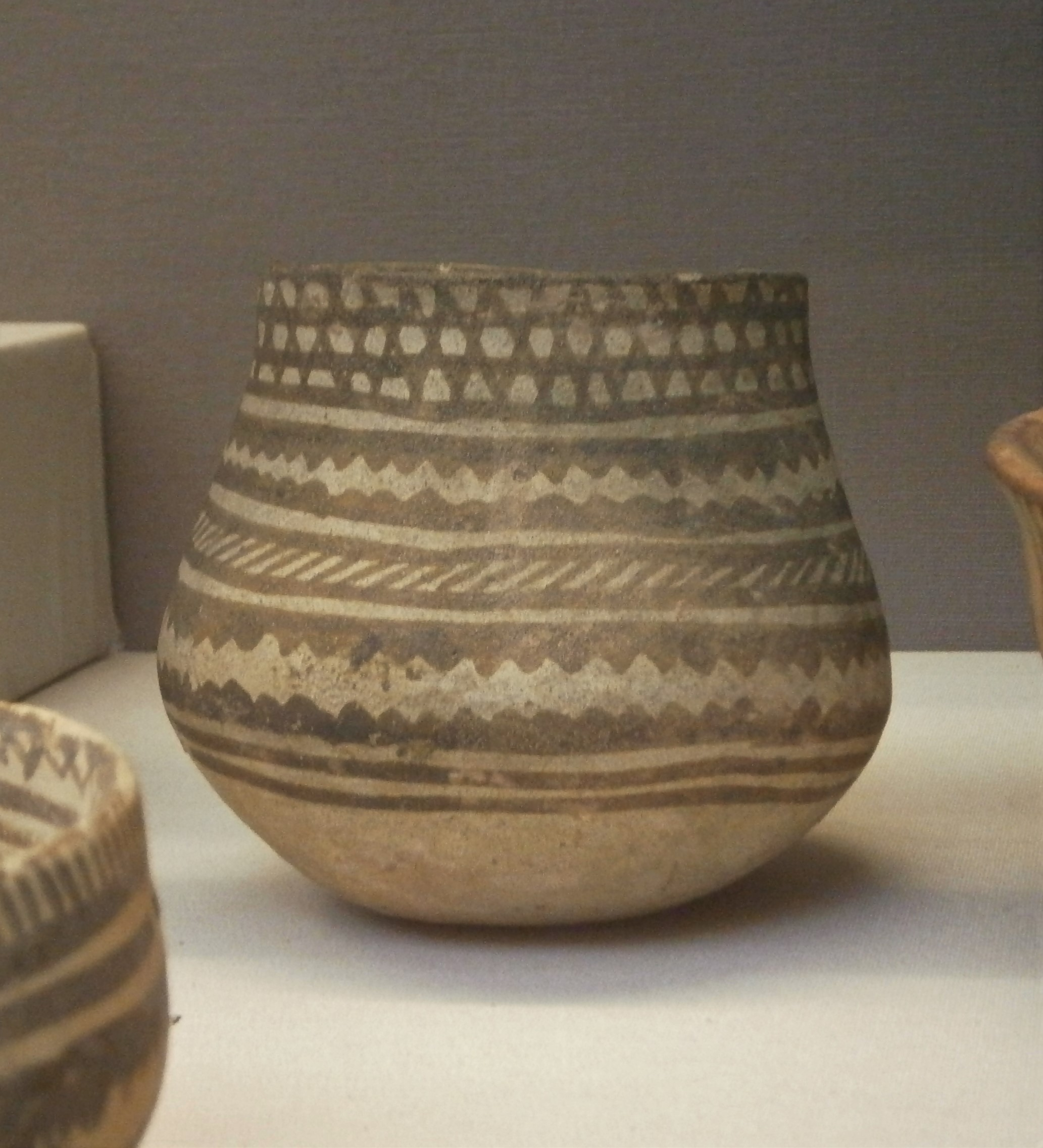
Gerro decorada amb pintura del període de Samarra. Museu Britànic

Presenten en les seves fases recents l'evolució cap a la cultura de Samarra (c. 6200-5700 aC), coneguda gràcies als jaciments de Tell es-Sawwan i Txoga Mami, a la Mesopotàmia central. Va veure el desenvolupament de ceràmica pintada d’alta qualitat, maó modelat que va permetre la construcció de residències més homogènies, i els primers testimonis de la pràctica de la irrigació.

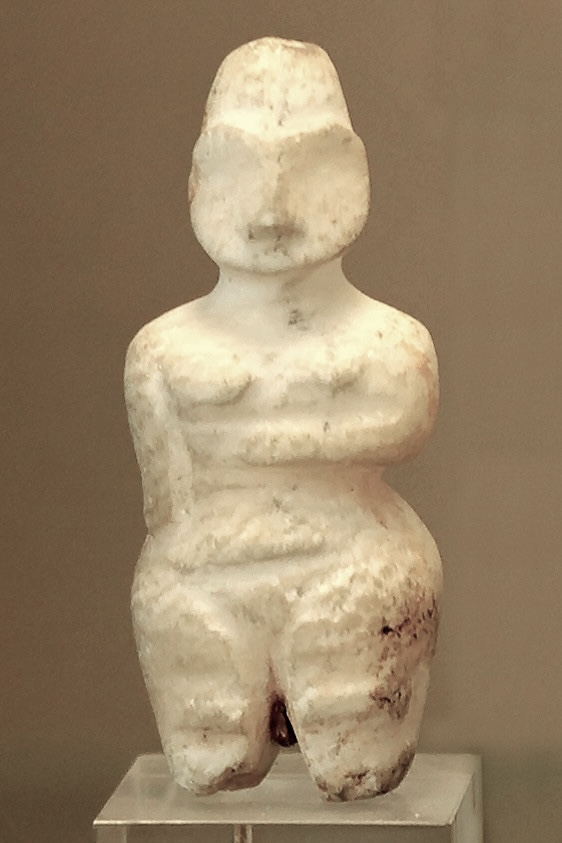
Figura femenina d'alabastre, Tell es-Sawwan, període de Samarra. Museu del Louvre
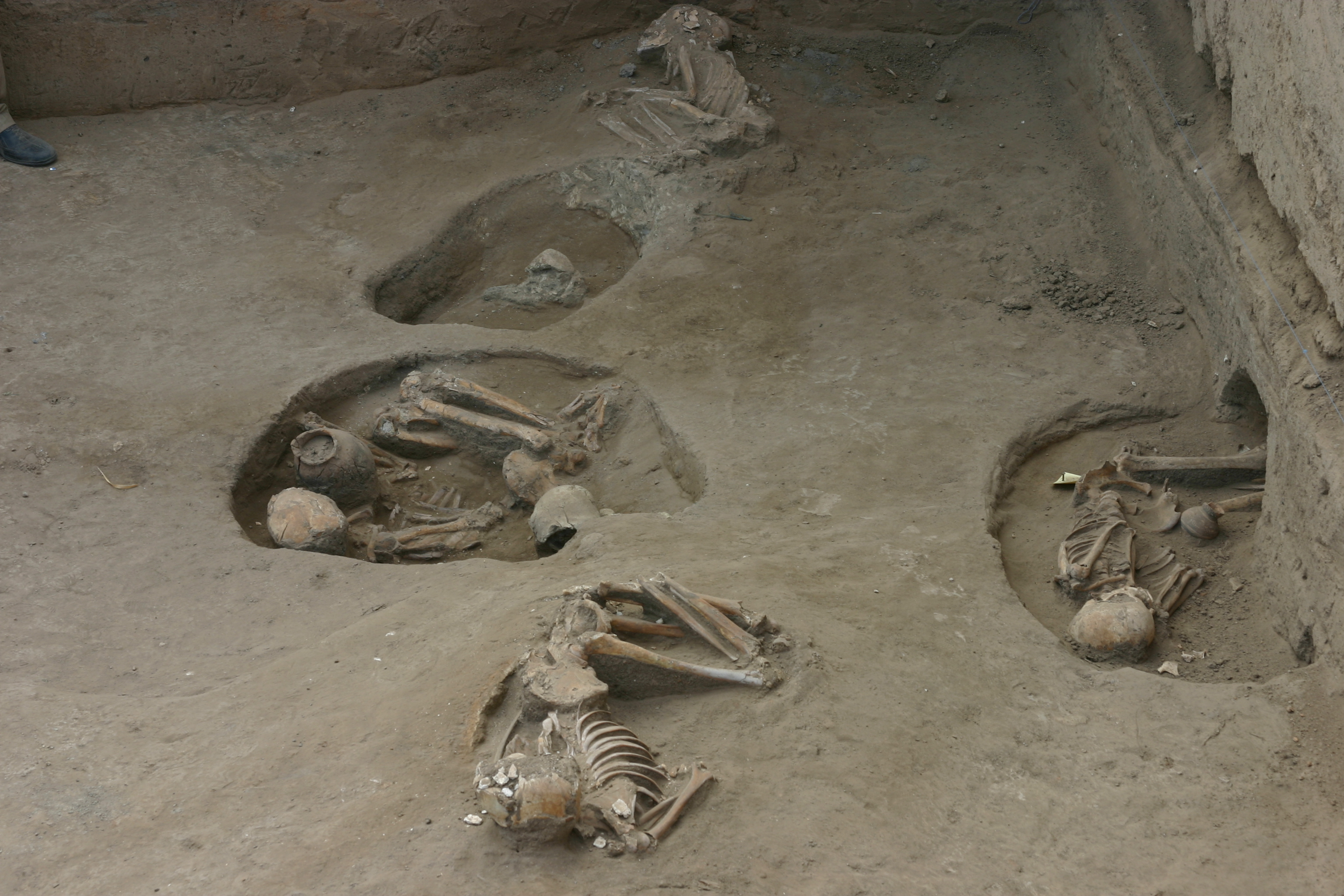
Esquelets i ceràmica, Tell Sabi Abyad

Al nord de Mesopotàmia apareix la cultura d'Halaf (c. 6100-5200 aC), el cor del qual es troba a l'Alta Djézireh (on són Tell Halaf, Tell Sabi Abyad, Chagar Baçar) i que s'estén pel nord de l’actual Iraq (zona de Nínive, Tepe Gaura, Arpachiyah, Yarim Tepe) i també al nord de Síria (Yunus Höyük) i al sud-est d'Anatòlia (Domuztepe). Es caracteritza sobretot per la seva ceràmica pintada amb motius geomètrics, que es troba en un ampli espai que va de Zagros a la Mediterrània; les seves construccions circulars de tova (caracteritzades com a «tholoi» per Max Mallowan), l'ús d'obsidiana (importada de l'est d'Anatòlia) i els primers testimonis d'ús de segells.

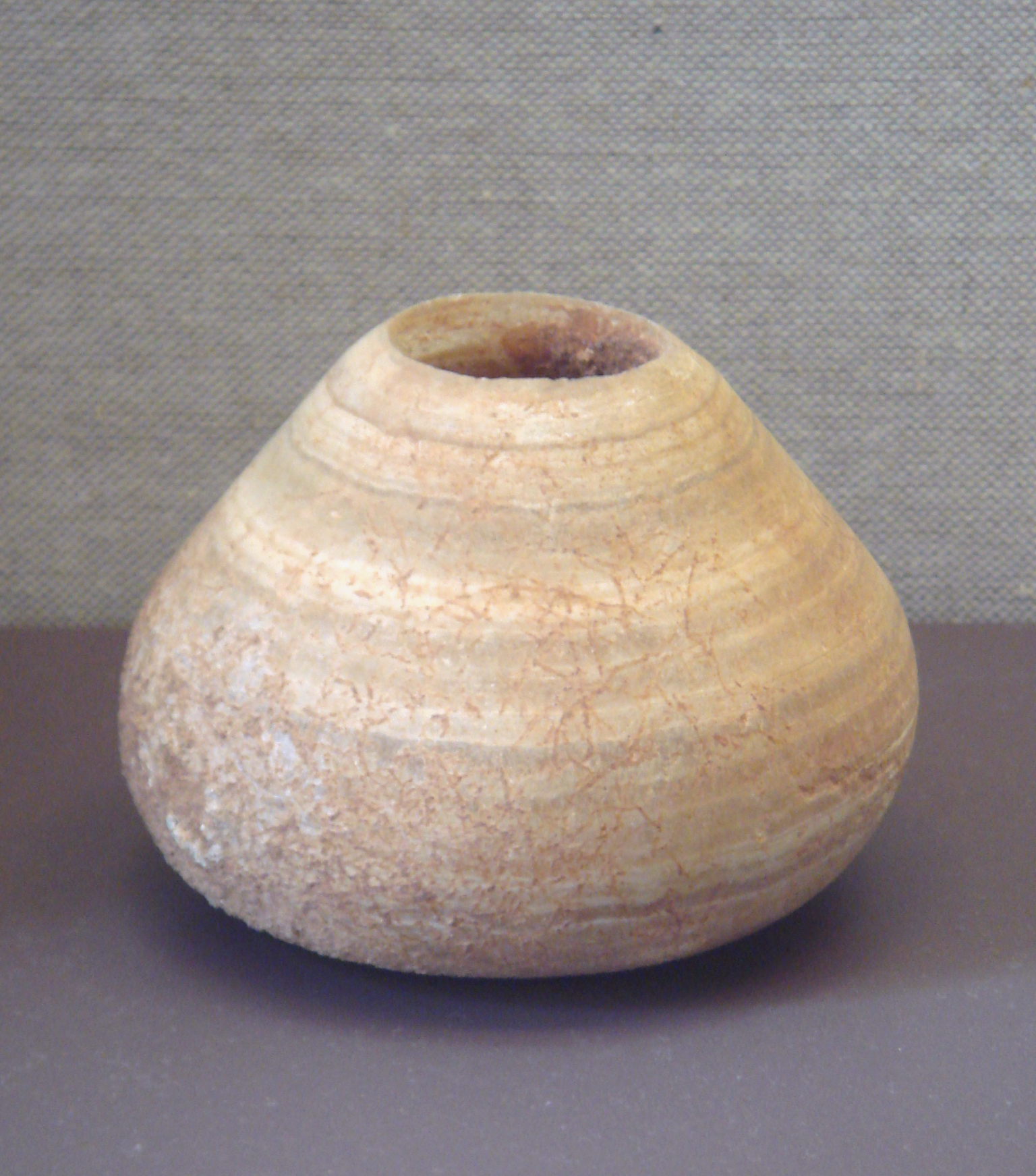
Pot d'alabastre de la zona de l'Eufrates mitjà, 6500 aC. Museu del Louvre
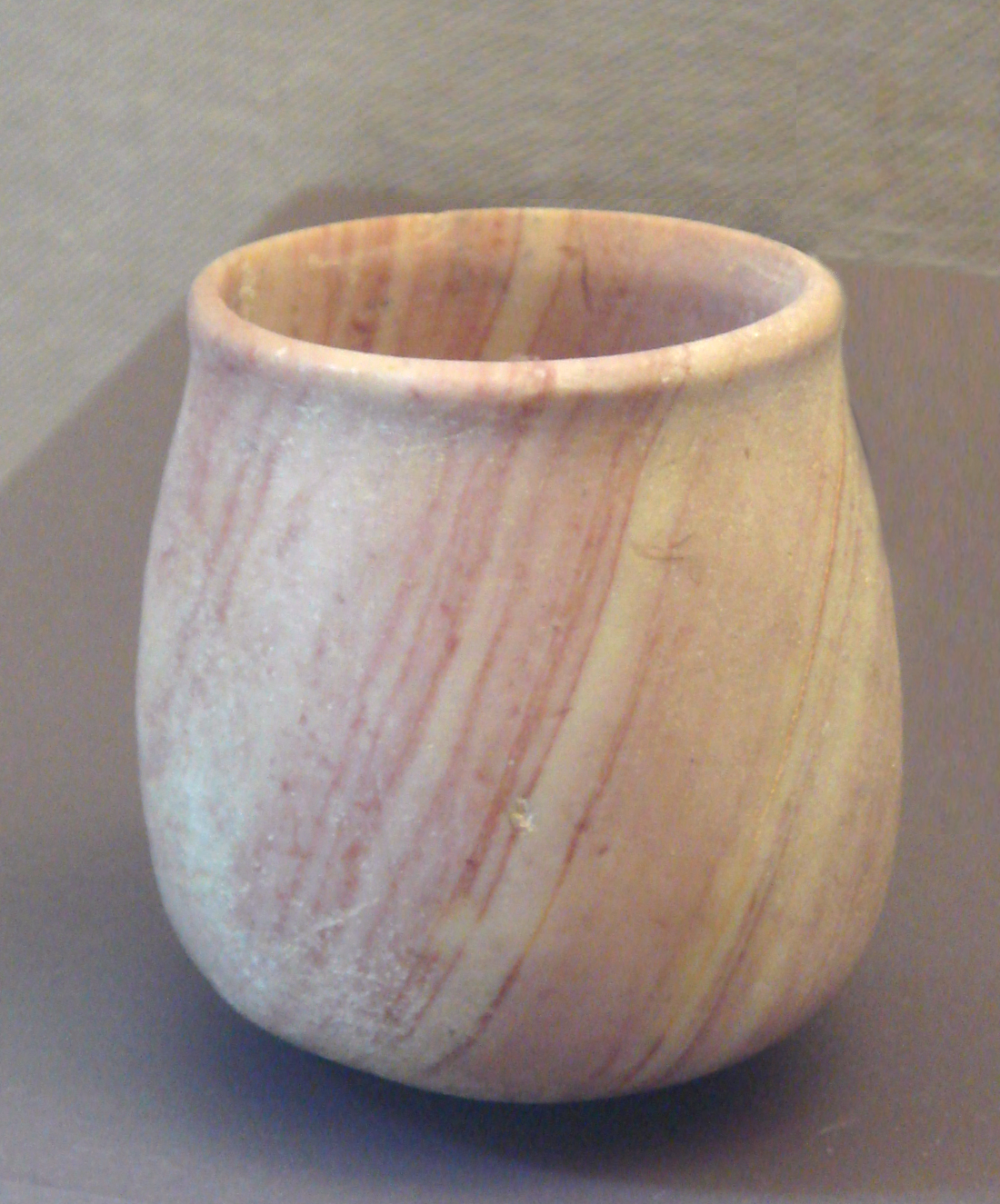
Pot d'alabastre de la zona de l'Eufrates mitjà, 6500 aC. Museu del Louvre
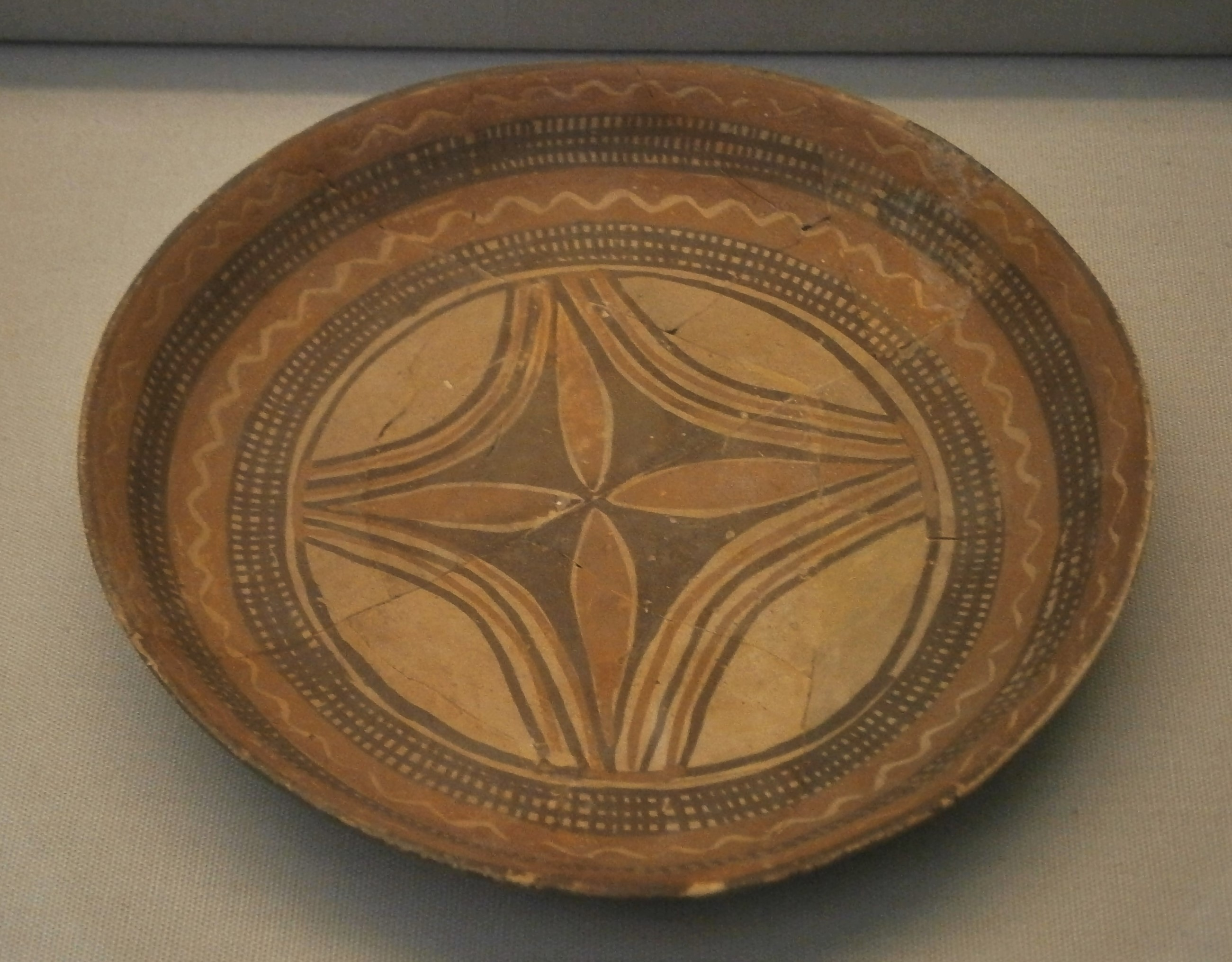
Plat decorat amb pintura, Halaf tardà (c. 5600-5200 aC.), Tell Arpachiyah. Museu Britànic
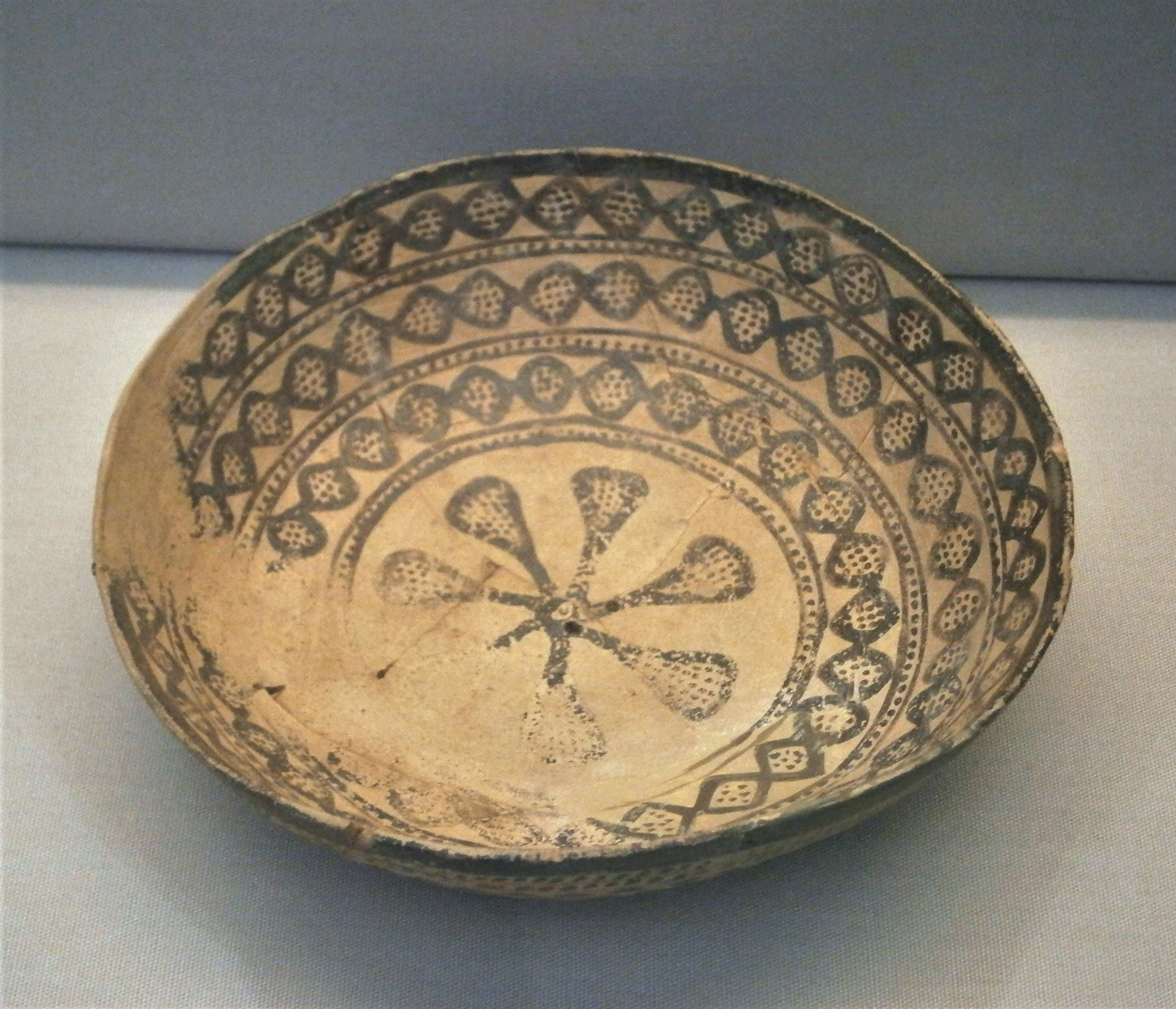
Bol decorat amb pintura, Halaf tardà (c. 5600-5200 aC.), Tell Arpachiyah. Museu Britànic
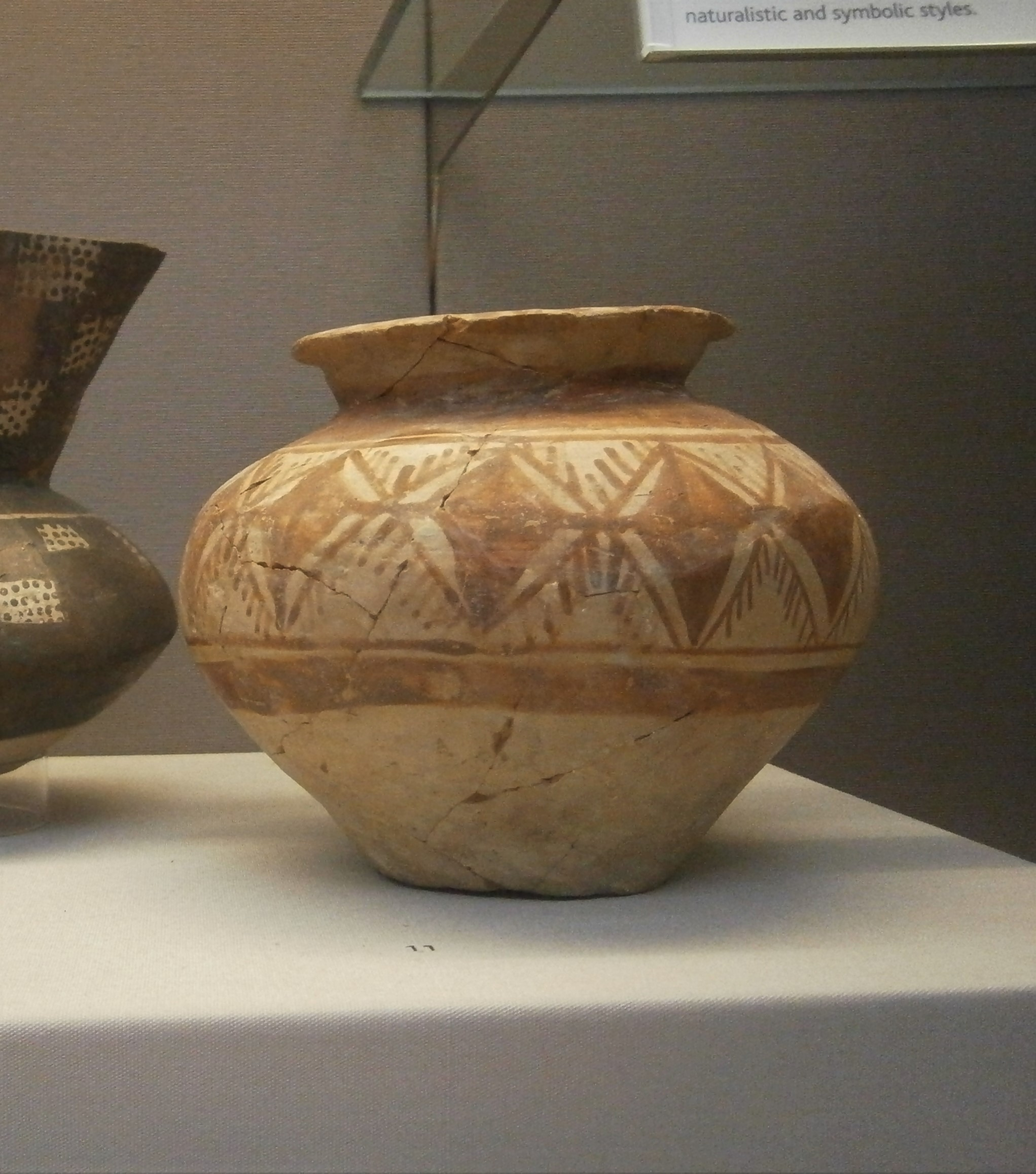
Gerra decorada amb pintura, Halaf tardà (c. 5600-5200 aC.), Chagar Bazar. Museu Britànic
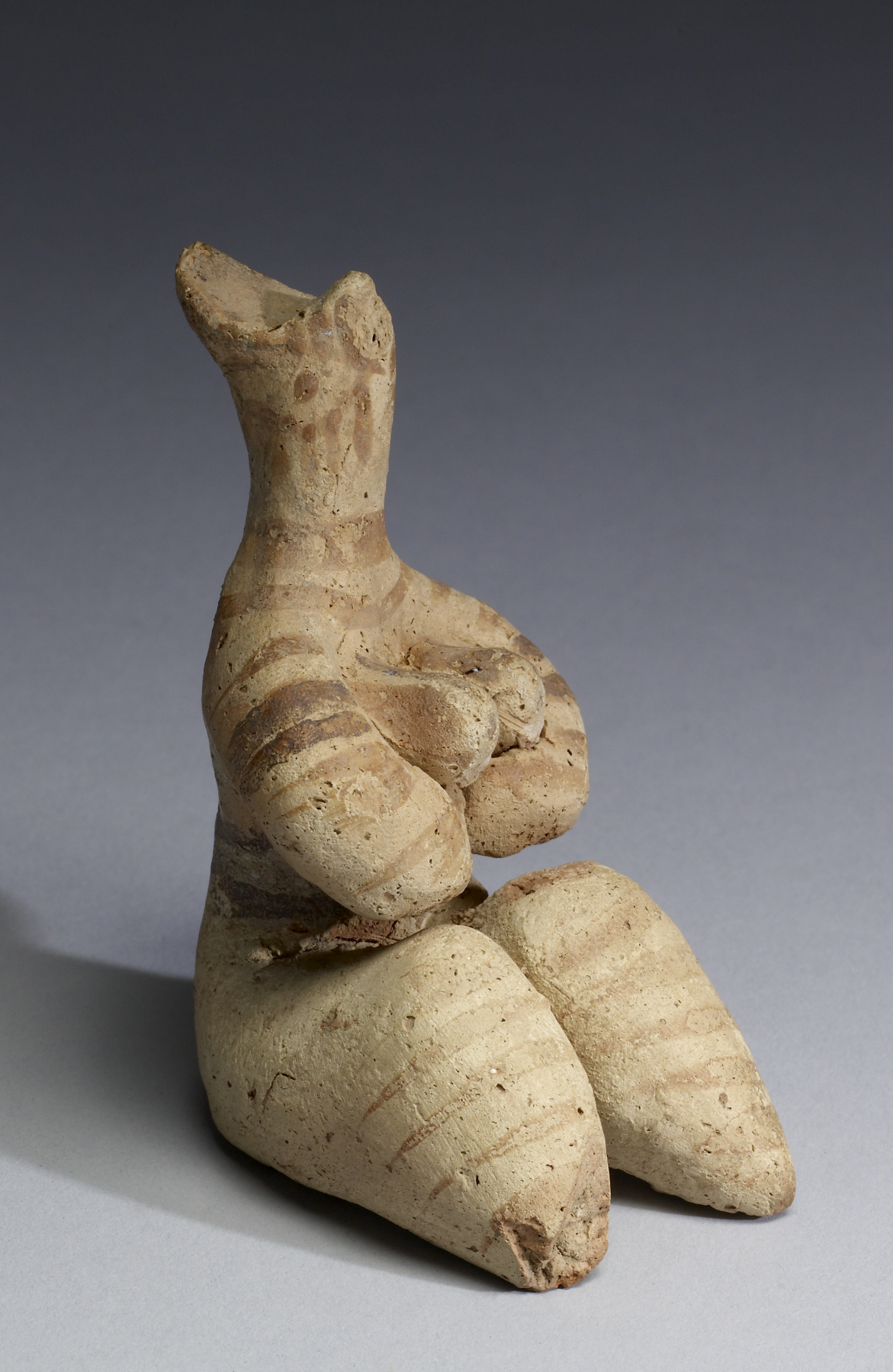
Figura femenina de terracota de Tell Halaf. Walters Art Museum

A la Baixa Mesopotàmia contemporània, el poble més antic conegut és Tell el-'Oueili, documentant els inicis de la cultura d'Obeid (fase Obeid 0, c. 6200-5900 aC). Tenia grans habitatges i graners, els seus habitants practicaven l'agricultura de regadiu i la pesca.
Se suposa que els sumeris van arribar des del nord-oest vers el 4000 aC, i van substituir les poblacions locals o s'hi barrejaren.

### El desenvolupament i difusió de la cultura d’Obeid

Mapa de l'extensió de la cultura d'Obeid

L'extensa cultura d'Obeid (c. 6500-3900 aC), originària del sud de Mesopotàmia, és el primer complex cultural que s'estén per gairebé tota la Mesopotàmia. És un període caracteritzat inicialment pel seu lloc homònim (Tell al-'Ubaid), situat a prop d'Ur, i la periodització del qual es basa sobretot en les excavacions del sector sagrat d'Èridu (Tell Abu Sharein) i els descobriments de Tell e-'Oueili pels seus inicis. El començament d'aquesta etapa coincideix aproximadament amb l'entrada a la regió de nòmades provinents de les muntanyes Zagros. Durant aquest període les ciutats van créixer en població i les seves estructures socials van sofrir grans canvis.
Obeid romangué en una societat relativament igualitària fins al voltant del començament del mil·lenni v aC, quan comença el seu període tardà, que veu una acceleració de la complexificació política i social durant el seu període final (c. 4400-4000 aC), fins i tot mostra trets «protourbans» (vegeu més avall).
Les fases, que de vegades són designades amb el nom dels jaciments de Tell el-'Oueili i Èridu (o Hajji Muhammad), c. 6500-5300 aC (o fases d’Obeid 0, 1 i 2), són les més antigues per les quals es coneix una ocupació a la Baixa Mesopotàmia, testimoni d'una cultura que presenta afinitats amb l'estat tardà de Samarra. La majoria dels jaciments d’aquest període probablement estan enterrats sota els sediments portats pels rius que conformaven el delta mesopotàmic i, per tant, no són visibles a la superfície, cosa que explica per què generalment no es podrien localitzar, amb algunes excepcions (Tell al-'Ubaid, Èridu i Tell el-'Oueili, també Hajji Muhammad i Ras al-Amiyah (que es descobriren accidentalment en pedreres) i Tell Abada al Jebel Hamrin). Sens dubte, aquest període correspon a una expansió de l'agricultura de regadiu en aquesta zona, malgrat que el clima era aparentment més humit que l'actualitat i no necessitaven tècniques hidràuliques complexes i, sens dubte, també afavoriria l'explotació de recursos d'aiguamolls i altres zones humides (peixos, canyes), que és un altre factor important en el desenvolupament de les comunitats humanes al sud de Mesopotàmia. Les bases de la futura arquitectura mesopotàmica també s'assenten amb la construcció d’edificis d’un pla tripartit, organitzats al voltant d’un espai central delimitat a dos vessants per parts secundàries. Trobem estructures col·lectives ja presents anteriorment (graners, cases comunitàries) i l’arquitectura monumental (sagrada o laica), que sembla sorgir amb la construcció temples a Èridu o l’Edifici A de Tell Abada. Inicialment aquests edificis tenien la forma de terrasses, edificis de planta rectangular i sostre pla, i són l'origen dels ziggurats, formats per la superposició de diverses terrasses d'amplària descendent. A les necròpolis del període no s'aprecien desigualtats socials marcades, tot i que en aquest període apareix una gran complexificació professional, per exemple amb la presència d’espais per a terrissers i les innovacions tecnològiques amb els primers objectes de terrisseria al voltant de mil·lenni vi aC.
Al nord, la segona meitat del mil·lenni vi aC està marcat per una transició de les cultures hereves de Samarra i Halaf cap a un material ceràmic i edificis rectangulars tripartits, similars als de la cultura meridional d'Obeid: comença el període «Obeid del nord» (c. 5200 -3900 aC). Els trets culturals obeidians es troben als principals jaciments del nord del període: Arpachiyah i Tepe Gaura, situats a prop de Mossul, Tell Zeidan a l'Eufrates mitjà, i fins a Değirmentepe a l'est d'Anatòlia, que també és un lloc testimonial de l’aparició de la metal·lúrgia del coure durant aquest període. Aquesta expansió dels trets culturals de l’Obeid es podria interpretar de diverses maneres; s'abandona l'explicació per part de les migracions, i més aviat es veu la difusió d’un sistema ideològic procedent del sud o la prova d’una major integració regional.
En qualsevol cas, fins a finals del mil·lenni v les societats semblen poc jeràrquiques.

## L’aparició de les ciutats i dels estats
Entre la segona meitat del mil·lenni v aC i el mil·lenni iv aC es veu un canvi en les formes d'integració social i política, marcades per l’aparició dels primers estats i de les primeres societats urbanes. Aquesta època correspon al període «Obeid tardà» (c. 4400-3900 aC) i al «període d'Uruk» (c. 3900-3000 aC), mentre que per al nord es pot proposar l'existència d'un «període Gaura aproximadament contemporani» (c. 3900-3000 aC). Aquest llarg període té una cronologia molt discutida i s'ha reunit recentment sota una designació global, la de «calcolític tardà» (c. 4400-3100 aC), que s'ha subdividit en cinc subperíodes.
El plantejament del final de la protohistòria de l’antic Orient Pròxim i de Mesopotàmia està marcat per la identificació d'importants desenvolupaments polítics i socials a molt llarg termini. Aquestes anàlisis, en particular les que incorporen enfocaments neoevolucionaris, posen de manifest una «complexificació» de les societats de l'antic Orient Pròxim que constitueixen gradualment formes d'integració social cada vegada més jeràrquiques (tribu, clan, cabdillatge, estat). Les societats del final del Neolític van esdevenir cada vegada més jeràrquiques socialment i política, fins a la constitució de «caps» en el calcolític, després l'aparició dels primers estats i les primeres ciutats a la segona meitat del mil·lenni iv aC, organitzada al voltant d'institucions encarregades del culte i de les activitats econòmiques més importants (les «grans organitzacions»): aquesta fase també està marcada per l’aparició de l'escriptura.

### Les tribus i el protourbanisme
El mil·lenni corresponent al període final de l’Obeid (4 i 5) (aproximadament la segona meitat del mil·lenni v aC, «calcolític tardà 1»), i el començament del període d'Uruk (primera meitat del mil·lenni iv aC, «calcolític tardà 2 i 3») és una etapa decisiva en la complexificació de les societats, l’ampliació de les desigualtats socials i la integració política.

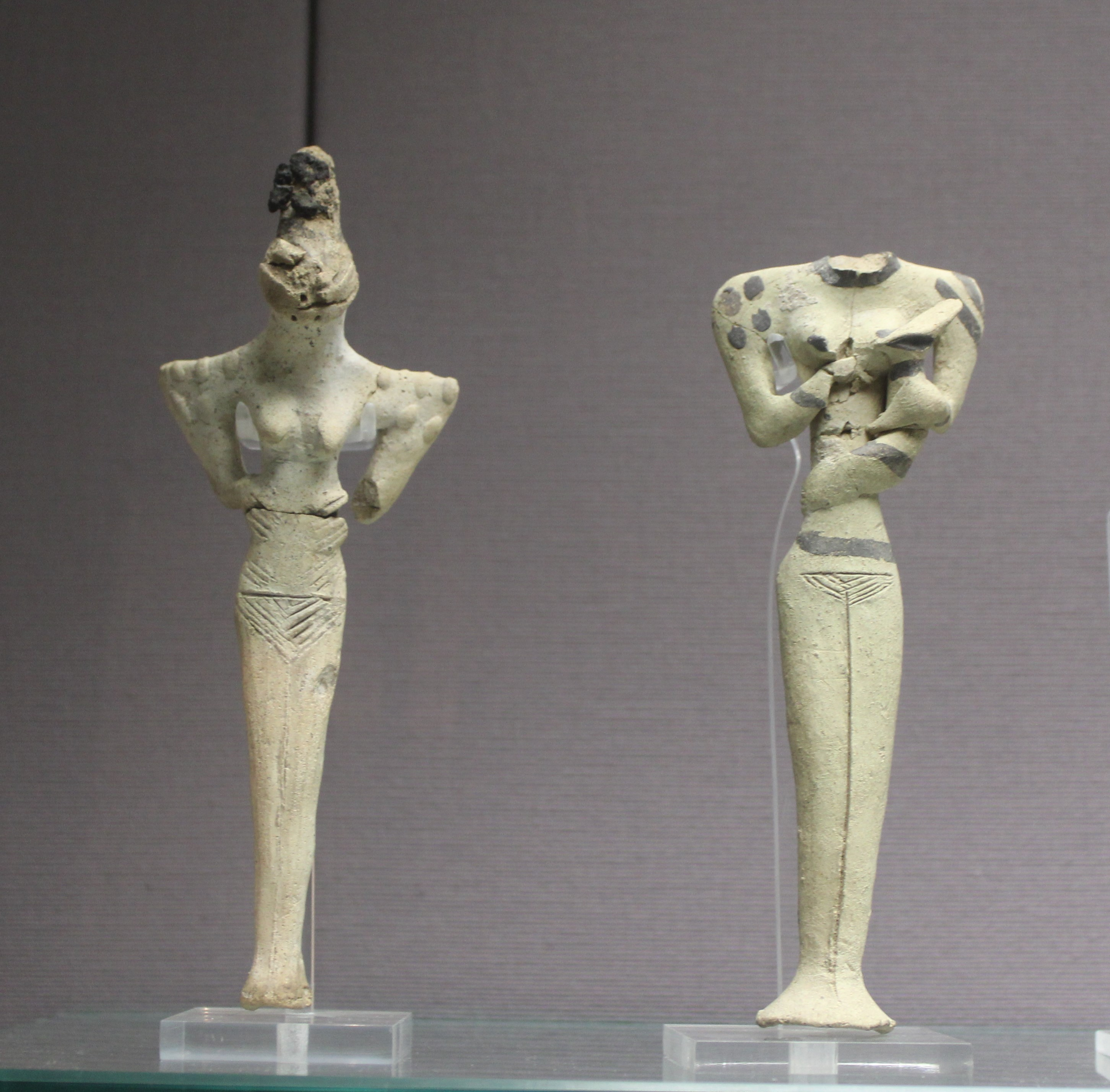
Figures femenines de terracota, Ur. Museu Britànic
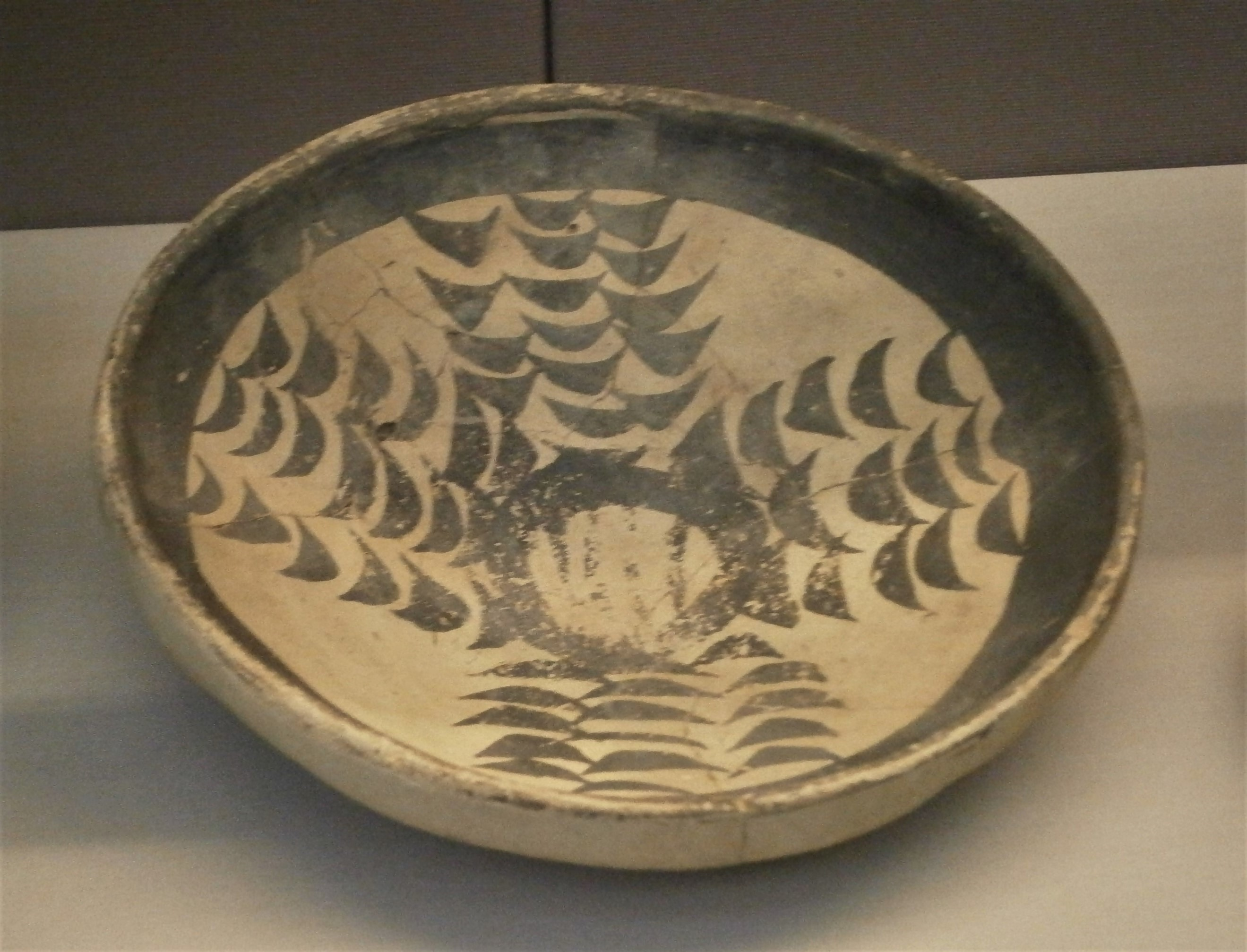
Bol pintat amb motius geomètrics, Tell el-'Oueili. Museu Britànic
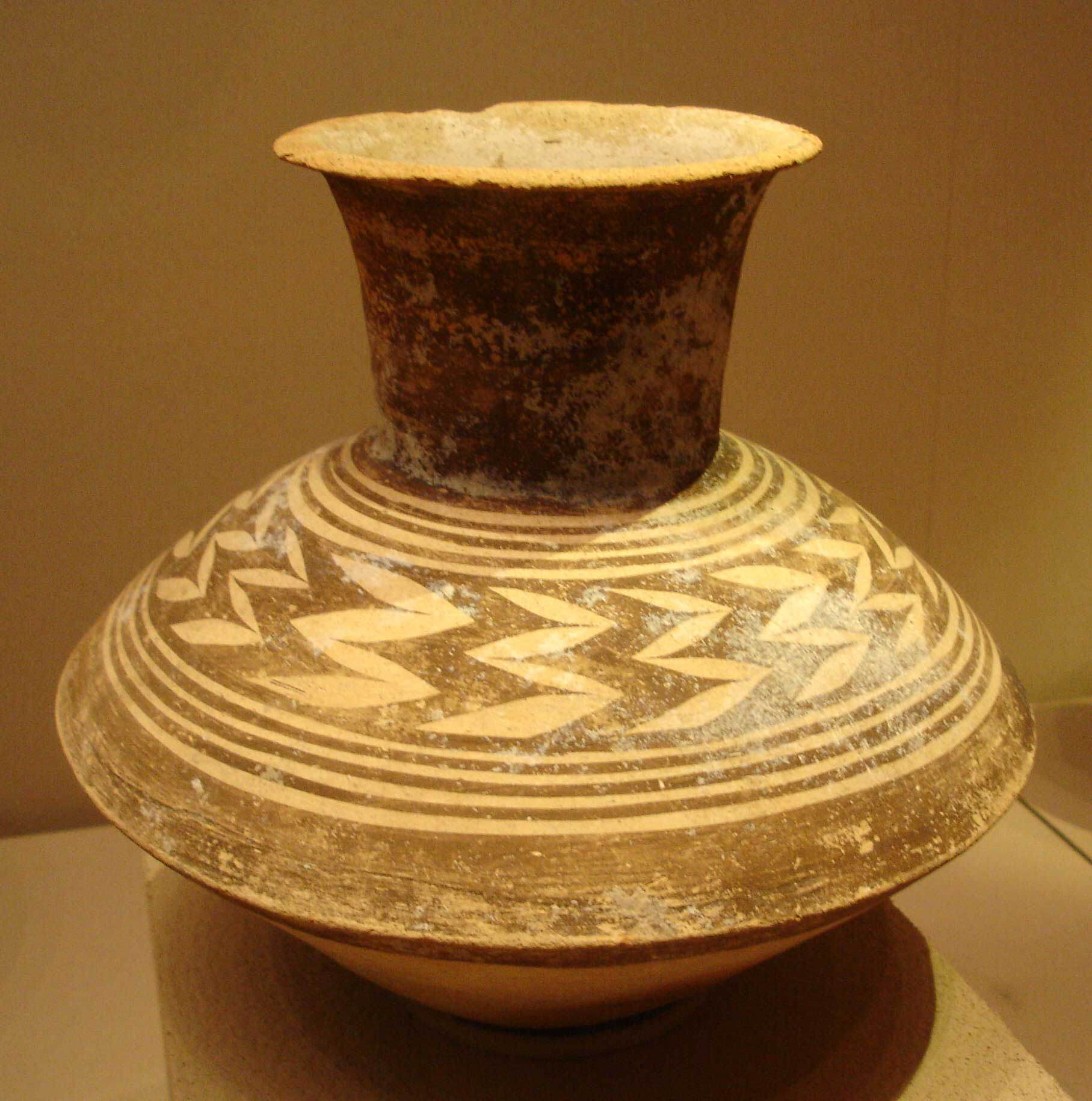
Gerro pintat. Museu de Belles Arts de Boston

Poc se sap d’aquests desenvolupaments al sud. Els sondejos arqueològics semblen indicar un creixement de la superfície habitada i, en particular, l’aparició d’aglomeracions importants (Uruk, que cobriria més de 70 Ha, i d'altres com Èridu, Tell Dlehim i Tell al-Hayyad entre 40 i 50 Ha), però el coneixement de l'arquitectura d’aquest període es limita als temples sobre una plataforma d'Èridu, continuant la seqüència iniciada en l’època anterior (nivells vii i vi) i a traces d’edificis similars a la zona d'Eanna d'Uruk (nivells xvi a xii). D'altra banda, es troben una mica millor identificats als llocs del sud-oest de l'Iran (Susa i Chogha Mish), que òbviament hi estan vinculats.

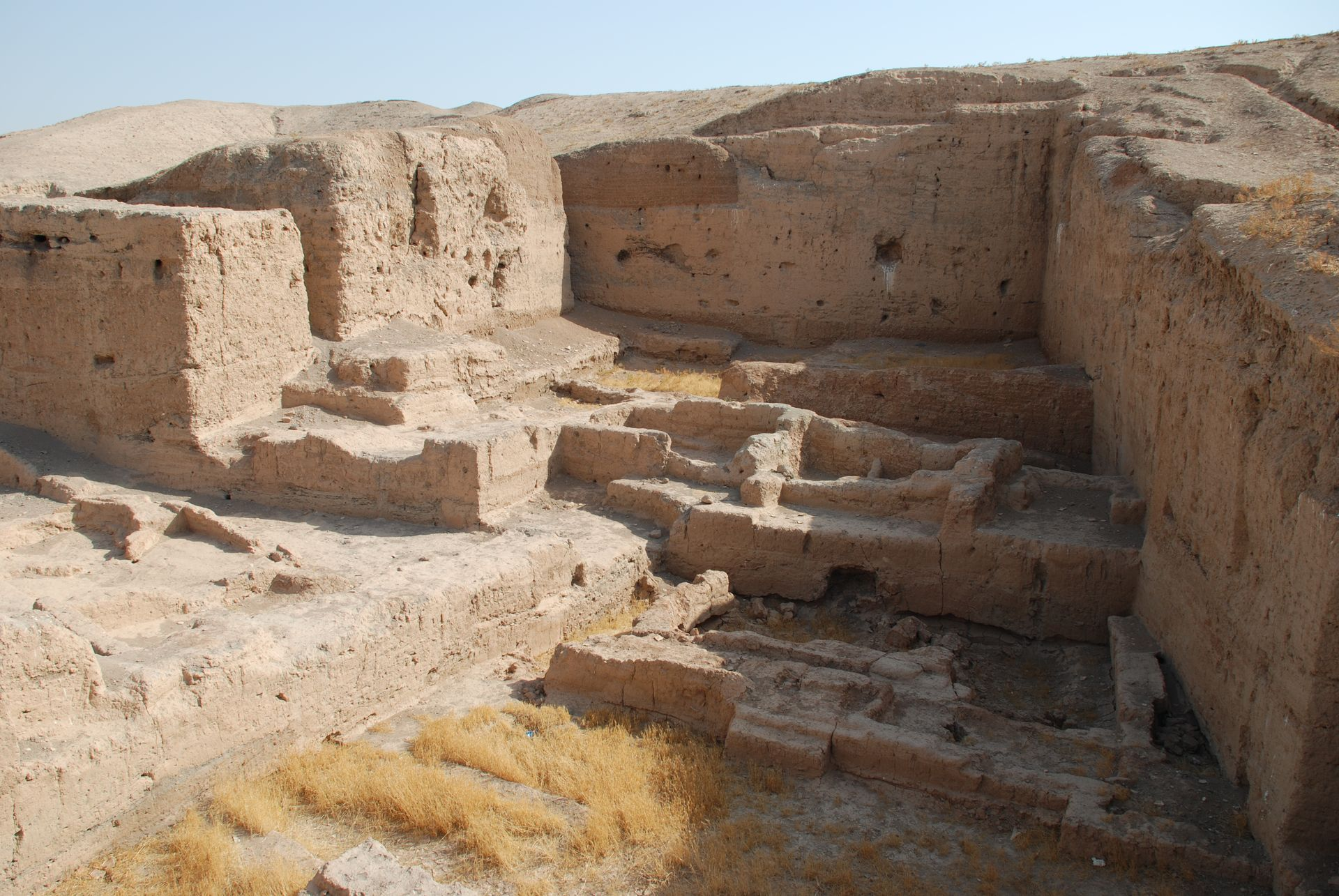
Zona d’excavació d’un edifici del calcolític tardà (zona TW) al jaciment de Tell Brak
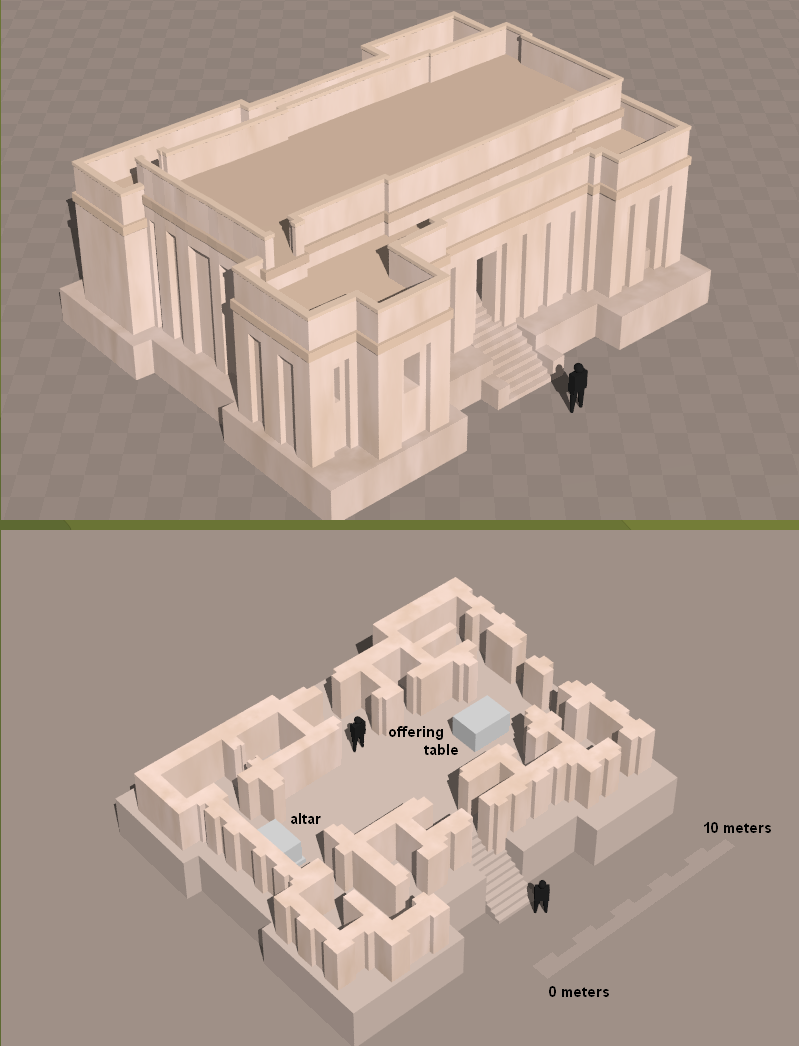
El temple del nivell vii d'Èridu, final del mil·lenni v aC. Edifici monumental de pla tripartit característic del calcolític tardà

Per a l'Alta Mesopotàmia, és tradicionalment el jaciment de Tepe Gaura, situat a prop de Nínive, el que constitueix la referència per a aquest període, amb els monuments dels nivells xii al viii, actualment datats entre c. 4500 i 3500 a.C (mentre que anteriorment, «el període de Gaura» per al qual serví de referència era datat aproximadament entre c. 3900 i 3100 aC). Gràcies a una sèrie d’excavacions, la perspectiva sobre aquesta zona ha canviat; abans es considerava un espai perifèric «seguidor» de la Baixa Mesopotàmia, però actualment es considera que té un paper propi en l’aparició de societats complexes. Això és particularment evident a partir de l'observació que diversos jaciments de l'Alta Mesopotàmia d'aquest període experimentaren un fort creixement i es pot qualificar de «protourbà»: la vasta Tell Brak (de 55 a 100 hectàrees), Tell al-Hawa, Hamoukar, Grai Resh, i Nínive. També estan envoltats de molts jaciments secundaris, que testimonien una important expansió de l’hàbitat. Sens dubte també tenen una arquitectura monumental similar a la de Gaura, tot i que encara és poc coneguda (el primer nivell del «temple amb els ulls» de Brak data d'aquesta època). Les necròpolis de diversos llocs (Gaura, Grai Resh, Tell Melp a prop de Brak) també testimonien la presència d'individus enterrats amb objectes d'or i argent i, sens dubte, morts d'acompanyament. A més, s'estén l’ús dels segells i la seva iconografia es diversifica, cosa que indica un desenvolupament d’eines administratives i modes d’expressió del poder. Hi ha, per tant, per a aquest període elements que demostren l'eixamplament de les desigualtats socials dins de les comunitats del nord de Mesopotàmia, dominades per una elit més poderosa que abans, dirigint entitats polítiques que poden ser qualificades de «cabdillatges».

### Els inicis de les primeres ciutats i dels estats
Si cada cop tenim més tendència a veure les innovacions iniciades durant l’Obeid final com el moment decisiu, és durant la segona meitat del mil·lenni iv aC (els darrers períodes d'Uruk, finals del calcolític 4 i 5) quan es produeix un canvi d'escala que, el més segur, permet parlar d'estructures urbanes i estatals. Va ser el sud mesopotàmic qui va tenir un paper important durant aquest període.

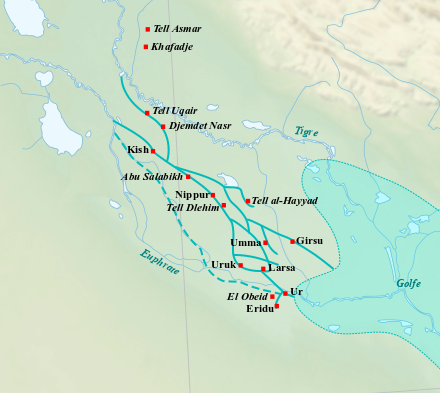
Ubicació dels principals jaciments identificats a la Baixa Mesopotàmia que pertanyen al mil·lenni iv aC
Pla de construccions del conjunt monumental del sector Eanna a l’actual Uruk (nivell iv)

Els descobriments més espectaculars sobre l’aparició de societats més complexes provenen del jaciment d'Uruk (devia cobrir 250 hectàrees), comunament considerada la «primera ciutat» i amb molt, la major aglomeració de la zona durant el final del període d'Uruk. El sector Eanna d’aquesta època (nivells v, iv i iii) és un grup monumental de gairebé 9 hectàrees format per diversos edificis de funció indeterminada, que són en part continuats amb els edificis de l’època anterior (alguns reprenen el pla tripartit, d'altres testifiquen nous experiments) però d’una mida molt més gran, i decorats amb fornícules i graons o mosaics de cons pintats, mentre que al sector veí d’Anu hi ha el «Temple blanc» sobre una la terrassa, l’únic edifici de la ciutat d’aquest període que es pot qualificar amb una certa seguretat de santuari.
Els nivells iv i iii (c. 3300-3000) van presentar els testimonis més antics d'escriptura (signes lineals pictogràfics inscrits en tauletes, que registren les operacions administratives d'institucions la naturalesa de les quals es desconeix). Fora d’Uruk, aquest període està mal documentat a la Baixa Mesopotàmia, tot i que alguns edificis han estat desenterrats a Tell Uqair (el Temple pintat), Abu Salabikh (residències) i Èridu. En el nivell iii hi ha restes d'escriptures en sumeri, per la qual cosa és possible que ja en el nivell iv aquesta fos la llengua emprada.

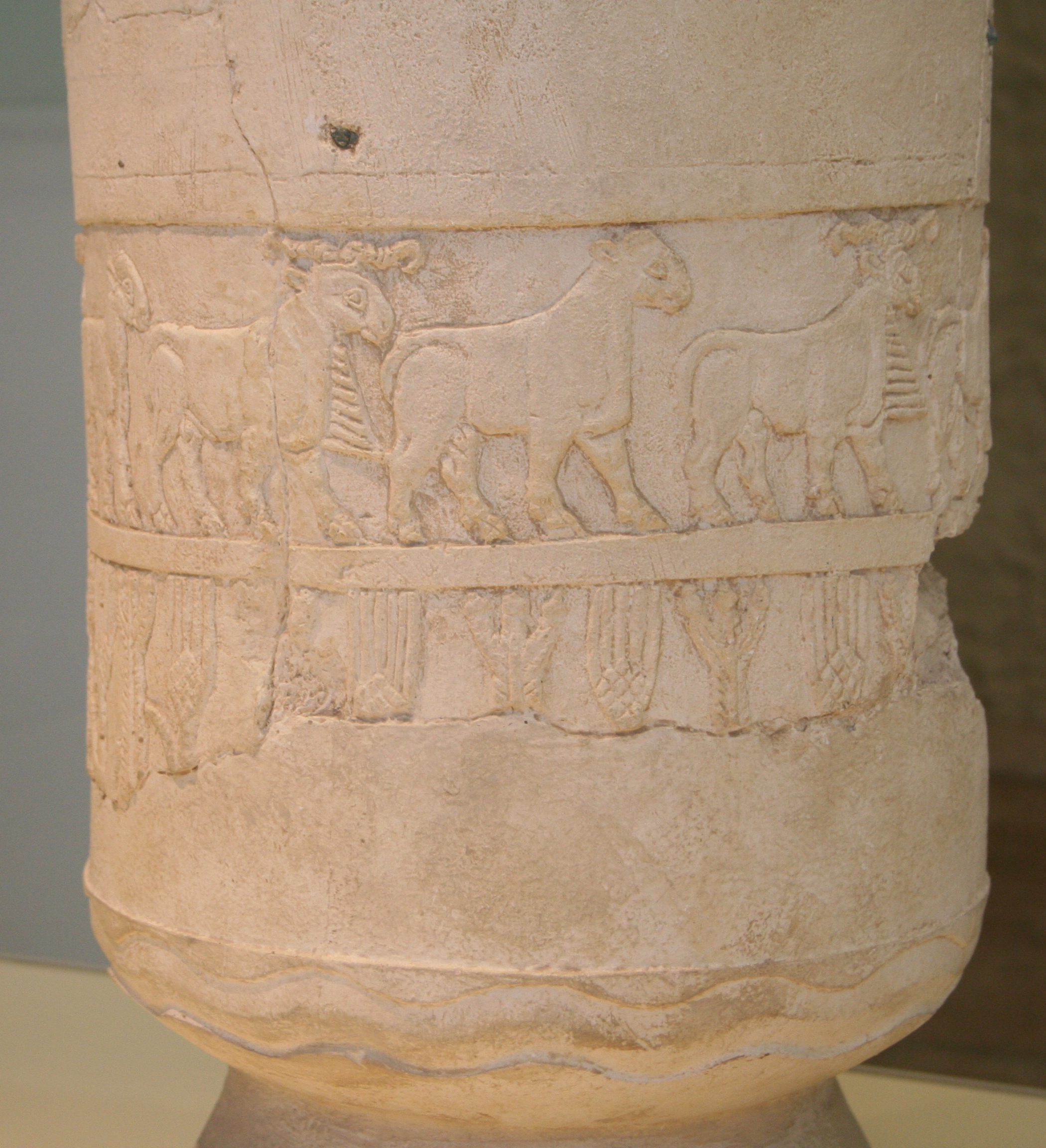
Bestiar i plantes: la riquesa de la Baixa Mesopotàmia del període d'Uruk en un gerro gran d'alabastre trobat a Uruk. Museu de Pèrgam
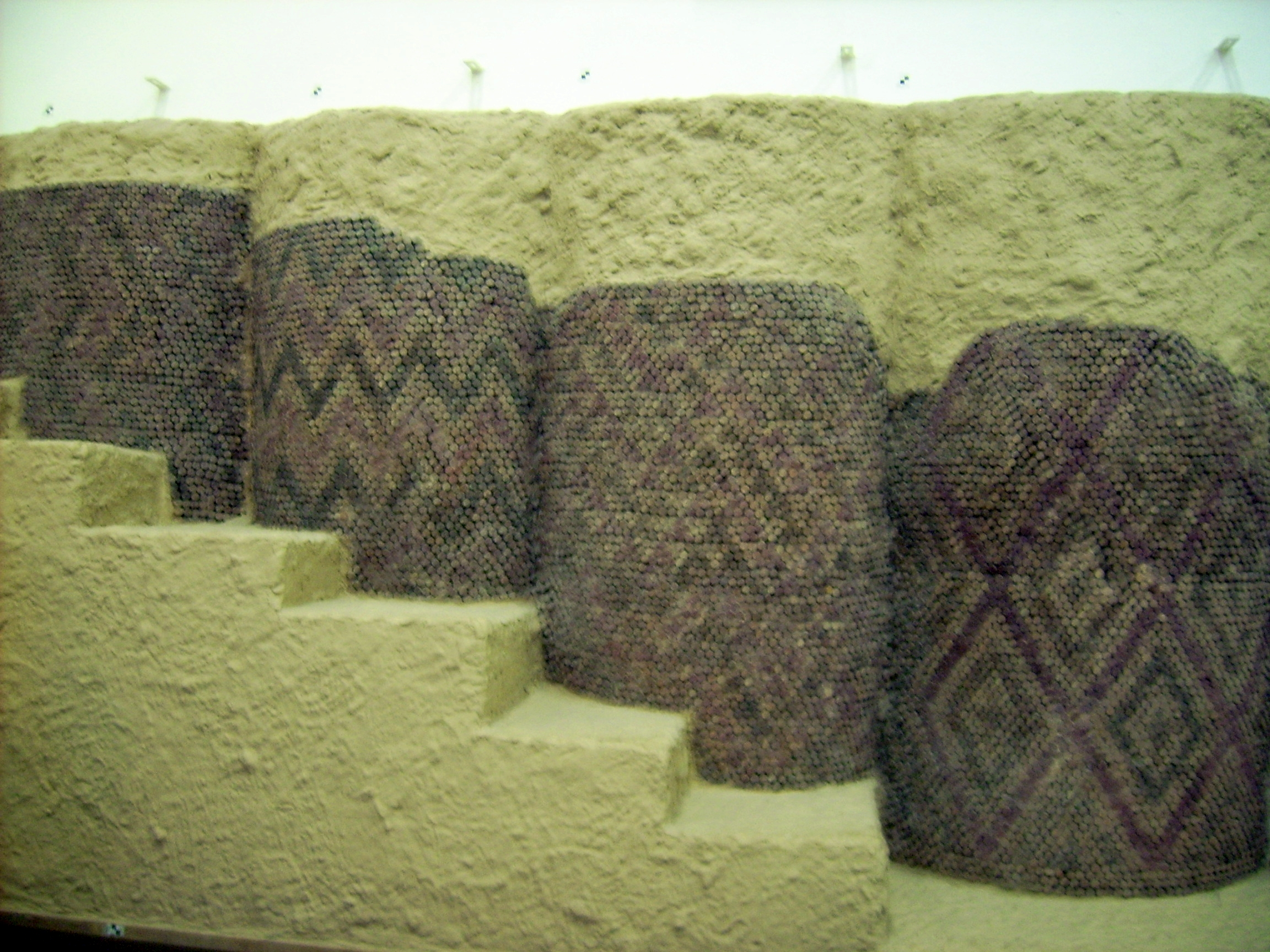
Columnes decorades amb mosaics trobades en un edifici de la primitiva Eanna. Museu de Pèrgam
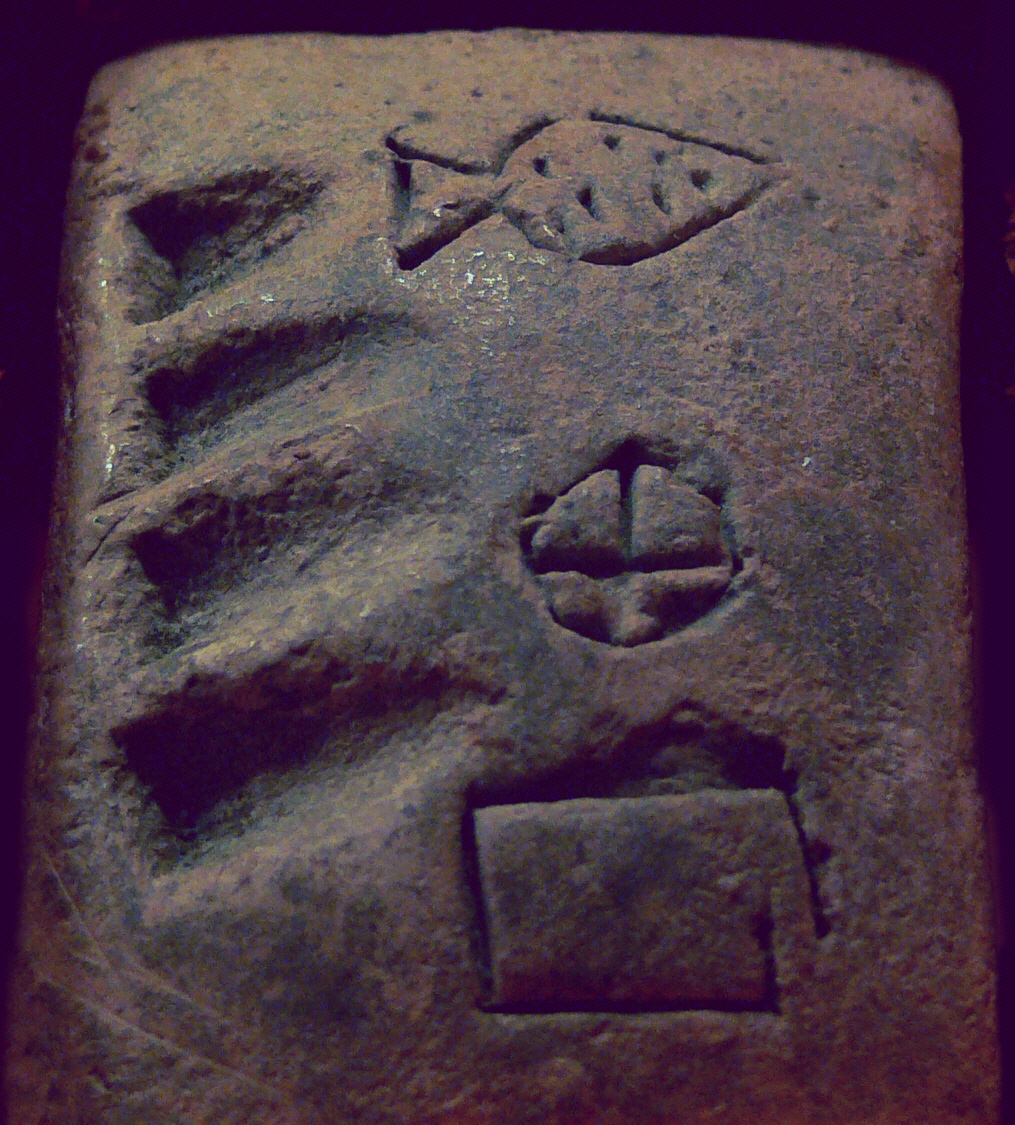
Tauleta administrativa d'Uruk, nivell iv d’Eanna (c. 3350-3200 aC), que mostra signes en la seva forma pictogràfica. Museu de Pèrgam
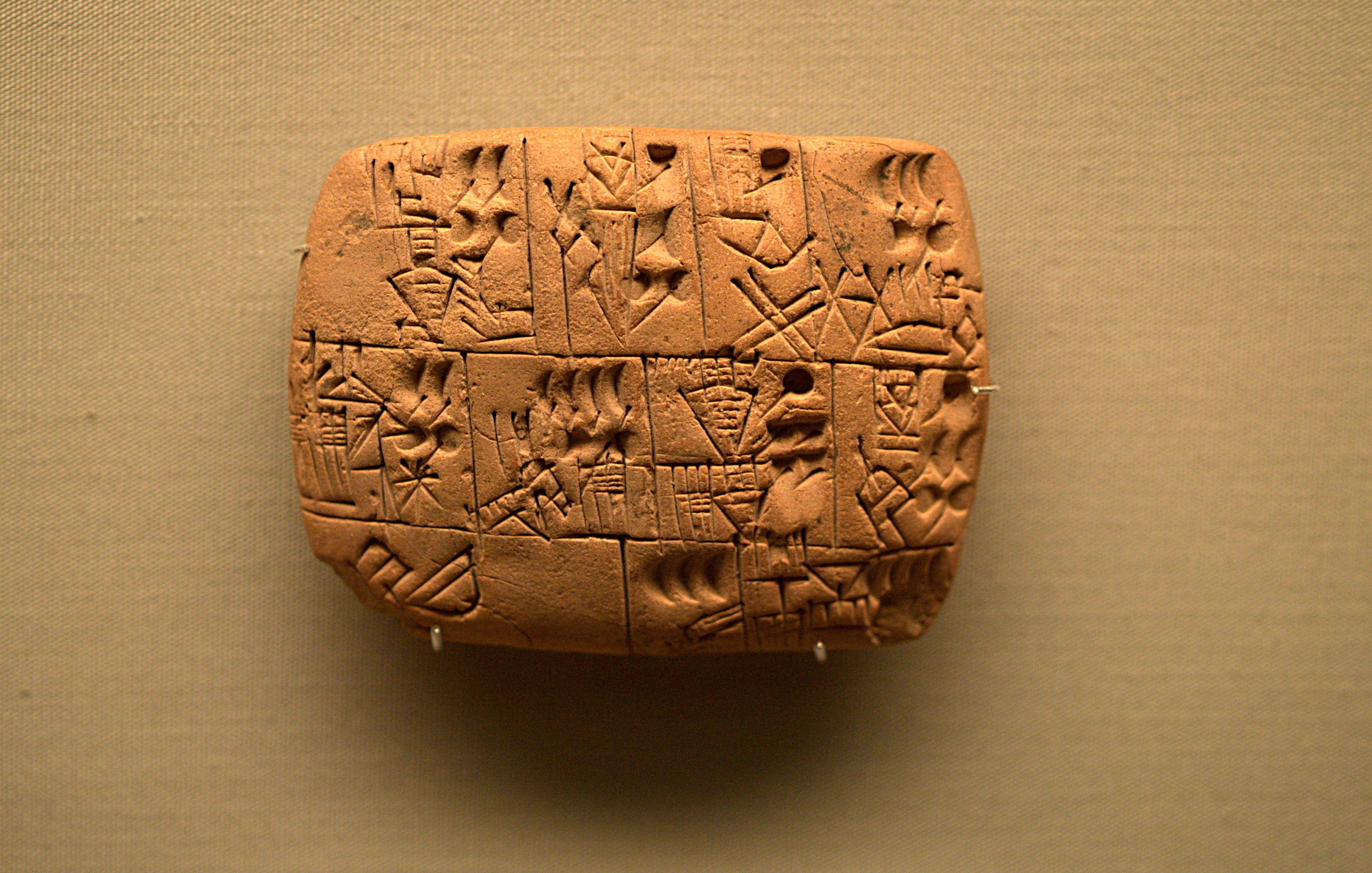
Tauleta d'Uruk datada del període Uruk iii (c. 3200-3000 aC) que registra les distribucions de cervesa a les botigues d’una institució. Museu Britànic

A més del desenvolupament de l'escriptura i de les tauletes administratives, altres novetats del període testimonien el canvi en l’organització del poder. Els mètodes de segellat es modifiquen amb l'aparició del segell cilíndric (en els nivells v i iv en substitució al segell pla, la impressió del qual es reprodueix fent rodar el segell sobre una superfície d'argila), que s'esdevé característic de la cultura material mesopotàmica.

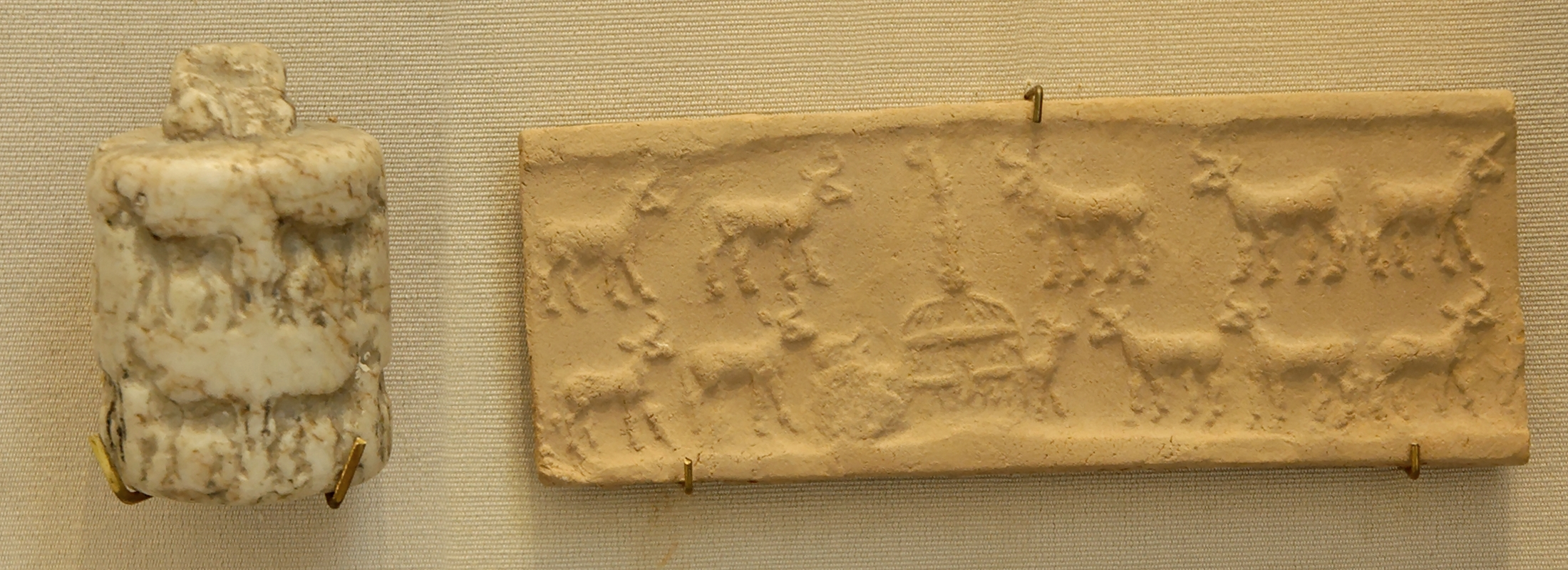
Segell cilíndric i la seva impressió: bestiar. Museu del Louvre[Nota 3]
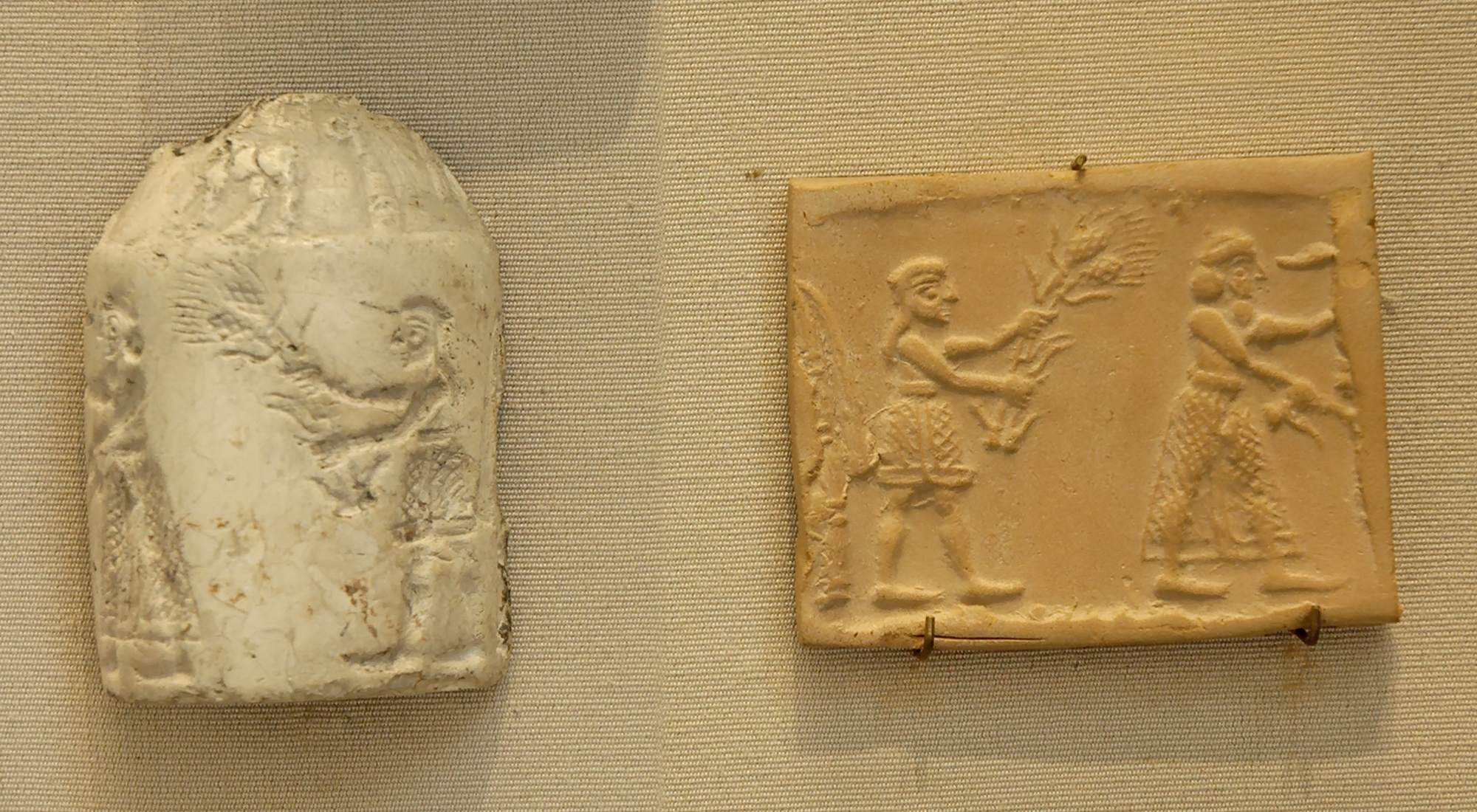
Segell cilíndric i la seva impressió: el rei i el seu ajudant alimentant un ramat sagrat. Museu del Louvre
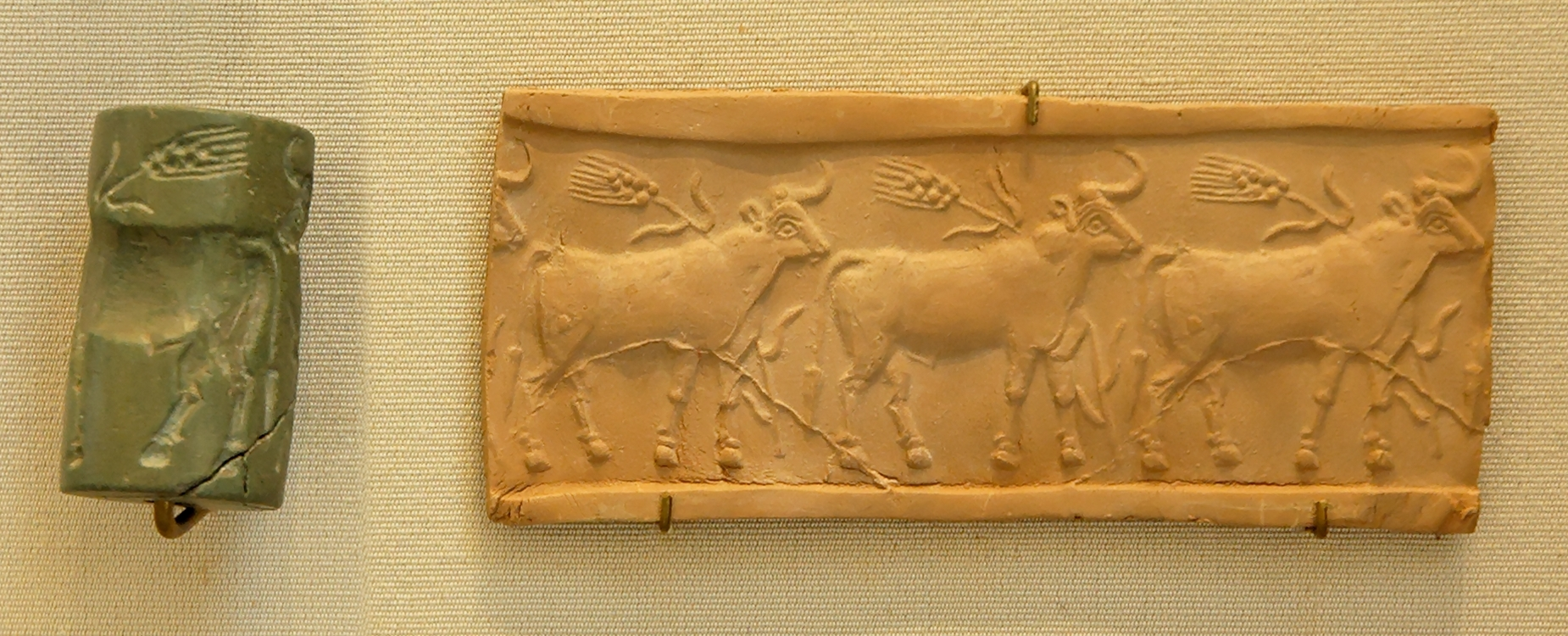
Segell cilíndric i la seva impressió: bestiar en un camp de blat. Museu del Louvre

Malgrat el desenvolupament del torn terrissaire (en substitució dels anteriors mètodes, la qual cosa podria indicar una major necessitat de peces ceràmiques i que constitueix un primer exemple de producció en cadena), el tipus de ceràmica més comú en aquest moment, el bol amb vores bisellades, es moldeja a mà de manera gruixuda i es produeix en massa, seguint un mateix model, potser per distribuir racions als dependents de les institucions.

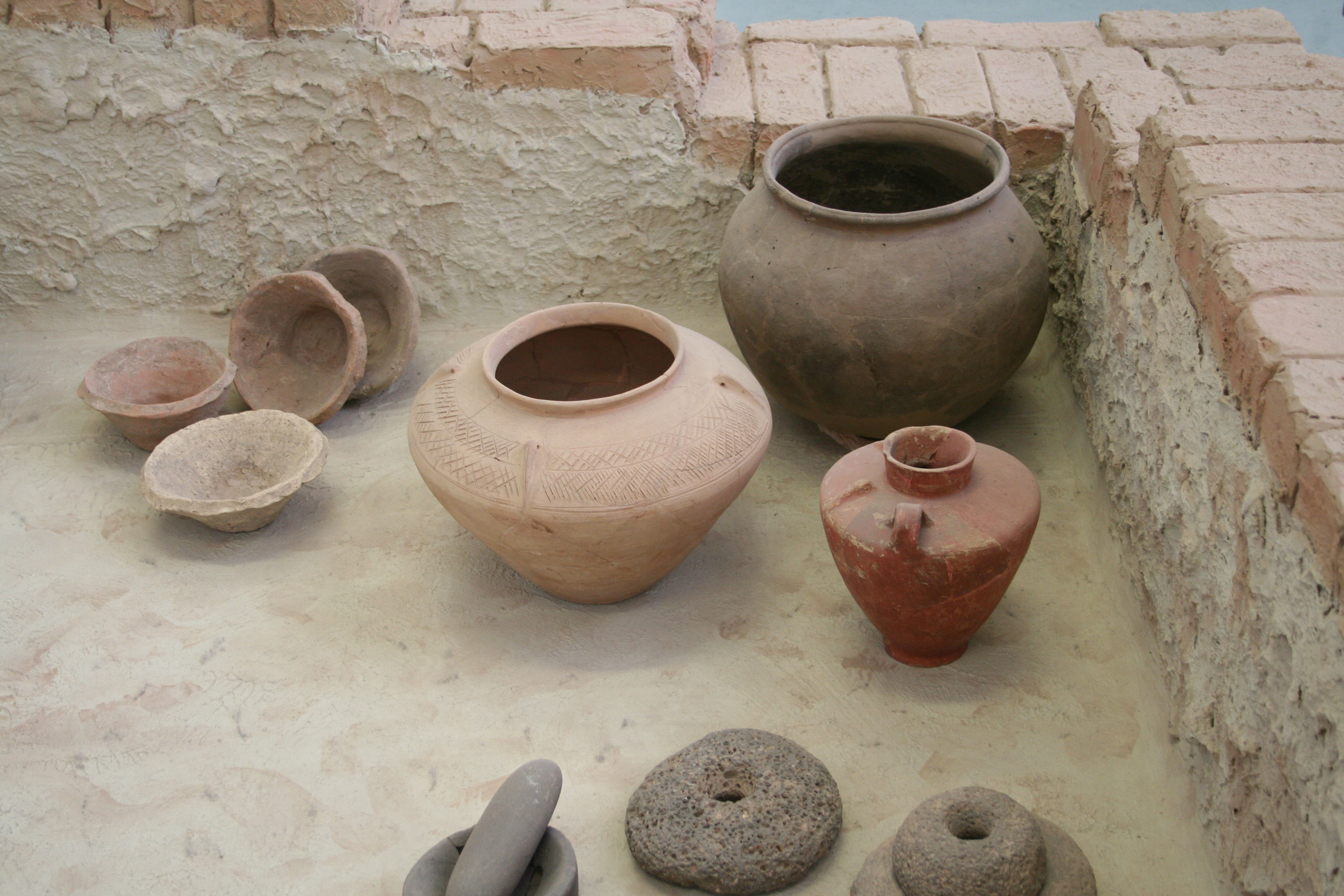
Ceràmica del període d'Uruk tardà d'Habuba Kabira: feta amb torn de terrissaire (dreta) i bols amb vores bisellades (esquerra). Museu de Pèrgam
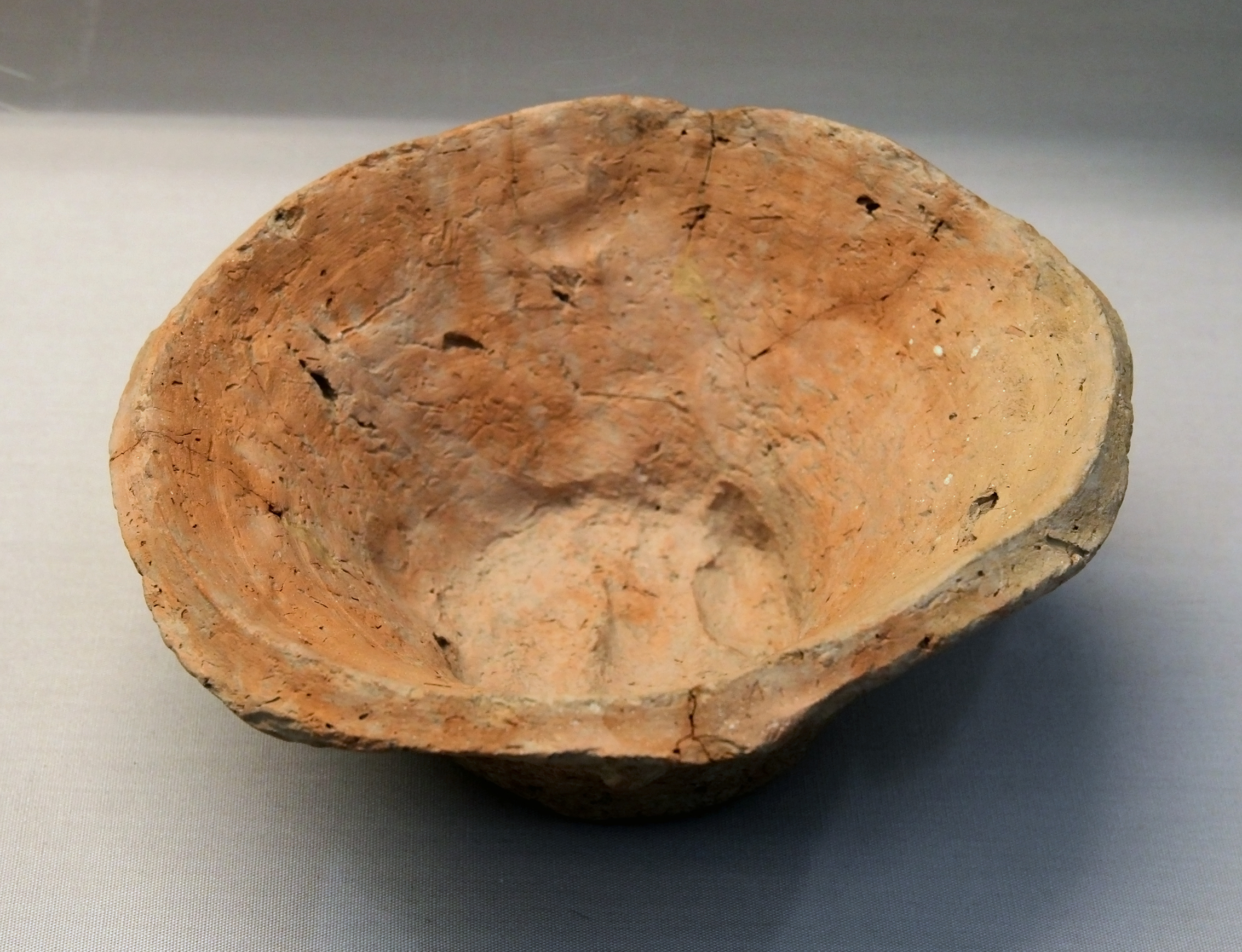
Bol amb vores bisellades de Nínive. Museu Britànic

En l'art (estàtues, esteles i glíptics), apareix un personatge amb barba que duia una diadema, representat com a lluitador, caçador o constructor, que sembla que el converteix en una figura del tipus «protoreial» (sovint anomenat «rei sacerdot», però el seu paper religiós és incert). La importància del culte oficial en l’afirmació de l'elit governant (governants i grans sacerdots) es veu especialment en el gerro d’Uruk d'alabastre, que representa les ofrenes realitzades a una deïtat, la gran dea local Inanna, el nom de la qual apareix a les tauletes i que, òbviament, té un paper crucial en la legitimació del poder polític.
L’auge de la metal·lúrgia (sobretot del coure) també fomenta el desenvolupament del comerç de llarga distància. És en aquest període quan va aparèixer la roda, que revolucionà el transport d'objectes. Al final del període es comença a utilitzar el bronze, produït a força de coure i arsènic o estany.

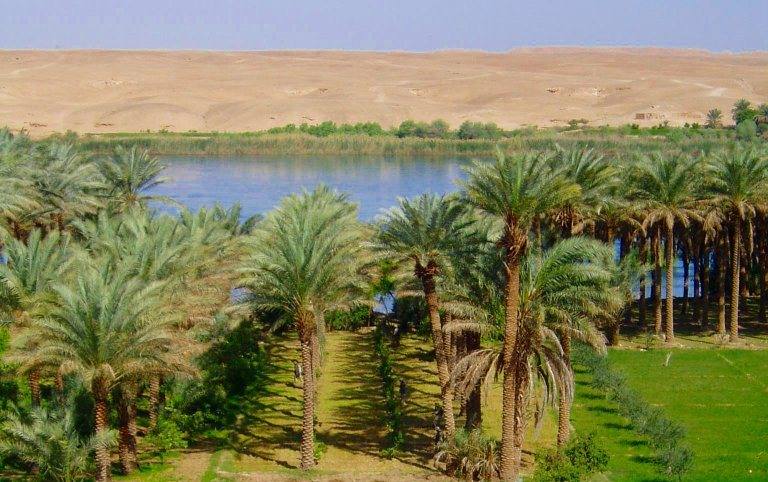
Camp de palmeres datileres a la riba de l'Eufrates
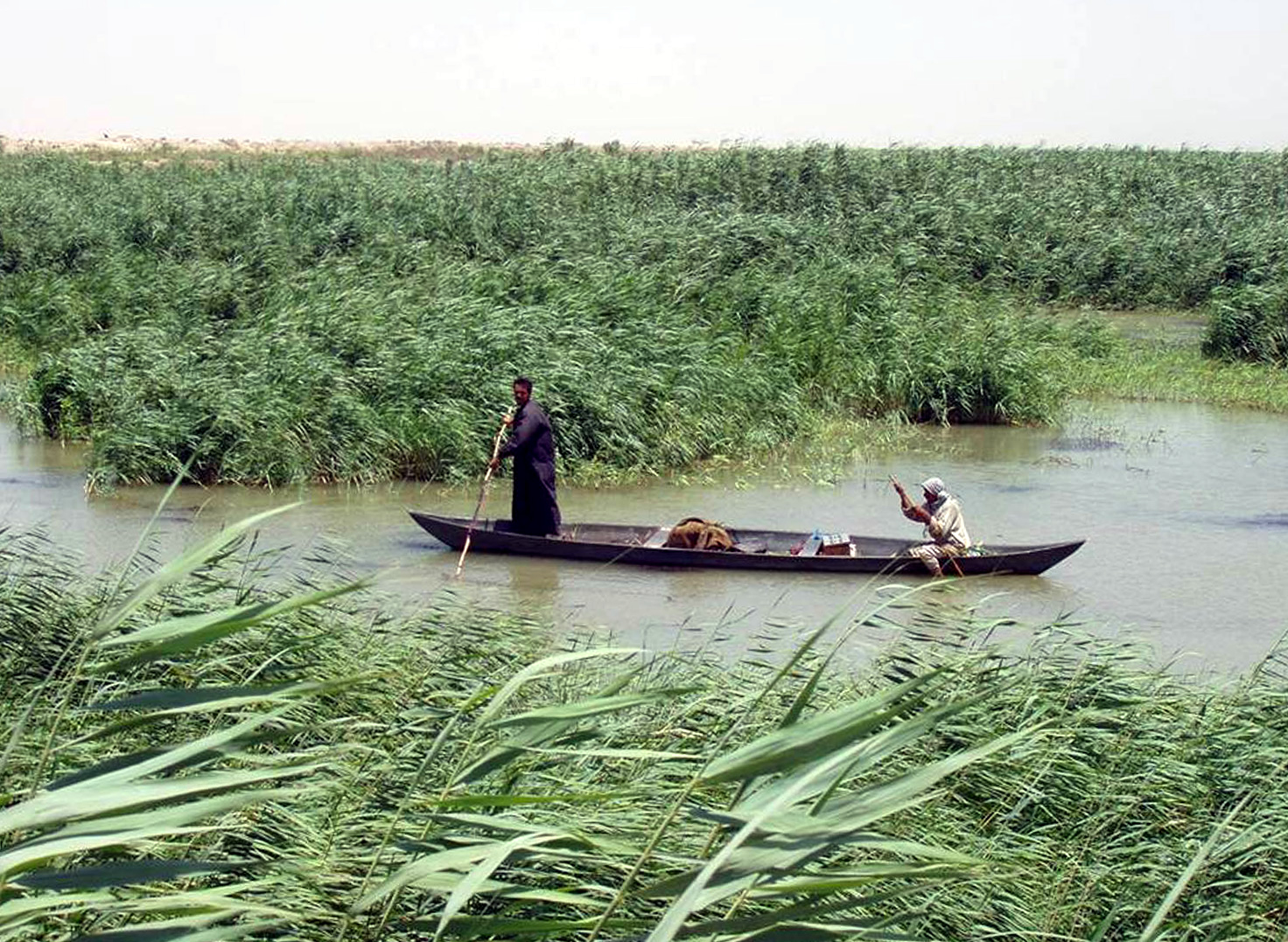
Aiguamolls al sud de l'Iraq actual

Aquests desenvolupaments han estat objecte de moltes reflexions. Sovint, les ciutats són vistes com la conseqüència de l'expansió de la centralització política, administrativa i econòmica al voltant de les institucions més importants, de les quals després sorgeixen les «grans organitzacions» de la producció i la redistribució dels recursos (en forma de racions distribuïdes als seus administradors i dependents, i ofrenes fetes als déus). En destaca, en especial, el pes de la producció tèxtil, procedent de la llana d'ovelles provinents de ramats, testificats per tauletes administratives, i també la producció de cereals de l'agricultura de regadiu que permeté el desenvolupament d’aquesta regió altrament àrida i desfavorable al conreu, que sens dubte li va permetre obtenir rendiments elevats i recolzar un important creixement agrícola il·lustrat per l'expansió del nombre de pobles. També cal tenir en compte en aquesta zona del delta la importància dels recursos de les zones humides (sobretot aiguamolls) i les vies de comunicacions constituïdes pels cursos d’aigua.

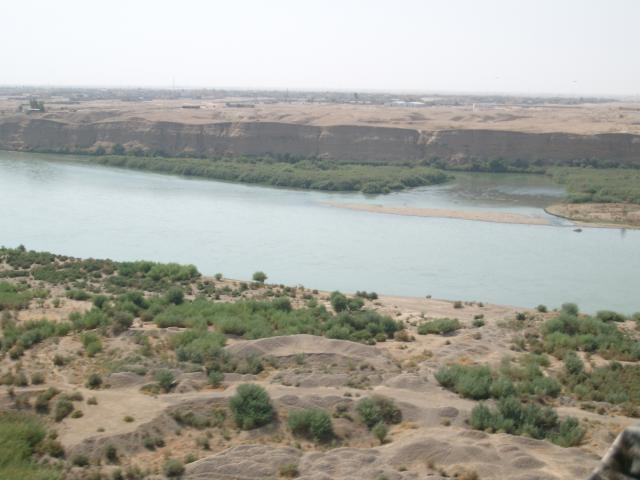
El riu Tigris a l'Alta Mesopotàmia
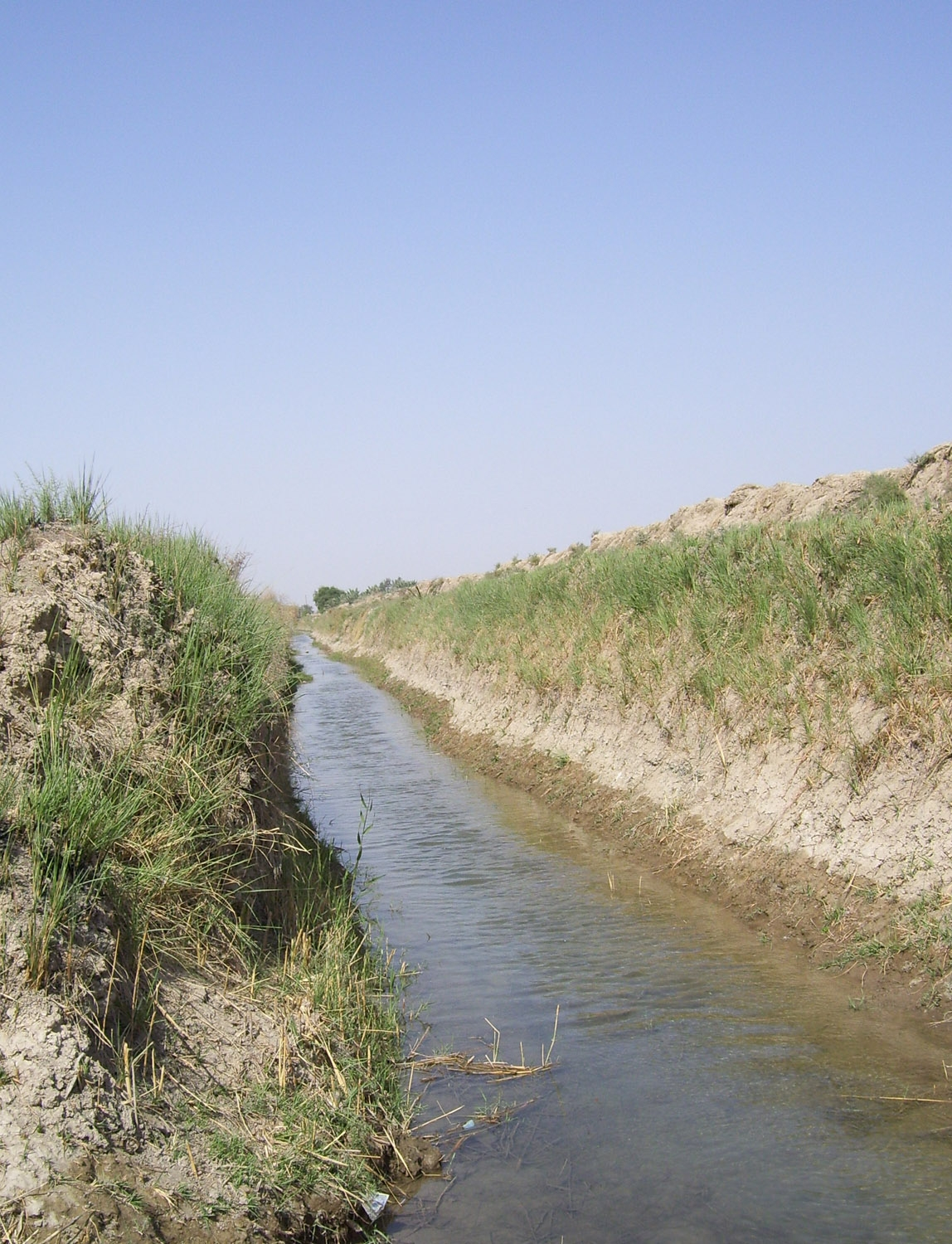
Canal de reg a l'Iraq actual, regió de Bagdad
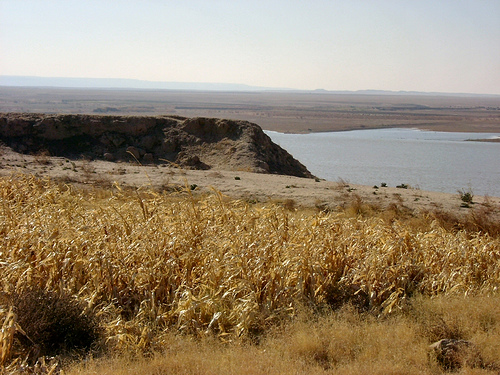
Camp de cereals a la riba de l'Eufrates

L’afirmació de la divisió del treball al voltant de diverses activitats, que després es defineixen més clarament com s'indica en les llistes d’oficis d’aquest període, és un altre element molt important d’aquesta complexitat, en una societat organitzada al voltant de «cases» «llars» de diferents mides i relacionades complexament, i totes se'n poden analitzar com una millora que beneficia tota la comunitat. Però, una altra lectura, insistint en el pes creixent de la jerarquia i les desigualtats entre les persones i les cases que es converteixen en una dada social fonamental, considera que aquest període es caracteritza per una apropiació cada vegada més marcada de la producció per part de les elits i institucions dominants en detriment d'altres actors socials i econòmics.

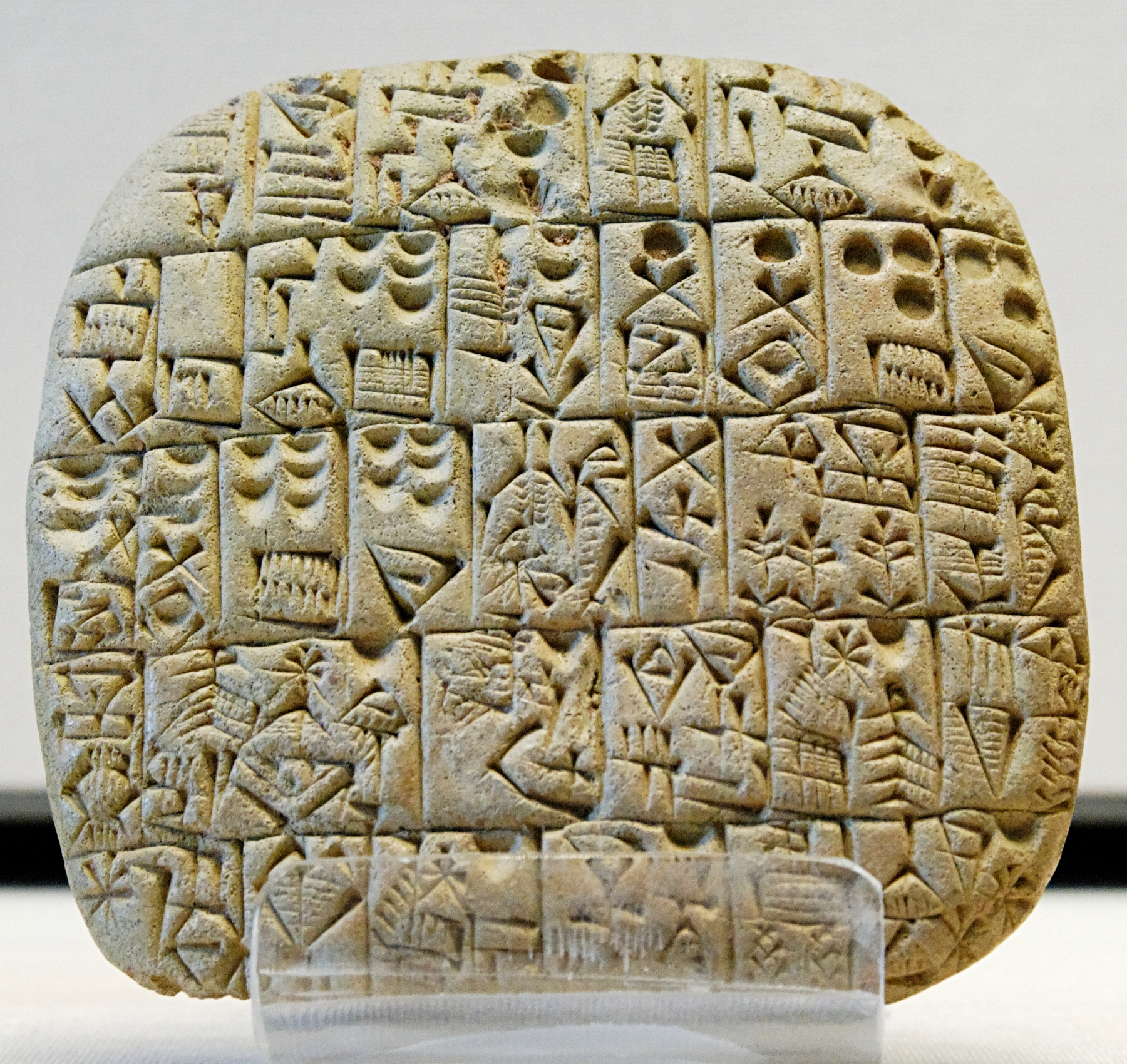
Contracte de venda d’una casa i d’un camp, Shuruppak, c. 2600. Museu del Louvre
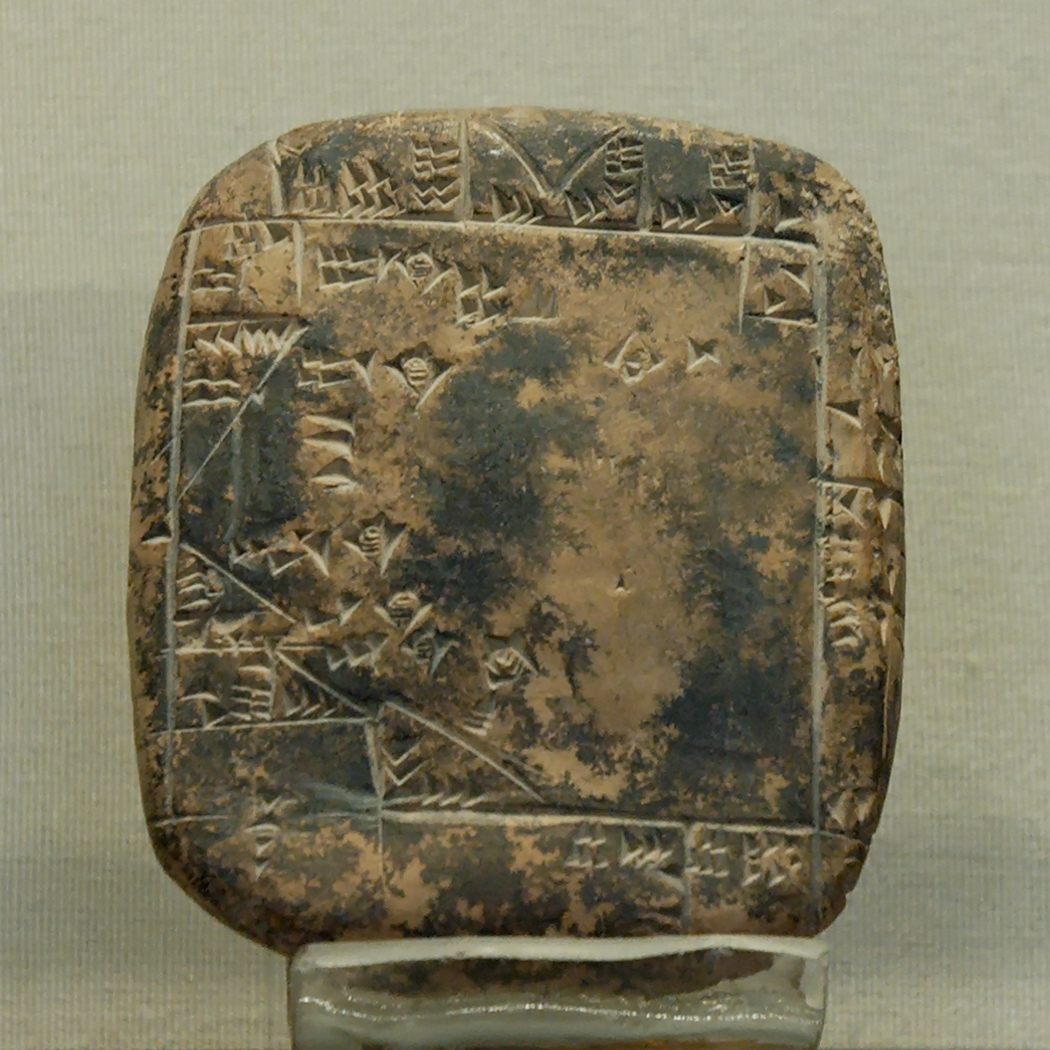
Tauleta amb el plànol d’un terreny, Umma, Ur III

Tots aquests canvis van tenir especial difusió a la zona sud de Mesopotàmia, però es van estendre per tota la regió. Així, se'n troben mostres al nord de Síria, a Turquia o a Susa, a l'actual Iran. Tots aquests avanços i la seva difusió foren el substrat que va permetre el desenvolupament de la civilització sumèria.

### La influència de la Baixa Mesopotàmia
Al nord, els principals llocs de l'Obeid tardà i de l'Uruk primerenc veuen un creixement lent o aturat (Tell Brak, Hamoukar, Tell al-Hawa), o coneixen un descens marcat (Tepe Gaura). Si bé la urbanització del període anterior es basa en la dinàmica local, la zona està cada vegada més integrada en les dinàmiques iniciades per la Baixa Mesopotàmia, com també ho estan altres regions (en particular Susiana). El fenomen més característic d'aquesta «expansió d'Uruk» cap al nord és l'establiment a la zona de l'Eufrates Mitjà de llocs caracteritzats com a «colònies» de la Baixa Mesopotàmia, unes fundacions la cultura material de les quals sembla en tots els aspectes semblant a la d'Uruk de la Baixa Mesopotàmia: Habuba Kabira, Djebel Aruda. Tanmateix, la influència de la cultura d'Uruk es troba en diversos altres llocs del nord, generalment al costat d'un tipus local de cultura material, cosa que va suggerir que en determinats llocs hi havia una cohabitat entre comunitats del nord i gent del sud (sobretot, Hacinebi). Com més s'allunya d'Uruk, més es dissipa la seva influència, i en queda gairebé imperceptible al jaciment anatòlic d'Arslantepe.

L'expansió de la cultura d'Uruk
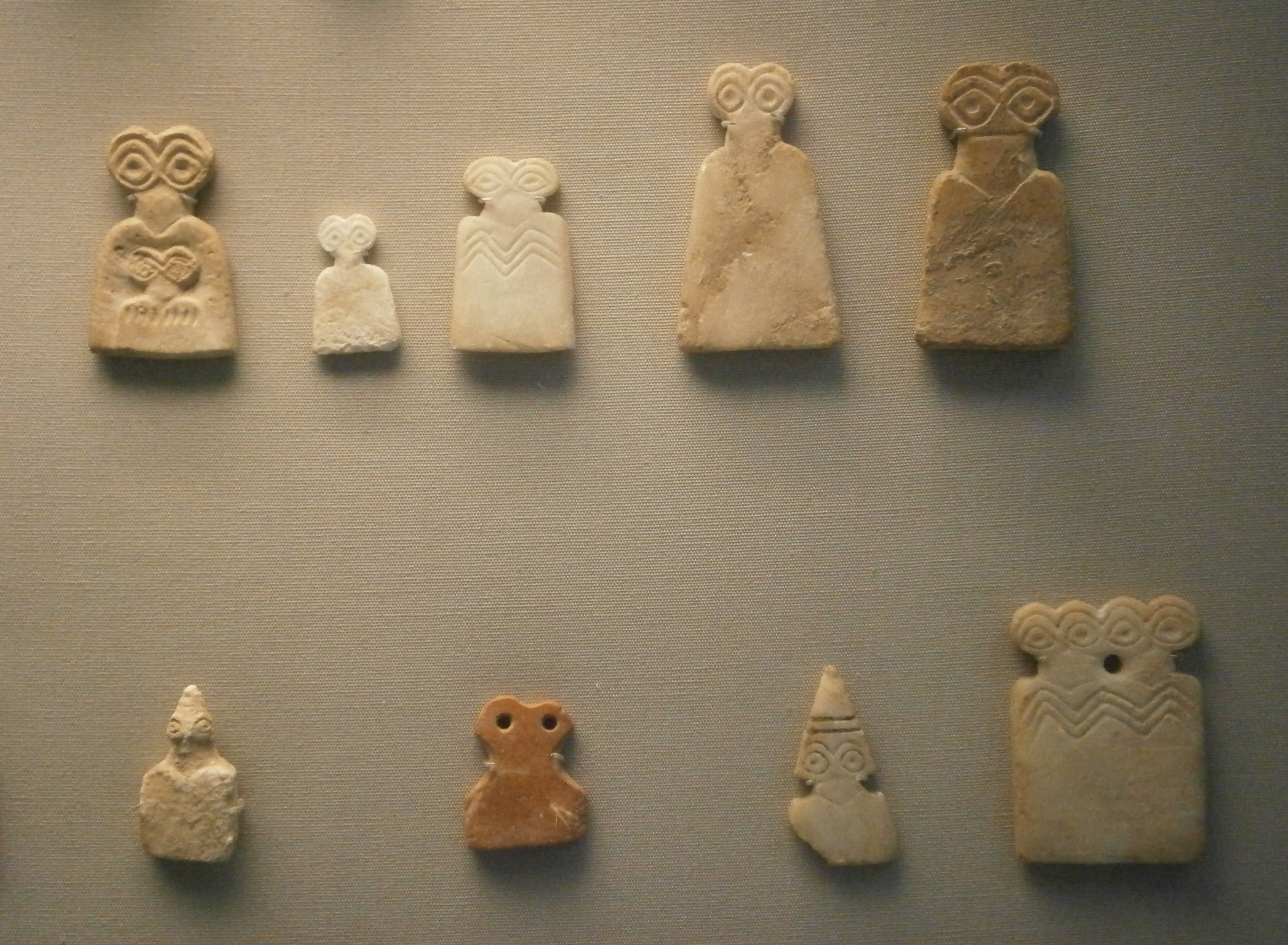
«Ídols amb ulls» de Tell Brak. Museu Britànic

Al contrari de la difusió de la cultura d'Obeid (que és àmpliament vista com un fenomen d'influència cultural), l'expansió d'Uruk és més aviat interpretada com un procés voluntari que implica moviments de persones (d'aquí les «colònies») amb l'objectiu de expansió econòmica (sobretot comercial), basada en la superioritat econòmica de la Baixa Mesopotàmia, però no com a fenomen polític. Pocs investigadors han arribat a assumir l'existència d’un estat territorial expansionista.

## L’època dels estats arcaics
Després del desenvolupament de les primeres formes estatals a la segona meitat del mil·lenni iv aC, la transició entre aquest mil·lenni i el següent està marcada per un descens de la influència de la Baixa Mesopotàmia, i Mesopotàmia i les seves zones veïnes es veuen marcades per l’aparició de diverses cultures regionals, les tradicions de les quals s'estenen per l'àrea. El sud mesopotàmic del període de les dinasties arcaiques (c. 2900-2340 aC) continua sent una regió molt urbanitzada, marcada per la presència de diversos microestats. El nord mesopotàmic, per la seva banda, va viure una fase d’evolució de la urbanització, que no es va reprendre fins al segle xvii aC, i també hi ha un conjunt d’estats arcaics. En aquest període es consolida el poder de la institució reial, l’administració estatal, l'escriptura, i la represa dels intercanvis materials i culturals a llarga distància, de nou amb la preeminència del sud de Mesopotàmia.

### Una fase de regionalització
El darrer segle del mil·lenni iv aC veu una marcada disminució de la influència d'Uruk sobre les zones veïnes, com ho demostra l'abandonament de les «colònies» de l'Eufrates Mitjà. Encara no s'ha pogut determinar les causes d’aquest descens. En qualsevol cas, això es tradueix en l’afirmació de diverses cultures regionals a principis del mil·lenni iii aC.
Al sud de Mesopotàmia, aquest període correspon a la fi del període d'Uruk (nivell iii de l'Eanna) i a l'anomenat període de Djemdet Nasr (c. 3000-2900 aC), més aviat mal definit. Els segueixen directament l’inici de la dinàstica arcaica (DA i, c. 2900-2800 aC). La Baixa Mesopotàmia no sembla afectada per una crisi, ja que es conserven els principals trets del període d'Uruk: la presència de grans complexos monumentals (edificis de nivell iii d'Eanna i Djemdet Nasr) i l'ús de l'escriptura amb finalitats administratives per poderoses institucions. Per sobre de tot, la urbanització de la zona sembla assolir el primer punt màxim; el lloc d'Uruk cobreix 400 hectàrees i cada vegada hi ha més llocs que superen les 50 hectàrees, que els converteixen en centres importants regionals (Kix, Zabalam, Umma, Badtibira), i el 70% dels jaciments identificats durant els sondeigs a la zona del voltant de Nippur superen les 10 hectàrees, el límit a partir del qual se sol considerar que es tracta d'un establiment urbà. Les empremtes dels segells que simbolitzen diverses ciutats importants semblen indicar l'existència d'una forma de lliga que les uneix, encara que no s'ha pogut determinar amb quina finalitat (religiosa o militar).
En altres llocs, les cultures es destaquen de l'herència d'Uruk, i no presenten el grau de complexitat organitzativa de les ciutats del sud. Aquestes cultures es caracteritzen per la seva ceràmica típica, amb decoracions pintades o incises, i es distingeixen així de la ceràmica sense decoració del final del període d’Uruk.
A la vall de Diyala i en una part de l'est del Zagros es desenvolupa la cultura caracteritzada per la «ceràmica escarlata» (Scarlet Ware) pintada amb patrons negres i de color vermell brillant, la presència de diversos establiments fortificats al sector de l'Hamrin (Tell Gubba, Tell Maddhur), i les jerarquies socials semblen romandre marcades (necròpolis de Kheit Qasim).

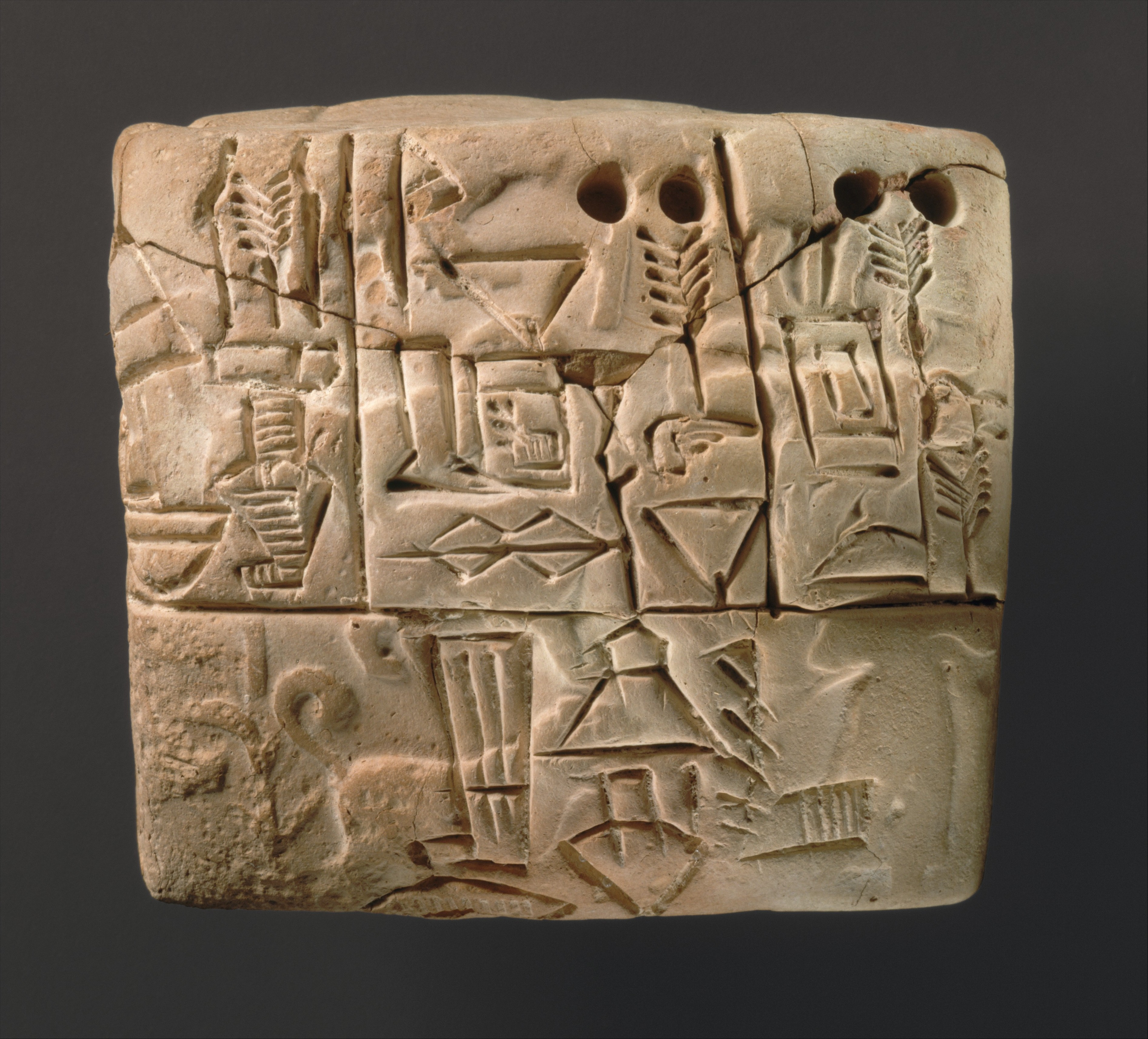
Tauleta d'administració (distribució de racions d'ordi), període de Djemdet Nasr. Metropolitan Museum of Art
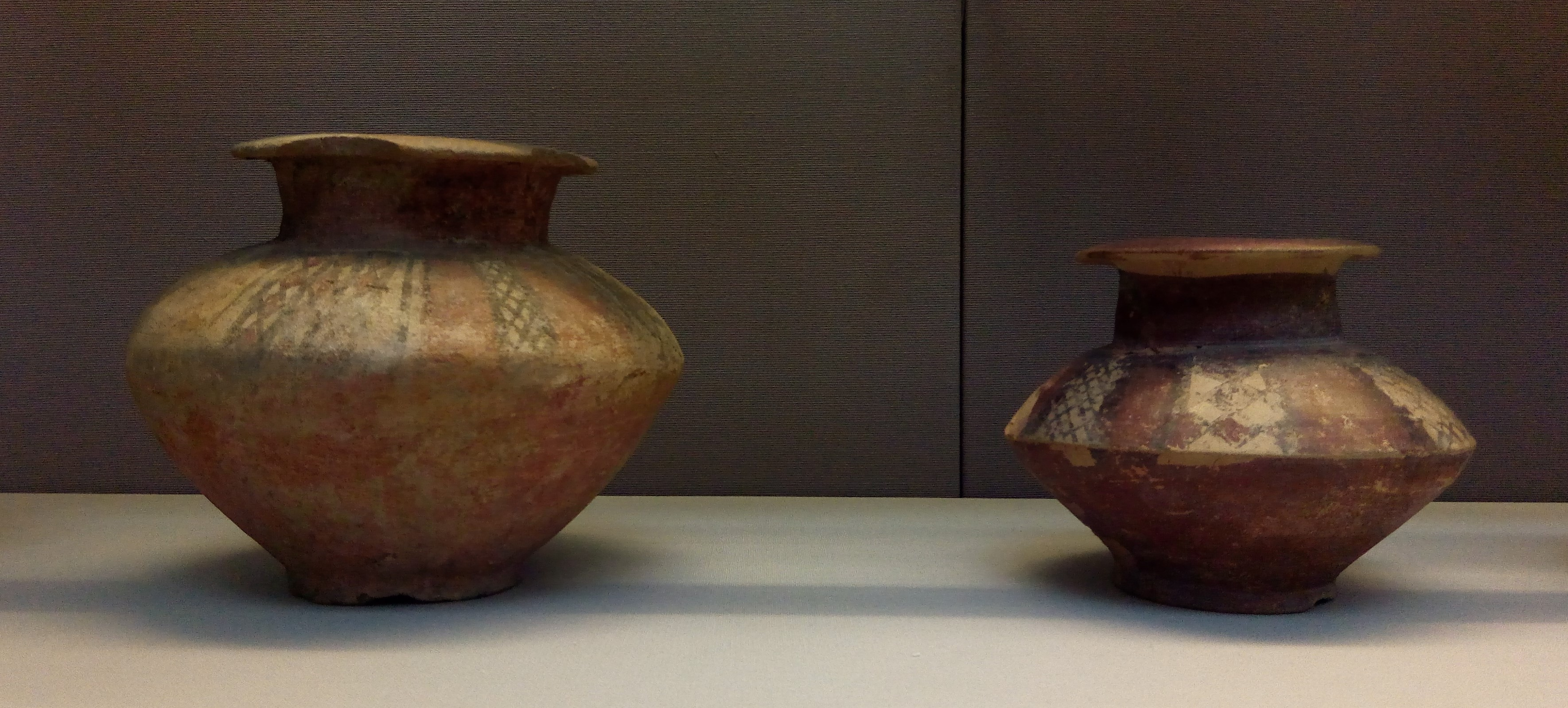
Gerres pintades del període de Djemdet Nasr, d'Ur i d'Al-Ain (Emirats Àrabs Units)
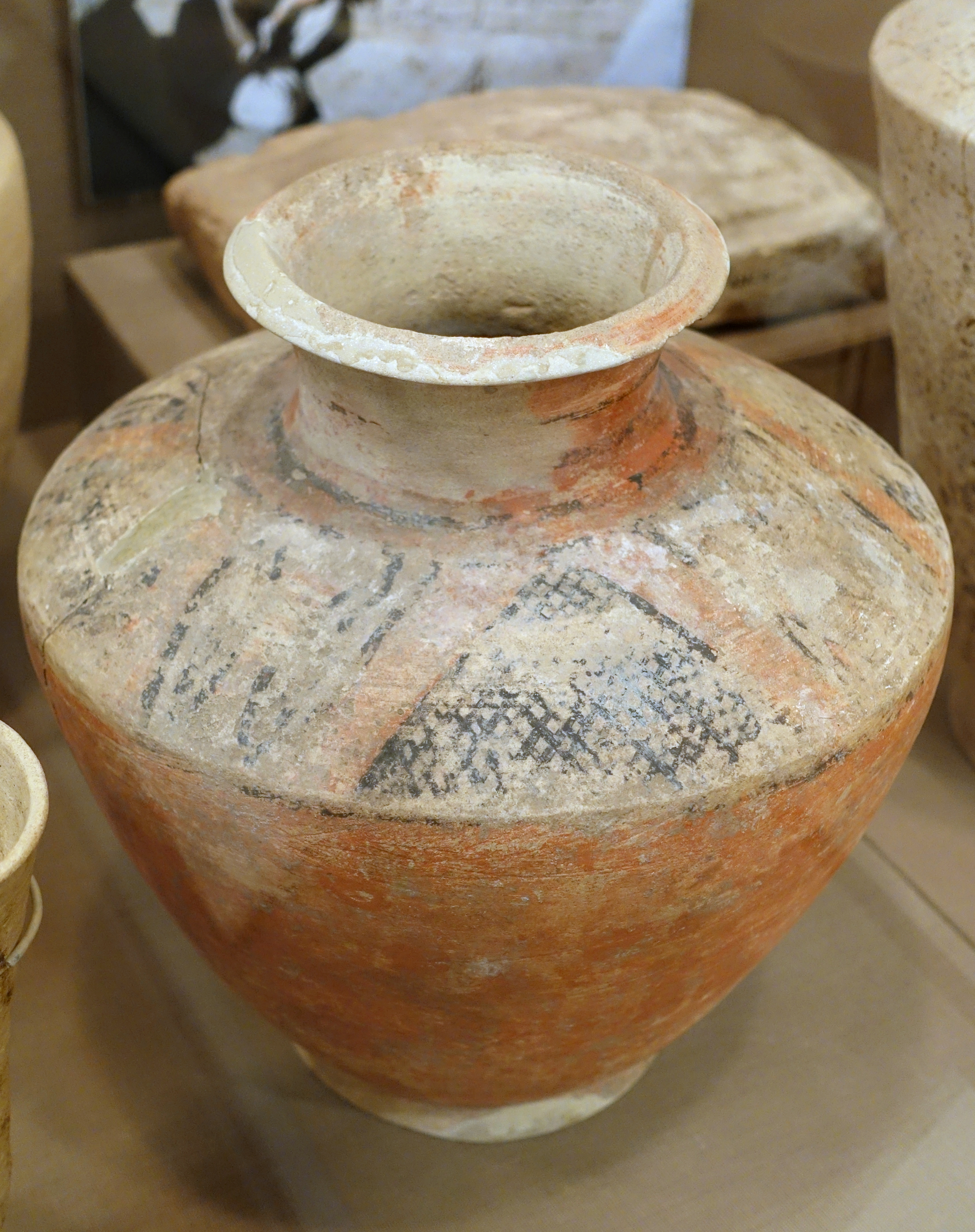
Gerra Scarlet ware antiga, vall de Diyala. Museu de l'Institut Oriental de Chicago
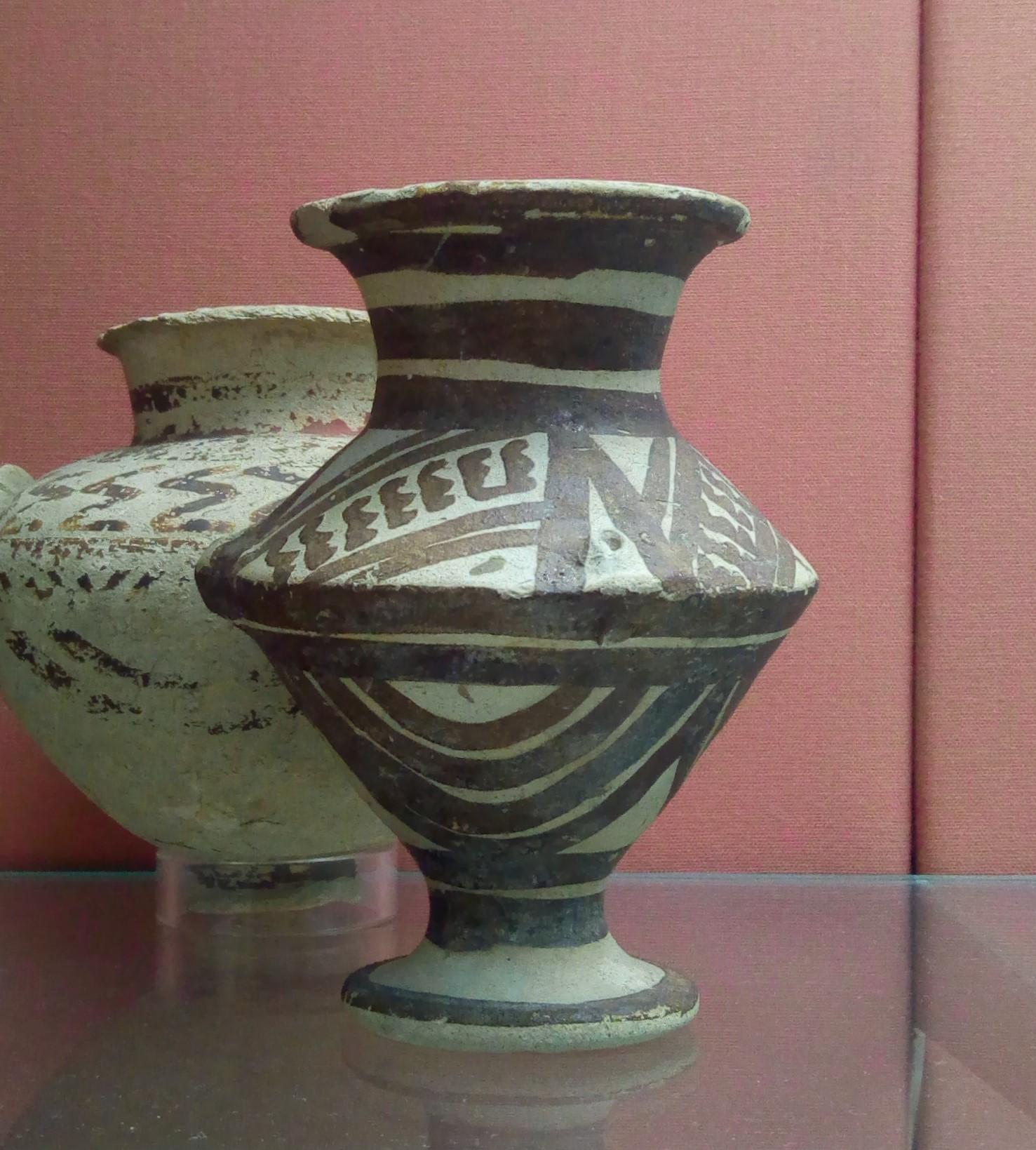
Vas pintat, Nínive 5, Ninive. Museu Britànic

Al nord actual de l'Iraq, la ceràmica pintada i incisa coneguda com a «Nínive 5» o «Ninivita 5» (c. 3000-2700 aC) s'estén segons el lloc i el nivell estratigràfic on s'identificà per primera vegada, i solia caracteritzar la cultura dels primers segles del mil·lenni iii aC a la regió, i també es troba a la part occidental de Djezireh, on els arqueòlegs prefereixen cada cop més la periodització local, el «Djezireh arcaic I» (Djezireh primerenc). L’Alta Mesopotàmia d’aquest període, actualment encara poc conegut, sembla marcat per un descens de la urbanització i la «complexitat» social i política. Les traces d’una pràctica d’escriptura són inexistents, les d’arquitectura monumental són limitades i els centres regionals no superen en general les vint hectàrees, tot i que alguns llocs importants encara són més importants (Tell Brak, Tell al-Hawa) i aquest període va veure la fundació d’una ciutat d'importància primària a la regió meridional de l’Eufrates Mitjà, Mari (Tell Hariri).

### Els sumeris i els semites
Les tauletes cuneïformes de la dinàstica arcaica són les primeres que inclouen clarament signes fonètics, cosa que permet aprendre les llengües que transcriuen. Per tant, per primera vegada es pot tenir una idea sobre la composició ètnica de l’antiga Mesopotàmia, que es basa fonamentalment en el criteri de la llengua (l'escrita en els textos, i també la llengua dels noms de les persones) i de l’anàlisi de la cultura material que no permet suposicions clares sobre aquest tipus de qüestions perquè és rar que un tipus de material arqueològic coincideixi amb un grup ètnic.
De fet, si bé la seva cultura material és homogènia, els textos indiquen que la Baixa Mesopotàmia del mil·lenni iii aC és una zona multiètnica. Aquestes ètnies es componen principalment de persones que parlen una llengua aïllada, el sumeri (que es designen per extensió com els «sumeris», que aparentment eren dominants a la part sud de la Baixa Mesopotàmia, el país de Sumer dels textos de períodes posteriors), i de persones que parlen una llengua semita (branca oriental), l'accadi antic (que es designen com a «accadis», que dominen la part nord, la futura regió d'Accad). Aquesta oposició Sumer-Accad prové dels noms d’aquests idiomes durant els següents períodes de la història mesopotàmica, ja que no hi ha res que indiqui com s'anomenaven realment aquestes llengües en aquest moment.
Es debat la qüestió del període d’arribada d’aquestes poblacions a la zona; els sumeris van estar sens dubte presents en el mil·lenni anterior, ja que és plausible que els creadors de l'escriptura fossin parlants d’aquesta llengua. Però és impossible retrocedir més amunt en el temps. El sumeri i l'accadi presenten similituds lèxiques, i fins i tot préstecs morfològics que indiquen que tenen una història comuna antiga, i constitueixen una àrea lingüística. A més, la presència de termes que no tenen ni un origen sumeri ni semita indica que molt probablement al sud de Mesopotàmia hi havia poblacions que no parlaven aquestes llengües. En qualsevol cas, a la vista del seu perfil ètnic mixt, es tracta d’una civilització híbrida i ja no s'accepta que es pugui atribuir al «geni» d’un poble en concret (el dels sumeris) el principal mèrit dels assoliments de la civilització de la Baixa Mesopotàmia durant aquest període.
Les zones veïnes al mil·lenni iii aC també tenien un perfil lingüístic variat. El nord de Mesopotàmia estava clarament habitat per poblacions que parlaven llengües semítiques orientals, relacionades amb l'accadi o variants d'aquesta llengua (incloses l'assiri i el babilònic antic, diferents de l'accadi antic), i potser també llengües semítiques occidentals. I. Gelb proposà reagrupar les poblacions semítiques orientals de la Baixa i Alta Mesopotàmia i Síria (Kix, Abu Salabikh, Mari, Ebla) amb el nom de civilització de Kix, un grup cultural dominat per la influència de Kix (sense dominació política), o més modestament una tradició kix especialment visible en la formació i pràctiques dels escribes. En qualsevol cas, sembla que aquestes zones tenien una organització política i una cultura similars, que les diferenciaria de Sumer.
Les poblacions de parla hurrita també són presents al nord de Mesopotàmia i Síria durant aquest període, probablement procedents de la Transcaucàsia.

### Els regnes de la Baixa Mesopotàmia
Els segles de la meitat del mil·lenni iii aC, corresponents als períodes de les dinasties arcaiques ii (DA ii, c. 2800-2600 aC) i iii (DA iii, c. 2600-2340 aC), són per a la Baixa Mesopotàmia un període d'important fragmentació política entre moltes «ciutats estat» (microestats generalment constituïts per una vasta capital; diversos llocs superen les 100 hectàrees, fins a 400 per Lagaix), envoltades de ciutats secundàries i diverses ciutats rurals i pobles.
El creixement de la documentació epigràfica permet posar un nom a la majoria d’aquestes entitats. Estan per sobre de totes Uruk, Ur, Lagaix, Umma i Adab al sud; Kix és la principal (i fins i tot l’única) entitat del nord, mentre que la ciutat de Nippur és un centre religiós, la seu del gran déu Enlil, que aparentment no constitueix una entitat política notable; encara més al nord hi ha altres entitats polítiques, sobretot Akshak, i les ciutats de Diyala (Khafadja, Tell Asmar i Tell Agrab), de les quals no es coneix la naturalesa política en aquest període però que comparteixen el mateix univers cultural que les ciutats del sud.

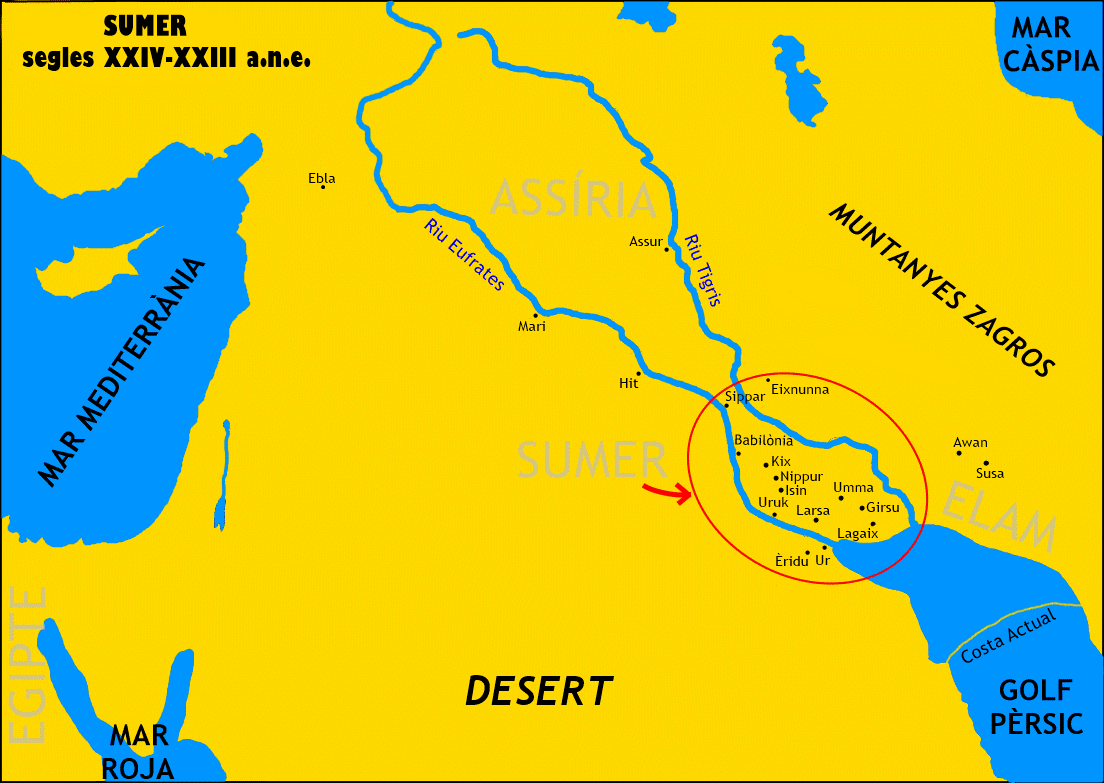
Principals ciutats sumèries.
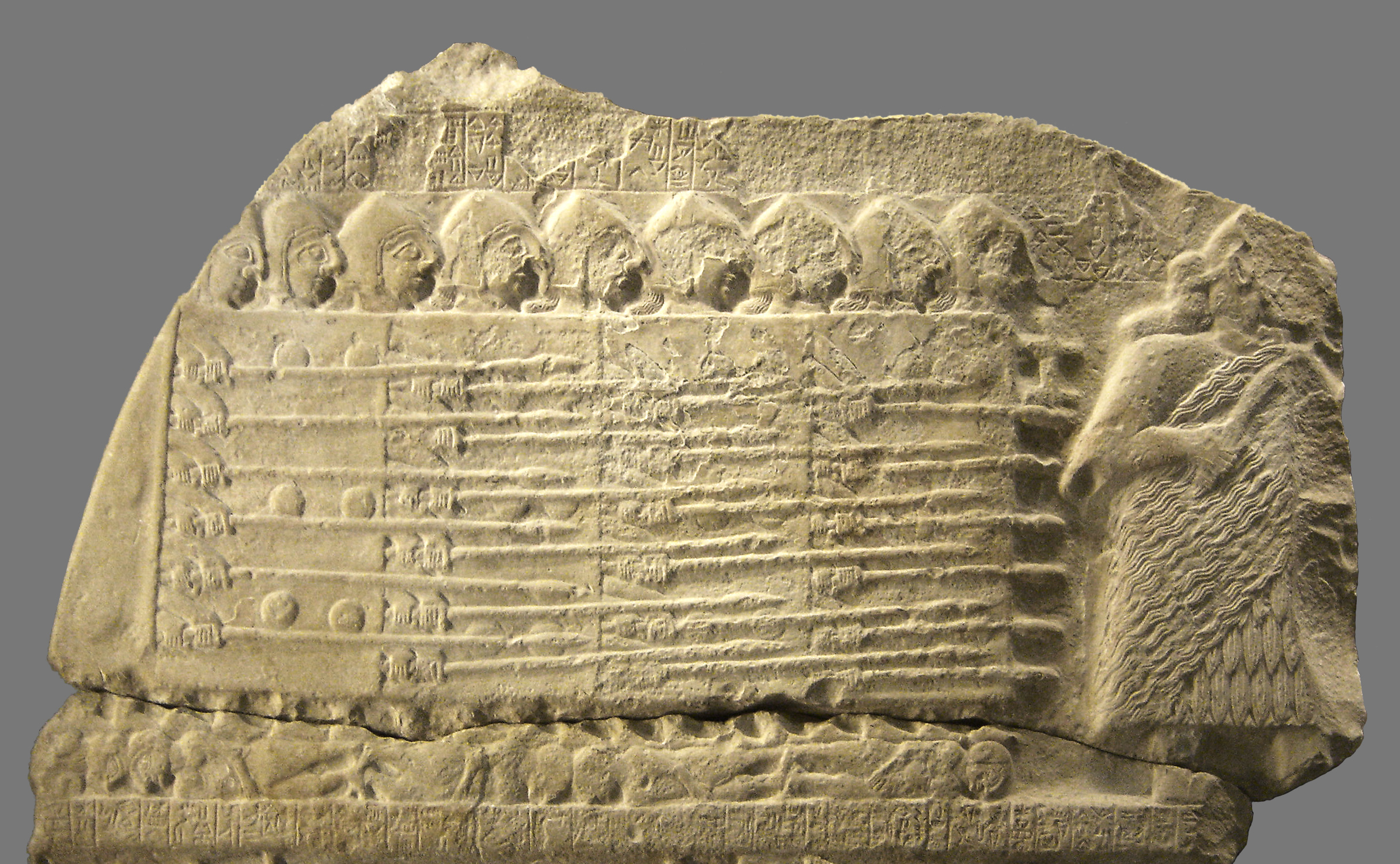
Estela dels voltors, front, registre superior: la falange de l'exèrcit de Lagaix triomfant sobre les tropes de la ciutat rival,  Umma-Gisha, c. 2450 a.C. Museu del Louvre

La història dels esdeveniments d’aquest període segueix sent poc coneguda, tot i que amb el pas del temps és fa més clara. Les històries tradicionals posteriors dels mítics reis d'Uruk (Gilgameix, Lugalbanda, Enmerkar) i Kix (Enmebaragesi, Agga) podrien fer referència a esdeveniments que van tenir lloc durant la DA II, però això no es pot confirmar. Els arxius de la DA III presenten una situació política marcada per conflictes, en particular els que s'oposen de forma recurrent als regnes de Lagaix i Umma-Gisha al voltant de la possessió d’un territori fronterer, així com una aliança entre diverses ciutats documentada als arixus de Shuruppak. Alguns sobirans com Eannatum I de Lagaix (𒂍𒀭𒈾𒁺) i En-Xakanxa-Ana d'Uruk guanyen conflictes contra altres ciutats i, per tant, se situen en una posició hegemònica de curta durada. Més enllà del seu espai, les ciutats mesopotàmiques entren en contacte pacífic o conflictiu amb entitats ubicades en direcció a l'espai sirià (Mari) i l’altiplà iranià (Elam, Awan, Hamazi, Marhashi).

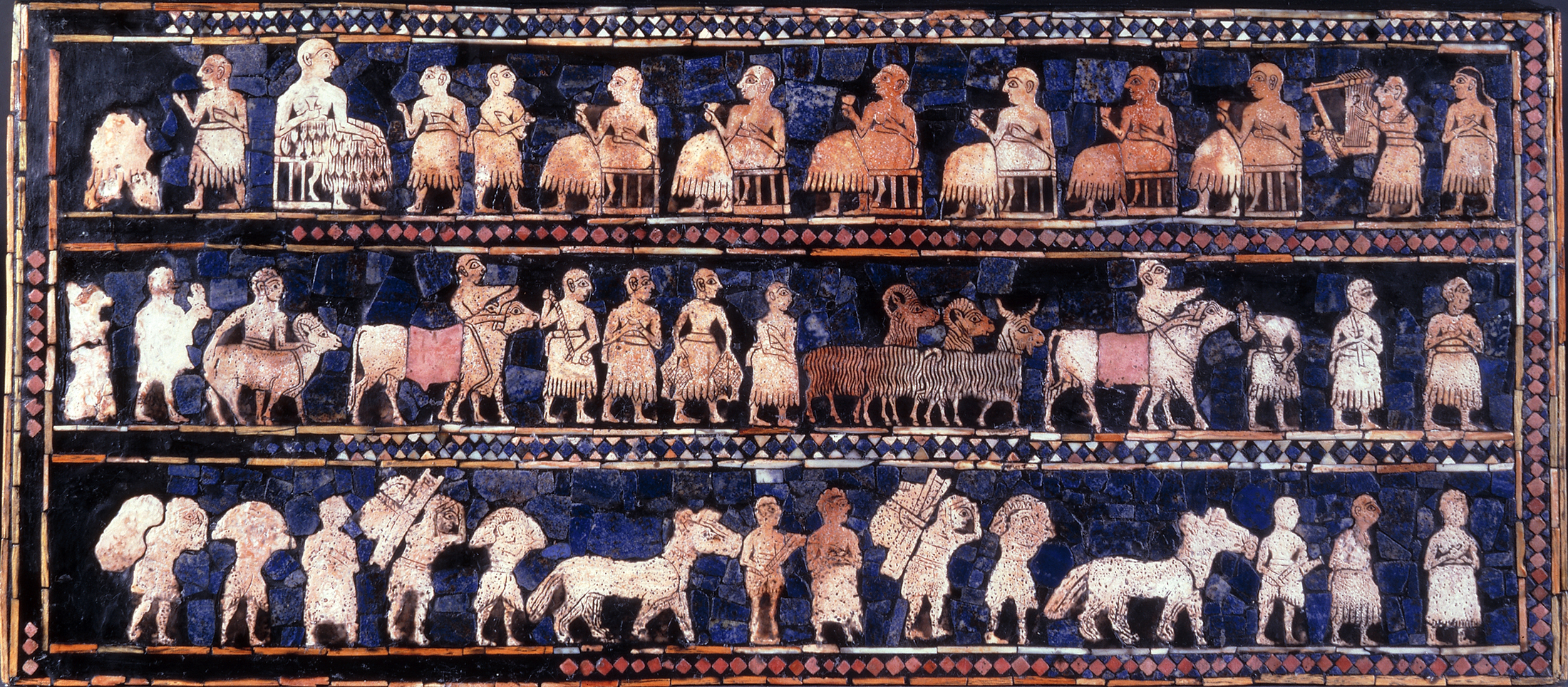
La «cara de la pau» de l'estendard d'Ur. Tombes reials d'Ur, Museu Britànic
La «cara de la guerra» de l'estendard d'Ur. Tombes reials d'Ur, Museu Britànic

Aquests estats són governats per sobirans amb diversos títols, que sens dubte no designen el mateix tipus d’autoritat, com «en» (𒂗) i «ensi» (𒑐𒋼𒋛), més antics i que tenen un aspecte religiós, i «lugal» (𒃲𒇽; gran persona) que s'imposa com el títol reial per excel·lència. Aquests personatges adquiriren gran importància, i es diferenciaren cada vegada més de la resta de la gent. Les tombes reials d'Ur a l’inici del DA III, amb rics mobles funeraris i els seus ocupants acompanyats de desenes de servents en la seva mort, són un cas sense paral·lel a la regió. S'han identificat llocs de poder reial (𒂍𒃲 «É-gal», casa gran, palau) en diversos llocs (Eridu, Kix, Tell Asmar). Aparentment, hi ha alguns tipus d’assemblees (𒌺 ; «ukkin») formades per notables, però probablement no s'hi hauria de veure les emanacions o les restes d’una «democràcia primitiva», com es podria haver proposat, sense cap tipus d’al·lusió a favor d’una interpretació d’aquest tipus.
Els temples (𒂍) són les millors institucions documentades, tant arquitectònicament com epigràfica. Aquest període es caracteritzà notablement per la construcció d’un tipus particular de temple, els «temples ovalats», en què l'edifici de culte estava envoltat d’un recinte ovoide (Khafadje, Tell el-Obeid, Lagaix). Els temples són una important institució econòmica i social, de la qual prové la major part de la documentació administrativa de les ciutats del sud, sobretot els arxius del temple de la dea Bau a Girsu, ciutat del Regne de Lagaix. Tenen un important domini agrícola, grans ramats, tallers, embarcacions, i dirigeixen els treballadors per explotar-los, generalment retribuint-los amb racions de manteniment. Aquests temples són unitats importants, però clarament no són autònoms, ja que sembla que el poder reial els governa (per tant, no hi ha cap «ciutat temple» ni cap règim teocràtic al sud de Mesopotàmia, com s'havia proposat en el passat). A més, els temples no són les úniques institucions, ja que conviuen amb altres tipus de «cases», sobretot palaus i, sens dubte, dominis privats.
L'agricultura de la regió funciona igual que en l’època anterior, sobretot en la divisió dels terrenys en tres parts: camps on creixen els cereals, zona de pastures per als ramats, pantans per a la pesca i obtenció de canyes (sobretot al sud de Mesopotàmia, més humida).
En l’àmbit artesà, els textos indiquen que les activitats tèxtils tenen una gran importància, sobretot gràcies a la llana dels ramats d'ovelles de les institucions, mentre que els èxits de l’artesania de la metal·lúrgia i l'orfebreria estan ben documentats gràcies als descobriments arqueològics, en particular el domini de diversos aliatges a base de coure, com ara el bronze d'arsènic i el bronze d'estany, l'ús del qual es va començar a estendre de la mateixa manera com ho van fer la metal·lúrgia de l'argent i de l'or.
Les tombes reials d'Ur, amb un material arqueològic molt ric, també indiquen l'existència d’extenses xarxes d'intercanvis, ja que les elits mesopotàmiques tenen notablement objectes de lapislàtzuli de l’actual Afganistan, i perles de cornalina de l'Indus, a més de minerals també importats de països llunyans (estany de l'Iran i coure d'Oman).

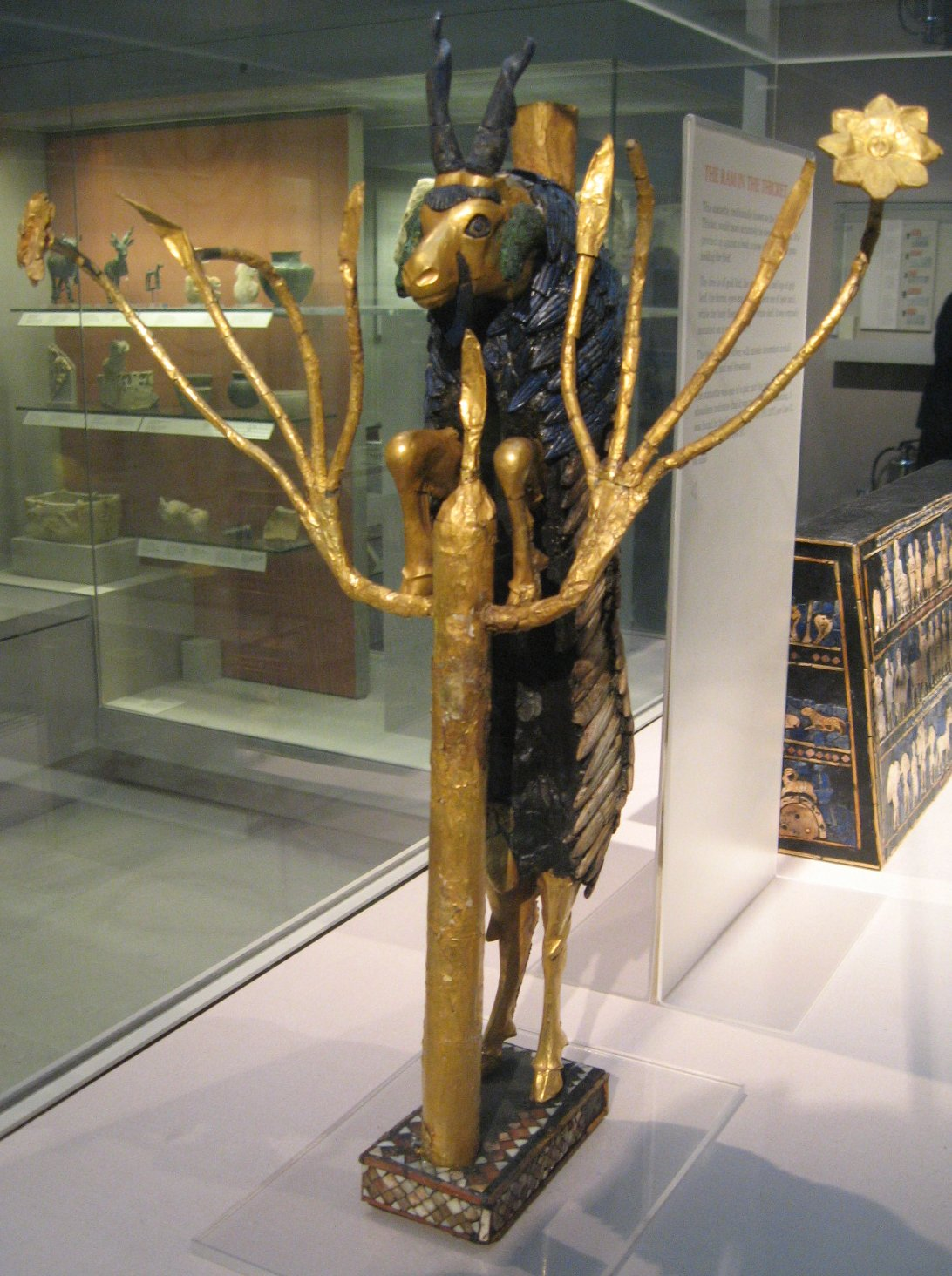
Estàtua d’una cabra que s'alimenta de les fulles d’un arbust, en or, mare nacre i lapislàtzuli. Tombes reials d'Ur, Museu Britànic
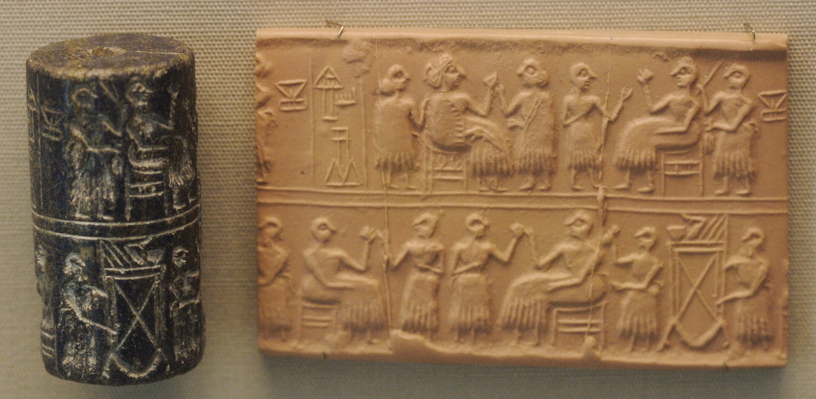
Segell cilíndric i la seva impressió de la «dama» Puabi, que representa una escena d'un banquet. Tombes reials d'Ur, Museu Britànic
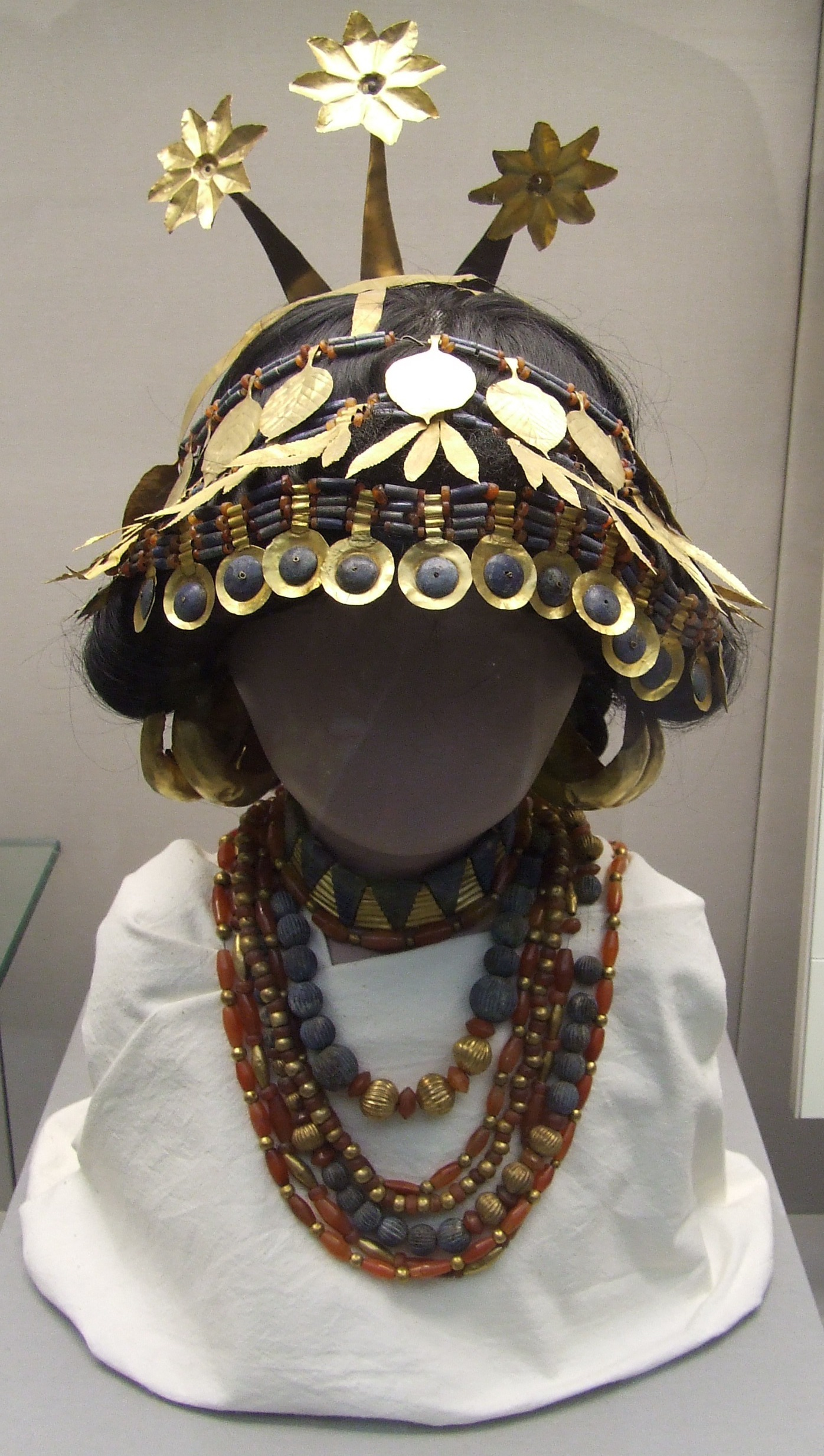
Conjunt de Puabi: tiara en fulla d'or, pedres precioses, i collarets amb pedres precioses. Tombes reials d'Ur, Museu Britànic

La ideologia politicoreligiosa, especialment coneguda gràcies a la documentació epigràfica i artística de Girsu (en particular «l'estela dels voltors»), estableix que el sobirà és el representant terrestre dels déus, a qui li encomanen el seu paper. Al Regne de Lagaix, és sobretot el gran déu local Ningirsu qui es troba al capdavant d’un panteó local a l'escala del regne, però els reis també invoquen el mecenatge d'Inanna, la gran dea d'Uruk, i especialment Enlil, el lloc de culte del qual es troba a Nippur, que és almenys d'aquest període el déu major del panteó unificat del sud de Mesopotàmia, que es concreta en alguns textos (especialment les llistes de divinitats d'Abu Salabikh i Xuruppak) i inclou els panteons locals. El vincle entre els déus i el rei, i més àmpliament les elits, es manifesta pels nombrosos objectes votius inscrits desenterrats als temples d’aquest període, en particular gerros de pedra o metall, baixos relleus de pedra perforats en pedra decorada, i estàtues de figures en posició de pregària.

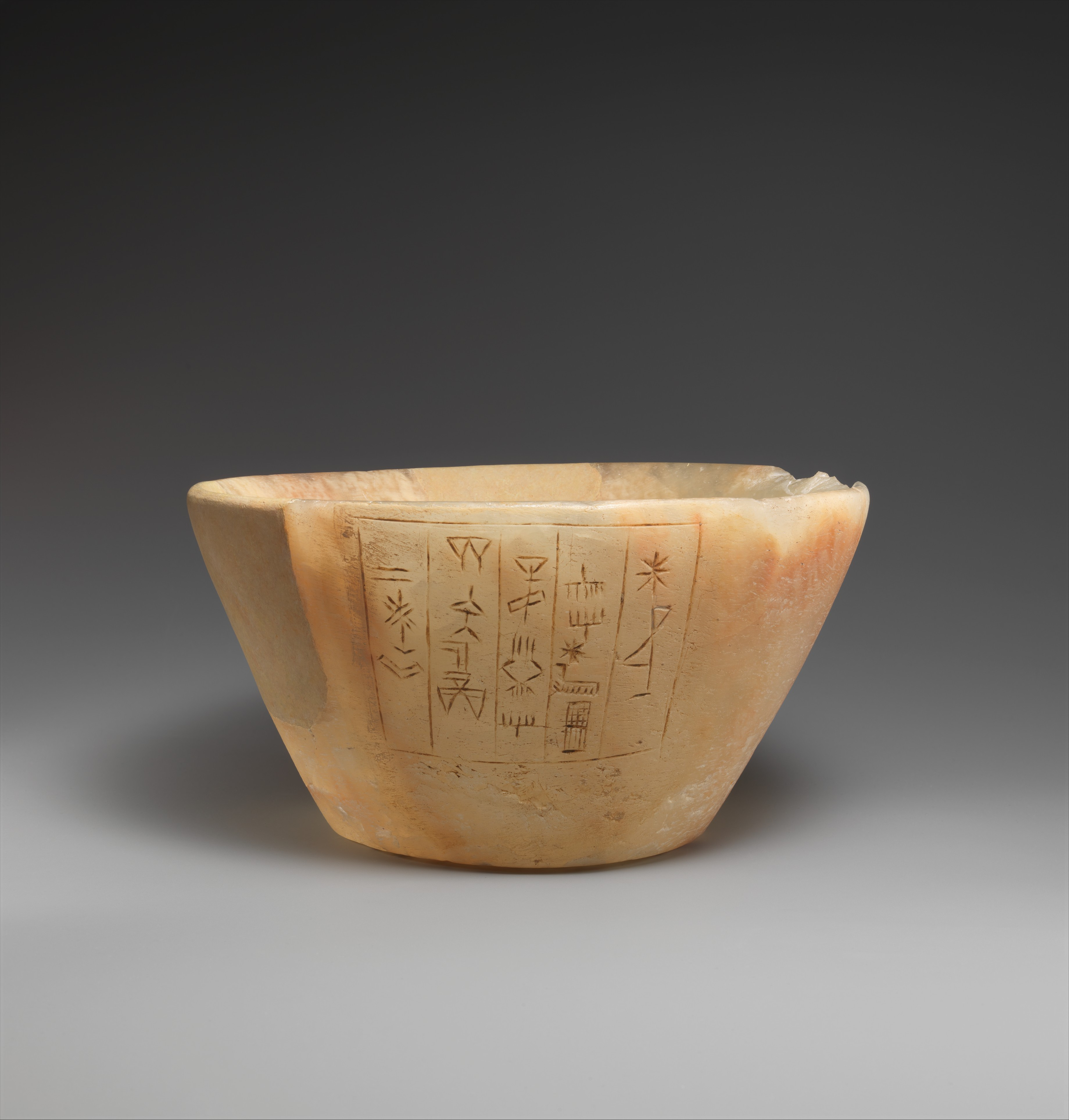
Vas de pedra inscrit dedicat a Aka-Enlil, cap dels comerciants, trobat al temple d'Inanna de Nippur. Museu Metropolità d’Art
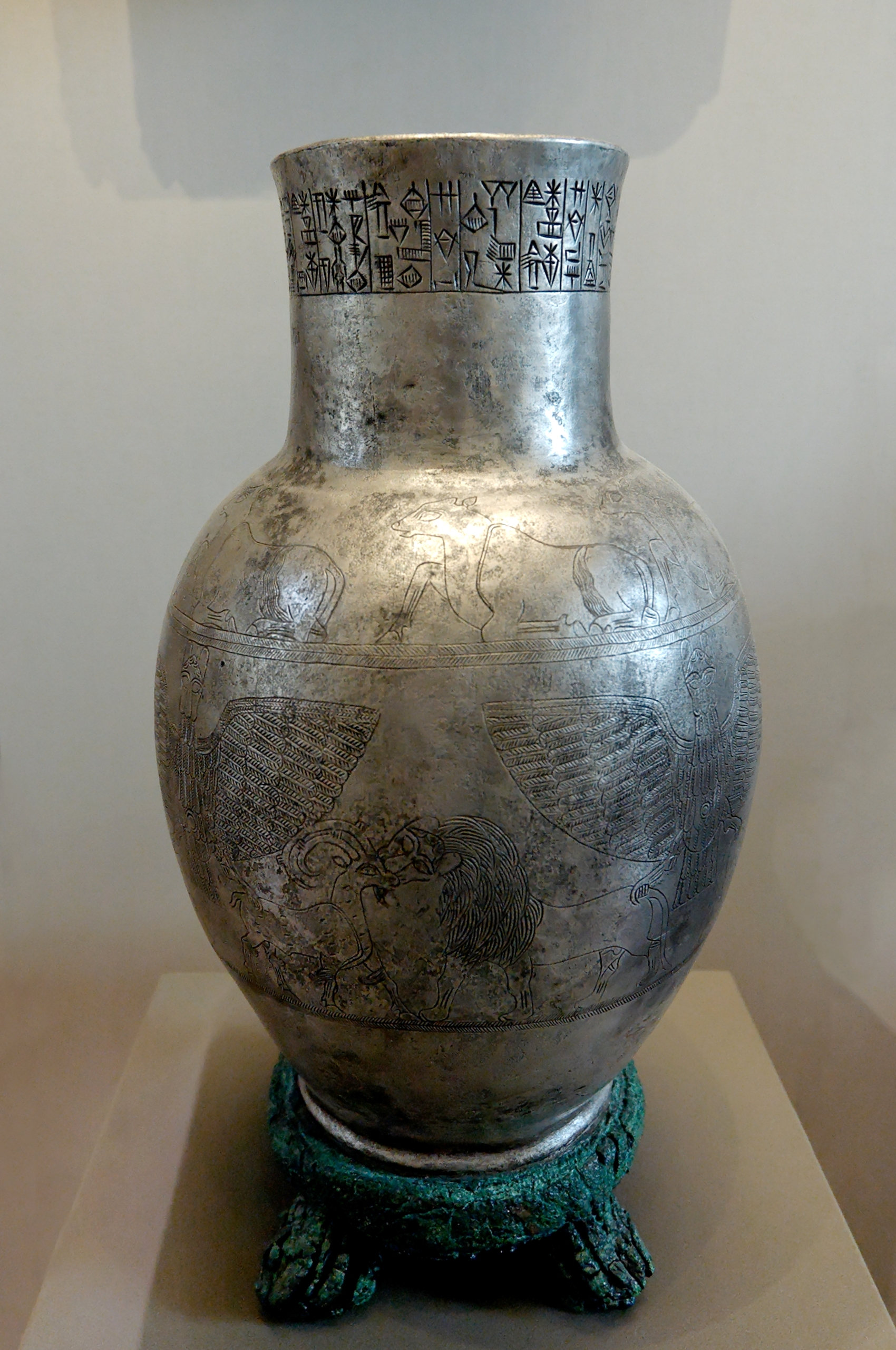
Gerro d'argent dedicat al déu Ningirsu pel rei Entemena de Lagaix. Museu del Louvre
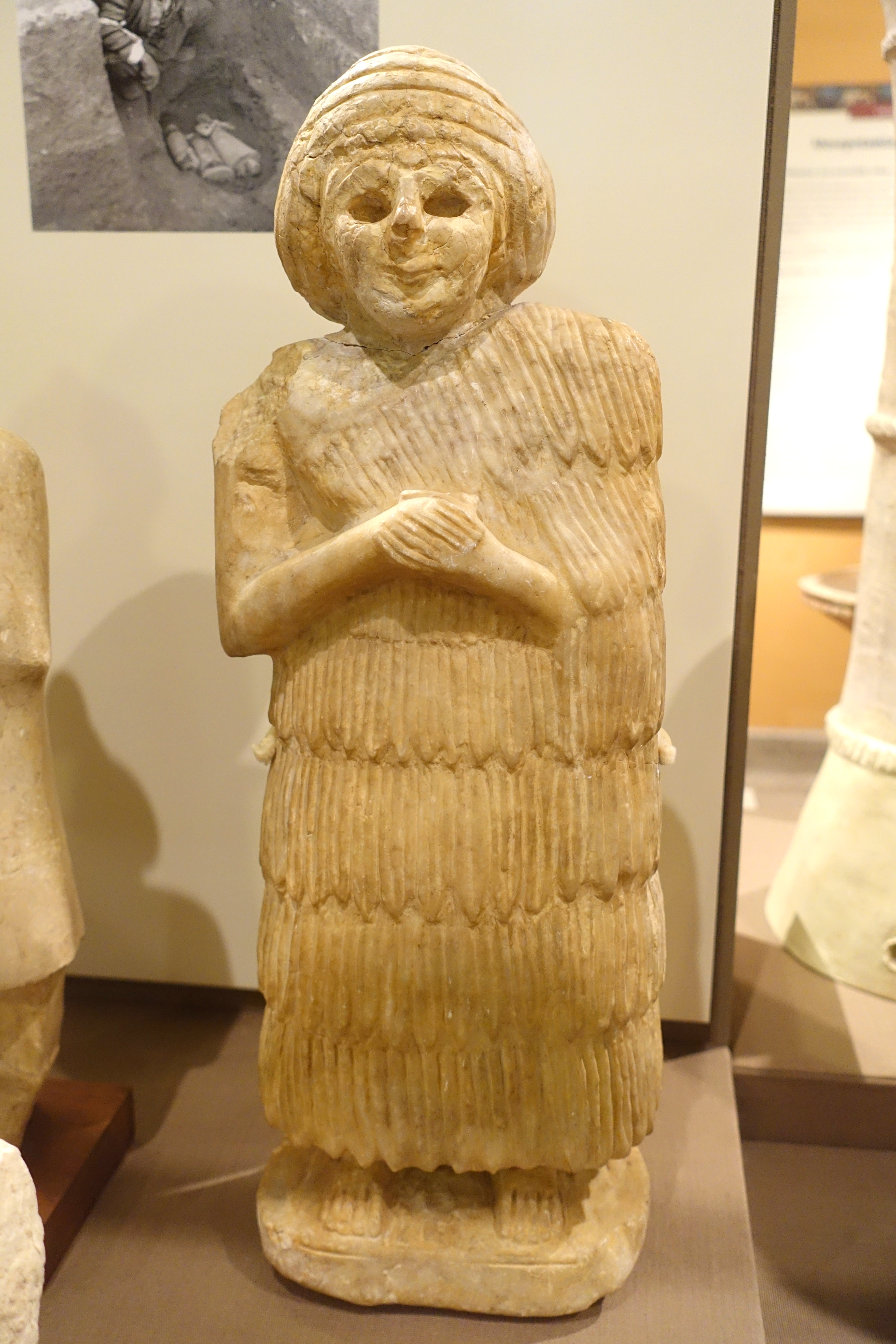
Estàtua d'una figura femenina en postura de pregària, trobada a Khafajah. Museu de l'Institut Oriental de Chicago
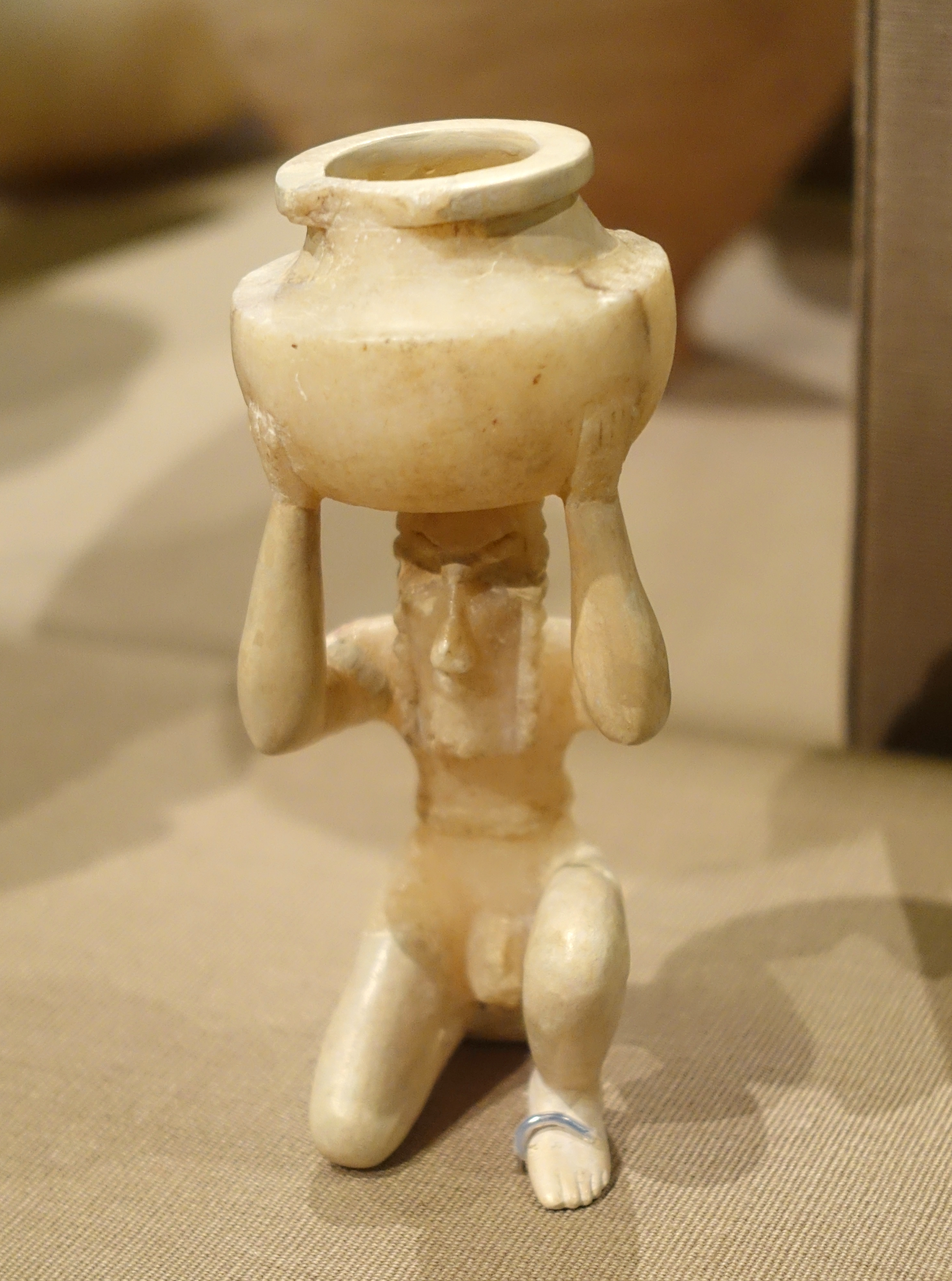
Estàtua d'una figura masculina de genolls que aguanta un gerro, trobada a Tell Agrab, Museu de l'Institut Oriental de Chicago
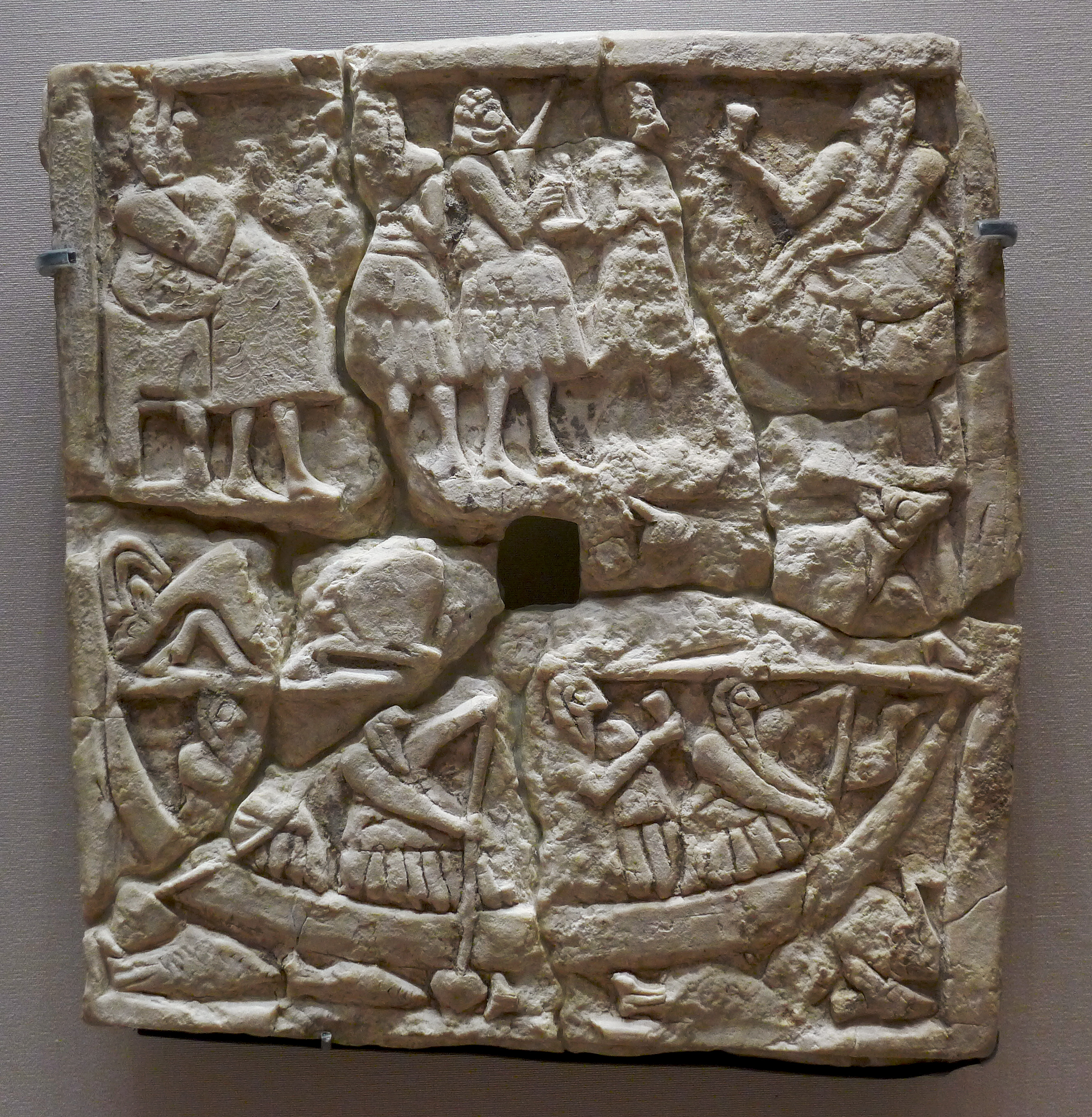
Baix relleu decorat amb escenes d'un banquet (c. 2700-2650 aC). Procedència desconeguda. Museu del Louvre

En el camp de l'escriptura i les lletres, en aquest període es concreta l'establiment definitiu de l'ortografia cuneïforme (en forma de «cantó», «triangle» o clau) dels signes d'escriptura (anteriorment lineals), i una diversificació dels usos de l'escriptura, amb l’aparició d’himnes, rituals, textos sapiencials a Xuruppak i Abu Salabikh (començament de la DA iii) i de textos historiogràfics en inscripcions reials de Girsu.

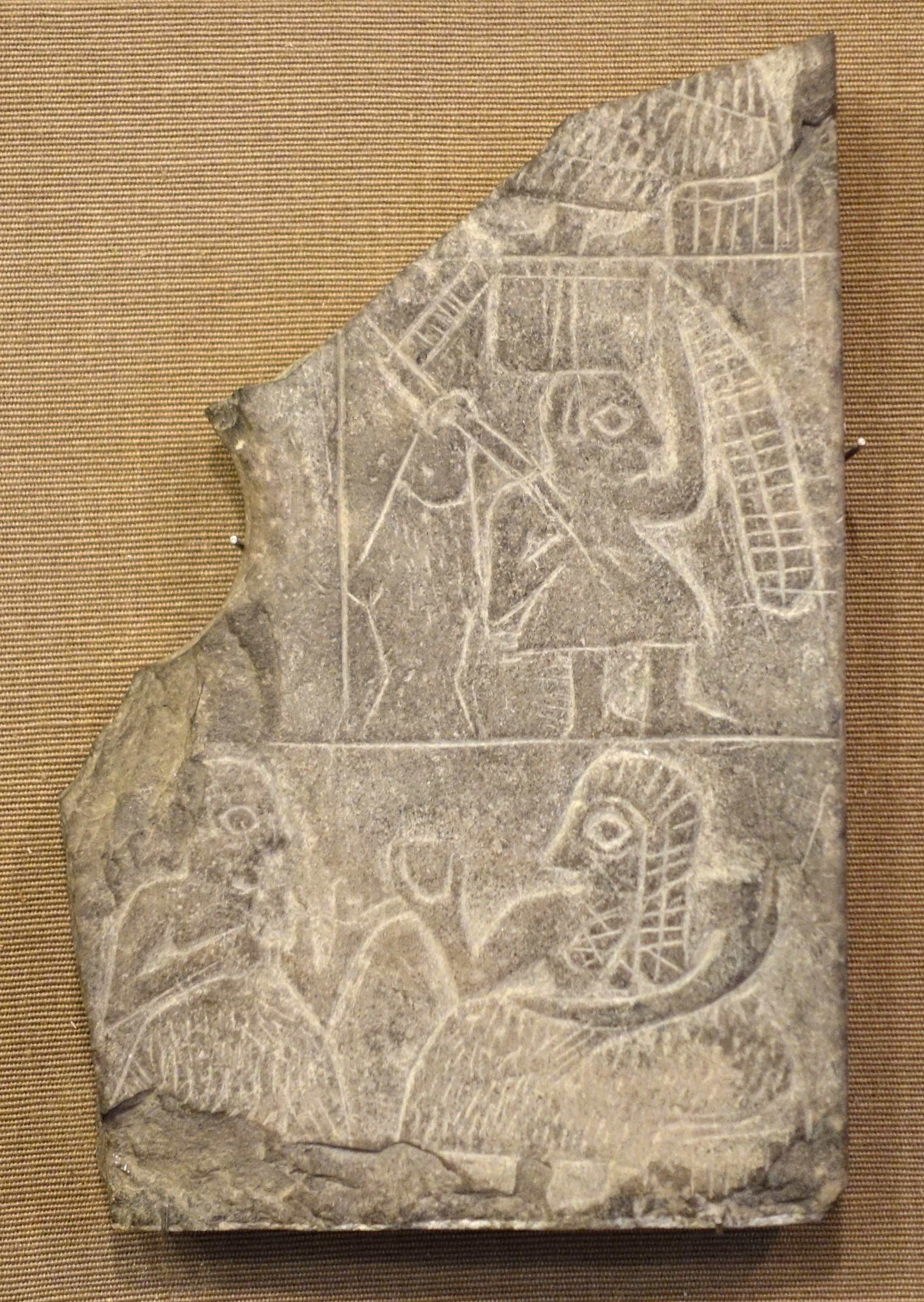
Fragment d'una placa de pedra trobat a Khafajah: banquet i escena de pesca. Museu de l'Institut Oriental de Chicago
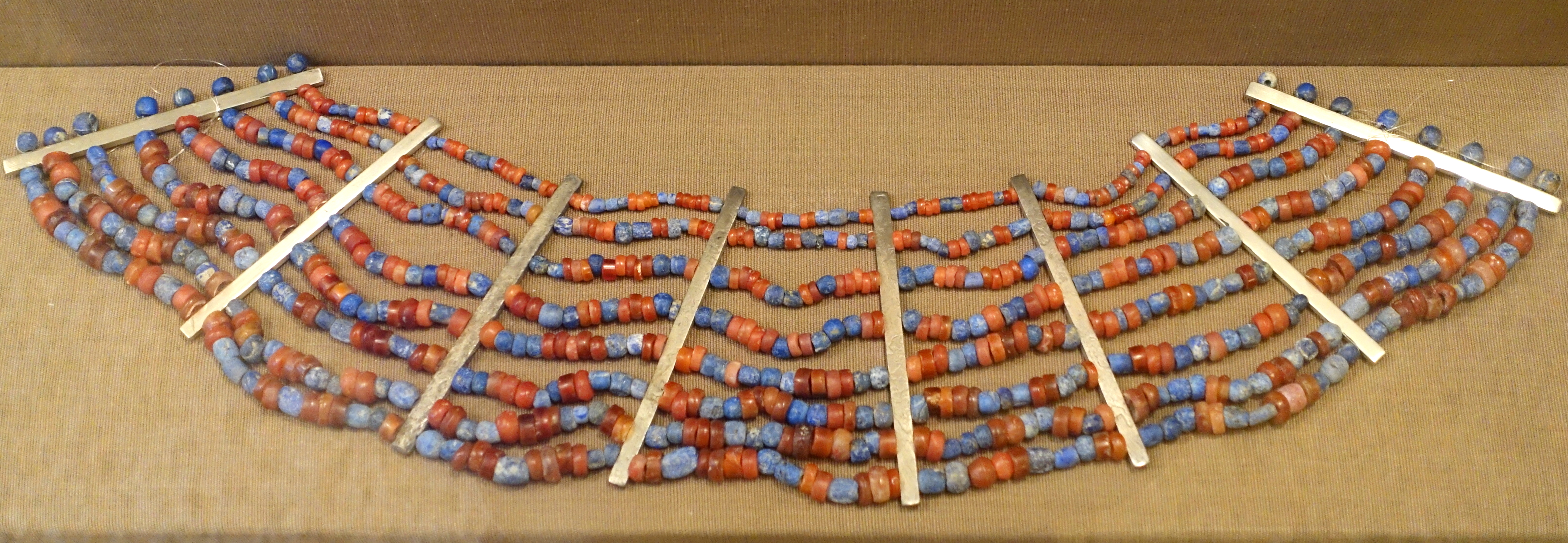
Collaret de perles de lapislàtzuli, cornalina i argent. Temple de Shara a Tell Agrab, DA I. Museu de l’Institut Oriental de Chicago
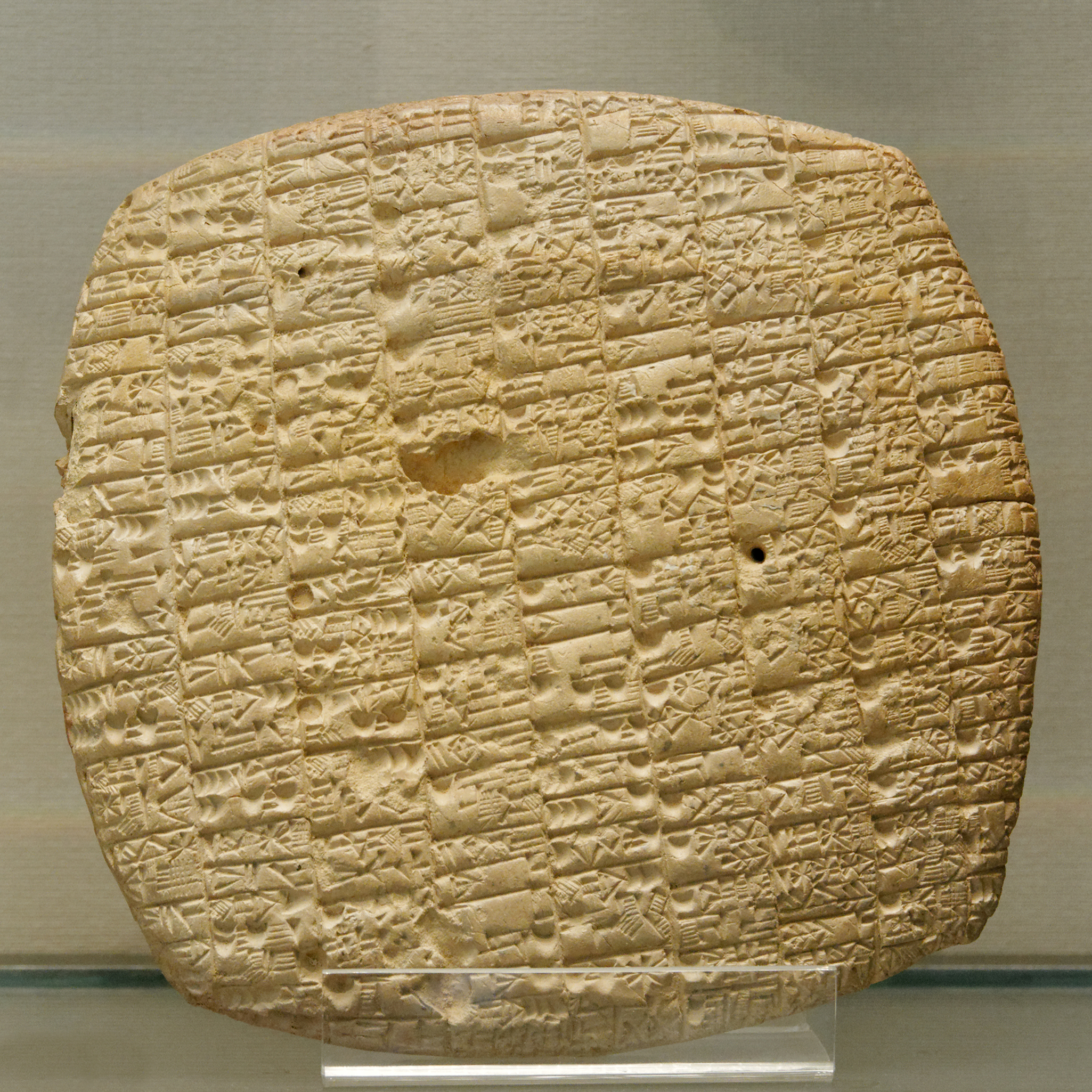
Tauleta dels arxius del temple del Bau de Girsu, sobre distribució de racions de manteniment, DA III B. Museu del Louvre
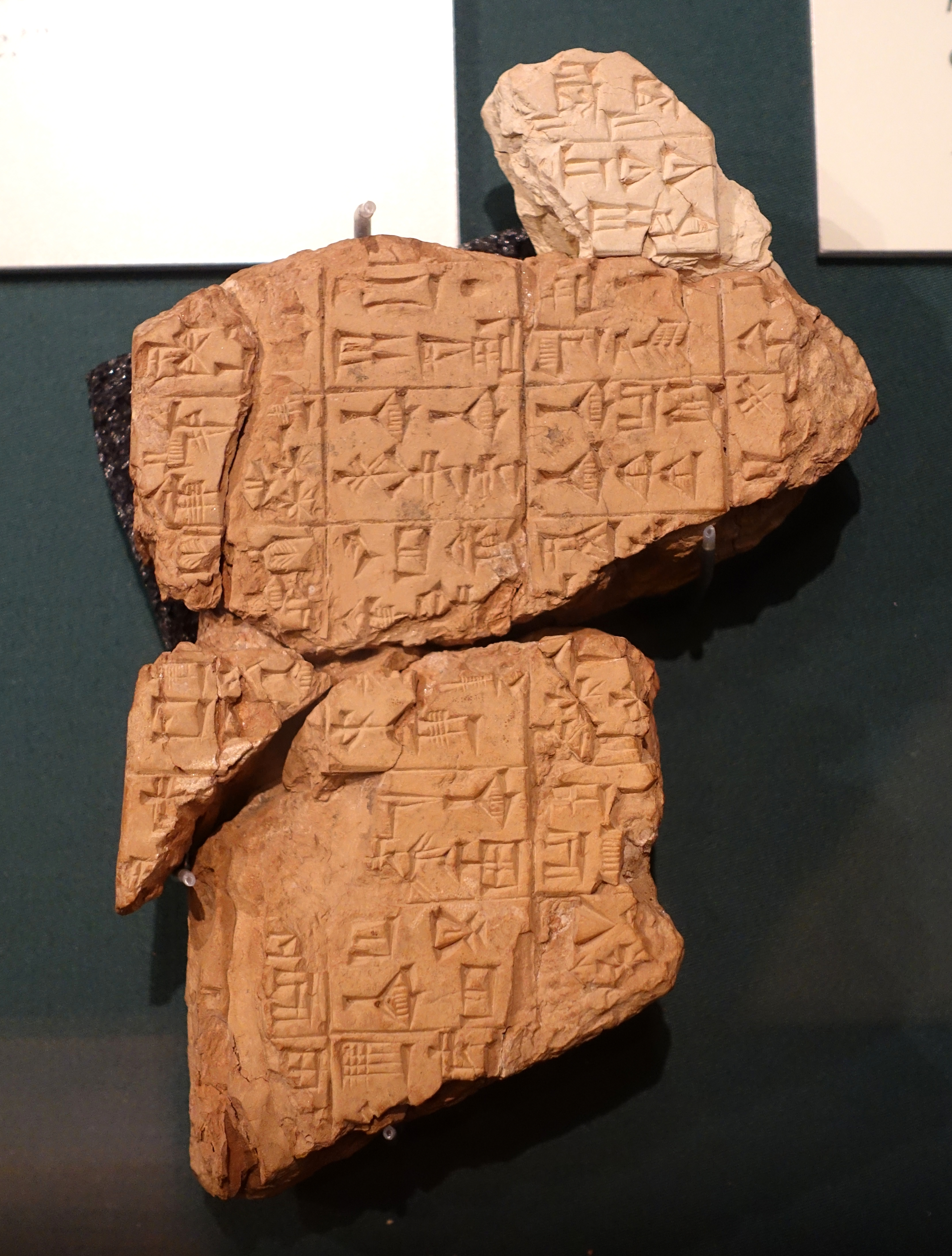
Fragment de les instruccions de Xuruppak. Adab (Bismaya). Museu de l’Institut Oriental de Chicago

### El període de la«segona urbanització»de l'Alta Mesopotàmia
A partir del final de Nínive 5 (c. 2700 aC), l'Alta Mesopotàmia i el nord de Síria experimenten una fase de represa de la urbanització, de vegades definida com una «segona urbanització» (Djezireh primerenc ii i iii). Molts llocs antics s'estenen i queden envoltats d’un gran nombre de llocs secundaris; aquestes xarxes urbanes molt jeràrquiques defineixen clarament les organitzacions polítiques. Entre els llocs més importants de l’època es troben Nínive, Assur, Yorghan Tepe (Gasur) a la part oriental, i Tell Leilan, Tell Brak (Nagar), Tell al-Hawa, Tell Khoshi, Tell Taya, Tell Mozan (Urkish), Tell Chuera, Tell Hariri (Mari) a l'oest. Aquests llocs s'organitzen generalment al voltant d’un centre situat al cim d'un turó, envoltat d’una ciutat baixa, que en molts casos té una forma circular; s'han anomenat aquests llocs «turons coronats (de flors)» (en alemany, Kranzhügel).

Els principals llocs de Síria i l'Alta Mesopotàmia al mil·lenni III aC
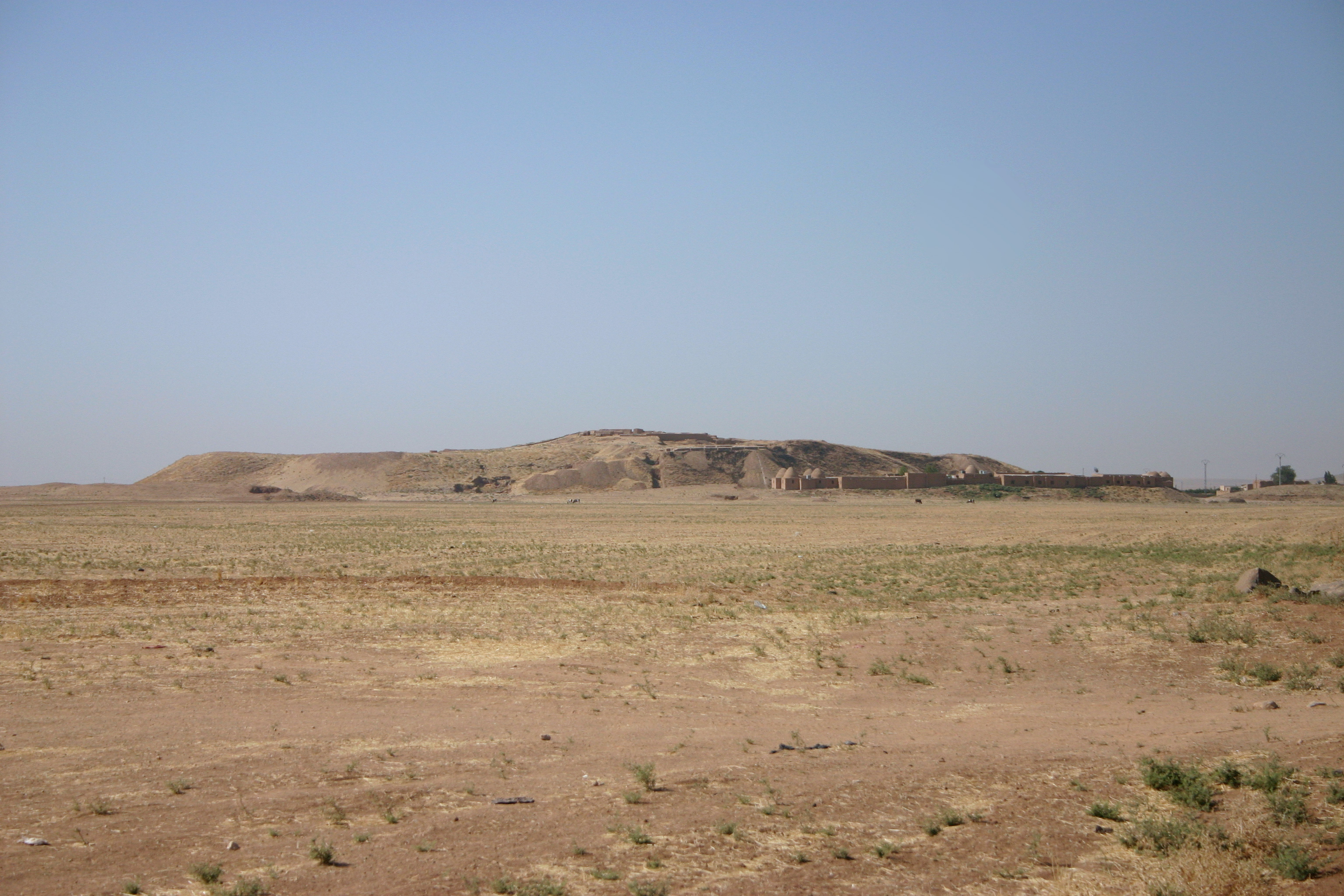
El jaciment de Tell Beydar

Segons els arxius descoberts al jaciment d'Ebla (al centre de Síria), que data del segle xxi aC, les principals entitats polítiques de Djezireh occidental en aquell moment són Mari (a l'Eufrates Mitjà), Nagar (al triangle de Khabur), i Armi(um) / Armanum (a l'Alt Eufrates).
A Mari es van realitzar diverses construccions monumentals d'aquesta època (temples i un palau reial sota els nivells anteriors). Aquesta ciutat pertanyia al senyor d'Ebla, però finalment es va allunyar del seu domini.
El Regne de Nagar, un aliat d'Ebla, també és conegut a partir de les excavacions d'un dels jaciments dependents, Tell Beydar (Nabada), on es van exhumar les ruïnes d'un palau i dels arxius administratius, testimoni de l'existència en aquesta zona d'institucions similars a les de les ciutats de la Baixa Mesopotàmia.

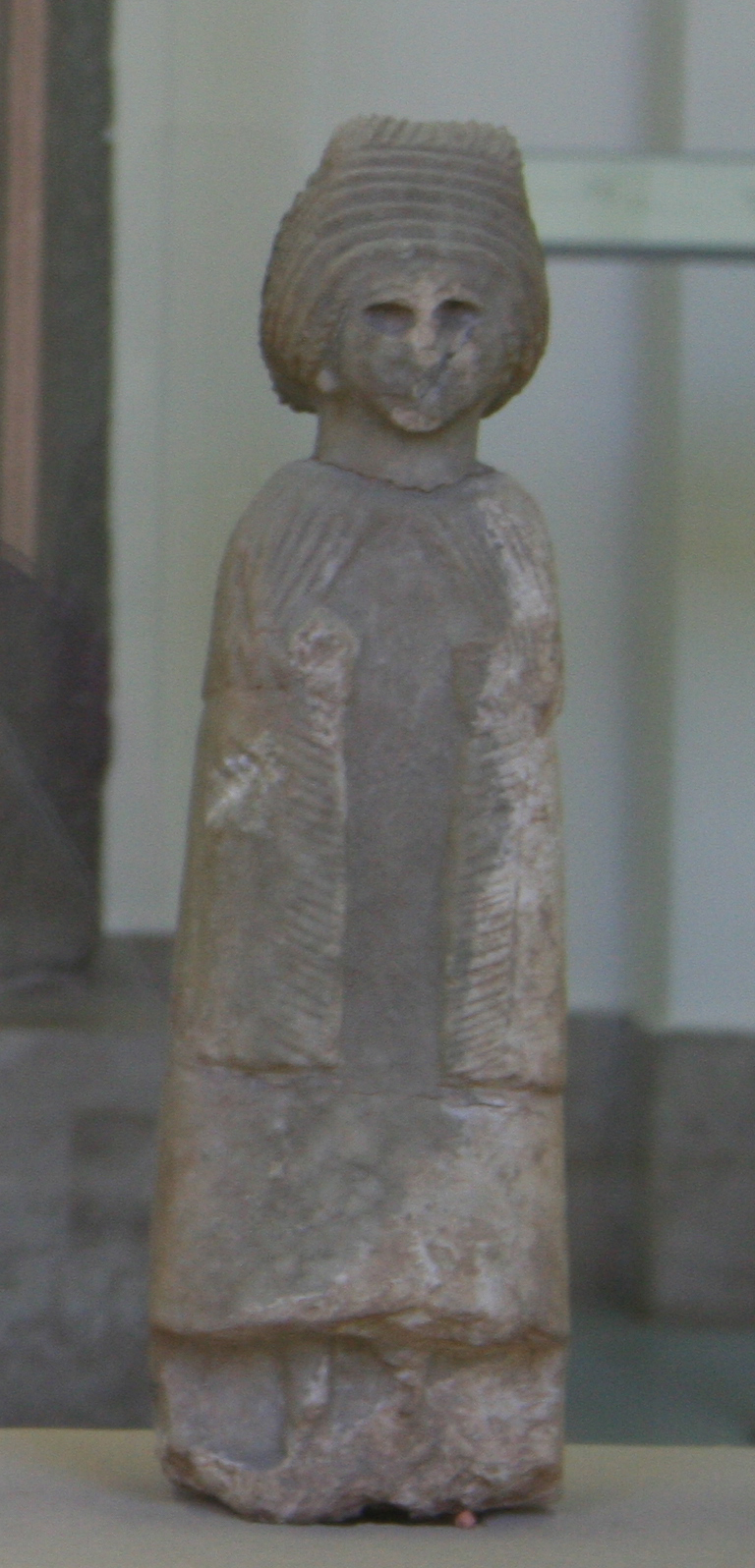
Estàtua de dona dempeus, en pedra blanca. Temple d'Inanna Assur
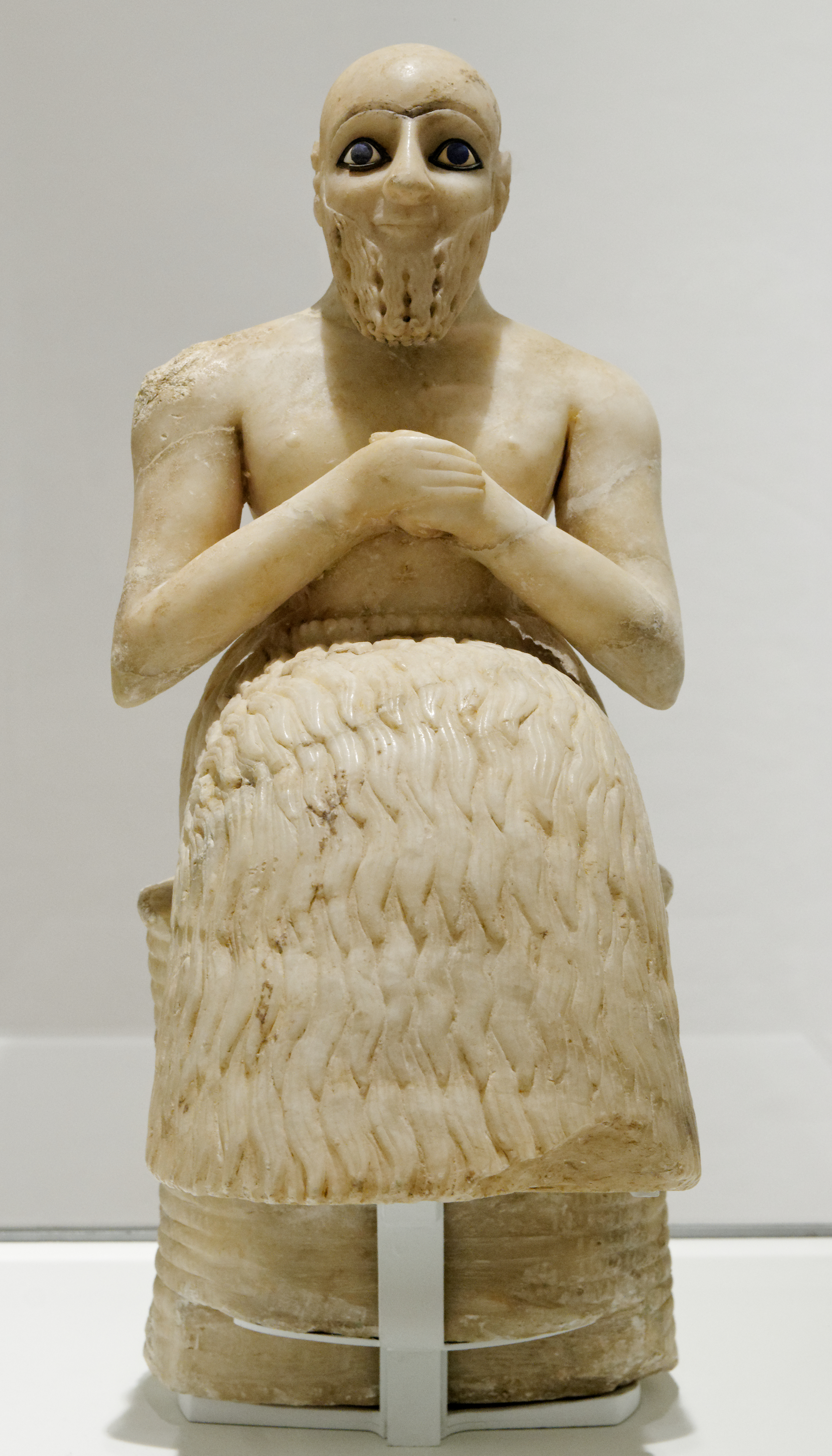
Estàtua de l'intendent Ebih-Il, Mari, DA III B. Museu del Louvre
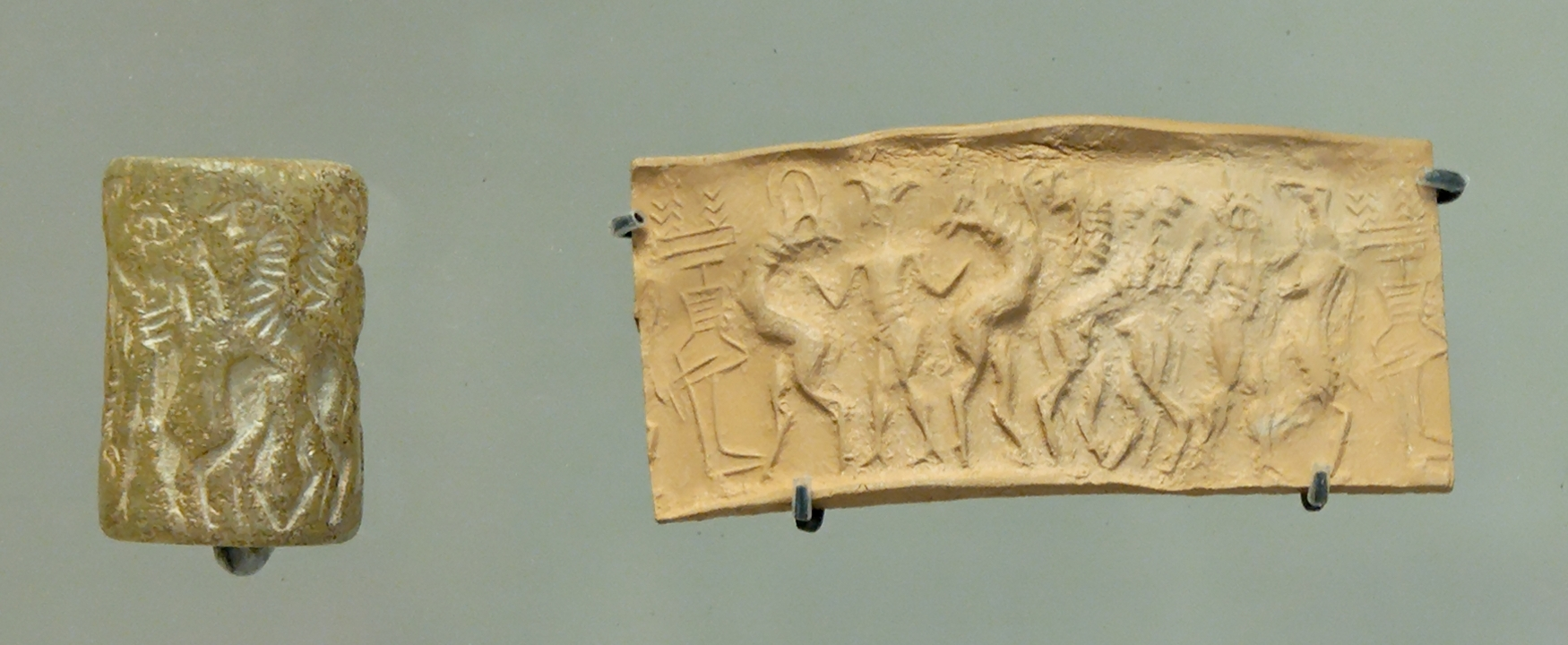
Segell cilíndric i la seva impressió: escenes d'un banquet, Mari, DA III B. Museu del Louvre

La pràctica del sumeri i del cuneïforme en aquests llocs, així com alguns objectes artístics (sobretot estàtues votives) indiquen que la regió era un receptor de la influència cultural del sud de Mesopotàmia, que sembla tenir un paper important en l'emulació de les elits del nord.
Tanmateix, l'economia agrícola del nord és diferent a la del sud; és més extensiva, malgrat una intensificació que podria acompanyar el desenvolupament d'institucions, amb un cultiu de cereals amb poca irrigació perquè hi ha més precipitacions (excepte al Baix Djezireh), i una agricultura de pastors probablement controlada en part per grups nòmades o seminòmades.

## L’època dels«primers imperis»
Els darrers segles del mil·lenni iii aC estan marcats per l’aparició d’entitats polítiques l'extensió territorial de les quals supera en gran manera les dels estats de l’època de les dinasties arcaiques: l'Imperi accadi (c. 2340-2190 aC) i la tercera dinastia d'Ur (c. 2112-2004 aC).
Separats per un període de fragmentació política, cadascú va dominar la Baixa Mesopotàmia, part de l'Alta Mesopotàmia i també de les regions de l'Iran occidental. Davant d’aquesta extensió supraregional, és habitual considerar-los com els «primers imperis», tot i que l’ús d’aquest terme és discutible. És una entitat considerable pel que fa a la seva important extensió territorial, associant un centre on es troben les elits dominants i les perifèries dominades, basat en una expressió pronunciada de la legitimitat política i ideològica dels seus monarques que es converteixen en figures sense rival, reivindicant el domini mundial i un estatus diví.
Tot i que es tracta de noves experiències polítiques que van influir considerablement en els períodes posteriors de la història mesopotàmica, aquests dos primers imperis eren estructures polítiques insostenibles, i van experimentar un declivi tan ràpid com la seva expansió.

### L’Imperi accadi
A mitjan segle xxi aC, la regió de Sumer veu el començament d'una concentració política amb les conquestes de Lugal-Zage-Si (𒈗𒍠𒄄𒋛; c. 2340-2316 aC), sens dubte originari d'Umma però establert a Uruk, que sotmet sobretot Lagaix. Al mateix període, al Regne de Kix, va prendre el poder un nouvingut, Sargon d’Accad (𒈗𒁺 ; c. 2334-2279 aC). L'enfrontament entre els dos sobirans es converteix en un avantatge per al segon, que va conquerir tota la Baixa Mesopotàmia. Els anys següents, va realitzar conquestes a la zona de l'Eufrates Mitjà (Mari), Djezireh (Nagar), sud-oest de l'Iran (Susa) i probablement Síria (Ebla), potser fins a la costa mediterrània. El seu regnat està documentat principalment per fonts tardanes, que el van envoltar amb una aura llegendària, i és difícil saber el progrés d’aquestes conquestes, tot i que van marcar clarament el seu esperit per la seva escala sense precedents.

Extensió del Regne de Lugal-Zage-Si
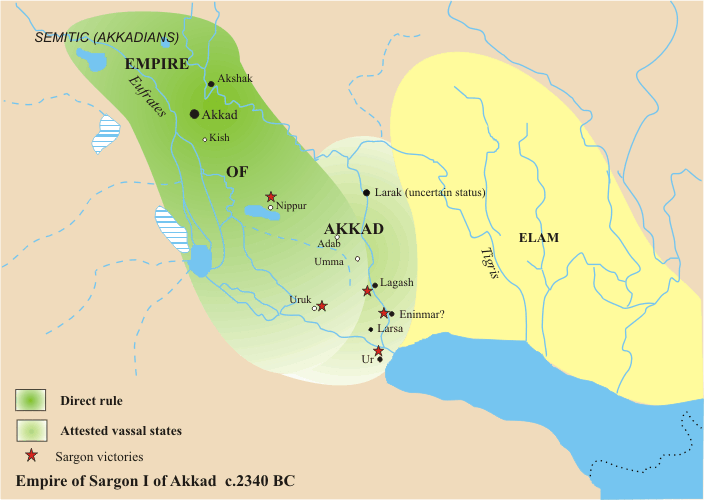
Imperi de Sargon I d'Accad
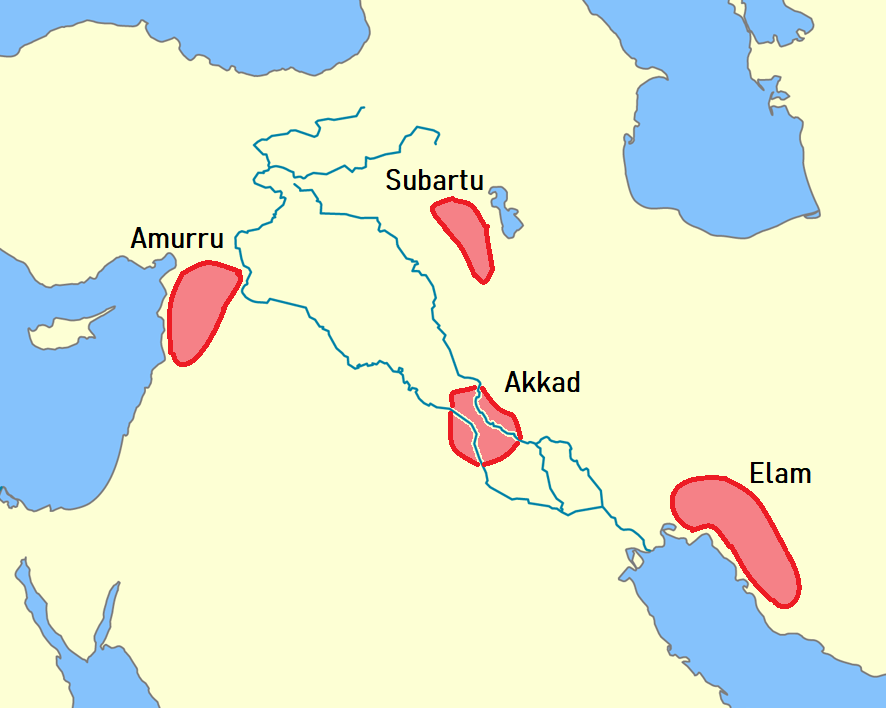
Mapa dels quatre racons del món com probablement els hauria imaginat Naram-Sin d'Accàdia, el creador del títol «rei dels quatre racons del món». A la seva època es pensava que aquestes ubicacions eren a prop de les vores del món. Com a tal, s'ha d'entendre el títol que es refereix a «Rei de tot el món»

Els seus successors, Rimuix (𒌷𒈬𒍑) i Manixtuixu (𒈠𒀭𒅖𒌅𒋢), conserven el seu llegat (el primer suprimint una revolta a les ciutats del sud) i el consoliden mitjançant noves campanyes cap a l'est.
Naram-Sin (𒀭𒈾𒊏𒄠𒀭𒂗𒍪; c. 2254-2218 aC) és la segona gran figura de la dinastia accàdia. Consolidà la dominació del seu regne a l'Alta Mesopotàmia, a la zona de Síria (capturant Armanum) i fins i tot al sud-est d'Anatòlia, i dirigí altres campanyes a l’altiplà iranià i potser fins a Magan (Oman). Però també s'enfrontà a unes grans revoltes a la Baixa Mesopotàmia, els focus principals de les quals es trobaven a Kix i Uruk, que va reprimir durament. Sens dubte, aquest esdeveniment li va fer guanyar una reputació sinistra en la tradició mesopotàmica posterior, que critica sobretot la seva vanitat. Naram-Sin és el primer sobirà mesopotàmic que va tenir un estatus diví i es proclamà a si mateix «rei dels quatre racons» (rei de tot el món), és a dir, que va fer una reivindicació del seu domini mundial.

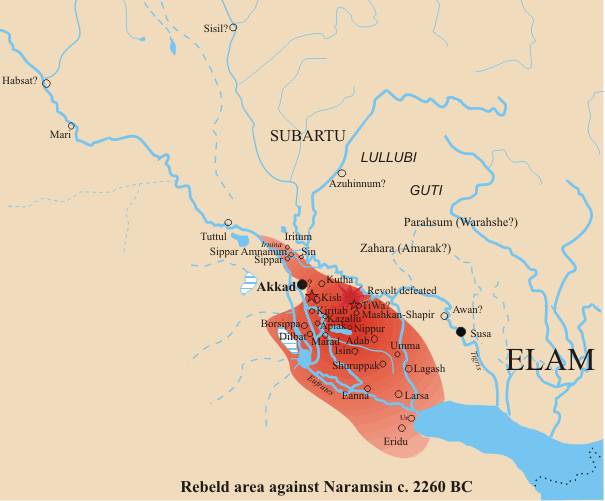
Àrees revoltades contra Naram-Sin a la Baixa Mesopotàmia
Extensió màxima aproximada de l'Imperi d'Accad, durant el regnat de Naram-Sin, i direcció de les seves campanyes militars exteriors

Si el Regne d’Accad es defineix com un «imperi», és particularment pels seus aspectes ideològics, afirmats des del regnat de Naram-Sin i les seves ambicions universals. Els reis d'Accad es presenten en general com a escollits pel gran déu Enlil (𒀭𒂗𒆤), però també presenten la figura d'Ixtar d'Accad (𒀭𒈹), dea protectora de la seva capital. En la pràctica, aquesta construcció política, que és la primera coneguda històricament a Mesopotàmia que intenta reunir sota el seu control diversos territoris heterogenis, sembla essencialment lligada a la capacitat del poderós exèrcit d’Accad de mantenir els seus territoris sota control.
La dominació dels reis d’Accad sembla deixar un gran marge de maniobra a les institucions locals, que es conserven, convertint així les ciutats estat sumèries en «províncies» sense interrompre les seves institucions, en particular els temples que funcionen de la mateixa manera que en el passat.

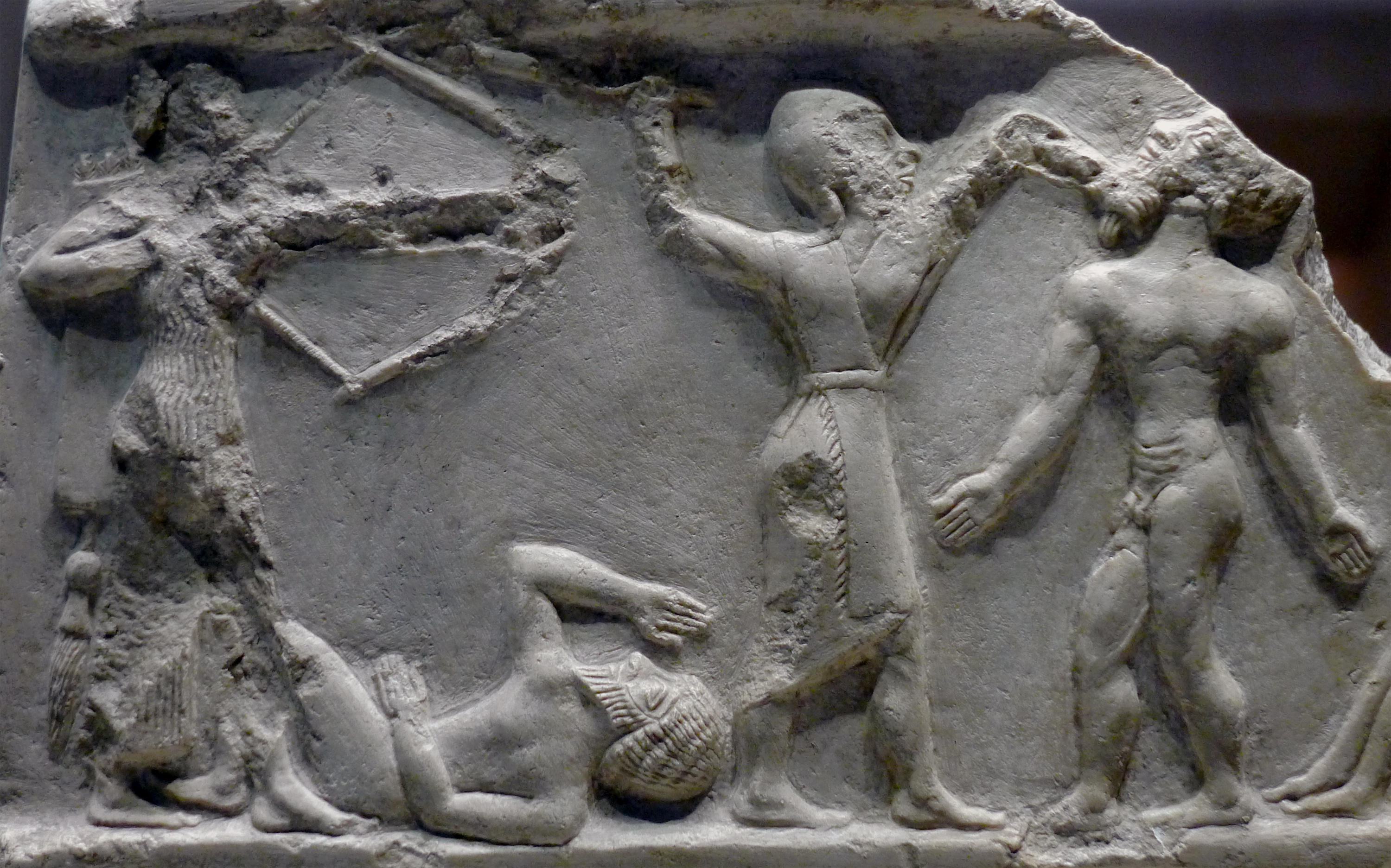
Escena de lluita. Detall d'un fragment d'estela del regnat de Rimuix o Naram-Sin. Museu del Louvre
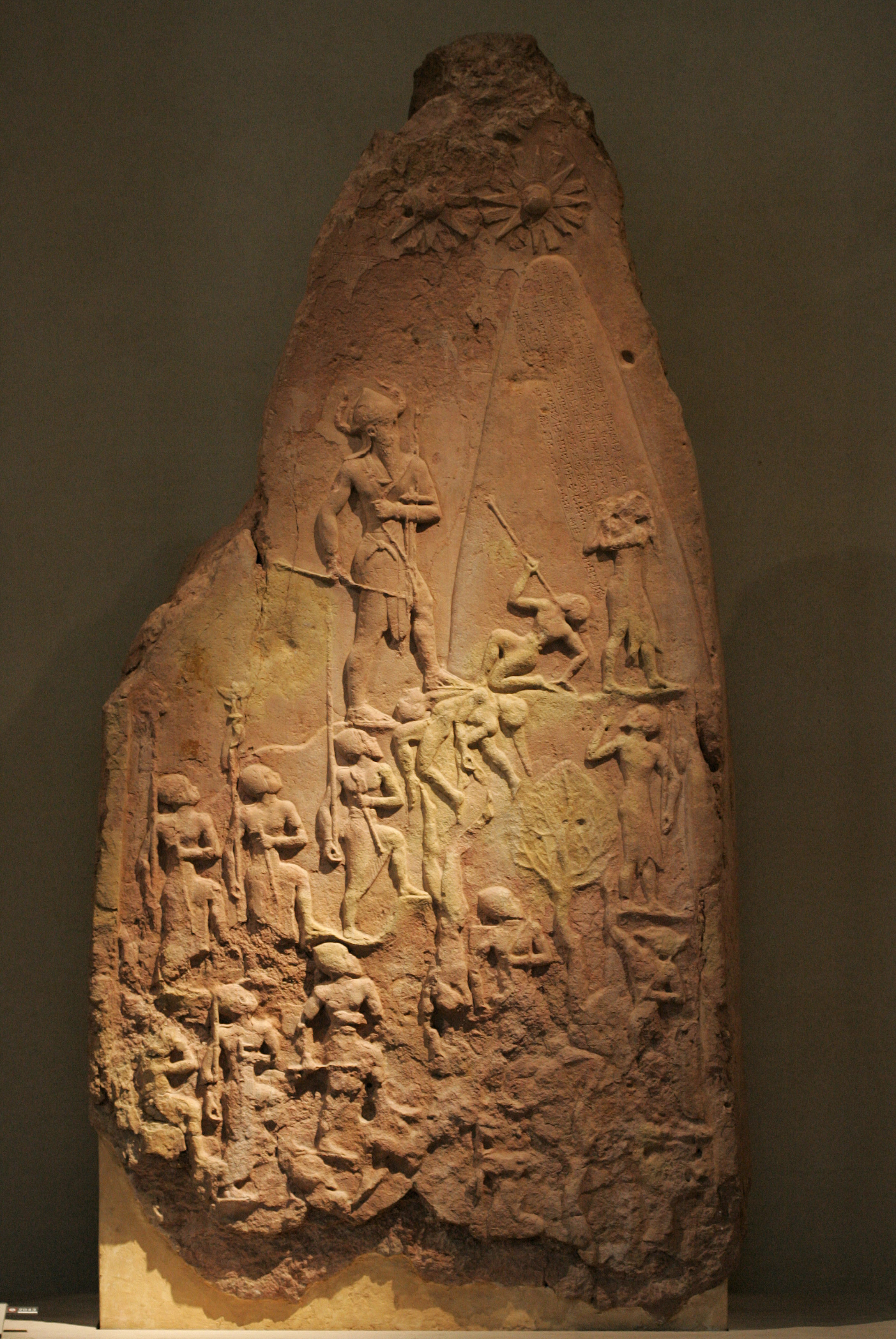
Estela de la victòria del rei Naram-Sin. Museu del Louvre

A les regions perifèriques del nord, el govern sembla establir càrrecs militars, com el palau fortalesa de Tell Brak, construït durant el regnat de Naram-Sin. No obstant això, hi ha un procés de monopolització i redistribució de terres en benefici dels parents del rei, testimoniat per les donacions commemorades per l’obelisc de Manixtuixu.
Els reis d’Accad també tenen l’hàbit d'instal·lar determinats membres de la família reial al capdavant de grans santuaris; el cas més conegut n'és el d'Enheduanna (𒃶𒁺𒀭𒈾), filla de Sargon, gran sacerdotessa de la divinitat lunar Nanna (𒀭𒋀𒆠) a Ur, i a qui la tradició mesopotàmica li ha atribuït l'escriptura de textos literaris en sumeri.
Cap al final del període hi va haver una estandardització de les pràctiques administratives, que es pot veure en la difusió de l'accadi com a llengua oficial.

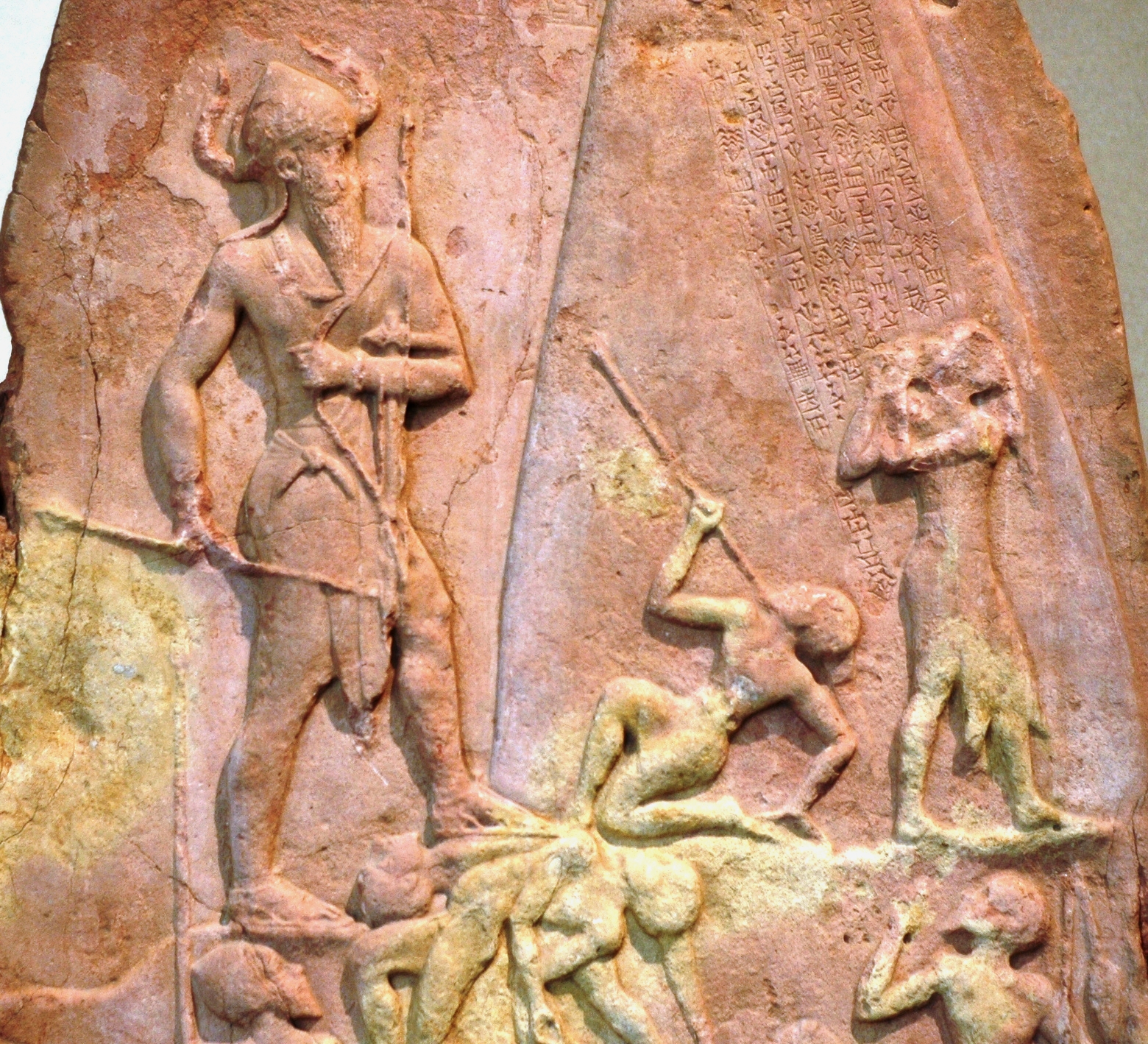
Estela de Naram-Sin per celebrar la seva victòria contra els lullubi del Zagros
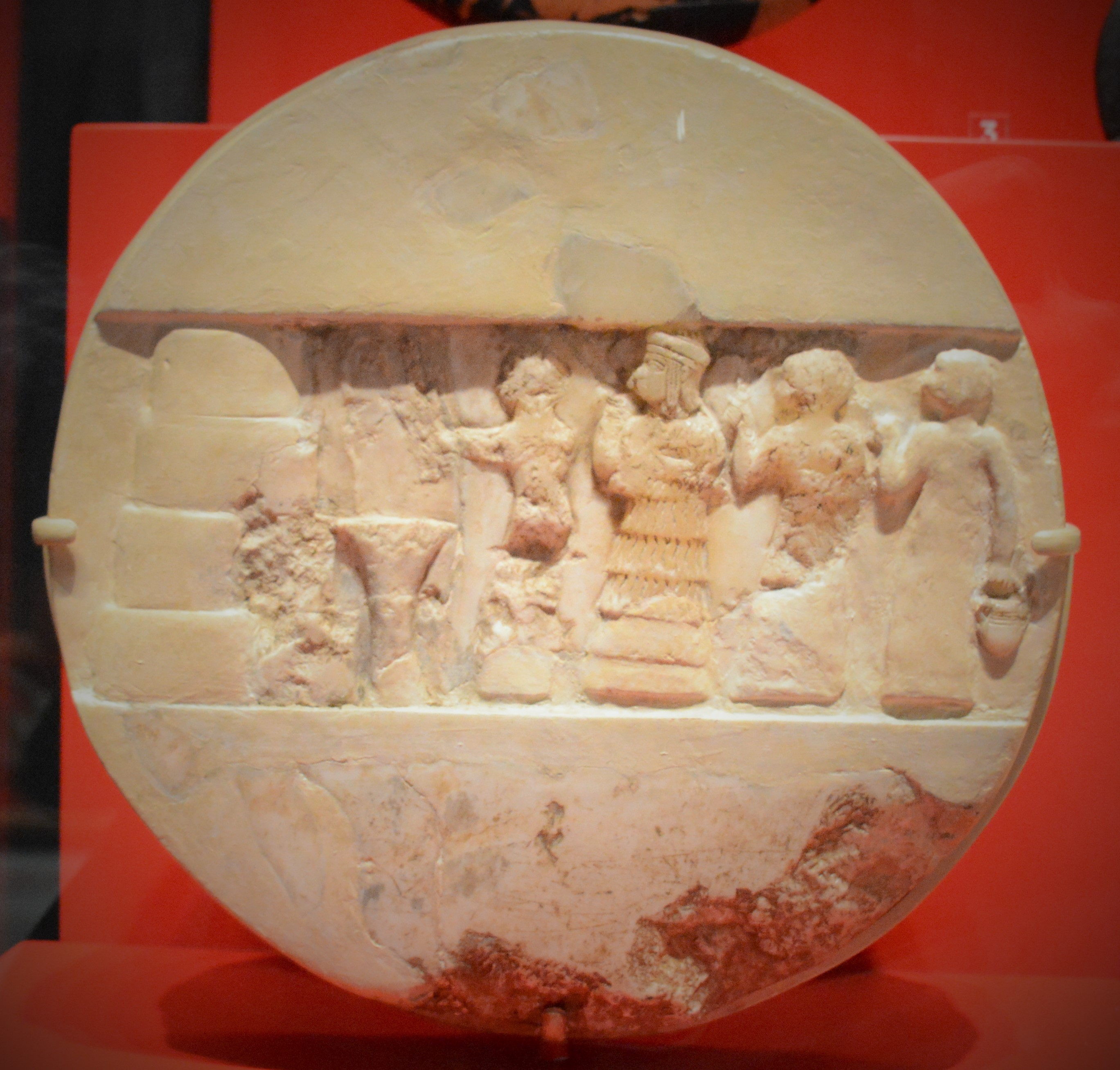
El «disc d'Enheduanna»: escena ritual. La princesa es representa al centre, en segona posició des de l'esquerra. Museu d’Arqueologia i Antropologia de la Universitat de Pennsilvània
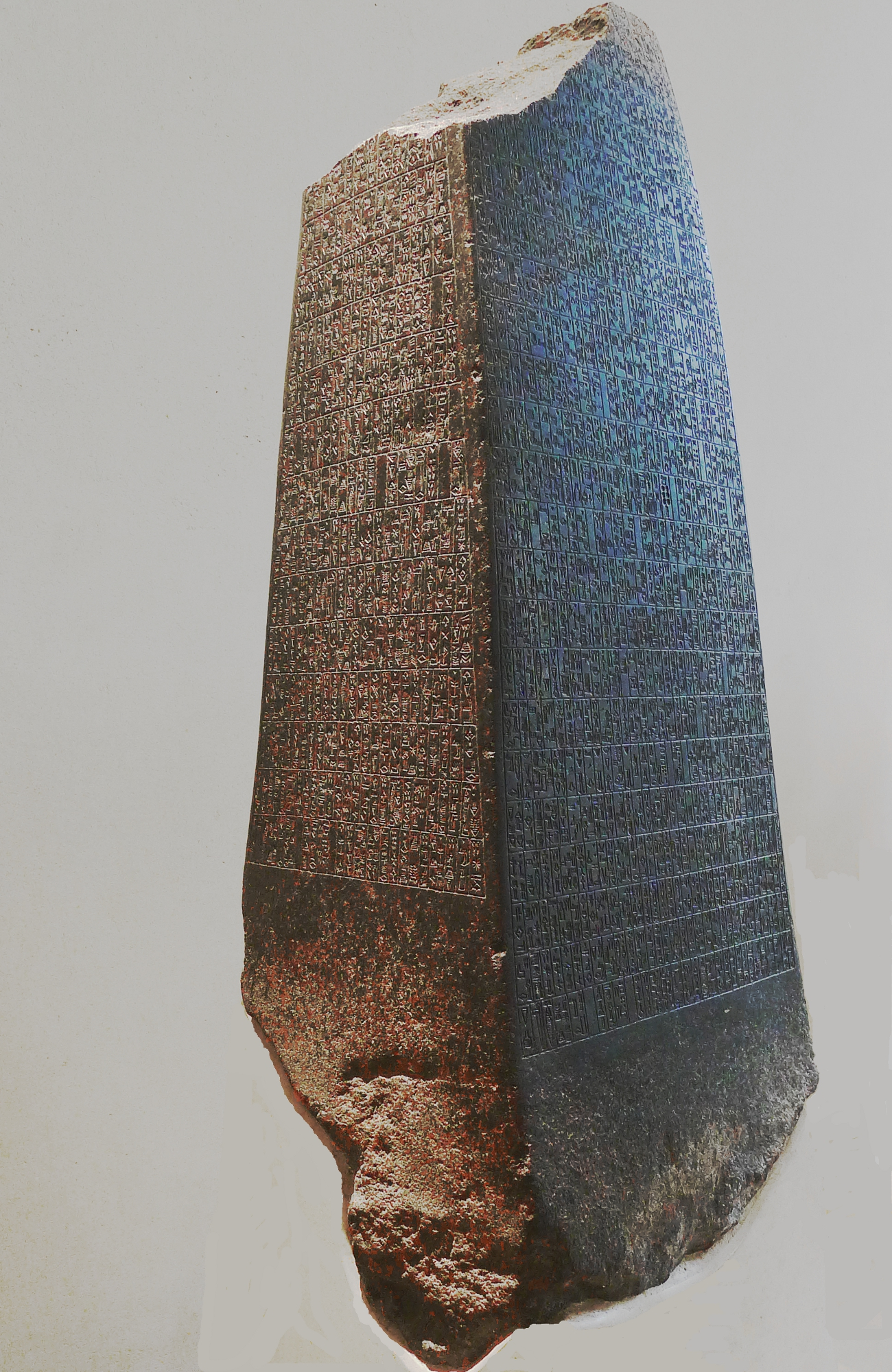
L’obelisc de Manixtuixu. Museu del Louvre
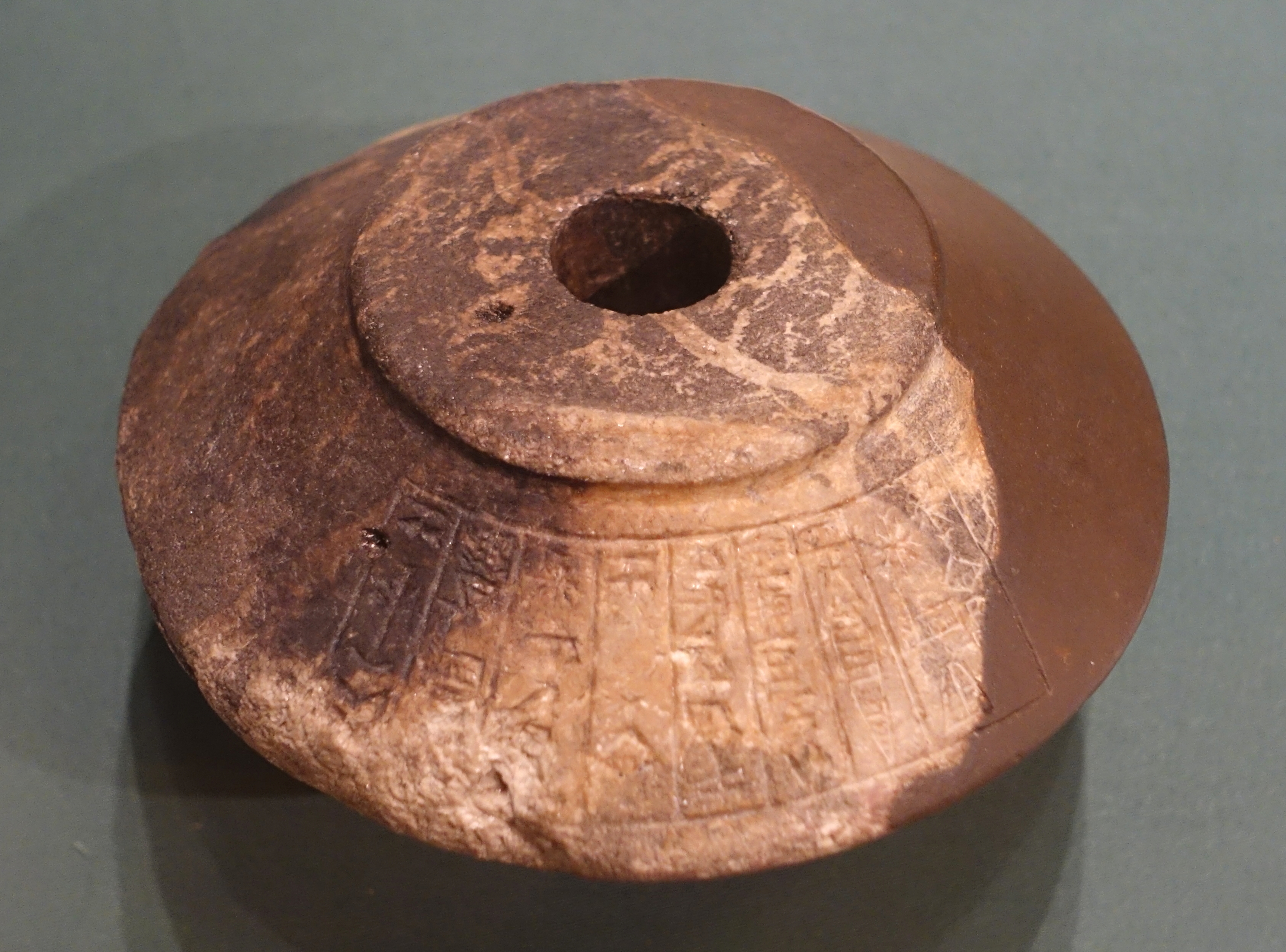
Ofrena de pedra de Naram-Sin dedicat a la deessa Inanna de Nippur. Museu de l’Institut Oriental de Chicago

El període d'Accad és poc conegut des del punt de vista arqueològic, sobretot perquè no està ben identificat als jaciments ja que no hi ha canvis importants en la cultura material en comparació amb el final de la dinàstica arcaica i, per tant, el límit entre els dos períodes és impossible de rastrejar. A més, es desconeix la ubicació de la capital, Accad (𒌵𒆠). D'altra banda, en el camp artístic, les evolucions són més marcades a partir dels successors de Sargon. Les esteles posen en relleu les escenes de combat i la supremacia de la figura reial, com l'estela de victòria de Naram-Sin, que escenifica una lluita contra els lullubi a les muntanyes del Zagros. D’aquest període data un notable cap d’un sobirà fet amb un aliatge de coure descobert a Nínive. Els glíptics també són d’alta qualitat d’execució.

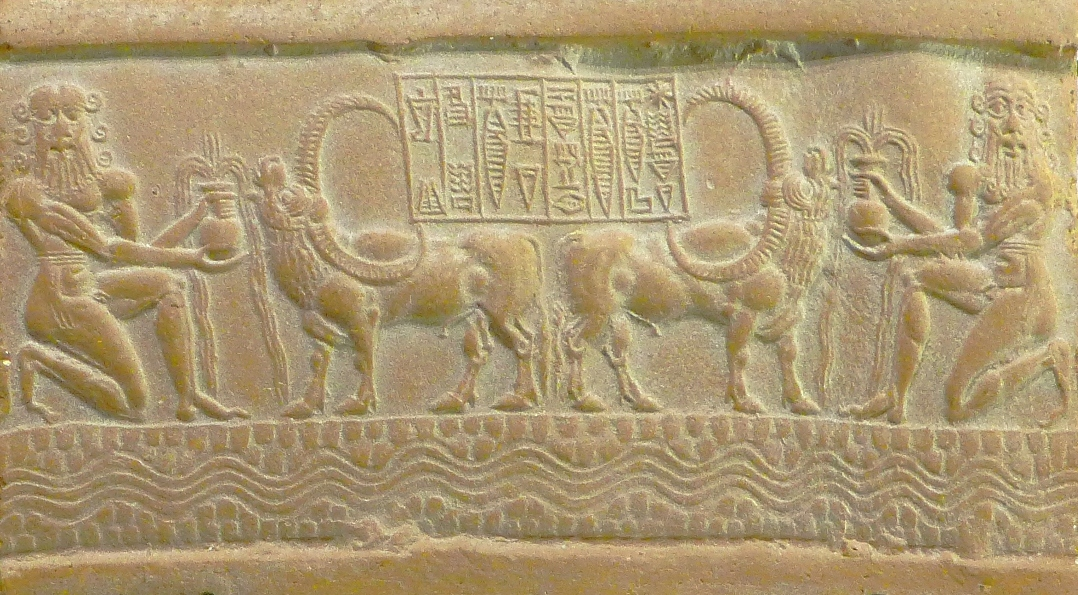
Impressió d'un segell cilíndric d'Ibni-sharrum, escriba de Xar-Kali-Xarri, cap d'obres dels glíptics accadians. Museu del Louvre
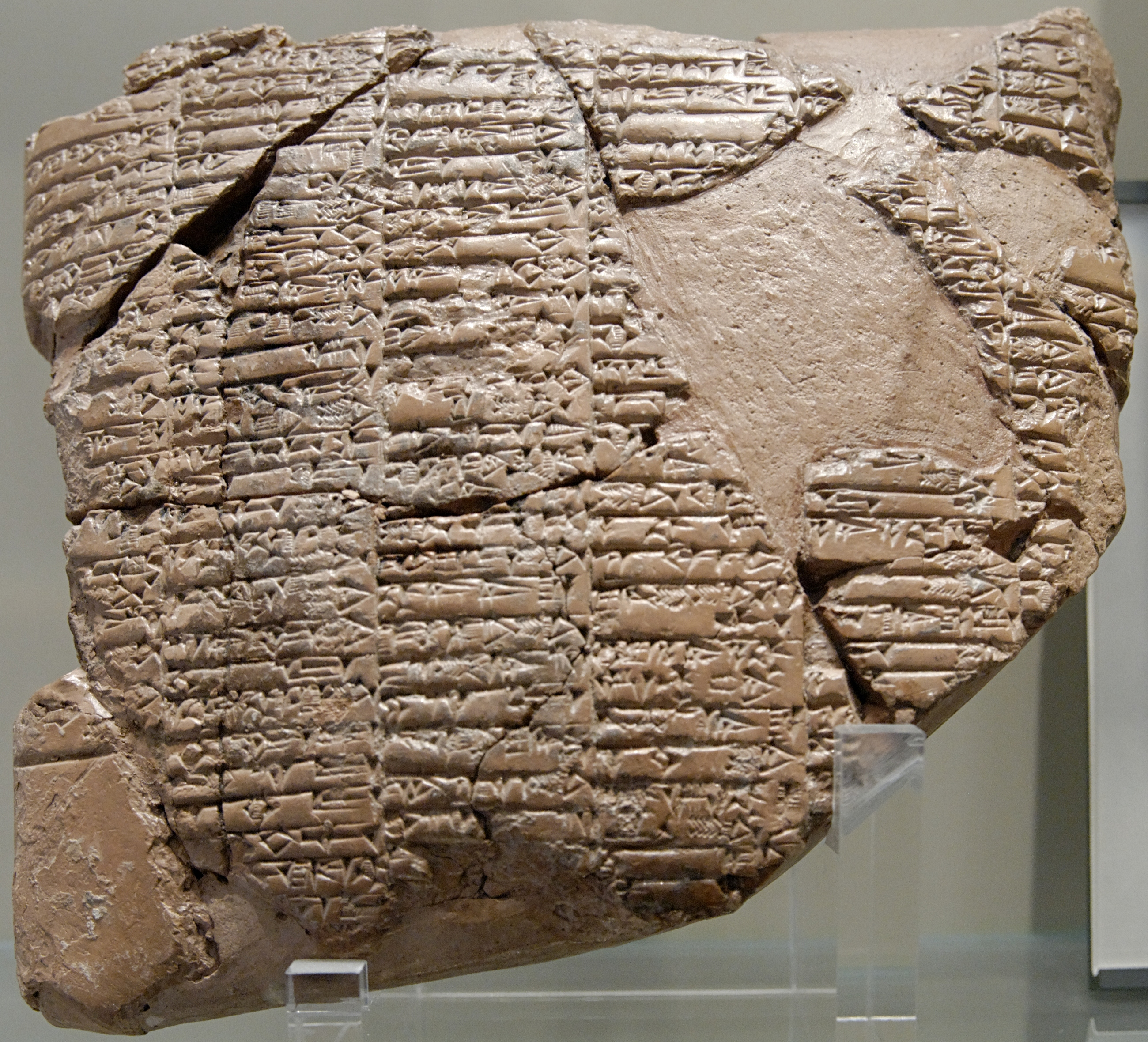
Tractat d'aliança entre Naram-Sin i un rei d'Awan, c. 2250, Susa. Museu del Louvre
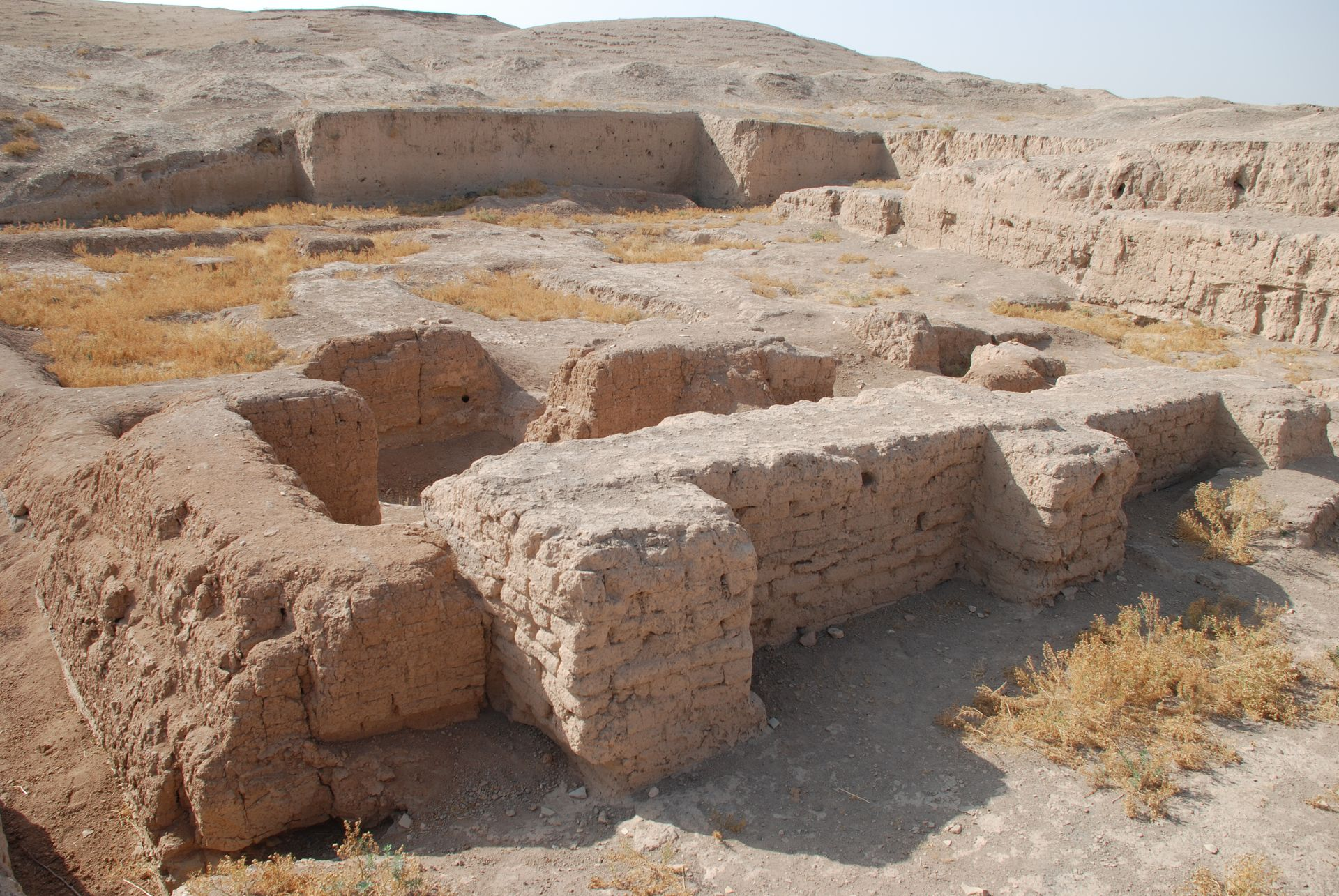
Ruïnes del palau del regnat de Naram-Sin a Tell Brak, Síria

L'Imperi d'Accad s'ensorrà a principis del segle xxi aC, durant el regnat de Shar-kali-sharri (𒊬𒂵𒉌 𒈗𒌷), fill de Naram-Sin. La tradició mesopotàmica posterior, sobretot el text historicomitològic La maledicció d'Accad, atribueix aquesta caiguda als gutis, un poble dels Zagros presentats amb els trets característics dels invasors «bàrbars» que ho destrueixen tot. Sens dubte, el rei d'Accad també s'enfrontà als assalts més agressius dels elamites a l'est i dels amorrites de Síria. Probablement només dominà un espai limitat al voltant de la seva capital al final del seu regnat i, malgrat que va tenir alguns successors, no van ser capaços de restaurar el seu regne, que va desaparèixer poc després.
Entre les principals causes que expliquen la caiguda del Regne d’Accad, destaquen especialment les seves debilitats estructurals, amb una integració política limitada que deixa encara molt de marge a les ciutats estat del sud i, de vegades, també les causes climàtiques, especialment pel que fa a l'Alta Mesopotàmia (vegeu-ne més avall).

### Un nou període de divisió
El segle xxi aC està marcat per la fragmentació política. Aquest període posterior a la caiguda d’Accad està mal definit cronològicament; en concret, no sabem quant de temps separa el final de l'Imperi d'Accad de l’aparició de la tercera dinastia d’Ur (en general es considera que aquest interludi va durar uns 70 anys, però també podia haver-ne durat 30).
Els gutis, considerats per la tradició mesopotàmica com els qui van deposar els reis d’Accad, mantenen un regne al voltant de la ciutat d'Adab, però sorgeixen altres regnes de les ciutats sumèries, en particular a Uruk, i també a Susa, on un cert Puzur-Inshushinak assolí el poder i va rivalitzar amb els gutis.
En aquest període va aparèixer a Lagaix una nova sèrie de reis, que no semblen formar estrictament una «dinastia». El principal governant d’aquest període és Gudea (𒅗𒌣𒀀), que deixà una documentació artística i epigràfica abundant desenterrada a Girsu (Tello). Les seves obres commemoren les seves accions pacífiques, incloent-hi la construcció del gran temple del déu guardià del seu regne, Ningirsu. Les estàtues de diorita que representen Gudea constitueixen grans obres d'art de l'antiga Mesopotàmia.

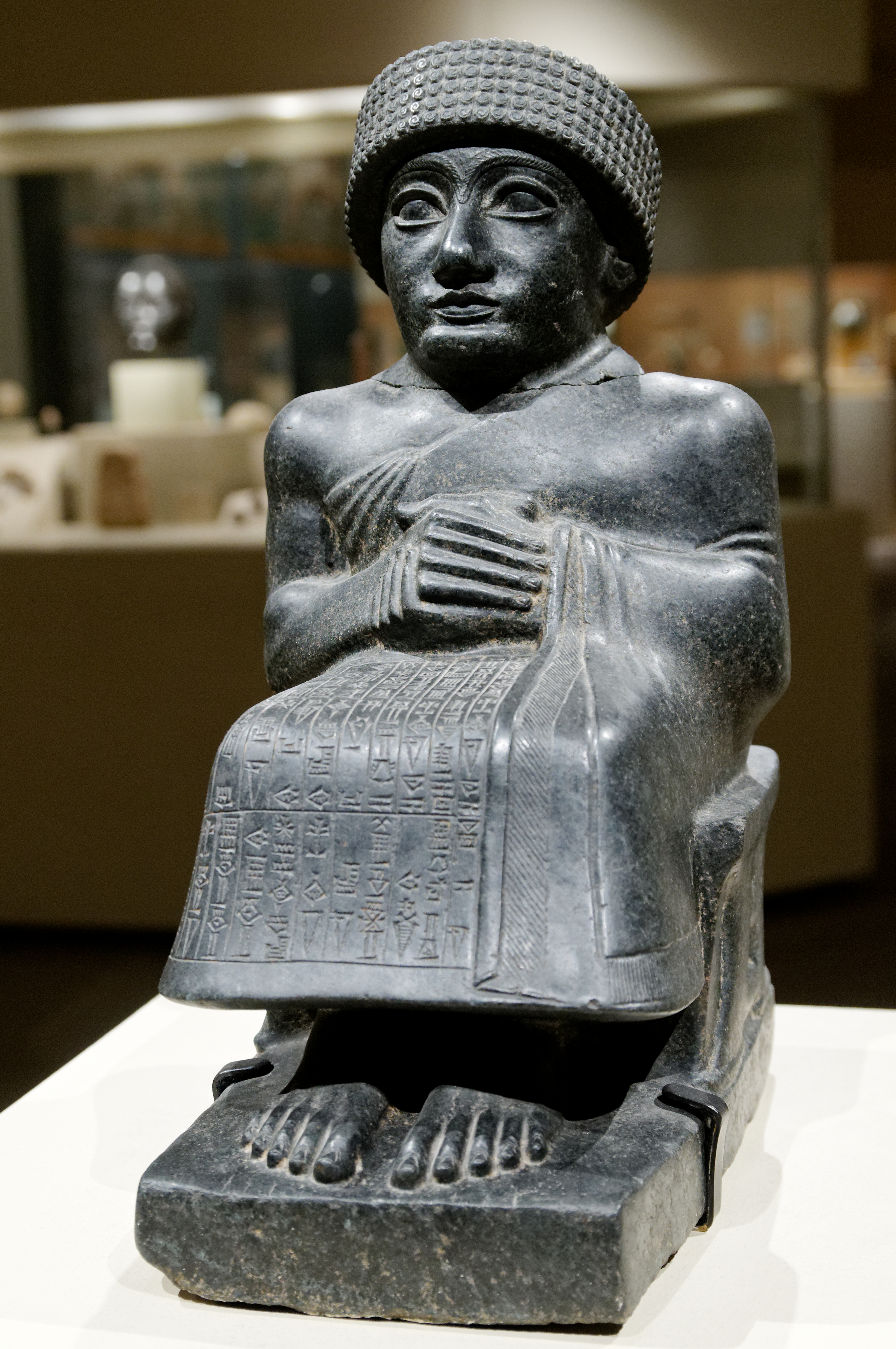
Estàtua del rei Gudea. Museu Metropolità d'Art
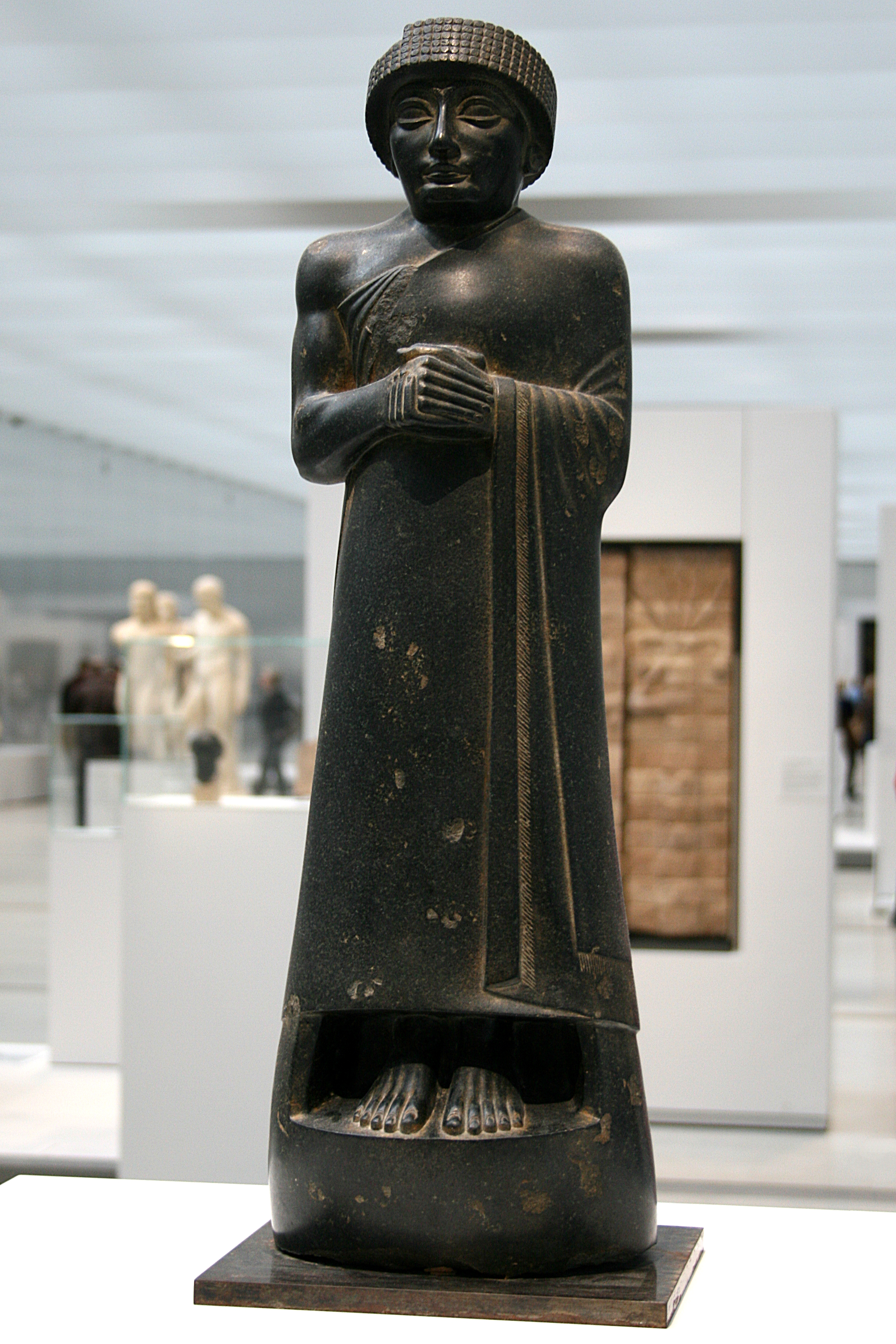
Estàtua de Gudea dempeus. Museu del Louvre
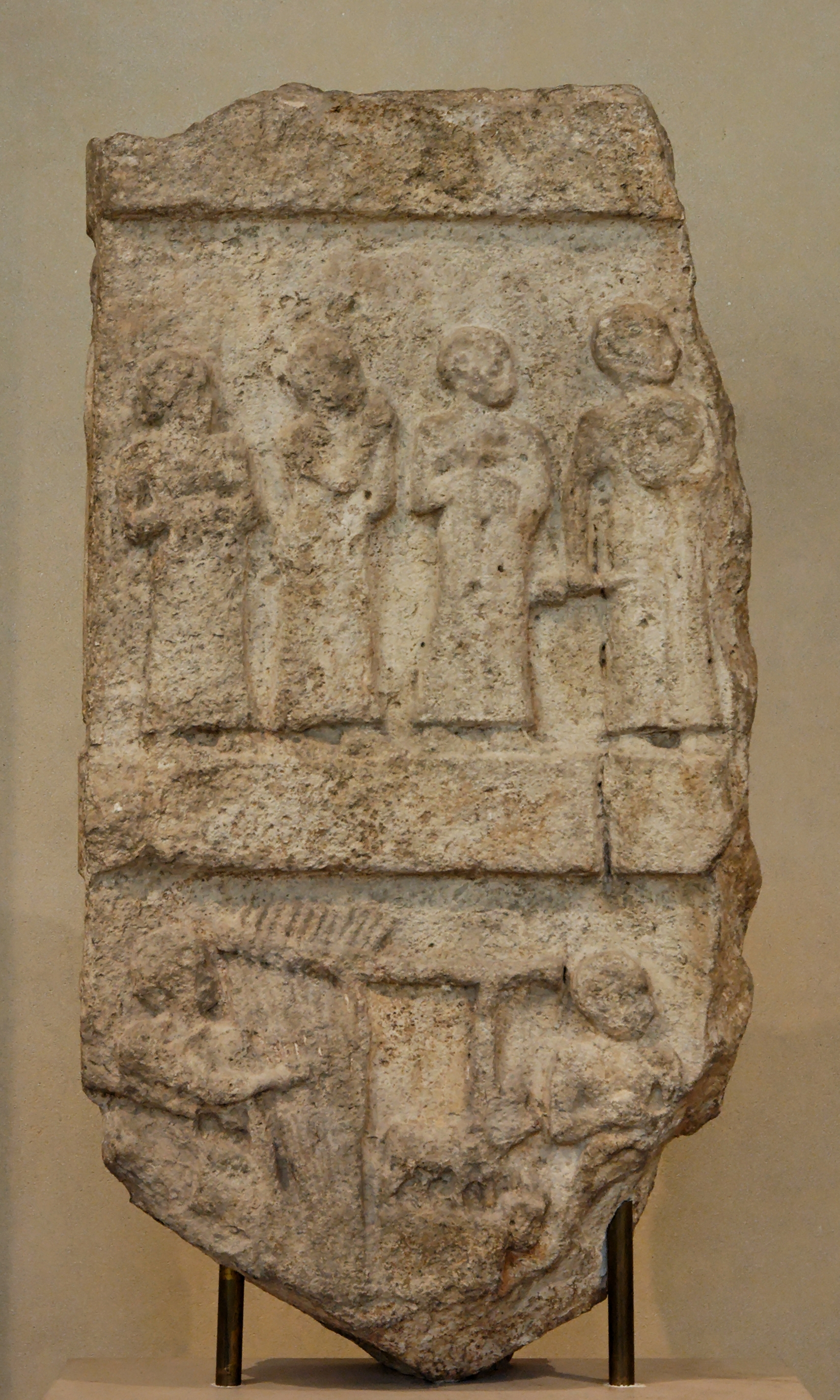
Estela que representa músics. Museu del Louvre
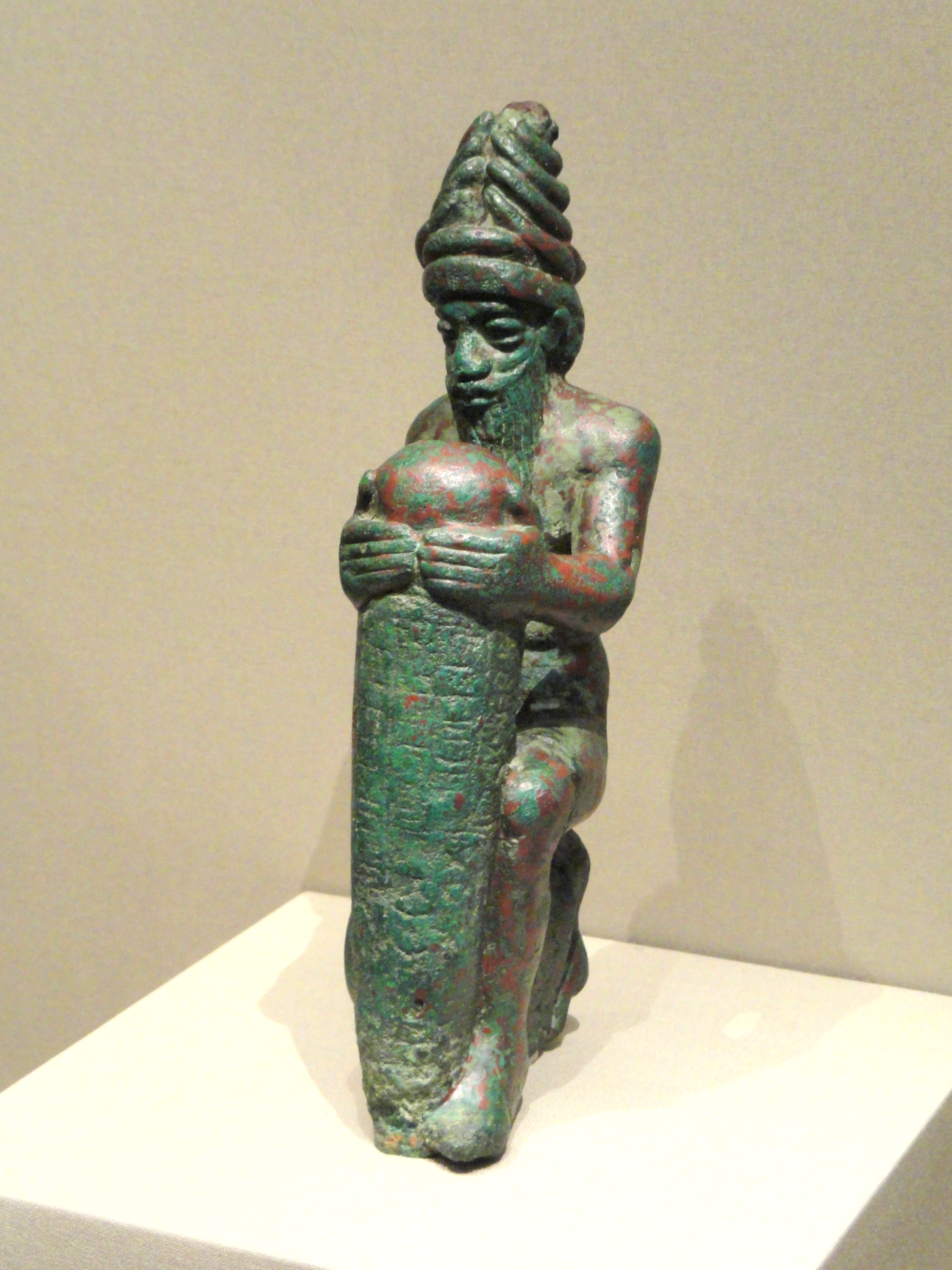
Clau de fundació de coure que commemora la construcció d'un temple per Gudea
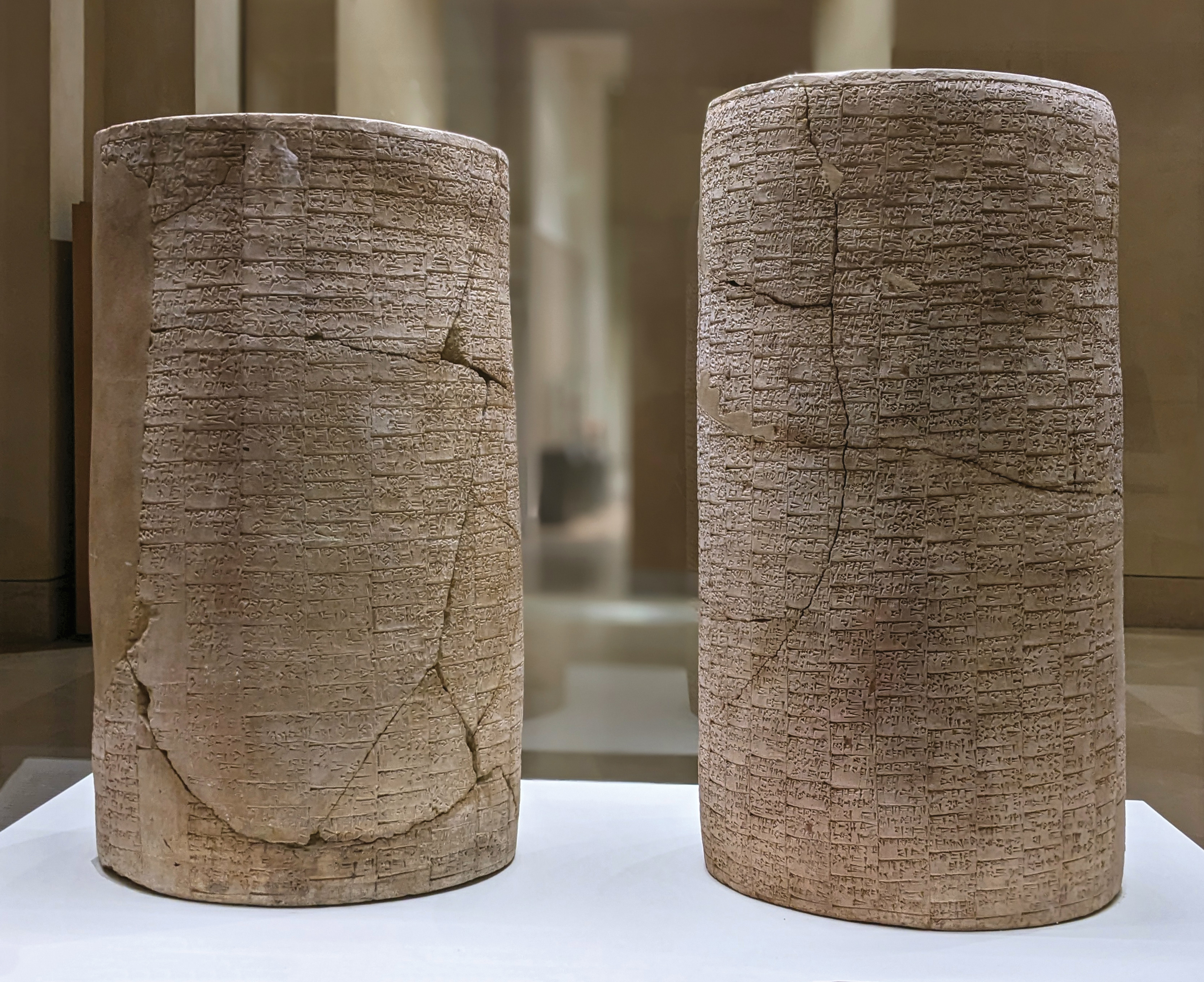
Els «Cilindres de Gudea». Museu del Louvre

En les darreres dècades del segle xxi aC, el rei Utukhengal d'Uruk assoleix una victòria contra els gutis i proclama la seva hegemonia sobre la Baixa Mesopotàmia. Tot i això, fou enderrocat per Ur-Nammu (𒌨𒀭𒇉), potser el seu germà, fundador de la tercera dinastia d'Ur.

### L'Imperi d'Ur III
Ur-Nammu (𒌨𒀭𒇉; 2112-2095 aC) és l’origen de la constitució de l’imperi de la tercera dinastia d'Ur (o Ur III). Domina les ciutats sumèries després d’haver enderrocat Utukhengal, després expulsa les tropes elamites de Puzur-Inshushinak (la Mesopotàmia central), i els ataca fins a Susa, que la integra al seu regne. Redissenya els canals i carreteres de la Baixa Mesopotàmia, els grans santuaris de la regió de Sumer, procedeix a una estandardització de peses i mesures, i promulga un «codi de lleis» (el codi d'Ur-Nammu, el més antic conegut).

L'extensió de l’imperi de la tercera dinastia d’Ur durant el regnat de Xulgi, i la seva organització del centre / perifèria
Ubicació dels principals llocs del sud de Mesopotàmia durant el període d’Ur III

El seu fill i successor, Xulgi (𒀭𒂄𒄀; 2093-2047 aC), segueix aquesta empresa de consolidació de les bases del regne, particularment amb la reorganització de l'administració provincial en un sentit més centralitzat. També adopta les ambicions imperialistes de Naram-Sin d’Accad, proclamant-se «rei dels quatre racons» i es deïfica. Però no va ser fins a la segona meitat del seu regnat que es proposa estendre el seu regne; sotmet diverses regions cap al nord-est, fins a Arbeles i Assur, va dirigir campanyes als Zagros i en direcció al territori dels elamites, i erigeix un mur al nord de la Baixa Mesopotàmia per protegir-se de les amenaces externes. Més aviat, Xulgi recorre als canals diplomàtics per assolir la pau amb els reis de l'altiplà iranià, sobretot mitjançant la conclusió d'aliances matrimonials amb ells. La segona part del seu regnat està marcada també per la construcció d’un nou centre administratiu que serveix de residència reial, Puzrishh Dagan (Drehem).

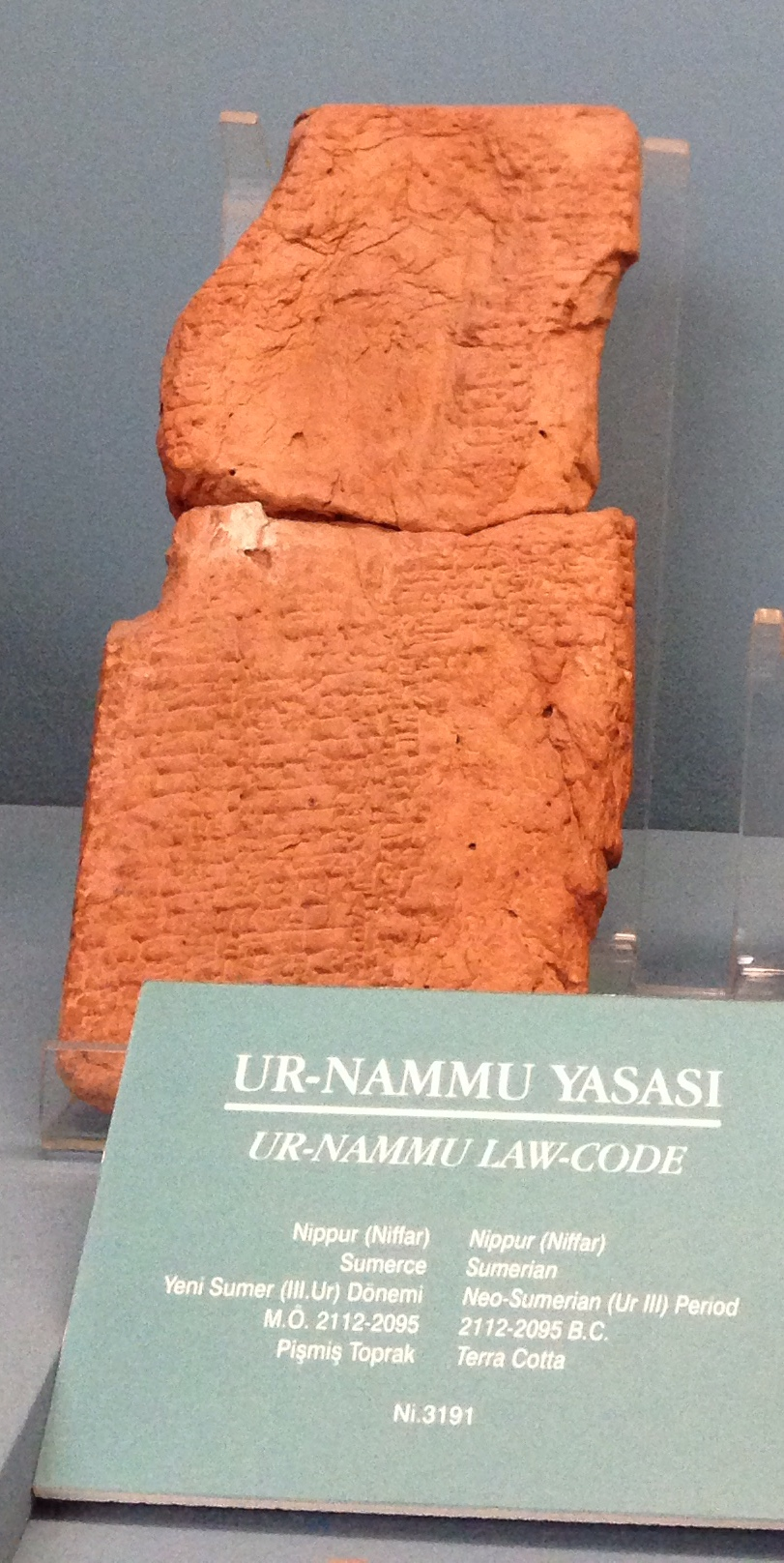
Tauleta del codi d'Ur-Nammu. Museu Arqueològic d’Istanbul
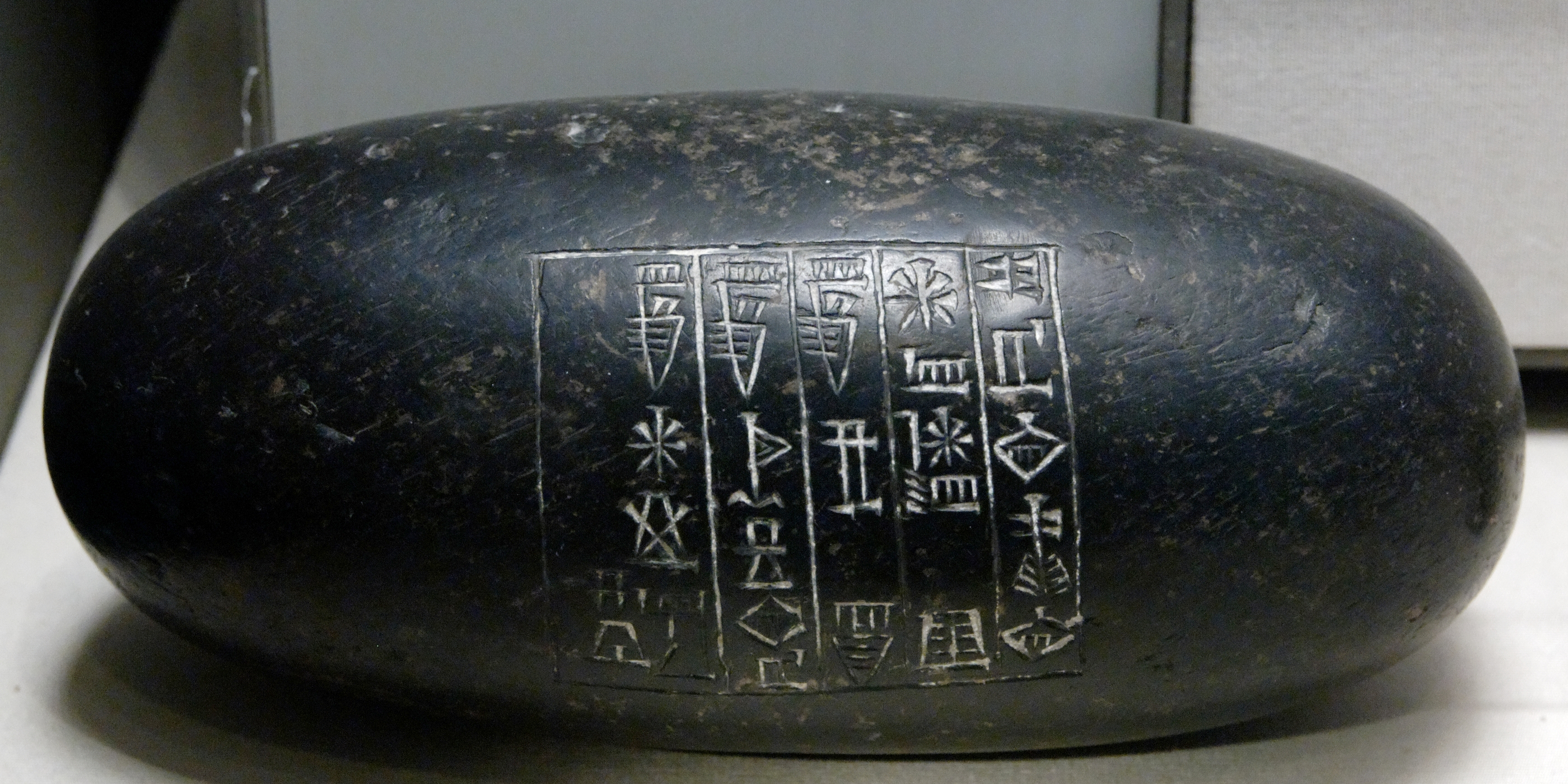
Pes en diorita de 5 mines utilitzat per pesar el mitjà de pagament, registrat a nom de Shu-Sin. Museu del Louvre

El final del regnat de Xulgi, i els dels seus successors Amar-Sin (𒀭𒀫𒀭𒂗𒍪 ; 2046-2038 aC) i Xu-Sin (𒀭𒋗𒀭𒂗𒍪 ; 2037-2029 aC) són quantitativament els millors documentats de la història mesopotàmica: concentren la major part de les més de 100.000 tauletes conegudes del període d’Ur III, sobretot de caràcter administratiu. Això reflecteix la voluntat de l’administració d’aquest imperi de controlar més estretament les estructures econòmiques de la zona de Sumer i d’Accad, organitzant especialment un sistema de redistribució de productes agrícoles a escala de tot el regne (gestionat des de Puzrish-Dagan), i posant els dominis dels temples sota l'estret control dels governadors. Aquestes institucions tenen àmplies zones agrícoles explotades intensament, i també tallers de vegades amb milers de treballadors, sota un estricte control. Malgrat aquesta extensa «burocratització», les estructures del Regne d'Ur III són patrimonials (el casal del rei es basa en les grans famílies provincials, i sovint les grans ciutats estan dominades pel mateix grup familiar).

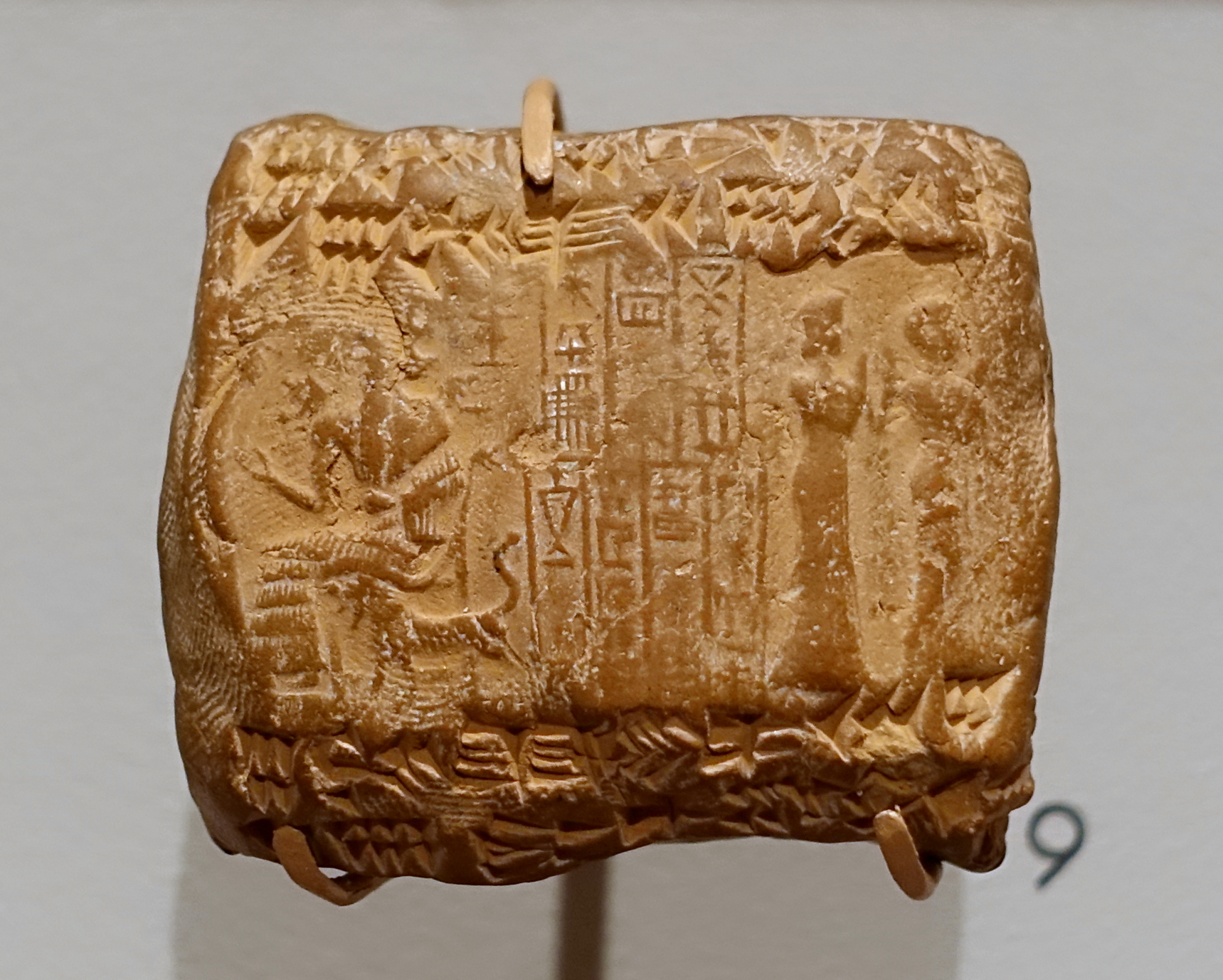
Tauleta dins d'un sobre amb impressió de segell cilíndric. Museu Semític de Harvard
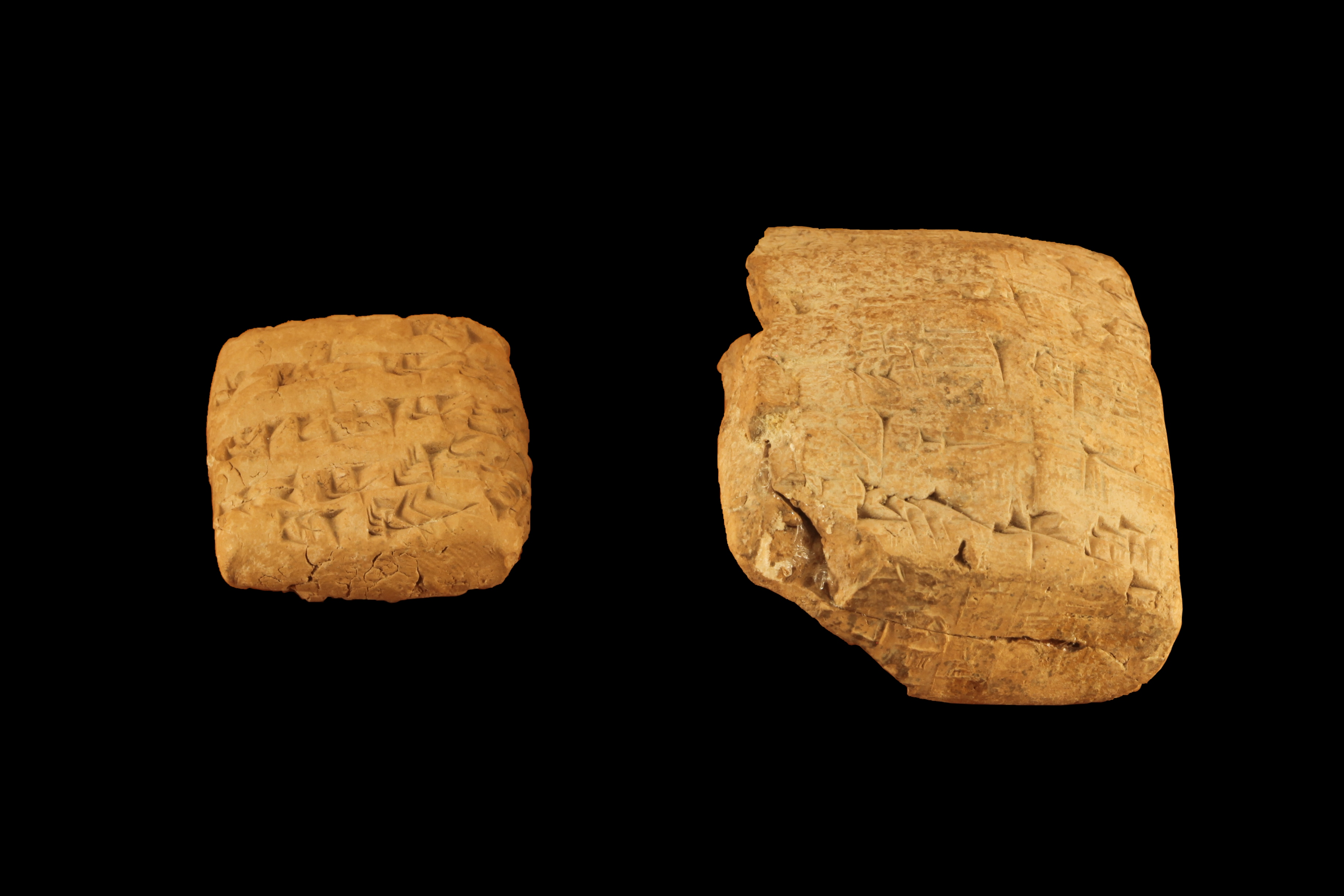
Tauleta i el seu sobre segellat: contracte per contractar personal, Girsu, c. 2037. Museu de Belles Arts de Lió
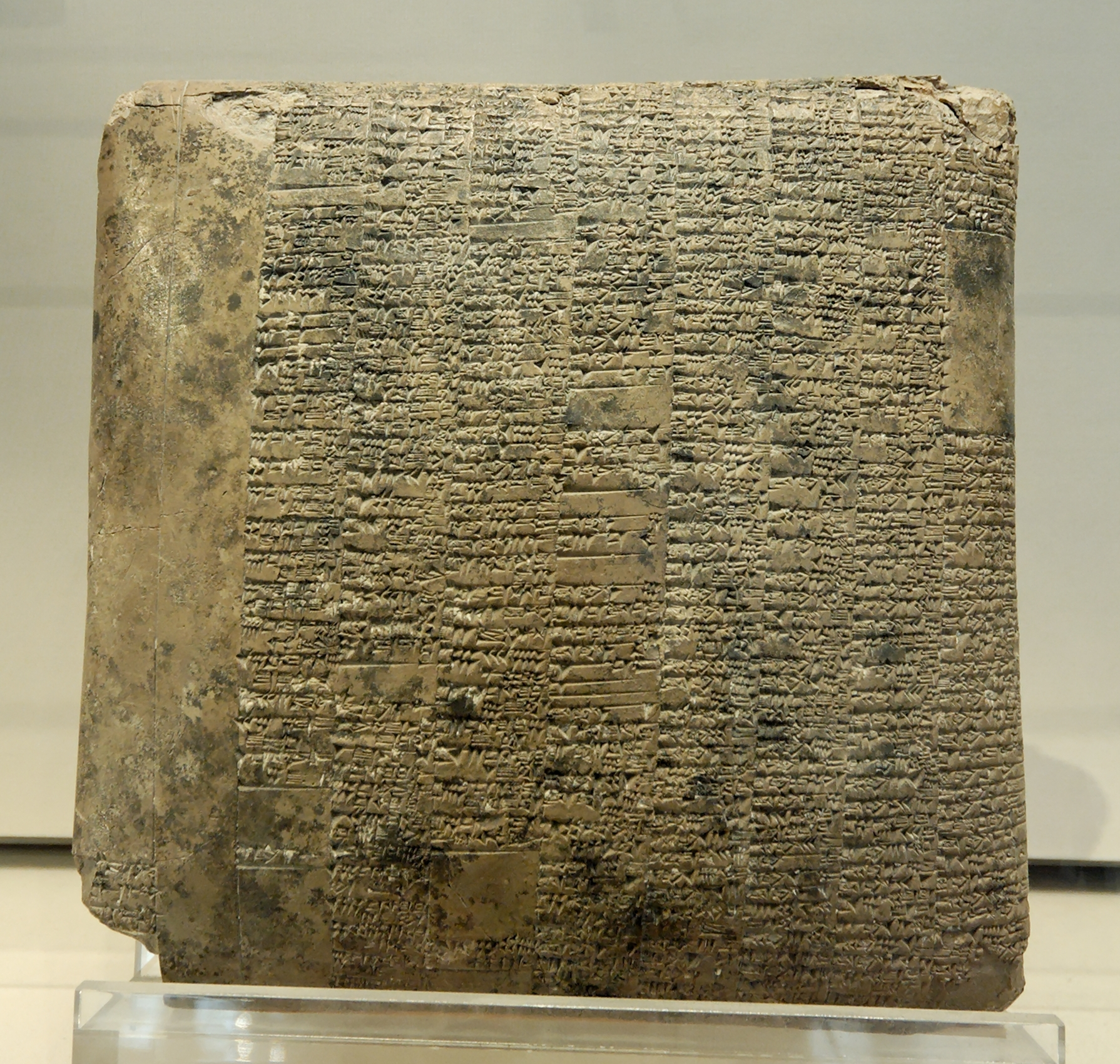
Gran tauleta d'inventaris d’una institució: balanç anual d’una granja, regnat d’Amar-Sin. Museu del Louvre
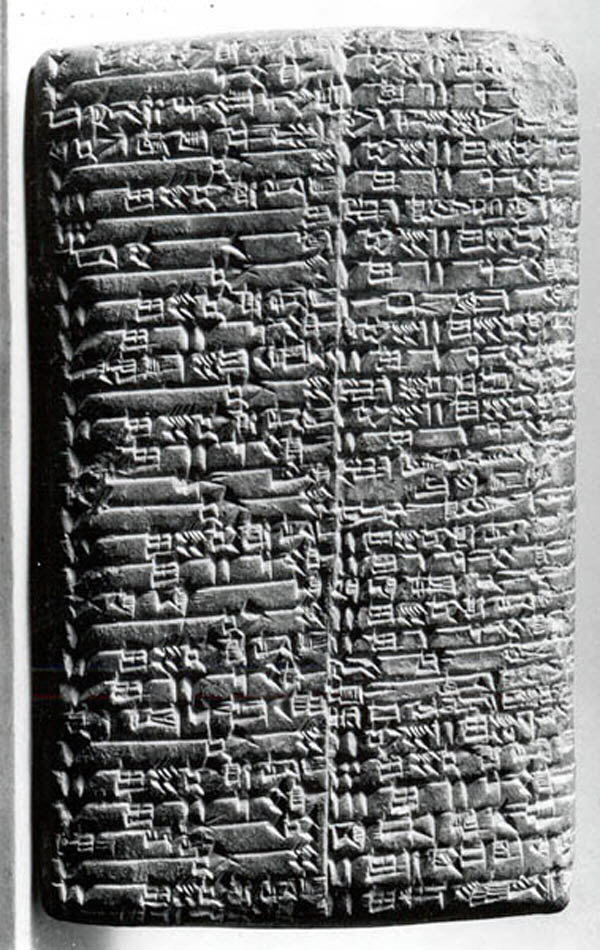
Tauleta de Puzrish-Dagan que mostra els lliuraments d’animals per a la festa de la preparació dels camps, regnat d’Amar-Sin. Museu Metropolità d’Art

Els sobirans d’Ur que succeeixen Xulgi continuen sent deïficats, i després de la seva mort reben culte. Tenien himnes escrits a la seva glòria, com els vinculats al tema del «matrimoni sagrat», en què el rei, encarnant el déu Dumuzi, s'uneix amb la dea Inanna, per assegurar la prosperitat del país.
De manera més general, aquest període experimenta un auge en la literatura sumèria, que es recolza en la creació de llocs per formar els escribes, desenvolupar i copiar himnes, oracions, reculls de refranys, epopeies, mites, etc. Això ha propiciat que aquest periode es vegi com un «renaixement sumeri» o un «periode neosumeri», durant el qual els reis d'Ur promouen les tradicions de Sumer en reacció al passat domini d'Accad; de fet, aquesta oposició cultural Sumer-Accad és sovint exagerada i, a més, aquest període és sens dubte durant el qual el sumeri deixa de ser una llengua vulgar per ser només una llengua culta.
Des d’un punt de vista arquitectònic, els primers reis d’Ur III van realitzar obres importants que es van anar configurant durant els segles per arribar a l’aspecte dels principals llocs de culte de Sumer (Nippur, Ur, Uruk, Eridu en primer lloc), reorganitzant-los al voltant d'imponents patis emmurallats, dominats per un temple en terrasses (un tipus d’edifici que després va prendre el nom de ziggurat). Aquesta mena de normalització de grans llocs de culte reflecteix les tendències unificadores d’aquest imperi i la seva capacitat per mobilitzar recursos importants. Les obres dels reis d’Ur són més conegudes a la ciutat d’origen de la dinastia, on el gran temple del déu Nanna està vorejat d'altres edificis importants, entre aquests un que servia de residència per a l’alta sacerdotessa del déu, un mausoleu reial i un edifici palau. Els reis d’Ur III commemoren la seva acció com a constructors mitjançant petites estatuetes en forma de claus (col·locades sota els fonaments d’edificis) que representaven personatges que portaven una cistella de maons.

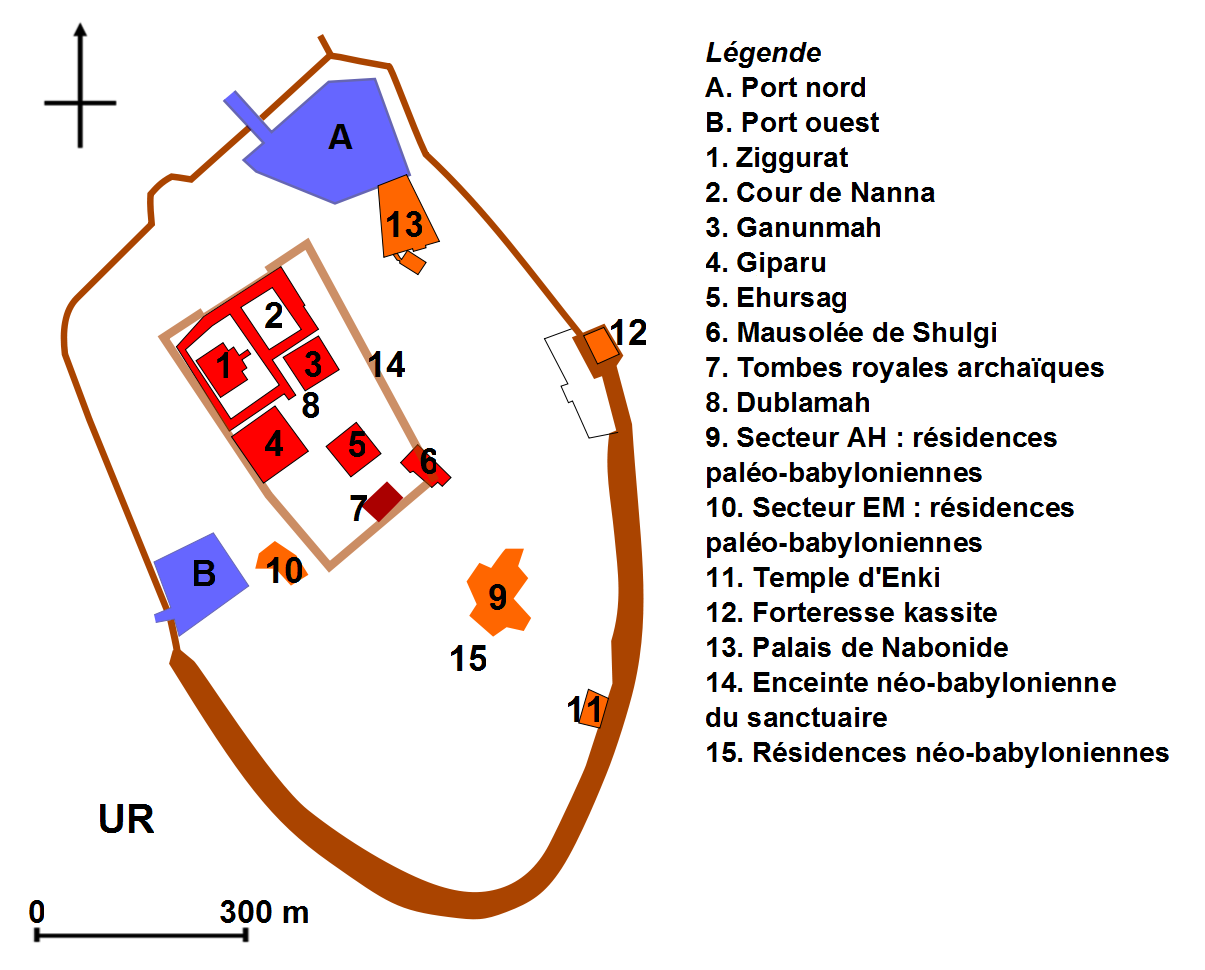
Plànol simplificat del jaciment d'Ur; els edificis mostrats al districte sagrat, en vermell, corresponen als períodes d'Ur III i Isin-Larsa
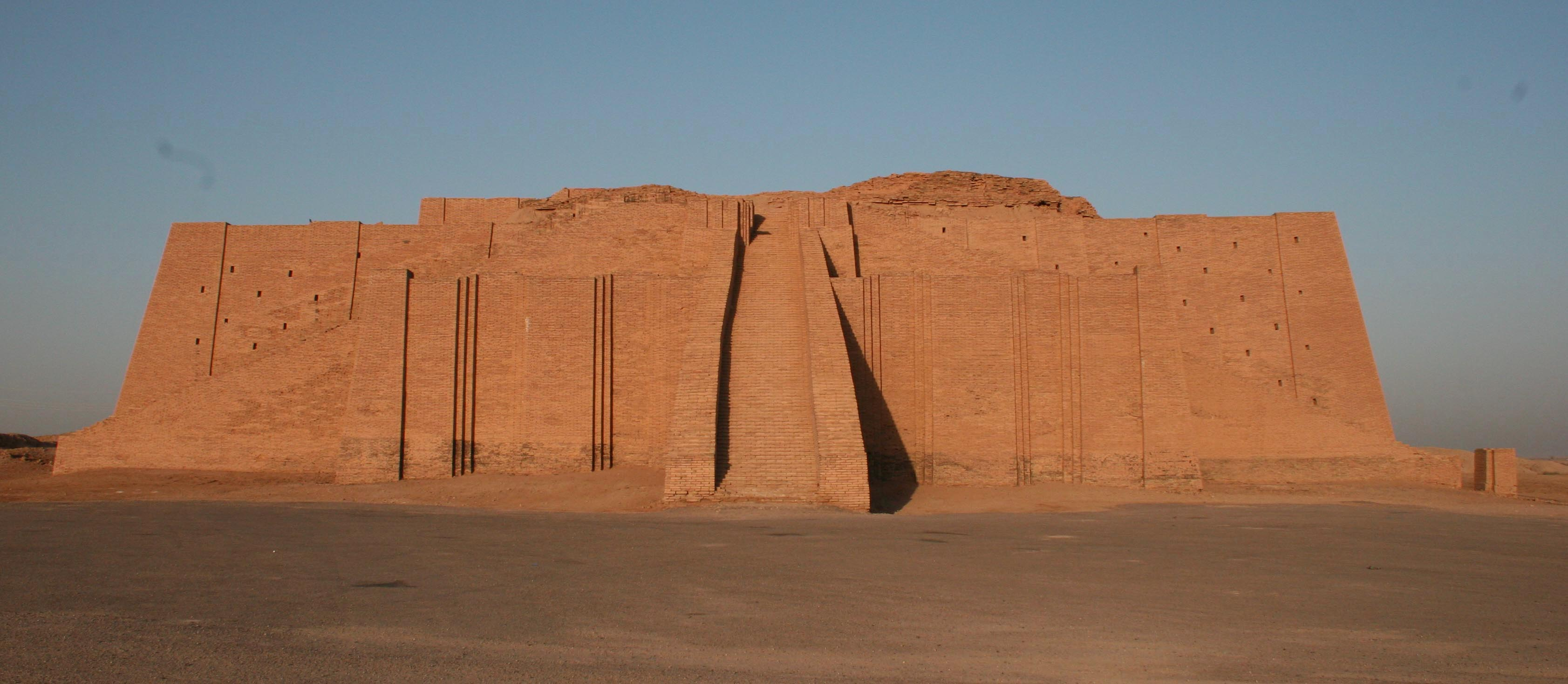
Ruïnes del ziggurat d'Ur
Plànol d'Ekur, temple d'Enlil a Nippur: 1. Ziggurat 2. «Temple cuina» 3. Capella del pati sud-est

Amar-Sin i Xu-Sin assoleixen preservar l'aparell polític i administratiu llegat per Xulgi. Malgrat que van emprendre campanyes a l'Iran i a l’oest de Zagros en diverses ocasions, Xu-Sin reforçà el mur defensiu erigit per Xulgi (tret que es tracti d’una nova construcció). Sembla que es degué a la pressió creixent de les tribus amorrites al nord de l'imperi.

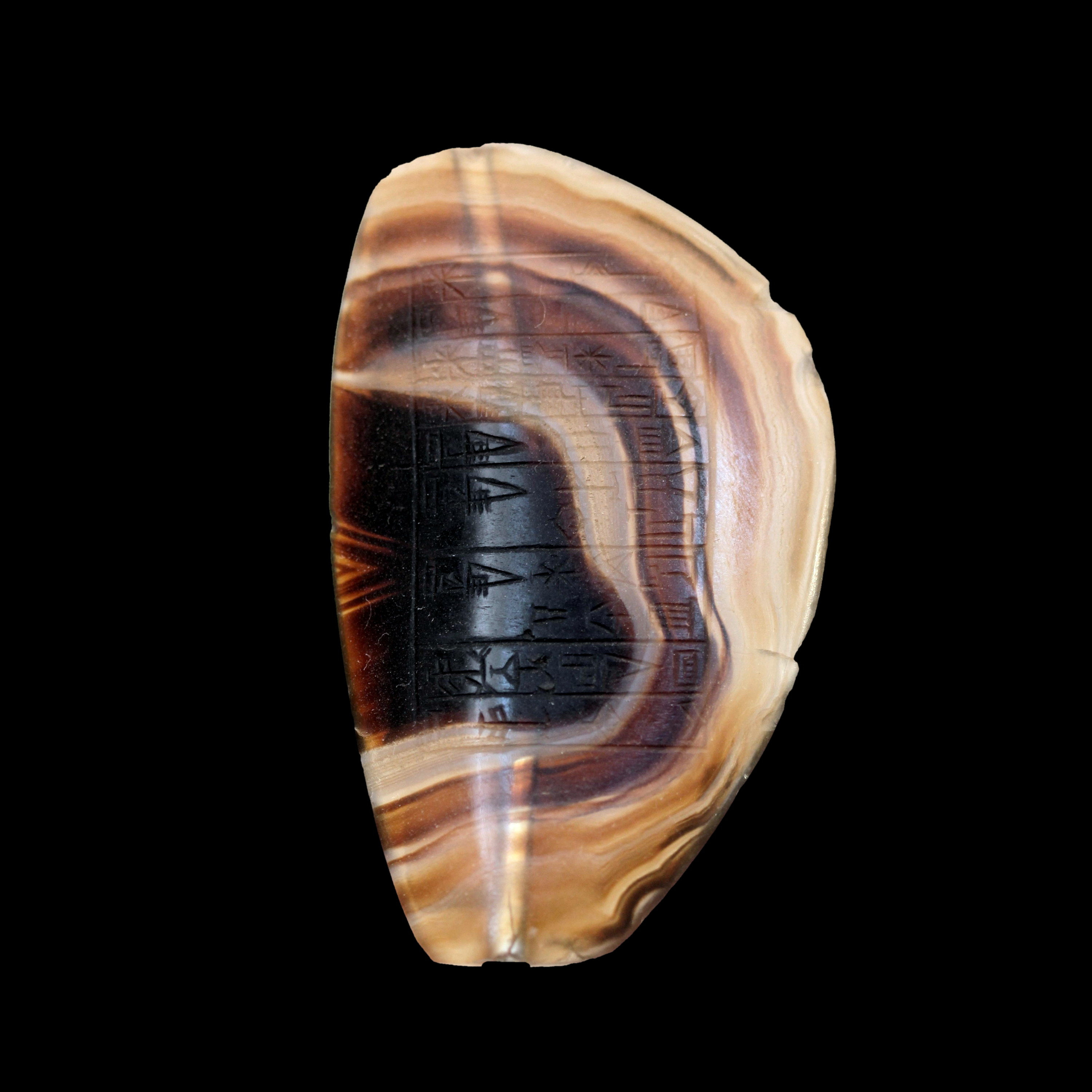
Perla d'àgata dedicada al déu de la lluna Nanna pel rei Ibbi-Sin. Museu del Louvre
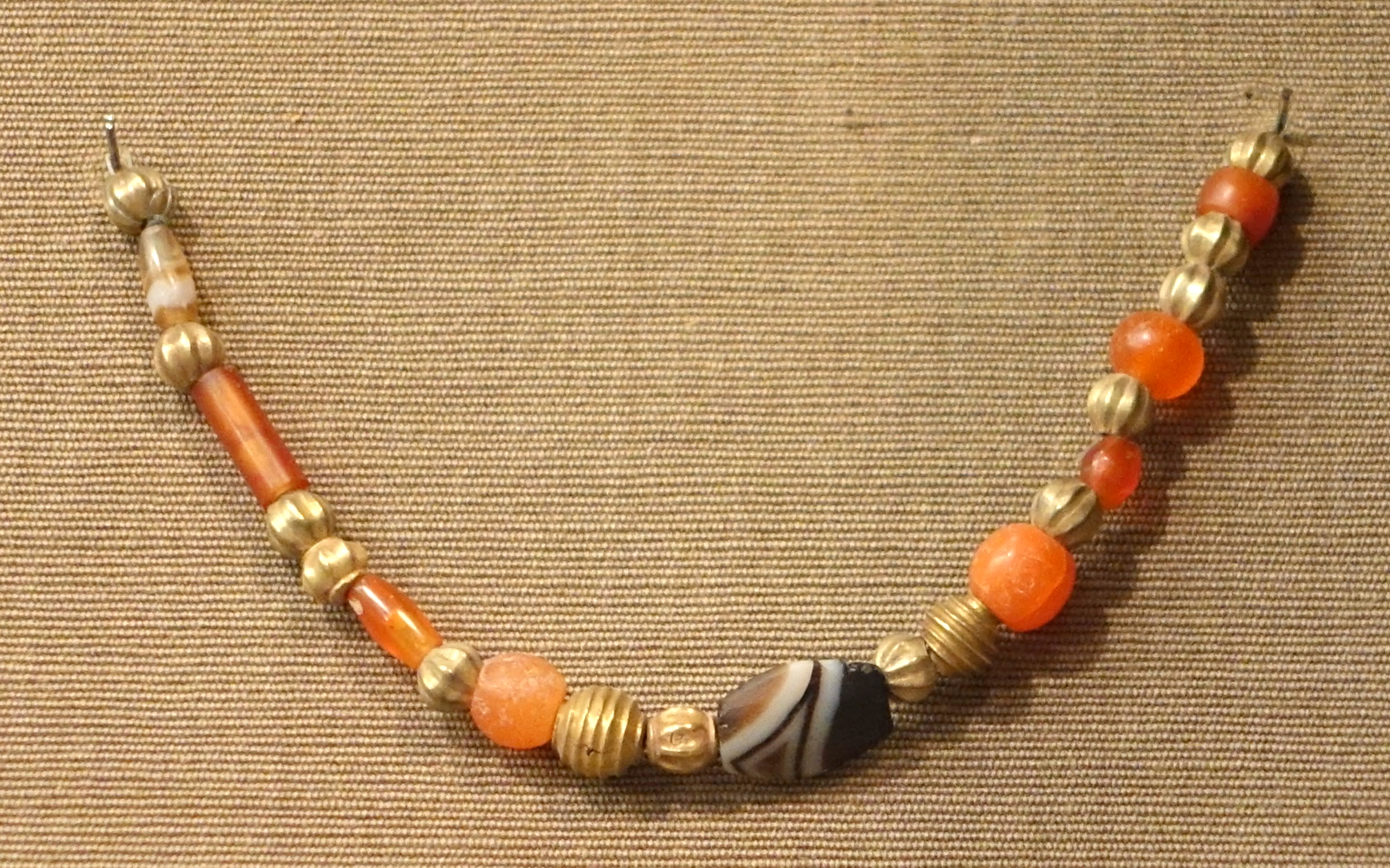
Collaret amb perles d'or, cornalina i àgata de les residències de Nippur. Museu de l'Institut Oriental de Chicago
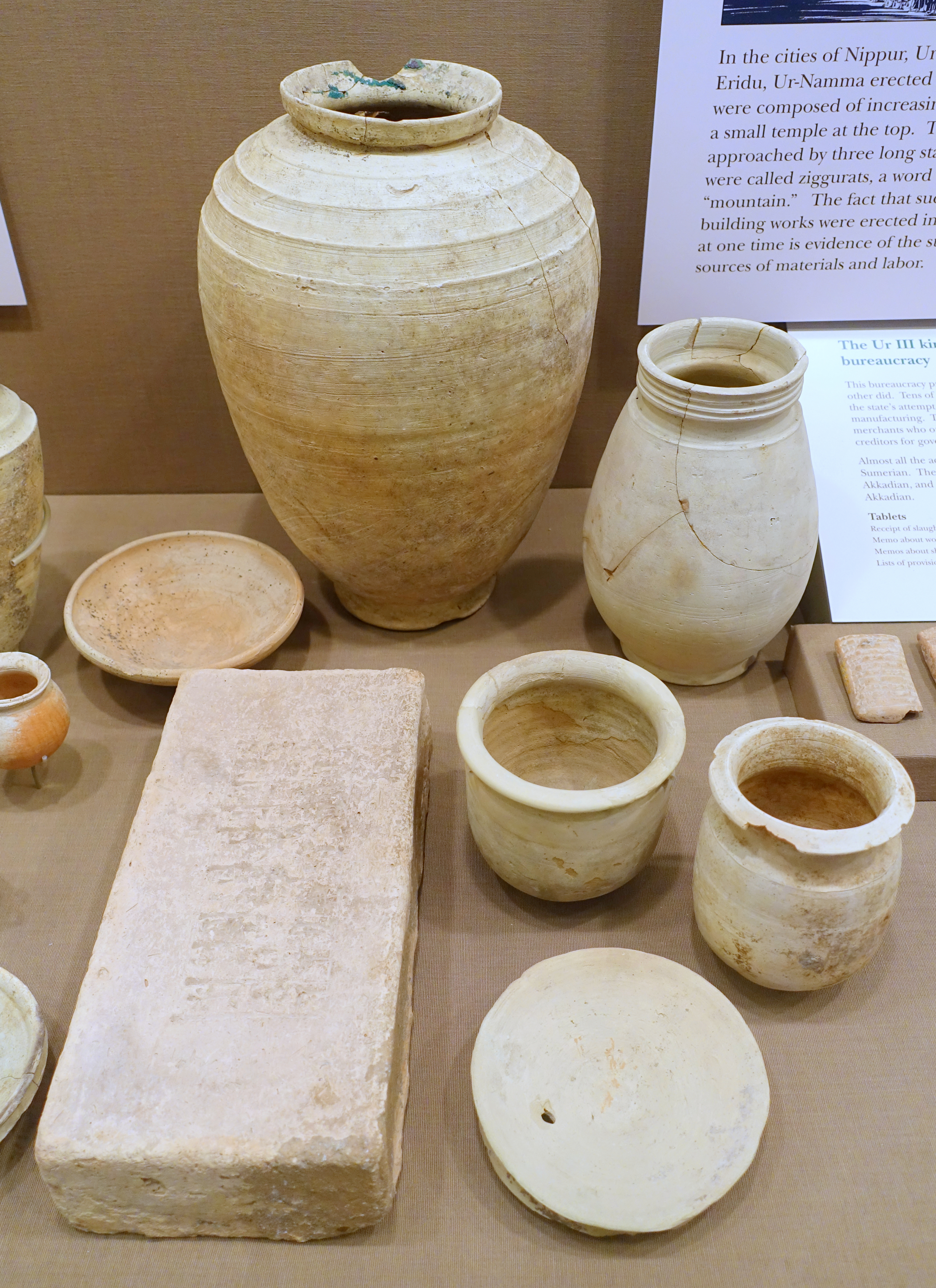
Ceràmica de residències a Nippur. Museu de l’Institut Oriental de Chicago

Ibbi-Sin (2028-2004 aC) perd des dels seus primers anys de regnat el control de la majoria de les províncies de l’imperi, i sorgeixen diverses dinasties autònomes, en particular a Isin, on s'estableix Ishiberra, un antic servent del rei d'Ur.
La tradició posterior, en particular el cicle de Lamentacions sobre la caiguda de Sumer i les cartes apòcrifes atribuïdes a figures destacades d'aquella època, descriuen la situació llavors dramàtica, marcada per escassetat i enfrontaments entre regnes rivals, així com els atacs dels amorrites i elamites. Van ser aquests darrers qui van derrocar la dinastia d'Ur el 2004 aC, quan el sobirà dominava només la ciutat i els seus voltants. S'han presentat diversos arguments per explicar la ràpida caiguda del Regne d’Ur: la incapacitat de l'exèrcit de mantenir la seguretat a les fronteres, la pesadesa de l’aparell administratiu, i més generalment el fet que malgrat els intents d’una integració política i econòmica més profunda, l’Imperi d’Ur III no va extingir clarament les forces centrífugues, que s'alliberen ràpidament de la seva presa en els primers signes d’esgotament del seu poder.
Els estats successius tenen abast territorial molt més reduït, però la memòria dels imperis d’Accad i Ur es manté forta durant els segles següents, encarnant un model per als sobirans més ambiciosos que planegen assumir la dominació mundial.

### El nord a finals del mil·lenniiiiaC
Els dos darrers segles del mil·lenni iii aC veuen un fenomen significatiu d’abandonament de llocs al nord de Mesopotàmia, o almenys una disminució significativa de l'espai ocupat en particular a la part de l'Alt Djezireh (sobretot Tell Leilan, Tell Chuera, Tell Beydar).
Es discuteixen molt les causes d’aquest fenomen, la temporalitat del qual no és clara. Una tesi n'és la conseqüència del canvi climàtic que condueix a una major aridesa a la regió més afectada. D’altres destaquen les conseqüències de les conquestes i la destrucció que van emprendre els reis d’Accad o els efectes d’una sobreexplotació del medi per part dels centres urbans. De fet, fins i tot a la zona més afectada (el triangle de Khabur), no hi ha un col·lapse real; hi ha certs centres que han patit un descens menor, com Chagar Bazaar i, especialment, Urkish i Nagar (Tell Mozan i Tell Brak), que estan unificats per una dinastia hurrita testificada per alguns objectes i inscripcions.

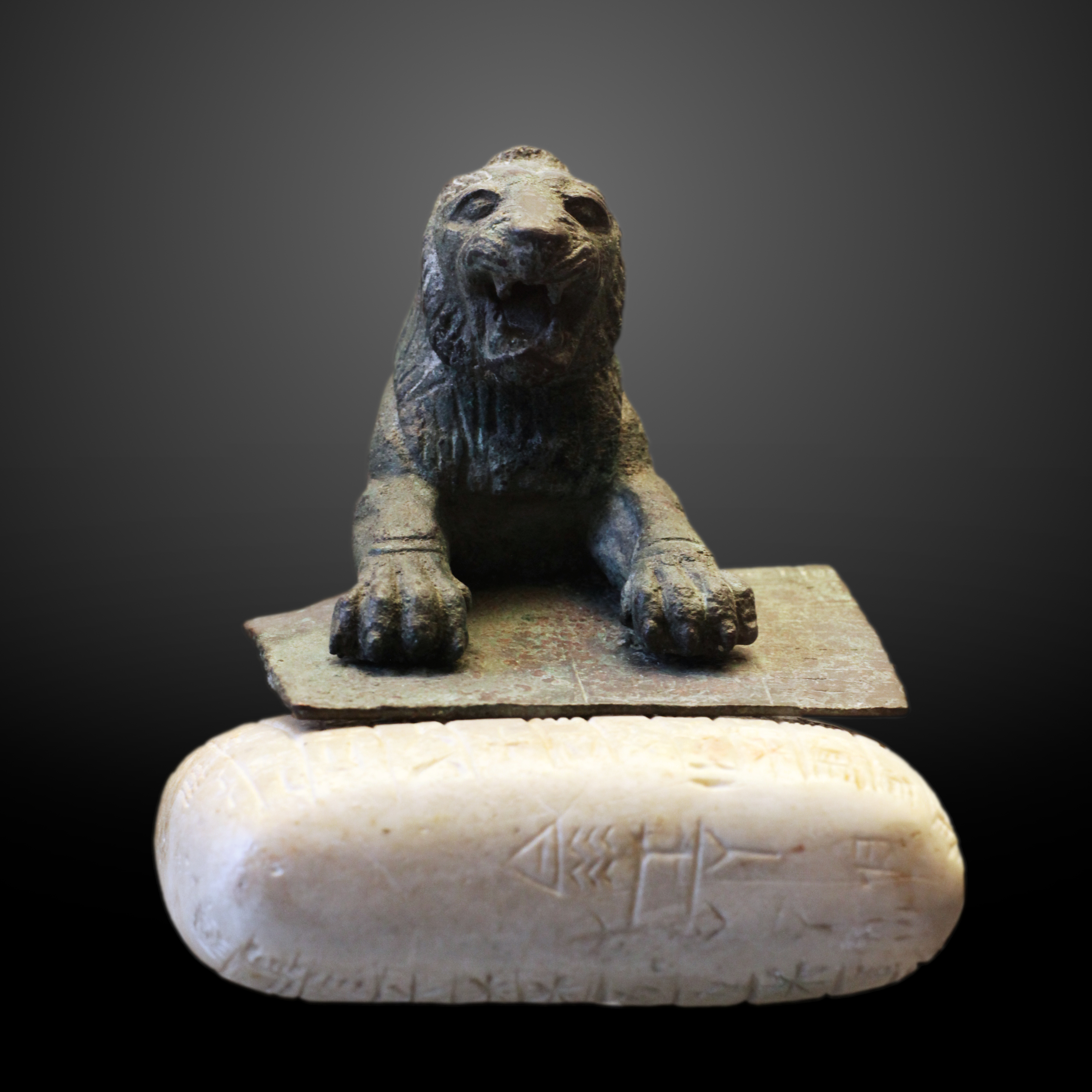
Document de fundació de Tish-atal, príncep d'Urkix, inscrit en llengua hurrita. Museu del Louvre
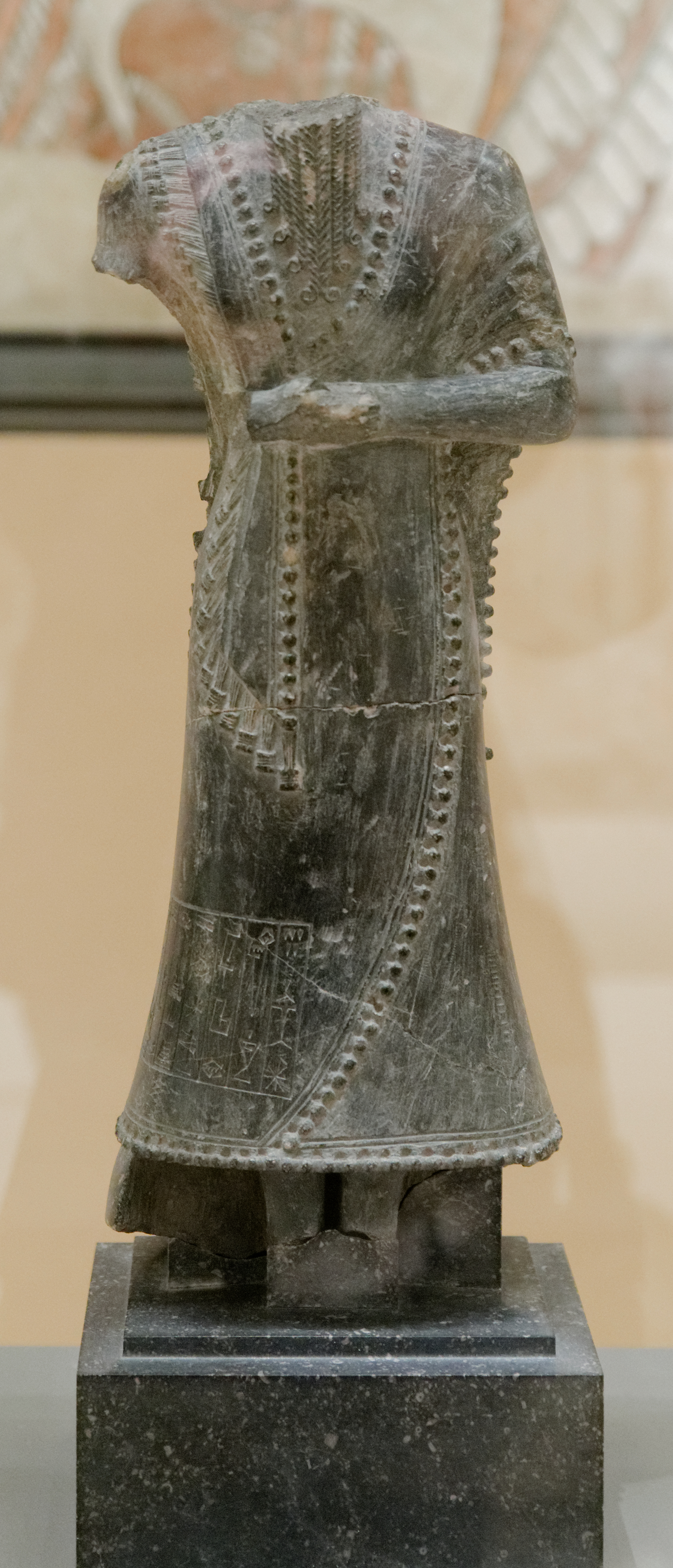
Estàtua d'Idi-ilum, šakkanakku de Mari. Museu del Louvre
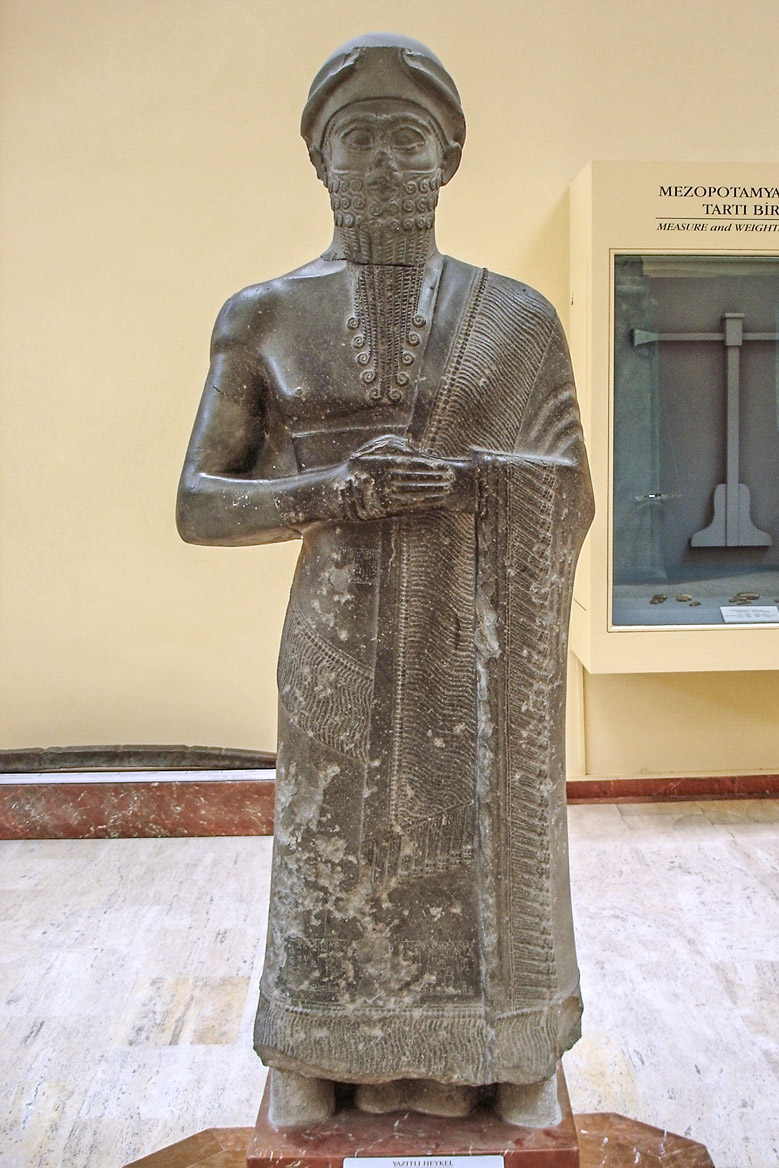
Estàtua de Puzur-Ixtar, šakkanakku de Mari. Museu arqueològic d'Istanbul

A l'Eufrates, no hi ha cap descens; Mari està dominada per una nova dinastia (c. 2200-1900 aC), els monarques de la qual (amb el títol de šakkanakku) realitzen importants construccions, sobretot el palau reial i temples, i estan representats per estàtues de gran qualitat, a més de Tuttul (Tell Bi'a), que també veu la construcció d'un palau.
A l'est tampoc hi ha rastre de crisi. Nínive sembla que es manté autònoma; en canvi, Assur, Arbeles i Arrapha han estat dominats durant un temps pels reis d'Ur III.

## L'era de les dinasties amorrites

Ubicació de les principals ciutats de Mesopotàmia a l'edat del bronze mitjà. Moltes d'aquestes ciutats tenien un origen amorrita

El període de l'edat de bronze mitjà dura aproximadament la primera meitat del mil·lenni ii aC. Aquest període, abundantment documentat tant des del punt de vista epigràfic com arqueològic, correspon a la fase històrica anomenada «paleobabilònica» (al sud) i a la fase «paleoassíria» (a Assur), i s'ha proposat designar-la per a Mesopotàmia i Síria, com a «era dels amorrites» per la importància d'aquest poble. De fet, fins i tot si es qüestiona per alguns l’impacte cultural dels amorrites, aquest període està (com les altres fases de la història mesopotàmica) marcat per l’obertura i la barreja ètnica; les dinasties més importants de Mesopotàmia d’aquest període tenen origen amorrita.
Després de la caiguda d’Ur, Mesopotàmia experimenta un nou període de divisió política, malgrat les empreses de diverses dinasties amb reivindicacions hegemòniques (Isin, Larsa, Eixnunna, Mari, Ekallatum, i després Babilònia), que van assolir dominar diversos regnes veïns i van formar part d’un sistema de relacions diplomàtiques jeràrquiques que també inclou Síria (Yamkhad-Aleppo, Qatna), part d'Anatòlia i Elam.
La fase final d’aquest període està marcada per l'efímera unificació d’una part important de la Mesopotàmia arran de les conquestes del rei Hammurabi de Babilònia (𒄩𒄠𒈬𒊏𒁉; c. 1810-1750 aC), i després per l’aparició de noves entitats polítiques i l’inici d’un nou «període fosc» molt mal documentat.

### Els amorrites
Els amorrites (𒈥𒌅 «Martu» en sumeri) apareixen en els textos de la fi de l'era Accad, i tenen un paper important en la caiguda de la dinastia d’Ur III abans d’esdevenir un important component del paisatge ètnic de l'Orient Mitjà durant l'edat del bronze tardà.
Quant a allò que es pot deduir de les fonts cuneïformes, fonamentalment dels noms de persones i llocs, aquestes poblacions parlaven una llengua del tipus semític nord-occidental (per tant relacionada amb l'arameu, amb les «llengües canaanites», amb l'hebreu), coneguda com a «amorrita».
Als ulls dels mesopotàmics, els amorrites provenen de moltes regions occidentals, també designades pel terme «Amurru». El seu origen sembla tenir lloc a l'espai Síria-Llevant, entre grups que practiquen el nomadisme pastoral, que és un component important de les comunitats humanes d’aquestes regions, junt amb les seves ciutats i la seva agricultura. Segons un escenari proposat, els amorrites haurien sorgit durant la crisi de les ciutats de l’interior de Síria i s'haurien estès amb la progressió de l'estil de vida nòmada arran del declivi urbà, sense que aquesta expansió prengués la forma d'invasió. Els amorrites apareixen als textos administratius de la tercera dinastia d’Ur, al servei de les institucions, en particular com a pastors o mercenaris. Això va acompanyat d'incursions hostils de tribus amorrites a la Baixa Mesopotàmia, particularment durant el col·lapse de l’Imperi d’Ur. A principis del mil·lenni II aC, aquestes tribus es distribueixen per tot l'espai Síria-Mesopotàmia. Sobretot, la majoria de les dinasties fundades a l'edat del bronze mitjà a les ciutats d’aquesta zona tenen un origen amorrita, i aporten noves pràctiques polítiques, socials i religioses, cosa que ha permès designar aquest període com a «època amorrita», aspecte probablement més marcat a l'Eufrates Mitjà, Djezireh i la Síria central, que constitueixen el cor de l'espai ocupat pels amorrites, on són l'element més important, o més àmpliament a les regions tradicionals amb domini semític (l'espai de l’antiga «tradició kix»).

### El període d'Isin-Larsa
Després de la caiguda d’Ur, el principal candidat a la successió del regne desaparegut és Isin (𒉌𒋛𒅔𒆠), independitzat per Ishiberra abans de la fi de la tercera dinastia d’Ur, que controla Ur, Uruk i Nippur, per tant les principals ciutats de Sumèria. No obstant això, la Baixa Mesopotàmia es divideix entre diverses dinasties locals: Larsa al sud, Eixnunna i sens dubte Kix al nord.
La historiografia ha reconegut que Isin dominà el joc polític al segle xx aC i després la seva rival Larsa al segle xix aC, després de les victòries dels seus reis Gungunnum (1932-1906 aC) i Sumu-El (1894-1866 aC). Les dues ciutats van competir en diverses ocasions per la dominació de la ciutat santa de Nippur, per assolir la supremacia simbòlica. Aquesta etapa s'ha anomenat «període d'Isin-Larsa».
Però la tendència és de fet cap a la divisió política, que s'accelera després del 1900 aC, sobretot al nord de la Baixa Mesopotàmia amb l’aparició de les dinasties amorrites a Kazallu, Uruk i Babilònia (entre d'altres). En canvi, les antigues ciutats d’Umma i Lagaix estan en decadència.
Larsa fou la potència meridional més gran de la Baixa Mesopotàmia a la segona meitat del segle xix aC, sense haver d'eliminar els seus oponents; de vegades s'uní diplomàticament a les dues grans potències veïnes de la regió, Eixnunna i Elam. El 1835 aC, la dinastia Larsa canvià amb la presa de poder de Kudur-Mabuk (fl. 1770-1754 aC), cap de la tribu amorrita Emutbal, que instal·là el seu fill Warad-Sin (fl. 1835-1823 aC), substituït pel seu altre fill Rim-Sin (fl. 1823- 1763 aC), la dinastia més llarga de la història mesopotàmica. Aquest últim va assolir dominar fermament Nippur, provocà diverses derrotes als regnes rivals, annexionà Uruk i Isin, i unificà l'extrem meridional de la Mesopotàmia. Però no assoleix el mateix reeiximent contra Babilònia, que s'annexionà gradualment les ciutats veïnes (Kix, Sippar, Dilbat, Damrum, Kazallu i Marad) i va constituir un gran regne que heretà Hammurabi quan es va convertir en rei el 1792 aC.
Els reis d’Isin i Larsa adopten la continuïtat de la ideologia reial i les institucions de la tercera dinastia d'Ur: commemoren els seus èxits en inscripcions sumèries, se celebren amb himnes en el mateix idioma, promulguen textos de lleis (el codi de Lipitistar), proclamen edictes de perdó dels deutes que prenen l’ideal de «rei just», i alguns són deïficats (sobretot Rim-Sin). Restauren els grans centres religiosos en la continuïtat dels reis d’Ur, en particular els d'Ur i Nippur, que no són centres polítics però tenen una importància religiosa primordial i són també les seves capitals (això ho demostra especialment Larsa), que aleshores eren grans complexos religiosos, amb un gran santuari i el seu ziggurat.
En aquest període es va desenvolupar l’arquitectura de palaus, atestada al sud pels palaus de Larsa i Uruk, que tenen un pla distintiu amb un sector cerimonial organitzat al voltant d’un gran pati que s'obre amb dues sales oblongues, la segona és la sala del tron (no identificable en edificis palaus anteriors).

Una residència d'Ur del període d'Isin-Larsa, del començament del segle xviii aC
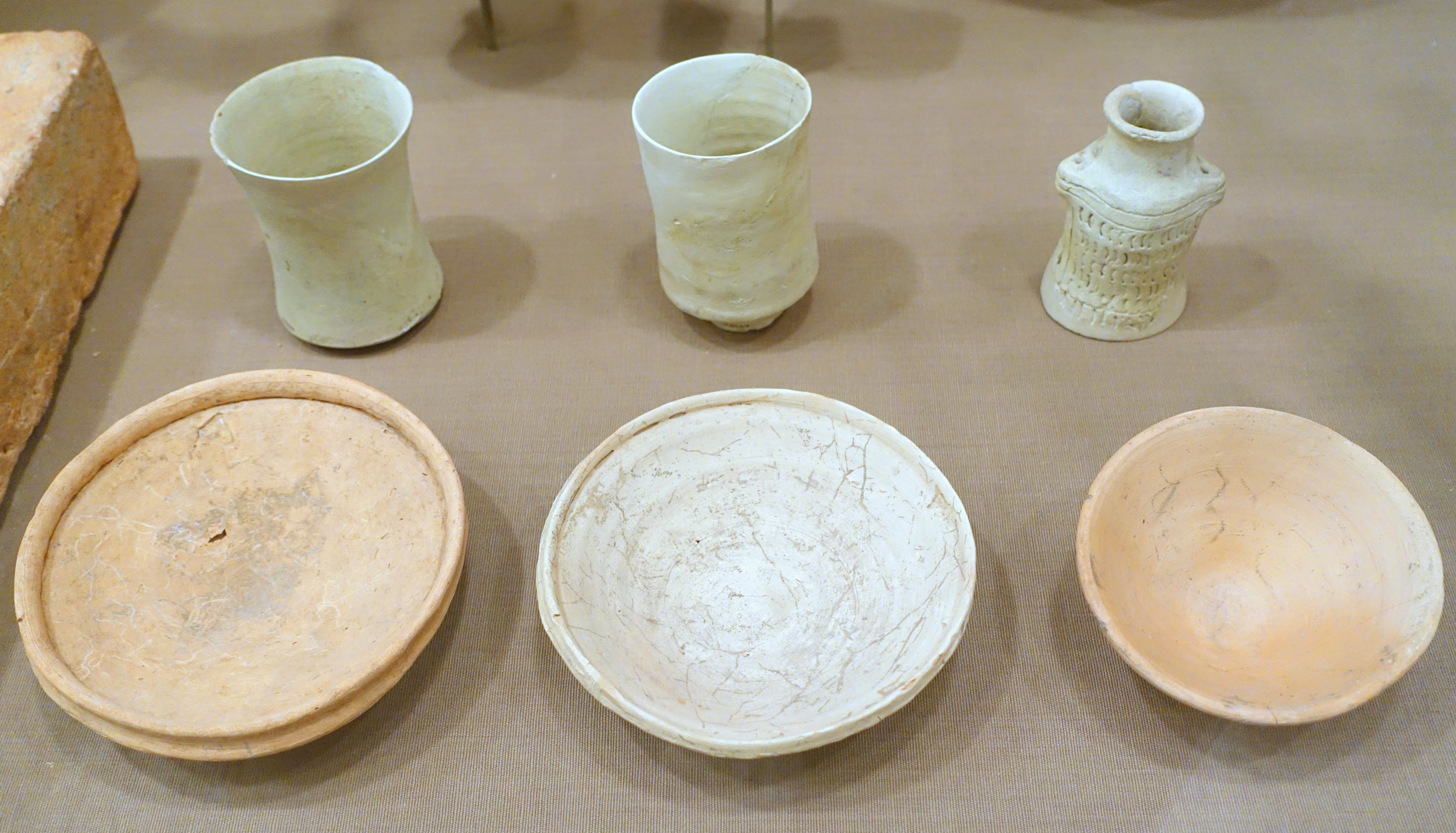
Ceràmica del període d'Isin-Larsa. Museu de l'Institut Oriental de Chicago

S'han descobert diverses zones residencials a Uruk i Nippur, també a Larsa (i a Sippar per a l'únic període de dominació babilònica), que han proporcionat documentació epigràfica important. Els notables d’aquests períodes sovint evolucionen en l’administració dels temples, exercint funcions religioses en el sistema de pretributs permetent-los beneficiar-se de concessions de terres. Si els temples i el palau continuen tenint un paper econòmic important i constitueixen la principal font d’enriquiment dels notables, en aquest període es veu l’augment de la documentació de caràcter privat, que òbviament reflecteix un auge en les activitats econòmiques privades. Es tracta, en particular, de les activitats de préstec i ús del sòl. Ur i Larsa també tenen comunitats de comerciants actius en el comerç de llarga distància al golf, cap a la regió de Dilmun (Bahrain), on obtenen coure de la regió de Magan (Oman).

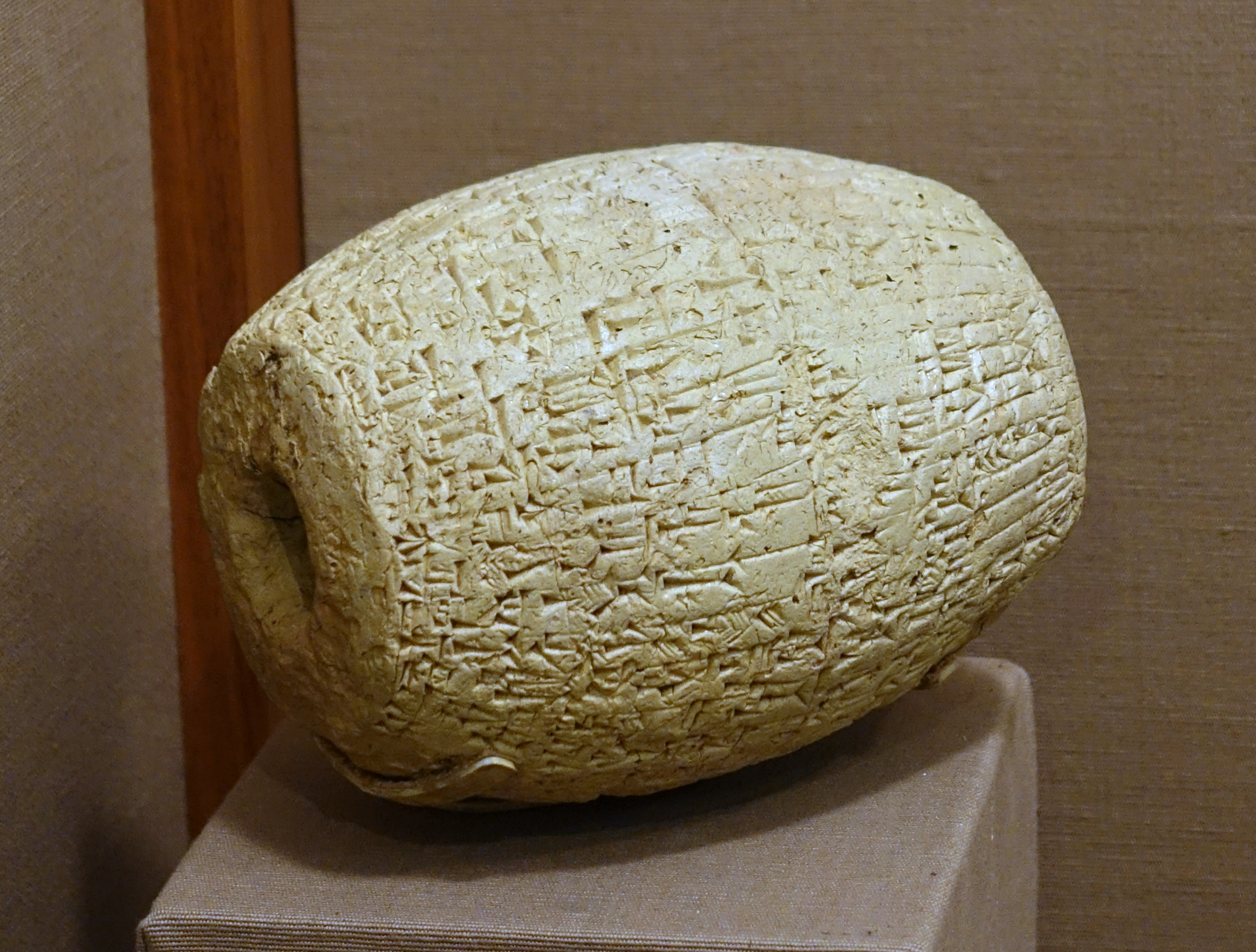
Cilindre d'argila que commemora les obres de rec que emprengué Sin-idinnam de Larsa, a mitjan segle xix aC. Museu de l'Institut Oriental de Chicago
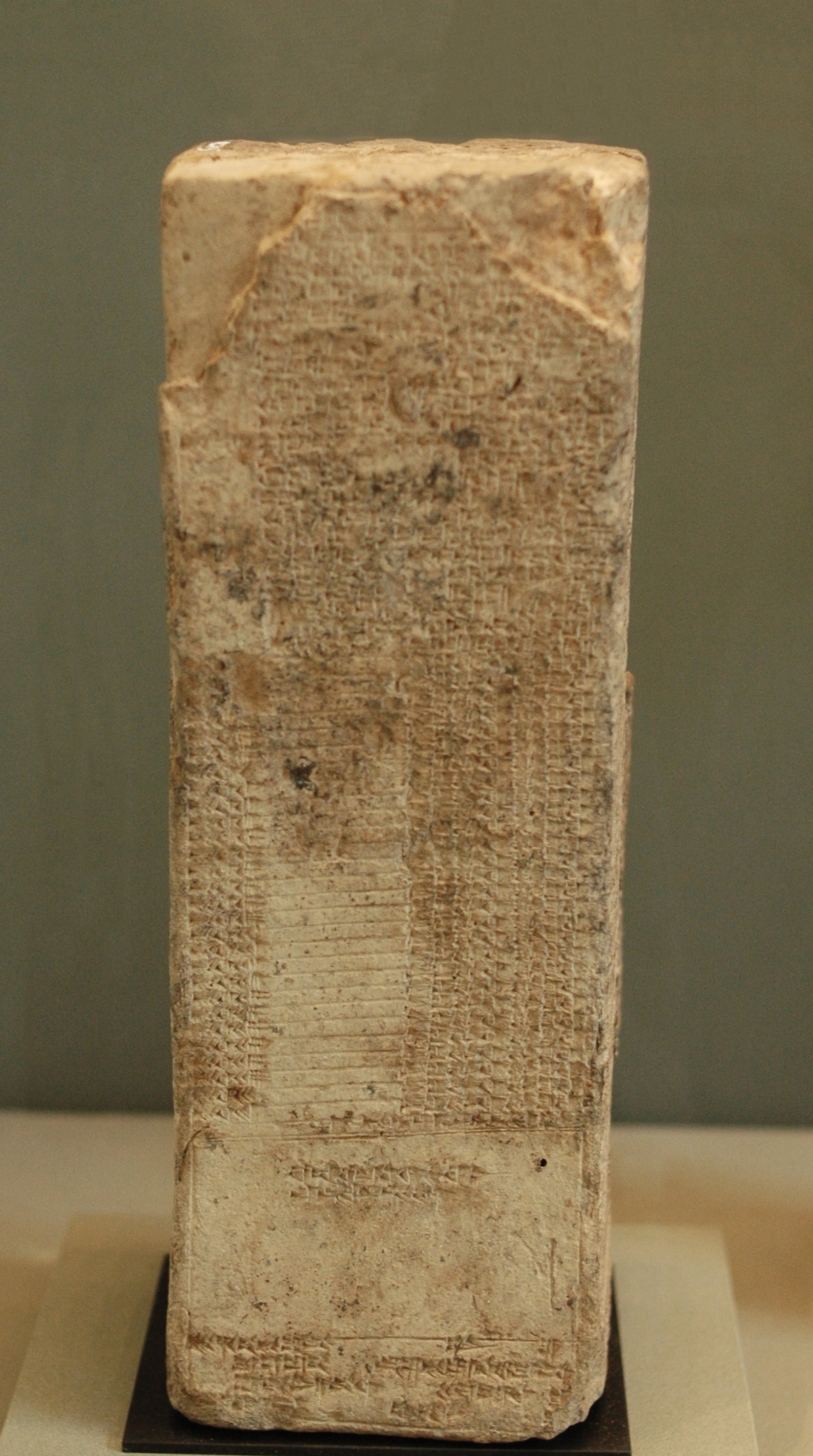
Llista de reis de Larsa. Museu del Louvre
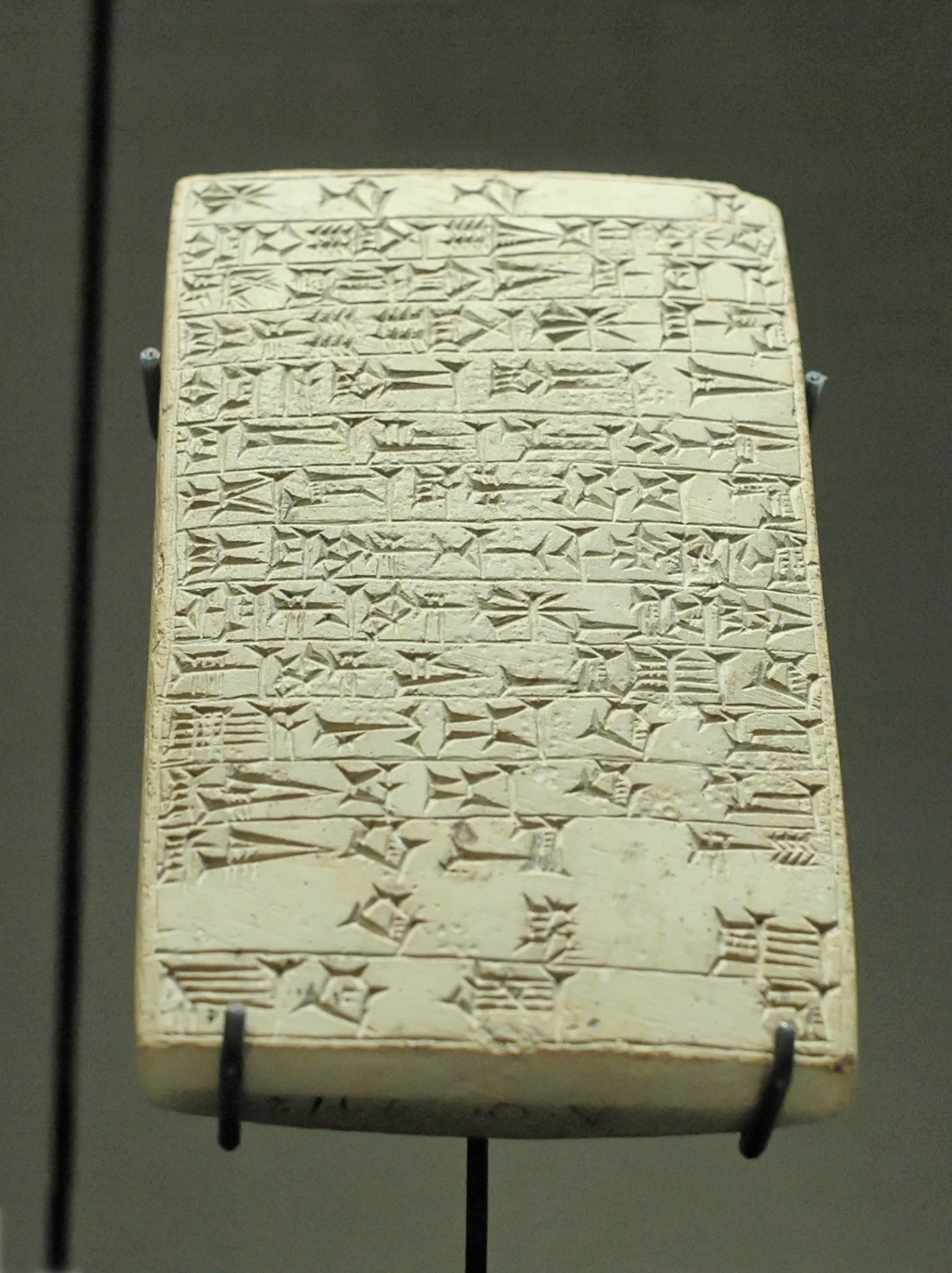
Tauleta que commemora la fundació del temple de Nanaya, construït pels reis Kudur-Mabuk i Rim-Sin de Larsa, finals del segle xix aC

Les residències de Nippur, Ur i Sippar també han proporcionat una documentació abundant relativa a la vida acadèmica i intel·lectual, que és principalment obra dels membres del clergat, que escriuen els textos i ensenyen. El període d'Isin-Larsa encara està marcat per la dominació de la llengua sumèria, que en aquell moment ja no es parlava, sinó que adquirí un estat eminent que assegura la seva preservació en l'entorn erudit, de la mateixa manera que el llatí a l'Europa medieval. La majoria de tauletes que documenten literatura sumèria daten d'aquest període, i generalment tenen un context escolar: llistes lèxiques (àmpliament utilitzades per a aprendre escriptura cuneïforme), himnes i oracions (utilitzades per a rituals), mites i epopeies, textos historiogràfics com la llista reial sumèria, etc. Tanmateix, es desenvolupa la literatura accàdia.

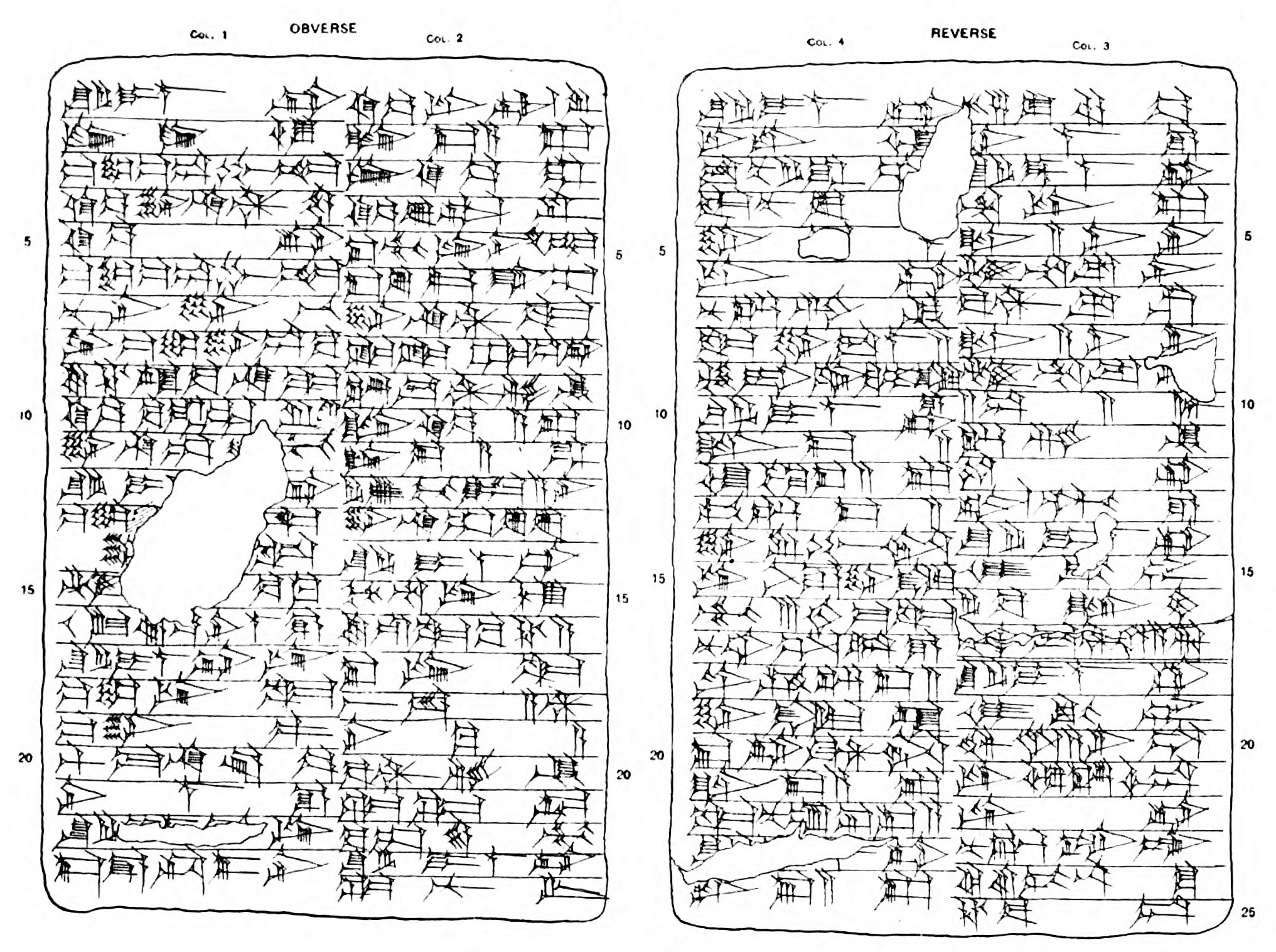
Còpia d’una tauleta del codi de Lipitistar d'Isin, trobat a Nippur
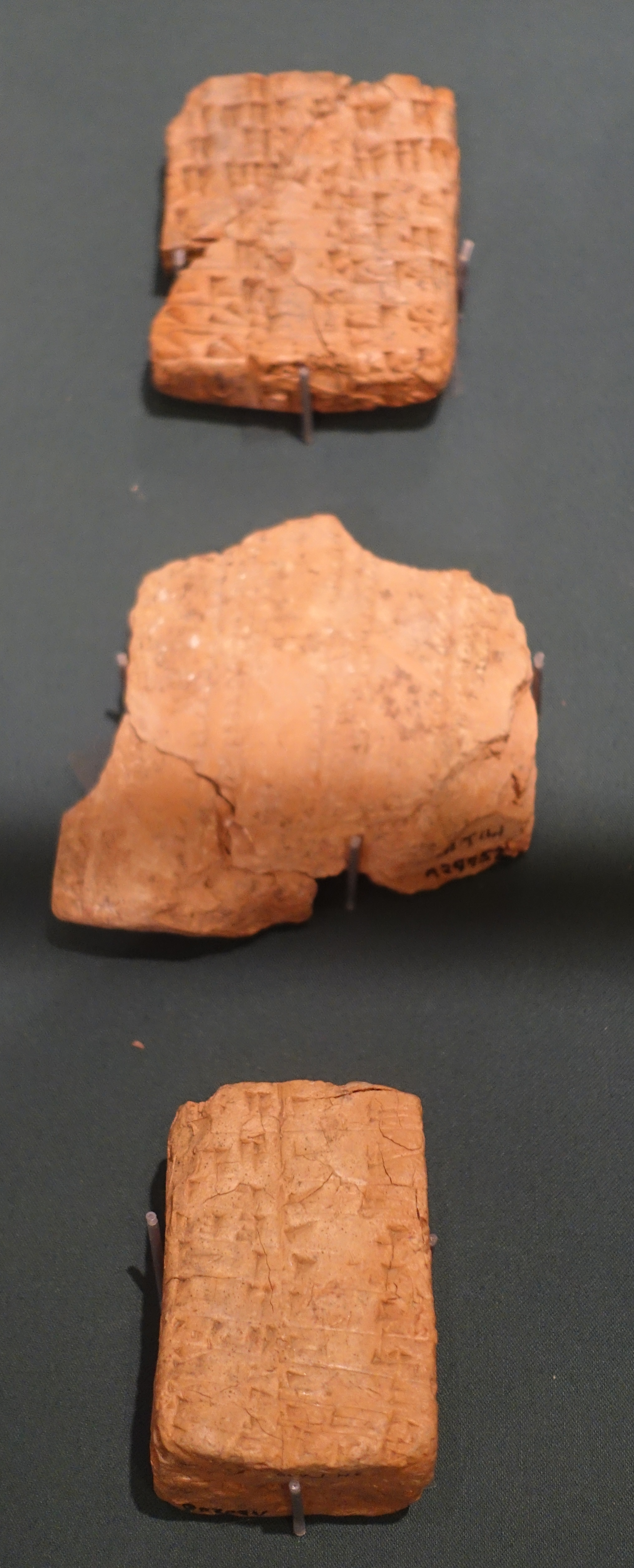
Tauletes d'exercicis d'escribes estudiants de Nippur. Museu de Institut Oriental de Chicago
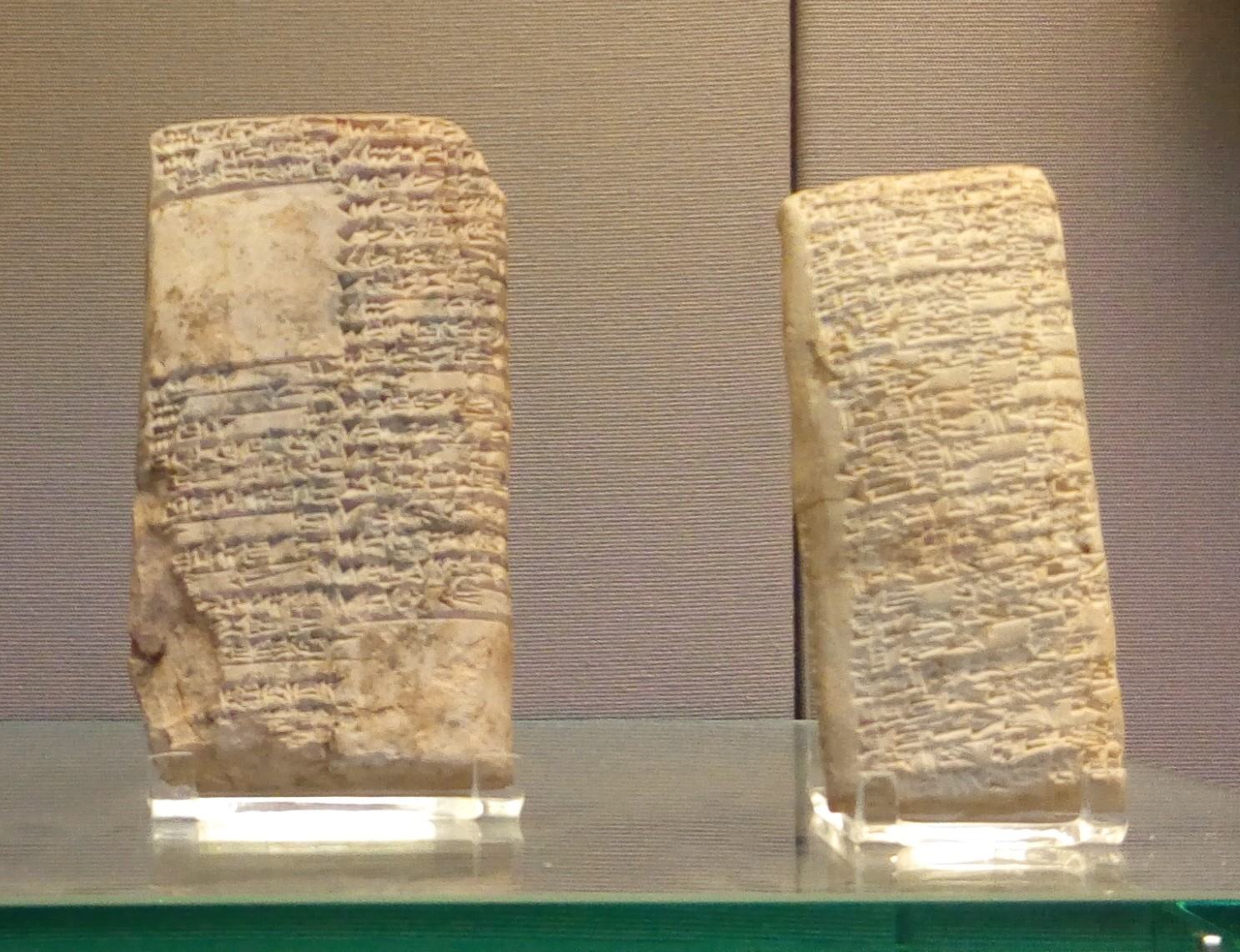
Dues tauletes dels arxius de comerciants d'Ur sobre el seu comerç amb Dilmun. Museu Britànic

En el camp artístic, els jaciments d’aquest període van proporcionar nombroses plaques de terracota modelades, sovint representant temes religiosos, cosa que significa que s'interpreten com a testimonis d’una religió popular i domèstica, altrament molt poc documentada. Els segells cilíndrics també representen escenes religioses, principalment la presentació d’un creient a una divinitat. Les estàtues són molt variades, tant pels suports (pedra o bronze, que després tendeix a convertir-se en l’aliatge més comú) com pels temes (animals, divinitats, gent orant).

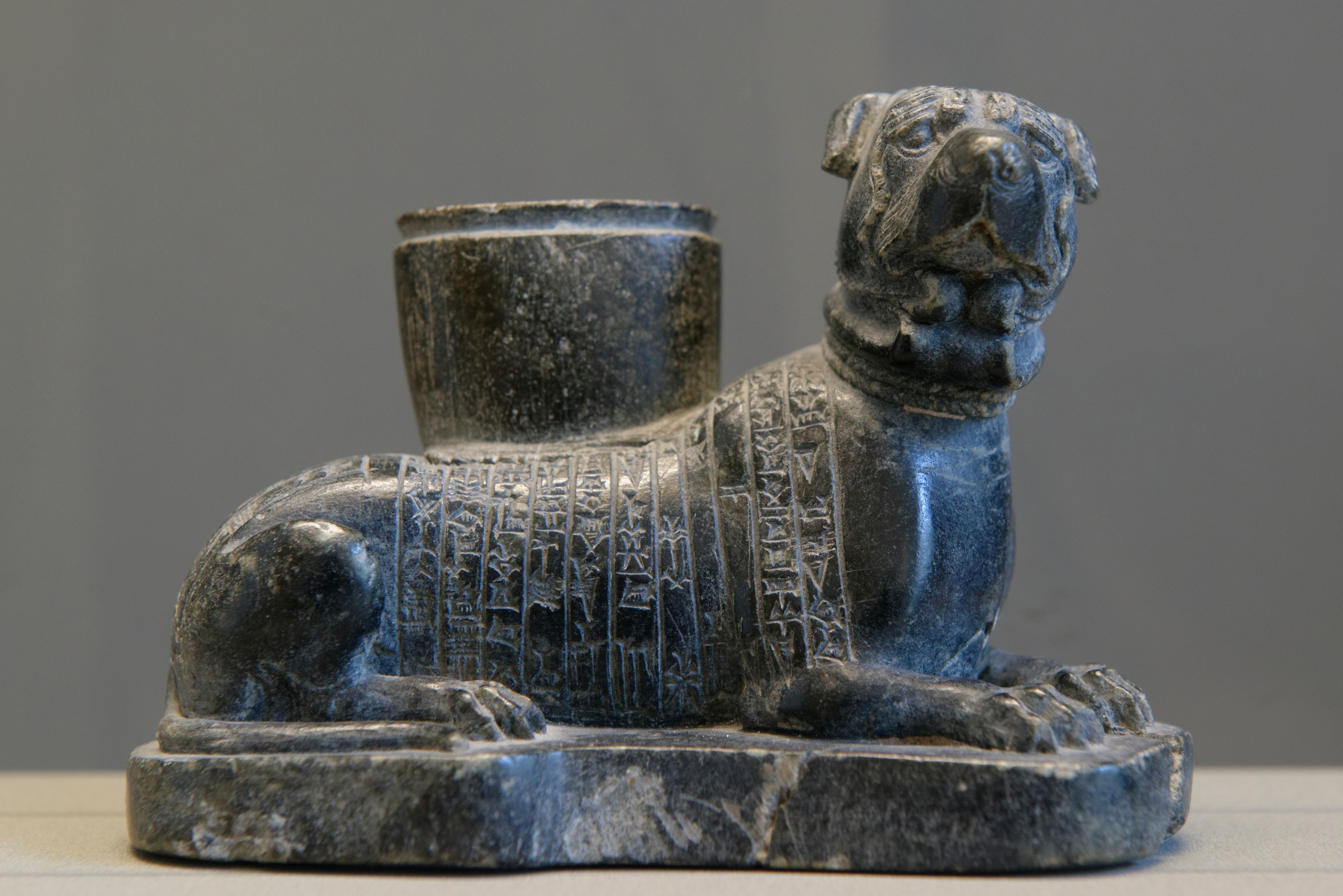
Estàtua votiva d’un gos dedicat per un metge de Lagaixh a la dea Ninisina a favor de Sumu-El, rei de Larsa (1894-1866 aC). Museu del Louvre
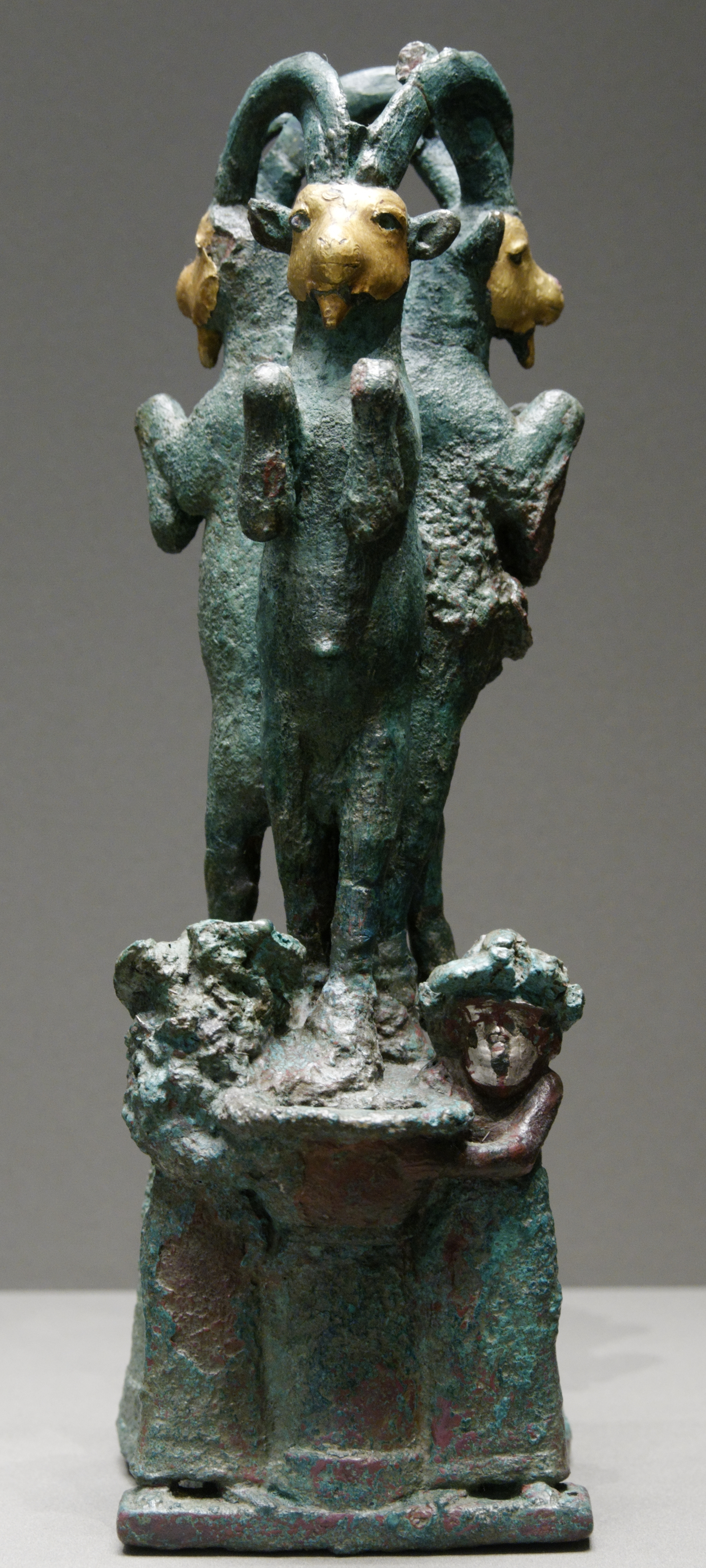
Estàtua de bronze que representa tres cabres recolzades per divinitats. Museu del Louvre
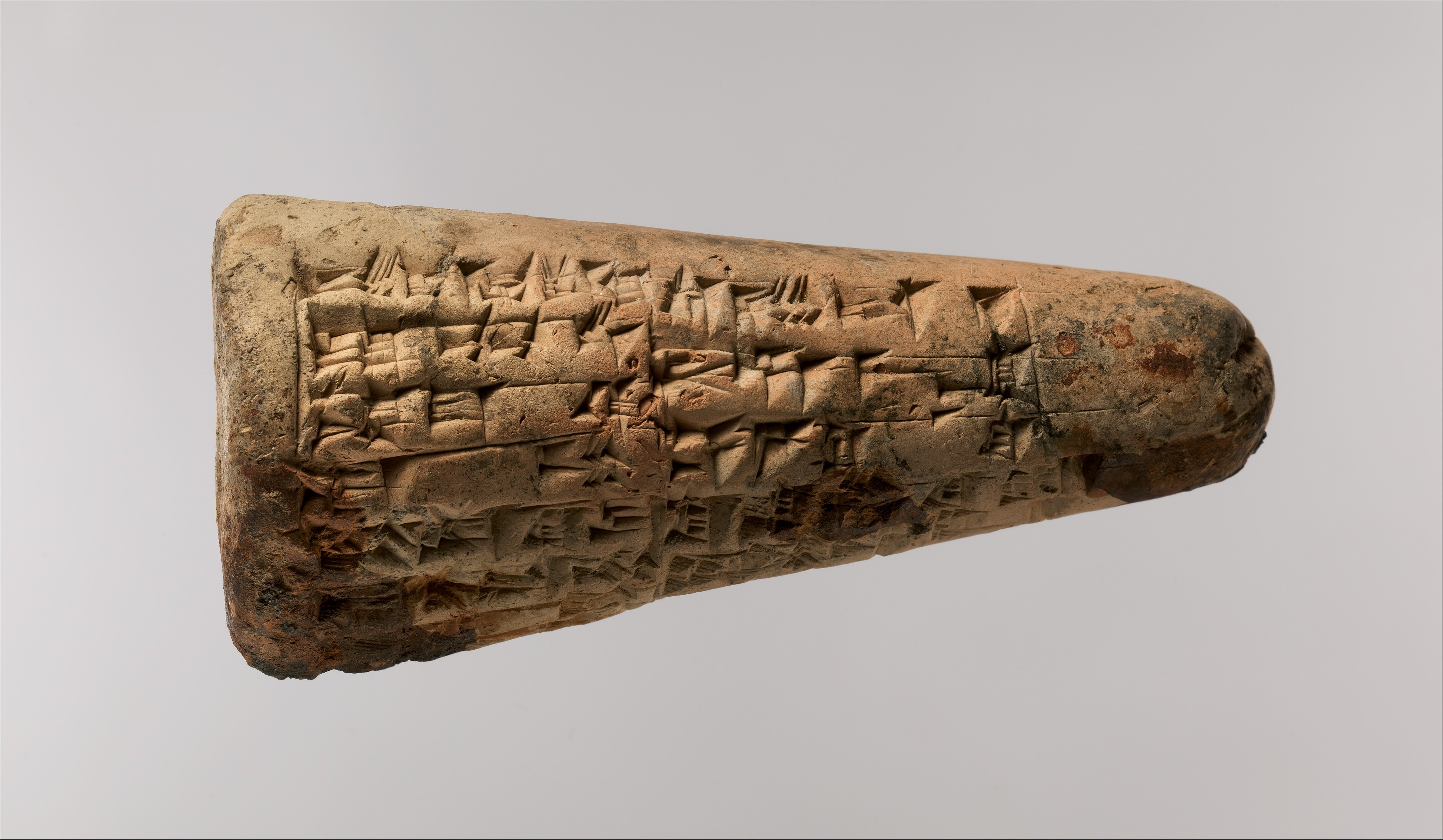
Con votiu d'argila que porta una inscripció del rei Lipitistar d'Isin (c. 1934-1924 aC). Museu Metropolità d'Art
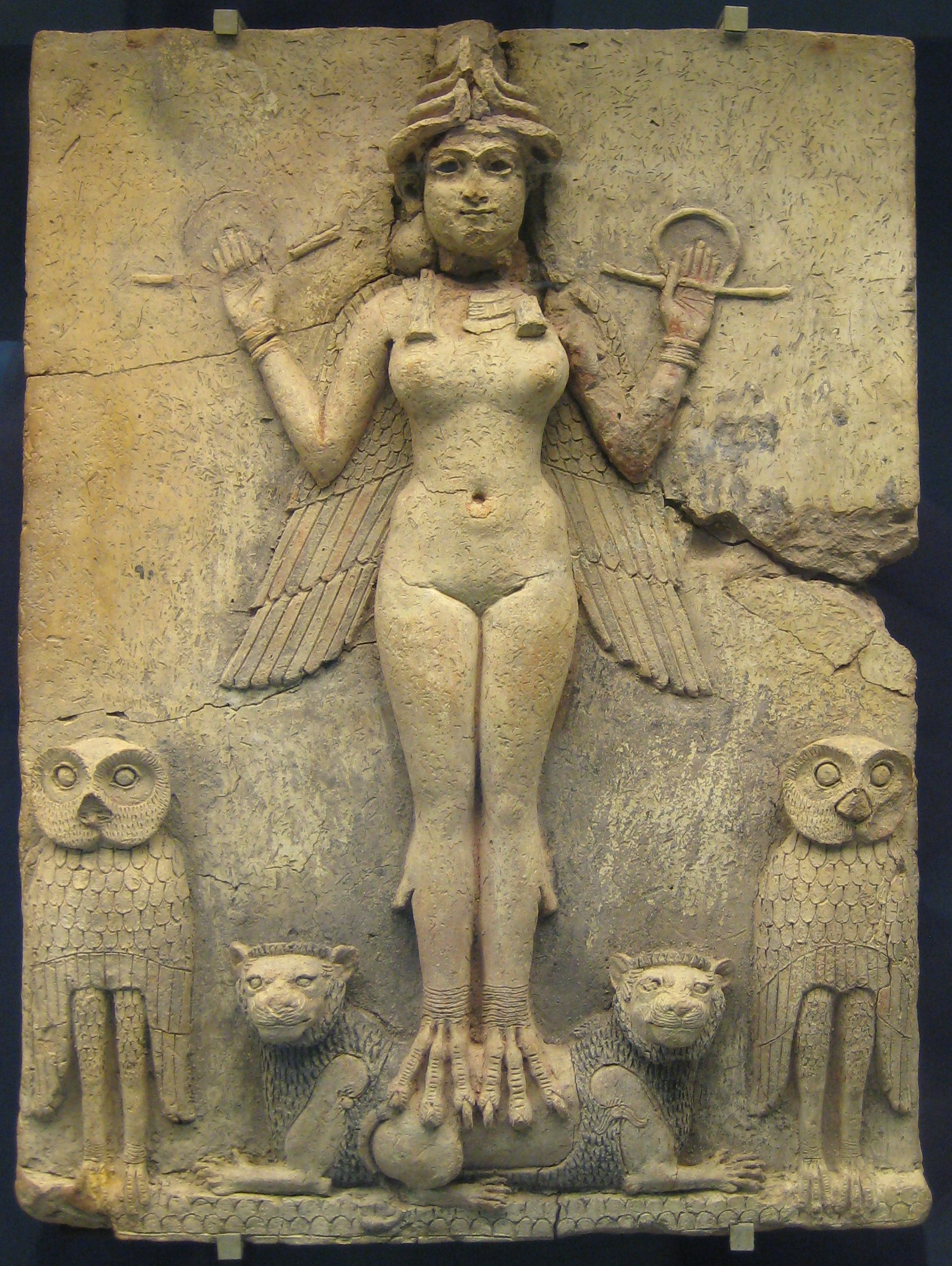
La Reina de la nit Ixtar ?), sobre el relleu Burney. Museu Britànic

### El nord i centre de la Mesopotàmia
L'Alta Mesopotàmia a la primera meitat del mil·lenni ii aC es caracteritza políticament per una divisió territorial extrema, ocupada per una infinitat de regnes de poca importància, dominats per uns regnes que tenen un paper de «senyor» (segons l'època Mari, Eixnunna, Ekal·latum, Yamkhad). Síria i Djezireh estan ocupats principalment per poblacions que parlen dialectes amorrites, però també es troben poblacions que parlen variants de l'accadi (en particular a Assur, i també al Regne de Mari) i l'hurrita, en particular a la franja nord i a l'est del Tigris i més enllà (sobretot els turukkus).
A la vall de Diyala s'estableix una dinastia a Eixnunna (Tell Asmar) abans de la caiguda de la tercera dinastia d’Ur, documentada per inscripcions reials. Els seus sobirans van haver de lluitar contra tribus amorrites establertes a la zona, aleshores a principis del segle xix aC. En altres ciutats veïnes sorgeixen altres regnes: Tutub (Khafadja), Nerebtum (Ishchali), Me-Turan (Tell Haddad) i Shadlash (ubicació desconeguda). Des del regnat d’Ipiq-Adad II a la segona meitat del segle xix aC, Eixnunna comença a unificar els altres regnes de Diyala, per després estendre la seva influència cap al Zagros, aigües amunt de Diyala, i sobretot cap a l'Alta Mesopotàmia. El seu fill Naram-Sin (fl. 1810 aC) assoleix per un temps fer reconèixer la seva autoritat a Mari i amenaçar el Regne d'Ekal·latum, les dues forces principals de l’Alta Mesopotàmia de l’època. L'expansió d’Eixnunna a l'Eufrates està demostrada per la construcció d'Harradum (Khirbet ed-Diniye) aigües avall de Mari. El seu successor, Daduixa, fou un dels principals rivals de Xamxi-Adad d'Ekal·latum quan establí el seu regne a principis del segle xviii aC, amb qui posteriorment acordà sotmetre's i compartir les regions situades a l'est del Tigris al voltant d'Arbeles (Erbil) i Arrapha (Kirkuk). Els jaciments de la conca de Diyala han lliurat una abundant documentació escrita i hi ha una arquitectura monumental (el palau de Shu-iluya a Eixnunna, el pla del qual recorda el dels altres edificis palaus amorrites, el temple d'Ixtar a Nerebtum...) i domèstics (en particular el lloc de Tell Harmal, l’antiga Shaduppum, ciutat provincial depenent d’Eixnunna, una font important d’ordenació urbanística del període) i moltes obres d’art (plaques de terracota, escultures de bronze…), testimoniant una cultura propera a la de la Baixa Mesopotàmia, que s'estengué especialment lluny fins a l'est (potser fins a Chogha Gavaneh (a l'oest de l'Iran), on van aparèixer textos contemporanis).

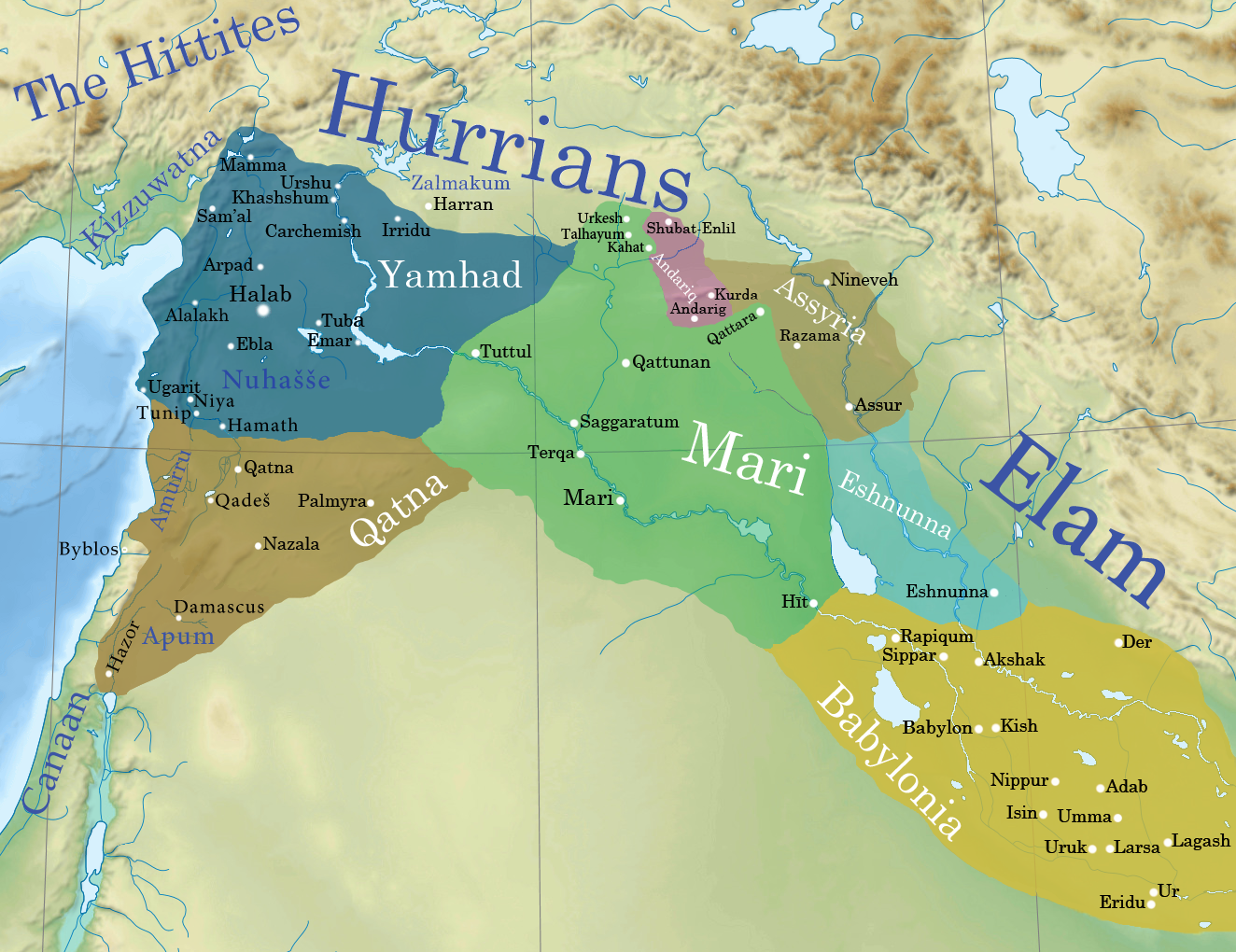
Un mapa de l’antic Orient Pròxim que mostra la situació geopolítica al voltant de l'antic Imperi Assiri (marró clar) a prop de grans potències contemporànies com Eixnunna (blau clar), Yamkhad (blau fosc), Qatna (marró fosc) i la Primera dinastia de Babilònia (groc)
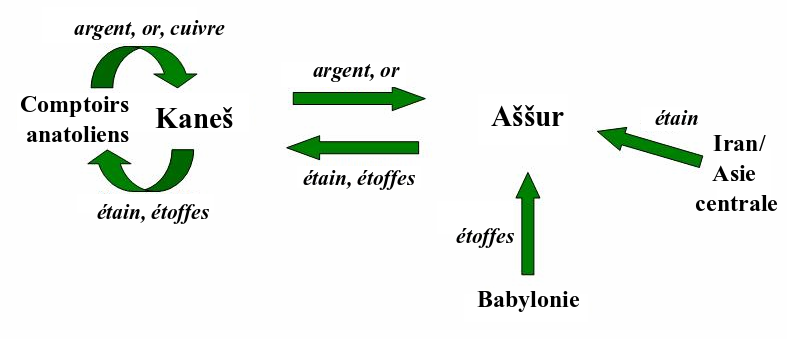
Esquema que representa els circuits del comerç entre Assur i Kaneix

La situació política del nord al segle xix aC està molt mal documentada. Des del punt de vista de l’ocupació, aquest període (que correspon materialment al desenvolupament d’un determinat tipus de terrisseria, la «ceràmica de Khabur», sobretot a Djezireh) es recupera després de la caiguda del final del mil·lenni III aC, en particular amb el desenvolupament de petites aglomeracions a les zones més irrigades de l'Alt Djezireh (triangle de Khabur, Balikh), però la regió no assoleix recuperar els nivells d'urbanització de la meitat del mil·lenni precedent. Això podria reflectir una part més gran de la població que practica el nomadisme de pastoreig, difícil de detectar durant els sondeigs arqueològics, però coneguda gràcies als arxius de Mari (vegeu-ne més avall). Aquesta reocupació de llocs podria estar relacionada amb l'establiment de grups i dinasties amorrites a Djezireh; en l’època dels arxius de Mari (principis del segle xviii aC), la toponímia local està en tot cas fortament marcada per l'amorrita, cosa que implica que els seus parlants han estat presents a la zona des de fa generacions.

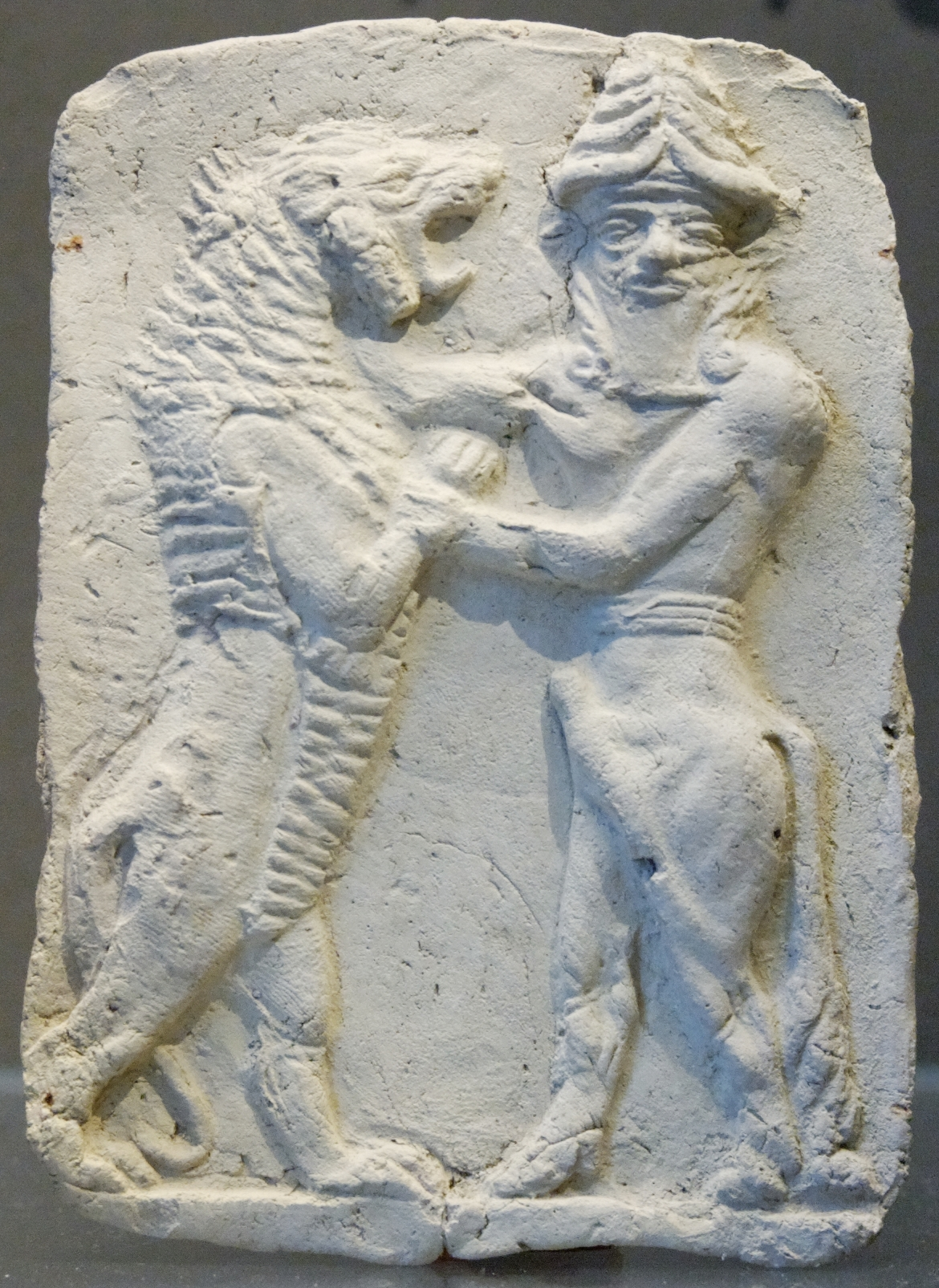
Home toro lluitant contra un lleó, Tell Asmar. Museu del Louvre
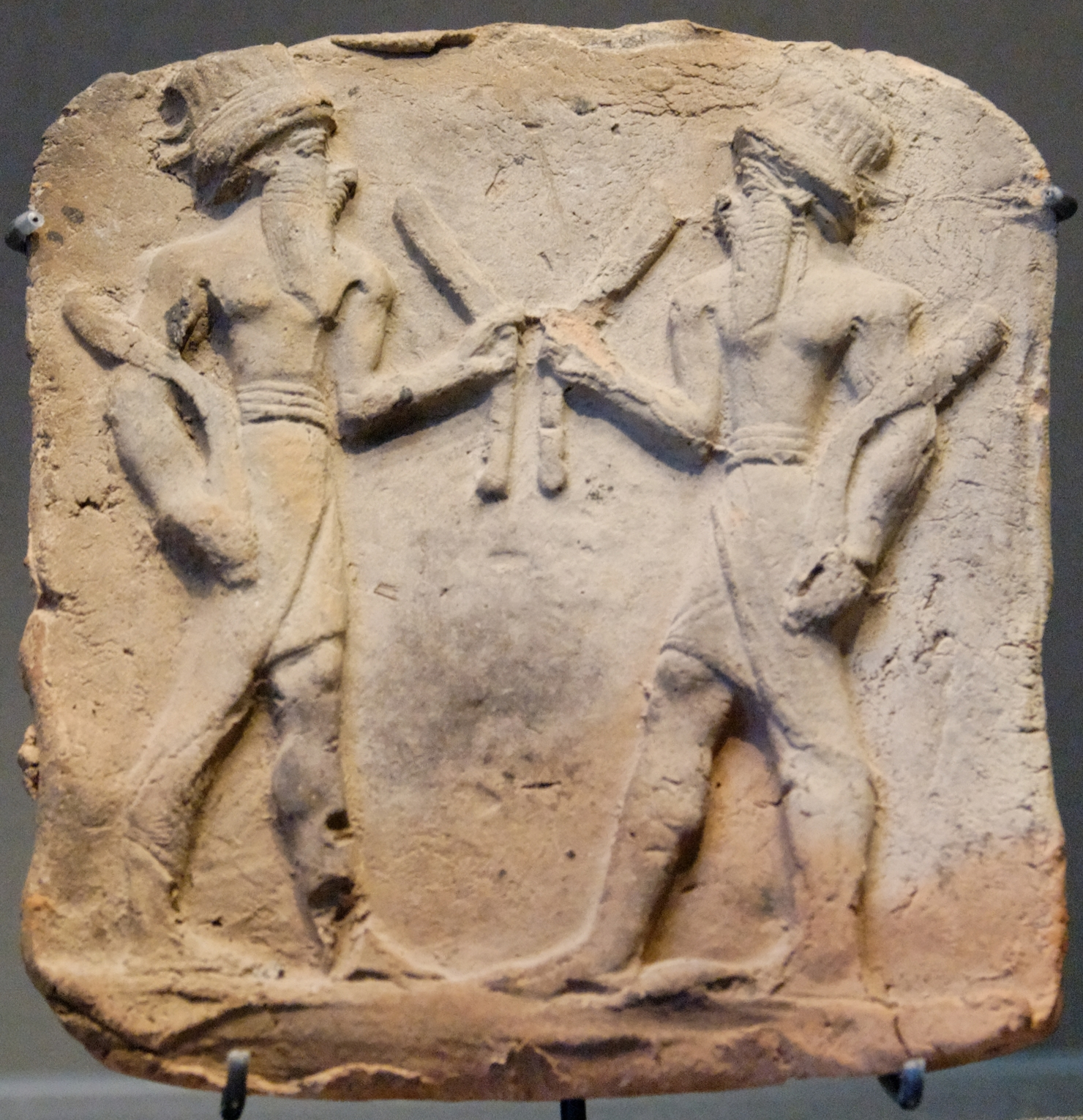
Dançaires, Tell Asmar. Museu del Louvre
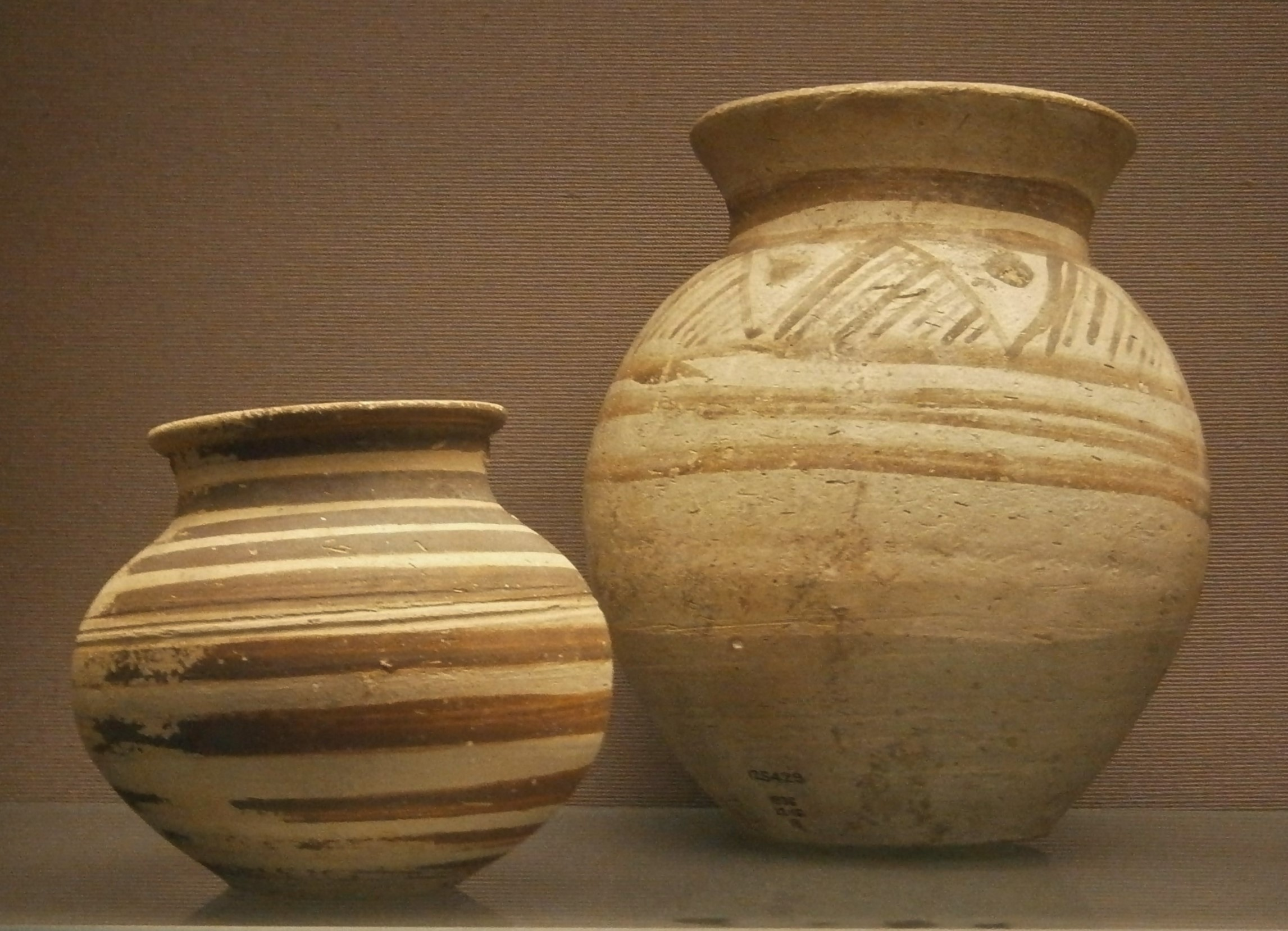
Gerros de «ceràmica de Khabur», de Chagar Bazar. Museu britànic

Per als segle xx - xix aC, la documentació cuneïforme es refereix sobretot a la ciutat d'Assur i al seu lucratiu comerç basat en una xarxa de llocs comercials a l'Anatòlia (principalment la de Kanesh (Kültepe), que va lliurar més de 20.000 tauletes i fragments de tauletes que documenten aquesta xarxa d'intercanvis animats per comerciants assiris que obtenien estany d’Iran i el revenien amb gran benefici a Anatòlia (també amb teixits produïts a Assur o comprats a Babilònia), sobretot a canvi d'argent. Assur té un rei, però és més que un primus inter pares dirigint la ciutat junt amb un grup de notables («Ajuntament»), mentre que els mostradors de la institució dirigent (el «moll» (kārum) de Kanesh, el districte comercial), té un paper important en la resolució de disputes comercials. El funcionament de la ciutat estat d'Assur durant aquest període es pot comparar amb el d'una «república mercant». Aquesta organització no és atípica a l'Alta Mesopotàmia i a Síria, ja que en el moment dels arxius de Mari van nàixer les ciutats d'Emar (on també s'origina una comunitat comercial activa implicada en el comerç d’estany) i de Tuttul, que també disposen d'una assemblea (tahtamum) que té un paper important.

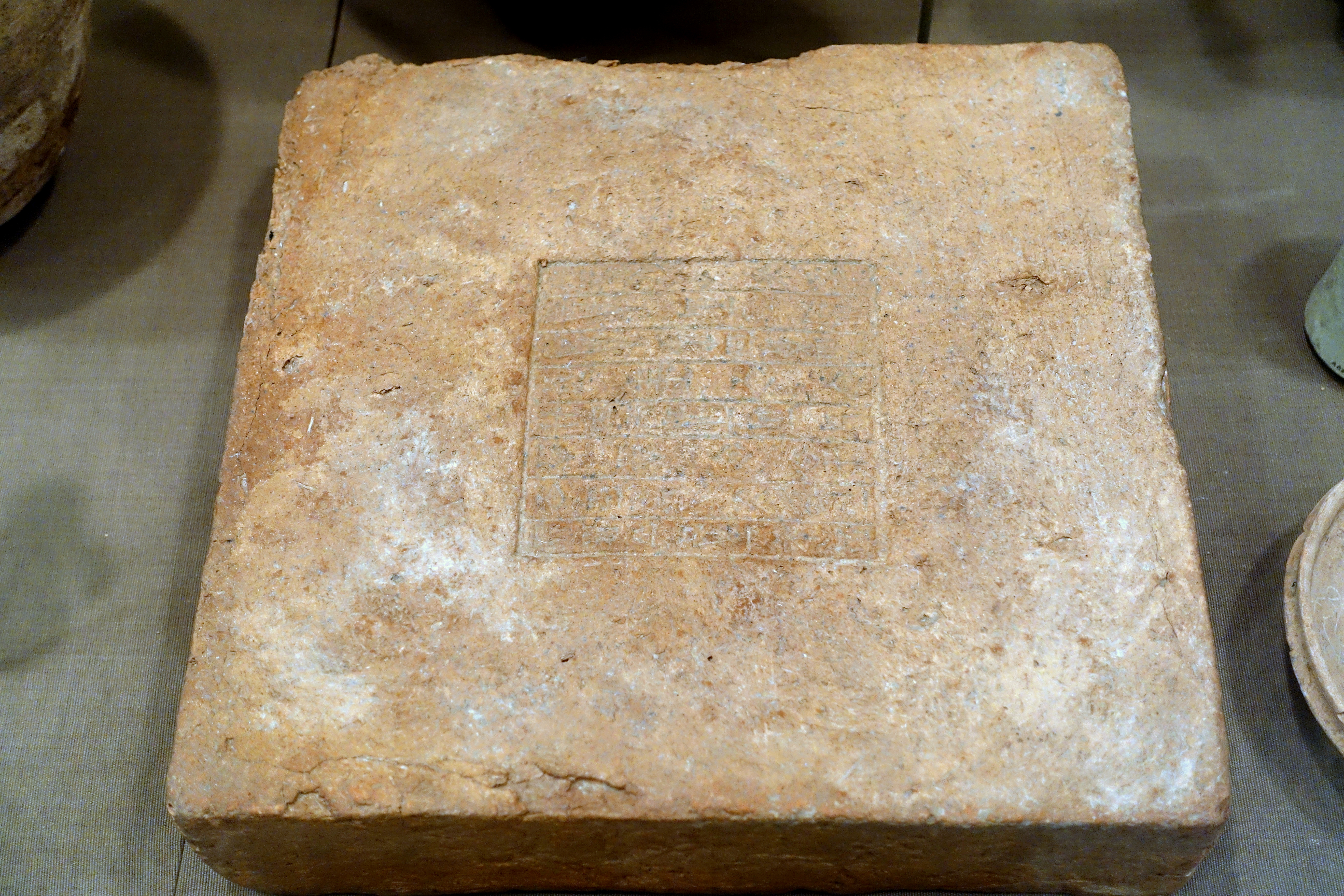
Maó d'argila amb una inscripció d'Ipiq-Adad II Eixnunna, c. 1820 aC. Museu de l'Institut Oriental de Chicago
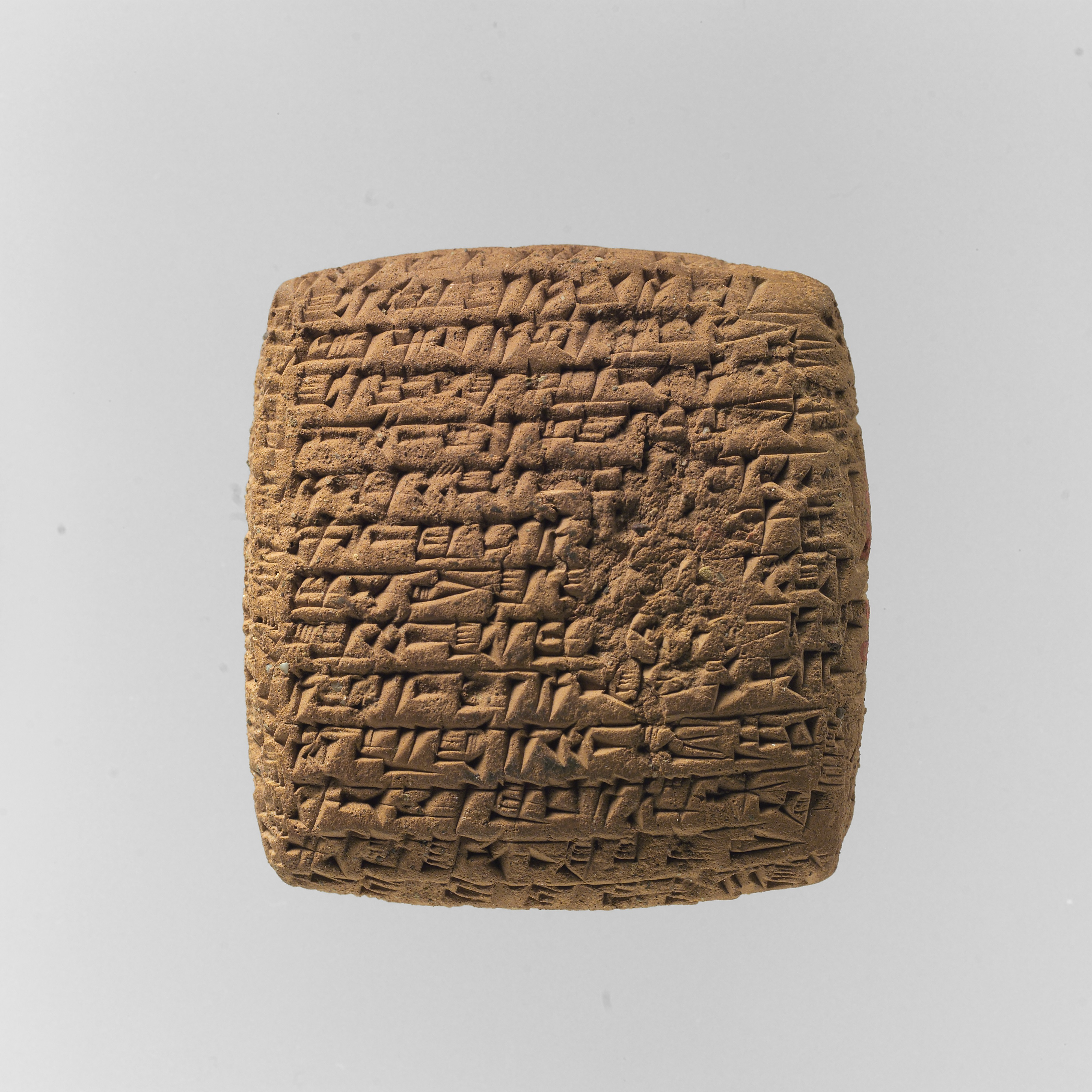
Tauleta dels arxius dels comerciants assiris trobats a Kültepe: carta d’un comerciant a un oficial del comboi
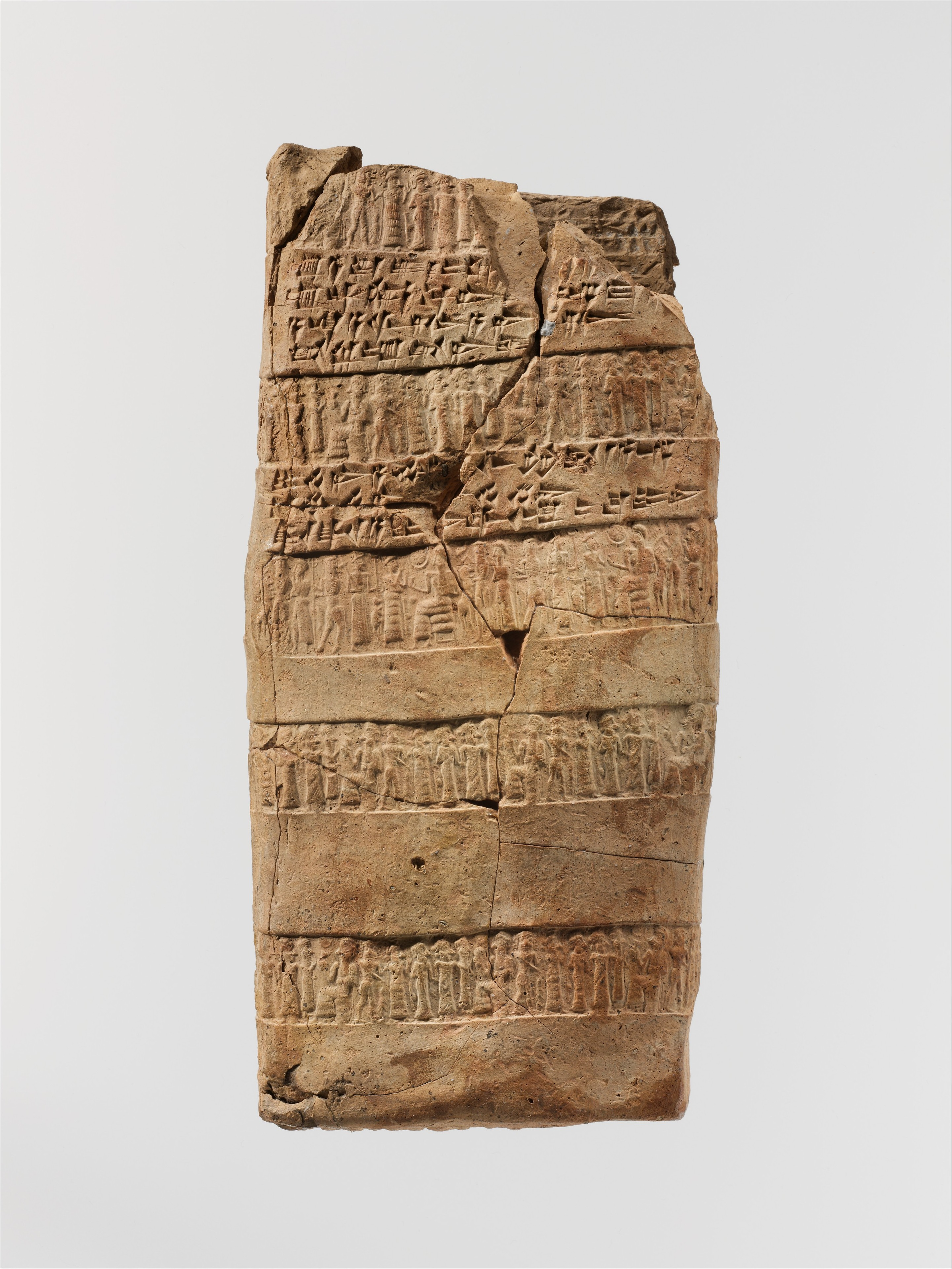
Tauleta dels arxius dels comerciants assiris trobats a Kültepe: informe d'un judici
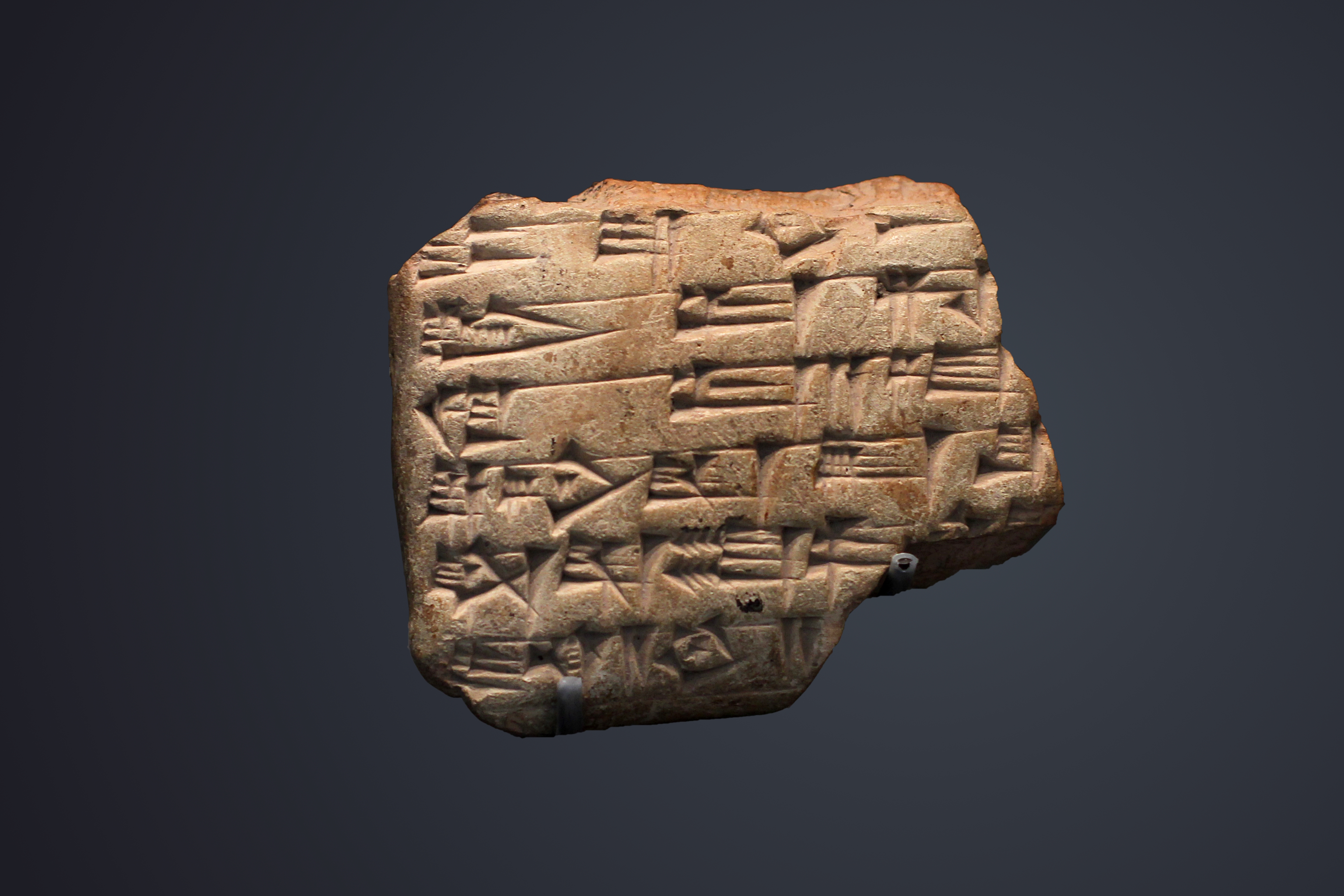
Tauleta dels arxius reials de Mari, regnat de Zimri-Lim Museu del Louvre

El gran arxiu del palau reial de Mari (aproximadament 20.000 tauletes i fragments) proporciona la major part de la documentació política sobre l'Alta Mesopotàmia de les primeres dècades del segle xviii aC junt amb d'altres, més petits, d'altres llocs (Tell Rimah, Tell Shemshara). Al Regne de Mari, l’antiga dinastia dels šakkanakku fou substituïda per una línia de reis amorrites, que inicialment conservaven el mateix títol abans d’abandonar-lo probablement després d’un nou canvi de dinastia. A l'època del rei Yakhdun-Lim (fl. 1810-1793 aC), Mari és la ciutat més poderososa de la zona i rival a principis del segle de l'Ekal·latum, governada per Xamxi-Adad (fl. 1815-1775), contra la qual gaudeix del suport d'Eixnunna, també oposada a aquest regne. Xamxi-Adad, després d’enfrontar-se a les ofensives d’aquest últim, arriba a establir un poderós regne a la regió de Tigris (s'apodera en particular d'Assur i Nínive, i sovint és considerat equivocadament com a rei assiri), i per estendre-la cap al Djezireh, per després sotmetre Mari. Va crear una organització política original, escollint establir-se a Shekhna, rebatejat com a Shubat-Enlil (Tell Leilan), i va col·locar els seus fills Ishme-Dagan i Iasmah-Adad als trons d'Ekal·latum i Mari. Xamxi-Adad també assoleix mantenir-se bé amb el seu principal rival oriental, Eixnunna (vegeu-ne més amunt). Aquesta construcció política, sovint coneguda com el Regne de l'Alta Mesopotàmia, va desaparèixer després de la seva mort, cap al 1775 aC.

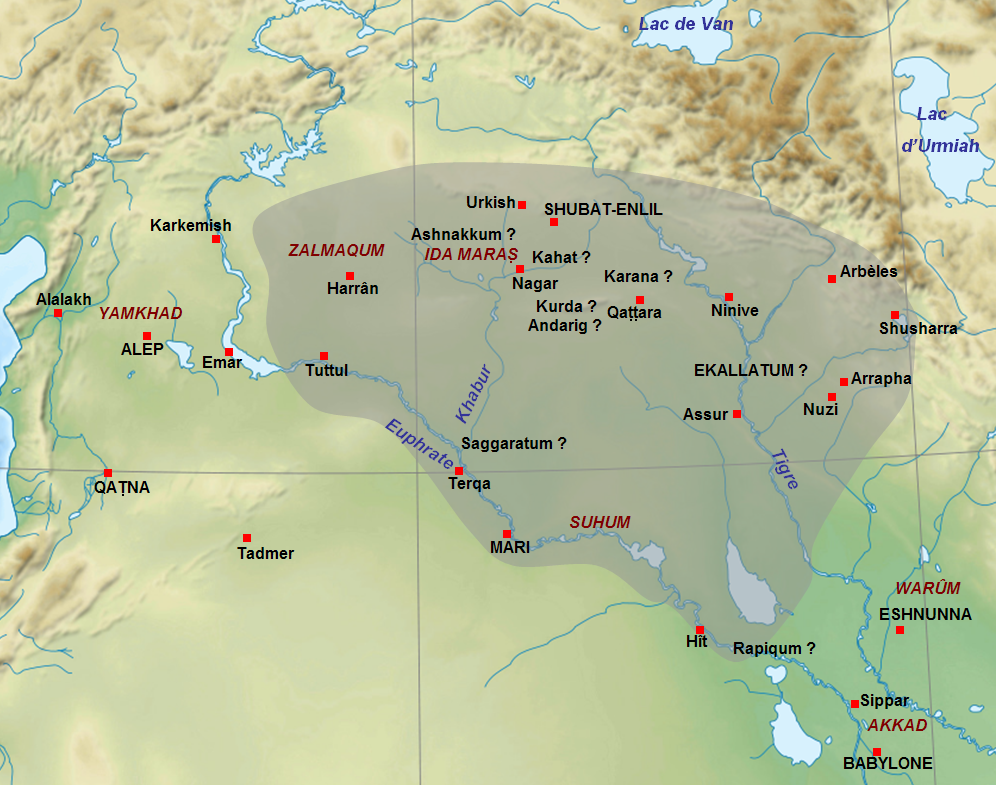
Extensió aproximada del Regne de l'Alta Mesopotàmia a la mort de Xamxi-Adad
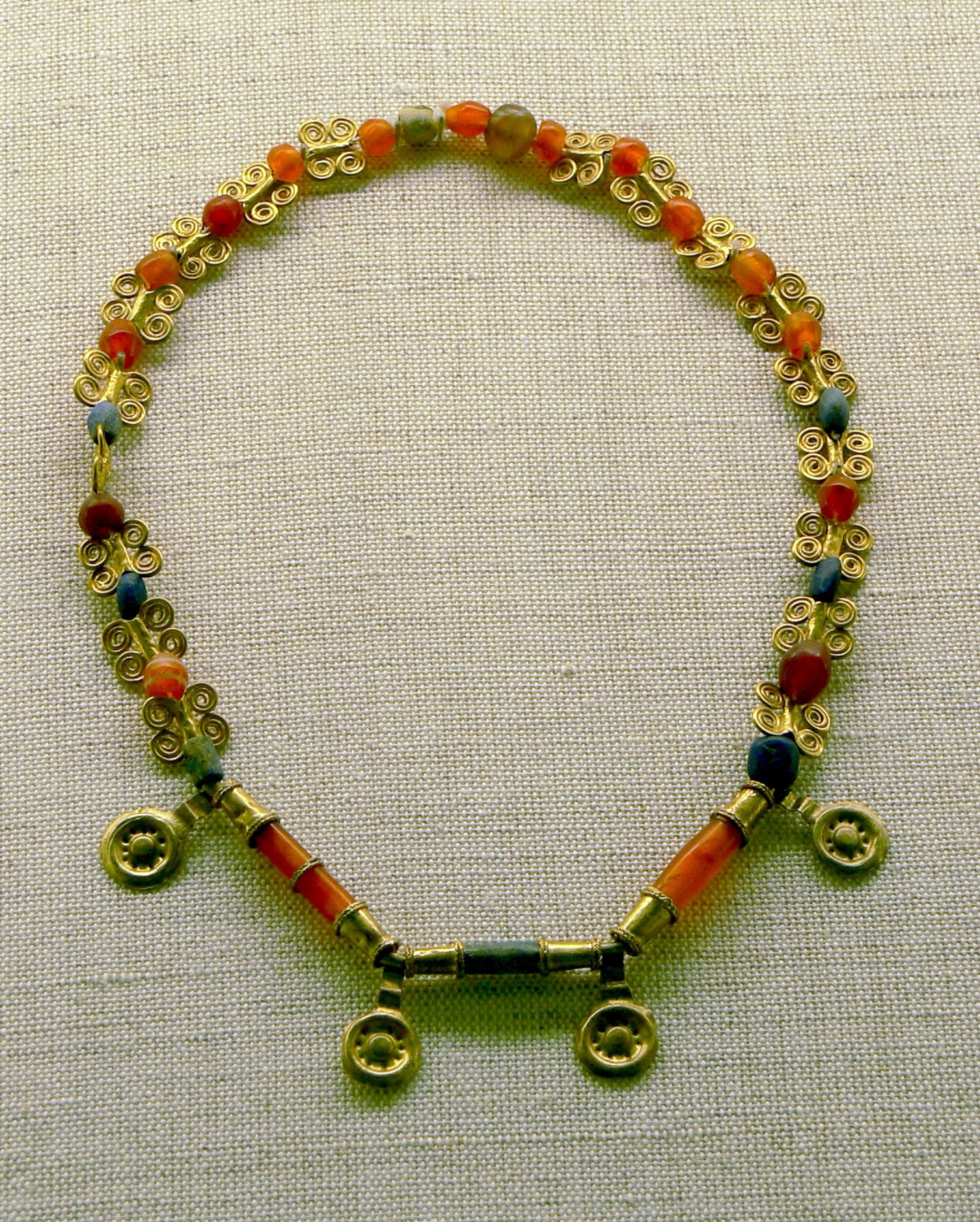
Collaret d'or i pedres semiprecioses (cornalina, lapislàtzuli, àgata) d'una tomba paleoassíria d'Assur. Museu de Pèrgam
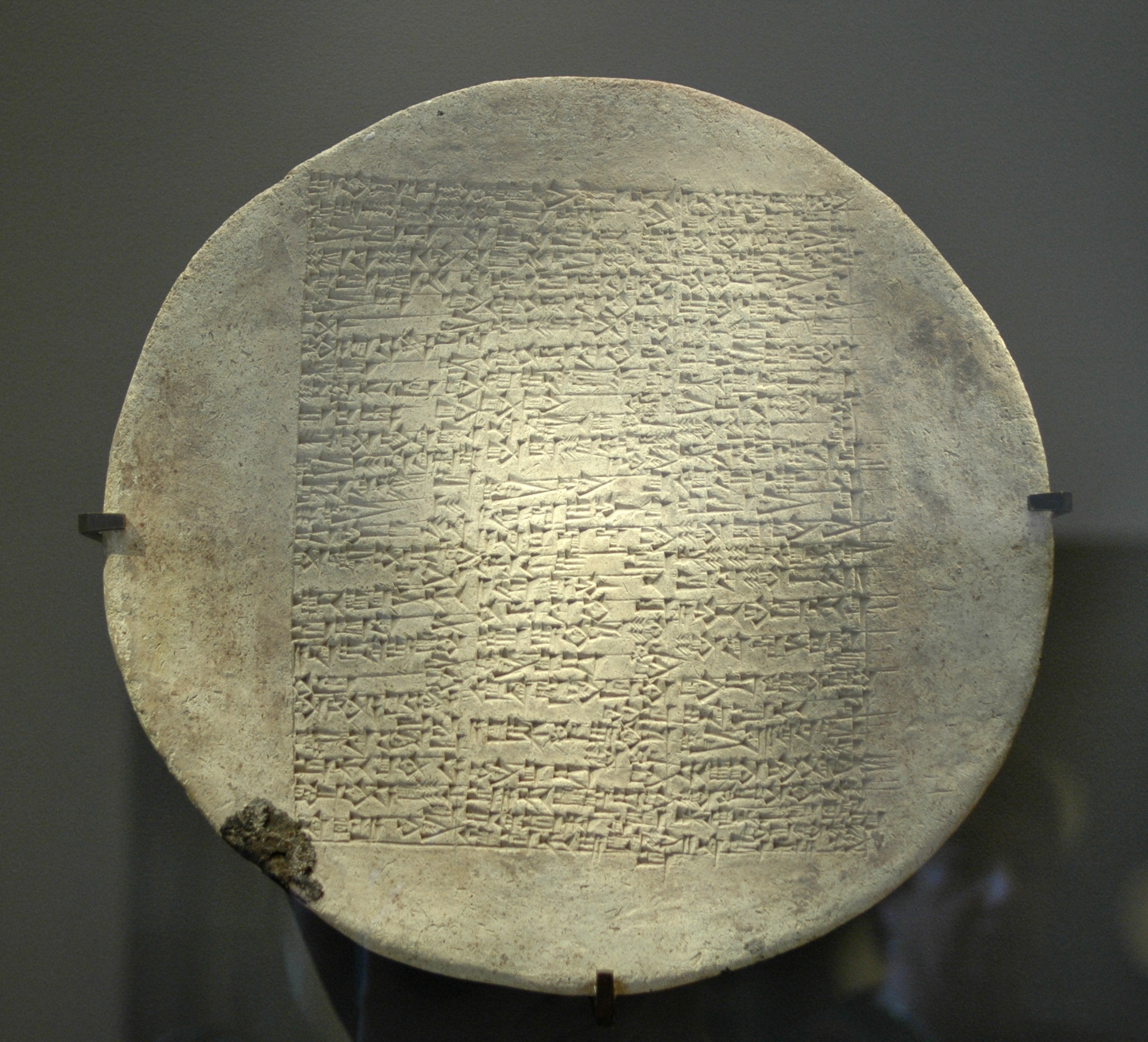
Disc inscrit de Yakhdun-Lim, rei de Mari, c. 1800 aC. Museu del Louvre

A Mari, Iasmah-Adad és enderrocat per Zimri-Lim, que es presenta com a descendent de l'antiga dinastia local, i és recolzat pel rei de Yamkhad. La major part de la documentació de Mari és del seu regnat. Aquests textos són la principal font per conèixer la situació política i cultural de Mesopotàmia i Síria dels anys 1770-1760 aC. El Regne de Mari estén la seva influència al llarg de l’Eufrates (al voltant de Terqa, Tuttul, Saggaratum, Qattunan) i al triangle de Khabur (regnes d’Ilan-sura, Talhayum, Ashlakka, Andarig, etc.). L’autoritat de Zimri-Lim s'exerceix sobre les poblacions sedentàries, però també sobre les tribus amorrites seminòmades, els «beduïns» (els khaneus dels textos antics), ja que se’l considera com el xeic de la poderosa tribu dels bensimalites, rivals de l’altra gran tribu, els benjaminites, a qui Zimri-Lim ha d’afrontar diverses vegades en els primers anys del seu regnat, sobretot quan s'alien amb un exèrcit d’Eixnunna que amenaça les seves posicions al triangle de Khabur. Aquestes tribus tenen una organització basada en assemblees; evolucionen en petits grups seminòmades, és a dir, practicant tant un nomadisme pastoral transhumant com una agricultura (de regadiu en aquesta zona poc humida), però limitada als fons de la vall, coberta a causa del relleu format per terrasses tallades pels rius. Lluny de ser antagònics, els estils de vida nòmades i sedentaris hi són complementaris. D'altra banda, Zimri-Lim dirigeix el seu regne des del seu imponent palau reial, amb una administració que adopta els hàbits dels antics regnes de la zona, en particular un ampli domini agrícola a la seva disposició. Els documents de Mari també ens parlen de la vida religiosa d’aquest període. El panteó està dominat per la figura del déu de la tempesta, Addu (el temple major del qual es troba a Alep), i del déu agrari Dagan (els grans temples del qual es troben a Terqa i Tuttul). Zimri-Lim té endevins al seu voltant que practiquen l'hepatoscòpia extispicina (interpretació de missatges divins al fetge o a les entranyes dels xais sacrificats), per ajudar-lo en la seva presa de decisions.

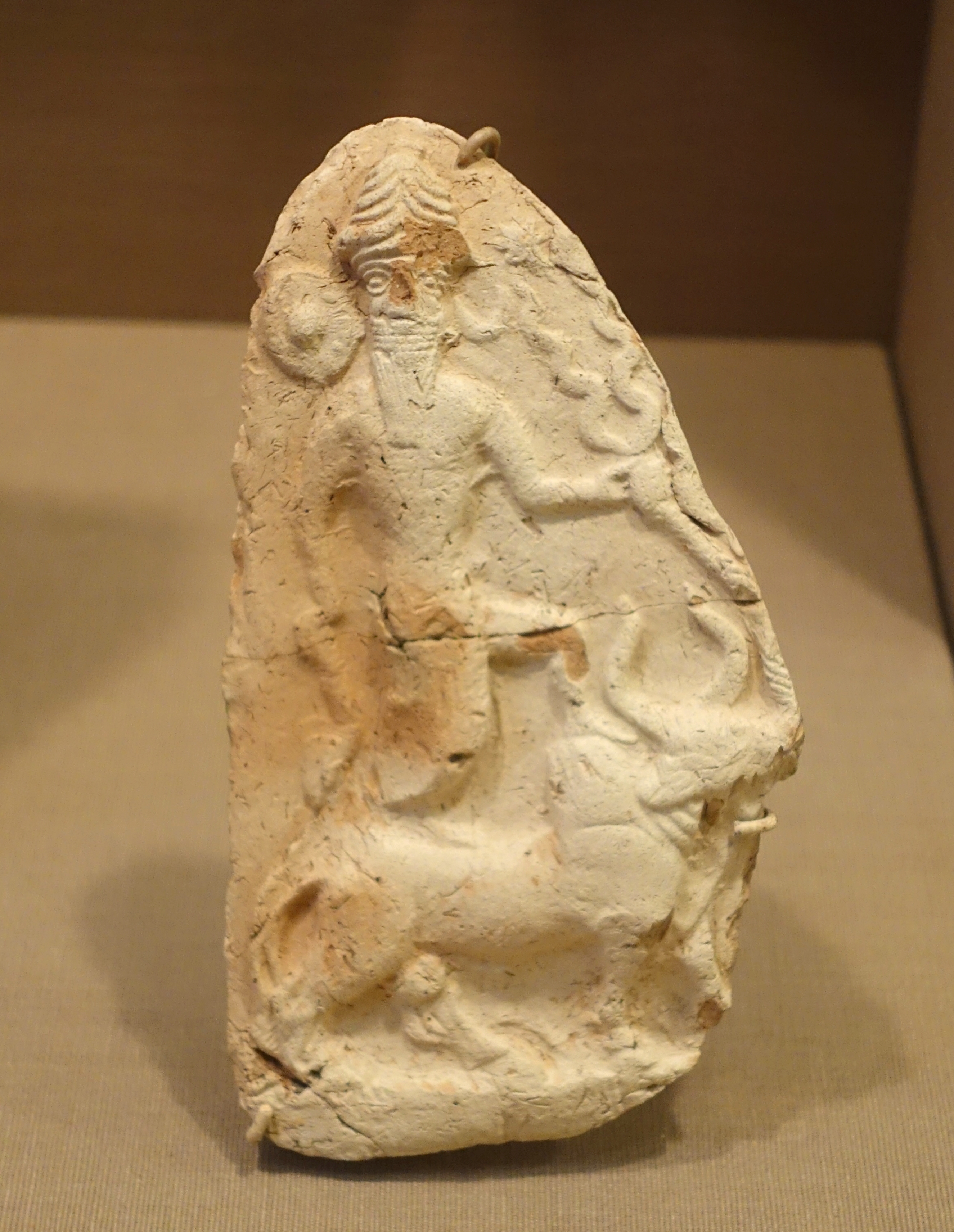
Déu de la tempesta sobre un bou, Tell Ishchali. Museu de l'Institut Oriental de Chicago
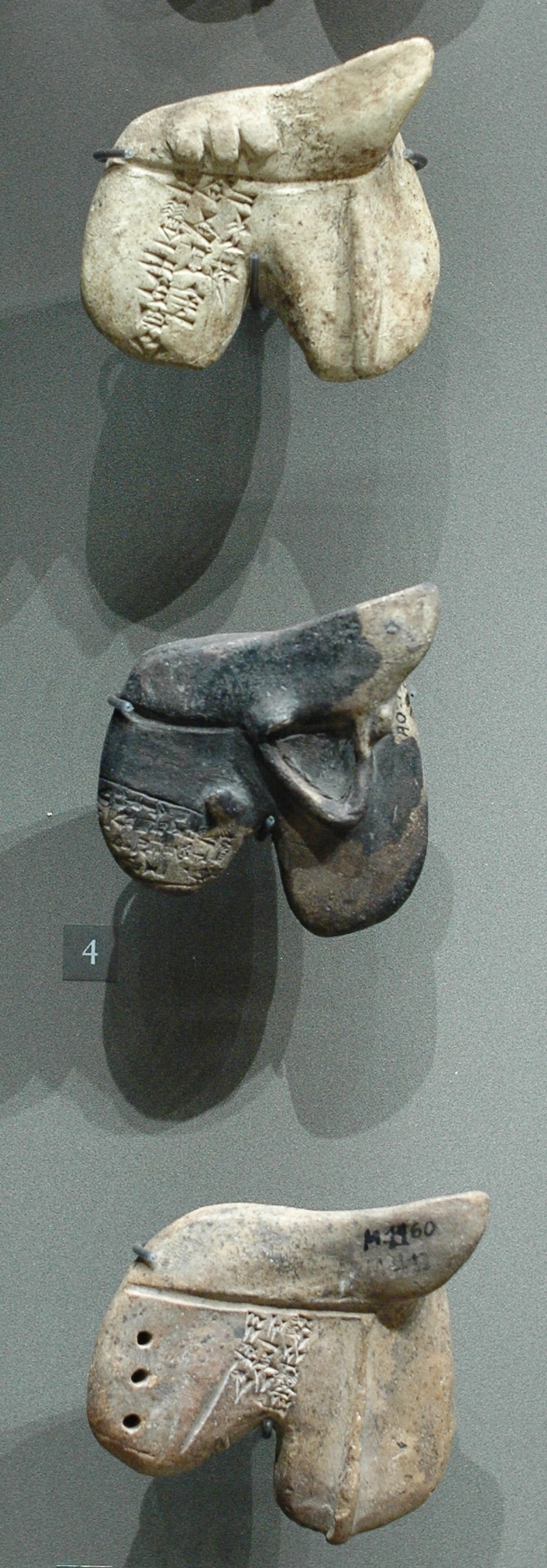
Fetges de pedra, models per aprendre hepatoscòpia. Mari, Museu del Louvre
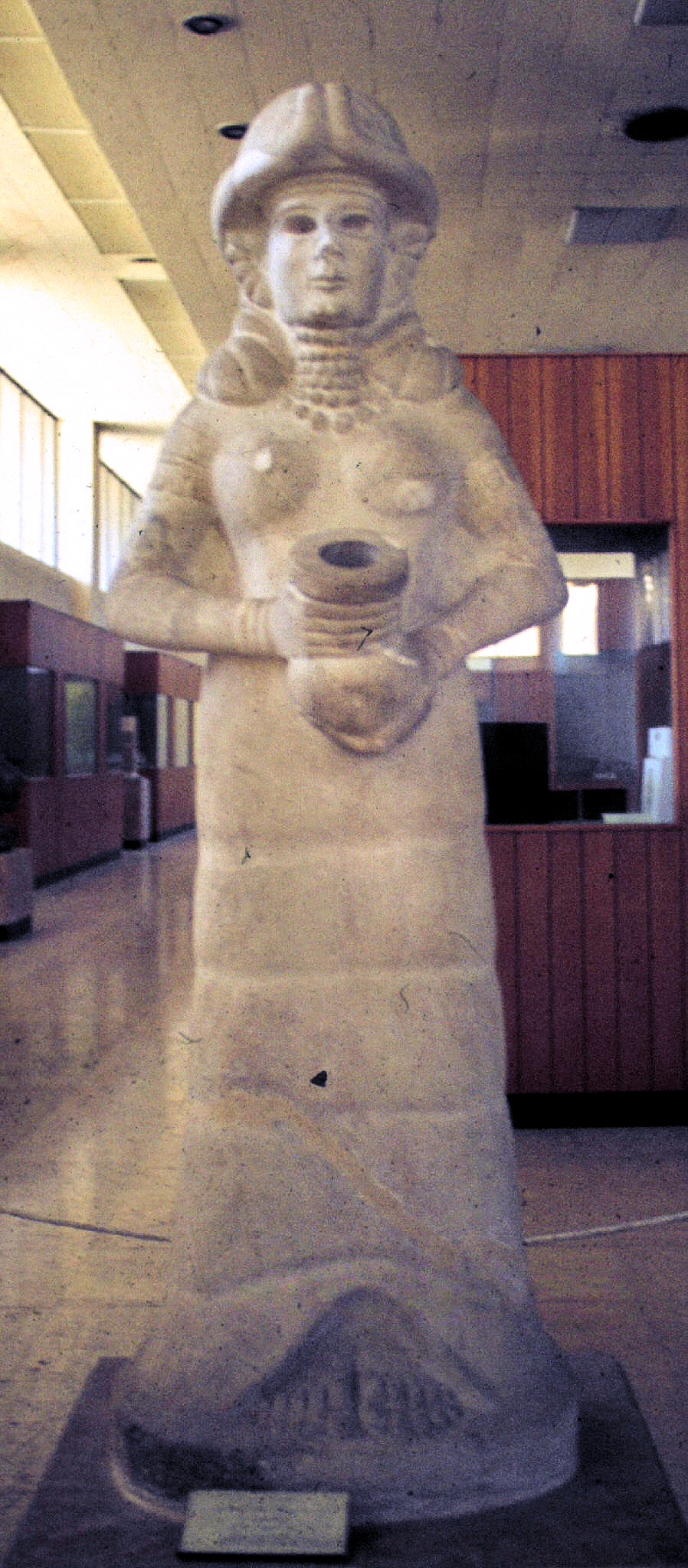
Dea amb un gerro, Mari. Museu Nacional d'Alep
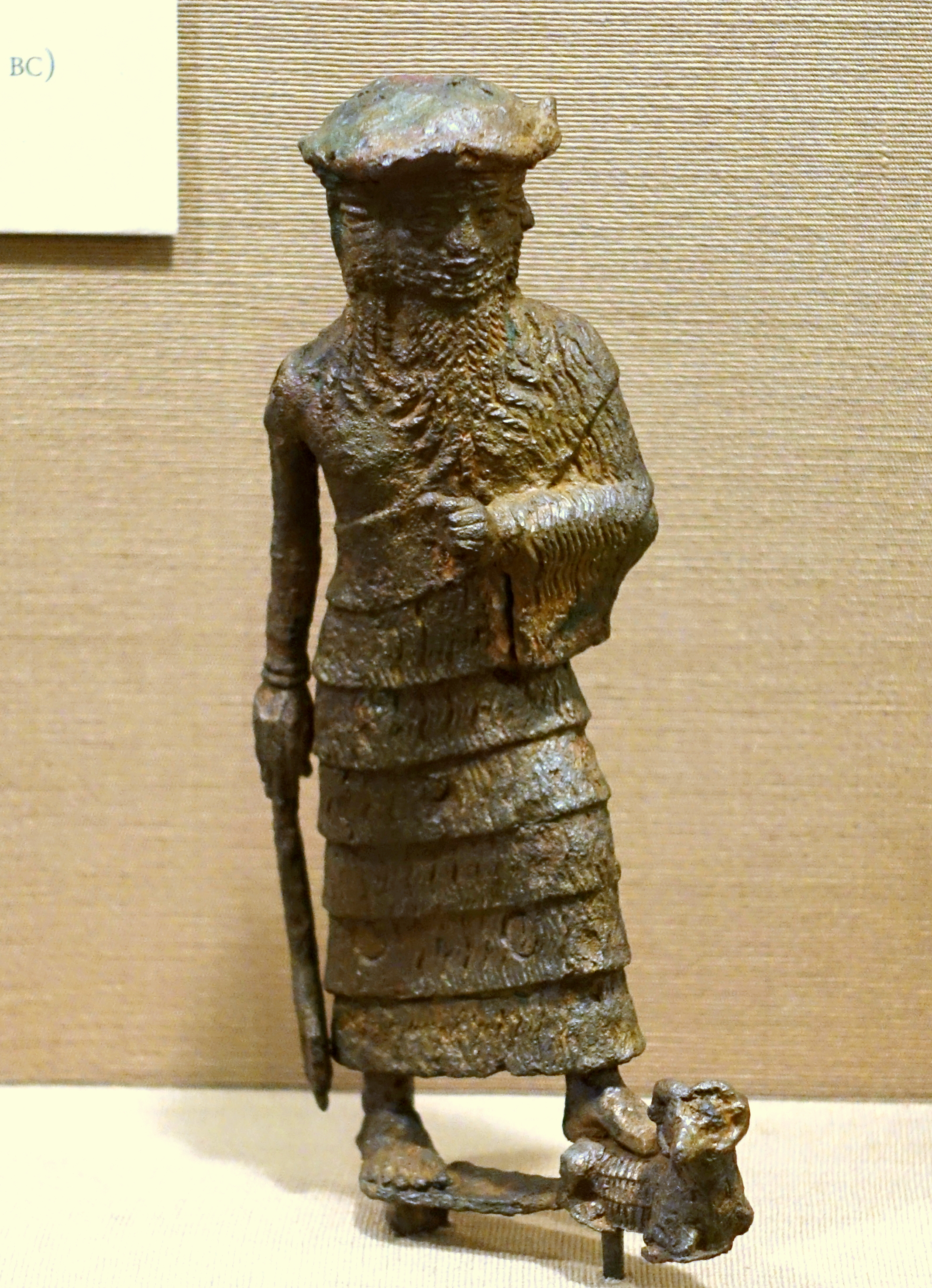
Déu amb quatre cares en bronze. Probablement de Tell Asmar. Museu de l'Institut Oriental de Chicago

Els principals jaciments del nord excavats tenien palaus reials i provincials (Mari, Tell Rimah, Tell Leilan, i Assur en particular). L’imponent palau reial de Mari, construït en continuïtat amb els d’èpoques anteriors, s'organitzà al voltant d’un pati principal i d’un de cerimonial que s'obria a la sala del tron i a la casa del rei, i presentava la peculiaritat d’allotjar un santuari. També s'han descobert complexos religiosos, sobretot els grans temples d'Assur i Tell Rimah, que van ser restaurats i dotats de ziggurats (el primer al nord) en l'època de Xamsi-Addu.

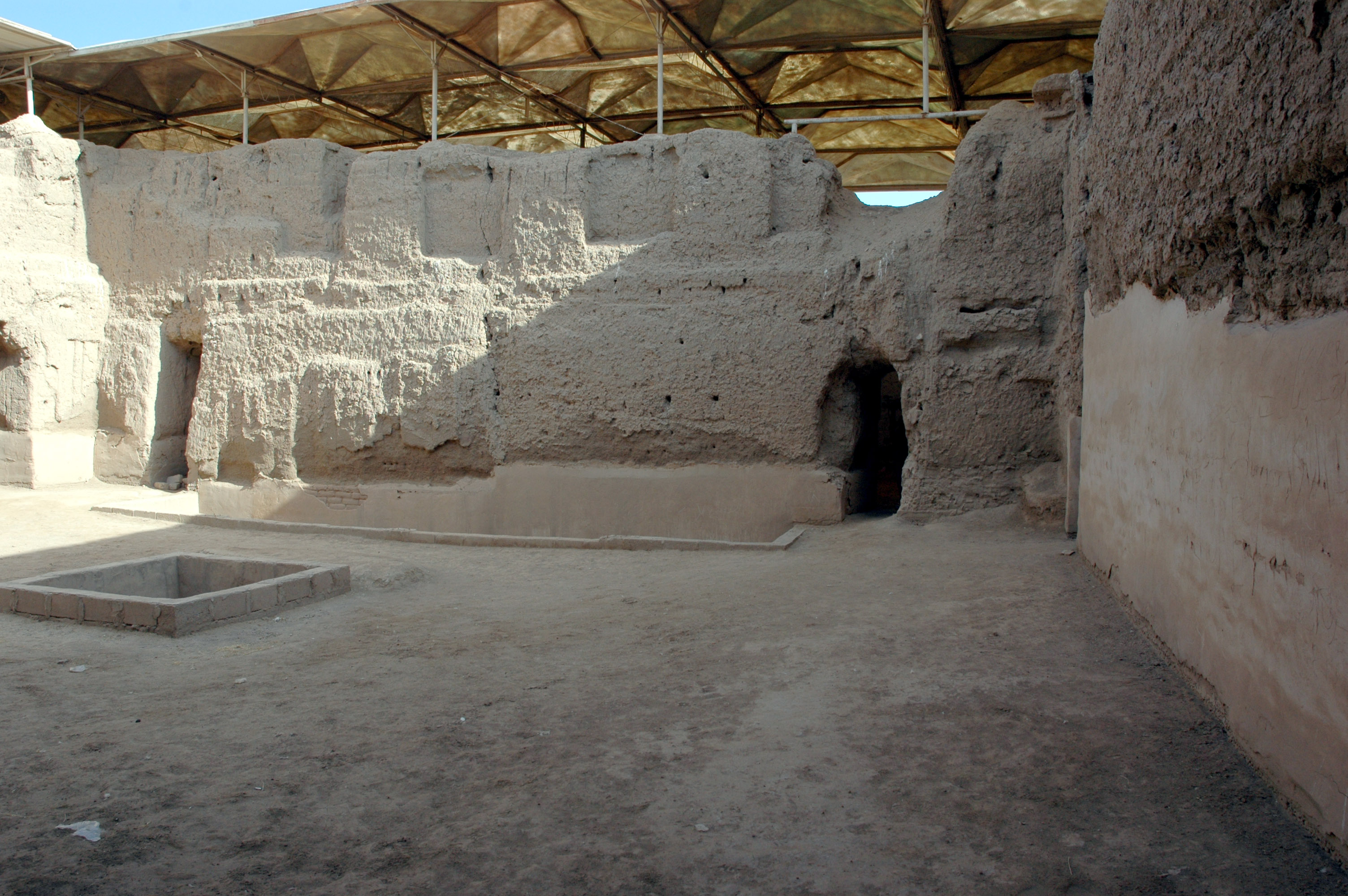
Pati del palau reial de Mari
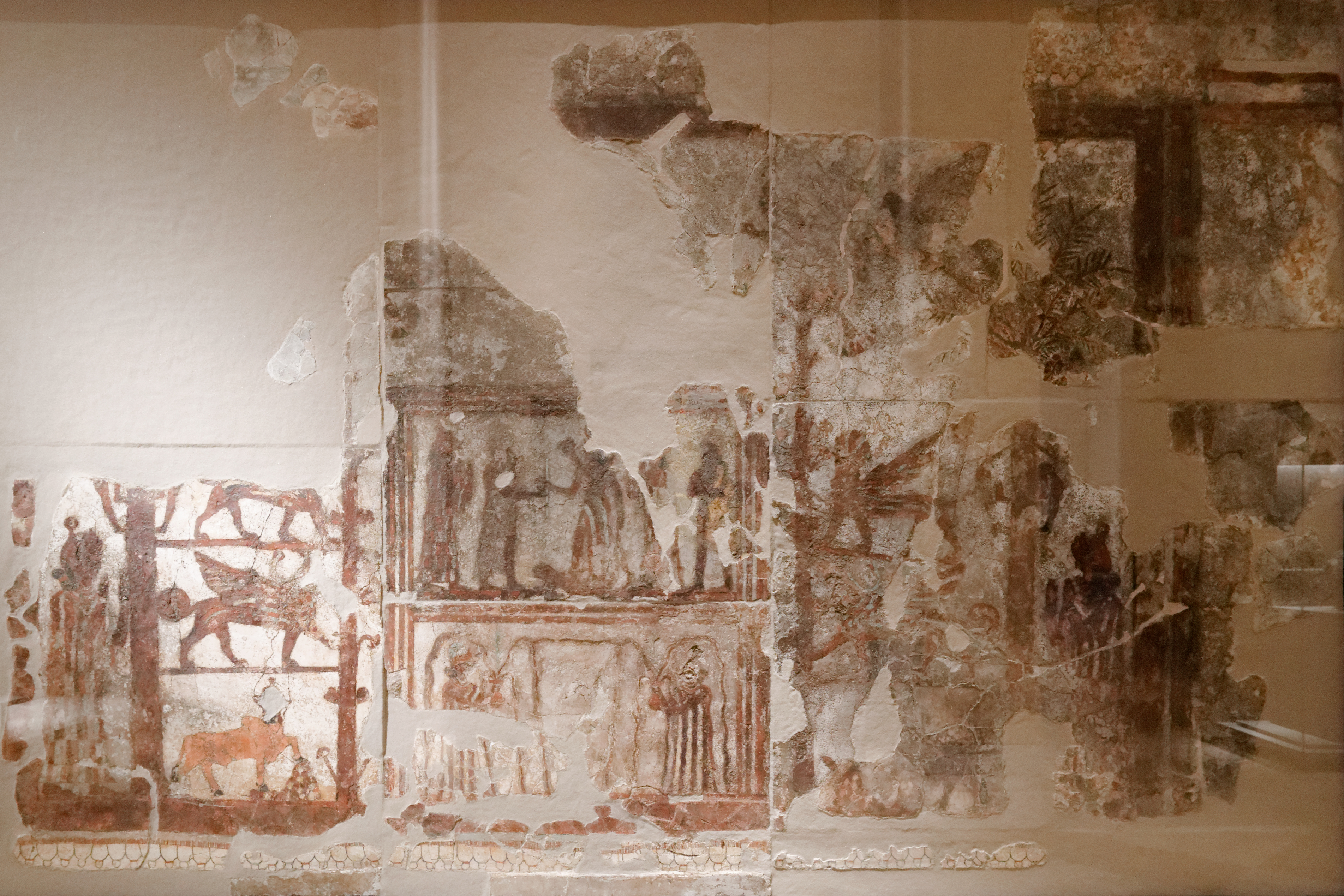
Pintura de la investidura del rei de Mari, provinent del palau reial. Museu del Louvre

La situació política de la Mesopotàmia central i meridional canvià el 1765 aC, quan el sobirà elamita Siwepalar-Huppak decidí atacar Eixnunna, amb el suport (o almenys la complicitat), de Mari i Babilònia. Eixnunna cau, però els elamites decideixen recuperar les possessions dels vençuts, així com les seves pretensions sobre l'Alta Mesopotàmia, i penetrar fins a l'Alt Djezireh. Tot i així, s'enfronten a una coalició dirigida per Mari i Babilònia, que es van dirigir contra ells, els derrotaren el 1764 aC, i es van retirar de Mesopotàmia. Aquesta ofensiva va ser un punt d'inflexió crucial en aquest període: marcà el final del poder d’Eixnunna i obrí el camí cap a les ambicions d'Hammurabi a Babilònia.

### El primer ascens de Babilònia
A principis del segle xviii aC, Babilònia (𒆍𒀭𒊏𒆠), dirigida per una dinastia d'origen amorrita relacionada amb la d'Ekal·latum, és una potència secundària al nord de la Baixa Mesopotàmia que domina algunes ciutats importants (Kix, Sippar, Dilbat) i és capaç de causar problemes als reis de Larsa. La primera part del regnat d'Hammurabi (𒄩𒄠𒈬𒊏𒁉; 1792-1750 aC) no va estar marcada per grans empreses militars, fins al punt d'inflexió de la invasió elamita de 1765-1764 aC. Babilònia i Mari són (després d’haver recolzat la invasió elamita), els dos actors principals de la coalició per aturar aquesta ofensiva, però el primer n'obté més beneficis polítics. Al principi, l’aliança continua i l'exèrcit de Babilònia, amb el suport del de Mari, s'apodera de Larsa el 1763 aC. L’any següent s'apodera d'Eixnunna aprofitant el seu debilitament després dels l’atacs dels elamites. En el seu camí, Hammurabi intenta estendre la seva autoritat cap al Djezireh oriental. És potser això que va iniciar les hostilitats amb el seu aliat Zimri-Lim de Mari, que va ser derrotat el 1760 aC, i la ciutat va ser destruïda. Durant els següents anys sotmet les ciutats del nord situades al llarg del Tigris (Ekal·latum, Assur, Nínive). Per tant, en un període de sis anys, Hammurabi va construir un regne proporcional al dels reis d'Accad i Ur III, però només va sobreviure una dotzena d'anys.

L'expansió del regne babilònic sota el regnat Hammurabi i els seus successors
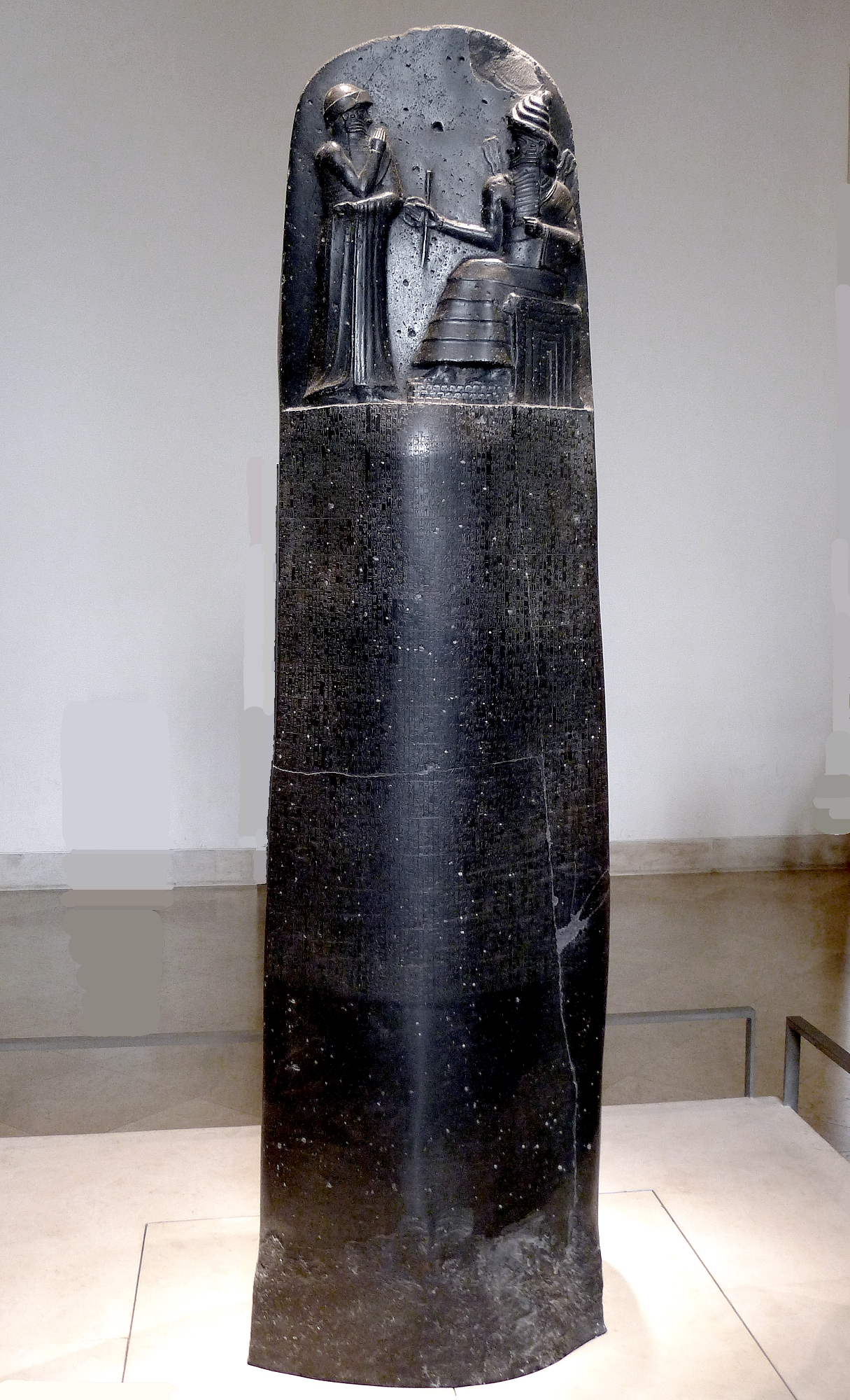
Estela del Codi d'Hammurabi. Museu del Louvre
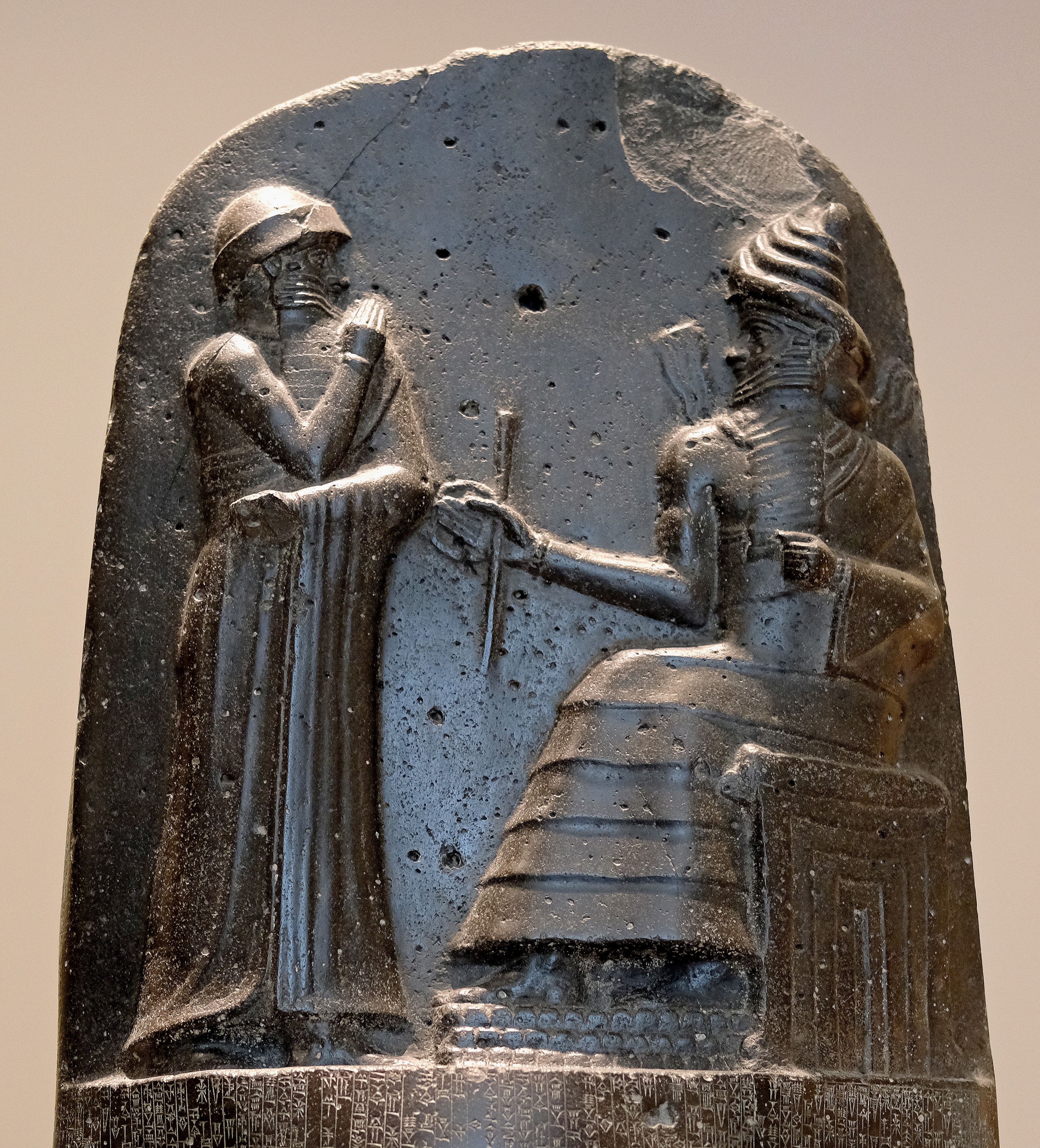
El rei Hammurabi de Babilònia davant del déu Xamaix. Detall de l'estela del Codi d'Hammurabi
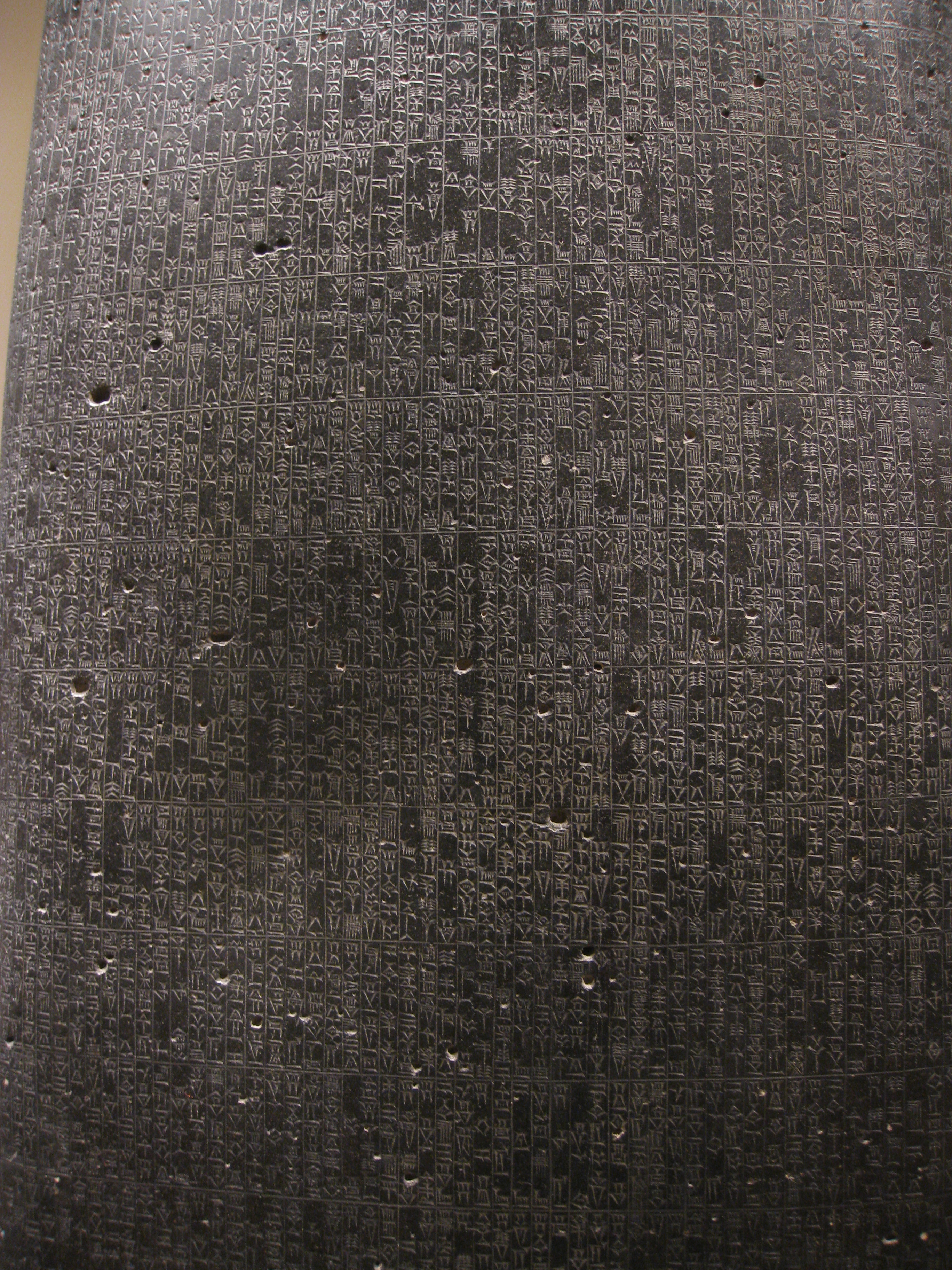
Detall de les lleis inscrites sobre l'estela del Codi de Hammurabi
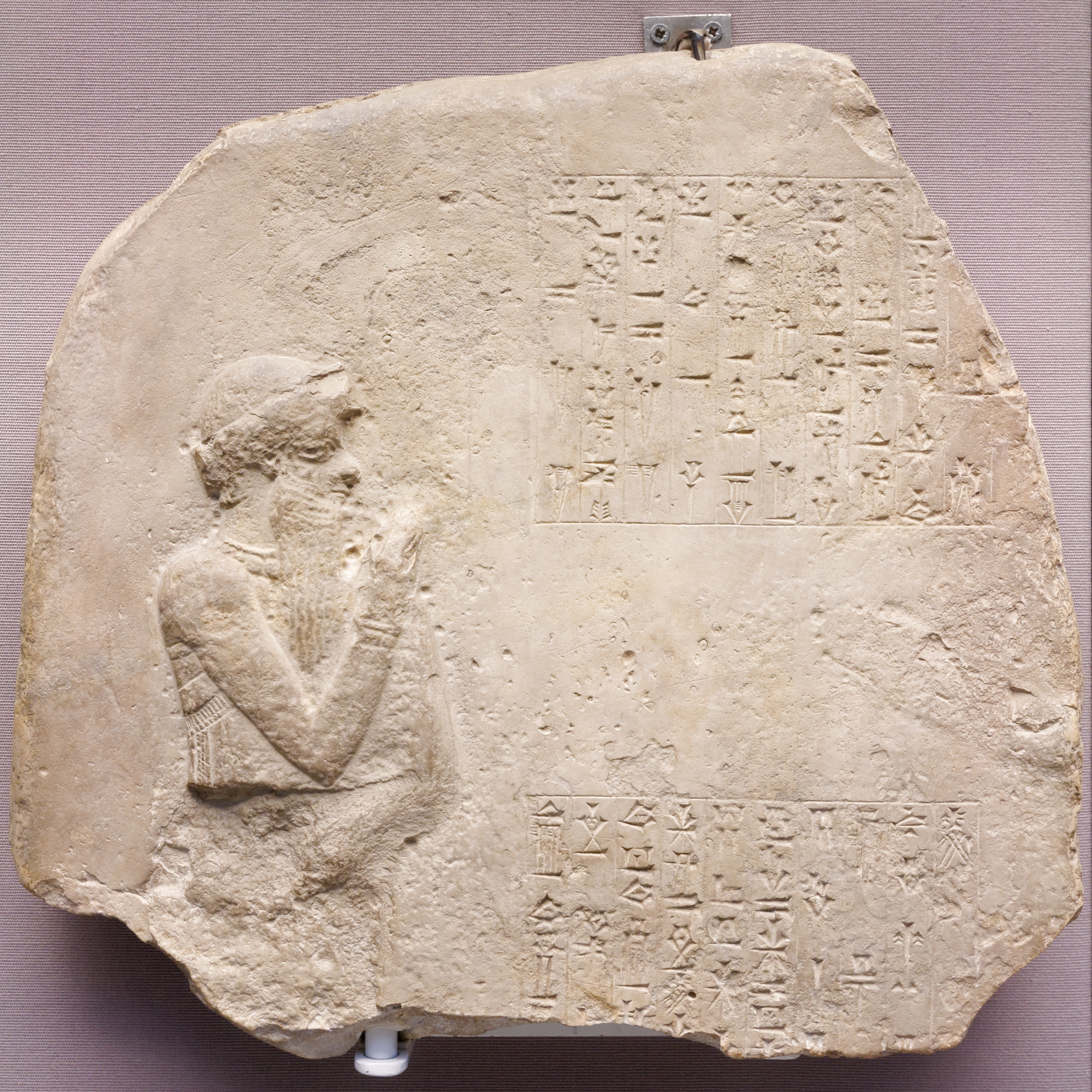
Estela votiva consagrada per la vida del rei Hammurabi, sens dubte el personatge representat. Museu del Louvre

El triomf de Babilònia dona la primacia a un regne de la part nord de la Baixa Mesopotàmia, de tradició «accadiana», que es diferencia en certa manera dels regnes del Sumer, sobretot pel fet que el sobirà no es divinifica. Per a la resta de coses, les institucions babilòniques segueixen les de les altres dinasties amorrites meridionals, en gran part impregnades de les antigues tradicions de Sumer i Accad, com demostren les restauracions dels santuaris realitzats pels reis babilònics. Hammurabi governa amb un consell format pels seus parents i està molt implicat en la reorganització dels territoris conquerits, com ho demostren les seves cartes trobades a Larsa. El regnat d'Hammurabi és conegut principalment pel seu codi de lleis (el codi d'Hammurabi), cosa que el converteix en una llarga inscripció a la seva glòria que commemora el seu paper de «rei de la justícia», que promulga un conjunt de preceptes a seguir quan es tracta de casos concrets, funcionant també com un tractat legal per a institucions judicials. El jaciment arqueològic més conegut datat del regnat d'Hammurabi i els seus successors és la petita ciutat d'Harradum (Khirbet ed-Diniye), una nova ciutat (fundada poc abans del domini babiloni) establerta a l'Eufrates (aigües avall de Mari), amb un planejament urbanístic ortonormal. D'altra banda, no se sap res de la ciutat de Babilònia en aquest moment; els nivells contemporanis d'Hammurabi se situen sota el nivell freàtic de l'Eufrates.

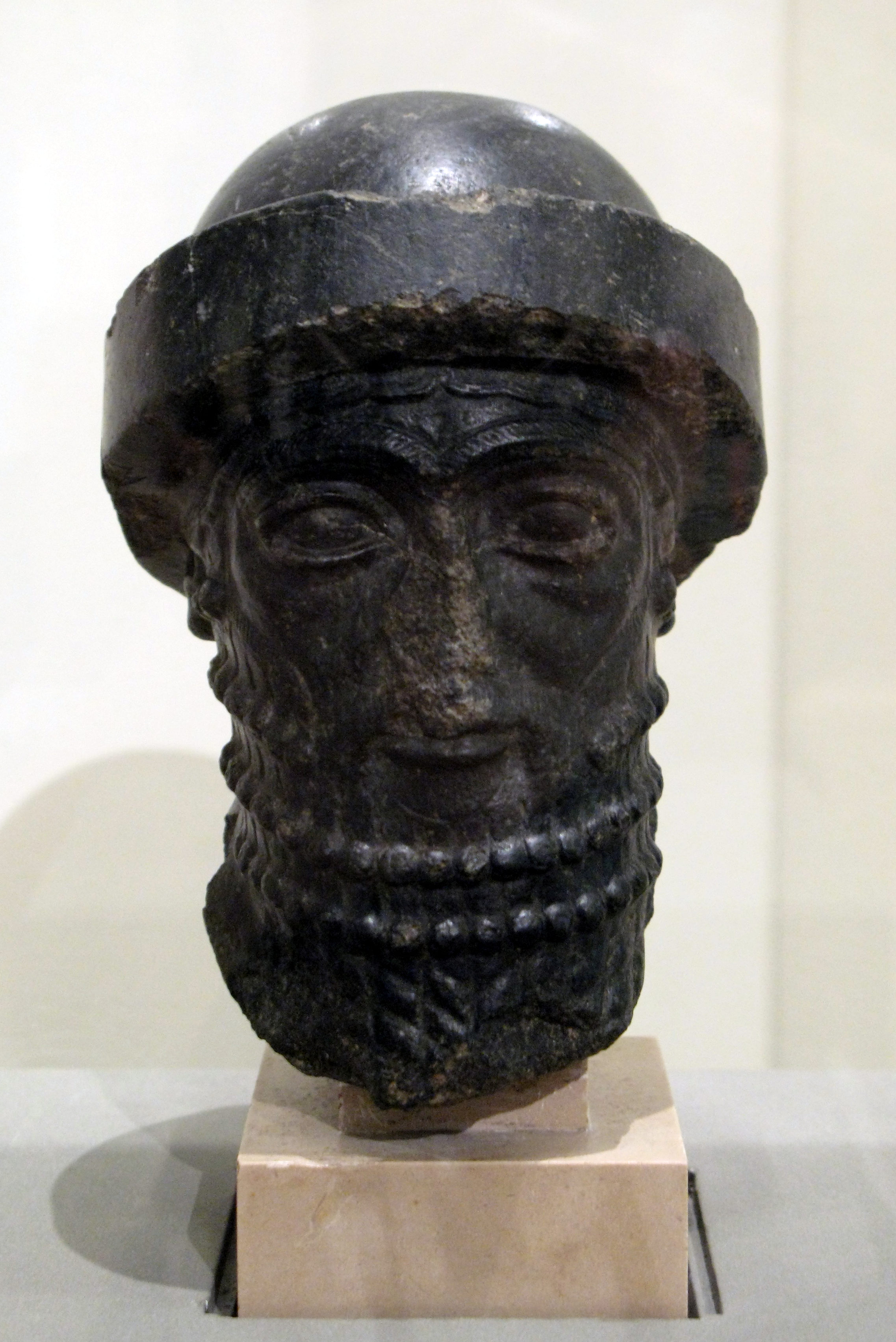
Cap tallat d’un rei desconegut Hammurabi?). Museu del Louvre
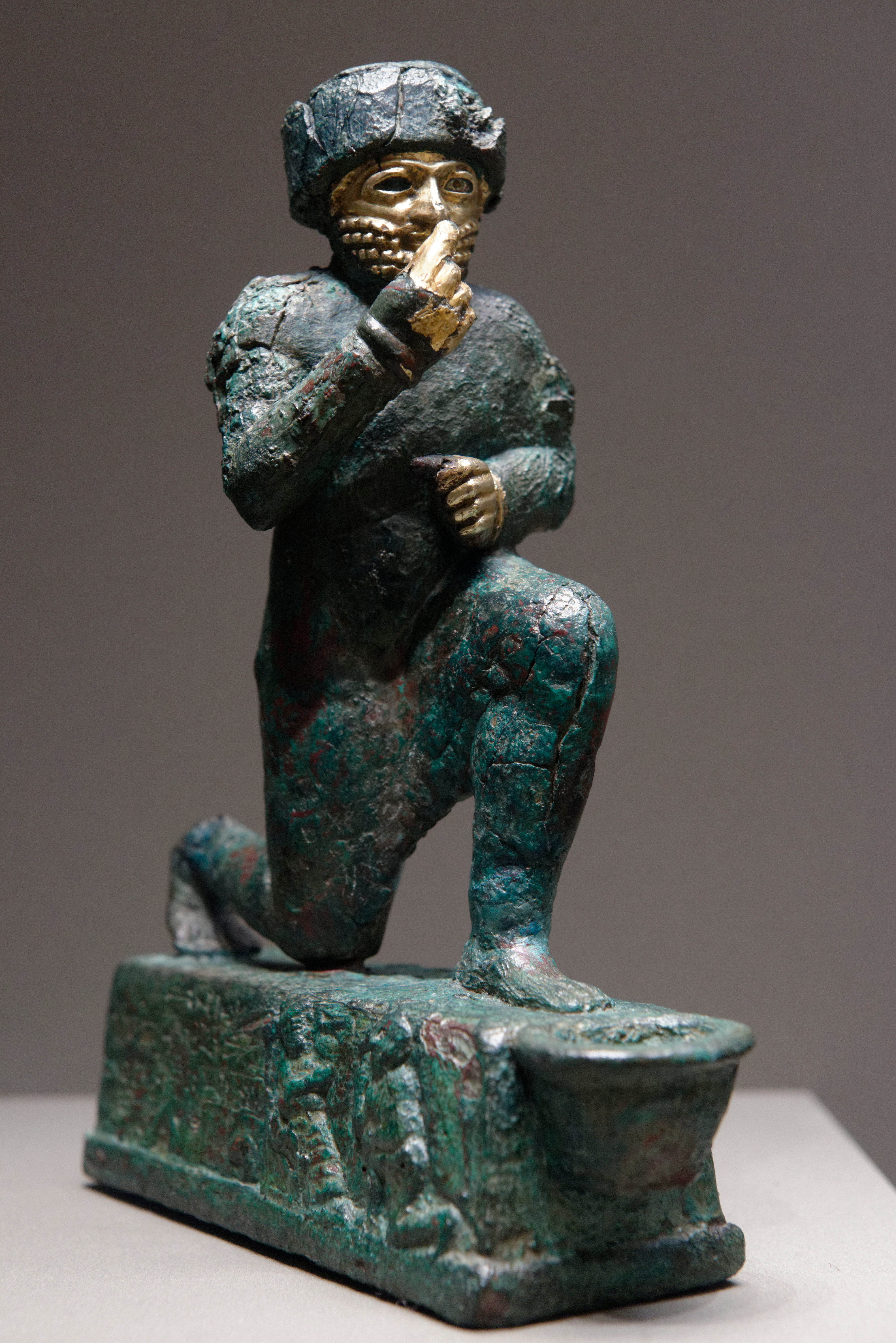
El «venerador de Larsa», petita estàtua de coure d'un home en posició de pregària oferida al déu Amurru, regnat d'Hammurabi. Museu del Louvre
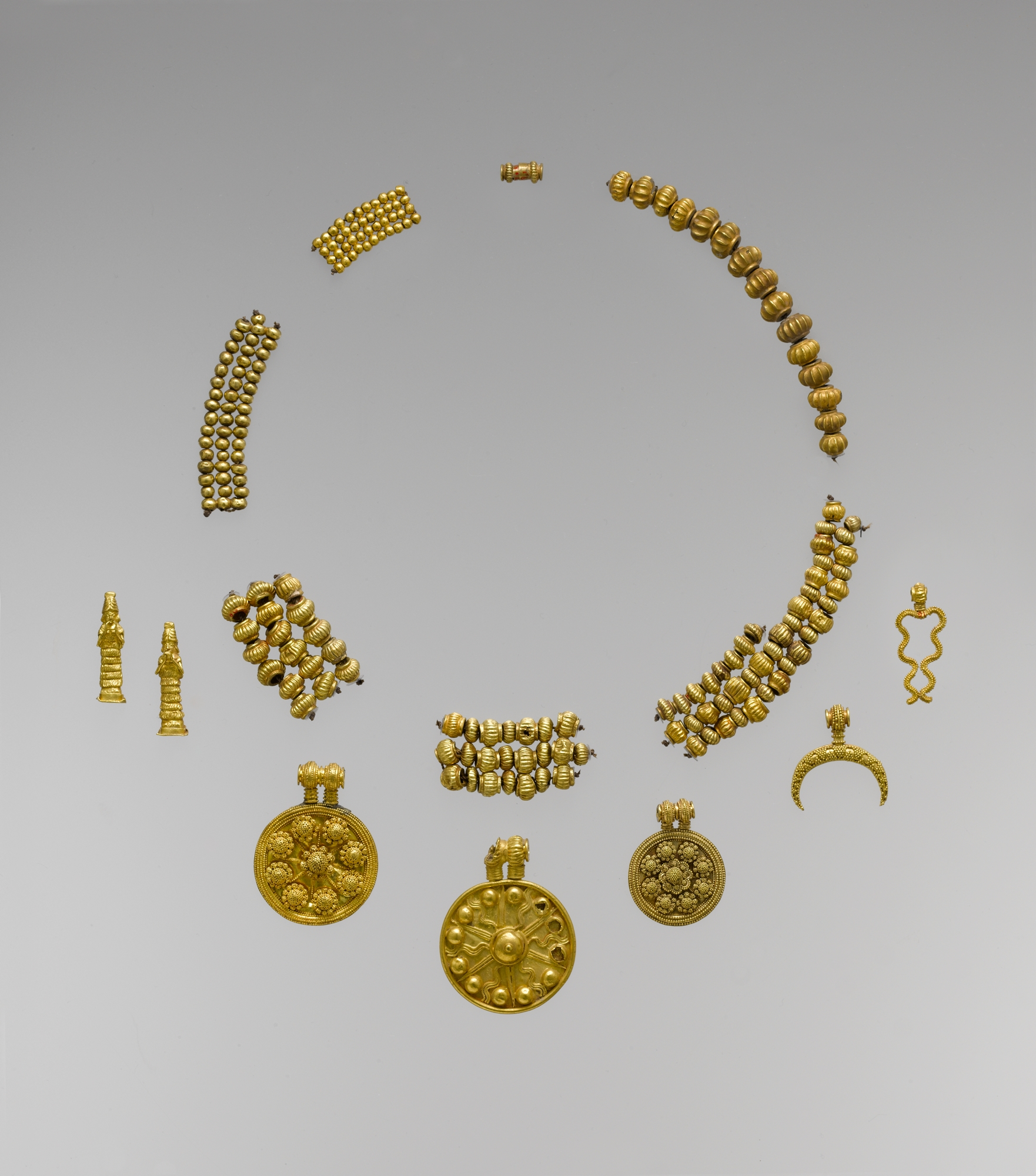
Collaret i penjolls d'or que simbolitzen deïtats, trobats en el «tresor de Dilbat», final del període paleobabilònic. Museu d'Art Metropolità
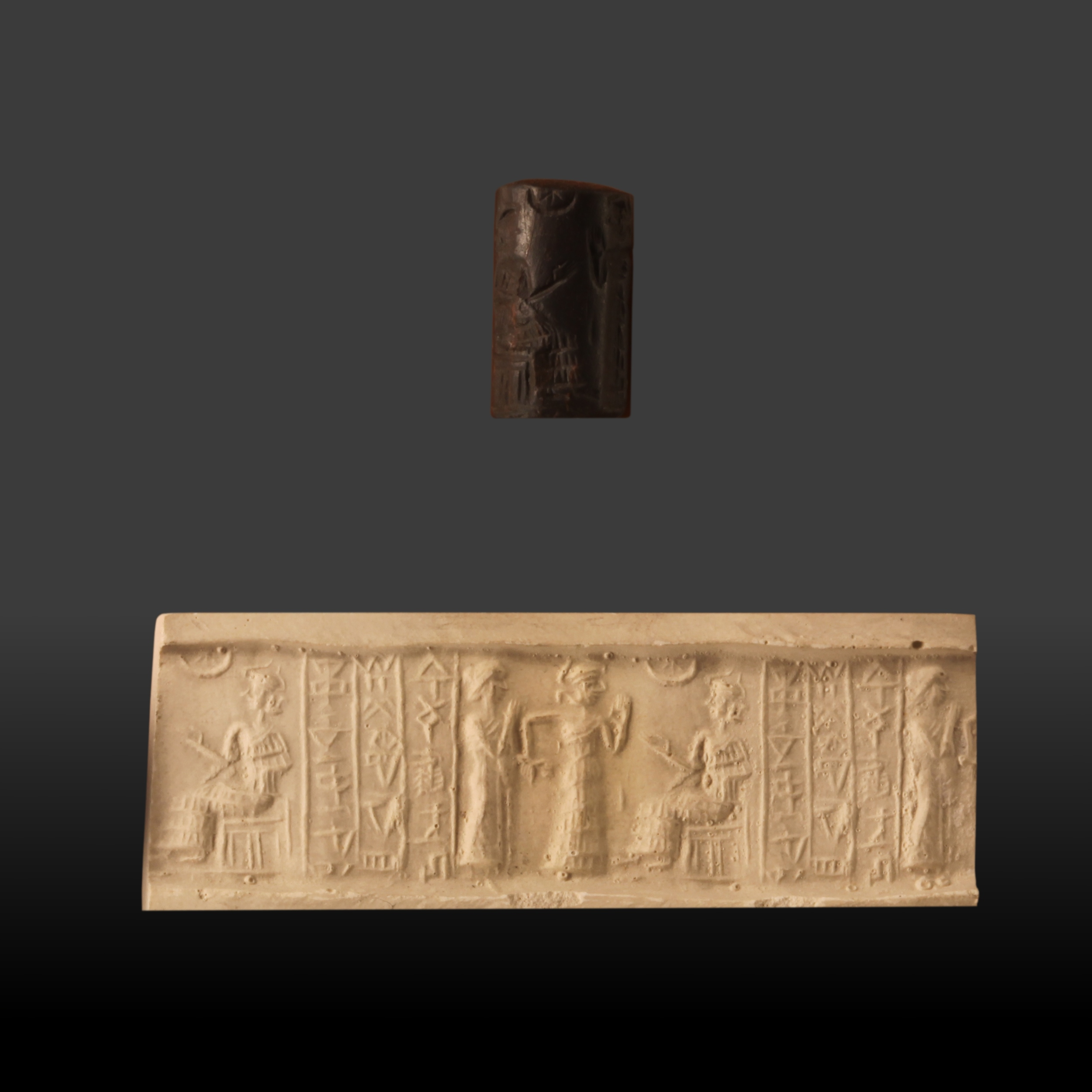
Segell cilíndric d'hematita amb impressió d'una escena de presentació d’un individu a una deïtat. Museu de Belles Arts de Lió
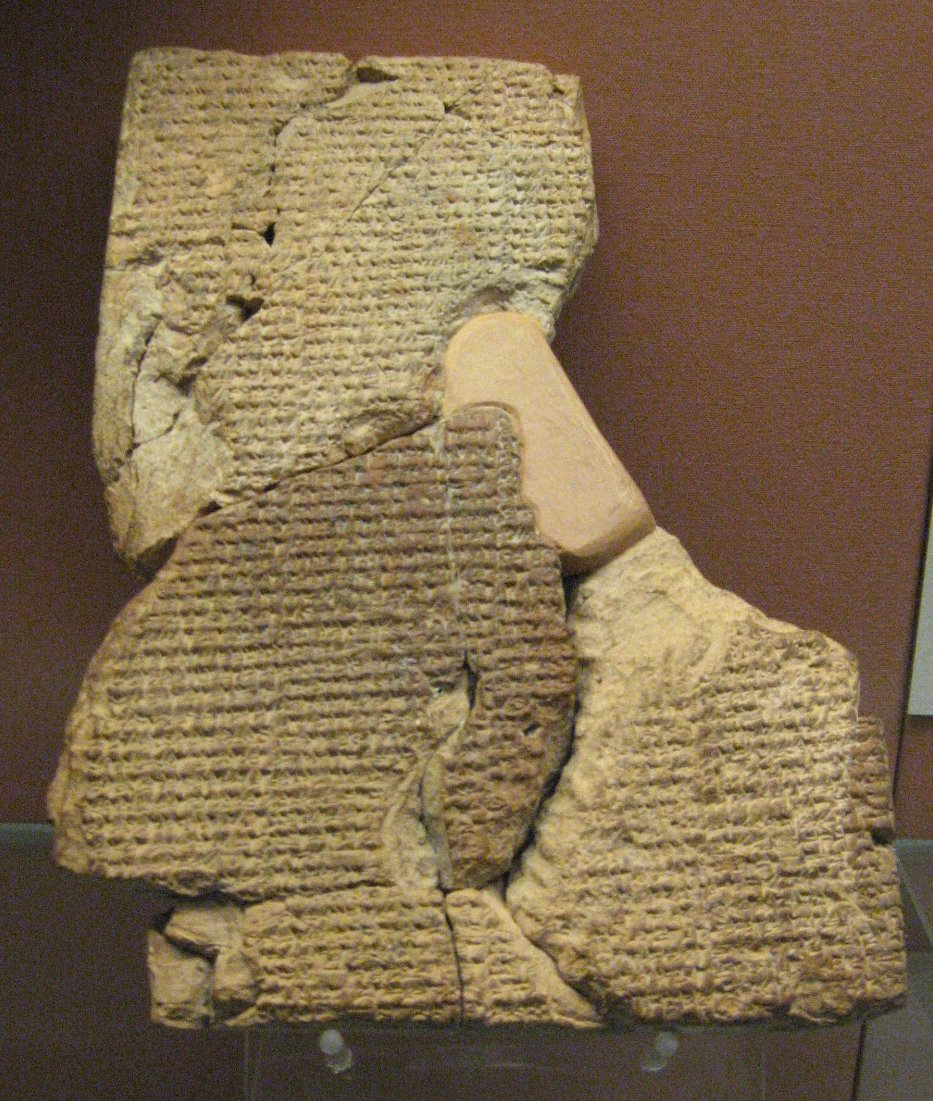
Primera tauleta del text mitològic Atrahasis, còpia de Sippar, segle xvii aC. Museu Britànic

Des d’un punt de vista religiós, el període de dominació babilònica veu el protagonisme de les divinitats de les grans ciutats de la zona de Babilònia: Marduk (𒀭𒀫𒌓) de Babilònia, Nergal (𒀭𒄊𒀕𒃲) de Kutha, Nabu (𒀭𒀝) de Borsippa, Xamaix (𒀭𒌓) de Sippar, fins i tot si Enlil (𒀭𒂗𒆤) conserva el seu protagonisme en el codi d'Hammurabi. En el camp de la literatura, l'ús de l'accadi s'està estenent en detriment del sumeri. És durant el període de la primera dinastia babilònica que es daten la primera versió de l’Epopeia de Guilgameix i l'Atrahasis, dos textos mitologicoèpics l’abast dels quals supera el de les obres en sumeri. L'art és una continuació del període anterior; no obstant això, les estàtues i esteles babilòniques representen repetidament la figura reial, poc testificada al començament de l'era amorrita.

### Crisis i fragmentacions: la caiguda de Babilònia

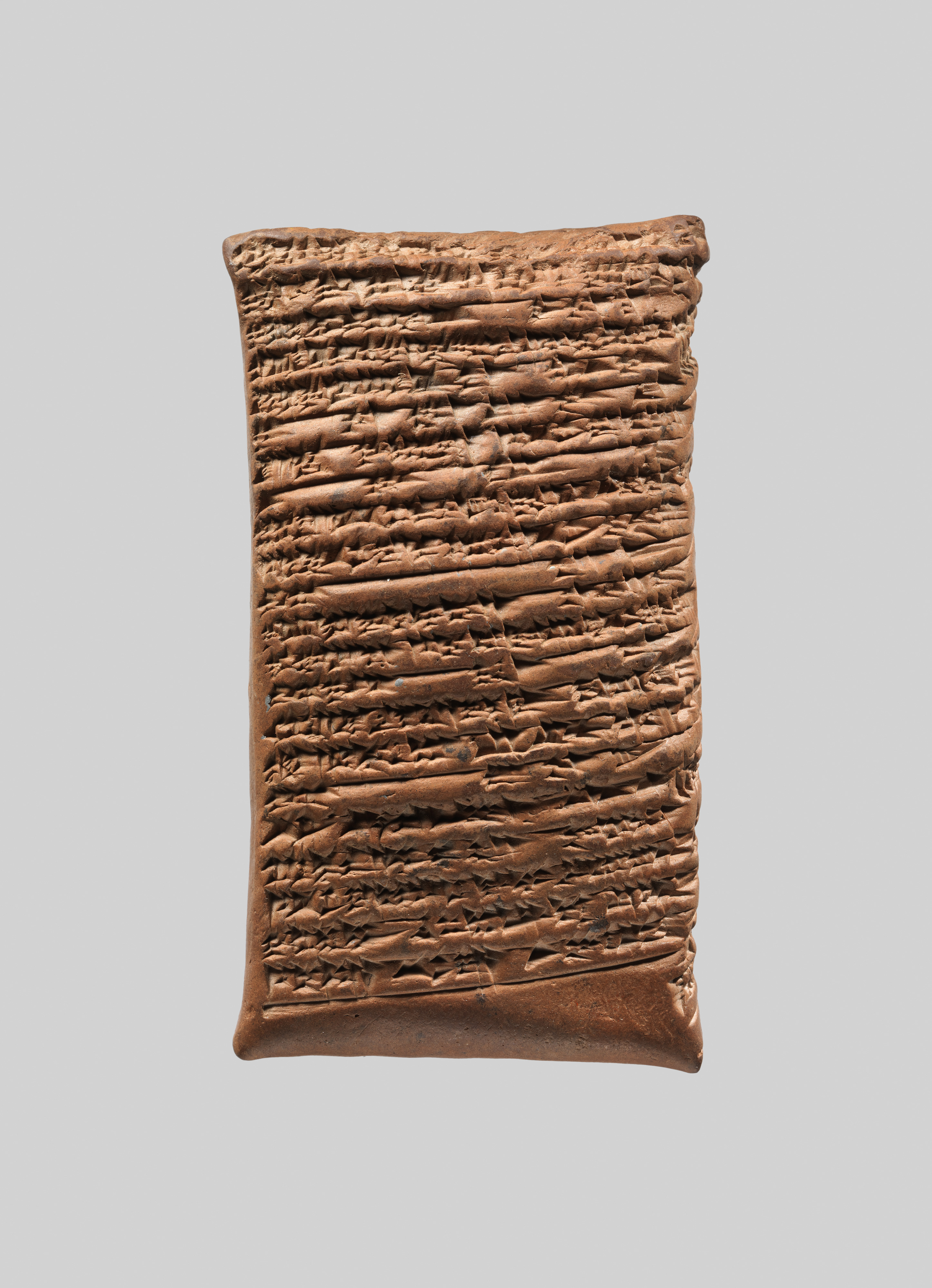
Carta datada del regnat d'Ammisaduqa (c. 1632 aC), que informa de problemes a la zona de Sippar

Després de la mort d'Hammurabi, el seu fill Samsuiluna (1750-1712 aC) hereta una construcció política depenent en gran manera de la feina del seu pare, que no triga a esmicolar-se a causa de la persistència del desig d'independència dels regnes acabats de sotmetre. Des del vuitè any de regnat, s'enfronta a una important revolta de les ciutats del sud del regne (sobretot de la zona de Sumèria, com Larsa i Uruk), difícils de sotmetre. Aquesta regió comença a enfonsar-se en una profunda crisi i les seves grans ciutats són abandonades gradualment, tal com indica l'arqueologia (Uruk, Ur, Larsa, Nippur, etc.) i textos posteriors que demostren que la gent d'aquestes se'n refugiaven a les ciutats del nord. Probablement aquesta crisi té aspectes econòmics, però potser també ecològics. Sigui com sigui, el poder babilònic sotmet les regions del sud al nou regne, el de la primera dinastia del País de la Mar (o dinastia d'Uruk), els sobirans de la qual s'enfronten repetidament als successors de Samsu-iluna.
Si els babilonis assoleixen mantenir un peu a la vall de Diyala malgrat una revolta, perden el nord de Mesopotàmia a partir del regnat de Samsuiluna, malgrat una campanya el 1728 aC, que notablement va veure la destrucció de Shekhna (Tell Leilan), on es descobrí un arxiu que indica que abans havia passat a l'esfera del rei de Yamkhad, la capital del qual era Alep, un dels regnes amorrites més poderosos. L'Alta Mesopotàmia es manté en qualsevol cas dividida entre diverses entitats polítiques, poc conegudes, sovint rivals, tal com indiquen els textos de Tell Leilan, i també es troba amb problemes interns (com Assur, que després va sofrir alguns canvis dinàstics).
Sota els regnats d'Abieshu (1711-1684 aC) i Ammiditana (1683-1647 aC), l’autoritat dels reis de Babilònia es reduí fins al voltant d’un nucli situat al nord de Babilònia, i també a la part sud de l’Eufrates Mitjà, fins a Terqa. Tot i això, aquestes regions mantenen la seva prosperitat i els seus centres religiosos i intel·lectuals dinàmics al segle xvii aC, com ho demostren els arxius de Sippar Amnanum. A més de la rivalitat amb el País de la Mar que continua, i sens dubte motiva la construcció en aquest moment de la fortalesa militar anomenada Dur-Abieshu (Fort d'Abieshu) al centre de Babilònia (a on s'envien arxius), els reis de Babilònia s'enfronten al nord contra entitats polítiques formades per senyors de la guerra cassites (sobretot Samharu i Bimatu), un poble de la zona del Zagros, alguns dels membres del qual lluiten en l'exèrcit babiloni. L’Eufrates Mitjà i el nord de Babilònia es perden sota els regnats d'Ammisaduqa (1646-1626 aC) i Samsuditana (1625-1595 aC).
Aquesta mateixa època patí alguns trastorns en la geopolítica del nord de Mesopotàmia, en particular l'expansió cap a aquesta zona i el nord de Síria dels hitites, procedents de l'Anatòlia central. El seu rei Hattusilis I (c. 1625-1600 aC o 1650-1620 aC) conduí les seves tropes a les regions de l’Eufrates superior i del Tigris superior, on s'enfrontà a diverses ciutats governades per hurrites. Però ell i el seu fill Mursilis I (1600-1585 aC o 1620-1590aC) van concentrar el seu esforç contra el Regne de Yamkhad, que finalment fou destruït per aquest últim. En el procés, i per motius no identificats, llançà una ofensiva en direcció a Babilònia que va ser presa i saquejada, i es van emportar l'estàtua del seu déu Marduk. El regnat de l'últim sobirà de la primera dinastia de Babilònia, Samsuditana, acabà en aquest moment o poc després.

## L’afirmació de les potències regionals

Ubicació de les principals ciutats i jaciments excavats de la Mesopotàmia de l'edat del bronze final

El període de l'edat del bronze final al Pròxim Orient cobreix aproximadament la segona meitat del mil·lenni ii aC. Es concreta en el període de l’«època obscura» que segueix a la caiguda de la primera dinastia de Babilònia, que va veure la constitució de dues grans potències regionals al nord i al sud, establertes per poblacions fins ara poc importants políticament: la mitanni (formada per una dinastia hurrita del Djezireh central) i la dinastia cassita de Babilònia (formada per una línia d'origen cassita del nord de Babilònia). Aquesta última s'establí definitivament al sud, mentre que la mitanni fou suplantada al segle xiv aC per Assíria, una antiga entitat política que es converteix per primera vegada en una important potència.
Els monarques d’aquests tres regnes arriben cadascú a l'estatus de «gran rei», que es consagra en les relacions diplomàtiques de l’època (documentades per les Cartes d’Amarna, desenterrades a Al-Amārna (Egipte), l’antic Akhetaton, capital del faraó Amenhotep IV-Akhenaton), la posició dels monarques més grans que lideren grans exèrcits, dominen vasts territoris i nombrosos vassalls sense ser ells mateixos sotmesos per un altre. Els altres grans reis són els d'Egipte i els dels hitites, en menor mesura els dels Alaixiya (Xipre); els reis elamites tenien un poder comparable però aparentment no formaven part d’aquest concert internacional. A Mesopotàmia, els regnes secundaris (vassalls dels més poderosos) són eliminats gradualment fins al punt que només queda al final del període Assíria i Babilònia, un procés de concentració política que consagra la divisió nord-sud de Mesopotàmia, que no té un equivalent a Llevant i Anatòlia que es mantenen fragmentats políticament, i també un procés de territorialització d’entitats polítiques, menys lligat a una ciutat d’origen i més a un territori, respectivament Assíria (el «País de déu Assur») i Babilònia (anomenada «Karduniaix» pels cassites).
Aquest període acaba amb una altra època obscura, la de la «caiguda» dels grans regnes de l'Orient Mitjà des del començament del segle xii aC, tot i que aquest fenomen es refereix sobretot a les regions de l'est (Llevant, Hatti, Egipte) i que la crisi de Mesopotàmia es produeix especialment a partir del segle xi aC.

### Un temps de reconstrucció política
El període directament després de la caiguda de la primera dinastia babilònica es presenta generalment com una «edat obscura», molt poc documentada arqueològicament i epigràfica, i difícil d'interpretar perquè s'hi concentra una bona part del debat sobre la cronologia absoluta de l'antiga Mesopotàmia. Segons la cronologia mitjana, transcorre aproximadament un segle entre la caiguda de Babilònia (que tindria lloc el 1595 aC) i l'expansió de Mitanni al nord (moment de la seva primera aparició en un text egipci) i dels cassites al sud (conquesta del País de la Mar a les primeres dècades del segle xv aC. Per a la cronologia molt per sota, que situa la caiguda de Babilònia el 1499 aC, els esdeveniments són molt propers en el temps o gairebé simultanis. És, en tot cas, un període de reconstitució de poders centralitzats al nord i al sud des de diferents entitats que s'expandiren als darrers temps de la primera dinastia de Babilònia, amb el triomf progressiu dels hurrites de Mitanni i dels cassites de Babilònia.
La documentació escrita d’aquest període no és inexistent, però s'entén que no es pot situar amb confiança en el temps i que s'hauria de substituir en algun lloc durant el segle xv aC de la cronologia mitjana. Els textos dels reis hitites que succeeixen a Mursilis I, que no es va poder mantenir a Síria, indiquen que els hurrites són cada cop més actius a Síria, que semblen referir-se a l'aparició del Mitanni; les tauletes Terqa indiquen que un regne anomenat Hana existeix a la regió de l'Eufrates Mitjà després de la fi del poder babiloni i fins a l'expansió de Mitanni; algunes inscripcions reials documenten l’activitat dels reis aparentment independents d'Assur que regnaven en aquella mateixa època; tauletes (administratives, però també literàries) d’origen desconegut i altres tauletes administratives trobades dins d'una mena de palau al petit jaciment de Tell Khaiber (a prop d'Ur) indiquen que els reis del País de la Mar van establir una administració a la seva regió, sense que hi hagués rastres de la seva presència a les grans ciutats de l'antiga regió de Sumer, manifestament despoblades.

### Els hurrites i el Regne de Mitanni
La formació i la conquesta de l'Alta Mesopotàmia pel Regne de Mitanni (sovint també anomenat Hanigalbat en textos antics) no està documentada, i les fonts de què disposem per a principis del segle xv aC (regnat de Barattarna) indiquen que ja és una potència hegemònica al nord de Síria i a Djezireh. Aquest regne està regit per hurrites i domina regions on aquest grup ètnic constitueix una part important de la població. Aquestes persones van arribar a l'Alta Mesopotàmia des del nord (potser des del sud del Caucas), i hi ha testimonis de la seva presència a la zona des de la segona meitat del mil·lenni III aC, constituint diverses entitats polítiques d’abast limitat abans que els reis hurrites fossin l’origen d’una centralització política en els darrers temps dels regnes amorrites.
No és clar si el Regne mitanni va aparèixer a l’època de les primeres ofensives hitites a Síria a finals del segle xvii aC (els hitites es van trobar amb un «rei de les tropes hurrites» darrere del qual alguns volen veure el «rei de Mitanni»), o bé si aquest regne sorgeix després d'aquestes guerres, aprofitant el buit polític deixat per la caiguda d'Alep i Babilònia.
El Regne de Mitanni és poc conegut, ja que està documentat principalment per fonts externes. És un regne dominat per una elit hurrita, però la dinastia dels governants de Mitanni tenen un nom indoari, cosa que indicaria que aquesta dinastia està vinculada a aquest grup de població, molt poc testificat a l'Orient Pròxim. Sabem que el seu centre se situava al triangle de Khabur (la zona anomenada Hanigalbat), on es trobava la capital, Washukanni, però aquesta no s'ha identificat amb certesa (potser correspon al Tell Fekheriye), i en general aquest període segueix sent poc conegut arqueològicament en aquesta zona, a part d'uns quants monuments (un vast palau a Tell al-Hamidiya, probablement l’antic Taidu, un palau i un temple a Tell Brak, un palau a Tell Mozan). Pel que mostren les fonts dels llocs dominats pels Mitanni fora d'aquesta regió (especialment Alalakh i Qatna a Síria, i Nuzi al nord-est de l'Iraq), es tractava d'un conjunt de províncies administrades directament per la cort de Mitanni, i de regnes i ciutats vassalls (en especial Alalakh, Ugarit, Qatna, Nuhase, Cadeix, Carquemix, Kizzuwatna, Ashtata a l'oest, Terqa, Assur (actualment discutit) i Arrapha al sud i a l'est.

La màxima expansió del regne de Mittani, segle xv aC
La situació política a l'Orient Pròxim a l'inici del període cobert per les Cartes d'Amarna, c. 1390-1350 aC.

Els reis de Mitanni estaven involucrats en diversos conflictes a Síria contra Egipte durant el segle xv aC, sobretot contra Tuthmosis III, i després contra els hitites, que van obtenir importants victòries a finals del segle xv aC. El rei Artatama I conclou una aliança amb Tuthmosis IV (que es casa amb la seva filla), segellant així relacions amistoses entre els dos regnes que van continuar després, com indica la correspondència entre els dos trobada entre les cartes d’Amarna datades a mitjan segle xiv aC, que documenten especialment el matrimoni del faraó Amenhotep III amb la princesa mitanni Tadukhipa, filla del rei Tushratta.

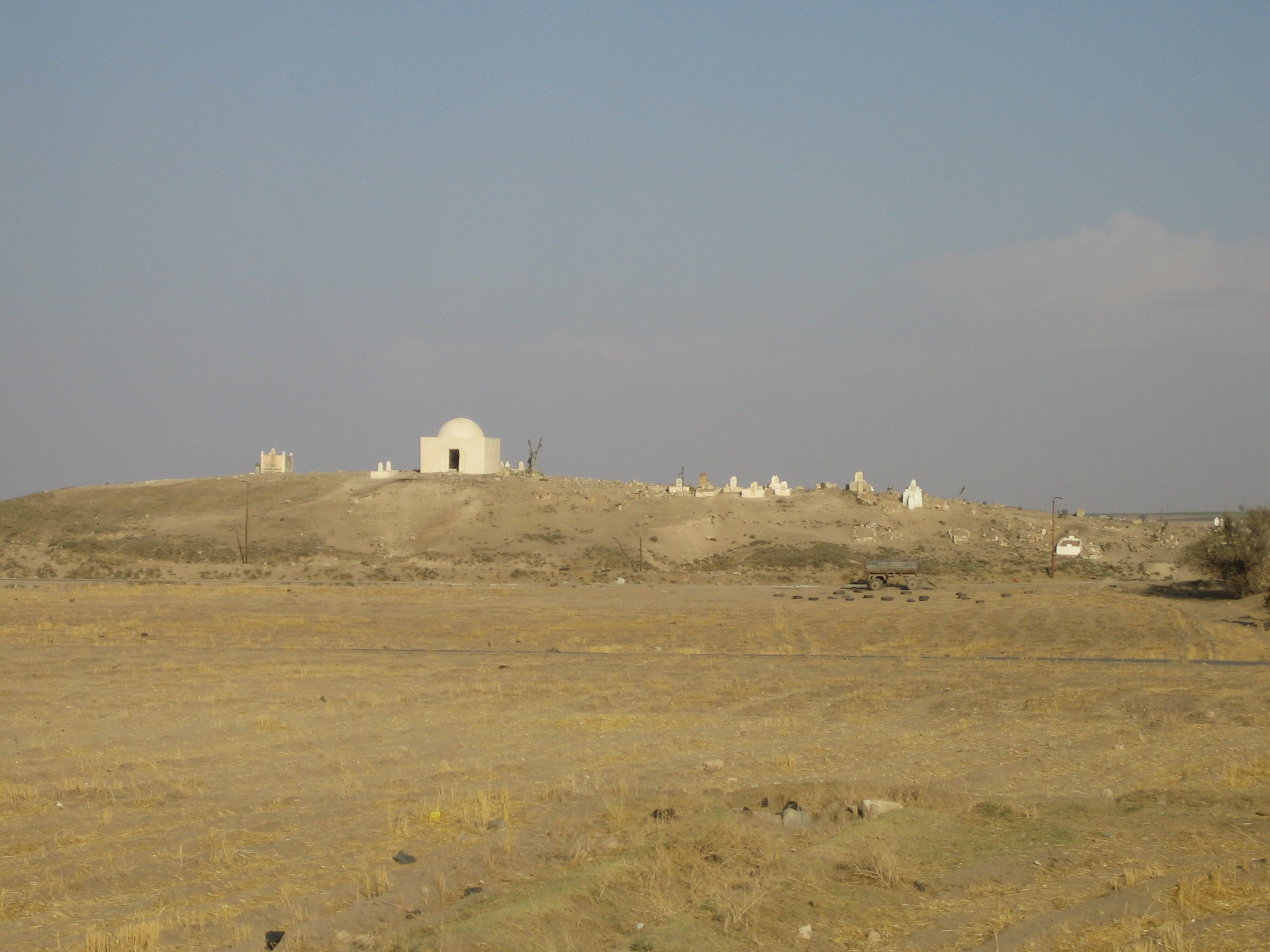
Tell Fekheriye (تل الفخيرية), on probablement es trobava Washukanni, la capital del Regne de Mitanni
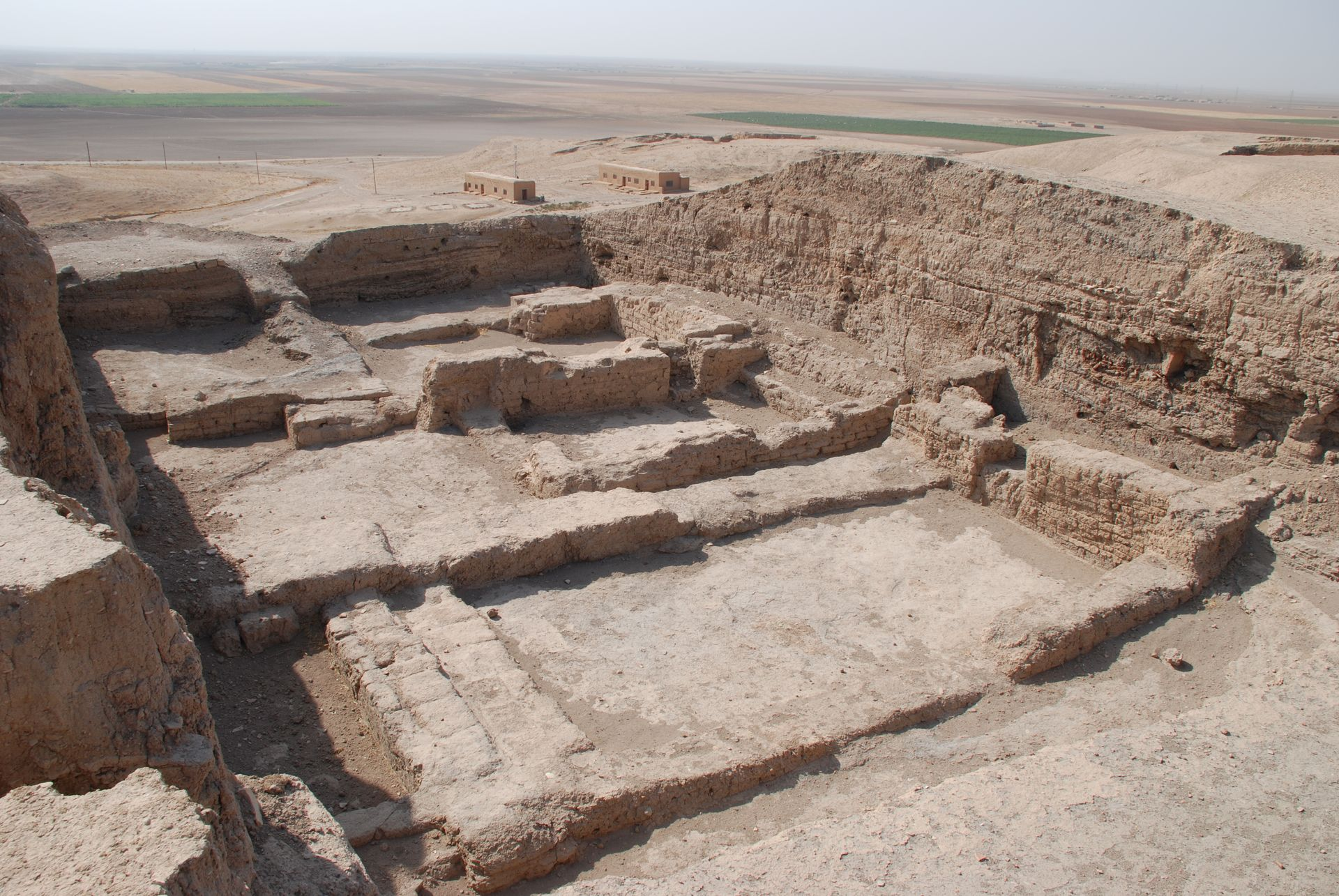
Ruïnes del palau de l'època del Regne de Mitanni, Tell Brak

Tanmateix, el poder de Mitanni comença a caure a causa de disturbis a la cort i per una sèrie d’ofensives victorioses dels hitites del rei Subiluliuma I, que prenen la capital hurrita, Washukanni. A la segona meitat del segle xiv aC apareixen disputes d’herència que divideixen el Regne de Mitanni entre dues branques rivals; una passa sota el control dels hitites i l’altra sota el d'Assíria (antic vassall de Mitanni), que finalment se'n fa càrrec durant el segle xiii aC i a poc a poc s'annexen Hanigalbat, el cor del Mitanni.

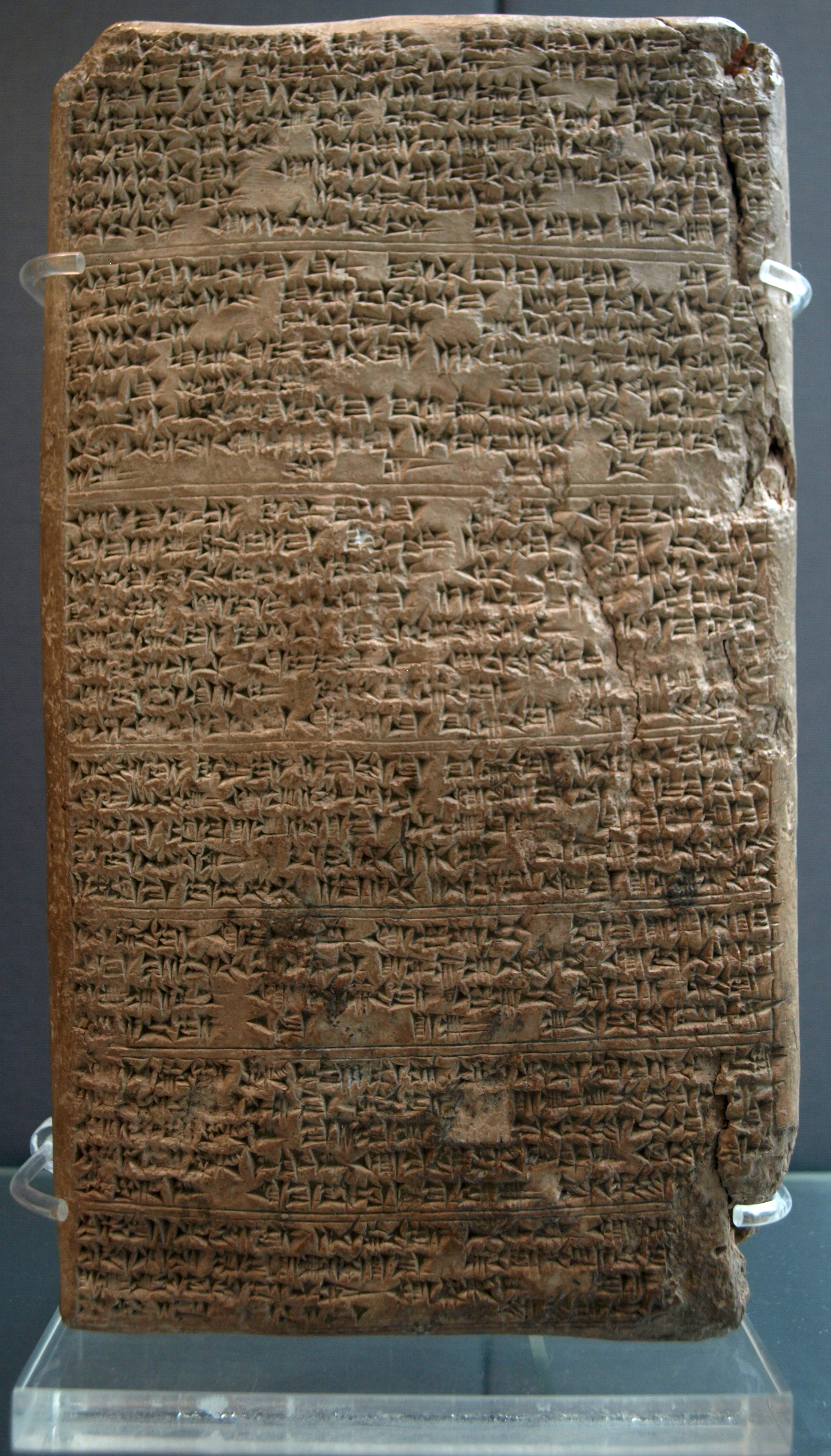
Una de les cartes d’Amarna de Tushratta a Amenhotep III, sobre el matrimoni de la seva filla Tadukhipa. Museu Britànic
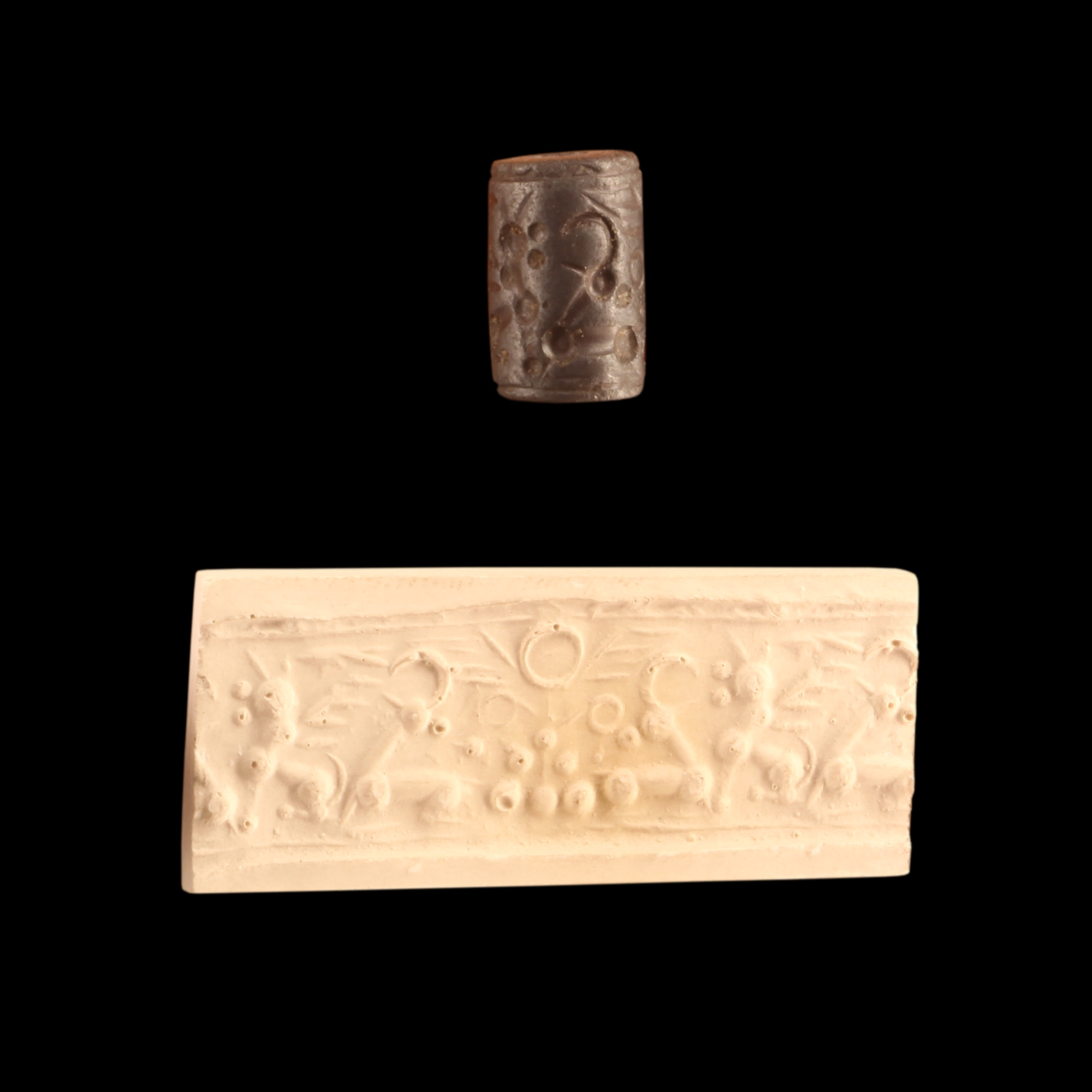
Segell cilíndric d'hematita amb la seva impressió en argila: representa grius i cabres disposats simètricament al voltant d'un disc alat, de Mitanni. Museu de Belles Arts de Lió
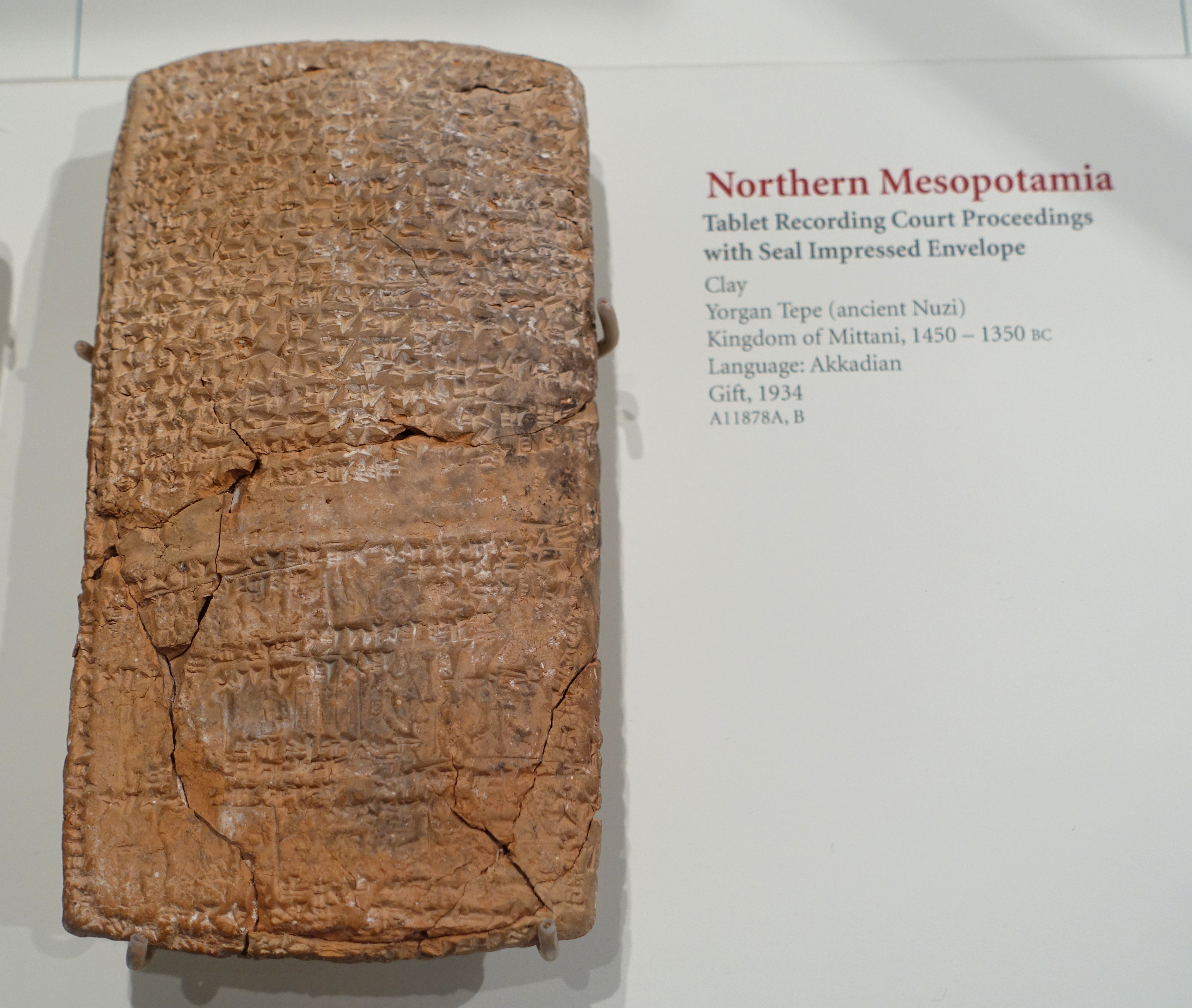
La tauleta legal de Nuzi: informe d'un judici. Museu de l'Institut Oriental de Chicago

El període de dominació de Mitanni està documentat principalment a l'Alta Mesopotàmia per descobriments arqueològics i epigràfics (unes 5.000 tauletes) fets a Nuzi (Yorghan Tepe), ciutat que pertanyia al Regne d'Arrapha (actual Kirkuk), vassall de Mitanni (finals del segle xv aC- primera meitat del segle xiv aC). S'ha excavat un palau provincial, així com diversos temples i residències pertanyents a l'elit provincial, inclòs el príncep Silwa-Teshub. Els textos exhumats, escrits en un accadi fortament barrejat amb hurrita, indiquen que la societat local estava dominada pels «conductors de carros» (rākib narkabti), que corresponen als maryannu (elit bèl·lica que es troba en tots els territoris sota dominació hurrita); de fet, en les fonts locals, apareixen majoritàriament com a propietaris adinerats. Aquest lloc és també el primer on es troba un tipus de ceràmica fina anomenada «ceràmica de Nuzi», per tota l'àrea de difusió de l'autoritat de Mitanni. Nuzi i el Regne d’Arrapha van ser destruïts a mitjan segle xiv aC durant la conquesta de la regió per Assíria.

### Els reis cassites de Babilònia
Els cassites són un poble aparentment arribat a la Mesopotàmia procedent de Zagros durant l'era amorrita, quan els senyors de la guerra van assolir afirmar-se durant les últimes dècades de la primera dinastia de Babilònia. Un d’ells (sens dubte Agum II), en condicions indefinides s'imposa i col·loca la seva dinastia cassita al tron de Babilònia després de la seva captura pels hitites. Aquesta dinastia és la que més temps ha regnat al tron de Babilònia, amb una estabilitat notable. La primera part de la dinastia cassita està molt poc documentada i poc coneguda. Les llistes reials babilòniques indiquen els noms de sobirans, però la seva activitat és rarament documentada. És obvi que aquests sobirans dominen el nord de Babilònia i que el sud està en mans de la dinastia del País de la Mar, fins a les primeres dècades del segle xv aC, quan aquest darrer és sotmès després de diverses campanyes.

La situació política a l'Orient Mitjà després del final del període que cobreix les Cartes d’Amarna, després de l’aparició del poder assiri i la fi del Regne de Mitanni, al començament del segle xiii aC
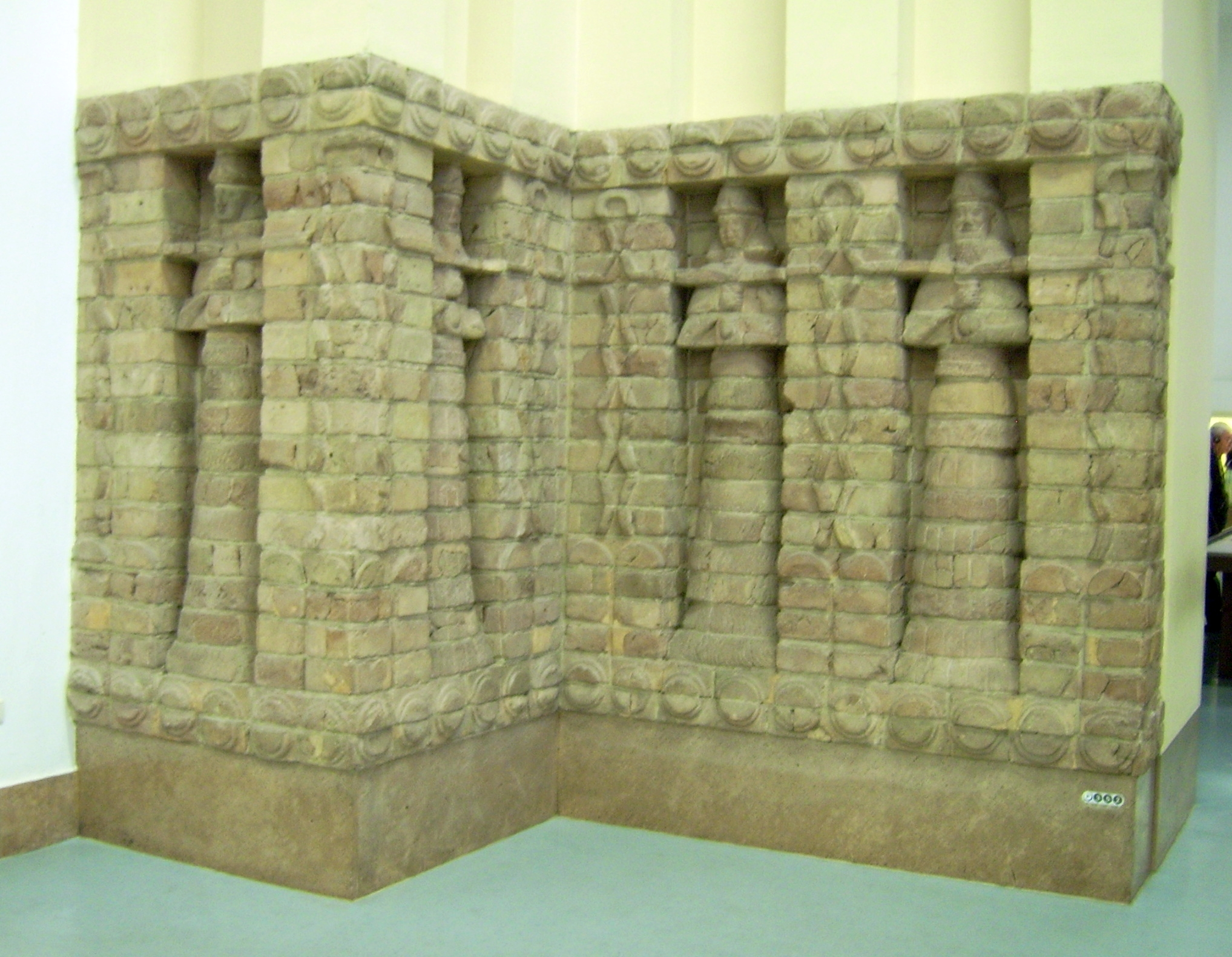
Relleus de maó cuit del temple de Karaindaix a Uruk, mitjan segle xv aC. Museu de Pèrgam
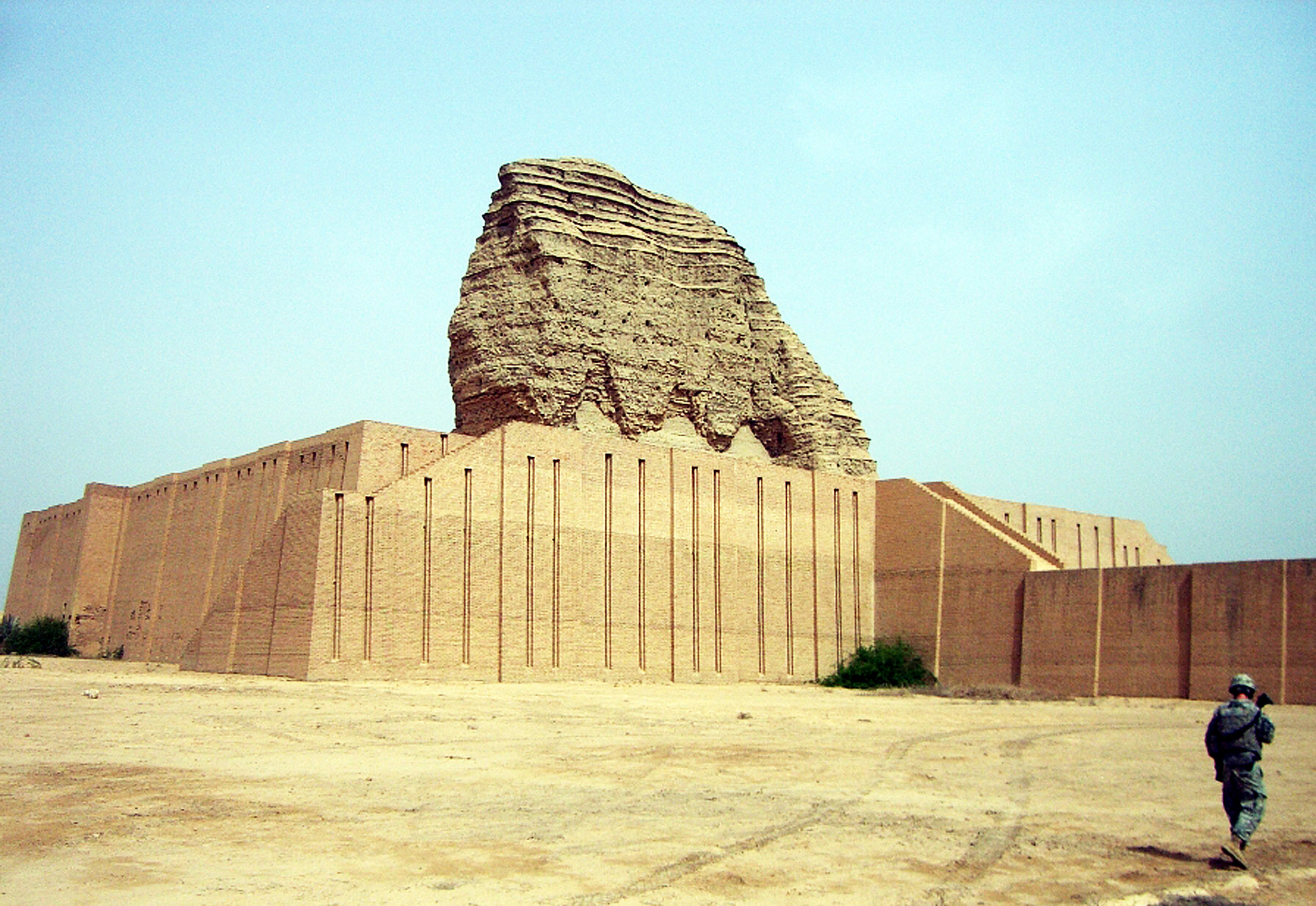
Ruïnes del zigurat de Dur-Kurigalzu (actual Aqar Quf)

Babilònia (llavors sovint anomenada Karduniaš, nom vinculat als cassites) experimenta una nova expansió. La unificació de la zona succeí després d’un període de reocupació i reconstrucció dels principals centres religiosos del sud de Mesopotàmia, que havien estat abandonats durant la darrera part de la primera dinastia de Babilònia (en particular, Uruk, Ur i Nippur). Així, la regió es reconstrueix sobre noves bases, els cassites no han de fer front a les inclinacions d’autonomia local al sud, a diferència dels seus predecessors, i estableixen les condicions per a una dominació més estable i duradora que en el passat.
Aquesta dinàmica està especialment marcada sota els regnats de Karaindaix (finals del segle xv aC) i Kurigalzu I (principis del segle xiv aC); aquest últim probablement fou el constructor d'una nova capital a Dur-Kurigalzu (al nord de Babilònia), on erigí un vast palau reial que aparentment es feia servir durant les cerimònies de coronació, i un santuari al gran déu reial Enlil, amb un ziggurat, símbol del fet que els sobirans cassites pretenien situar-se en la continuïtat dels antics sobirans mesopotàmics. Aquests dos sobirans també retornen Babilònia al concert de les grans potències de l'Orient Mitjà, establint relacions diplomàtiques amb Egipte, com es recorda a les Cartes d'Amarna datades dels regnats de Kadaixman-Enlil I (1374-1359 aC) i Burnaburiaix II (1359-1333 aC), sobirans que completen la tasca de restaurar la prosperitat i el poder de Babilònia. El segon casa les seves filles amb el faraó Amenhotep IV-Akhenaton i el rei hitita Subiluliuma I, i es va casar amb una filla del rei assiri Aixurubal·lit I. L’aliança matrimonial amb Assíria va ser el desencadenant d’una llarga sèrie de conflictes amb aquest regne, en el context de disputes de successió dins dels dos regnes.

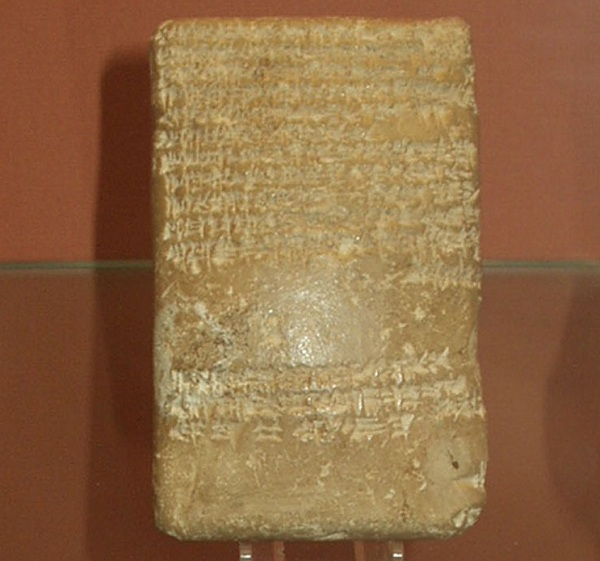
Una carta de correspondència diplomàtica entre Burnaburiaix II i el faraó Nibhurrereya (Tutankamon?) trobada a Tell el-Amarna (EA 9).
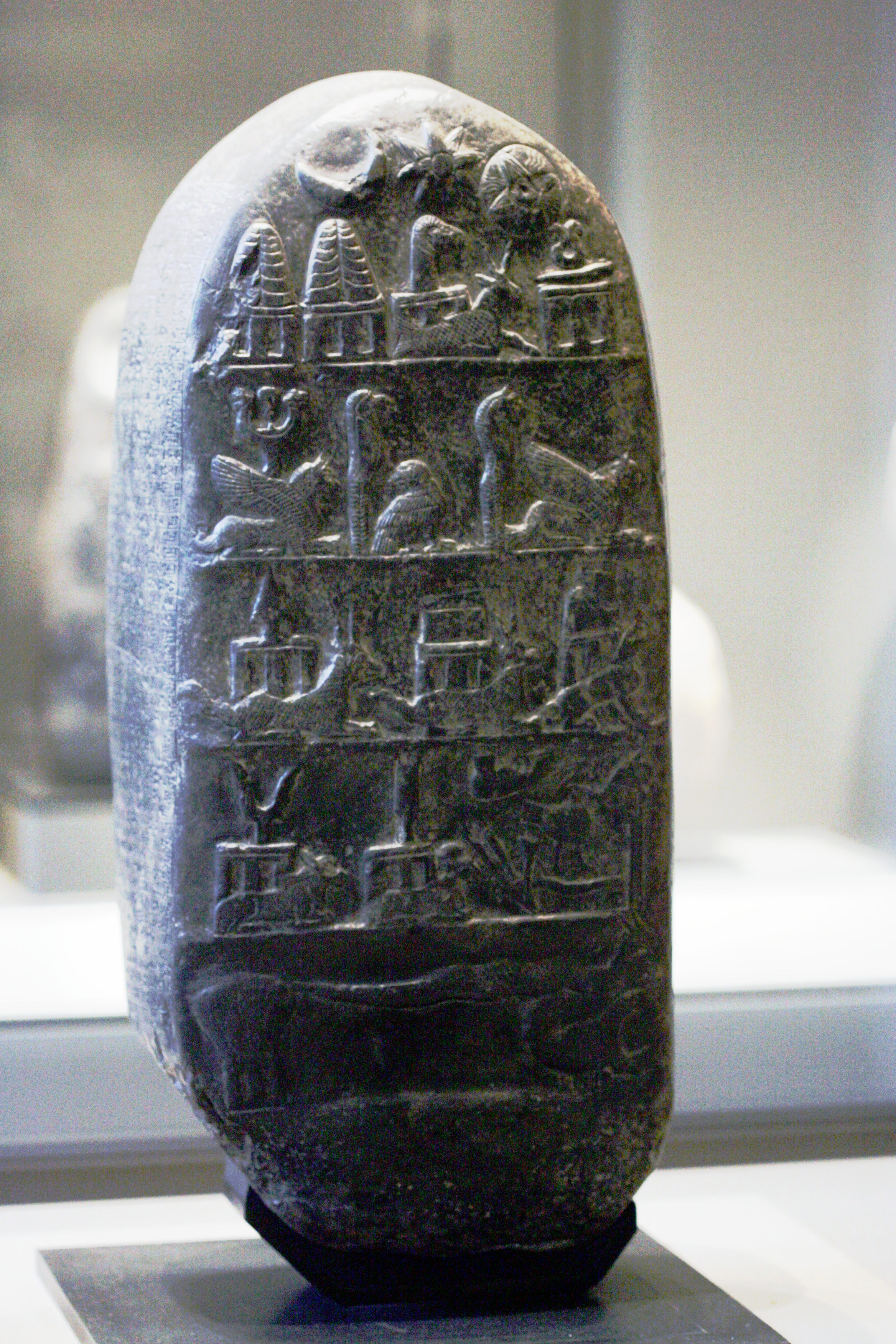
Kudurru de Melixiku, que informa d'una donació a Mardukaplaiddina Revers de l'estela que representa símbols divins en diversos registres. Museu del Louvre
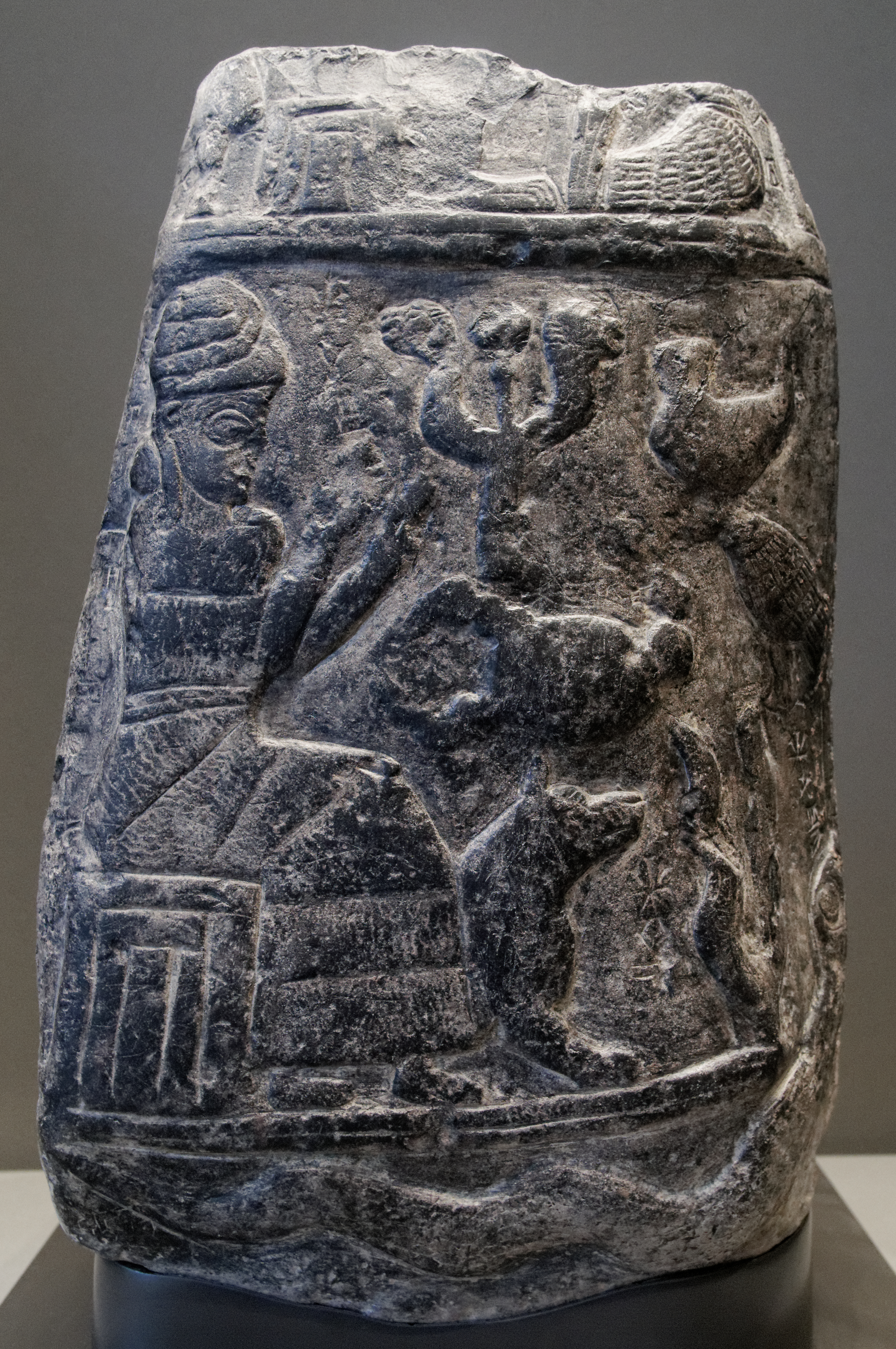
Kudurru de Mardukaplaiddina: representa la dea Gula acompanyada del seu gos, amb altres símbols divins. Museu del Louvre
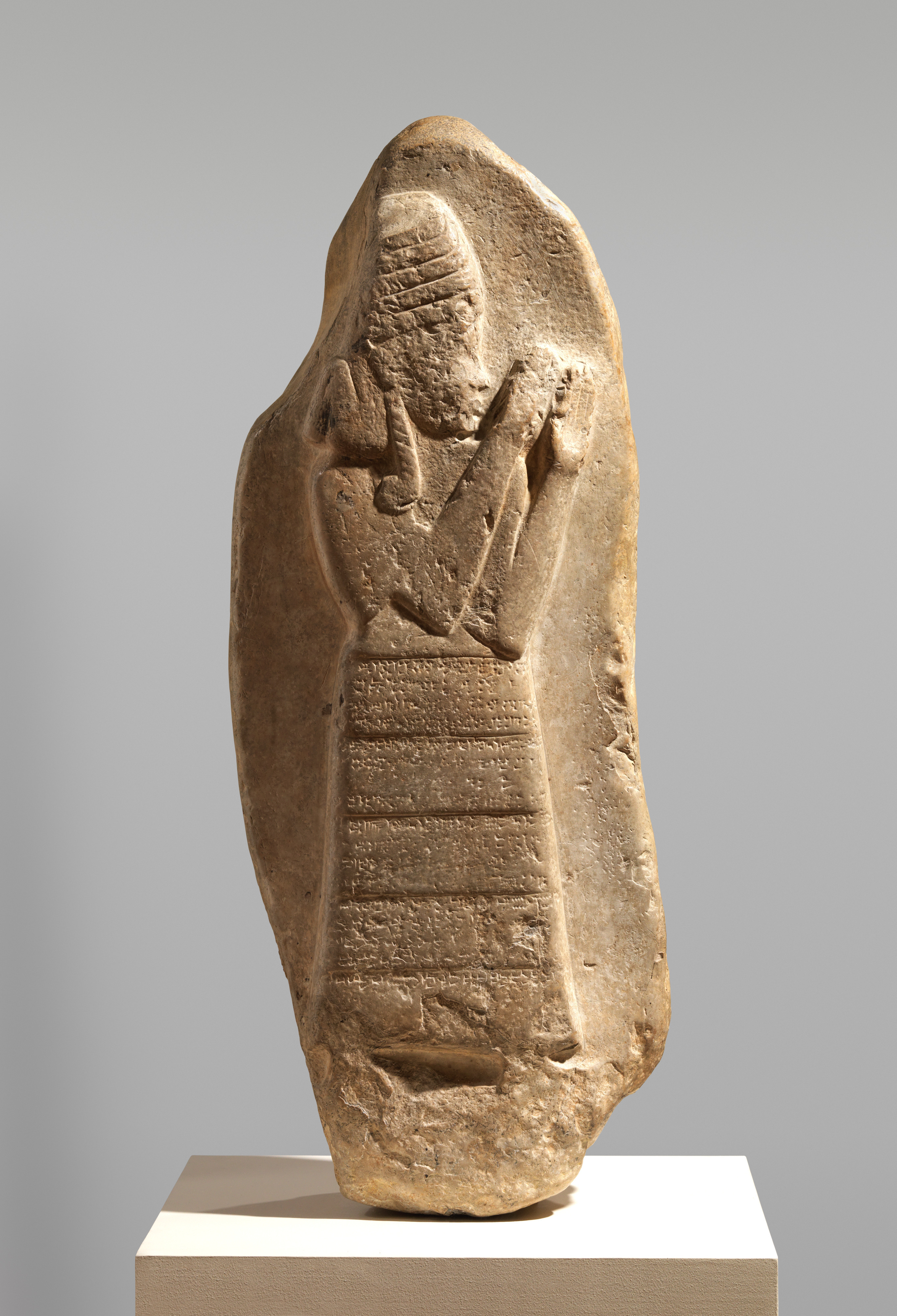
Estela que representa la dea protectora Lam(m)a, dedicada pel rei Nazimaruttaix (1307-1282 aC) a la dea Ixtar, a Uruk

La situació econòmica i social de la dinastia cassita de Babilònia està mal documentada. El regne sembla estar dominat per una elit d'origen cassita que exerceix notablement funcions militars i dirigeix dominis importants. La documentació principal del període prové dels nombrosos (més de 12.000 tauletes segons una estimació) arxius de Nippur (c. 1359-1223 aC), dels quals només una minoria ha estat publicada. Documenten especialment les activitats dels poderosos governants de la ciutat, que vetllen per la gestió d’àrees importants i un gran nombre de dependents que duen a terme una àmplia gamma d’activitats agrícoles i artesanes. Els sondejos arqueològics indiquen una fase de recuperació de l’hàbitat, però amb un caràcter urbà menys pronunciat que abans, en la seva majoria pobles o llogarets. Babilònia també es beneficia de la represa de les relacions internacionals, en particular l’afluència d'or egipci (aquest metall fou per un temps la moneda de canvi dels comerciants), i els comerciants babilònics fan negocis a Llevant, Egipte i als dominis hitites. L’activitat dels reis cassites també es materialitza en l’aixecament de kudurrus, esteles amb inscripcions de donacions de dominis i exempcions d'impostos, en benefici de membres de la família reial o de grans dignataris del regne. Aquests esteles són també documents artístics d'interès primari, que representen símbols de les grans deïtats del panteó mesopotàmic.
En l’àmbit religiós i intel·lectual, la influència cassita no és detectable; aquest poble es barreja en gran part en el motlle cultural babiloni. Aquest període suposa un començament de la «normalització» de les obres literàries erudites i acadèmiques (per exemple, el desenvolupament de la «versió estàndard» de l'Epopeia de Guilgameix i les versions estàndard de les principals llistes lèxiques), un desenvolupament de la literatura sapiencial reflectida sobre les relacions entre humans i déus que mantingué en la tradició mesopotàmica posterior una reputació del període durant el qual van viure grans estudiosos. A més, es difongué àmpliament la cultura babilònica a les capitals de l'Orient Pròxim (sobretot a Hattusa, Ugarit i Amarna), i el babiloni fou la llengua diplomàtica de l’època i la cultura mesopotàmica òbviament de gran prestigi.

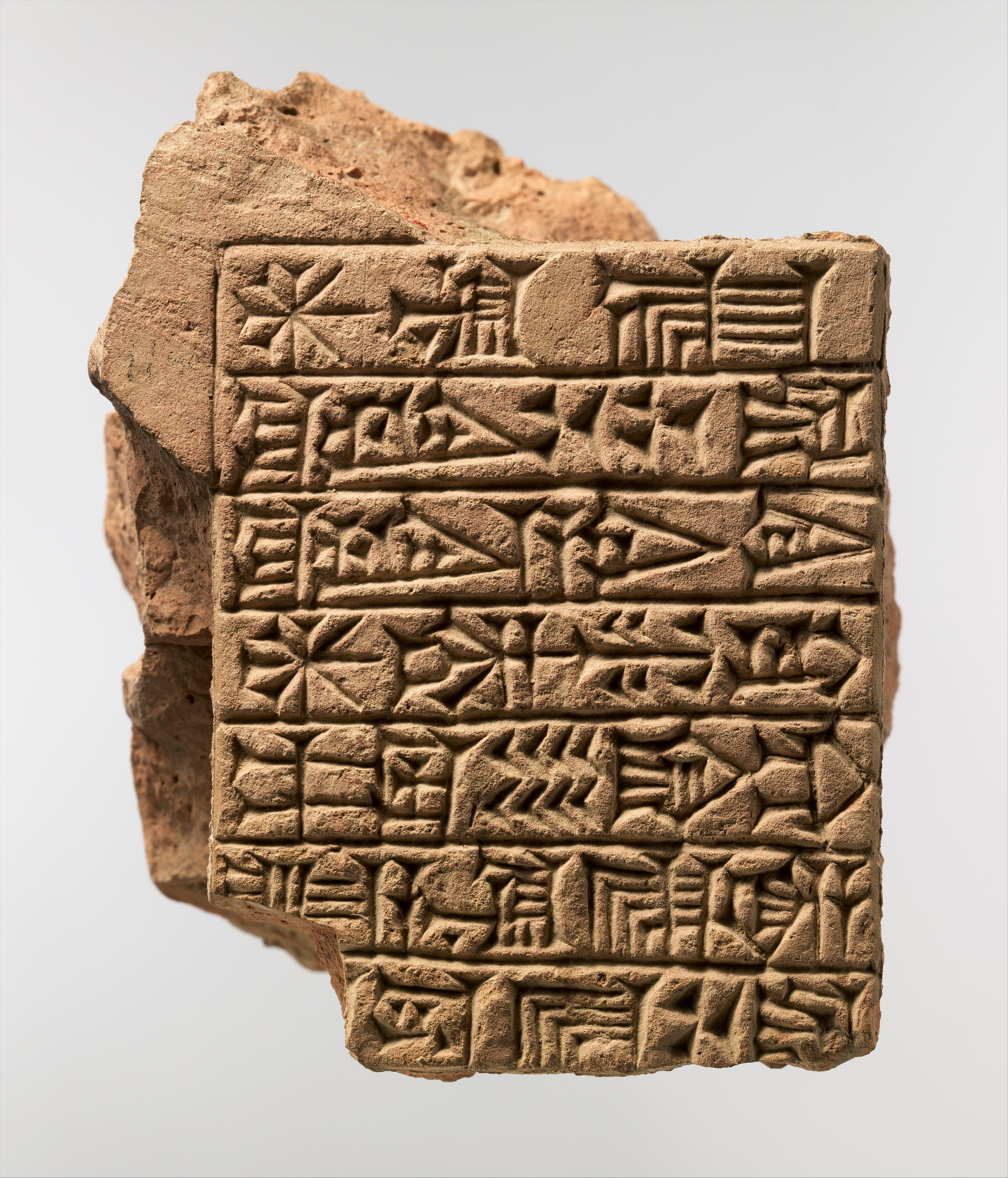
Inscripció d'Adadxumausur (1216-1187 aC) que commemora la restauració de l'Ekur, el gran temple del déu Enlil a Nippur
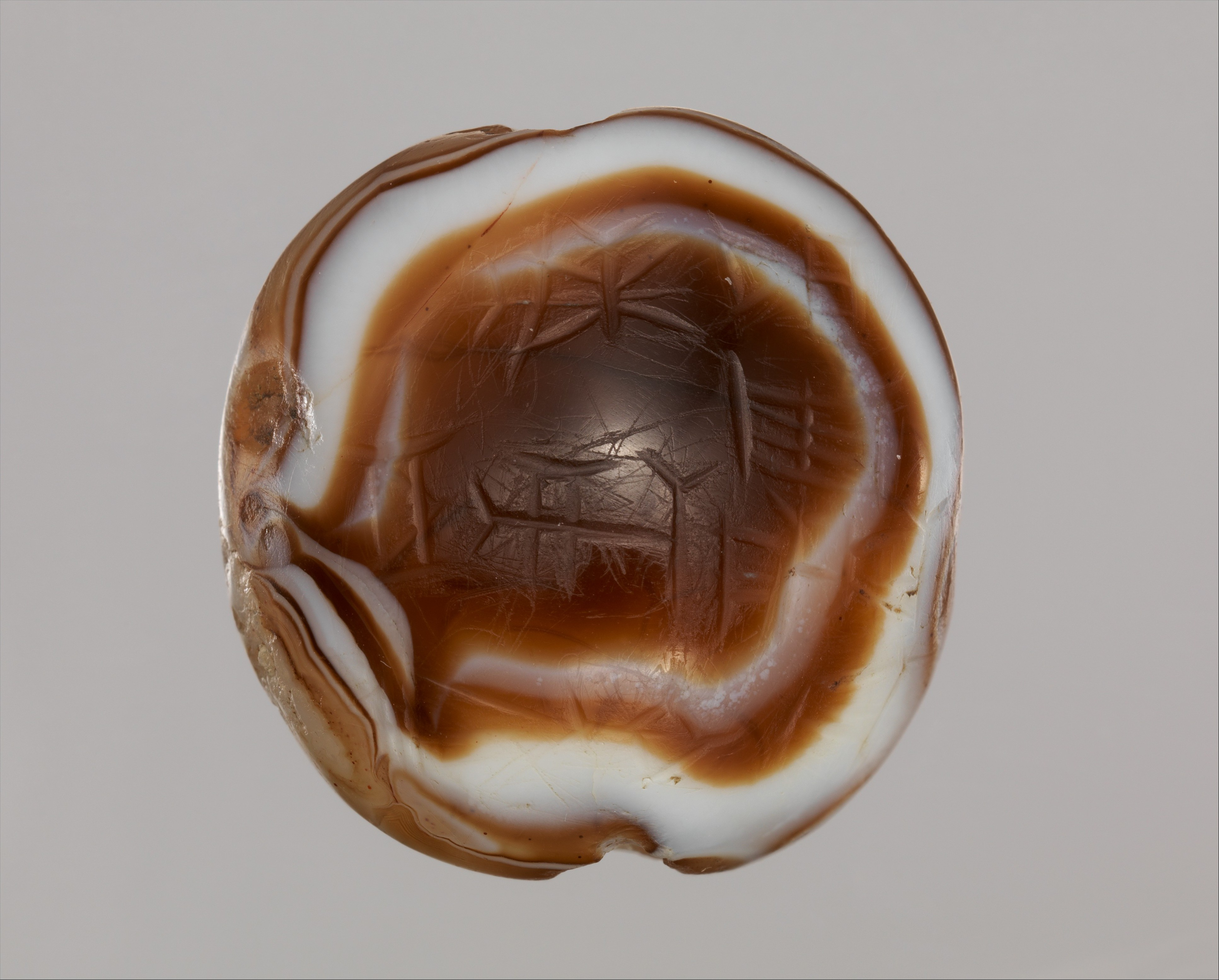
Perla d'àgata que va oferir un dels dos reis anomenat Kurigalzu a la deessa Ninlil. Museu Metropolità d'Art de Nova York
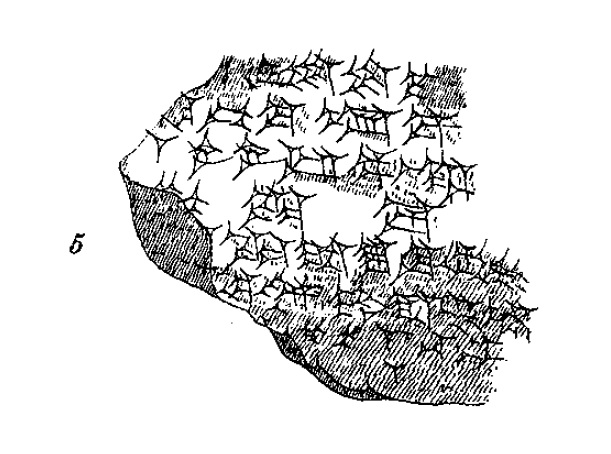
Còpia d’una tauleta de Nippur de l’època cassita: carta d’Ili-ippashra, governador de Dilmun, a Enlil-kidinni, governador de la ciutat. Segona meitat del segle xiv aC
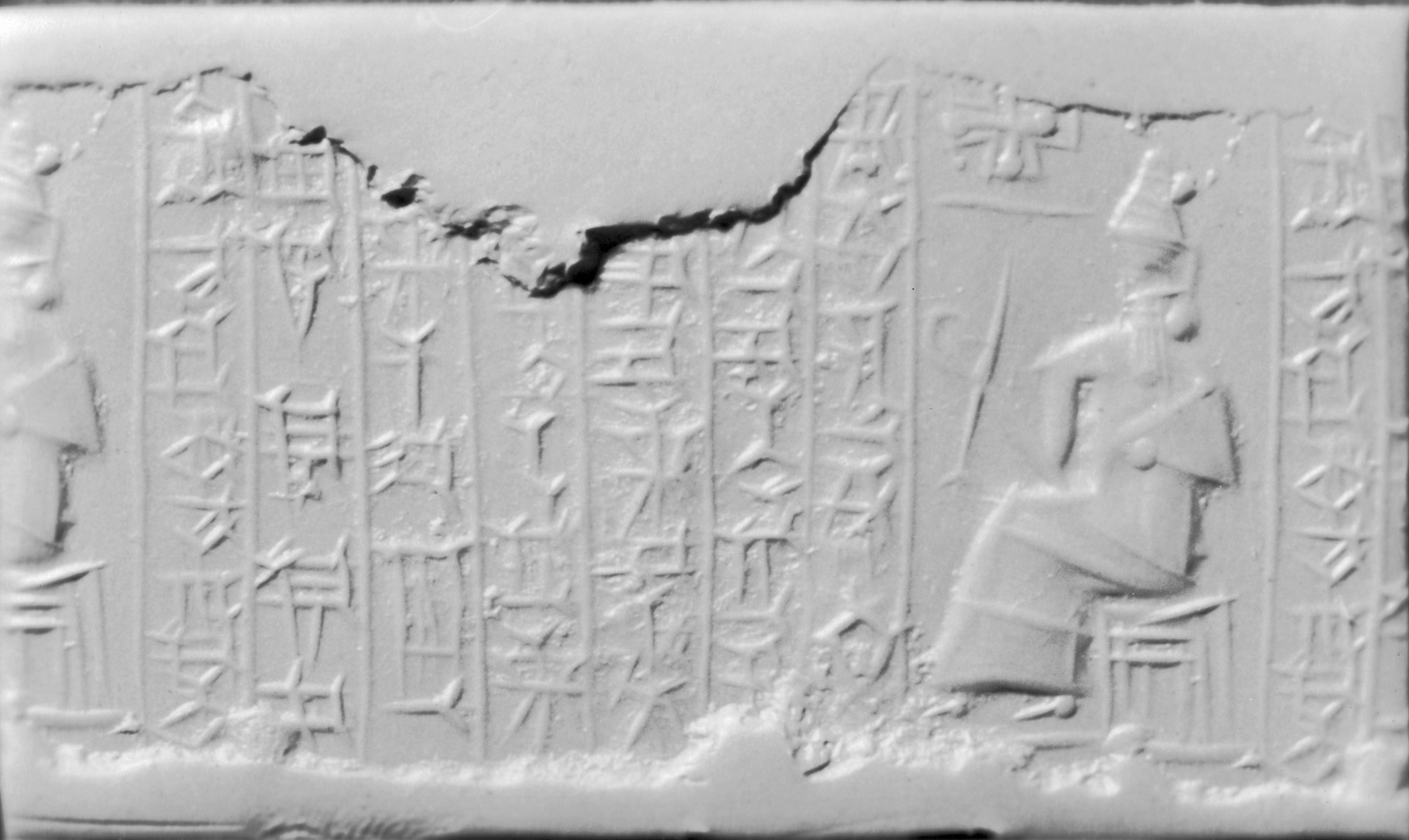
Impressió d'un segell cilíndric: una deïtat asseguda en un tron. Museu d'Art Walters

A partir del darrer quart del segle xiii aC, la dinastia cassita entra en un període de trastorns significatius, marcat pels conflictes contra Assíria i Elam, el resultat del qual és desfavorable i condueix a problemes dinàstics. Aquesta fase s'inicia amb la captura de Babilònia per l’assiri Tukultininurta I el 1225 aC i finalitza amb la conquesta de Babilònia per les tropes elamites de Sutruk-Nakhunte i Kutir-Nakhunte III; aquest últim va prendre Babilònia el 1155 aC i se'n va dur l'estàtua del déu Marduk, esdeveniment que marca el final de la dinastia cassita. Fou també durant aquest saqueig quan diversos objectes commemoratius mesopotàmics es portaren a Susa (la capital d'Elam), incloent-hi el Codi d'Hammurabi i l'estela de victòria de Naram-Sin.
Els elamites són expulsats ràpidament de Babilònia per una nova línia de reis, la segona dinastia d'Isin. El seu principal sobirà, Nabucodonosor I (1125-1004 aC) finalment es venjà contra el Regne elamita i recuperà l'estàtua del déu Marduk i el Codi d'Hamurabi, portant-los de tornada a Babilònia. Sens dubte, durant aquest període, Marduk esdevingué definitivament el déu suprem de la teologia oficial, en substitució d'Enlil, una evolució que comença en l'època cassita. Sembla que l’Epopeia de la creació (Enuma Elix; 𒂊𒉡𒈠𒂊𒇺) ha estat datada d'aquest moment (segle xii aC), un conte mitològic que glorifica la supremacia de Marduk i Babilònia. Els reis d'aquesta dinastia conserven les institucions heretades dels cassites fins a mitjan segle xi aC, quan Babilònia s'endinsa en una crisi profunda i duradora.

### L’ascens d’Assíria
L’antiga ciutat d'Assur, amb la seva població d'idioma semític oriental (una variant de l'accadi), continua mantenint una línia de reis autònoms durant el període de transició entre l'edat del bronze primerenc i l'edat del bronze tardà. Això es documenta principalment amb una llista reial (lluny de ser totalment fiable) i amb escasses inscripcions reials. Les cròniques posteriors indiquen que diversos dels seus reis conclouen acords fronterers amb els reis cassites, i una altra font indica que aquest regne fou derrotat pel Regne de Mitanni a finals del segle xv aC, que sovint s'interpreta com el fet que es converteix en el seu vassall.
En tot cas, Assíria és el principal beneficiari a l'Alta Mesopotàmia de l'enfonsament de Mitanni després de les victòries hitites; el seu rei Aixurubal·lit I (1366-1330 aC) consolida la posició del regne a la part oriental de l'Alta Mesopotàmia, i avança cap a Djezireh, on es va fer càrrec de part de les possessions dels Mitanni, malgrat l'oposició dels hitites, que van assegurar per un temps la supervivència dels Mitanni- Hanigalbat. Aquests èxits marquen l’inici de l’anomenat Regne assiri mitjà. El nou estat d'Assíria també es veu en dues cartes d'Amarna enviades per Aixurubal·lit I al faraó, per tal de presentar-se com un dels «grans reis» de l'Orient Mitjà, en substitució al rei de Mitanni. També conclou una aliança matrimonial amb el rei de Babilònia Burnaburiaix II, que l'implica els darrers anys del seu regnat en un conflicte de successió en aquest regne.

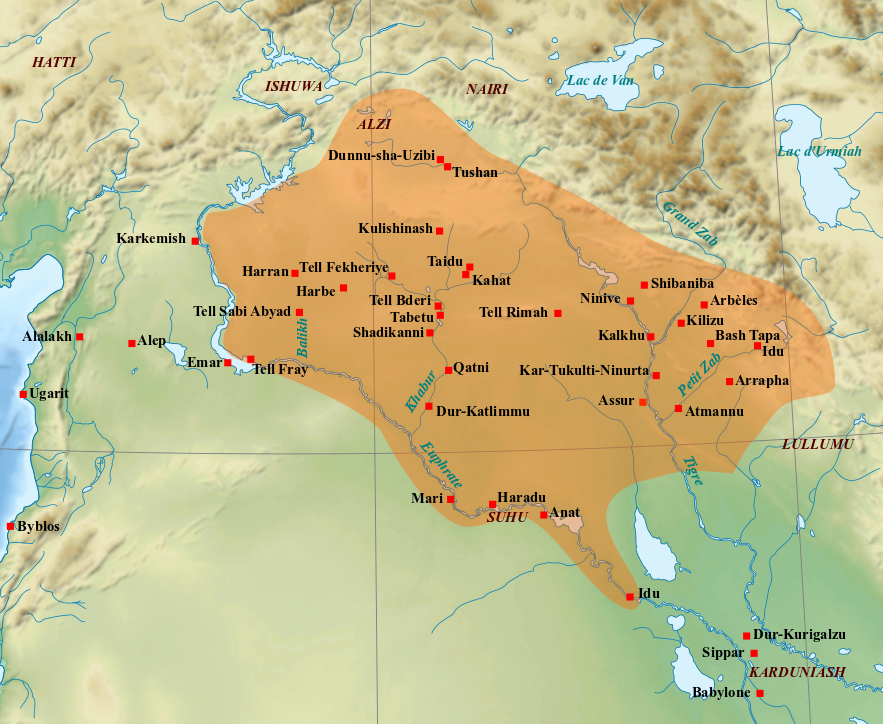
Extensió aproximada del Regne d'Assíria mitjà entre finals del segle xiii aC i principis del segle xi aC
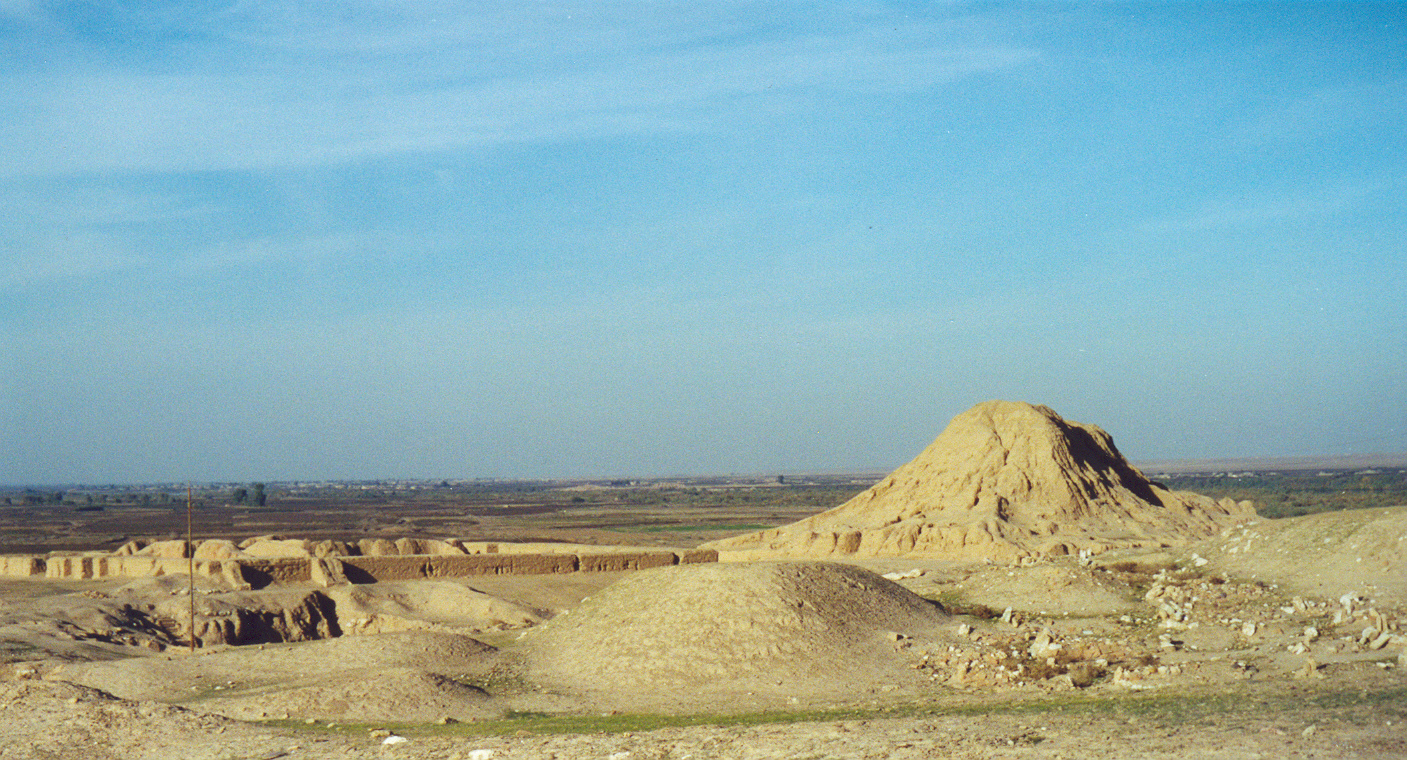
Vista del lloc d'Assur (Qal'at Sherqat), amb les ruïnes del ziggurat del déu Assur
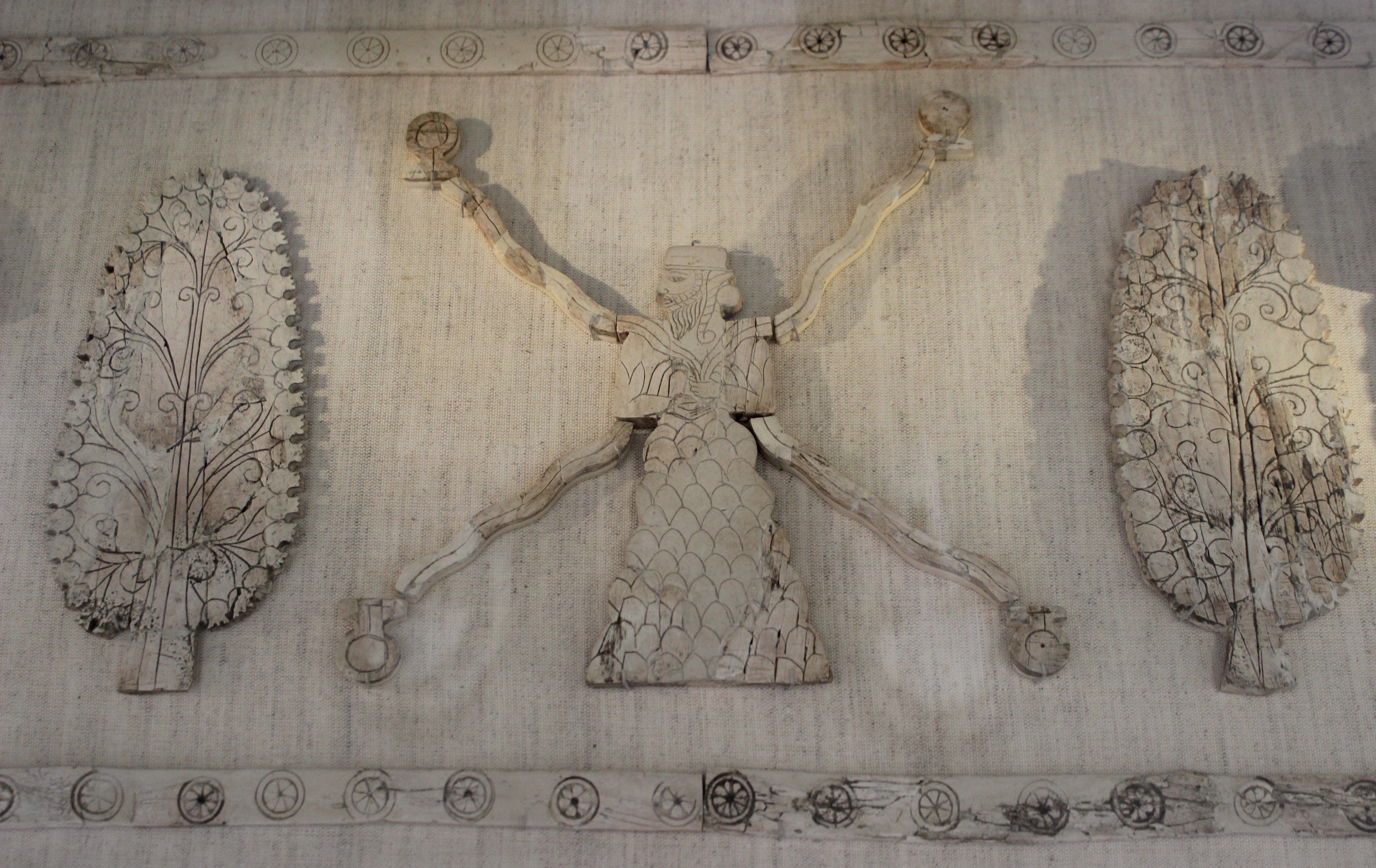
Fragments d’un fris d'ivori, que representa un déu de la muntanya que dispersa les ones, envoltat d’arbres. Trobat a la terrassa del nou palau d’Assur, c. segle xiv aC, Museu de Pèrgam

Els seus successors avancen cap a la part oriental de Mesopotàmia, fins a la vall de Diyala, lluitant diverses vegades contra els babilonis i annexant definitivament el Regne de Mitanni, posant sota el seu control tota l'Alta Mesopotàmia sota els regnats d'Adadnirari I (1308-1275 aC) i Salmanassar I (1275-1245 aC). A l'oest, no sembla que superin els límits de l'Eufrates, cosa que marca la frontera amb la zona d'influència hitita. Tukultininurta I (1244-1208 aC) causa successivament grans derrotes als hitites i als babilonis (la capital dels quals és presa i saquejada), i es proclama rei de Babilònia, però el seu triomf és breu ja que Babilònia es perd ràpidament i mor assassinat. Després d’una sèrie de reis amb èxits menys notables, l’últim gran sobirà del període assiri mitjà, Teglatfalassar I (𒆪𒋾𒀀𒂍𒈗𒊏; 1116-1077 aC), llança diverses expedicions a l’oest cap a Síria, on arriba a la Mediterrània aprofitant el buit que queda després de la caiguda de l’Imperi hitita al primer quart del segle xii aC. D'altra banda, fracassa en les seves empreses contra Babilònia. El seu regnat també va estar marcat pels primers enfrontaments contra els arameus, que es van convertir en una preocupació constant per als següents sobirans assiris.

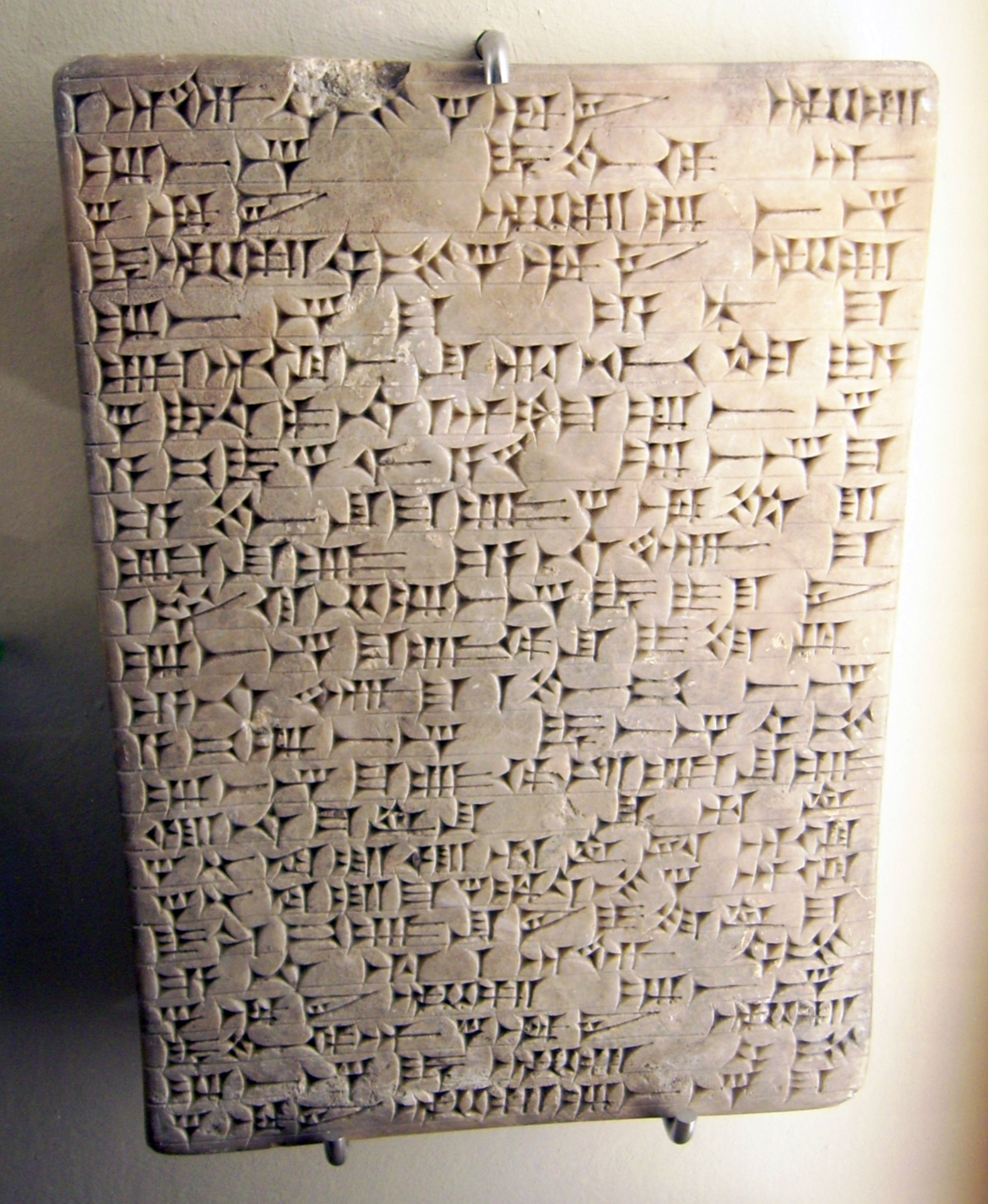
Una tauleta d’alabastre amb una inscripció d'Adadnirari I que commemora la restauració del temple d'Ixtar a Assur. Museu de Pèrgam
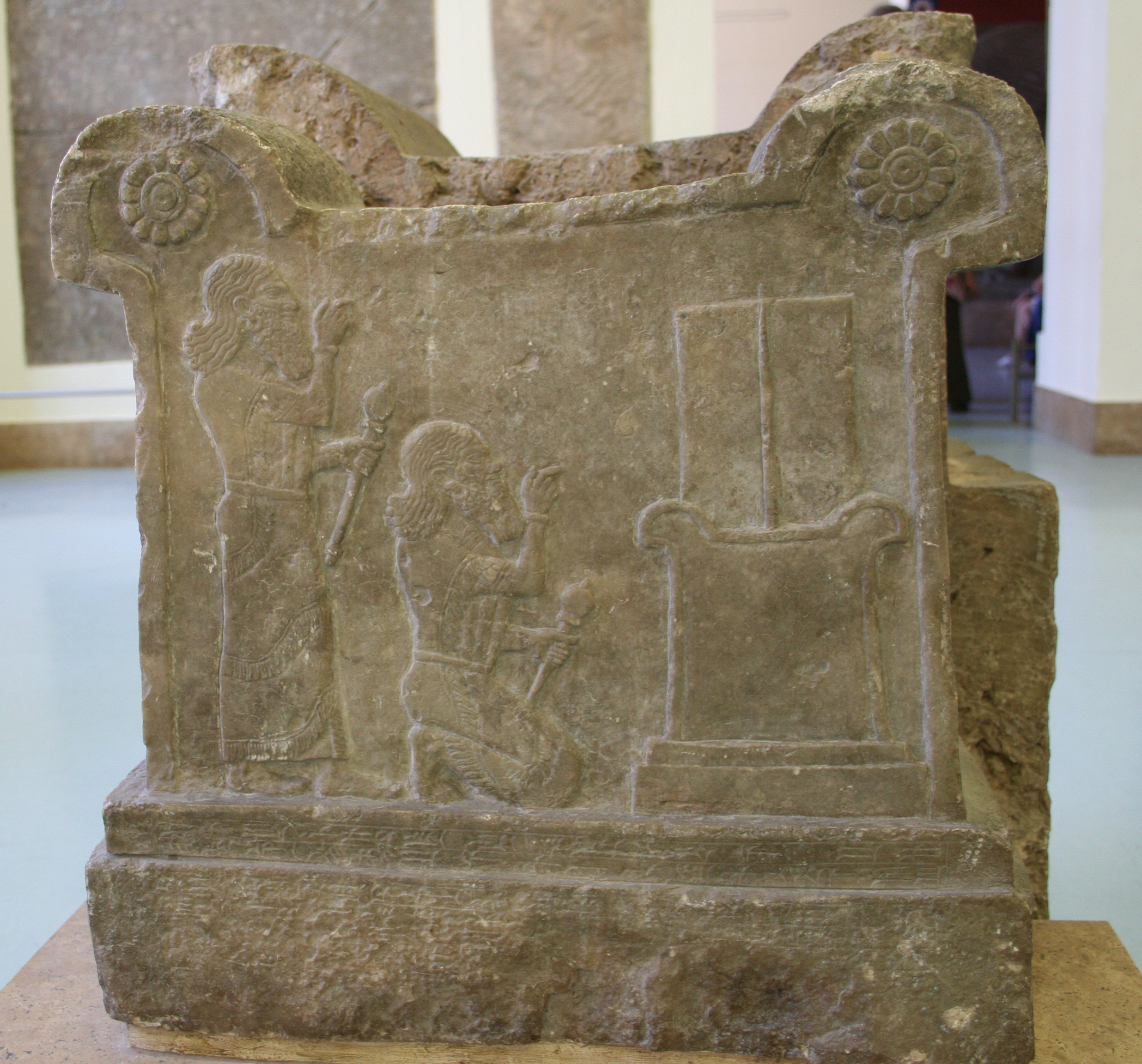
Altar que representa el rei Tukultininurta I, dedicat al déu Nusku. Museu de Pèrgam
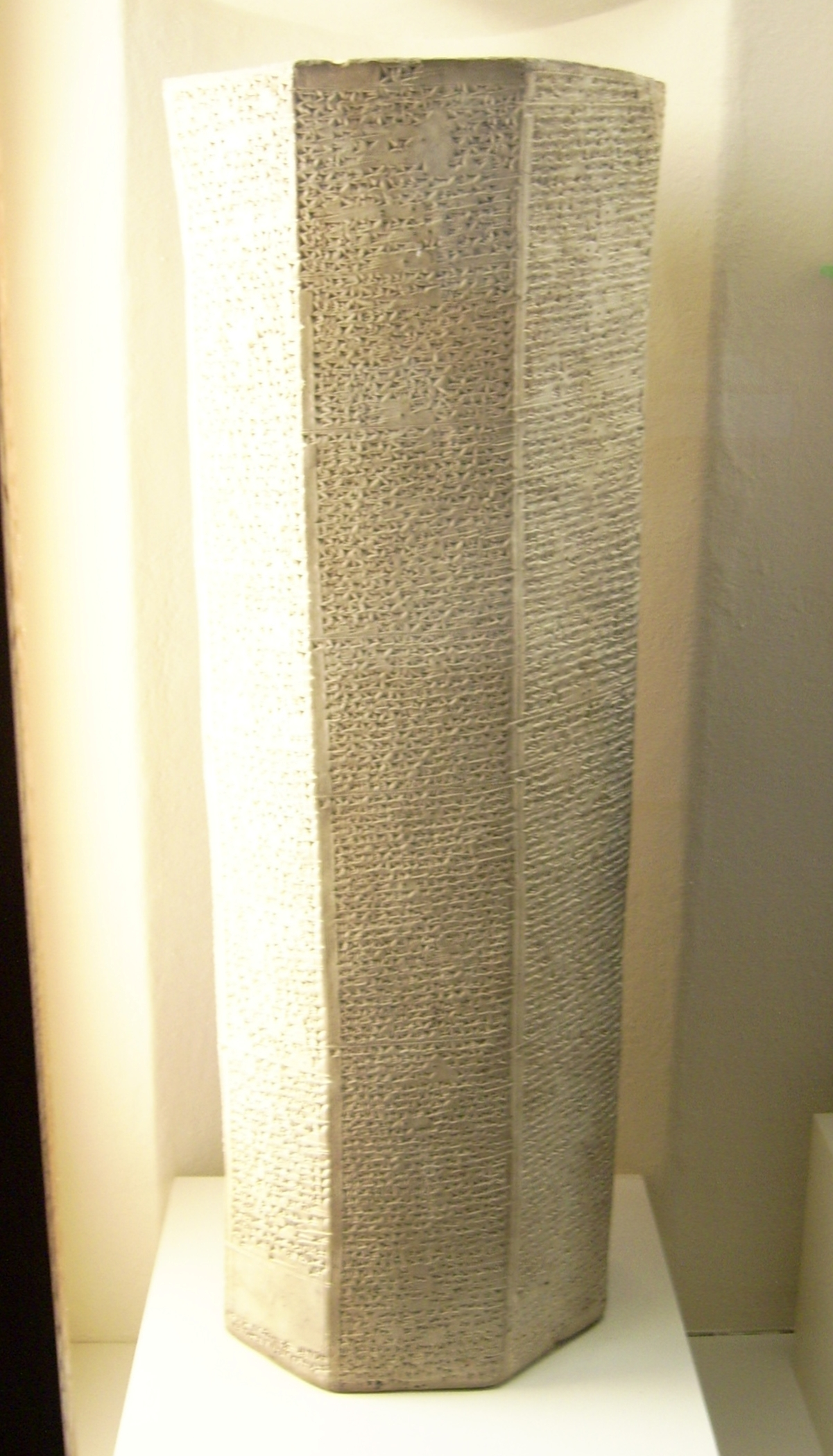
Prisma d’argila que porta una inscripció de Teglatfalassar I, trobat al temple d’Anu i Adad, relacionat amb les seves conquestes i construccions militars. Museu de Pèrgam
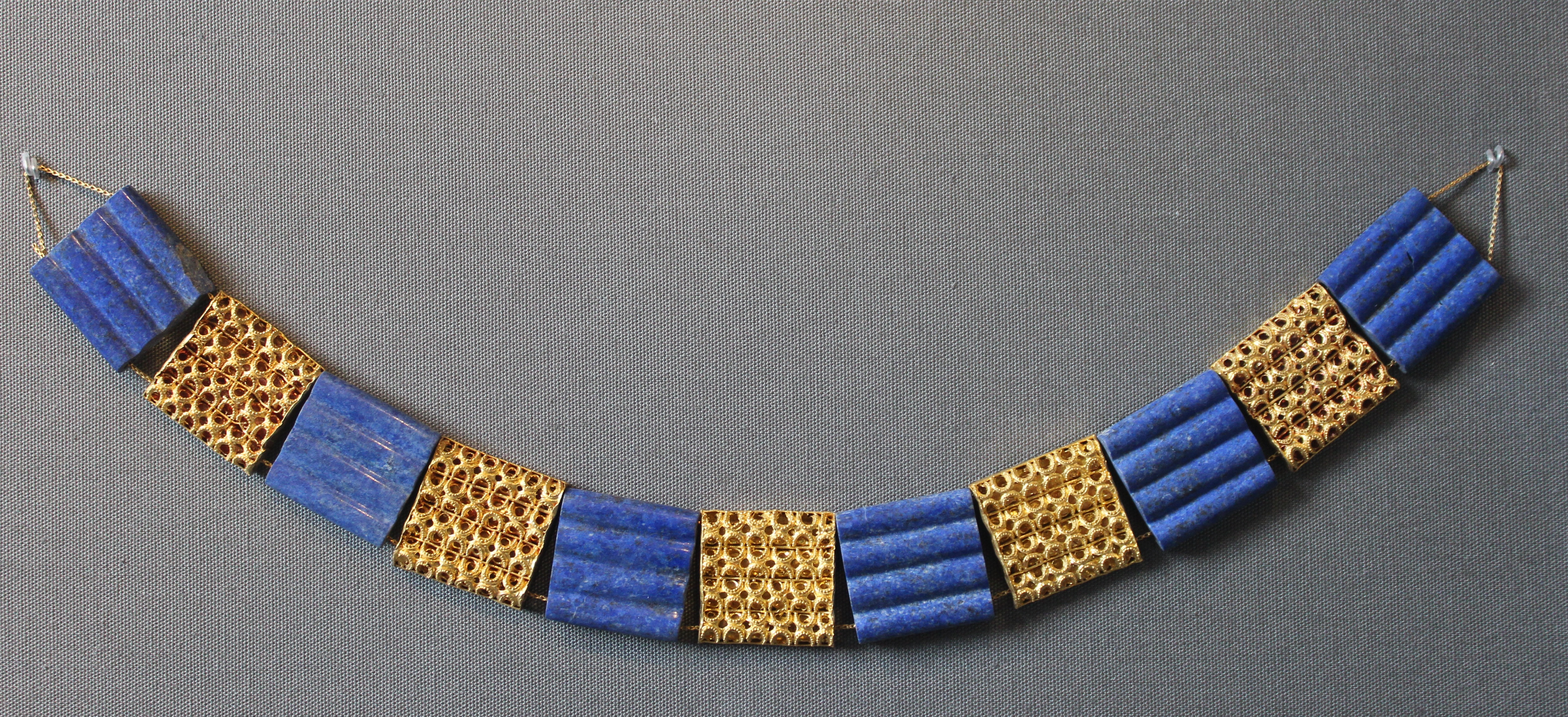
Collaret d'or i lapislàtzuli d'una tomba d'Assur, segle xiv - xiii aC. Museu de Pèrgam

Així, el període assiri mitjà veu la constitució d’un regne dominant l’Alta Mesopotàmia des de la seva capital, Assur, objecte de moltes obres de construcció: restauració i ampliació dels temples i de l’antic palau, construcció d’un nou palau i ampliació de les muralles. Tukultininurta va construir una nova capital, Kar-Tukulti-Ninurta ('Port de Tukultininurta'), al voltant de 250 hectàrees, on va erigir un palau reial i un gran temple dedicat al déu nacional Assur, amb un ziggurat, un projecte que durà poc de temps. En l'ideari polític assiri que s'imposa, el déu nacional (assimilat a Enlil) ocupa un lloc preeminent, i és considerat el veritable sobirà del regne, en particular la seva regió central, la «Terra d'Assur». Els governants del període assiri mitjà van desenvolupar una literatura de propaganda política, amb la redacció de relats llargs a la seva glòria, en particular l'Epopeia de Tukultininurta, que commemora el triomf d'aquest rei sobre Babilònia. La constitució del poder assiri va acompanyada de l’aparició d’una elit política vinculada al servei del poder, que rep funcions i dominis. A les províncies de Djezireh s'inicia una política de construcció de centres provincials controlats directament (sovint des de ciutats més antigues), on hi ha instal·lats assiris, amb una política manifestament més centralitzadora que la del Regne de Mitanni, en què la resta de regnes són vassalls. Alguns d’aquests llocs han estat identificats i se n'han trobat els arxius: Tell Sheikh Hamad (Dur-Katlimmu), Tell Chuera (Harbe), Tell Sabi Abyad, Giricano (Dunnu-sha-Uzibi), etc. Són centres provincials o districtes rurals, administrats des de palaus en mans de governants assiris i per la seva administració, que dirigeixen els dependents que exerceixen activitats essencialment agrícoles.

## Crisis i recomposicions
El final de l'edat del bronze tardà és un període d’esfondrament de les grans potències que van dominar l'escena política de l'Orient Mitjà. Els hitites, l'Imperi egipci a Llevant, després Babilònia i Assíria, així com els nombrosos regnes llevantins, van desaparèixer, en particular sota els atacs dels «Pobles de la mar», a més de tenir en compte factors interns. De fet, aquest fenomen afecta des del començament del segle xii aC Anatòlia i el Llevant, però no afecta Mesopotàmia fins al segle següent i de manera diferent, en particular l'expansió dels arameus (poblacions semites occidentals originàries de l'espai siromesopotàmic) redueix gradualment el territori dominat per Assíria, i després també el de Babilònia, que també ha disminuït fortament a causa de conflictes interns. Els arameus funden entitats polítiques més o menys complexes als territoris que dominaven (en particular un conjunt de regnes a Síria i Djezireh), i s'imposen com a tret essencial del paisatge ètnic de l'Orient Mitjà durant els segles següents.
Si a llarg termini els regnes mesopotàmics comparteixen el destí dels seus veïns orientals, els temps són diferents, la qual cosa comporta diferents explicacions. Així, l'emergència dels arameus es fa en gran manera en el context dels trastorns que sofrí el Llevant, que veu a l’inici de l'edat del ferro el sorgiment de noves organitzacions polítiques i socials sobre les bases de l'edat del bronze tardà (fenicis, neohitites, israelites) que repercuteixen a l'Alta Mesopotàmia i després a la Baixa. Les intrusions aramees a Babilònia, més tard combinades amb la d’un altre grup (els caldeus), es van produir també en un context polític ja difícil, vinculat a la inestabilitat de les dinasties que van succeir als cassites. Sigui com sigui, hi va haver, de fet, una marcada disminució de les institucions estatals i urbanes durant aquest període i un descens de l’hàbitat permanent.

### La retirada d'Assíria i l'expansió dels arameus cap al nord
Els arameus apareixen en fonts assiries a l'època de Teglatfalassar I, l'últim moment més destacat del Regne assiri mitjà. Formen part de grups de poblacions que s'enfronten reiteradamentals als reis assiris, al costat d'altres, sobretot els Ahlamu (que desapareixen després i probablement es confonguin amb ells). Els arameus no són nouvinguts a l'espai siriomesopotàmic, ja que es tracta d’un grup de persones que parlen una llengua del grup semític nord-occidental que apareix a la zona de l’Eufrates Mitjà, els mètodes d’expansió dels quals recorden fortament els dels amorrites (sense que sigui possible establir un vincle clar entre aquests dos grups). Quan els assiris s'hi enfronten per primera vegada, aparentment provenien de les regions a l'oest de l'Eufrates afectades per la crisi del segle xii aC i que experimentaren importants trastorns polítics i moviments de població encara poc entesos. Sovint, els grups arameus primerencs són presentats com a tribus nòmades o seminòmades, ja presents a l'espai sirià, aprofitant el buit polític per afirmar-se almenys a llarg termini, que també integren elements de la població sedentària. Aquests grups arameus xoquen per primera vegada amb exèrcits assiris sota el comandament de Teglatfalassar I i Aixurbelkala, a la primera meitat del segle xi aC. Però els grups arameus consoliden gradualment les seves bases i expulsen els assiris de la major part de Djezireh a partir del final del segle xi aC, i al segle x aC constitueixen a la zona un conjunt de regnes independents.

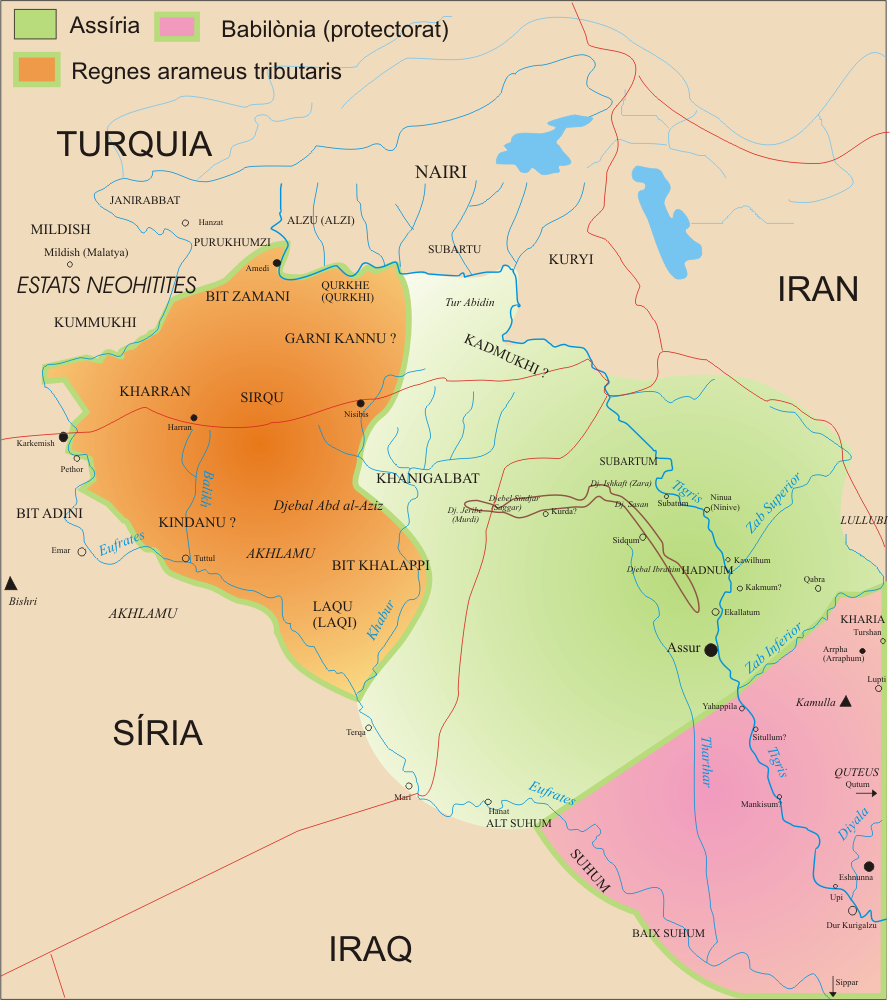
Assíria al final del regnat d'Adadnirari II
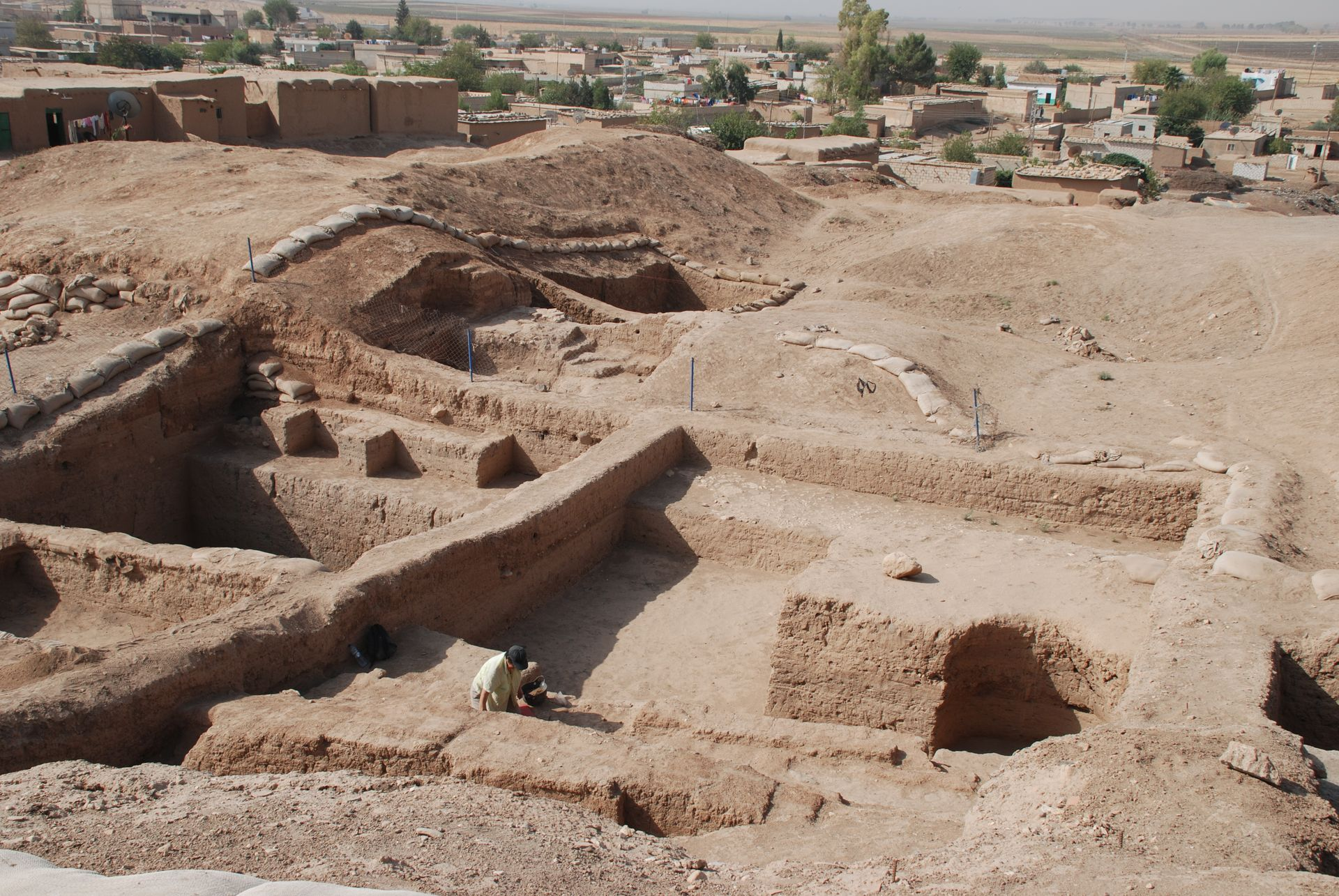
Ruïnes del palau occidental arameu de Tell Halaf

L'espai siromesopotàmic va tornar llavors a una situació de forta fragmentació política, entre els regnes arameus a l’interior i sud de Síria, mentre que al nord i a l’oest es troben altres entitats hereves de l’antic Regne hitita (designats com a «neohitites», en realitat luvites), tot i que l'element arameu hi és molt important. Els regnes arameus més poderosos es troben a l'oest de l'Eufrates (Bit Agusi i Sam'al al nord, Hama al centre, Regne d'Aram), mentre que els de l'est són manifestament menys potents: Bit Bahiani (amb la capital Til-Barsip (Tell Ahmar)) a l'Eufrates, Bit Adini al triangle de Khabur (amb la capital Guzana, el lloc multimil·lenari de Tell Halaf, que aleshores va viure una nova era de bonança), i més al nord els regnes de Nísibis i Bit Zamani, mentre que al sud Bit Halupe i Laqê són construccions polítiques menys potents. Per tant, aquestes entitats són fundades per grups de tribus pastorals, tal com indica el fet que diverses se'n presenten com a «cases» (Bīt (u)) i prenen el nom d'un avantpassat, com és habitual en entitats d'origen tribal.
Però quan es van consolidar, constituïren regnes reials sobre el model heretat del període anterior, i van participar en una renovació urbana de la zona després d’un període de decadència de l’hàbitat, reurbanitzant certs llocs antics per erigir-hi petits centres fortificats; l'exemple més representatiu de l'Alta Mesopotàmia és Tell Halaf, una ciutadella quadrada amb un complex monumental amb un palau datat del regnat del rei Kapara (segle ix aC, per tant contemporani de l'expansió assiriana), del tipus bit-hilani característic de l'arquitectura sirohitita, amb un pòrtic d'entrada les columnes de les quals recolzen en estàtues d'esfinxs, un edifici on també s'han descobert baixos relleus tallats en lloses de pedra (ortòstats), probablement reutilitzades d’un període anterior. Aquest art i arquitectura tenen moltes semblances amb les d'Assíria (sobretot a Nimrud, que data aproximadament del mateix període): testimonien importants intercanvis culturals entre l'oest i l'est de l'Alta Mesopotàmia. També els devem als arameus la introducció a la Mesopotàmia de l'escriptura alfabètica, amb l'alfabet arameu adaptat del fenici.

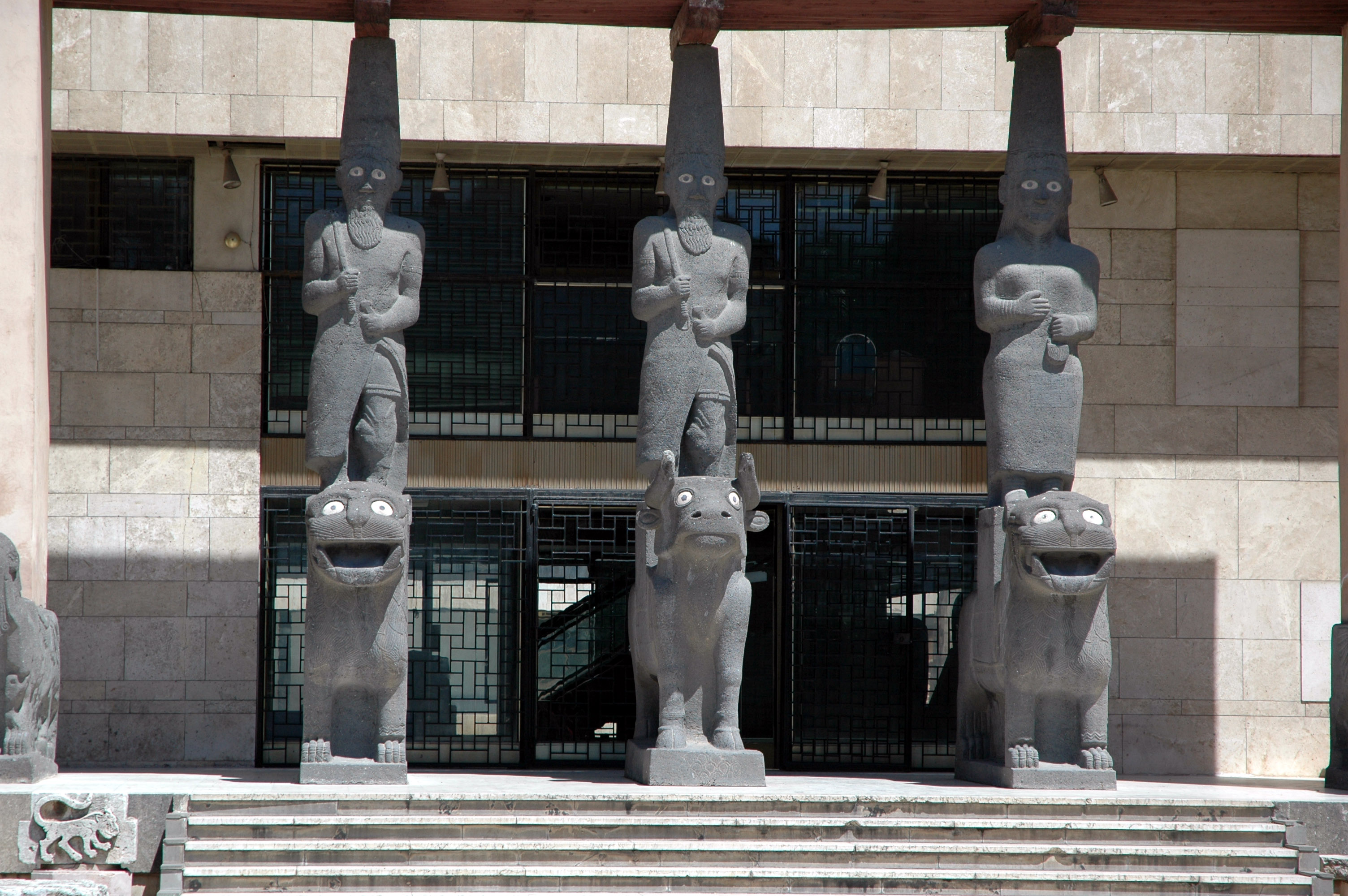
Reconstrucció hipotètica del pòrtic del «temple palau» de Tell Halaf. Museu Nacional d'Alep. 2008
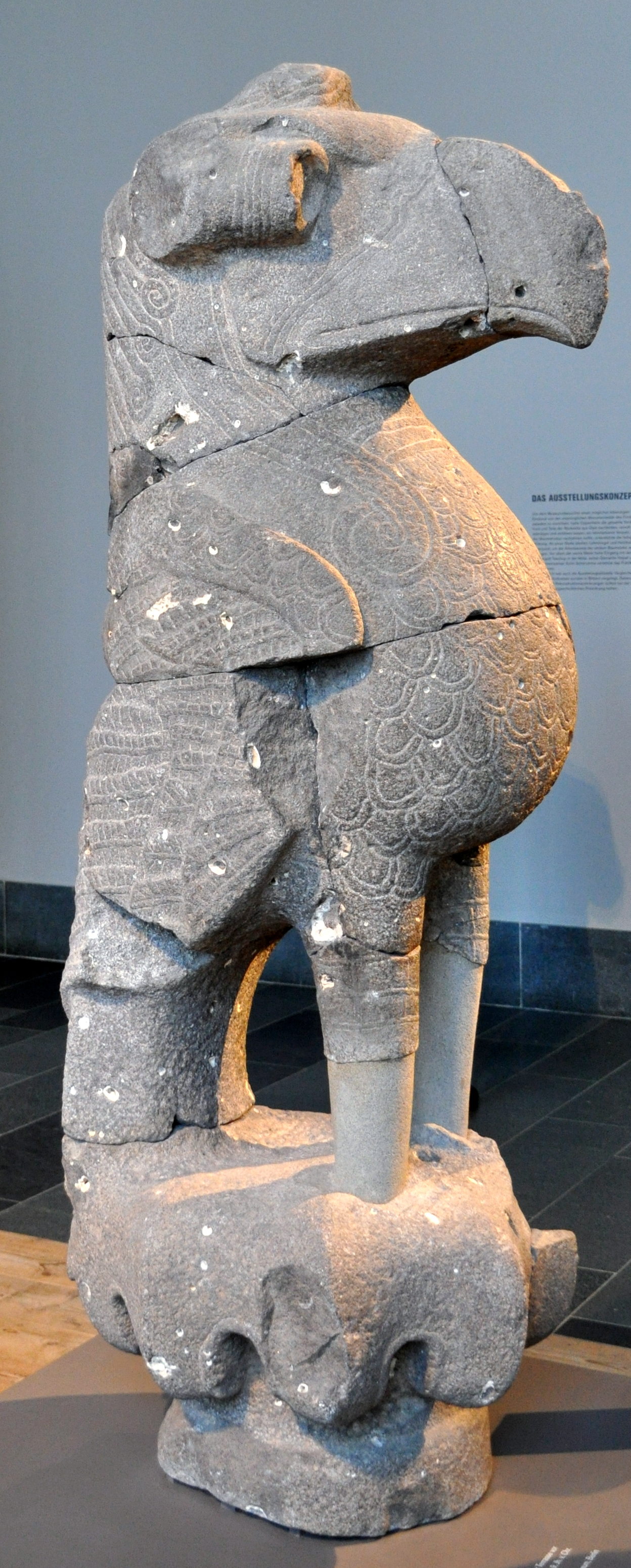
Estàtua colossal d'un ocell, Tell Halaf. Museu de Pèrgam
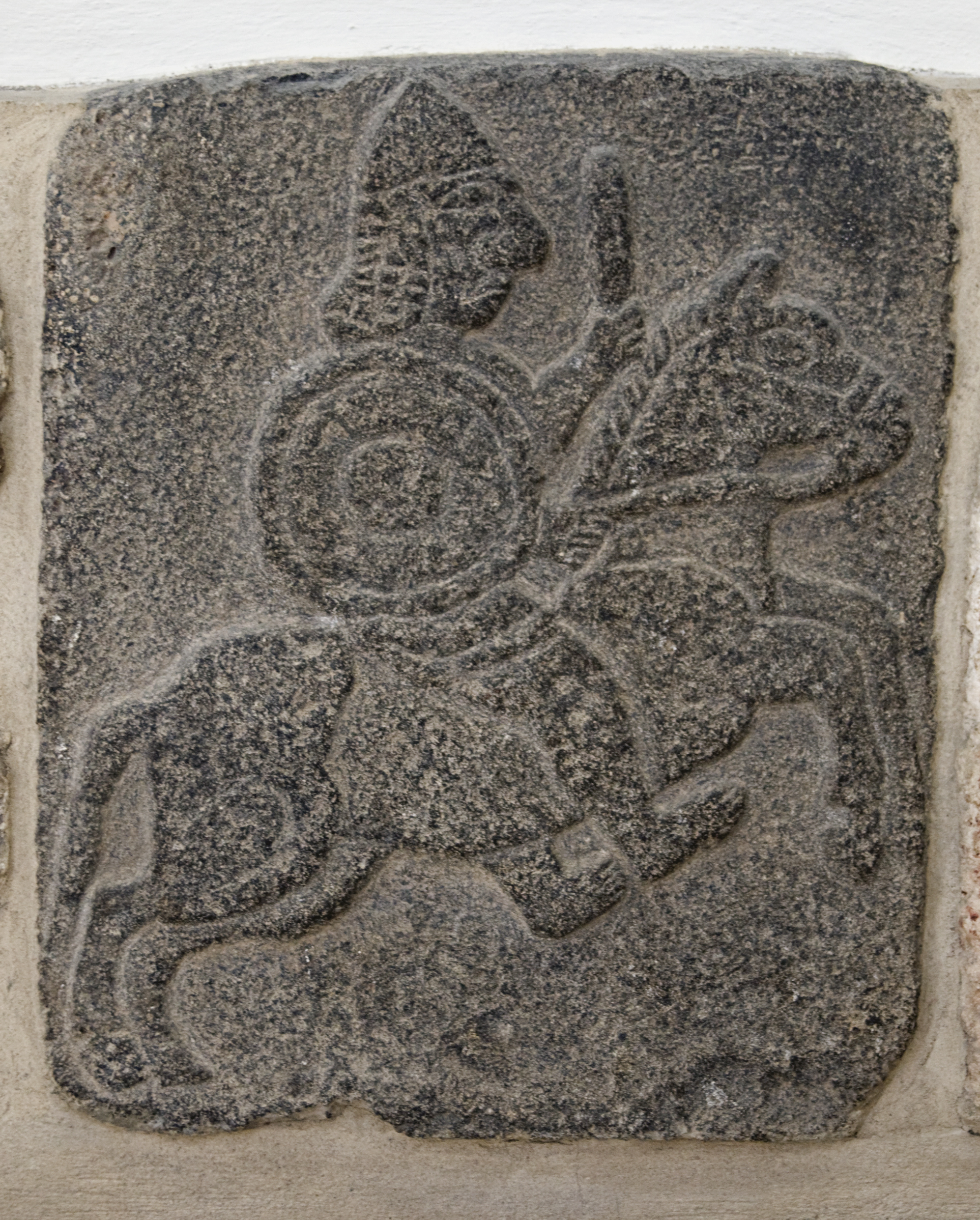
Cavaller, baix relleu sobre ortòstat de Tell Halaf. Museu de Pèrgam
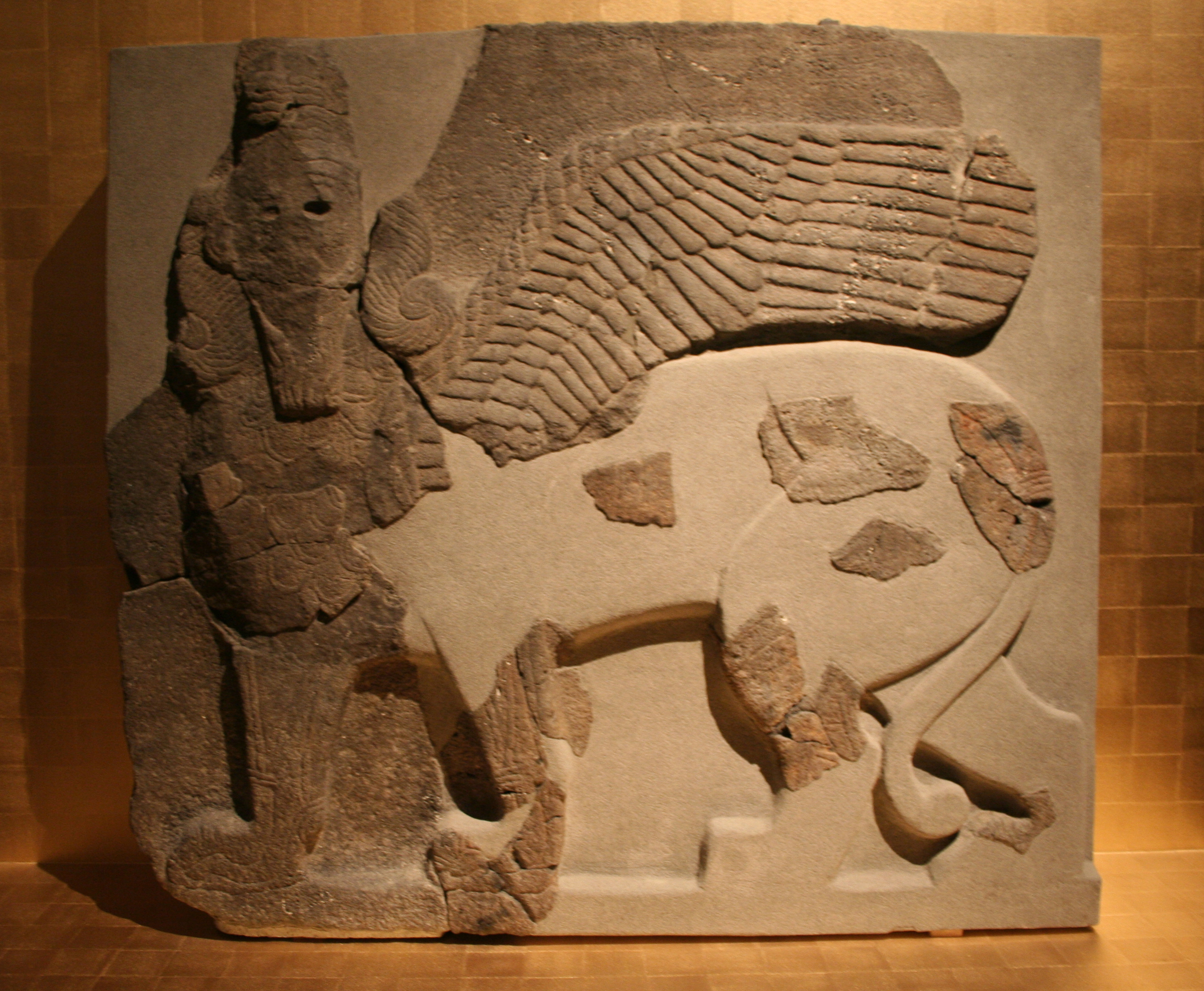
Fragment de lleó androcèfal alat, Tell Halaf. Museu de Pèrgam

Pel que fa als assiris, subsisteixen al cor del seu regne, al voltant de la capital Assur, i també en alguns punts conservats propers als regnes arameus, almenys a l'est de Djezireh fins a Khabur, on conserven els llocs fronterers. L’activitat dels governants assiris als segles xi - x aC no és ben coneguda, però és clar que conserven una línia de reis amb regnes a vegades llargs i les bases del seu poder preserven la seva autoritat a les grans ciutats veïnes (Nínive, Kalkhu, Arbeles). En les darreres dècades del segle x aC, Aixurdan II (934-912 aC) i Adadnirari II (911-891 aC) foren capaços de dur a terme campanyes més ambicioses contra els arameus.

### La inestabilitat de la Babilònia postcassita
Els darrers regnats de la segona dinastia d'Isin estan marcats per les primeres incursions de grups d'arameus a Babilònia, acompanyats d’una altra gent prèviament testimoniada a la zona de l’Eufrates Mitjà i Síria, els suteus (que es van enfrontrar als reis amorrites de Mari). A partir del regnat d'Adadapaliddina (1069-1048 aC), aquestes incursions són prou importants com per saquejar diverses ciutats importants del nord i del nord-oest de Babilònia (Dur-Kurigalzu, Sippar, Nippur, Der). Aquestes incursions van continuar durant les dècades següents, marcades per una forta inestabilitat dinàstica al tron de Babilònia, que són mal documentades. Les llistes reials i cròniques indiquen en tot cas una successió de dinasties efímeres, a diferència d’Assíria, on s'assegura l'estabilitat dinàstica.
Sembla que els arameus i els suteus van causar molts estralls en aquest període, i Babilònia se submergí en el caos a finals del segle xi i principis del segle x aC, com ho demostra un text mitològic posterior, l'Epopeia d'Erra, que tenia com a objectiu donar una explicació teològica a aquests temps problemàtics, explicant que la zona s'hauria lliurat a la fúria del déu destructor Erra quan es va retirar el gran el déu nacional Marduk. Aquest període és poc documentat per fonts contemporànies.
Quan la situació es fa més clara a principis del segle ix aC, sembla que hagi hagut moviments significatius de població; els suteus no apareixen com a elements importants, en canvi els arameus estan ben establerts al nord-oest de Babilònia, al voltant del Tigris, on s'organitzen segons un mode de vida tribal i pastoral. També apareix un altre grup ètnic, els caldeus, els orígens dels quals són obscurs; generalment es considera que són una altra població d’origen semític occidental, però podrien ser poblacions indígenes a les zones humides de l'extrem sud de Babilònia. Es localitzen principalment en aquesta zona, però també al nord-oest de Babilònia, organitzats també segons un principi tribal («cases», Bīt (u)), però són poblacions d'agricultors sedentaris, amb pobles i d'establiments fortificats servint com a capitals dels seus territoris. Les grans ciutats babilòniques van experimentar aleshores una marcada disminució, i els sobirans que regnen sobre Babilònia dominen sens dubte només aquesta ciutat i la rodalia, al voltant de l’Eufrates.

## L'era dels imperis mesopotàmics
Al final de la fase de transició entre l'edat del bronze i l'edat del ferro, la situació política a Mesopotàmia està marcada per l’afirmació d'Assíria com únic poder hegemònic, Babilònia es veié immersa en una situació de fragmentació política que limita la influència dels reis de Babilònia. Assíria constitueix gradualment un imperi que abasta l'Alta Mesopotàmia, i s'estén sobre Síria, el Llevant i Babilònia, i les regions veïnes. Els governants assiris obren per tant l'era dels grans imperis de l'Orient Mitjà, formacions polítiques característiques d'aquesta regió durant els següents mil·lennis.
Assíria fou finalment enderrocada per una coalició de dos dels seus antics vassalls, els babilonis i els medes. Els primers van prendre la continuïtat imperial durant menys d'un segle abans de ser derrotats pels perses.

### La nova expansió assíria
Durant els regnats d'Aixurdan II (934-912 aC) i Adadnirari II (911-891 aC), Assíria va emprendre la seva expansió contra els regnes arameus, implementant progressivament una pràctica de campanyes sistemàtiques contra ells, amb resultat de setges, saquejos i presa d'homenatges. És el començament de l’època anomenada «neoassíria». Els regnes arameus es defensen ràpidament contra aquest adversari. Durant els regnats d'Assurnasirpal II (883-859 aC) i Salmanassar III (858-824 aC), Assíria domina definitivament sobre els regnes arameus i neohitites de Síria, i fins a la costa mediterrània, ja que el segon sotmet ciutats de Fenícia i Palestina. Per tant, aquest període comença com una empresa per reconquerir l'espai dominat durant el període assiri mitjà (c. 1400-911 aC) per arribar-ne finalment més enllà. A manca d'un adversari del mateix nivell que els assiris, les seves campanyes difícilment es veuen obstaculitzades fins a la batalla de Qarqar (853 aC), en què s'enfronten amb una coalició de dotze reis de Síria i del Llevant. En aquella època, l'exèrcit assiri no tenia rivals i duia a terme campanyes gairebé cada any. Els reis de les regions que travessava es veien obligats generalment a donar lleialtat als assiris i a pagar-los un tribut. Les revoltes acabaven en setges i una repressió ferotge, marcada per saquejos, massacres i deportacions, establint una veritable política de terror entre els vençuts.

Les diferents fases d’expansió de l’imperi neoassiri
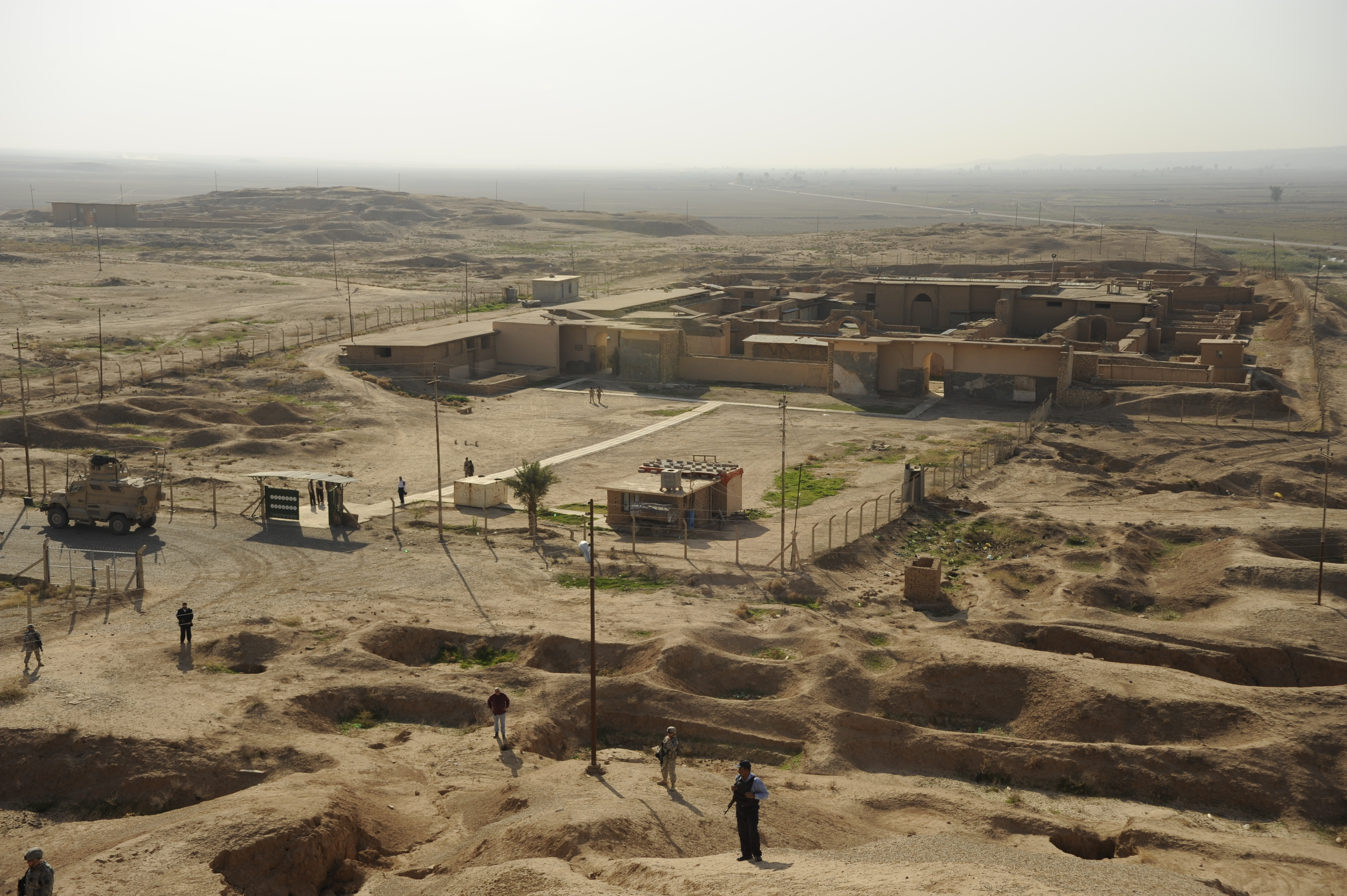
Les ruïnes del Palau nord-oest de Kalkhu / Nimroud, després de la seva restauració per les autoritats iraquianes, 2008
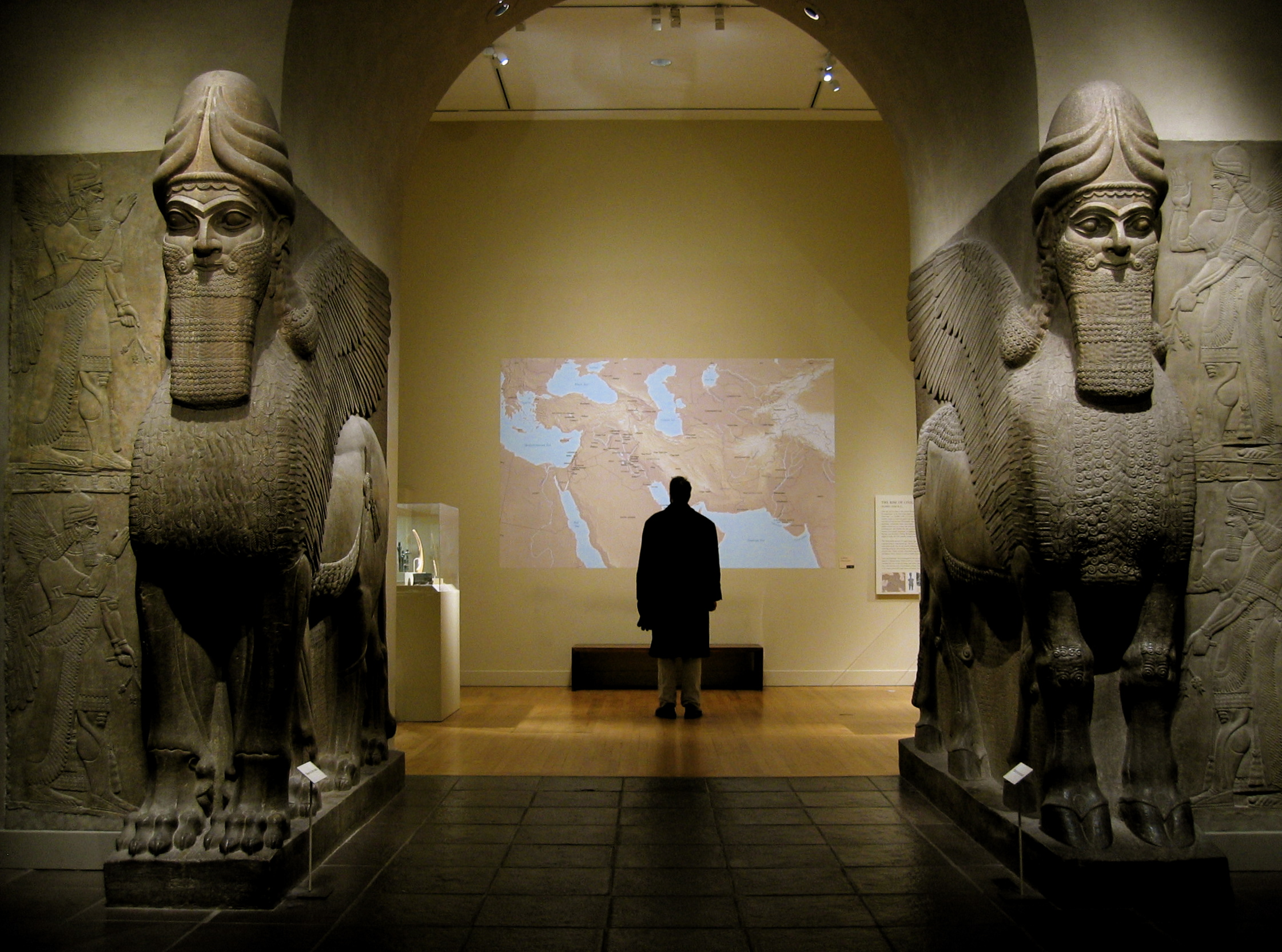
Dues d’estàtues guardianes d’una porta del Palau nord-oest.  Museu Metropolità d'Art
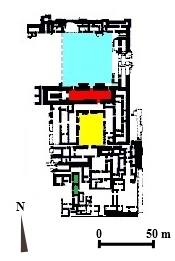
Mapa del Palau nord-oest. Sala del tron (vermell), pati principal de la zona pública (babānu) (blau), pati principal de l'espai privat (bitānu) (groc), i tombes de les reines (verd)

Assurnasirpal II emprèn la construcció d’una nova capital assíria a la ciutat de Kalkhu (l’actual Nimrud, que estava poblada per deportats de les zones sotmeses a campanyes militars assíries), que és objecte de grans obres urbanístiques i del desenvolupament del gran Palau nord-oest de la seva ciutadella, al costat d'alguns temples. És el primer exemple de palau reial neoassiri planificat, organitzat al voltant d'una zona pública per a l'administració, separat de la zona privada on el rei i la família reial viuen per una sala del tron decorada amb estàtues, genis androcefàlics alats i nombrosos baixos relleus de genis protectors i de commemoració de les campanyes militars del sobirà, acompanyats d'inscripcions a la seva glòria. Aquest període va veure el desenvolupament de llargues inscripcions reials que commemoraven les campanyes militars dels reis assiris, en forma d'annals, però també les seves obres de constructors (sobretot la construcció de Kalkhu). L'art que commemora els èxits dels reis assiris es manifesta no sols en forma de baixos relleus al palau, sinó també en esteles, estàtues i portes, com es mostra en els relleus de bronze de les portes de Balawat. Per tant, aquests textos i imatges pretenen demostrar el poder dels sobirans assiris al servei del déu nacional Asshur, que era considerat el veritable cap del regne.

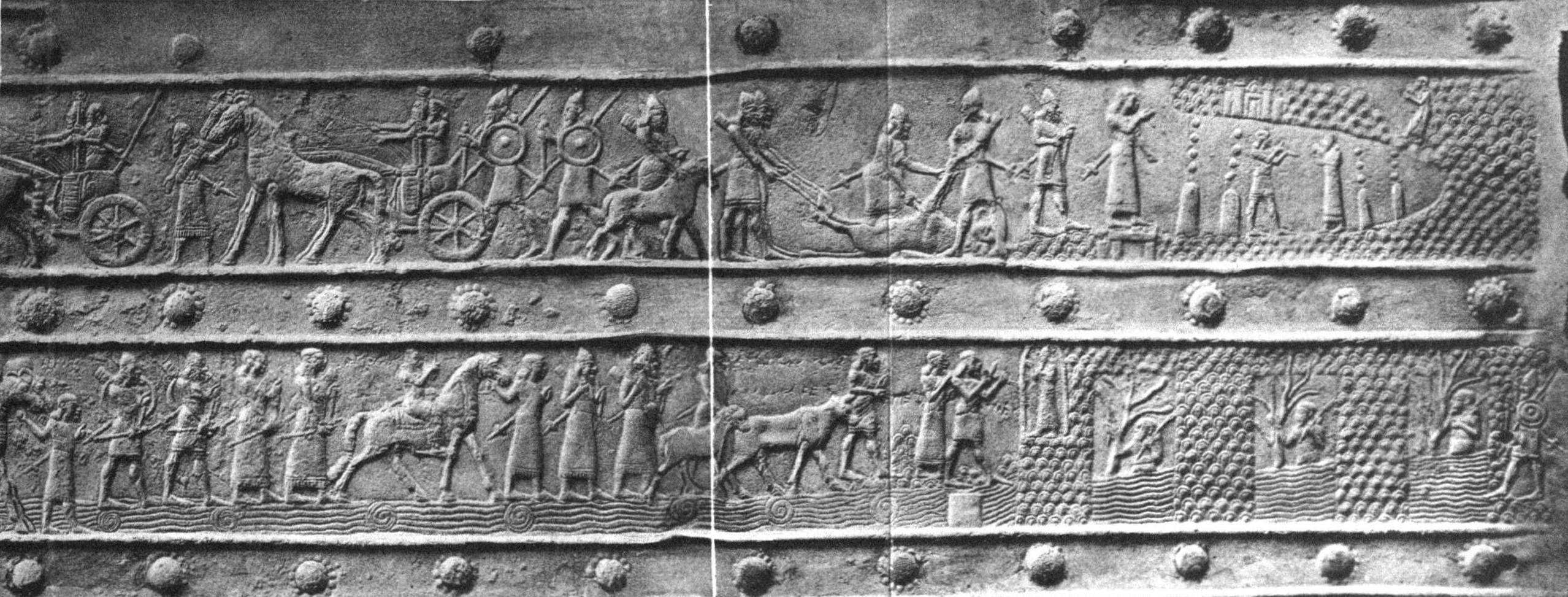
Placa de bronze tallada a les portes de Balawat, que commemora diverses victòries de Salmanassar III
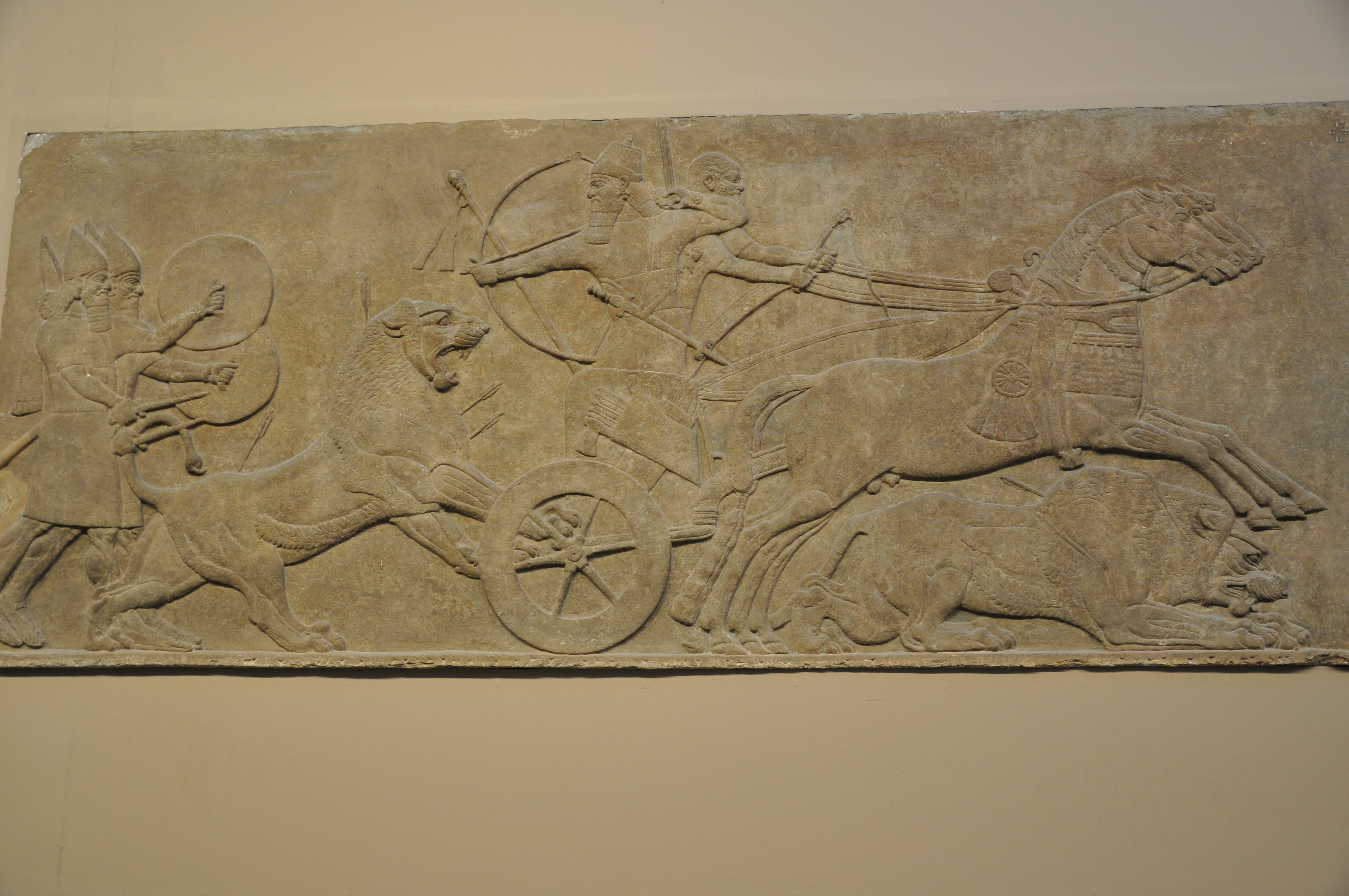
Escena de caça reial. Museu Britànic
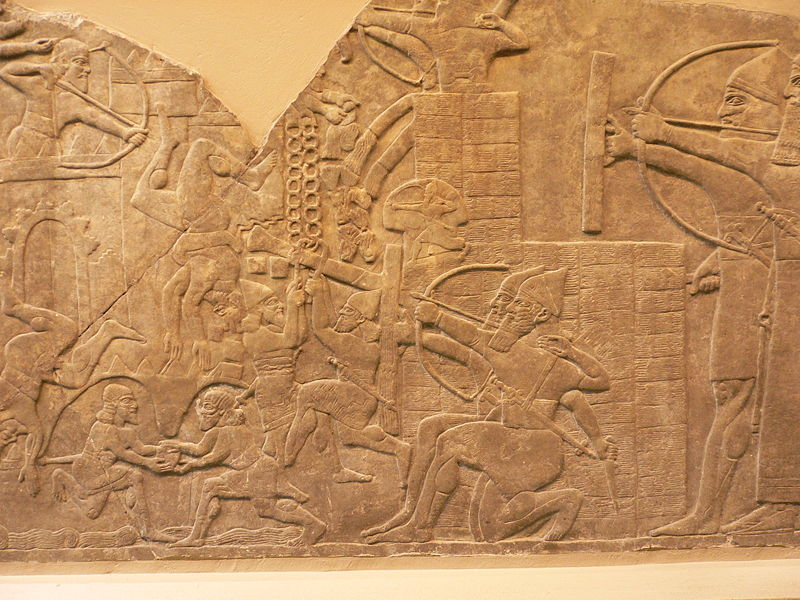
Assalt a una ciutat amb engins de setge. Museu Britànic

La situació del Regne babilònic és molt menys estable, amb una inestabilitat dinàstica contínua mentre apareixen entitats polítiques autònomes (caldeus, arameus i algunes ciutats independents de facto). Diversos conflictes enfronten els reis de Babilònia als d’Assíria a principis del segle ix aC. Nabû-shuma-ukin I (899-888 aC) i Nabû-apla-iddina (888-855 aC) assoleixen restaurar la situació al nord de Babilònia, segons van demostrar les empreses de restauració del culte pel segon a Sippar, i a establir relacions amistoses amb Assíria. Salmanassar III intervé així per ajudar Marduk-zakir-shumi (854-819 aC) a resoldre un conflicte d’herència i durant la seva campanya derrota alguns principats caldeus que havien guanyat al poder. El seu fill Xamxi-Adad V (824-811) demanà al rei babiloni que l'ajudés durant la seva successió, i després va intervenir en els assumptes babilònics durant les disputes successòries. El regnat d'Adadnirari III (811-783 aC) confirma que Assíria és un actor clau en els assumptes d'una Babilònia dividida, on les confederacions caldees són cada cop més importants, fins al punt que alguns dels seus caps ascendeixen al tron de Babilònia, però sense crear una dinastia duradora.

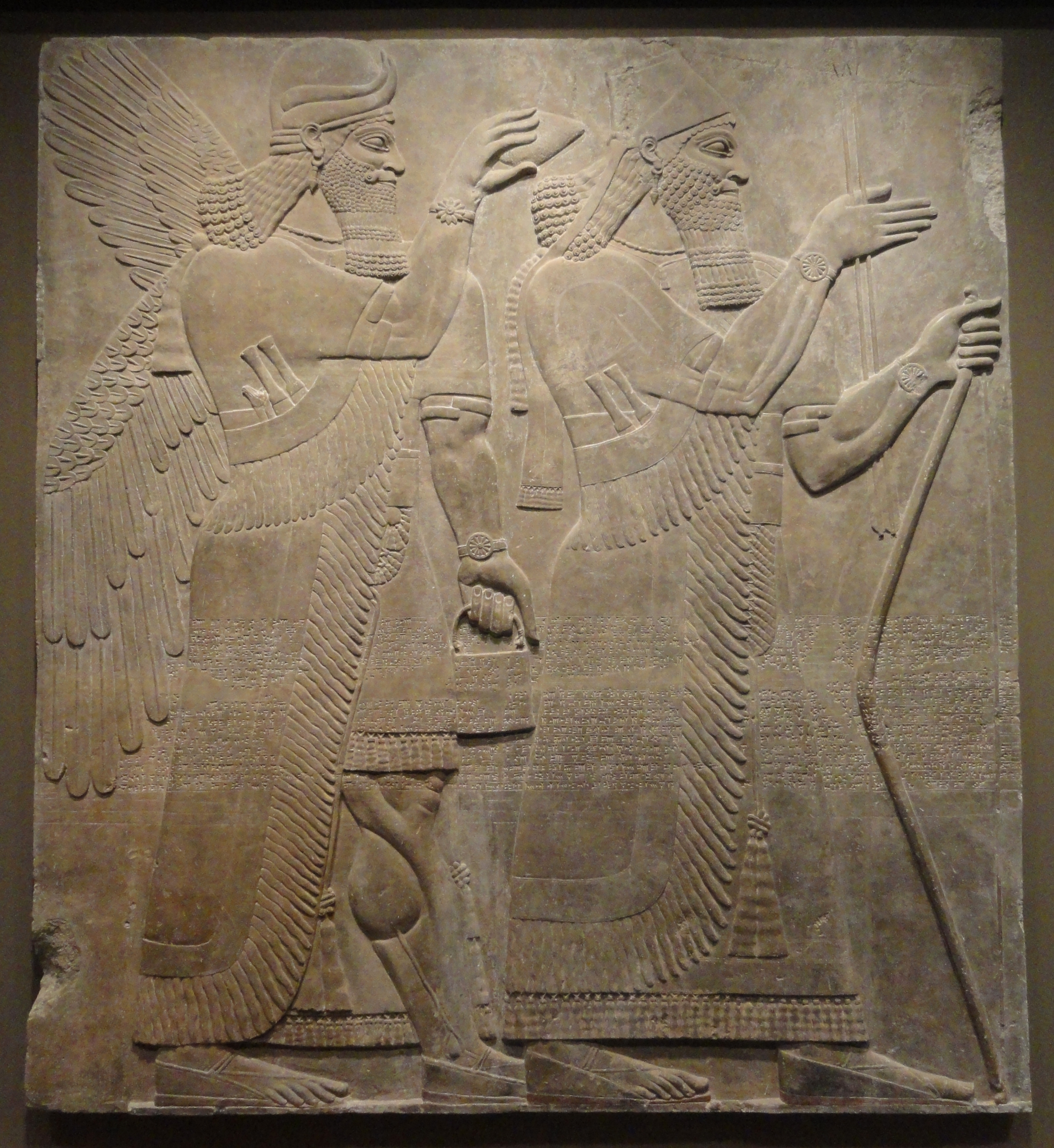
Assurnasirpal II i un geni alat. Hood Museum of Art
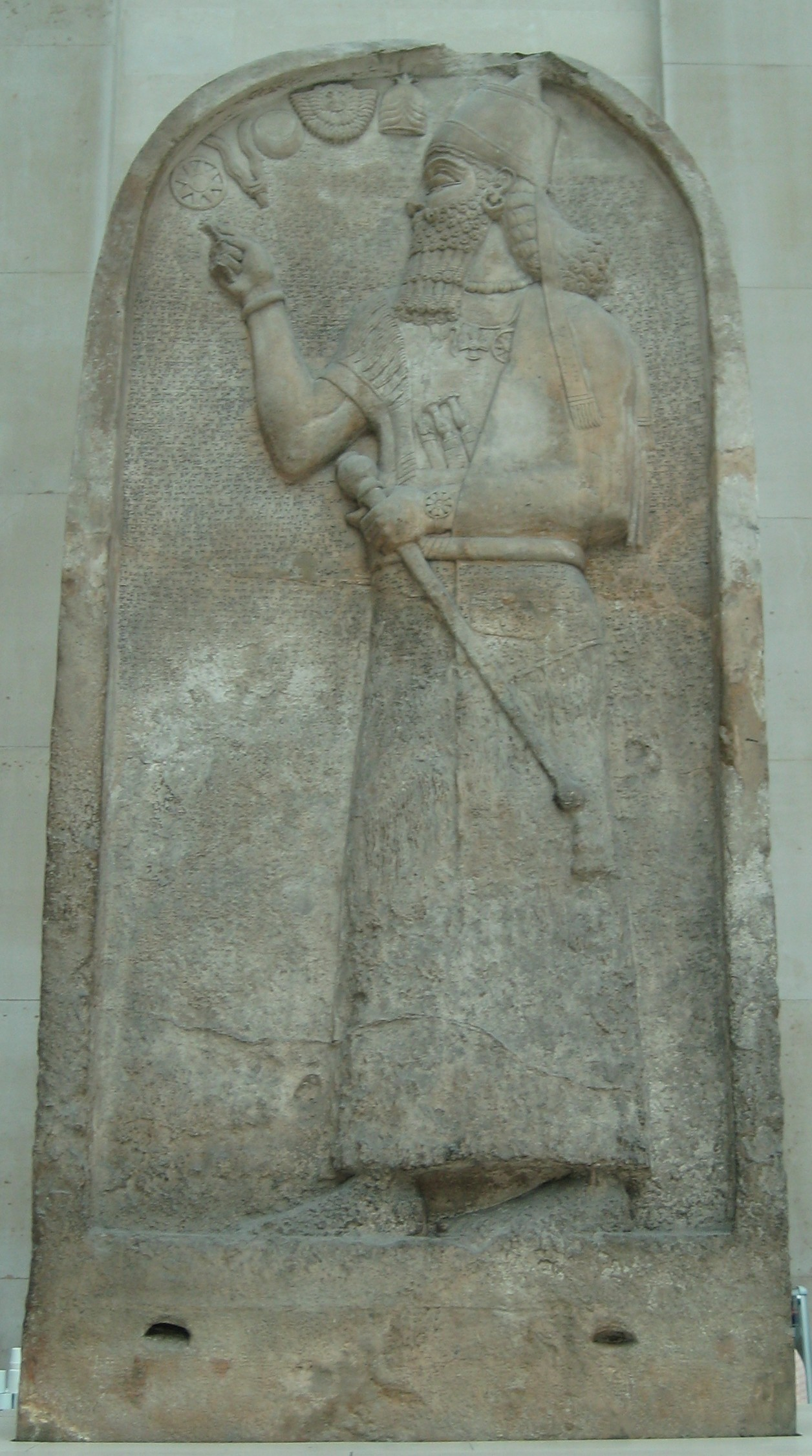
Estela d'Assurnasirpal II. Museu Britànic
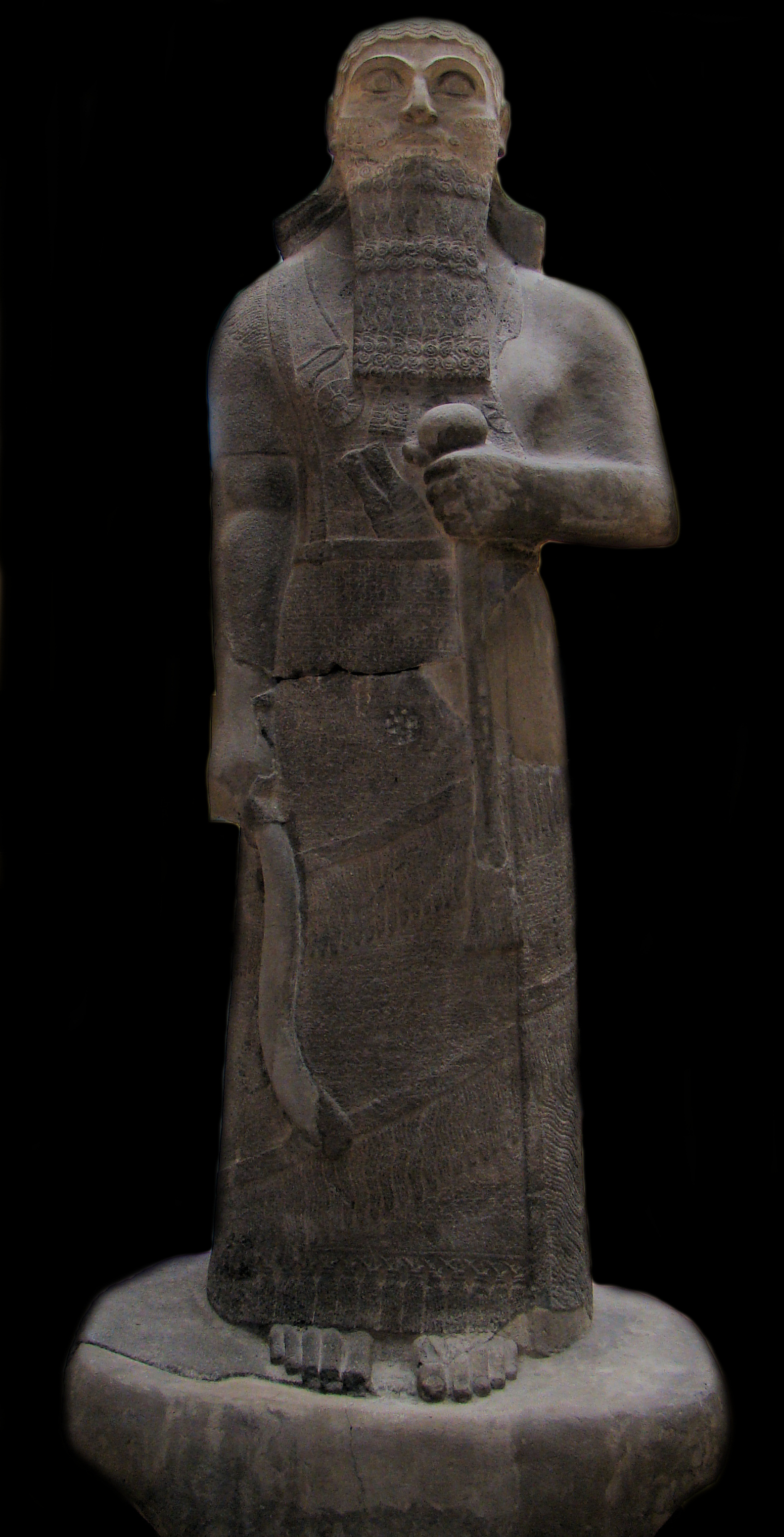
Estàtua de Salmanassar III d'Assur. Museu Arqueològic d'Istanbul
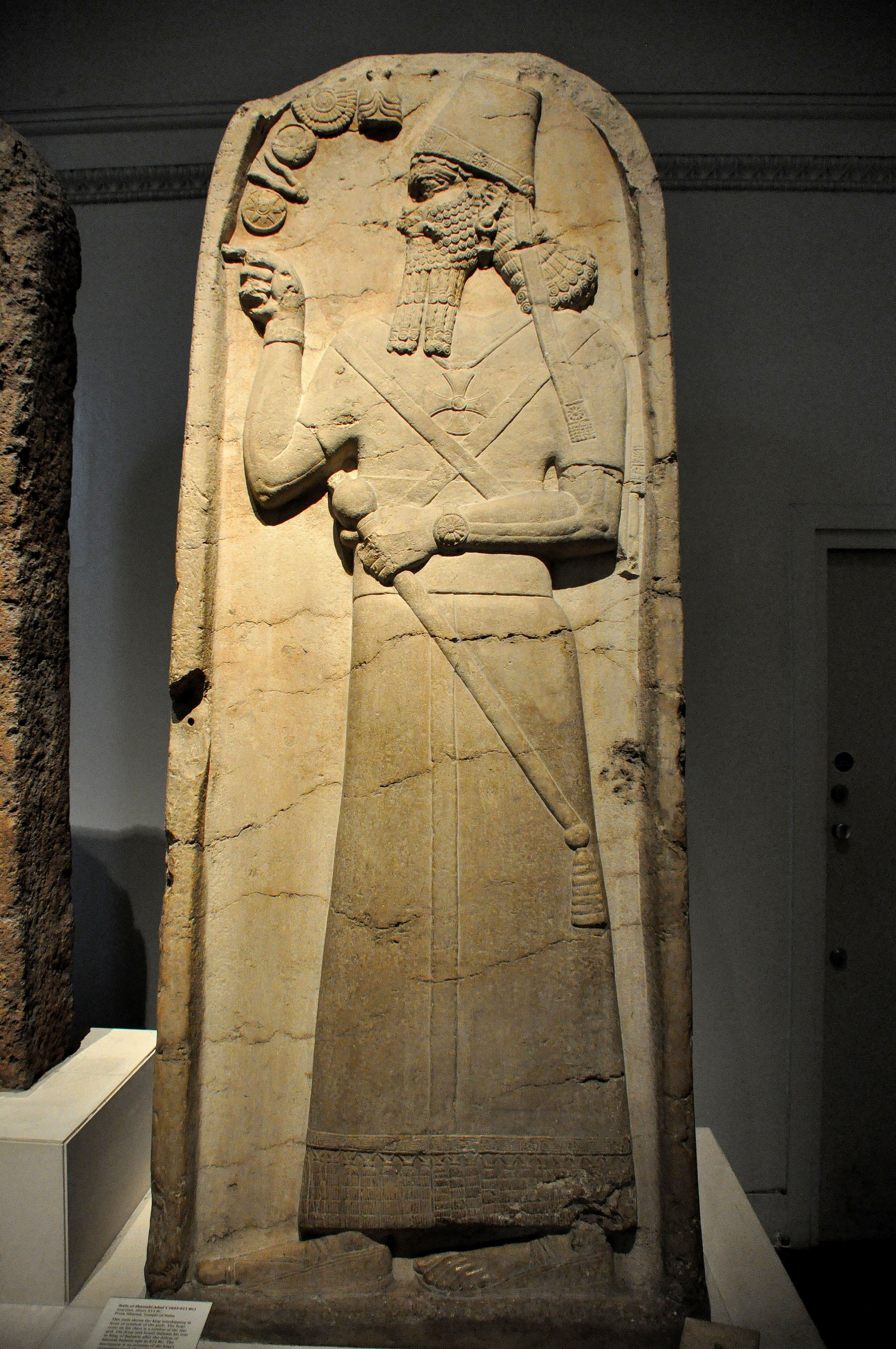
Estela de Xamxi-Adad V trobada al temple de Nabu a Nimrud. Museu Britànic
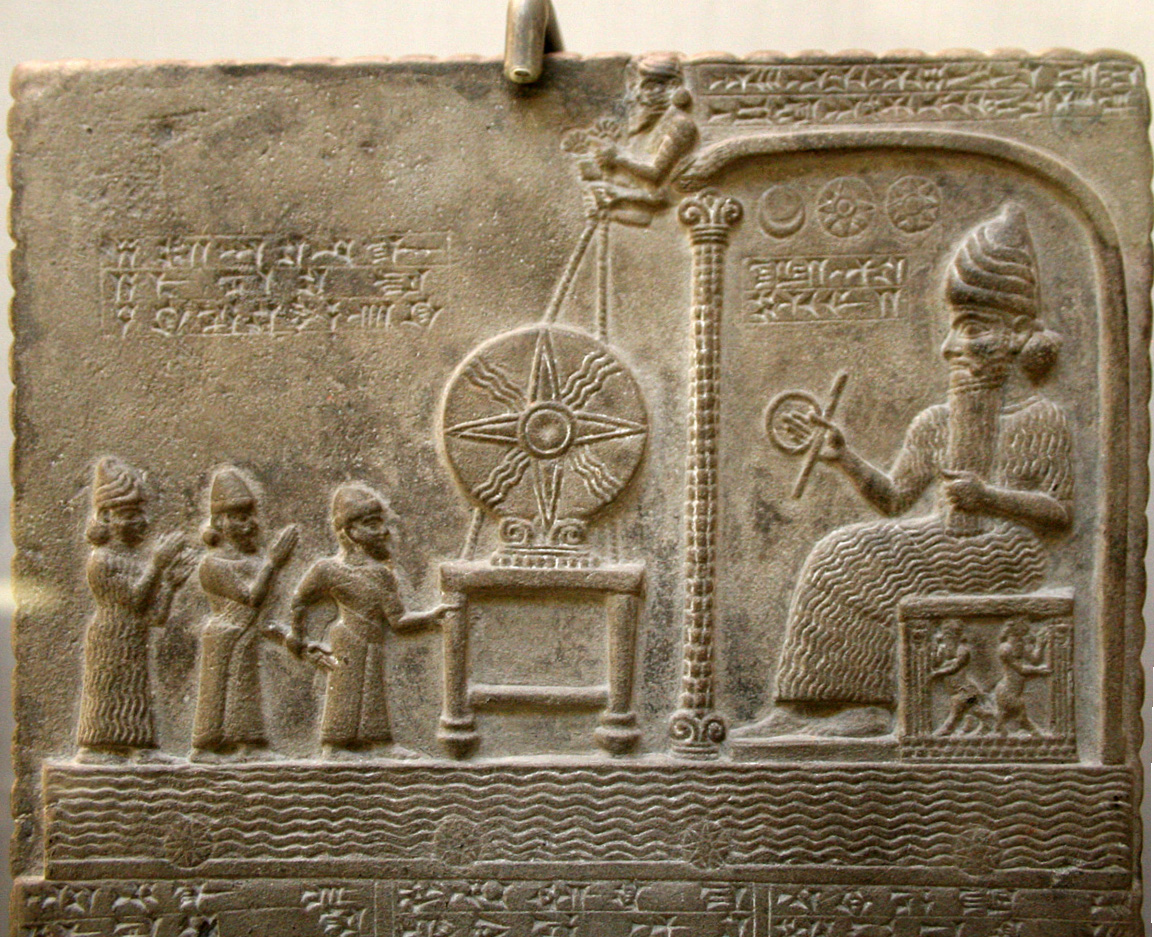
Baix relleu de la Tauleta de Xamaix, de Sippar, que representa el rei babiloni Nabu-apla-iddina introduït per dues deïtats protectores prop del déu Xamaix assegut al seu tron. Museu Britànic

Tanmateix, a la primera meitat del segle viii aC Assíria apareix menys poderosa que abans, tot i que segueix sent hegemònica, malgrat l'ascens del Regne d'Urartu, el centre del qual es troba a l'est d'Anatòlia i Armènia, a la seva frontera nord. Els sobirans assiris, que continuen regnant a Kalkhu, on construeixen diversos palaus, perden influència en els afers del regne, davant l’augment del poder dels seus turtanu (grans generals), sobretot Xamxi-ilu, que s'instal·la a Til Barsip (Tell Ahmar), on erigeix un palau des d'on actua com a «virrei» en les regions occidentals dominades per Assíria. Els governadors assiris prenen més poder, de vegades combinant el lideratge de diverses províncies. El Regne assiri va experimentar manifestament una extensió sense precedents sense adaptar la seva estructura interna, i permeté als alts dignataris agafar més influència a les zones conquerides, lluny del control del rei.

### L'Imperi neoassiri
Assíria coneix una nova fase d’expansió a partir del regnat de Teglatfalassar III (744-727 aC), sens dubte un membre de la família reial que va usurpar el tron, que des del començament del seu regnat derrota una coalició organitzada pel Regne d'Urartu a Síria, per després derrotar i annexionar diversos regnes arameus. En lloc de deixar els reis vassalls al capdavant, va establir governadors, transformant les regions subjugades en províncies assíries. Aquest procés d'integració política reforça l'estructura de l'estat assiri, que realment pren una forma «imperial». Aquest regnat també va veure els primers enfrontaments contra les tribus àrabs a l’oest. La darrera important campanya de Teglatfalassar III portà a la submissió de Babilònia, on va ser proclamat rei, amb el nom de Pûlu.
El seu fill i successor Salmanassar V (727-722 aC), també rei de Babilònia, lidera una campanya a Llevant, on destrueix notablement Palestina, però és enderrocat en condicions no determinades per un altre príncep assiri, que es converteix en rei sota el nom de Sargon II (722-705 aC). El començament del regnat de Sargon II és difícil, ja que ha de tornar a pacificar les regions llevantines, on Egipte té la intenció de bloquejar l'expansió assíria donant suport a les revoltes i a Babilònia, que finalment ha de deixar un sobirà caldeu, Marduk-Apal-Iddina II, per mirar cap als països àrabs i especialment Anatòlia. El 714 aC, les tropes assíries van dirigir una campanya a Urartu, i debiliten considerablement aquest adversari. Després va tornar a Babilònia, on derrotà Marduk-Apal-Iddina II, que havia rebut el suport d'Elam. Sargon II va morir el 705 en una campanya contra Tabal, a Anatòlia.

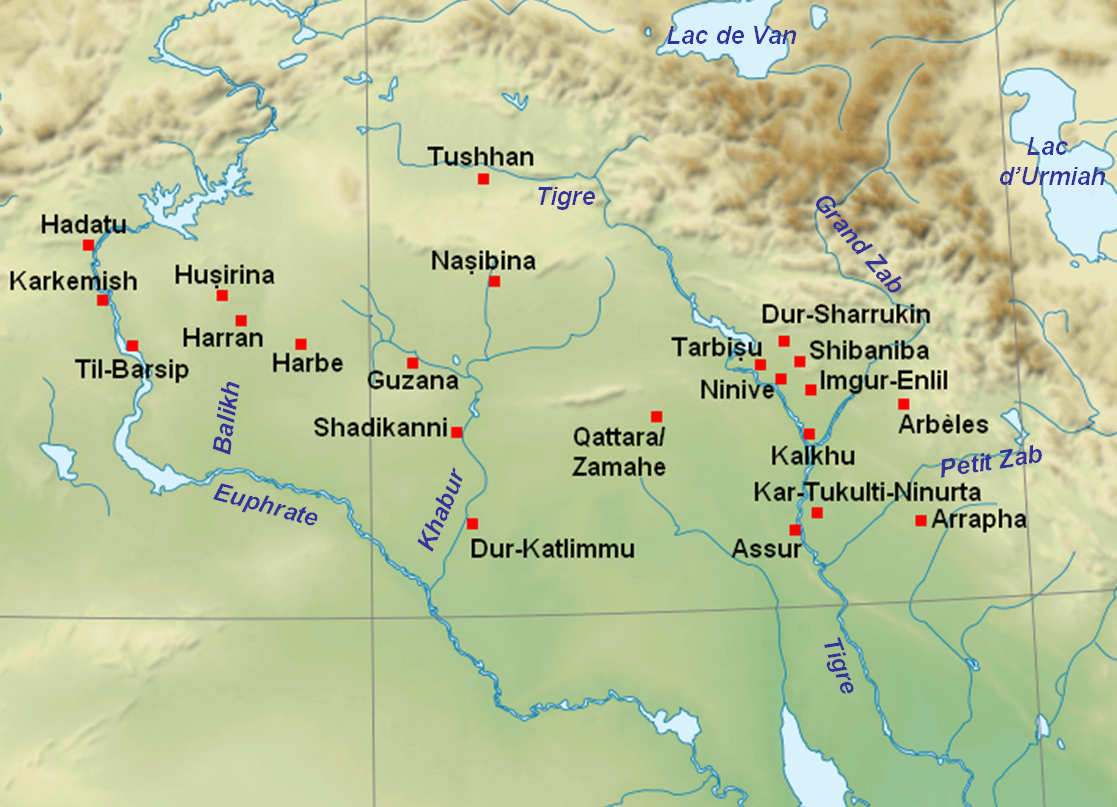
Ubicació de les principals ciutats de l'Alta Mesopotàmia neoassíria
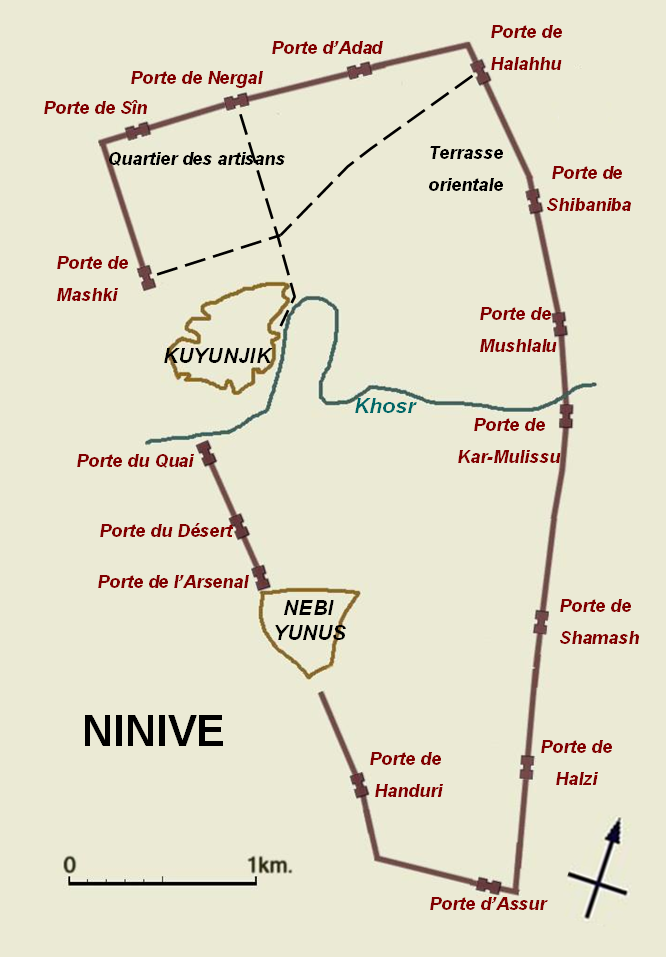
Nínive al segle vii aC: centre politic-religiós sobre el tell de Quyunjik, arsenal sobre el tell Nebi Yunus
Mapa de localització de les àrees excavades dels principals edificis del tell de Quyunjik, el centre polític-religiós de Nínive

Els tres successors de Sargon II, sobrenomenats «Sargonides», van dirigir un imperi sense equivalent anterior, i van portar les seves fronteres encara més lluny, sense haver d'aturar el cicle de conflictes que les seves tropes havien d'enfrontar, que eren principalment revoltes de províncies i vassalls rebels.
El regnat de Sennàquerib (704-681 aC) destaca notablement per nombroses intervencions a Babilònia, on instal·la el seu fill per regnar, però aquest finalment és assassinat pels elamites, que comporta una rèplica assíria que condueix al saqueig de Babilònia el 690 aC. El seu regnat acaba amb el seu assassinat per un dels seus fills, però això no impedeix que el seu successor designat, Assarhaddon (681-669 aC) prengués el poder després d'una curta guerra civil.

Dur-Sharrukin (Khorsabad) a finals del segle vii aC
Plànol de l'acròpolis de Dur-Sharrukin (Khorsabad)

Assarhaddon emprén la restauració de Babilònia, on actua com a rei local. S'enfronta al nord i a l'est de les seves fronteres amb l'aparició de certs pobles (els cimmeris i els escites), i l'enfortiment d'altres (els manneans i sobretot els medes, que viuen un procés d'integració política). A l’oest, intervé contra les campanyes egípcies, i les seves tropes penetren a Egipte i prenen Memfis el 671 aC. Assarhaddon va morir al retorn d’aquesta campanya.

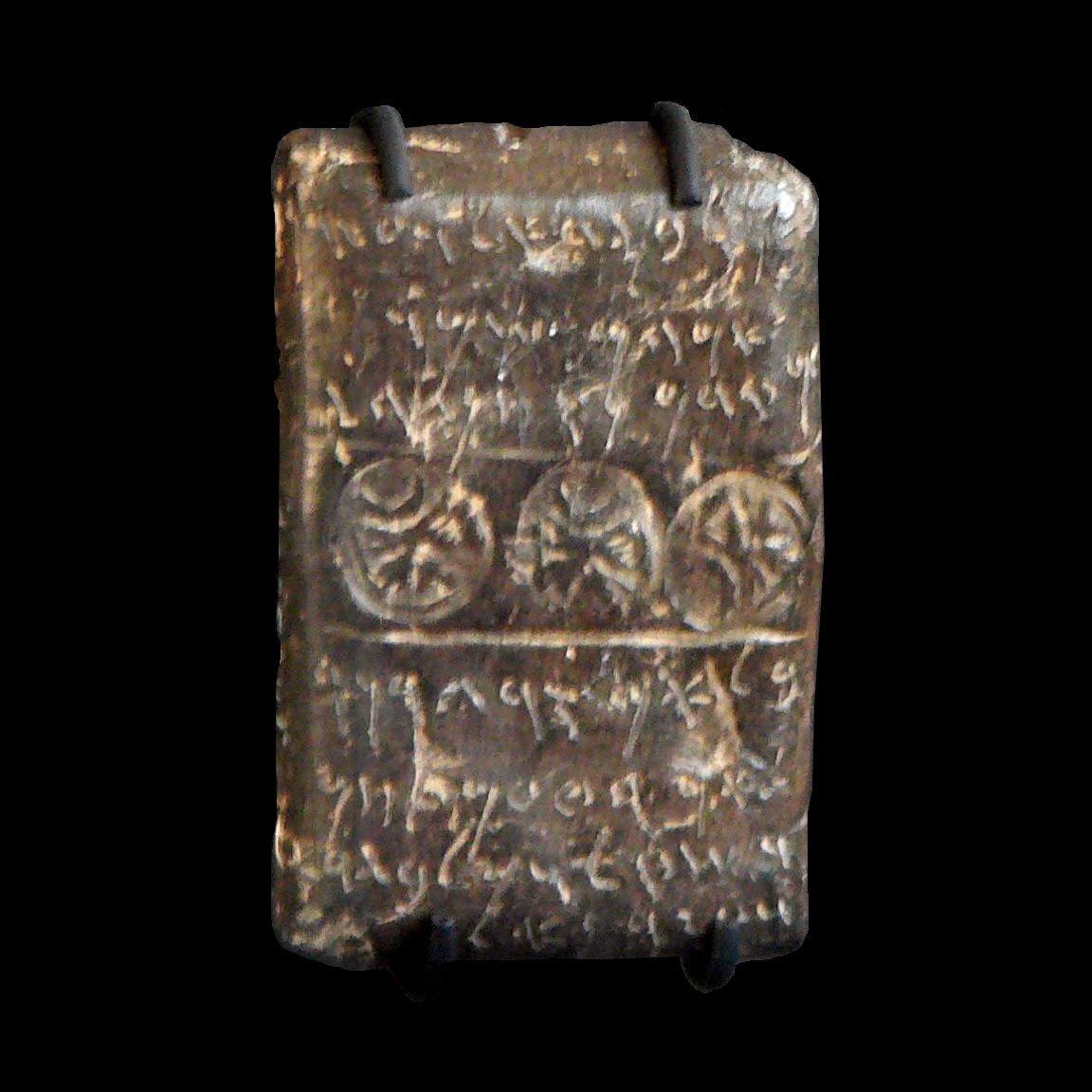
Tauleta jurídica en alfabet arameu de Djezireh (Síria). Període neoassiri (635 aC). Museu del Louvre
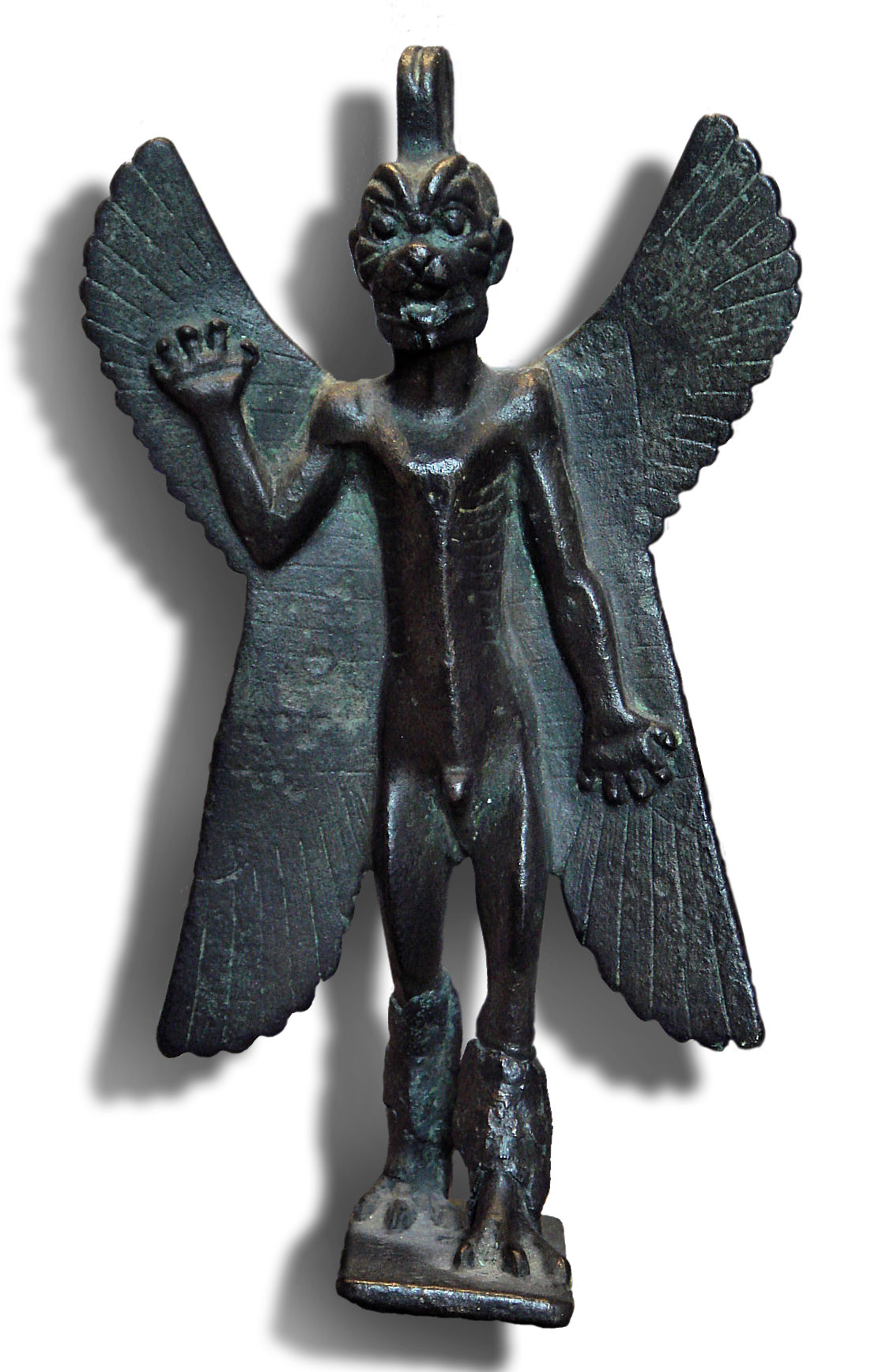
Estàtua protectora de bronze del dimoni Pazuzu. Museu del Louvre
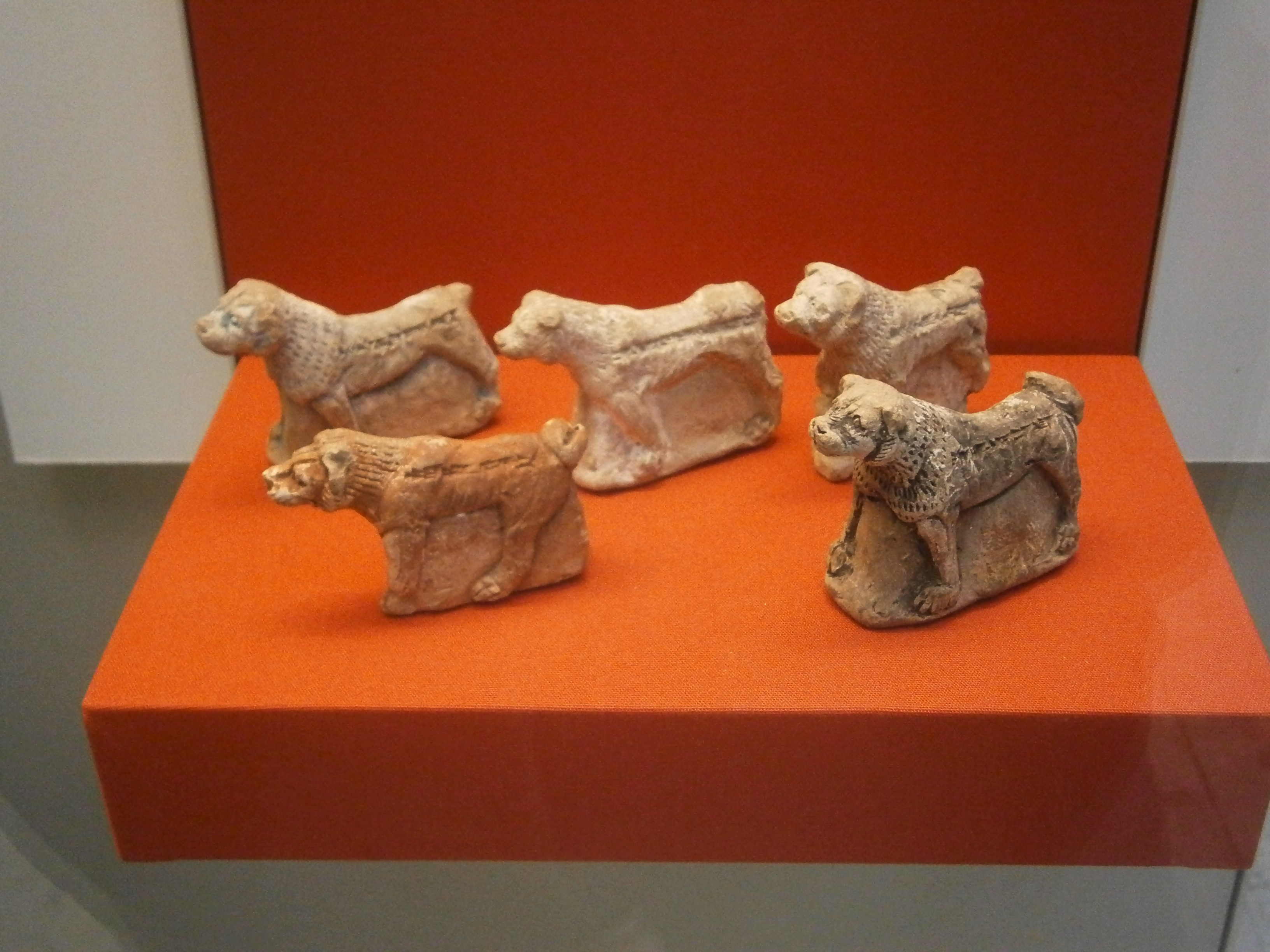
Estàtues protectores de terracota que representen gossos. Museu Britànic

El seu fill Assurbanipal (669-630 o 627 aC) el succeí sense dificultats. Es planificà la seva successió durant la vida del seu pare i fou recolzada per la poderosa reina mare Naqi'a Zakutu, i com a prevenció feu que el seu germà (i potencial rival) Shamash-shum-ukin fos el rei de Babilònia com a vassall. L’inici del regnat d’Assurbanipal es veu reforçat per campanyes assíries a l'orient i centre d'Anatòlia, i per una nova expedició a Egipte (que aquesta vegada arriba a Tebes). El 652 aC, el seu germà Shamash-shum-ukin s'aixeca contra ell amb una revolta a Babilònia, amb el suport d'Elam i les tribus àrabs. Al final d’un conflicte difícil, Babilonia és presa el 648 aC i el rebel mor, i per venjar-se dels elamites saqueja Susa el 646 aC, i a l’any següent sotmet les tribus àrabs després una important campanya. Per tant, Babilònia segueix sota control després d’un conflicte difícil, però al mateix temps Egipte s'allunyava de la tutela assíria. Els darrers anys del regnat d'Assurbanipal estan poc documentats, fins a l'any de la seva mort, que es discuteix (entre 630 i 627 aC).

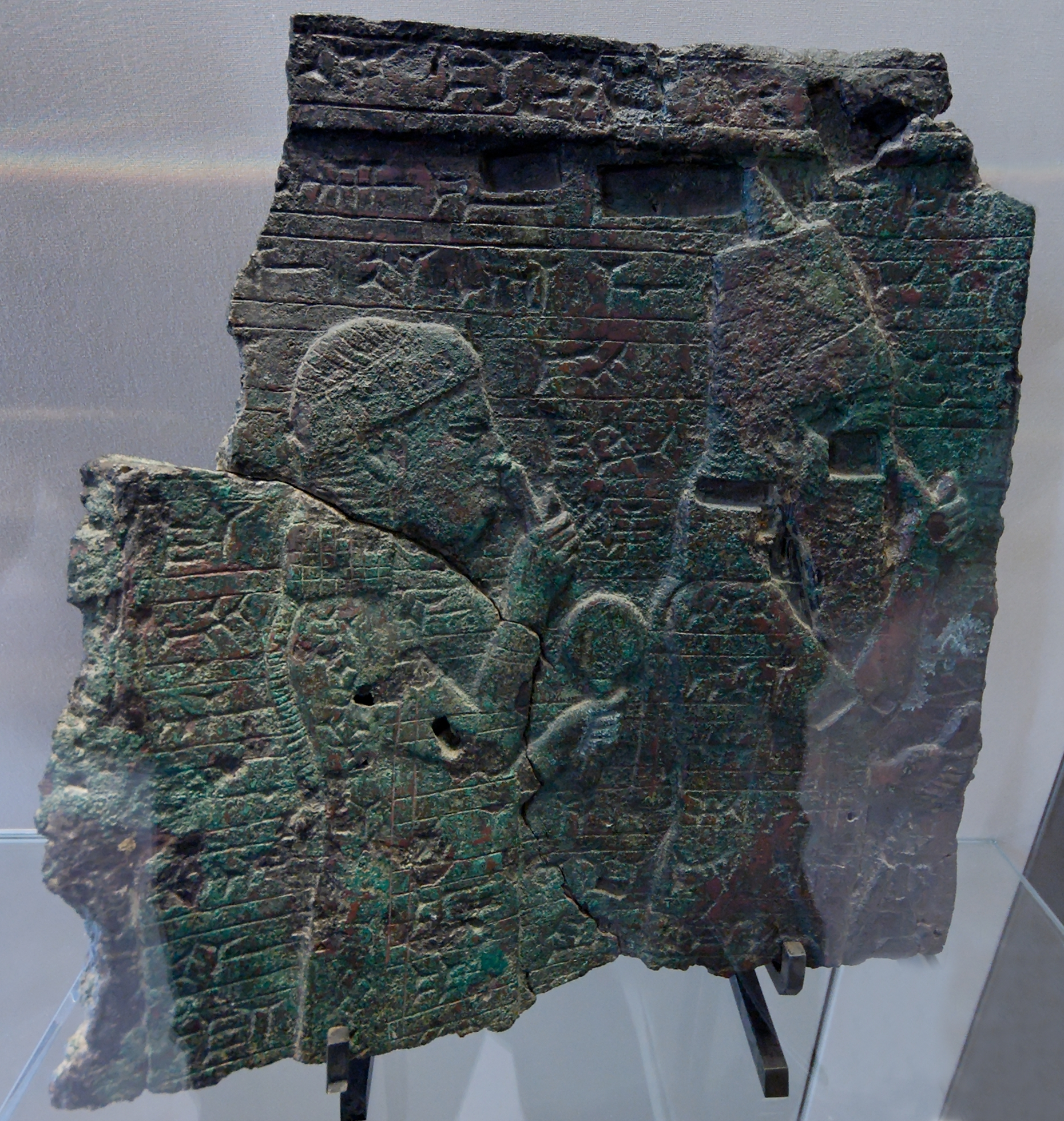
Una placa de bronze de Babilònia amb representació de la reina mare Naqi'a / Zakutu, darrere del seu fill el rei Assarhaddon
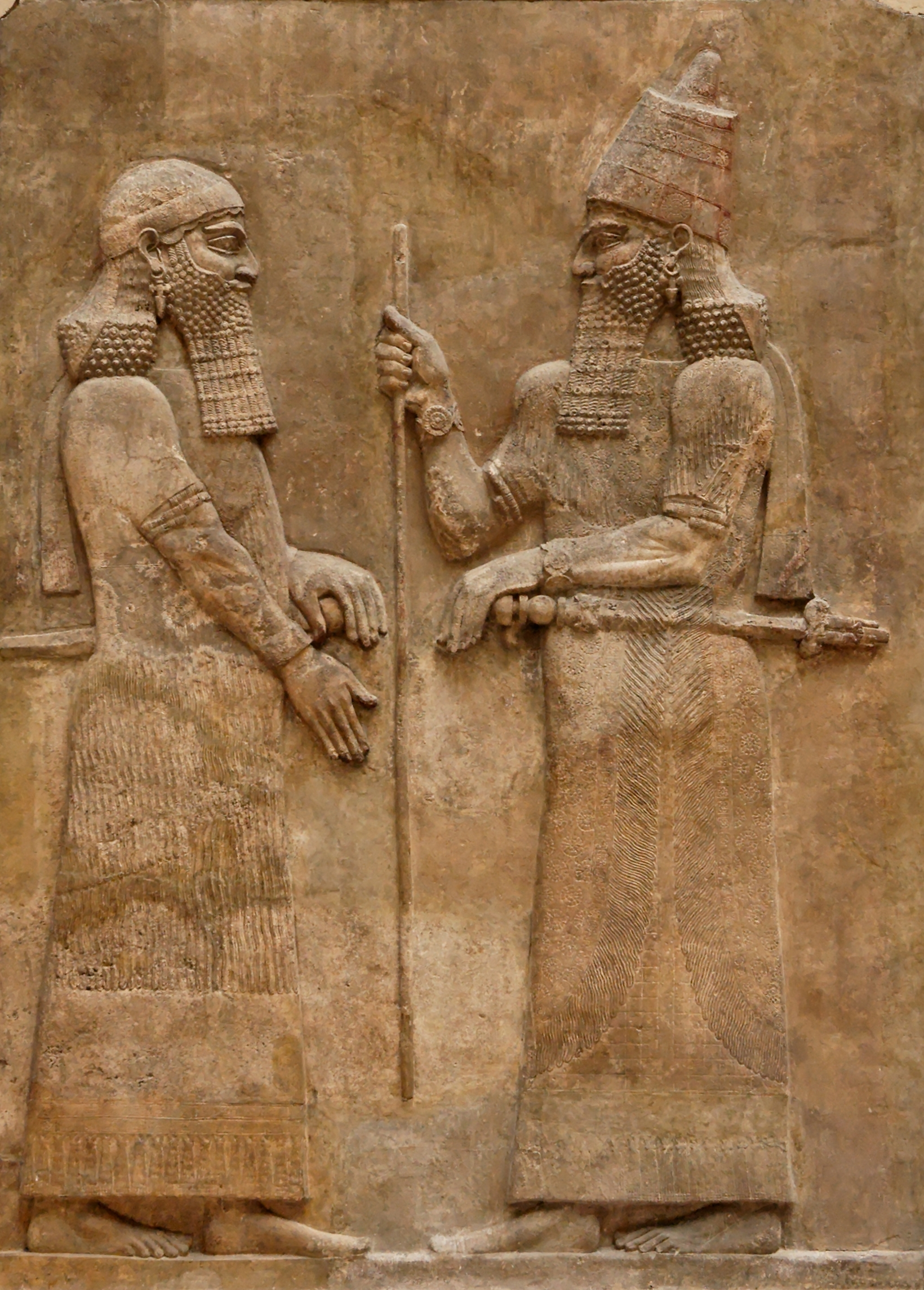
El rei Sargon II i un alt dignatari. Baix relleu del palau de Dur-Sharrukin. Museu del Louvre
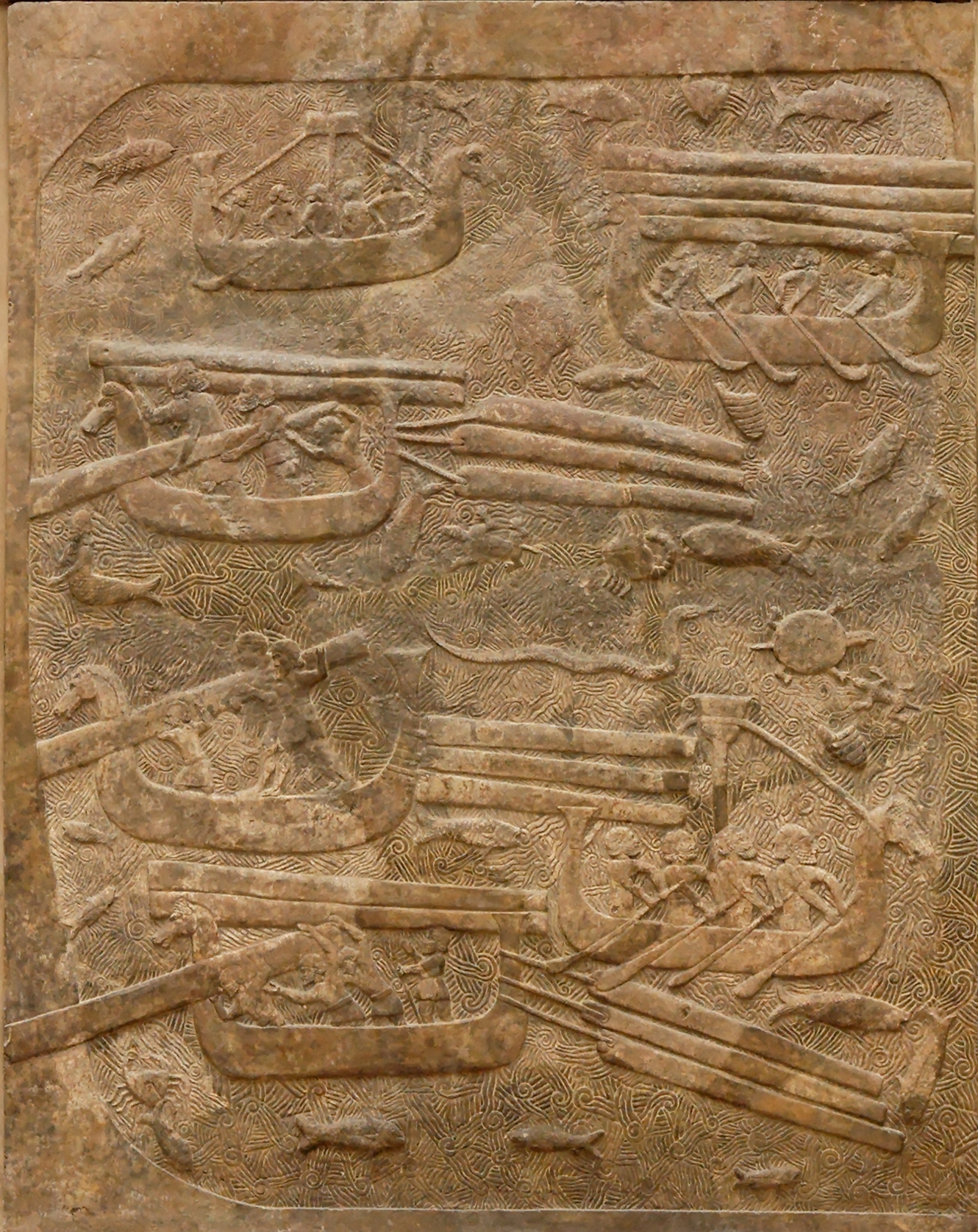
Transport de cedres des del Líban. Museu del Louvre
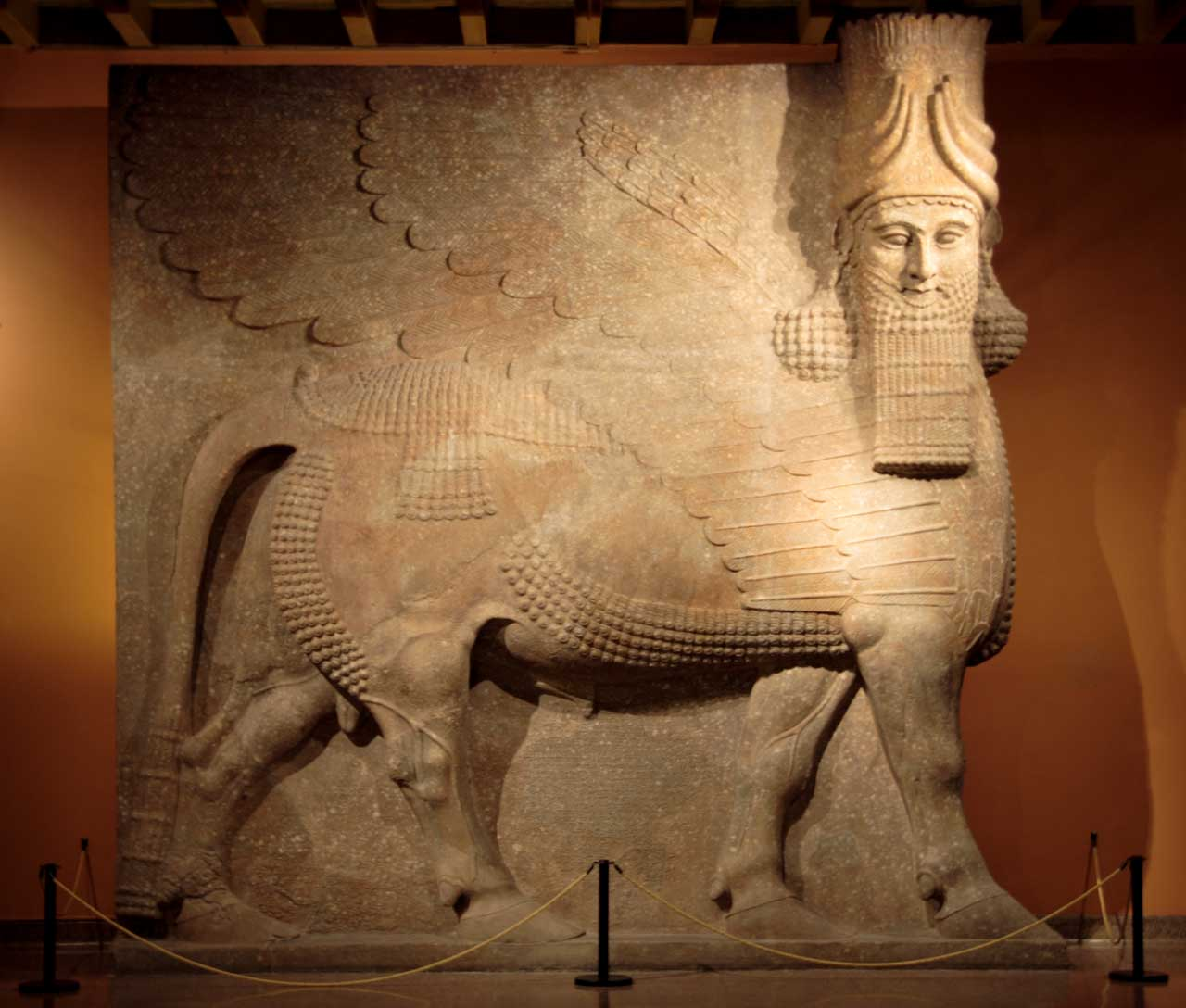
Toro androcefàlic colossal del palau reial de Dur-Sharrukin. Museu de Institut Oriental de Chicago
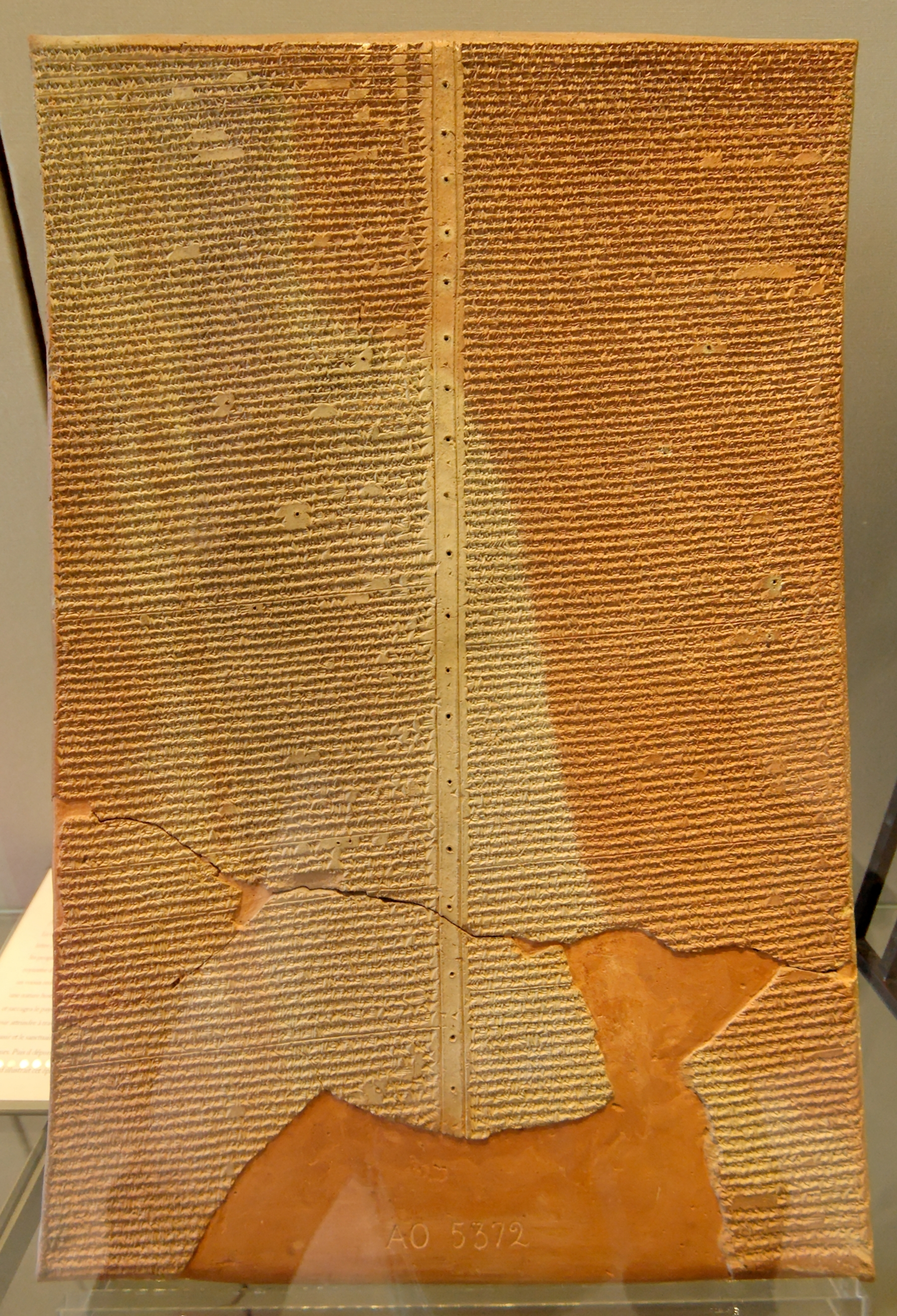
Tauleta relativa a la vuitena campanya de Sargon II (714 aC), contra els Urartu. Trobat a Assur i exposat al Museu del Louvre

Igual que havia fet Assurnasirpal II a Kalkhu, els sobirans sargònides mobilitzen els recursos importants del seu imperi per a la construcció de dues noves capitals, culminant allà de nou en la construcció de grans palaus decorats amb nombroses estàtues i baixos relleus. Sargon II erigeix una nova ciutat, Dur Xarrukin ('Fort Sargon', l'actual Khorsabad), on es construeix un gran palau reial en pocs anys al costat d'un conjunt d'edificis de culte i palaus secundaris, però s'abandona el lloc després de la seva mort. El seu fill Sennàquerib decideix fer de la vella ciutat de Nínive la capital: reurbanitza l'antic lloc (l'actual Quyunjik) per erigir el seu vast «palau sense rival». Assarhaddon i Assurbanipal al seu torn van construir palaus a Nínive, que esdevingué llavors una gran ciutat poblada per gent duta per la força, que abastava unes 750 hectàrees i potser poblada per 70.000 habitants. Les construccions al voltant d’aquestes noves capitals també inclouen grans obres d'irrigació, per tal de permetre la instal·lació d’amplis jardins reials, a on es porten plantes i animals procedents dels països conquerits, símbol del saqueig dels reis assiris de les diverses riqueses del món i, més ampli, el seu desenvolupament per alimentar la població urbana que creix artificialment. Les estructures agràries són dominades pel rei i els membres de la família reial, així com els alts dignataris assiris que van rebre donacions reials. En canvi, els temples assiris no pertanyen a grans propietaris, com és el cas de Babilònia. Alguns textos indiquen que a les zones de l'Alt Djezireh, al costat dels camps de cereals també es desenvolupa el cultiu de la vinya, probablement perquè és més lucratiu.

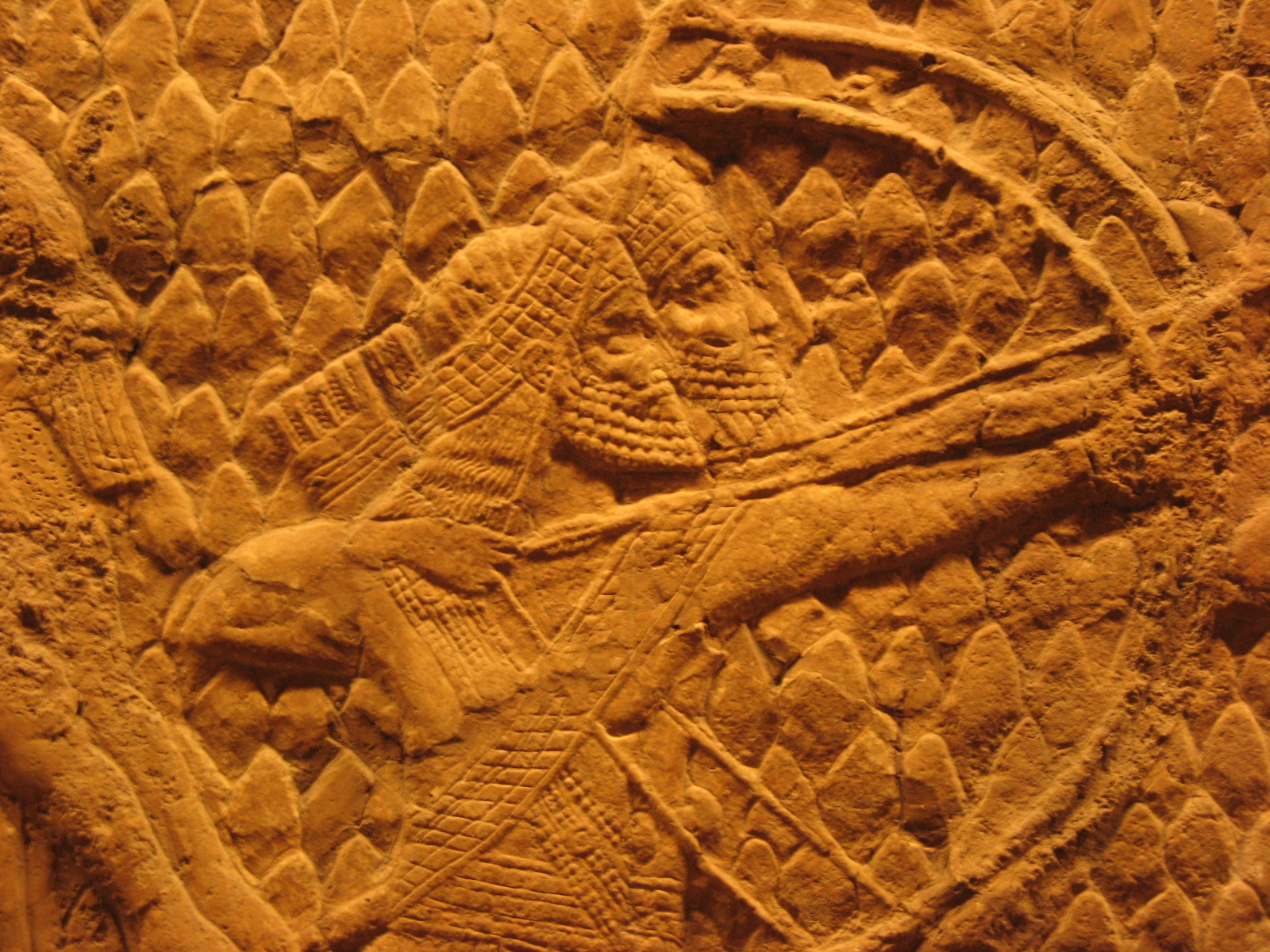
Arquers assiris que lluiten durant el setge de Lakix. Palau de Sennàquerib a Nínive. Museu Britànic
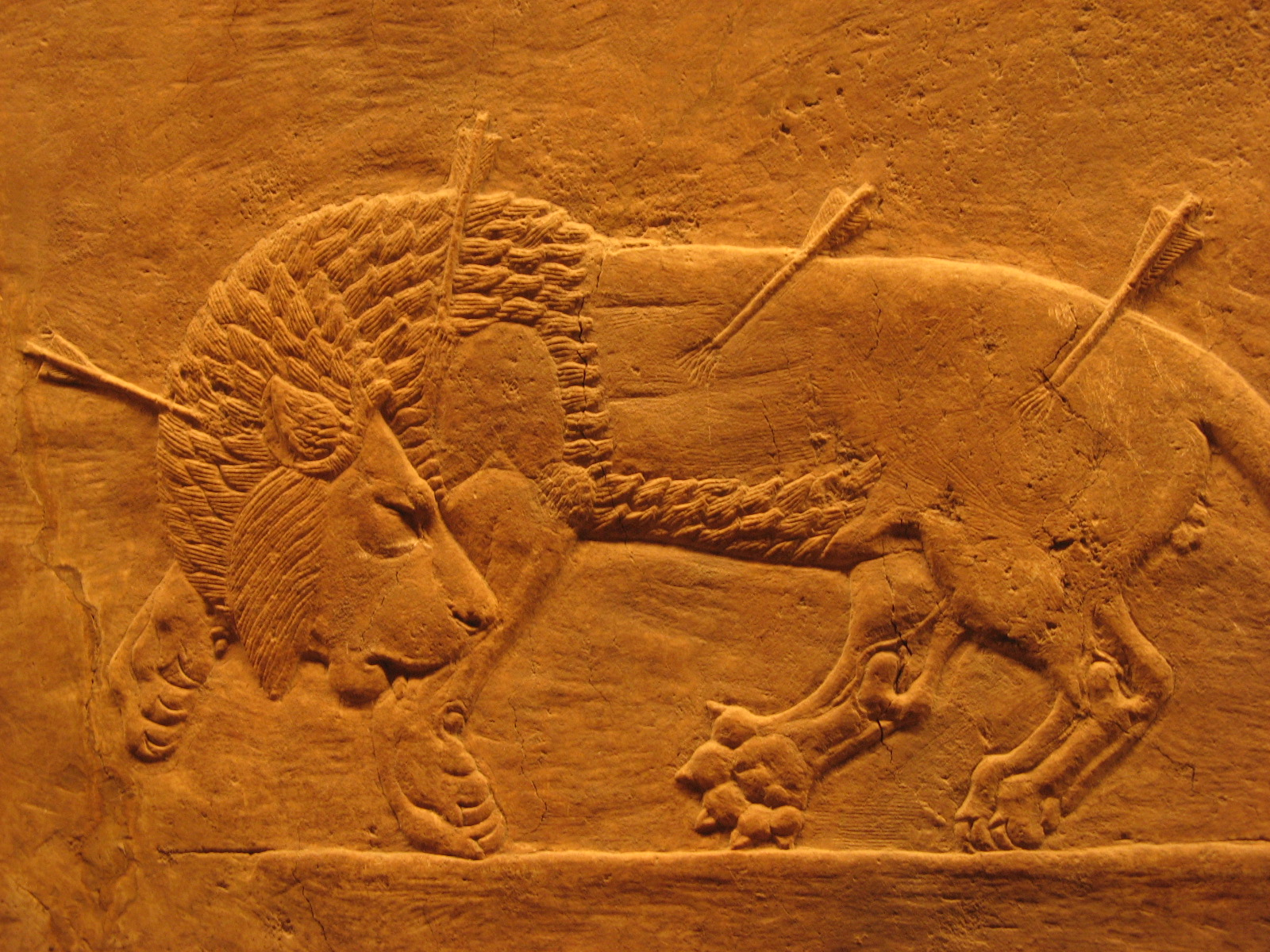
Escena de caça del lleó. Palau d'Assurbanipal a Nínive. Museu Britànic

Tot i això, el segle vii aC sembla estar marcat per un debilitament de l'Assíria rural, per la crisi demogràfica i econòmica a causa de les importants demandes del poder central en matèria de fiscalitat i mobilització militar, i per donar suport al creixement forçat de les ciutats, que sens dubte debilità el regne. A més, les nombroses deportacions organitzades pel poder assiri a escala de l’imperi van donar lloc a una important barreja de població que a llarg termini resulta en una forta difusió de la població i l’idioma arameu, en primer lloc a l’Alta Mesopotàmia (al cor d’Assíria), on l’arameu sembla convertir-se en la llengua dominant al segle vii aC.

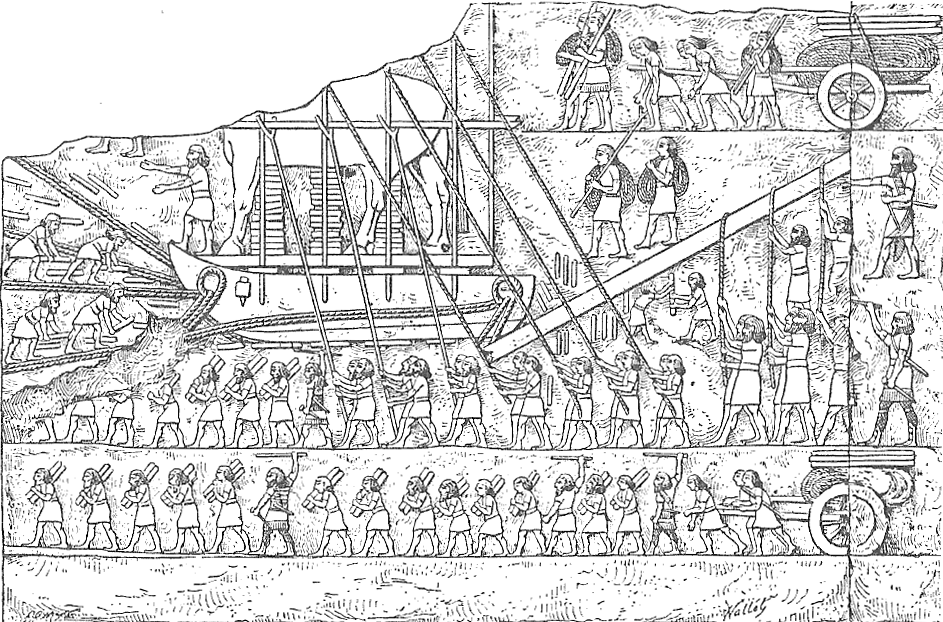
Transport d’una estàtua d’un bou alat durant la construcció de Nínive. Baix relleu del palau de Sennàquerib
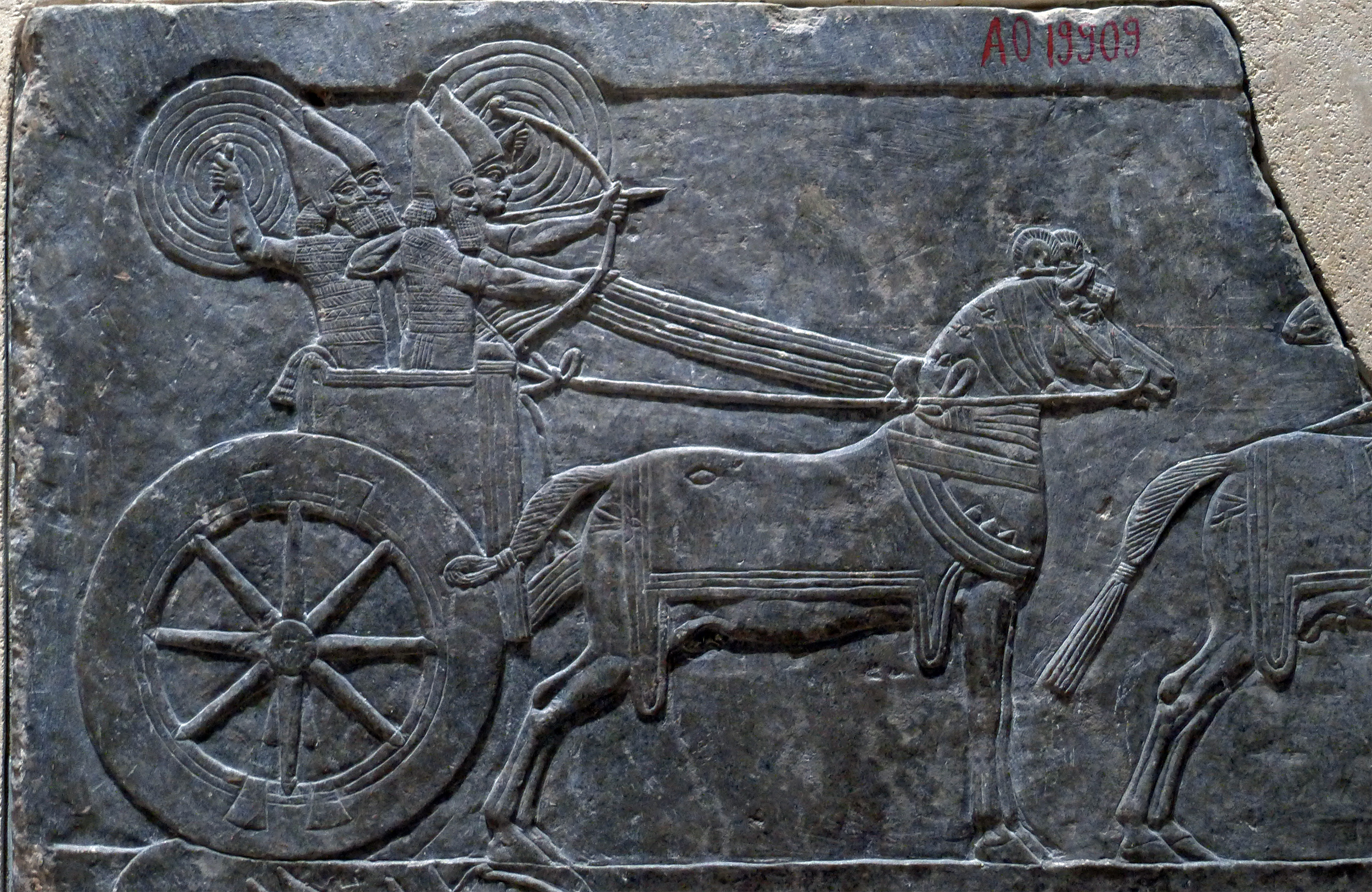
Cavallers de carros assiris. Palau Assurbanipal a Nínive. Museu Britànic

L'entorn de la cort reial està molt ben documentat per aquest període gràcies als nombrosos textos commemoratius deixats pels sobirans (annals reials, inscripcions de fundacions, informes i himnes dedicats a les deïtats assíries, etc.) i l’abundant documentació oficial actualitzada a Nínive (al voltant de 30.000 tauletes) incloent-hi en especial un conjunt de cartes destinades al rei o als seus parents, datades principalment dels regnats de Sargon II, Assarhaddon i Assurbanipal. Documenten així el lloc de construcció de Dur-Sharrukin, o fins i tot la vigilància de les fronteres de l’imperi, especialment al nord. En particular, destaquen les activitats dels diversos especialistes religiosos i d'altres erudits que envolten el rei, com endevins que practiquen hepatoscòpia i astrologia per facilitar la comunicació entre el sobirà i els grans déus assiris, exorcistes i metges per a la salut de la família reial o per protegir-la contra les forces fosques i, més àmpliament, tots els responsables dels rituals que ocupaven bona part de l’activitat del sobirà. Això es relaciona sobretot amb el fet que el monarca és considerat el gran sacerdot del déu Assur, el veritable cap del país, cosa que no impedeix la celebració de l'omnipotència de la figura reial en els textos oficials i l'art, per exemple, les escenes de caça en què el rei triomfa sobre els lleons, simbolitzant la seva capacitat per superar la força del caos i ordenar el món, que també es troba en el rerefons dels projectes de construcció de ciutats, camp i jardins reials. Tota l’activitat religiosa al voltant de la persona reial també ha motivat en gran manera la recopìlació per part d’Assurbanipal de milers de tauletes rituals i, més àmpliament, de tot tipus de textos erudits (llistes lèxiques, himnes, oracions, mites, epopeies, etc.) existents a Assíria i Babilònia, que conserva la primacia en l’àmbit cultural. Aquestes tauletes constituïen el que els erudits moderns han anomenat la biblioteca d'Assurbanipal, la principal font per al redescobriment de la literatura mesopotàmica després de les excavacions de Nínive a mitjan segle xix.

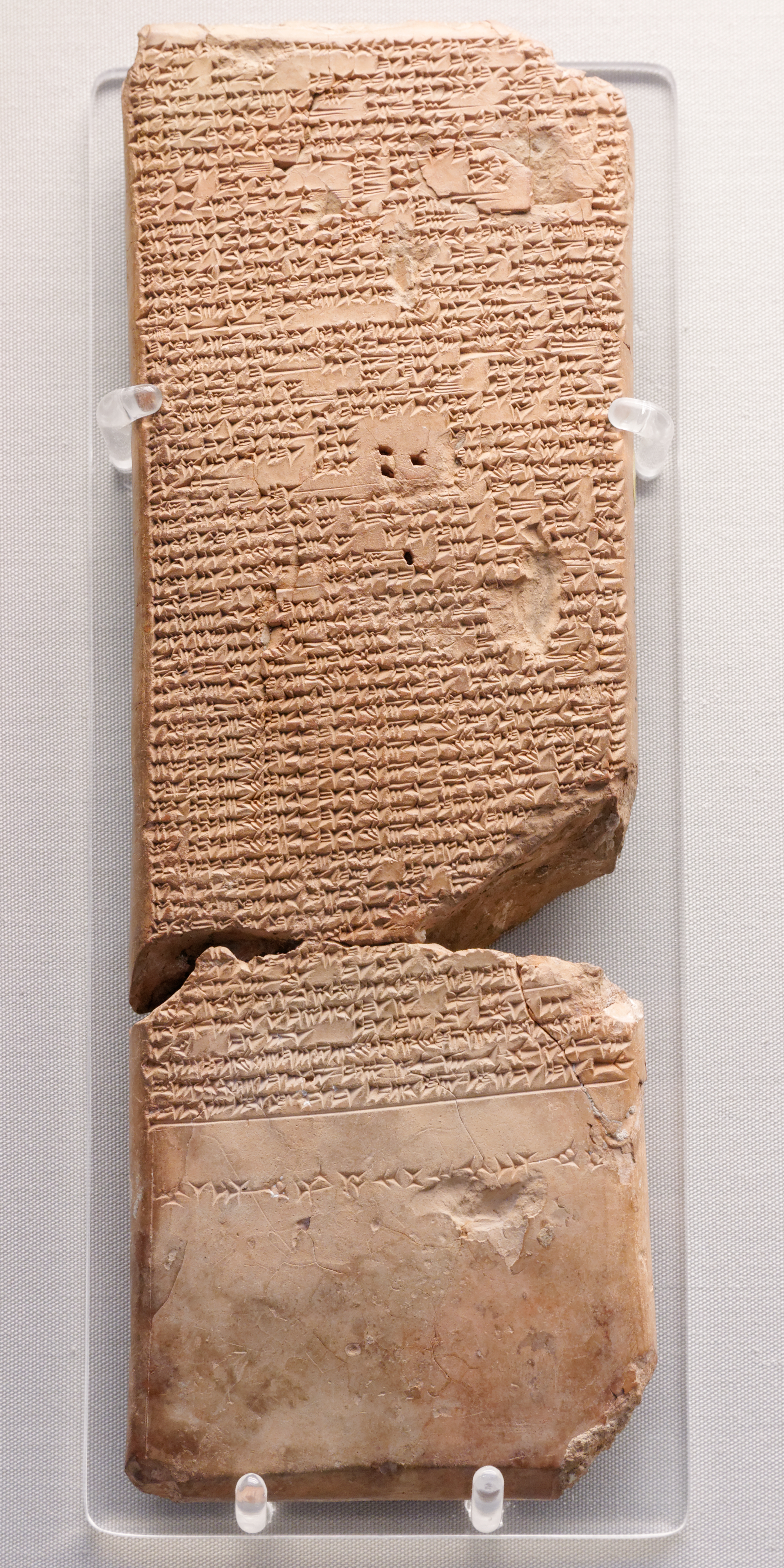
Versió accadiana del Viatge d'Inanna als inferns trobada a Nínive, segle vii aC. Museu Britànic
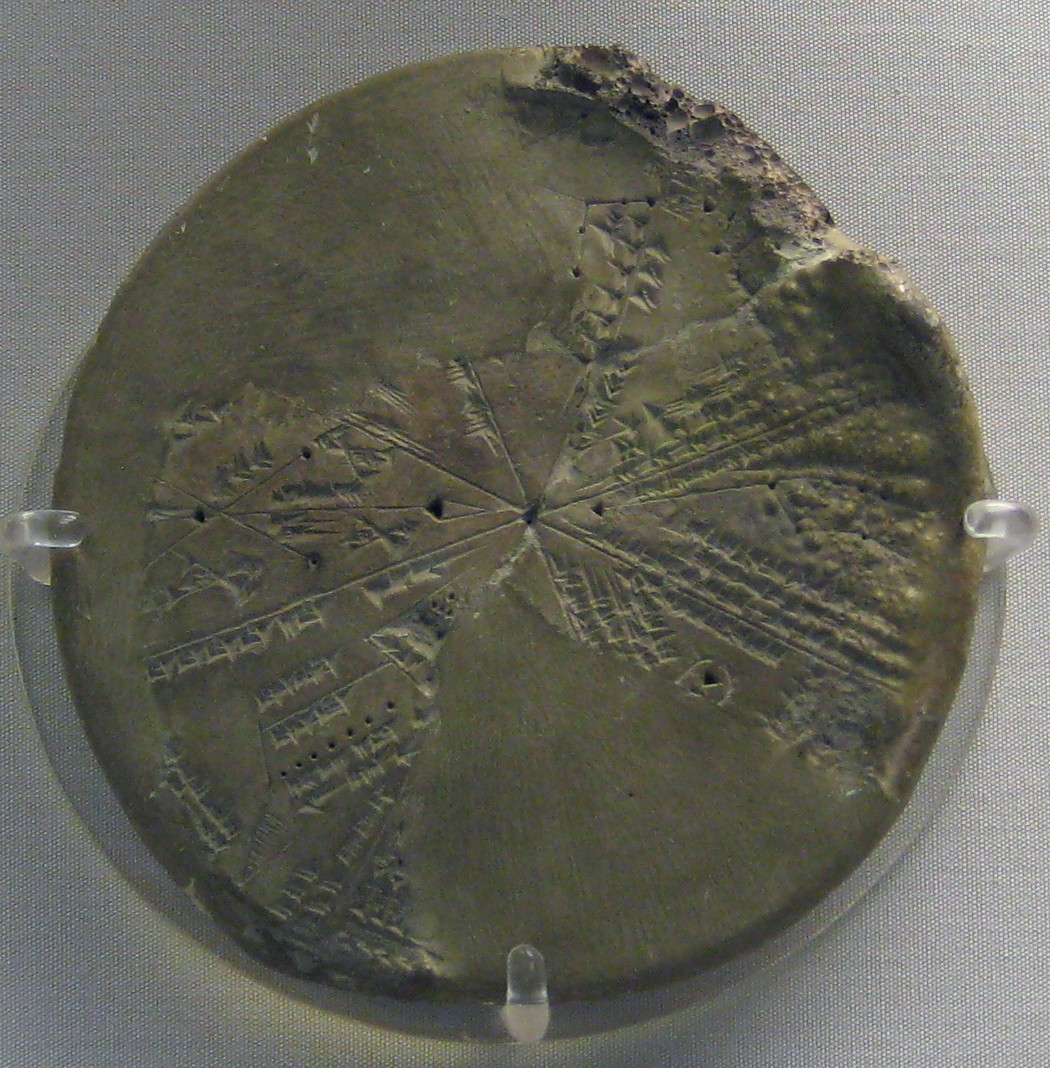
Tauleta circular que representa un planisferi celeste que indica la posició de les constel·lacions observades la nit del 3 al 4 de gener del 650 aC a la rodalia de Nínive. Museu Britànic
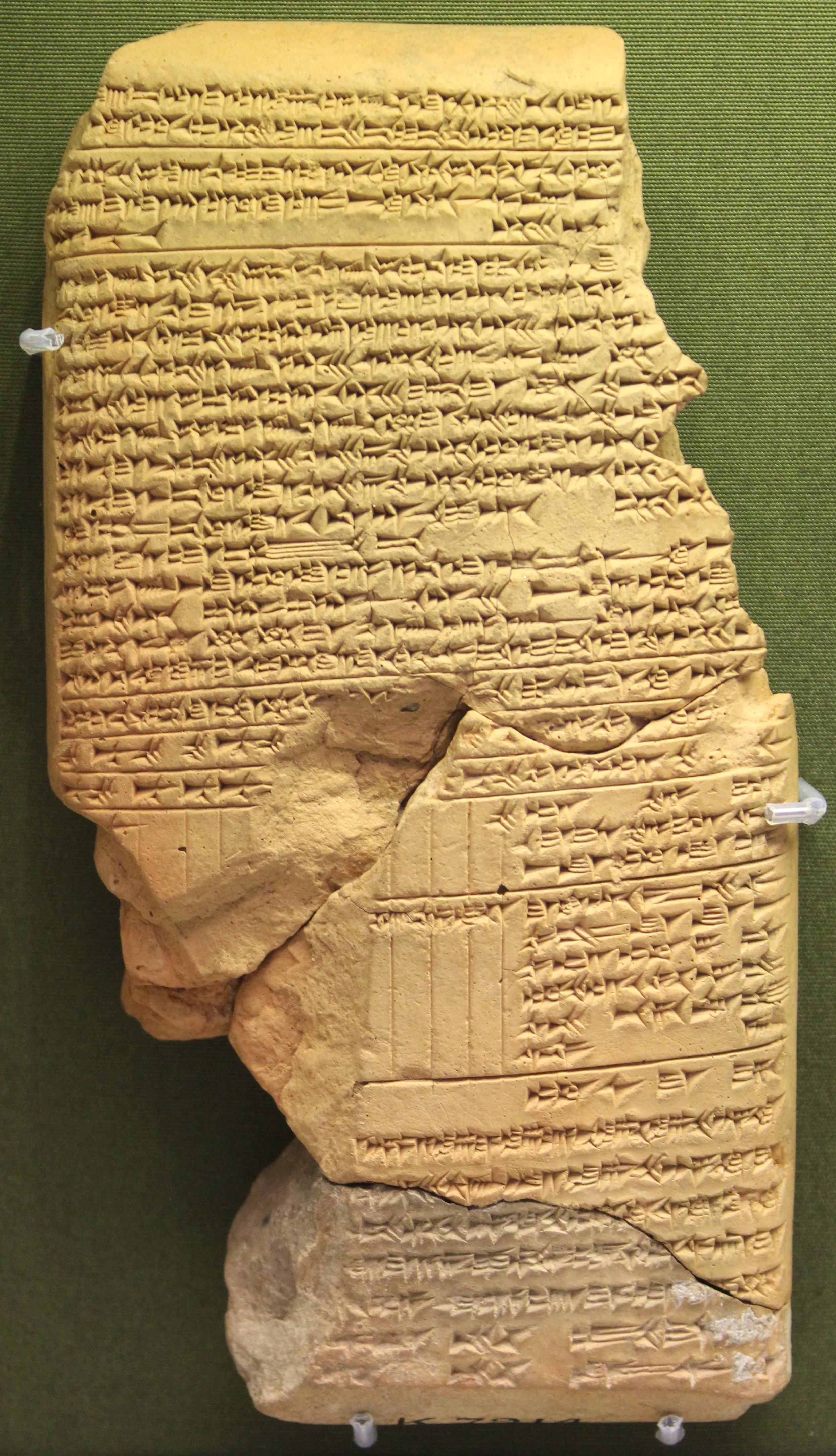
Tauleta del «Manual de l'endeví», obra d'endevinació

Tal com demostra l'assassinat de Sennàquerib, la difícil presa de poder d'Assarhaddon i la revolta de Shamash-shum-ukin contra el seu germà Assurbanipal, l'Imperi assiri, fins i tot en la seva màxima explendor, està marcat per la intriga dins de la família reial que n'amenaça l'estabilitat, i això es confirma després de la mort d’Assurbanipal. Sembla que aquest confià les regnes del poder al seu fill Aixuretililani abans de morir, però aquest va desaparèixer el 627 aC en circumstàncies no especificades (malaltia o assassinat). En qualsevol cas, el cap dels eunucs Sinxumulixir pren el poder, cosa que provoca contra ell la revolta d’un altre fill d’Assurbanipal, Sinxarixkun, aleshores a Babilònia i aliat d'un governador local, Nabopolassar. Els dos últims prevalen, però immediatament entren en conflicte. Els assiris no assoleixen recuperar el control de Babilònia, on Nabopolassar estableix la seva dominació entre el 625 i el 620 aC. Els conflictes van continuar més al nord, quan els medes dirigits pel seu rei Ciaxares van unir-se a la lluita contra els assiris, i es van aliar amb Babilònia. Aleshores ja es decideix el destí d’Assíria: Assur cau el 614 aC, Kalkhu i Nínive el 612 aC, i és assassinat a Sîn-shar-Ishkun. Les grans ciutats assíries són saquejades i destruïdes de nord a sud. Un tartan (comandant en cap de l'exèrcit assiri) anomenat Aixurubal·lit II pren el poder des d'Haran amb el suport d'Egipte, però és derrotat el 609 aC, i marca el final de l'Imperi assiri.

### L'Imperi neobabilònic
Gran guanyador d'Assíria amb l’ajuda dels medes, el rei babiloni Nabopolassar (𒀭𒀝𒌉𒍑𒌶, regnat 626-605 aC) va reclamar els territoris dominats per Assíria que no semblaven interessar als seus aliats. D'altra banda, els egipcis de Necó II es van convertir en rivals a les províncies occidentals, havent establert una guarnició a Carquemix (a la riba de l'Eufrates) per bloquejar la ruta cap a l'oest als babilonis. La conducció de la guerra contra els egipcis finalment es confia al fill del rei de Babilònia, Nabucodonosor, que obté una victòria decisiva a Carquemix el 605 aC, i els va derrotar de nou més al sud, a Hama. Per tant, Babilònia s'assegura el domini sobre la majoria dels territoris que anteriorment pertanyien a l'Imperi assiri.
Nabopolassar va morir el mateix any i Nabucodonosor II (𒀭𒀝𒆪𒁺𒌨𒊑𒋀, regnat 605-562 aC) el va succeir. L'Imperi neobabilònic pren en gran manera les estructures del seu antecessor assiri. El rei de Babilònia s'esforça a assegurar la seva dominació a l'oest en diverses campanyes a Cilícia contra les tribus àrabs, però sobretot al Llevant, encara que no pot expulsar els egipcis de Gaza i ha de fer front el 598 aC la revolta de Judà, que acaba amb la captura de Jerusalem l'any següent i la deportació de bona part de la població local, amb el seu rei Joaquim. Els babilonis hi van tornar deu anys després per lluitar contra Sedecies (el sobirà que Nabucodonosor II havia col·locat al tron de Judà, però finalment s'hi rebel·là), cosa que va portar al 587 aC a una nova captura de Jerusalem, la destrucció del seu gran temple i la deportació de tota la població. Els anys següents van estar marcats per conflictes contra les ciutats de Fenícia, en particular el llarg setge de Tir (585-573 aC), que va permetre a Babilònia mantenir més fermament les seves províncies occidentals.

Extensió aproximada de l'Imperi Neobabilònic
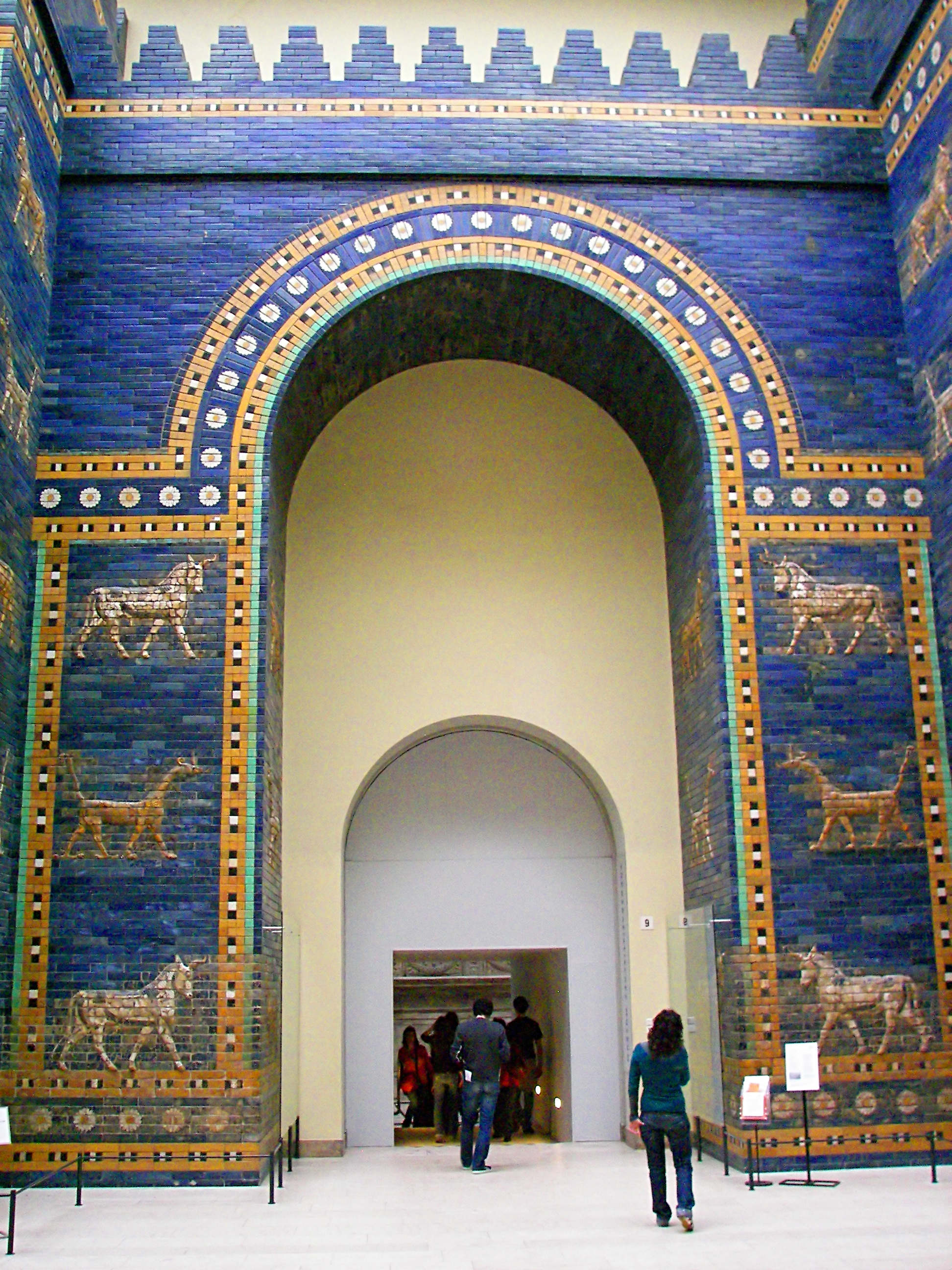
L'entrada de la Porta d'Ixtar. Museu de Pèrgam
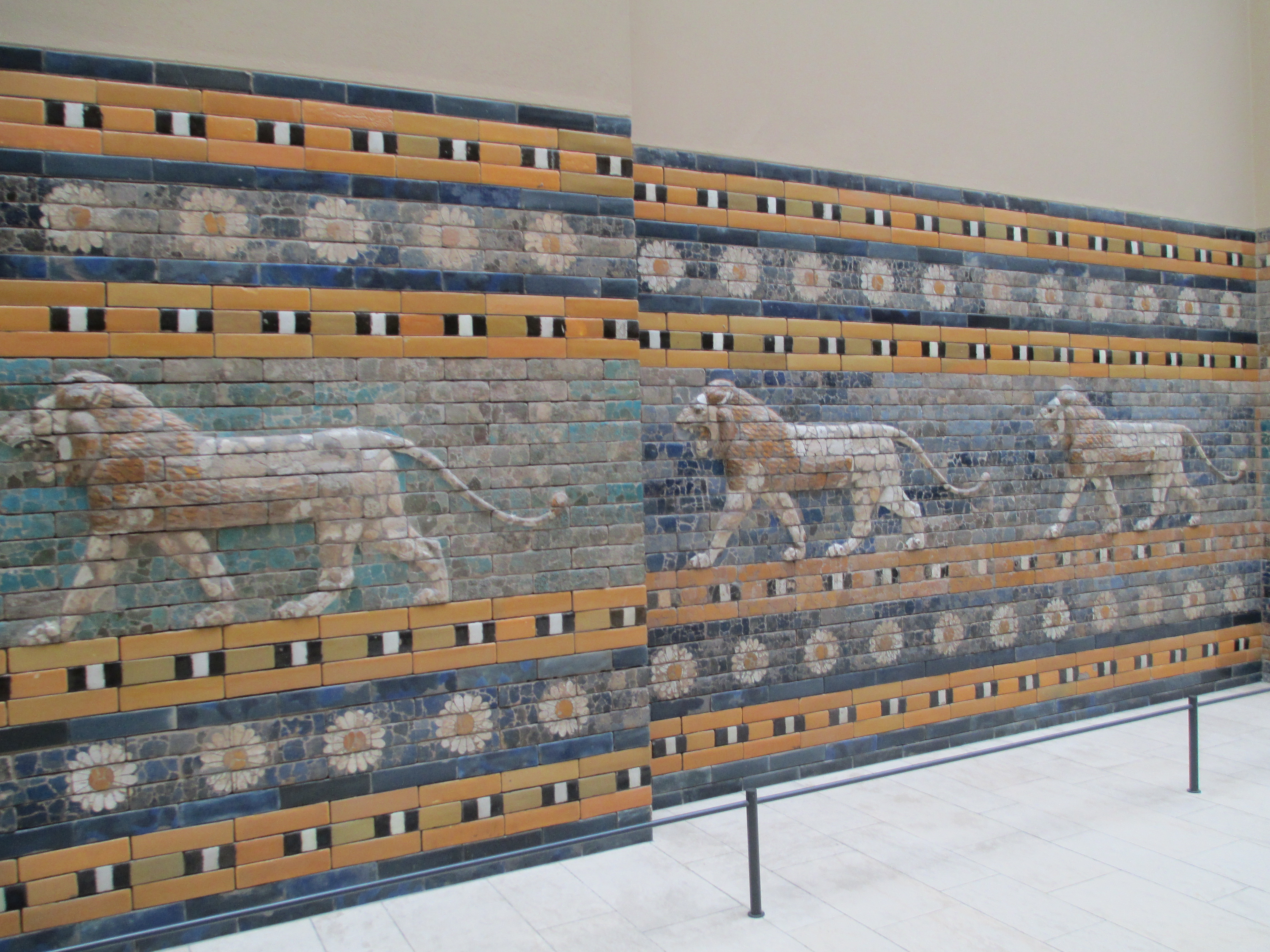
Decoració de la via processional. Museu de Pèrgam
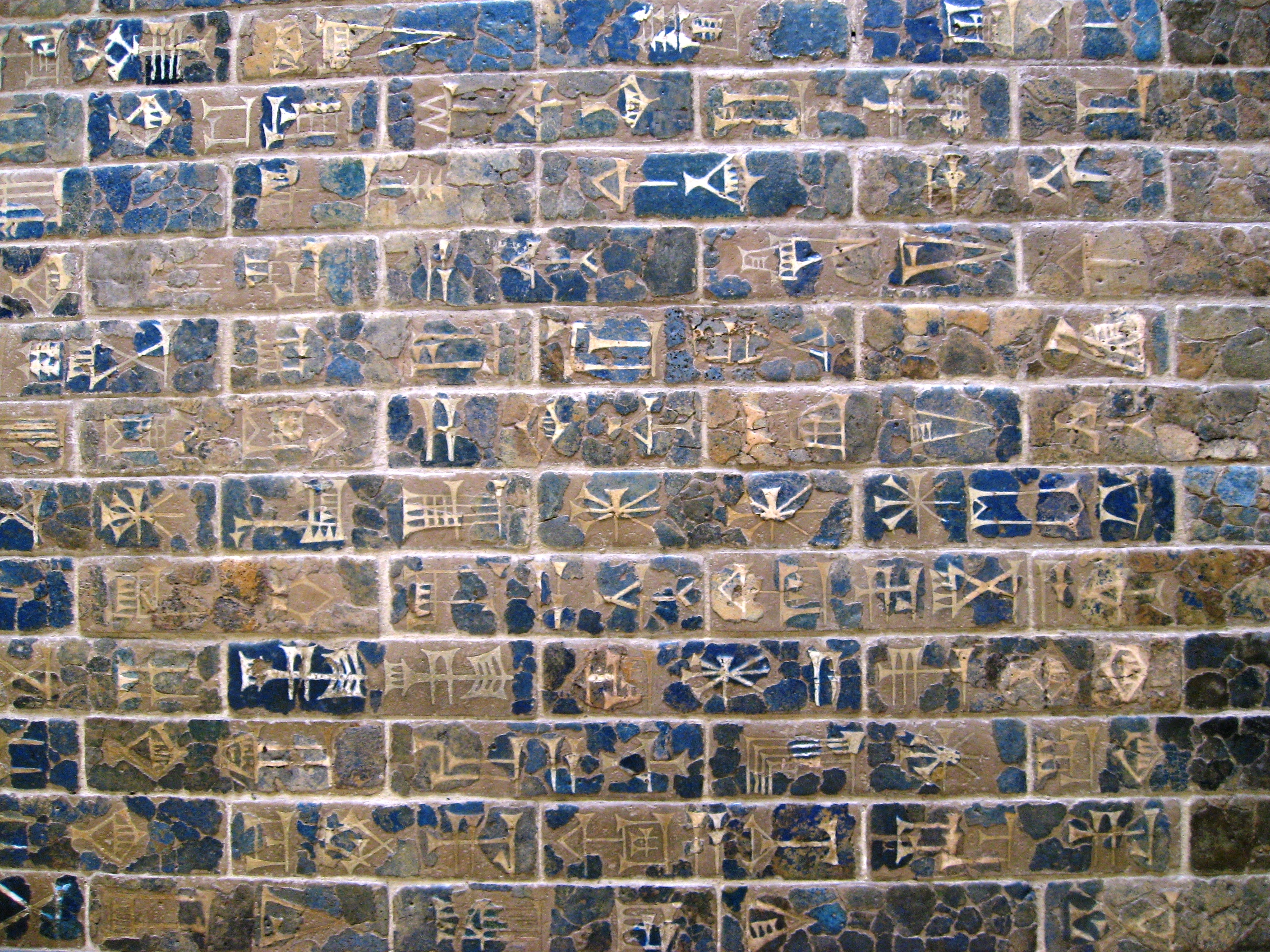
Inscripció en maons vidriats de Nabucodonosor II a Babilònia. Museu Pèrgam

Nabucodonosor II realitza obres importants a Babilònia, en part a partir de projectes iniciats pel seu pare. Va construir o reconstruí les muralles de la ciutat, tres palaus reials, inclòs el «Palau Sud» que fou completament destruït durant la caiguda de Babilònia, el gran temple del déu «nacional» Bêl-Marduk (Esagila) i el seu ziggurat (Etemenanki), i la via processional de la ciutat, connectant el gran temple amb la porta d'Ixtar. La via i la porta han lliurat una impressionant decoració de maons vidriats que representen motius florals i animals (lleons, dracs, toros). D'altra banda, els jardins penjants que la tradició grega situa a Babilònia no hi han estat identificats, ni per textos ni per arqueologia, cosa que deixa dubtes sobre la veracitat d'aquests relats. Aquesta ciutat és, en qualsevol cas, la més gran de l’antiga Mesopotàmia: gairebé 1.000 hectàrees amb potser 100.000 habitants. Nabucodonosor II també ordena obres als altres santuaris principals de Babilònia: Sippar, Borsippa, Accad, Kix, Dilbat, Uruk, Larsa, Ur, etc. Aquesta empresa segueix al camp amb la restauració i excavació de nous canals de rec. En general, durant el regnat de Nabucodonosor II reconstrueix i embelleix Babilònia, gràcies a les riqueses obtingudes del seu imperi.
De fet, a partir del final del segle vii aC, la pacificació i reconstrucció de Babilònia i l’afluència de riqueses i persones després de conquestes, saquejos i deportacions van provocar un període de prosperitat i, fins i tot, un creixement econòmic al segle vi aC, període en tot cas caracteritzat per una expansió de l'espai ocupat (amb un augment de llocs «urbans») i, per tant, d'un creixement demogràfic. És a Babilònia i a les ciutats veïnes (Borsippa, Sippar) on es desenvolupen els jardins palmerars, combinant el conreu de palmeres datileres (Phoenix dactylifera) i l'horticultura per als mercats urbans. La reorganització de la xarxa de canals no sols permet l'extensió de terres conreades, sinó que facilita el transport de productes agrícoles a escala regional. L'explotació del bestiar, en particular la llana d'ovelles destinada als tallers tèxtils, constitueix una altra activitat lucrativa. Els temples segueixen sent un actor econòmic important, tal com ho documenten els importants arxius de l’Ebabbar de Sippar i l’Eanna d’Uruk, que tenen grans finques i ramats, tallers, residències urbanes de lloguer, i que utilitza una gran població de dependents, en particular una població servil destinada a tot tipus d'activitats.

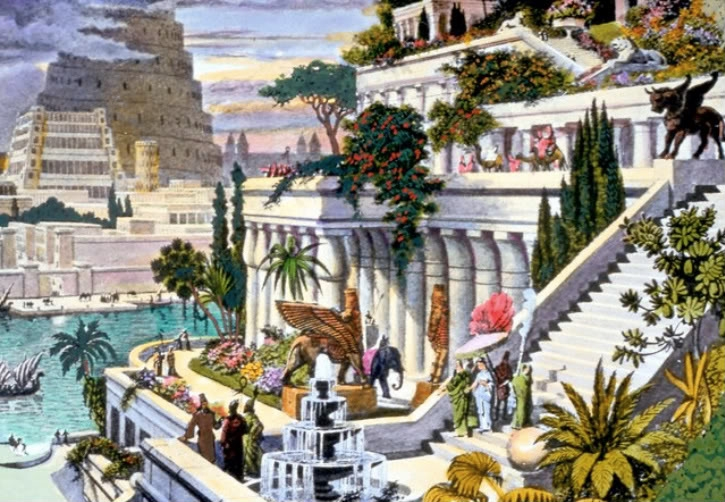
Una pintura idealitzada del segle xvi dels Jardins penjants de Babilònia, per Martin Heemskerck. Al fons pot distingir-se la Torre de Babel
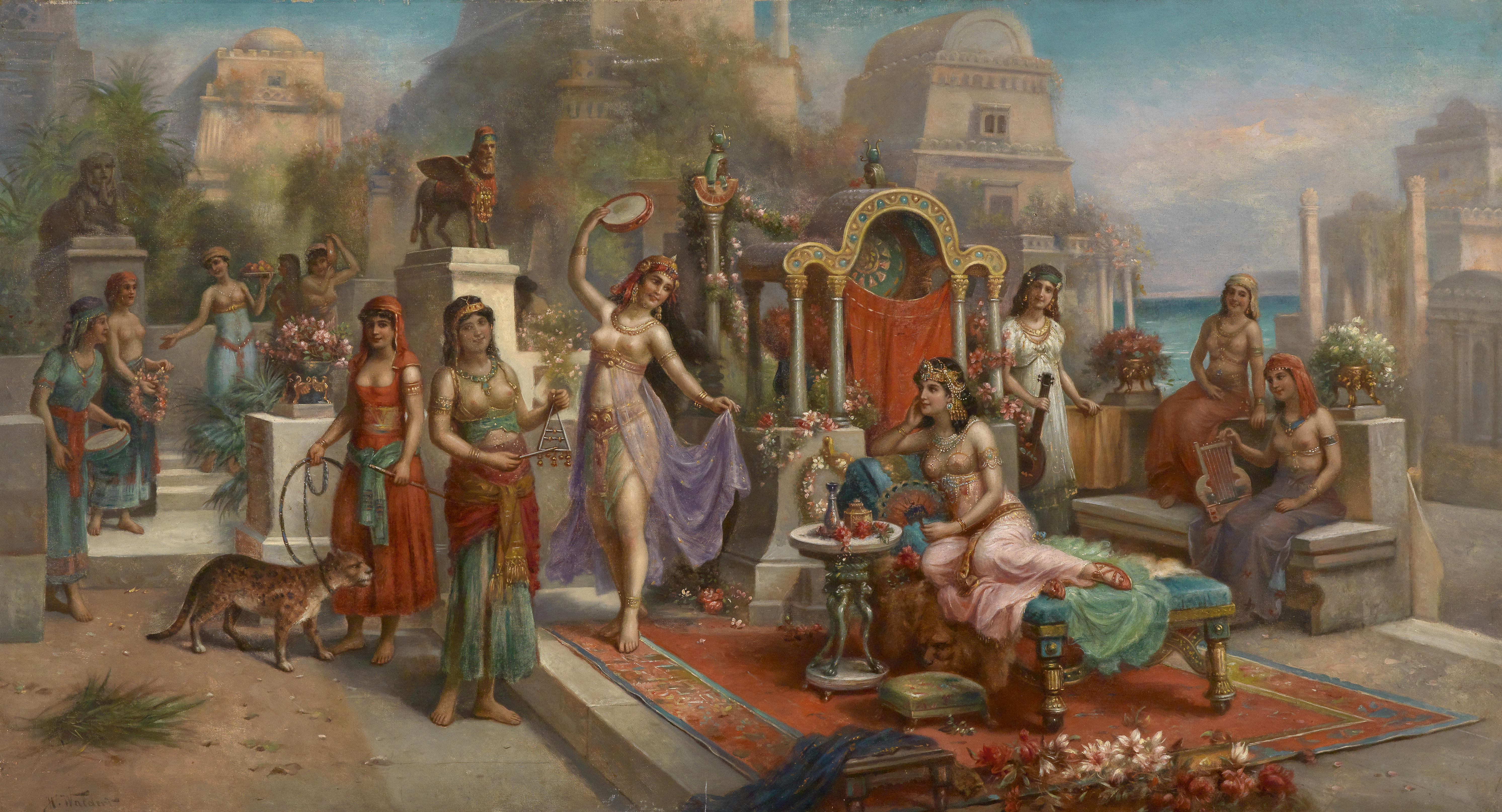
Jardins penjants de la reina llegendària Semíramis, per H. Waldeck
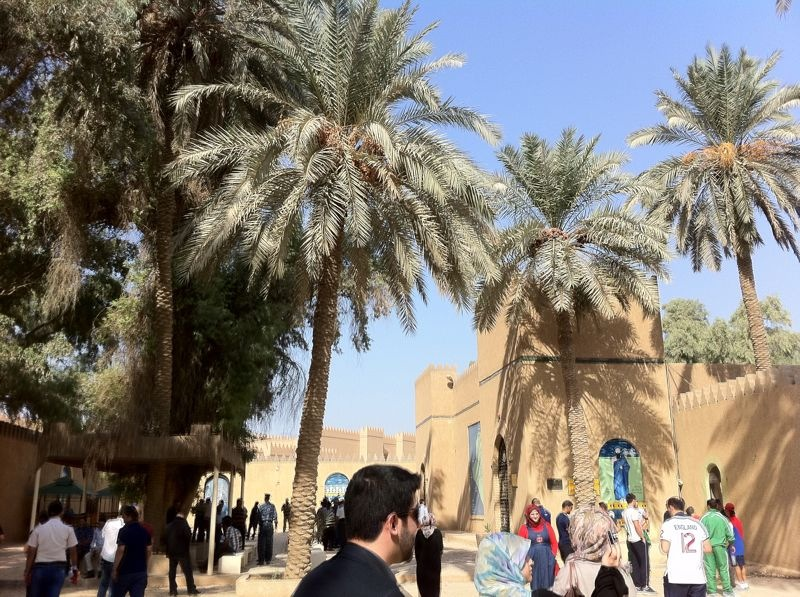
La palmera datilera (Phoenix dactylifera) era molt comuna a Babilònia

En aquest període es va desenvolupar el paper d’actors privats, amb l’aparició de famílies de notables urbans que practicaven diferents activitats, en relació amb els temples i el palau (prebendes, presa de terres, impostos, etc.) o bé activitats personals (préstecs, comerç de productes agrícoles o, fins i tot, creació de dominis en un model reduït al de les grans organitzacions). Algunes d’aquestes famílies, actives durant diverses generacions i designades per un avantpassat comú, constitueixen empreses reials que s'enriqueixen considerablement, com els descendents d’Egibi a Babilònia.
Les deportacions dels sobirans babilonis, sobretot de Nabucodonosor II, feren de Babilònia una zona encara més cosmopolita que abans. Aquest període copsa sobretot l'aparició de la comunitat jueva de Babilònia, vinguts per la seva deportació després de la captura de Jerusalem. Com a l'Alta Mesopotàmia, aquest mestissatge beneficia finalment l'arameu, que n'esdevé gradualment la llengua dominant.

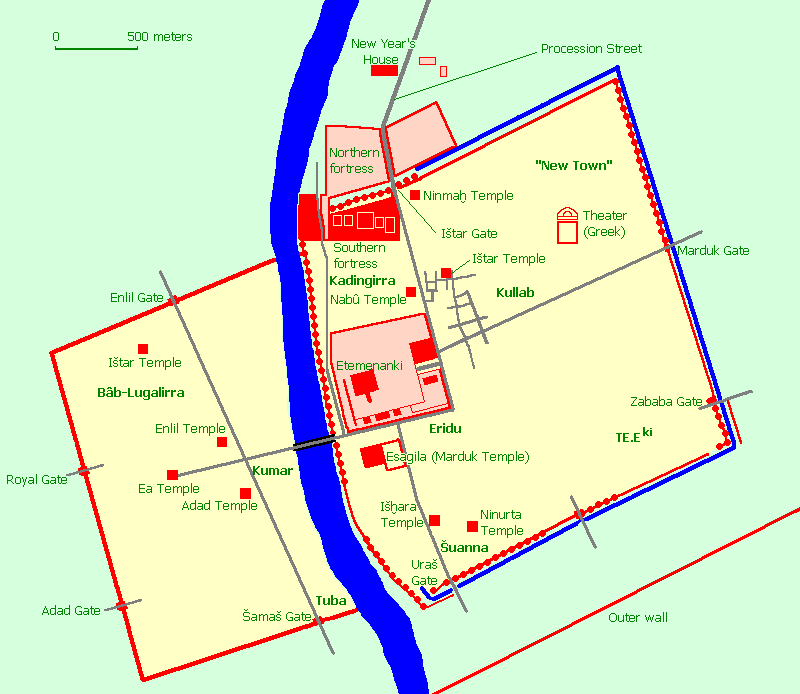
Plànol de la ciutat interior de Babilònia del segle vi aC, amb dades topogràfiques de les excavacions i el text «Tintir».
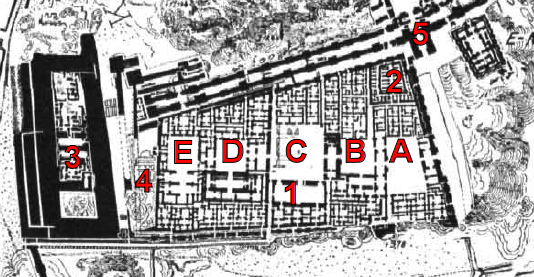
Plànol del «Palau Sud» de Babilònia: Patis principals (A, B, C, D, E), Sala del tron (1), Edifici voltat (2), Bastió oest (3), Edifici persa (4), Porta d'Ixtar (5)
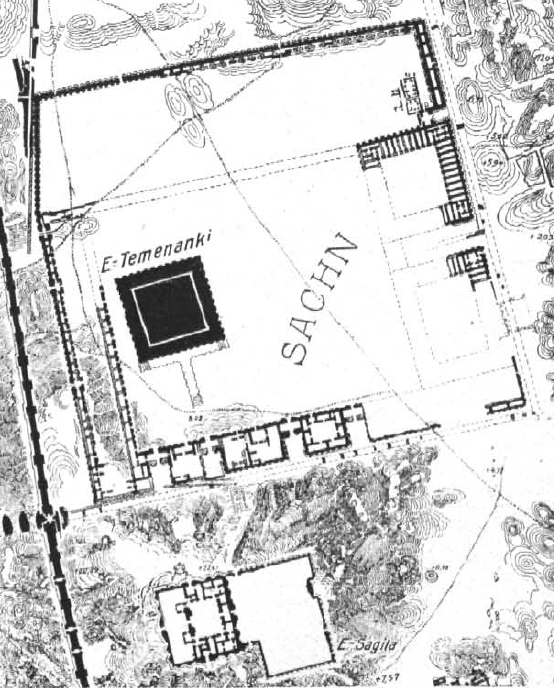
Plànol de les zones excavades al complex del déu Marduk a Babilònia: al sud l'Esagil, i al nord el ziggurat Etemenanki, al seu gran recinte.

La situació de l’Alta Mesopotàmia sota dominació babilònica està molt poc documentada. Es van destruir les capitals assíries i probablement la seva població supervivent fou en gran part deportada, i no es reconstrueixen (excepte les ocupades per aquells que els arqueòlegs han definit com a «okupes dels antics palaus»). Els governadors estan instal·lats en algunes ciutats i no es produeix cap intent de restaurar l'Imperi assiri després de la destrucció implacable del cor de l'imperi. Sens dubte, és una zona rural, documentant alguns camps agrícoles de Djezireh. Les traces d’una estratègia activa de control i millora de les províncies occidentals de l’imperi són igualment limitades, cosa que reforça la impressió que, durant la seva curta experiència imperial, els sobirans neobabilònics concentraven fonamentalment els seus esforços a Babilònia, i es conformà a reconèixer la seva sobirania al Llevant per l’acció militar, la repressió i la imposició de tributs.

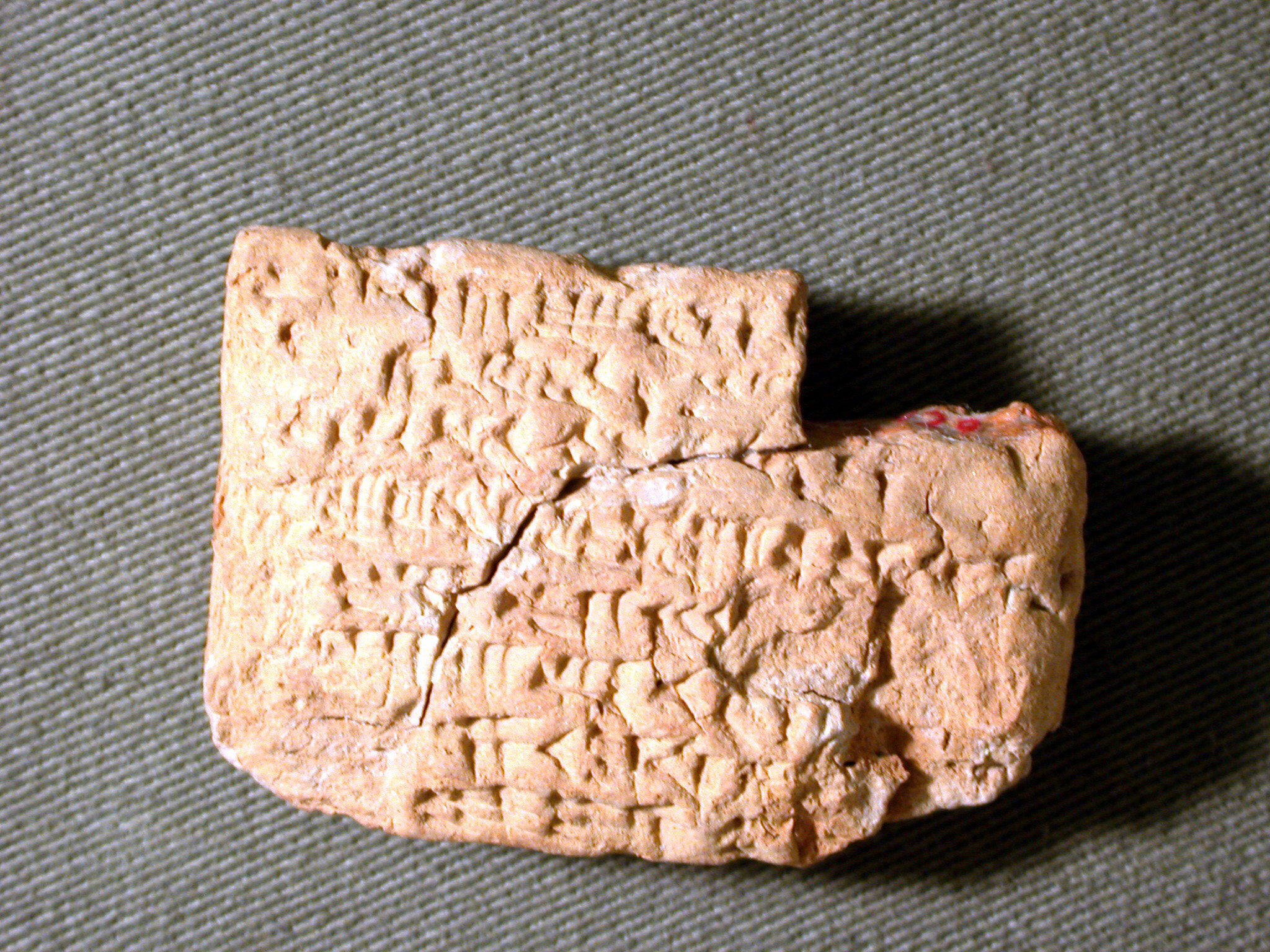
Tauleta dels arxius administratius de l'Ebabbar de Sippar, datada del regnat de Nabucodonosor Ii (605–562 aC). Museu Metropolità d'Art
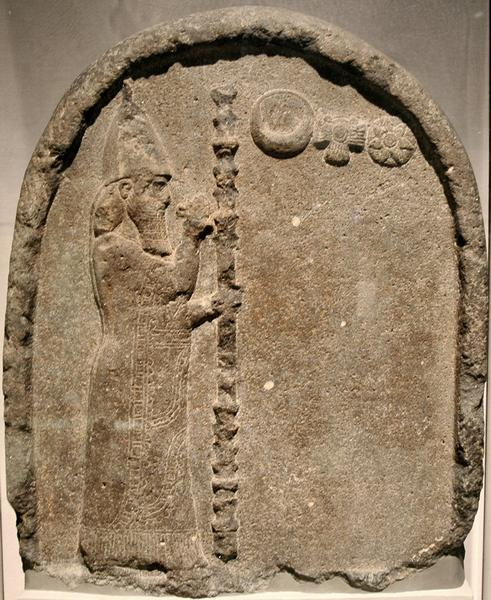
Estela que representa Nabònides davant de símbols divins. Museu Britànic

Nabucodonosor II va morir el 562 aC després d'un regnat molt llarg i el succeí el seu fill Amel-Marduk (𒈬𒇽𒀭𒀫𒌓). Fou assassinat dos anys després per conspiradors dirigits pel seu cunyat Neriglissar (𒈬𒀭𒄊𒀕𒃲𒊬𒋀), un general que havia sigut un bon amic del seu pare. Sens dubte ja era ancià i va morir el 556 aC. El seu fill i successor Labashi-Marduk (𒆷𒁀𒅆𒀭𒀫𒌓) fou assassinat després de gairebé dos mesos de regnat. La successió de Nabucodonosor II fou per tant particularment caòtica, encara que això no es traduís en conflictes importants en l’imperi.
El nou governant babiloni va ser Nabònides (𒀭𒀝𒉎𒌇, regnat 556-539 aC), probablement ja ancià durant el cop d'estat, una figura amb orígens foscos, clarament no relacionats amb la família reial. El seu fill gran, Baltasar (𒂗𒈗𒋀), té un paper important al seu costat, sense cap mena de preparació per al seu futur ascens al tron. En els seus primers anys de regnat, Nabònides dirigí els seus exèrcits a Cilícia i restaurà alguns grans temples de Babilònia, ancorant-los en la continuïtat de Nabucodonosor II. Una de les característiques del nou sobirà és la seva devoció cap al déu lunar Sin (𒂗𒍪), sense deixar de banda la veneració del gran déu tutelar de Babilònia, Bêl-Marduk (𒀭𒀫𒌓), que sembla que li atragué enemistats dins del poderós clergat de Babilònia. Després d'una campanya a Jordània el 553 aC es trasllada a Tayma (a l'Aràbia occidental), a l'Hijaz, on va residir fins al 543 aC per motius no determinats, mentre que Baltasar era a Babilònia.
Quan va tornar a Babilònia, la situació política era crítica: el rei Cir II de Pèrsia (𐎤𐎢𐎽𐎢𐏁) havia derrotat els medes i havia pres el control de la majoria dels països iranians, després es va estendre a l'Anatòlia i sotmeté Lídia el 546 aC. El conflicte entre perses i babilonis esclata el 539 aC i és de curta durada. Els invasors van prendre Babilònia sense grans dificultats després d'un conflicte molt curt. L'Imperi neobabilònic desapareix i els seus territoris són ocupats pel vencedor.

## Els imperis durant la segona meitat del mil·lenni I aC
Després de la caiguda de Babilònia el 539 aC, l'Imperi persa aquemènida va prendre el control de l'Imperi neobabilònic, després dominà una àrea considerablement més gran, des dels Balcans fins a l'Indus, i això el convertí en l'imperi més gran de l'antic Orient Mitjà. Després va ser derrocat pels grecs dirigits per Alexandre el Gran els anys 330-320 aC, i alguns grecs es van quedar a la regió ente el 310-300 aC formant l'Imperi selèucida. Aquest darrer es va retirar de Mesopotàmia a mitjan segle ii aC per la pressió dels parts, que constitueixen un altre imperi que durà fins a principis del segle ii, l'Imperi part.
Aquests imperis són d’origen «estranger» (iraní o grec) des del punt de vista mesopotàmic (a diferència dels d'Assíria i Babilònia), però formen part de la seva continuïtat directa. Les fases de transició dinàstica són ràpides i la continuïtat institucional és essencial. L'Alta Mesopotàmia era aleshores una zona poc important d’aquests imperis, almenys fins al moment en què esdevingué un terreny de conflicte entre Roma i els parts. D'altra banda, Babilònia, el pes demogràfic i econòmic de la qual era principalment agrícola, és considerable en comparació amb la majoria de les altres regions de l'Orient Pròxim: constitueix una província de primera importància per als tres imperis que la dominen successivament, i s'hi estableixen residències reials i fins i tot capitals.
En aquesta fase es veuen profunds trastorns culturals. Les tradicions mesopotàmiques són cada vegada menys recolzades pels sobirans (els quals les consideren poc prestigioses) i es limiten als temples babilonis, en què la pràctica desapareix al començament de la nostra era, com l'escriptura cuneïforme i amb aquesta la memòria de les antigues civilitzacions mesopotàmiques. Per tant, la Baixa Mesopotàmia ha deixat de ser un important centre cultural de l'Orient Mitjà. A partir d’aquest període, la documentació cuneïforme és cada cop menys nombrosa, essencialment limitada a Babilònia, i la producció escrita es fa principalment en arameu i grec sobre suports perecedors (papirs i pergamins), actualment desapareguts. La reconstrucció d’aquests períodes es basa cada cop més en les fonts generalment mobilitzades per a l'estudi de l'antiguitat clàssica: inscripcions en pedra de l'alfabet arameu i grec (sovint breus), i històries antigues transmeses fins a l’època moderna (sobretot l'obra d'historiadors de llengua grega i llatina).

### L'Imperi aquemènida
La conquesta de Babilònia per Cir II (𐎤𐎢𐎽𐎢𐏁) aparentment es fa sense grans dificultats. El nouvingut es presenta en la propaganda (la Crònica de Nabònides, el Cilindre de Cir) com la realització de la voluntat del gran déu Beel-Marduk en oposició a l'impiu Nabònides. Babilònia es convertí aleshores en la capital d’una província que abasta els mateixos territoris que l’antic Imperi babiloni, i s'utilitza repetidament com a residència reial. No obstant això, es va alçar el 521 aC en el marc de les revoltes que sacsejaven l'Imperi persa, sota l'impuls de personatges que prenien el nom de Nabucodonosor (III i IV), ràpidament eliminats per Darios el Gran (𐎭𐎠𐎼𐎹𐎢𐏁).
L’inici del regnat del seu successor Xerxes I (𐎧𐏁𐎹𐎠𐎼𐏁𐎠) està marcat per una altra revolta a Babilònia (el 484 aC) ràpidament sotmesa, que aparentment es tradueix en una represa energètica de la zona pels perses, que es veu per la manca de documentació escrita de diversos arxius de temples i famílies importants, que sens dubte van patir una forma de repressió. Després d'això, la documentació cuneïforme disminueix en quantitat, perquè l'alfabet arameu escrit en papir i pergamí es feu més habitual i es recolza en el poder persa que promogué «l'arameu de l'imperi» fins al rang de llengua oficial de l'administració imperial. La província de Babilònia es divideix en dues durant el regnat de Xerxes I o poc després, almenys abans del 450 aC, i se'n separaren les províncies occidentals per constituir la Satrapia de Síria (Eber-Nāri; «més enllà del riu (Eufrates)»). Durant la major part del segle V aC i del IV aC, la zona deixa de tenir un paper polític important.

L'Imperi Aquemènida a la primera meitat del segle v aC
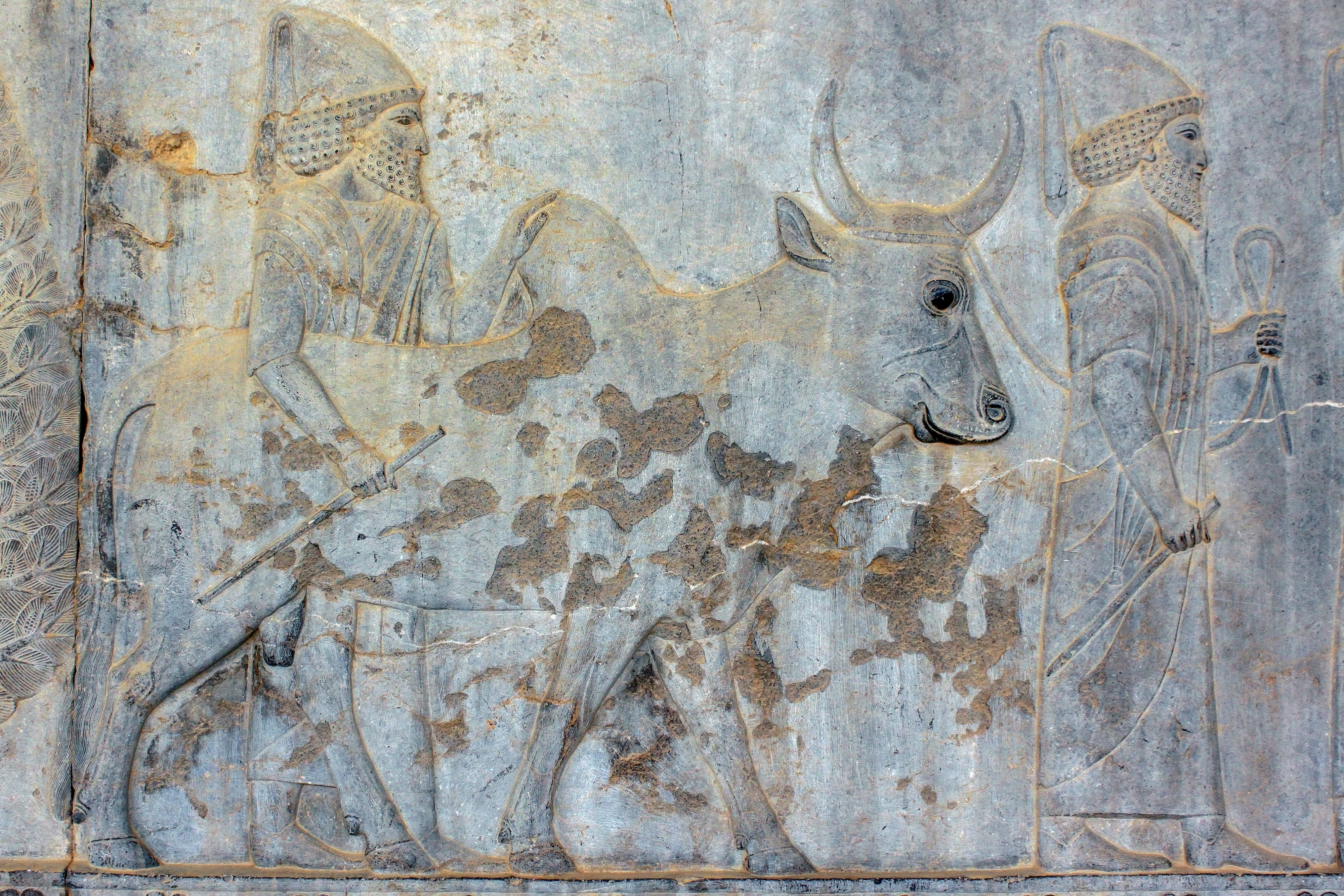
La delegació dels tributaris babilònics a l'escala est de l'Apadana de Persèpolis

Tanmateix, Babilònia és una regió crucial per a l'Imperi Aquemènida per la seva gran producció agrícola mobilitzada per la potència central, i això encara que sembla conèixer un lleuger reflux urbà al segle v aC. Els membres de la família reial hi tenen moltes finques, i hi han establert estaments per mantenir soldats de l'exèrcit persa. La principal font de textos cuneïformes d’aquesta època, Nippur, es refereix a l’activitat de la família rica dels descendents de Murashû, que proporcionen recursos agrícoles als titulars de les tinences militars. Les famílies babilònies notables poden continuar prosperant en el marc de l’administració persa, d’altra banda la situació dels santuaris sembla que s'ha deteriorat, en tot cas no està documentada durant la major part del segle v aC.

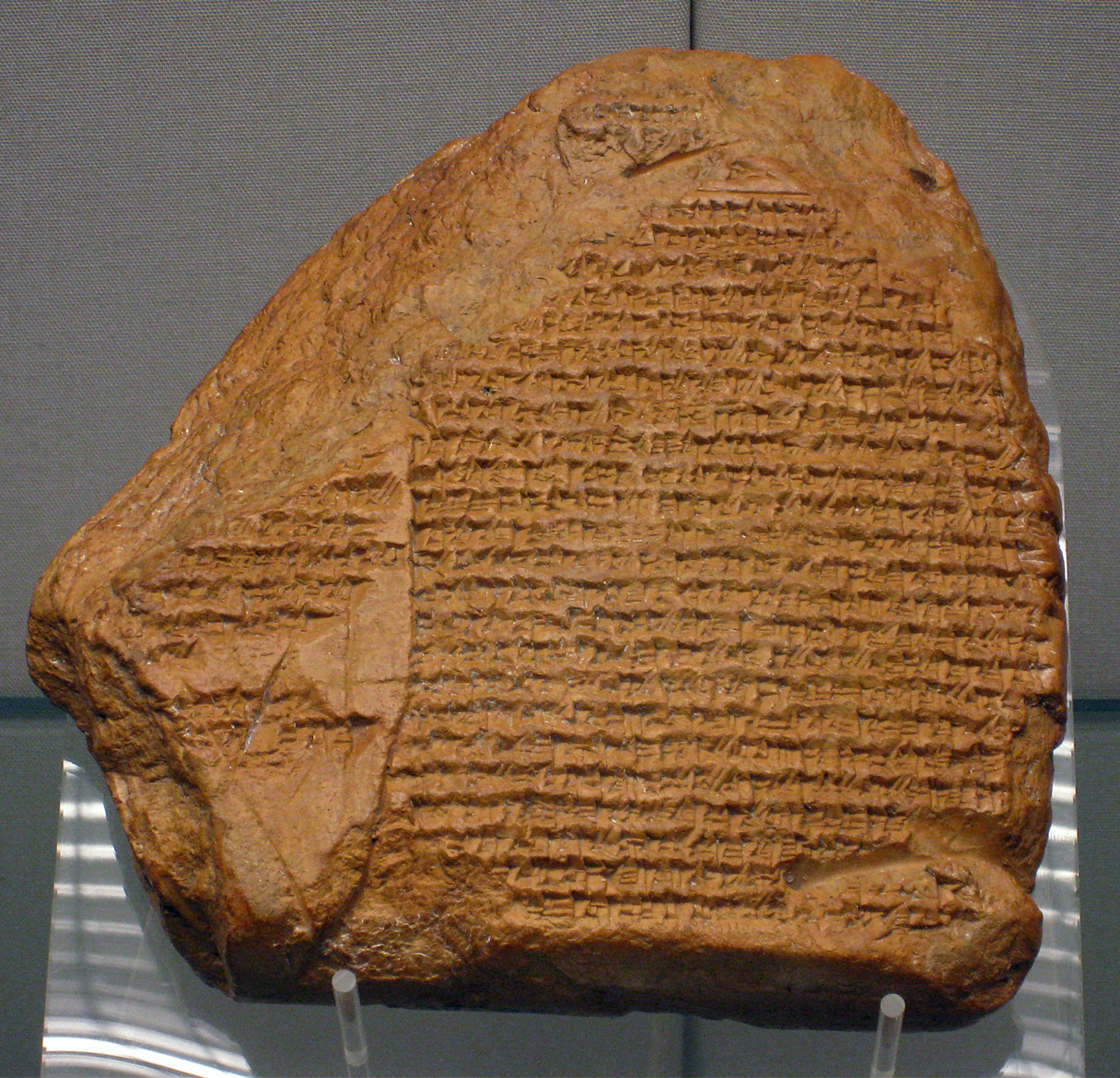
Fragment de la Crònica de Nabònides, en què es relaten els fets que provocaren la caiguda d'aquest sobirà davant del rei persa Cir II Museu Britànic
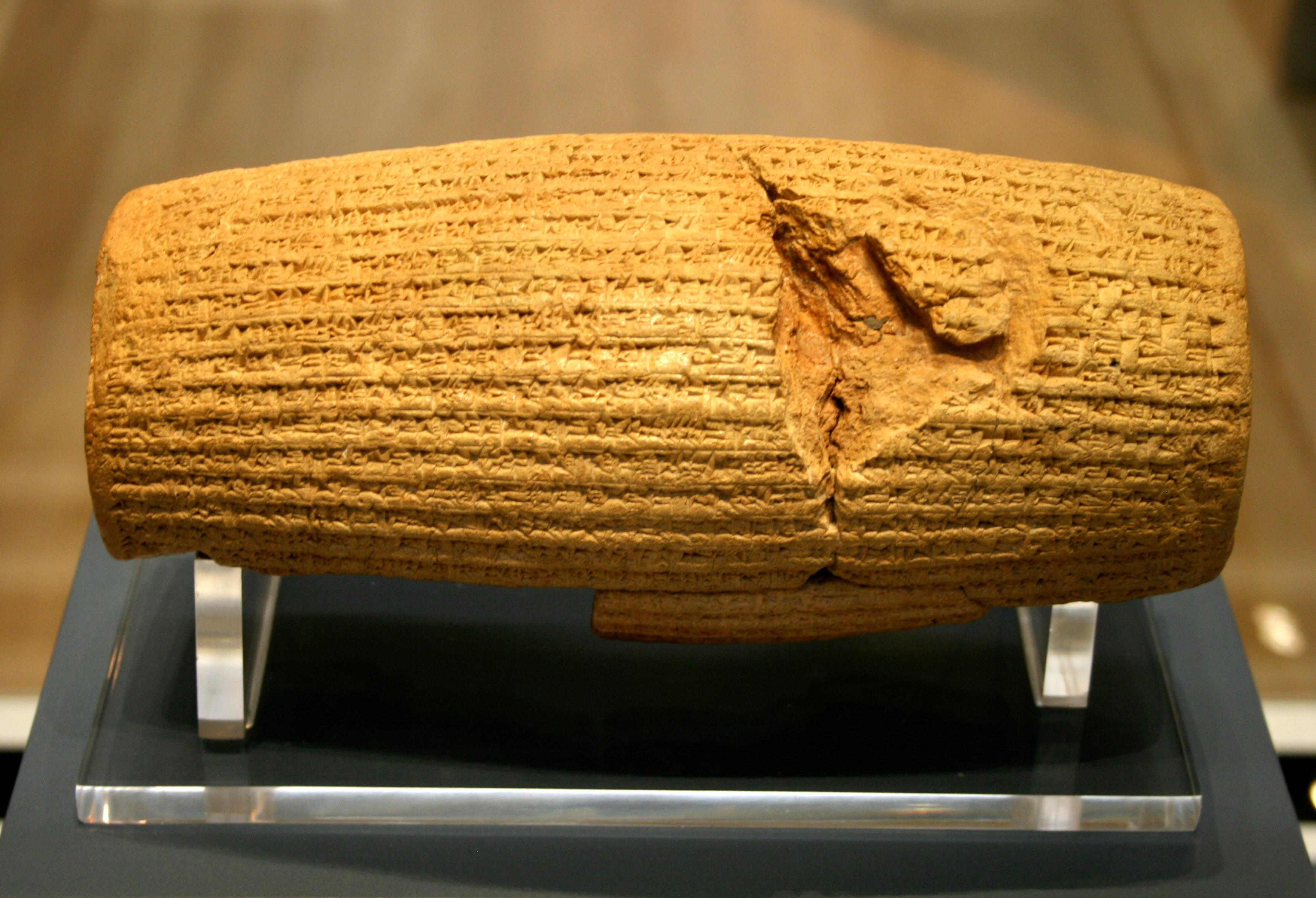
El cilindre de Cir. Museu Britànic
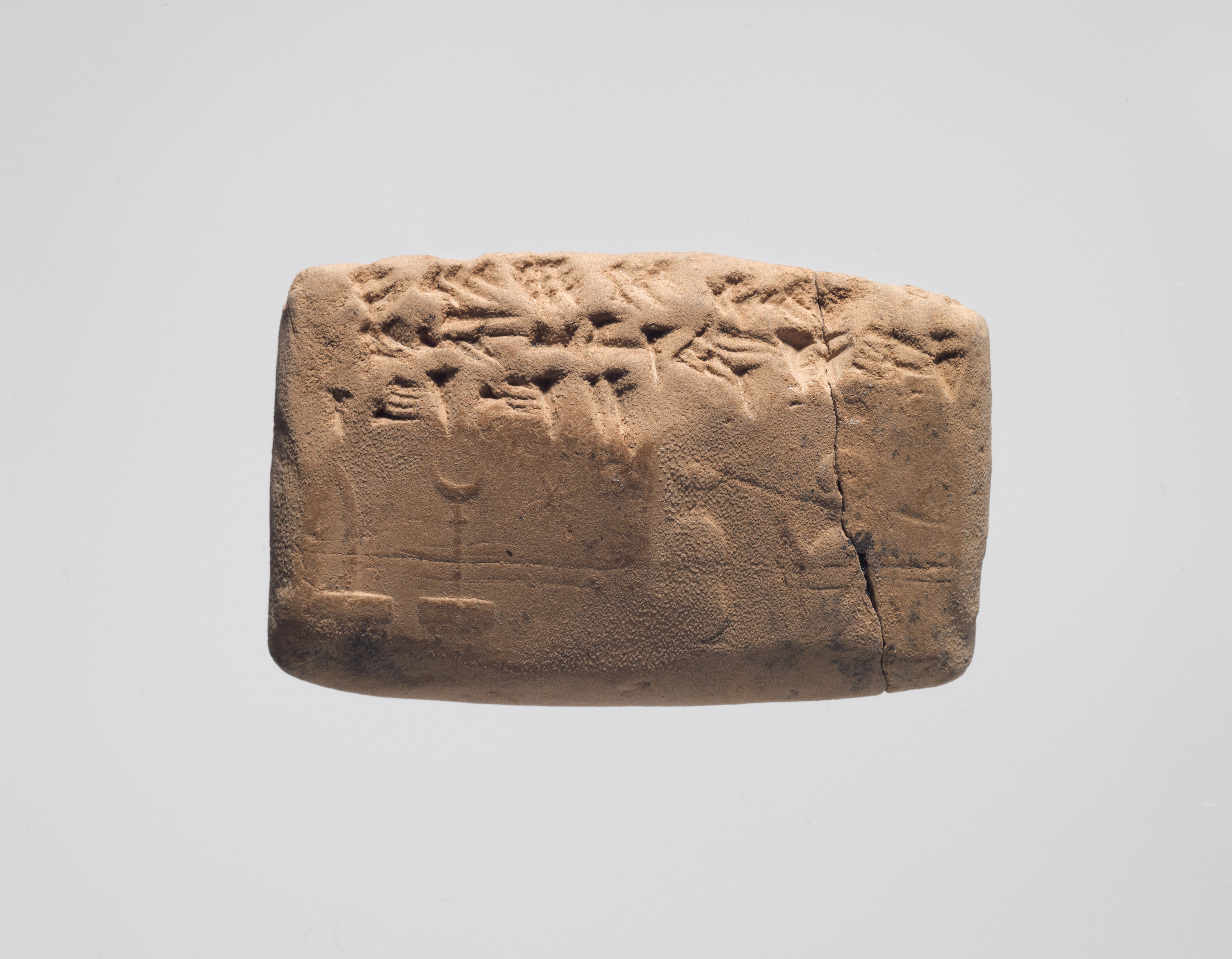
Tauleta d'Ebabbar (Sippar) relacionada amb els arquers per al servei militar, c. 514 aC. Museu Metropolità d'Art
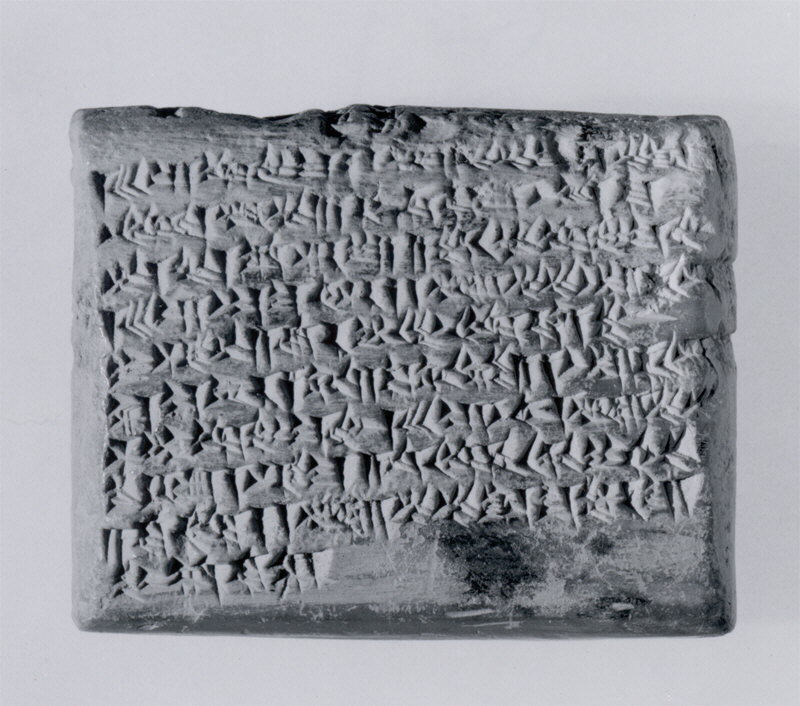
Tauleta de l'arxiu de la «signatura» dels descendents de Murashû, Nippur c. 423 aC. Museu Metropolità d’Art

La situació de l'Alta Mesopotàmia sota el domini persa està molt mal documentada. Els textos esmenten algunes ciutats, principalment perquè es troben a les principals carreteres de l’imperi: a l'est Arbeles i Lahiru (ubicació desconeguda, entre el Zab inferior i Diyala), a l’oest Thapsacos (ubicació desconeguda), punt d’encreuament de l'Eufrates entre la Mediterrània i la Mesopotàmia. Aparentment, aquestes carreteres estan ben cuidades i tenen estacions de guàrdia i subministrament. Els dominis reials es trobarien a la regió. Les antigues capitals assíries són poc ocupades o abandonades. A banda d’això, la impressió que es desprèn d’alguns textos i de l’arqueologia (de suport limitat perquè la cultura material del període d’aquesta regió no està ben definida) és que el nord és una zona gairebé no urbanitzada, on principalment es troben comunitats agrícoles disperses, així com grups àrabs nòmades procedents de les estepes de l’àmbit siroàrab.

### La conquesta d’Alexandre i l’Imperi selèucida
L'Imperi aquemènida fou derrotat en pocs anys pel rei macedoni Alexandre el Gran (Ἀλέξανδρος ὁ Μέγας). La seva campanya començà el 334 aC; creuà l'Eufrates el juliol del 331 aC i vencé els perses de nou a Gaugamela; després entrà a Babilònia a l'octubre. La ciutat es va sotmetre sense lluitar i les seves elits van reconèixer Alexandre com el seu legítim sobirà. L'últim rei aquemènida, Darius III, va morir l'any següent. Després de les seves llargues campanyes a l'est, Alexandre torna a Babilònia, on s'instal·la el 324 aC, però va morir allí el juny de 323 aC.
Després de la mort d'Alexandre, els seus principals generals, els diàdocs, van lluitar entre ells per succeir Alexandre. Babilònia fou aleshores un lloc de lluites recurrents; els seus santuaris van ser utilitzats repetidament pels rivals i va patir atacs i destrucció. Els conflictes més intensos foren els enfrontaments entre Antígon el Borni (Ἀντίγονος ὁ Μονόφθαλμος) i Seleuc I Nicàtor (Σέλευκος Νικάτωρ) durant la Guerra de Babilònia dels anys 311-309 aC, en què el segon surt victoriós. Va fundar la dinastia selèucida, que dominà Mesopotàmia durant gairebé dos segles.
El segle iii aC està marcat pels conflictes entre els selèucides i els làgides, que dominen l'Egipte ptolemaic, especialment concentrat a Síria, però finalment els exèrcits làgides arriben a Babilònia el 246 aC.

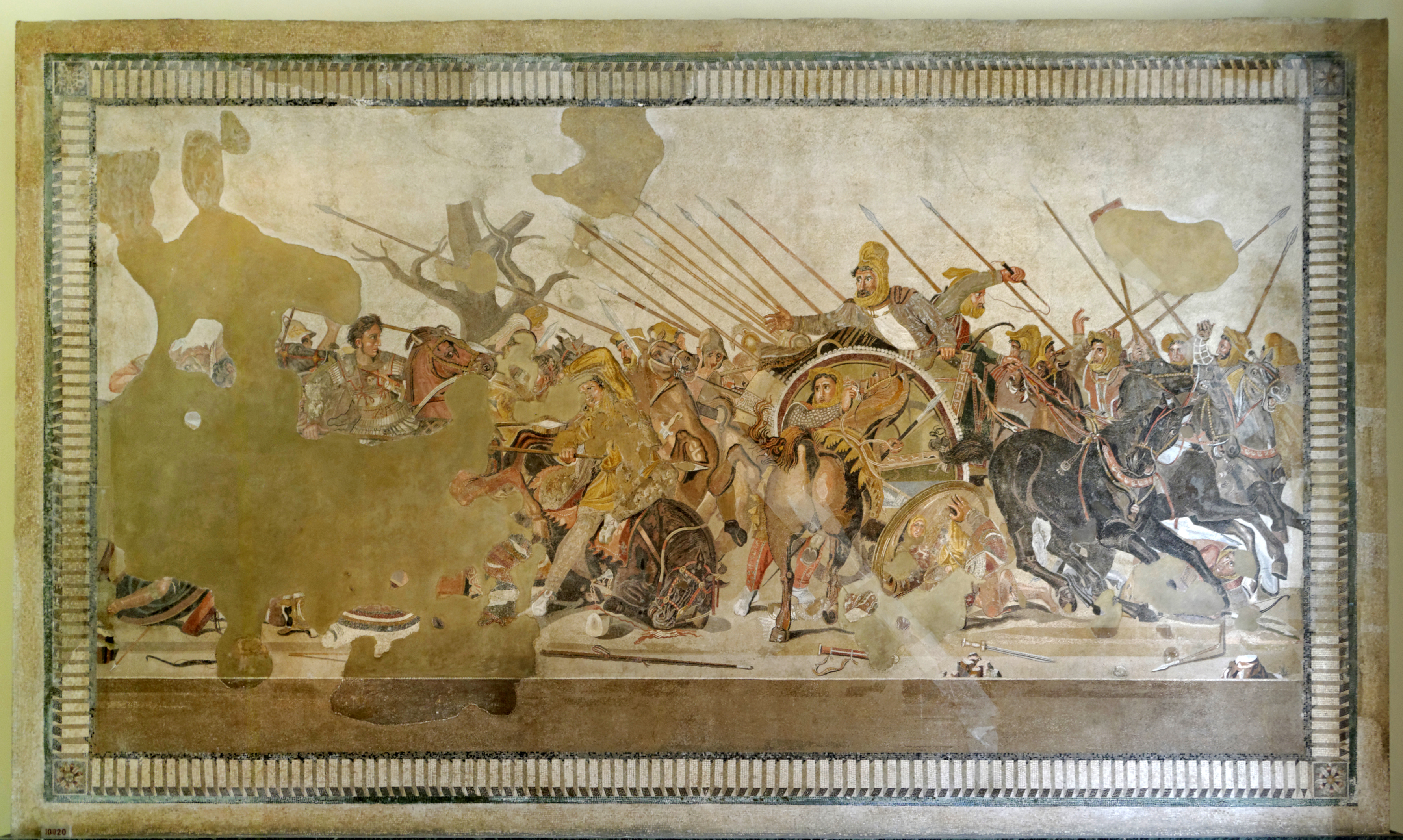
Mosaic de la Batalla d'Issos, en què els grecs van derrotar els perses. Casa del Faune a Pompeia. Museu Arqueològic Nacional de Nàpols
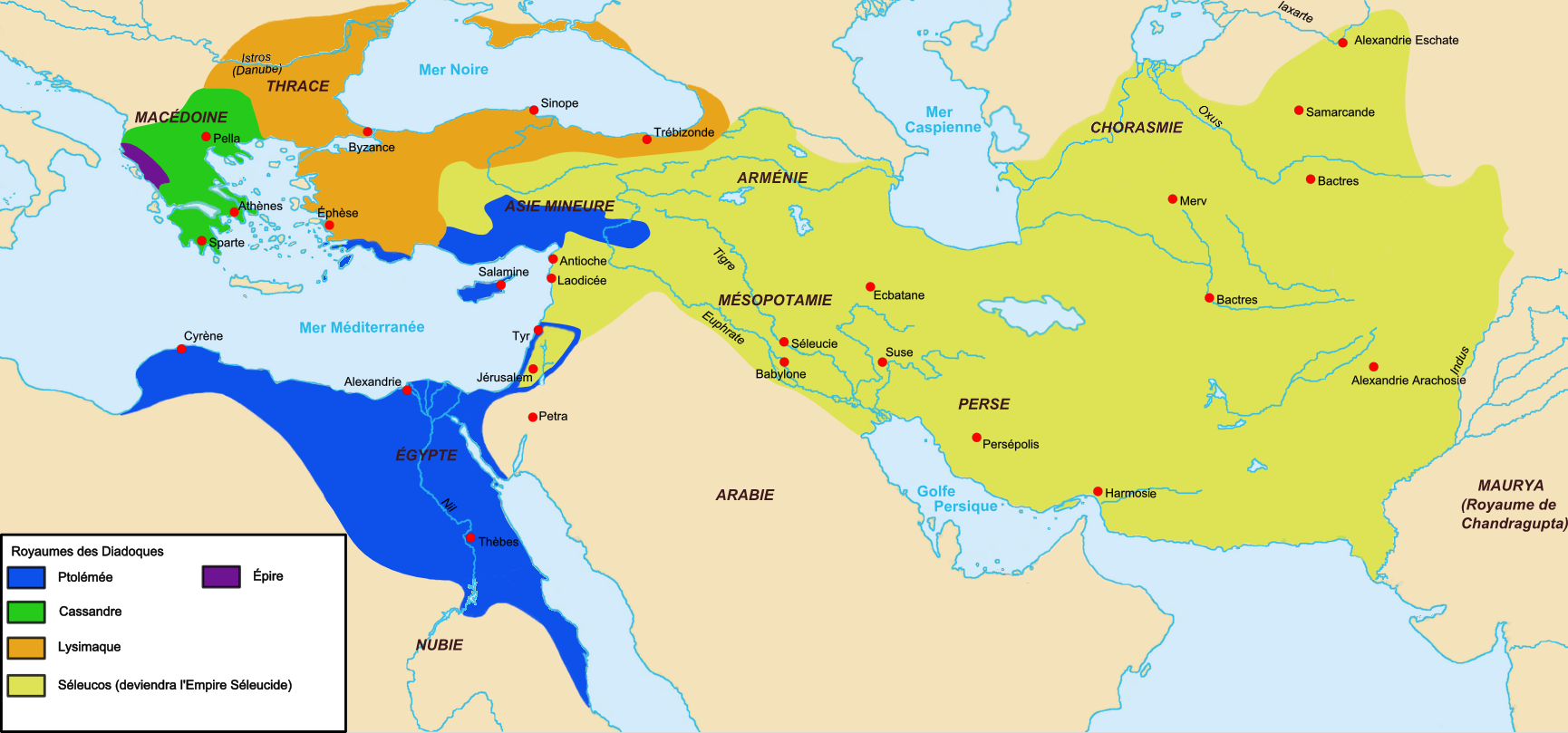
Els regnes dels diàdocs al voltant del 300 aC. El territori governat per Seleuc I Nicàtor (groc) es convertirà en l'Imperi Selèucida
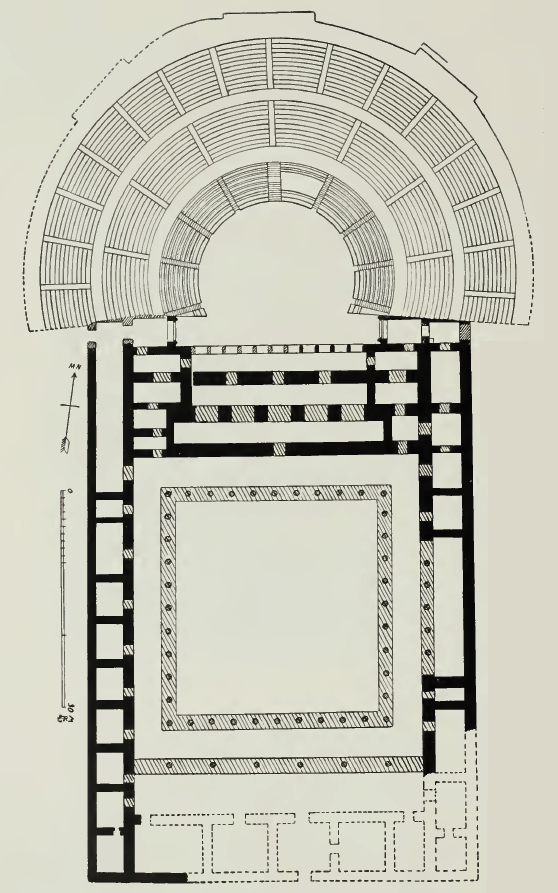
Plànol del teatre hel·lenístic de Babilònia i de l'edifici públic contigu

La dominació hel·lenística de Mesopotàmia està marcada per la fundació de diverses ciutats gregues on s'implanten ciutadans grecs (la «poliadització»), primer preferiblement en llocs verges o poc poblats, però de vegades també en ciutats antigues. El primer n'és el cas de Selèucia del Tigris (Σελεύκεια), fundada cap el 300 aC, per convertir-se en la principal ciutat de Babilònia i capital del regne.
Entre les fundacions del nord de Mesopotàmia en aquella època es troben Jebel Khalid (Τζεμπέλ Χαλίντ) i Dura Europos (Δοῦρα Εὐρωπός, que després esdevingué una autèntica ciutat), situats a l'Eufrates entre les principals ciutats de Síria (Tetràpolis (Σελευκίς τῆς Συρίας), Seugma (Ζεῦγμα), Apamea (Απάμεια)) i Babilònia. La situació de Djezireh i l'antiga Assíria durant aquest període encara és molt mal coneguda per manca de documentació; aquestes regions continuen sent predominantment rurals, poc poblades, fins i tot si han estat objecte d'intents de desenvolupament, almenys puntualment, al voltant de determinades ciutats que s'han convertit en ciutats gregues (Edessa- Antioquia de Calírroe, Nísibis que es converteix en Antioquia de Mygdonia, i potser Nínive), emetent una moneda local, que es pot veure com una extensió oriental de la Síria hel·lenitzada (reben una toponímia macedònia com aquesta darrera, a diferència de Babilònia).

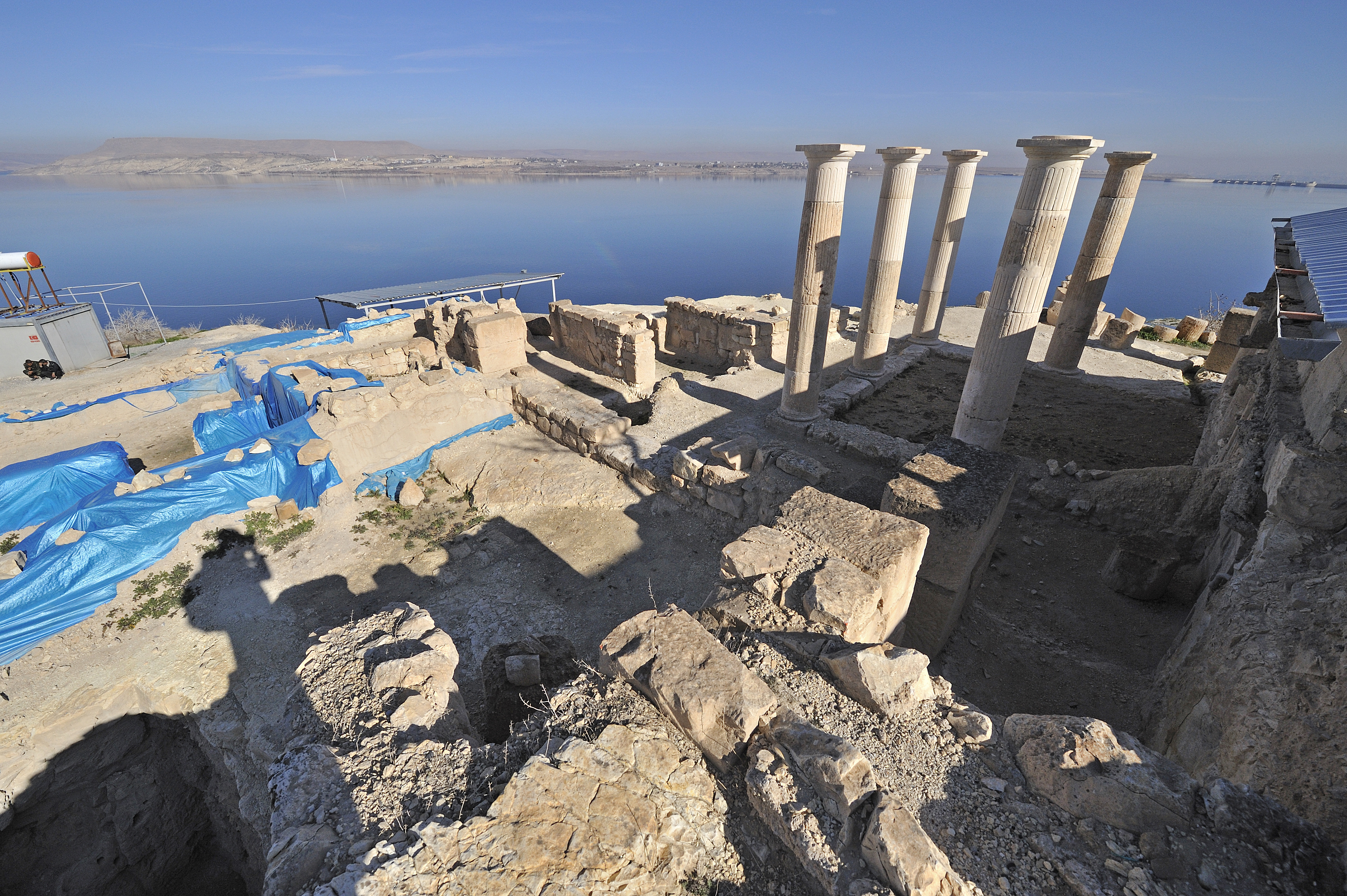
Excavacions de Seugma. Al fons, Apamea i el riu Eufrates, 2008
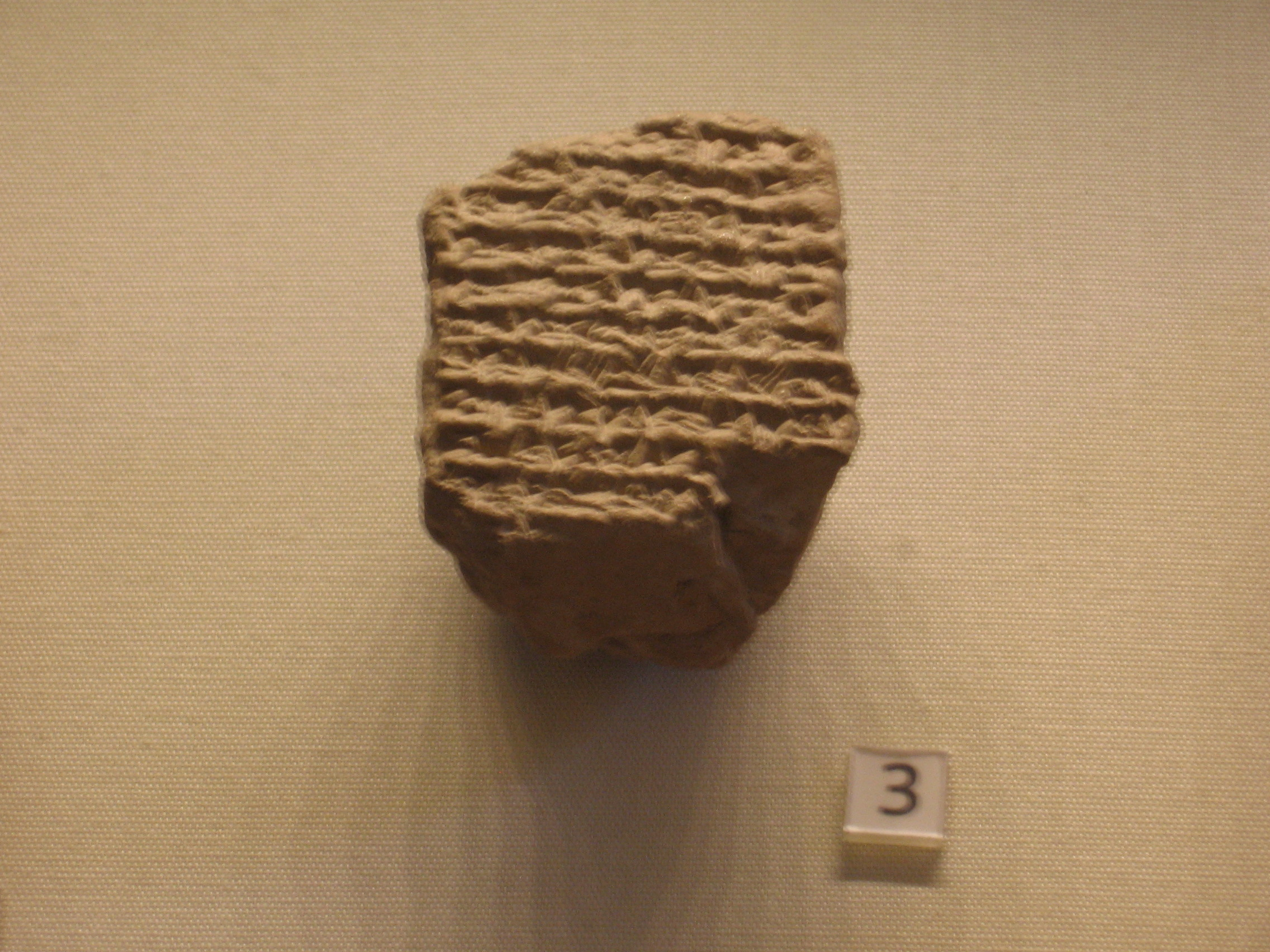
Informe d’observació astronòmica regular datat el 323-322 aC: esmenta la mort d'Alexandre el Gran. Museu Britànic
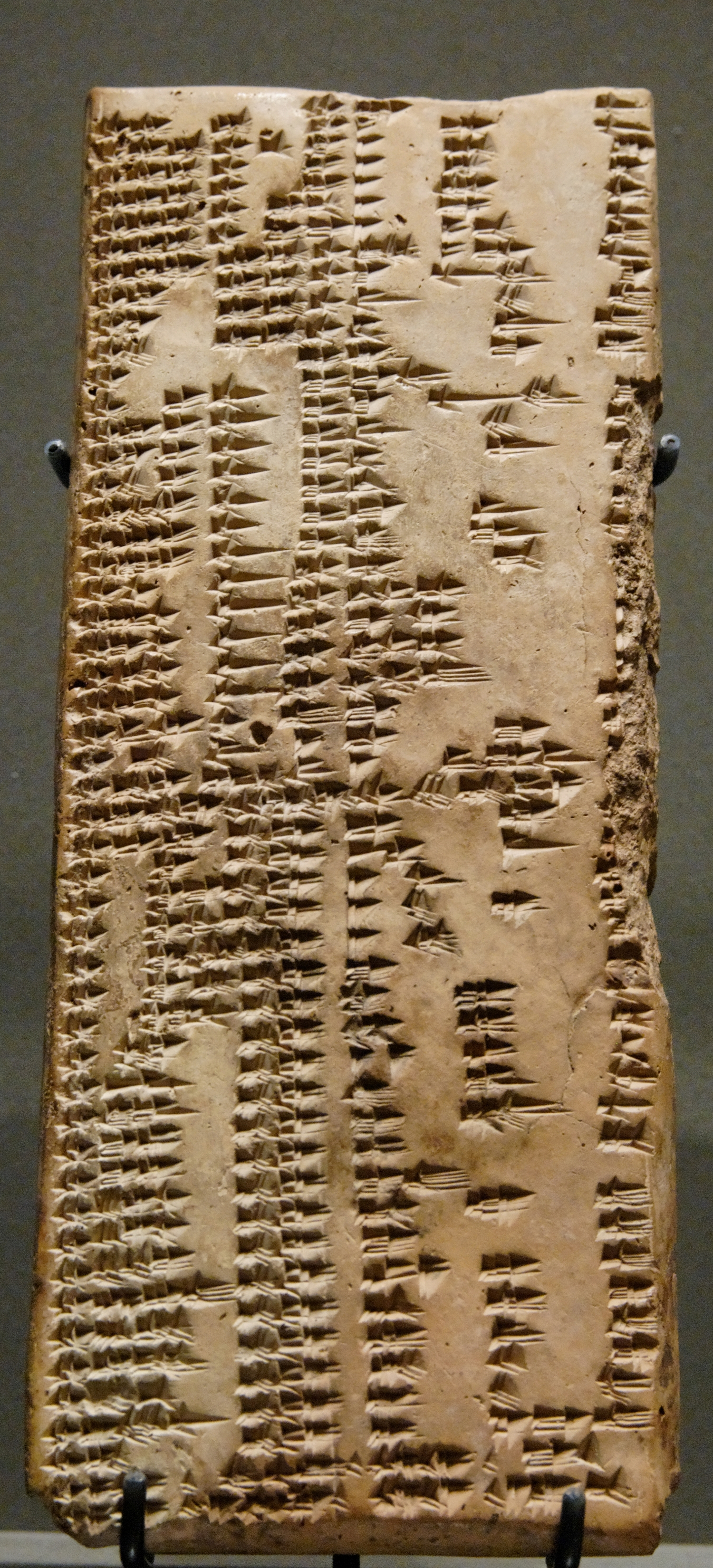
Setzena tauleta de la llista lexical: HA.RA = hubullu trobada a Uruk. Museu del Louvre
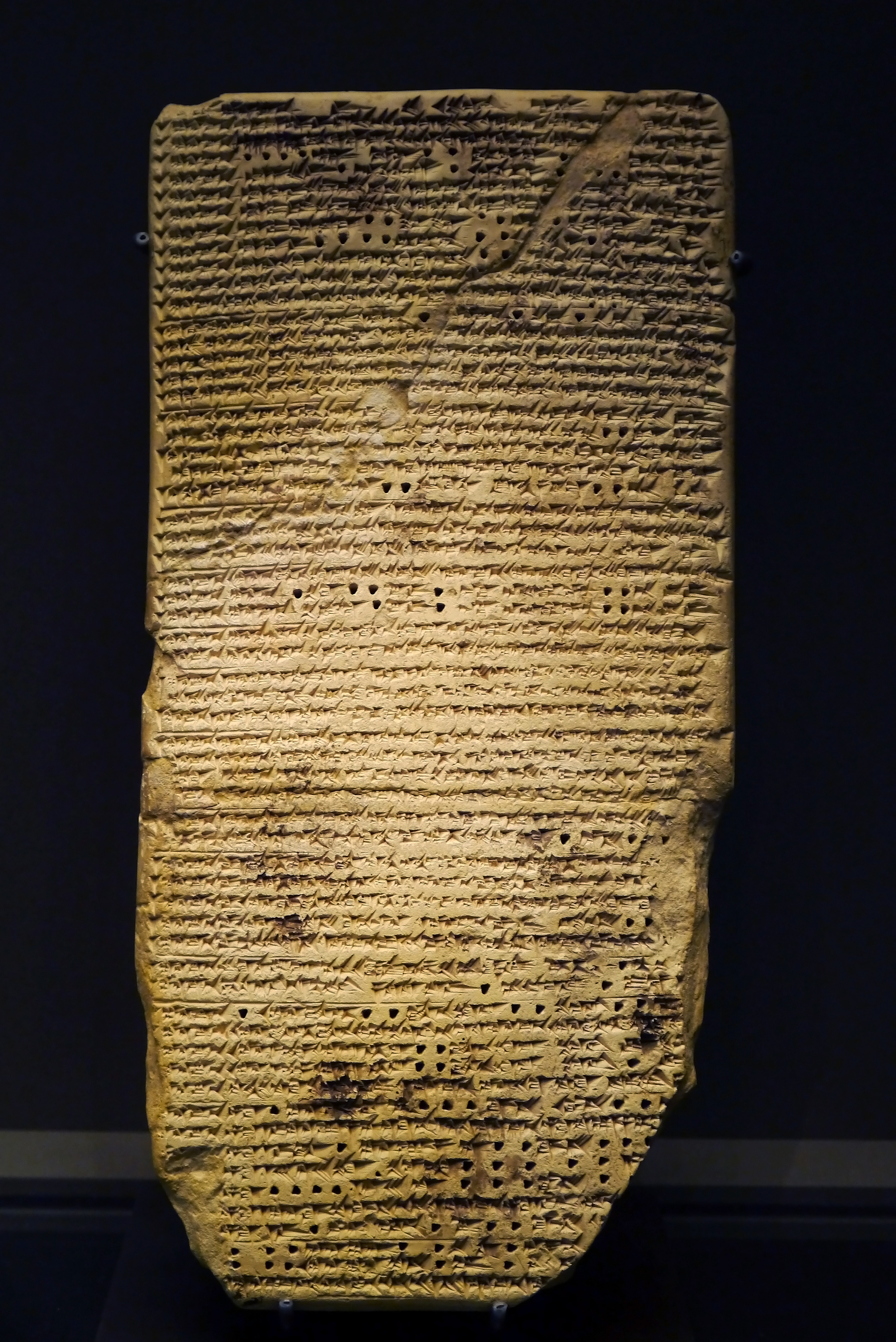
Tauleta del tractat astrològic Enūma Anu Enlil, 56a tauleta. Uruk, segle iii aC. Museu del Louvre

Per altra banda, la Baixa Mesopotàmia segueix sent una regió rica i poblada de primera importància per als selèucids. La seva situació és coneguda gràcies a les fonts cuneïformes encara nombroses en aquest període, en particular a Babilònia i Uruk. Es mantenen dominats pels seus grans temples, que es converteixen en una institució més central que mai que dirigeix la seva vida política. Al començament del període Antíoc I Sòter (Ἀντίοχος Α΄ ὁ Σωτήρ) encara patrocinà la construcció de temples babilònics, després es deixà aquesta tasca a les elits urbanes, com ho demostra bé Uruk, que va veure a mitjan segle ii aC la construcció d’un vast complex religiós de tradició mesopotàmica (amb l’últim ziggurat construït).
Les comunitats gregues establertes a Babilònia i les poblacions locals es van barrejar des del primer moment, sobretot enmig de les elits, i l'hel·lenisme va esdevenir una característica de la cultura regional, tot i que era difícil valorar el grau d'hel·lenització de la zona. El procés de «poliadització» s'accelerà quan Babilònia es convertí en una ciutat grega (cap a principis del segle ii aC) i s'hi construí un teatre, sobretot per servir de lloc de trobada de la comunitat cívica. Les tauletes del període es refereixen principalment a activitats acadèmiques, els textos de la pràctica (econòmics i jurídics) estan escrits en suports peribles (papir, pells) en grec o arameu. El clergat dels temples de Babilònia i Uruk preserva les antigues tradicions mesopotàmiques en un context cada cop menys receptiu copiant textos religiosos antics, però també produeixen obres noves, especialment en el camp historiogràfic (cròniques històriques). En aquest període també l'astronomia mesopotàmica fou més productiva i innovadora, i en aquest el camp els erudits mesopotàmics van tenir més renom als ulls dels grecs.

### L'Imperi part
Durant el segle iii aC, els selèucides van perdre el control de les satrapies orientals, sobretot la Pàrtia, on Arsaces I de Pàrtia va prendre el poder el 238 aC, i fundà la dinastia dels parts arsàcids. La mort d'Antíoc IV (Aντίoχoς Έπιφανής) el 164 aC mentre intentava recuperar el control d'aquestes regions fou seguida per un període de gran inestabilitat dinàstica, que debilità els selèucides, mentre que el rei part Mitridates I (171-138 aC) conquereix la Mèdia el 148 aC i Babilònia el 141 aC, amb la seva capital, Selèucia del Tigris. Els anys següents van estar marcats per dos vigorosos contraatacs pels selèucides Demetri II Nicàtor (Δημήτριος Νικάτωρ, 140-139 aC) i Antíoc VII Sidetes (Ἀντίοχος Ζ΄ Ευεργέτης, 130-129 aC), que van reconquerir temporalment Mesopotàmia, però finalment van haver d'inclinar-se davant els parts. Durant el regnat de Fraates II de Pàrtia (135-128 aC), els parts mantenen fermament la regió. Tanmateix, els problemes continuen a Babilònia, sobretot a causa de l’aparició d’un regne independent al sud, a Caracene, finalment sotmès per Mitridates II el 121 aC. Després els seus exèrcits pujaren per l'Eufrates, on estableixen defenses a les fronteres dels selèucides, en particular a Dura Europos. En els anys següents es va sotmetre la resta de Mesopotàmia, i la dominació dels parts es va estendre per un temps a Armènia i Commagena.

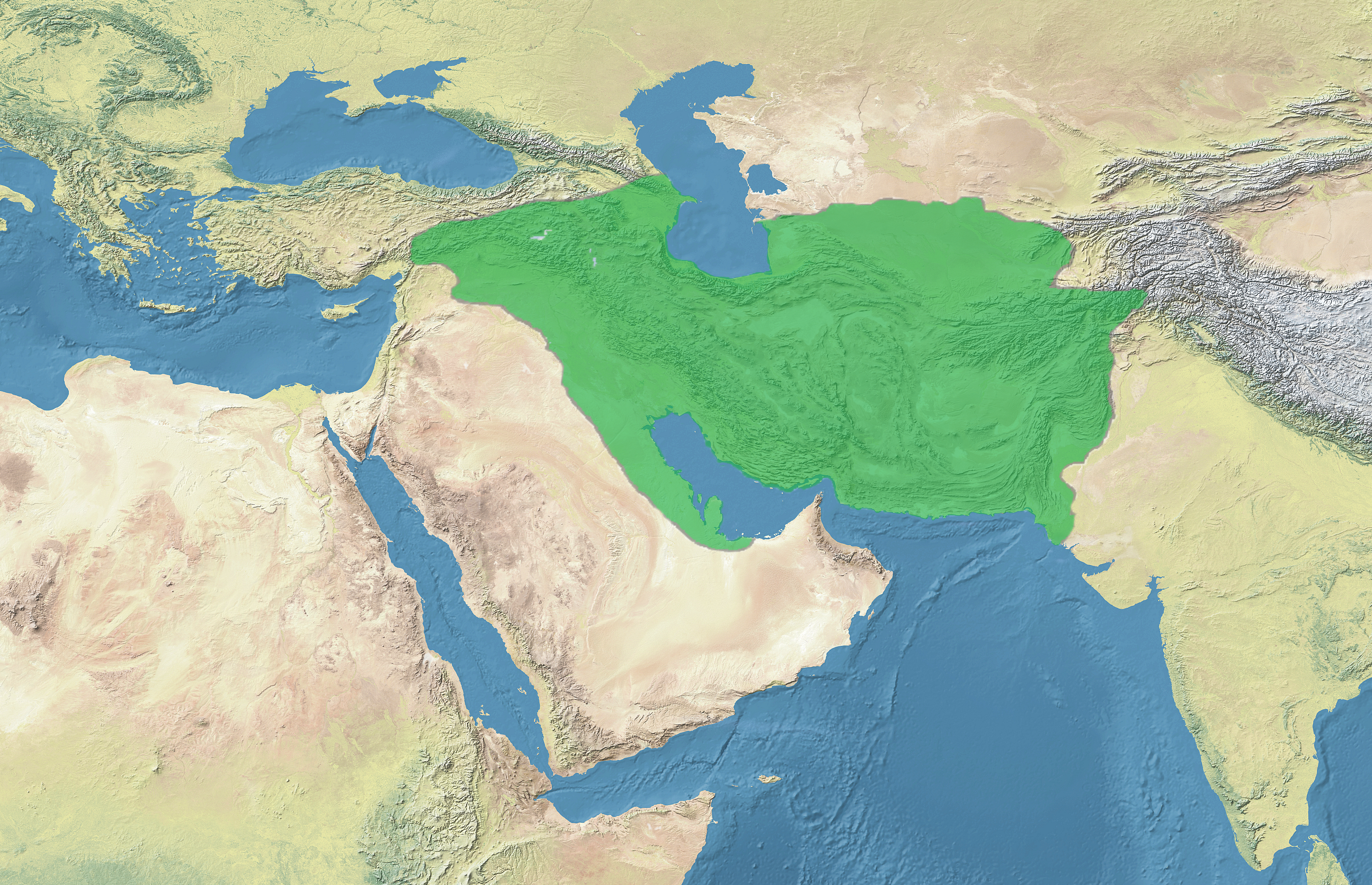
Màxima expansió de l'Imperi Part
Les principals ciutats de l'Alta Mesopotàmia i Síria durant el periode part
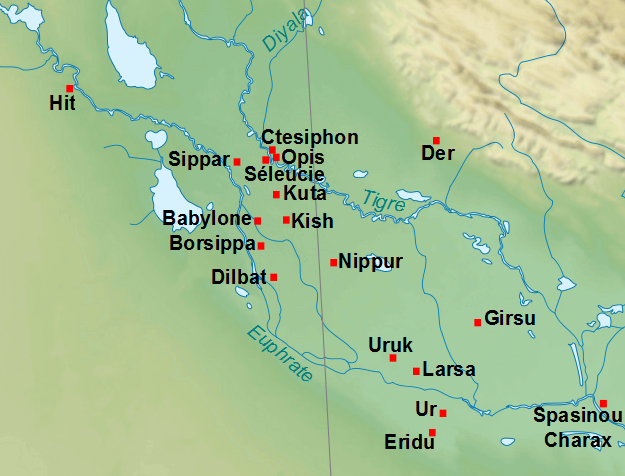
Les principals ciutats de la Baixa Mesopotàmia durant el període part

A partir del 96 aC, els romans es converteixen en els rivals occidentals dels parts, amb la seva tutela i la posterior caiguda de la dinastia selèucida el 64 aC. La frontera entre romans i parts s'estableix al llarg del riu Eufrates i és posada en dubte pels cònsols romans Gneu Pompeu Magne i Marc Licini Cras, que es tradueix en la derrota d'aquest últim en la batalla de Carrhae el 53 aC i l'expansió de la influència dels parts al Llevant i Anatòlia, finalment suprimits pels romans amb l’acció de Marc Antoni. No obstant això, els parts conserven la seva sobirania sobre els dos regnes més importants del nord de Mesopotàmia, Osroene i Adiabene.
Després d’aquest període, l'Imperi part sembla experimentar un període d'inestabilitat d’un segle a causa de les lluites de poder dins de la seva elit, però això resta mal documentat. Roma ho aprofita per a dominar Armènia, cosa que obrí un conflicte del qual va sortir victoriós Vologès I (51-78), que va restablir l'estabilitat de l'Imperi part. Les hostilitats contra Roma van continuar després, sobretot durant el govern de Trajà, que va conquerir Armènia i després Osroene, però la seva campanya a Babilònia fou un fracàs. Les fronteres de l’Imperi part es van conservar durant la resta del segle ii.
Els reis parts abandonen ràpidament la seva regió d’origen (on es troba la seva primera capital, Nasa), per instal·lar-se primer a Ecbàtana (Mèdia), després a Ctesifont (Babilònia, just al costat de Selèucia del Tigris), seguint la continuïtat dels imperis anteriors i tornant a fer de Babilònia una zona central. Durant aquest primer període de dominació dels parts, l'àrea fou molt pròspera tot i els conflictes inicials. Les ciutats de Babilònia i Uruk tornen a ser importants i han lliurat documentació cuneïforme d'aquest període, que demostra la continuïtat dels cultes dels seus grans temples i de les seves elits locals. Tanmateix, Selèucia del Tigris continua sent la ciutat més gran de la regió.
Des del segle i, l’organització de l’assentament a Babilònia va patir canvis, marcats per la decadència de Babilònia i Uruk, potser en el context polític inquiet de l’època. Però, per contra, Nippur experimenta un nou auge amb la construcció d’una fortalesa al lloc de l’antic temple del déu Enlil, i es funda una nova ciutat a Vologesia, a la riba de l’Eufrates, mentre que al nord de Babilònia la ciutat de Ctesifont adquireix més importància i es construeix una xarxa de canals important al voltant.

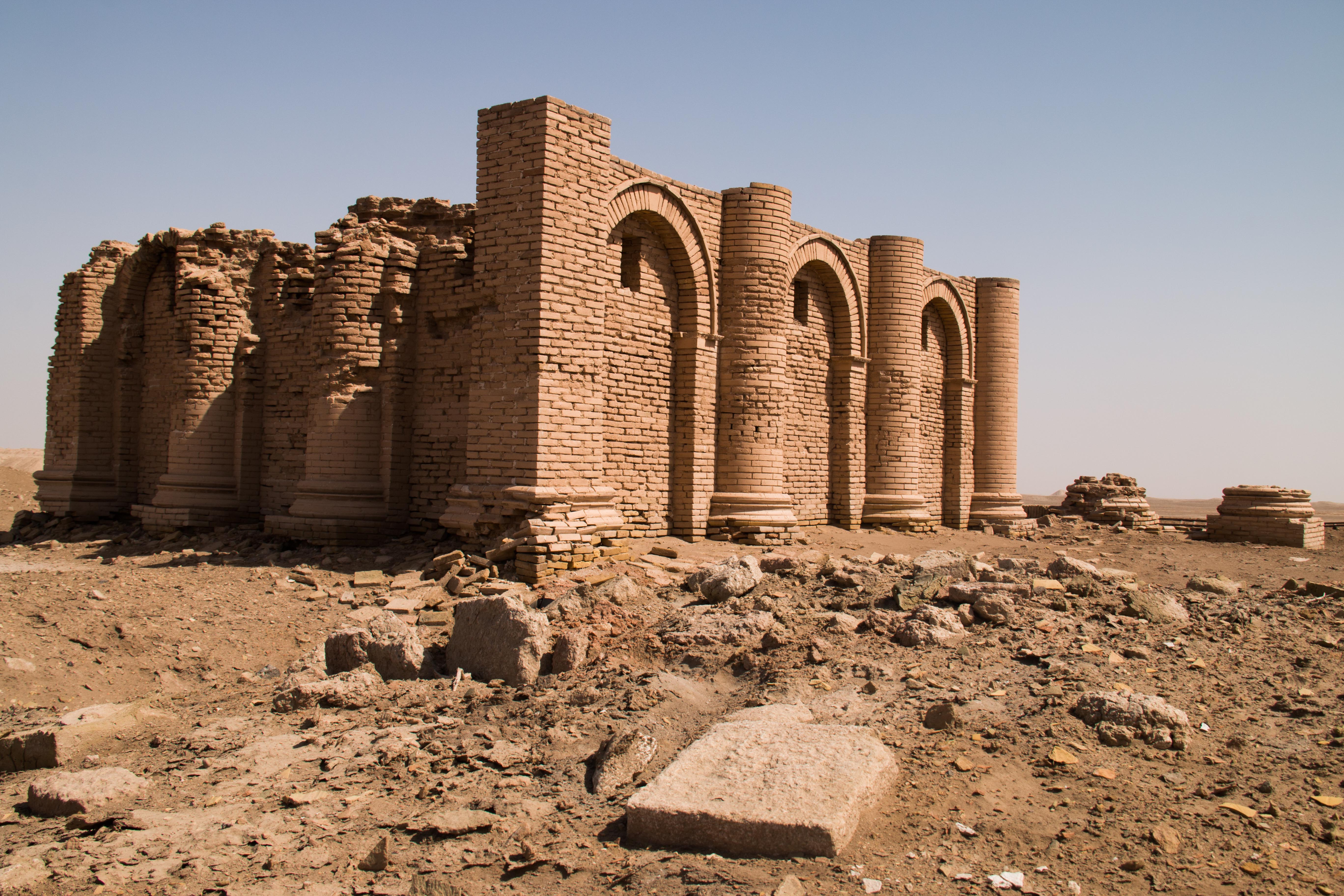
Ruïnes del temple de Gareus a Uruk, c. 100
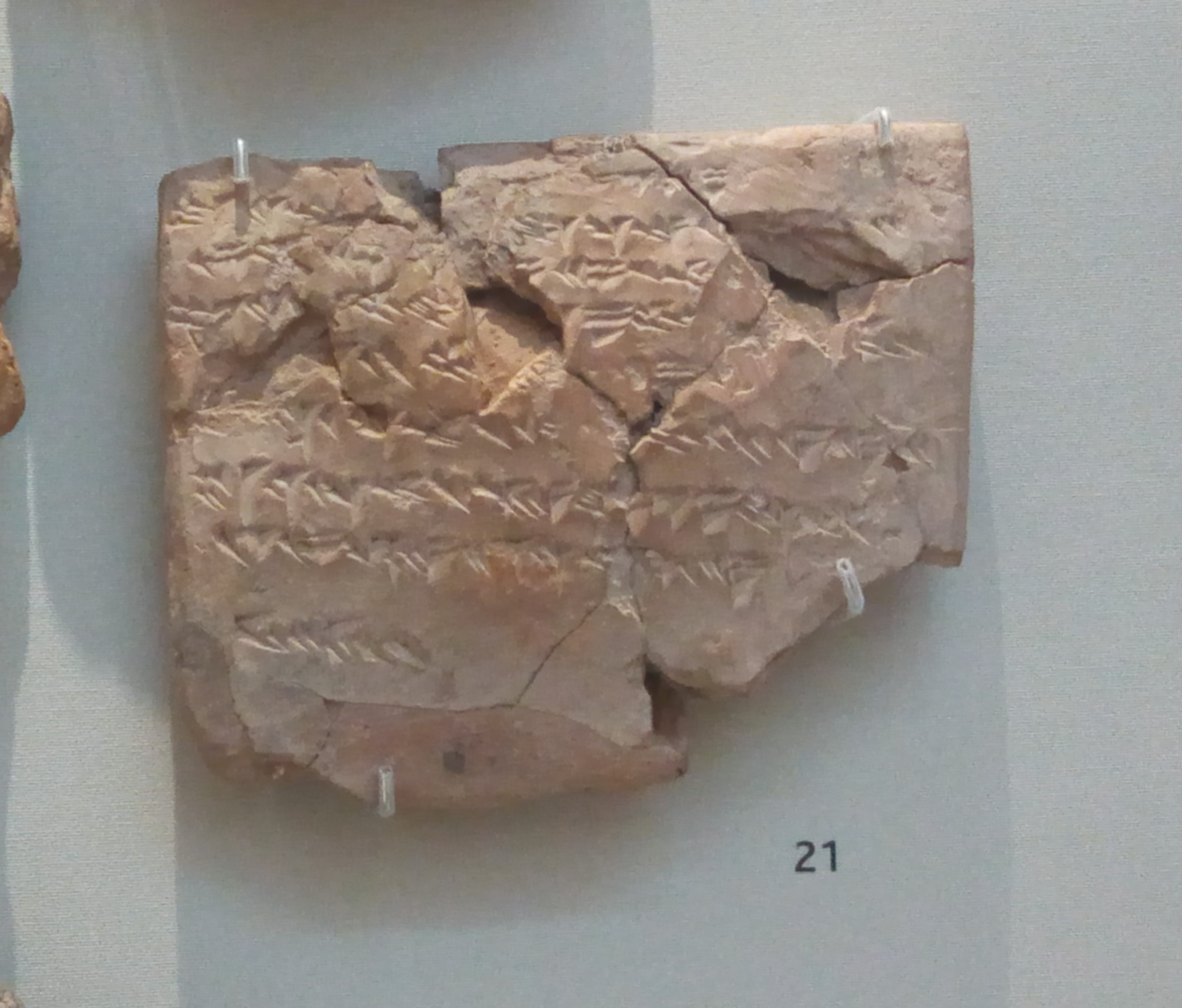
Tableta cuneïforme astronòmica de Babilònia, datada de l'any 61. Museu Britànic
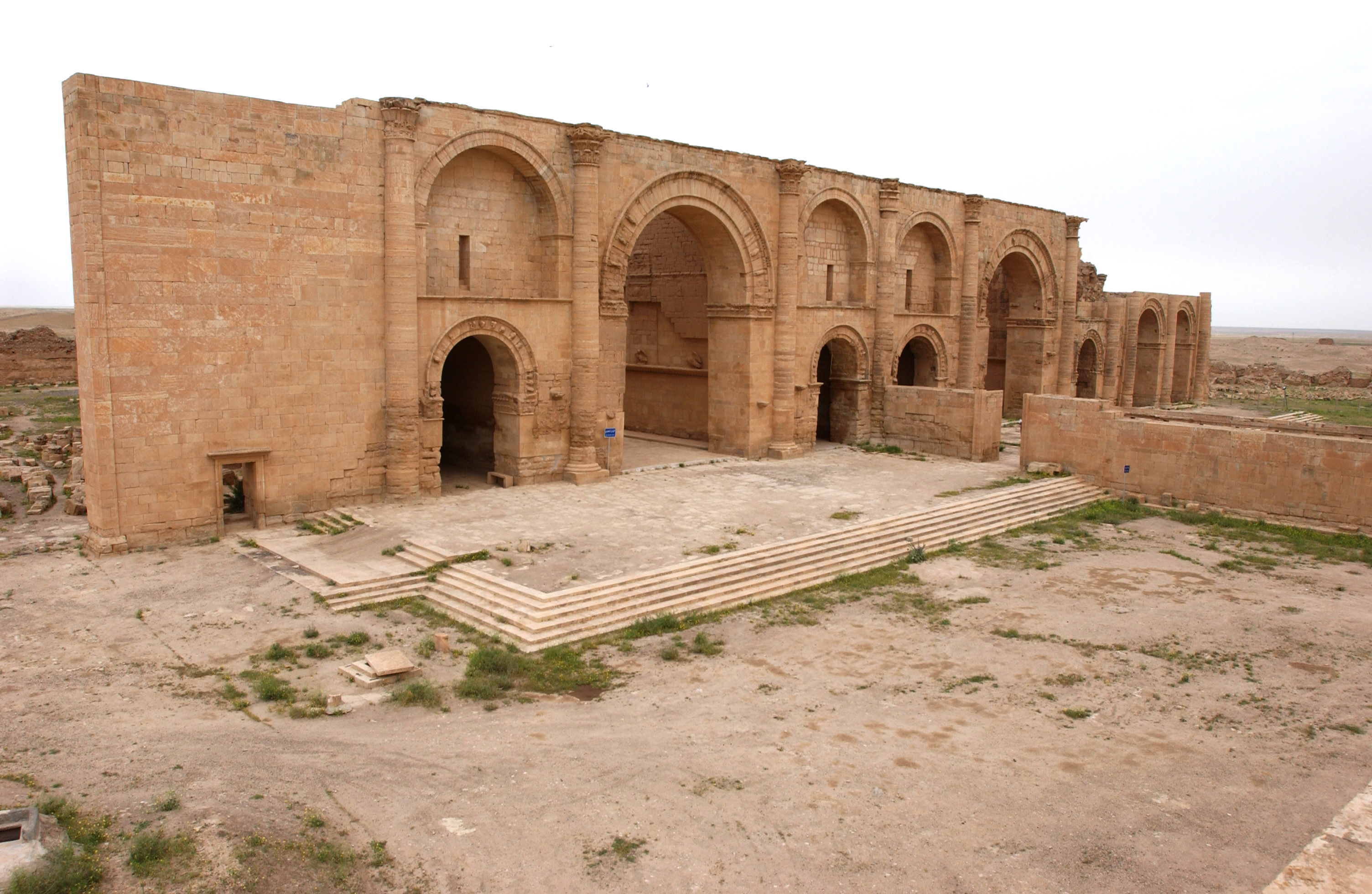
La façana iwan del gran temple d'Hatra
Plànol del gran temple d'Hatra: iwan sud (1), iwan central (2), doble iwan nord (3), edifici quadrat (4)

Fora de la seva capital, l'Imperi part s'organitza al voltant d’un conjunt de regnes vassalls, alguns posats en mans dels membres de la dinastia parta, i generalment es considera més «descentralitzat» que els seus predecessors, però no va haver-hi una dominació real abans del segle ii. Els vassalls més importants de la Mesopotàmia són: Caracene al sud (al voltant de Karax Spasinos a la vora del golf Pèrsic); Osroene de la dinastia dels Abgar al nord (al voltant d'Edessa); i Adiabene a l'est; territoris importants per a l'Imperi part, ja que són cobdiciats i finalment conquerits per Roma. Al nord, Nínive és una ciutat amb una comunitat grega activa, tot i que va disminuir durant dominació dels parts. Nísibis continua sent un centre important en els eixos comercials entre est i oest. La ciutat d'Assur experimenta un nou auge des del començament del segle i, en particular es va construir un palau utilitzat per la dinastia local, i en aquests mateixos anys es funda la ciutat d'Hatra, que abasta un notable conjunt monumental a mitjan segle ii i que esdevingué la principal ciutat dels parts al nord mentre que Edessa ja es troba sota el control dels romans.
Aquestes ciutats estan habitades per poblacions que parlen principalment arameu, i també àrab al nord (les dinasties d'Edessa i Hatra són àrabs), i escrivien especialment en l'alfabet arameu. El període part va veure el final dels arxius cuneïformes d'Uruk i després de Babilònia. Alguns especialistes creuen que la pràctica del cuneïforme pot haver continuat fins al segle ii. En qualsevol cas, aquest període es considera el final de l'antiga civilització mesopotàmica.

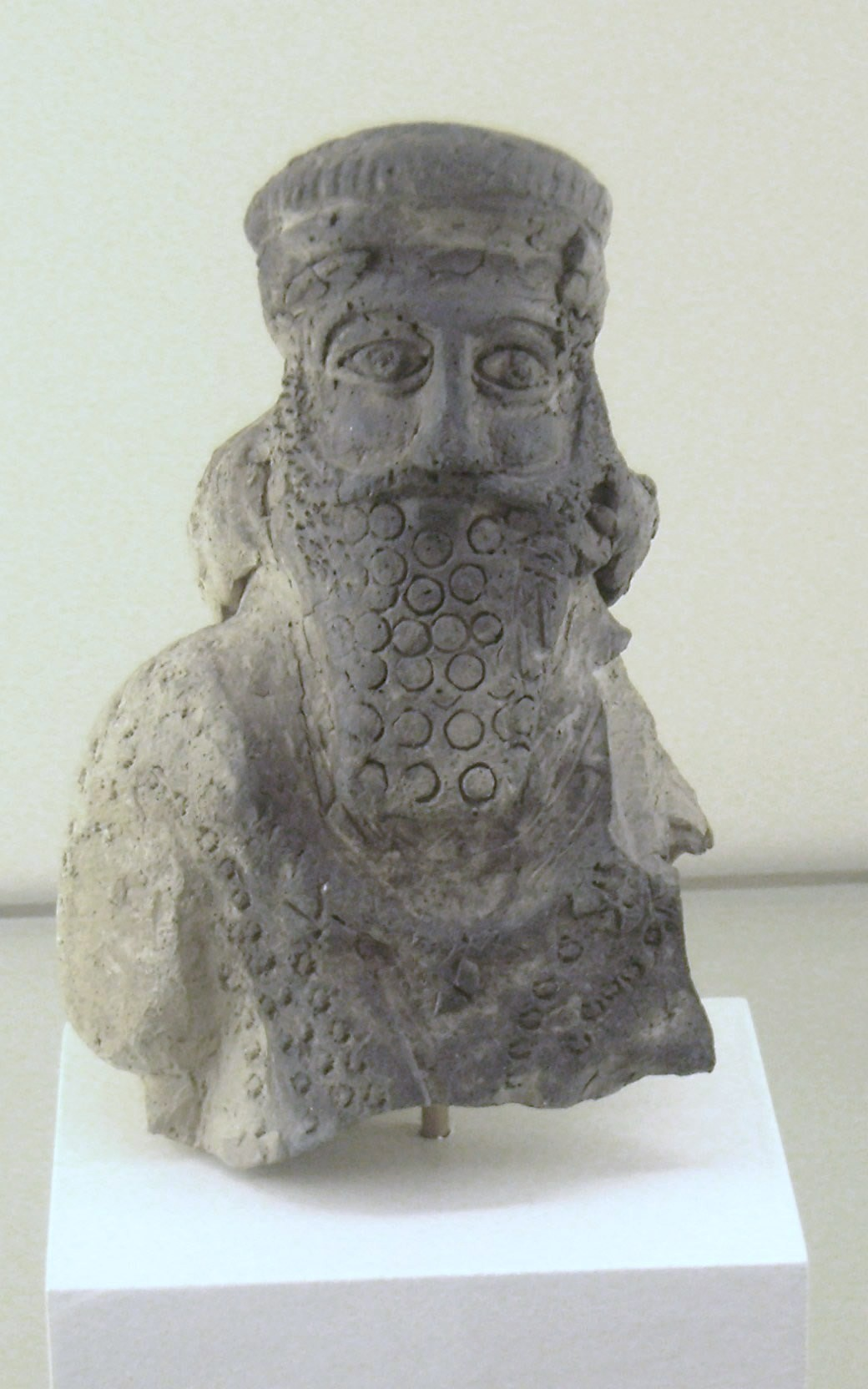
Estàtua de terracota trobada a Assur que representa un rei. Museu de Pèrgam
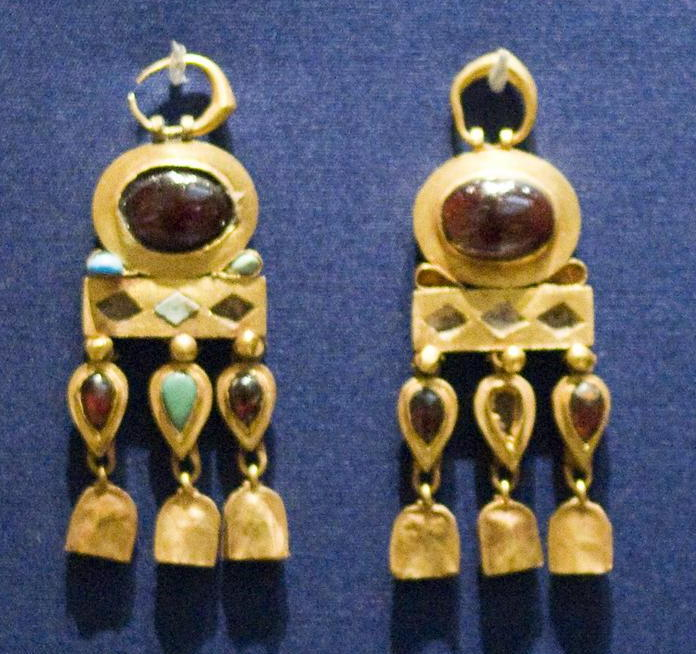
Arracades d'or i pedres precioses descobertes en una tomba de Nínive. Museu Britànic
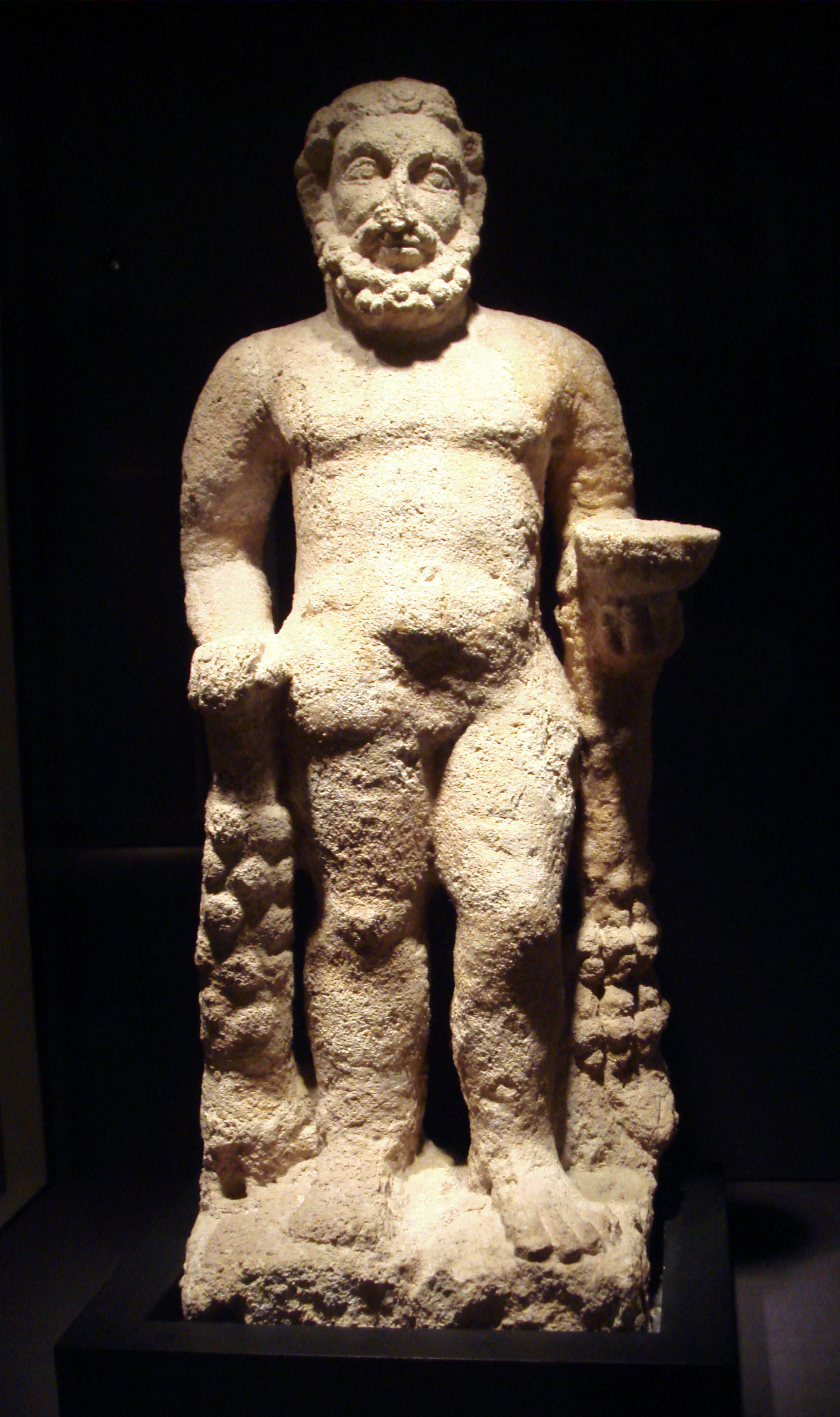
Estàtua que representa al déu Nergal-Hèracles. Museu Nacional de Tòquio
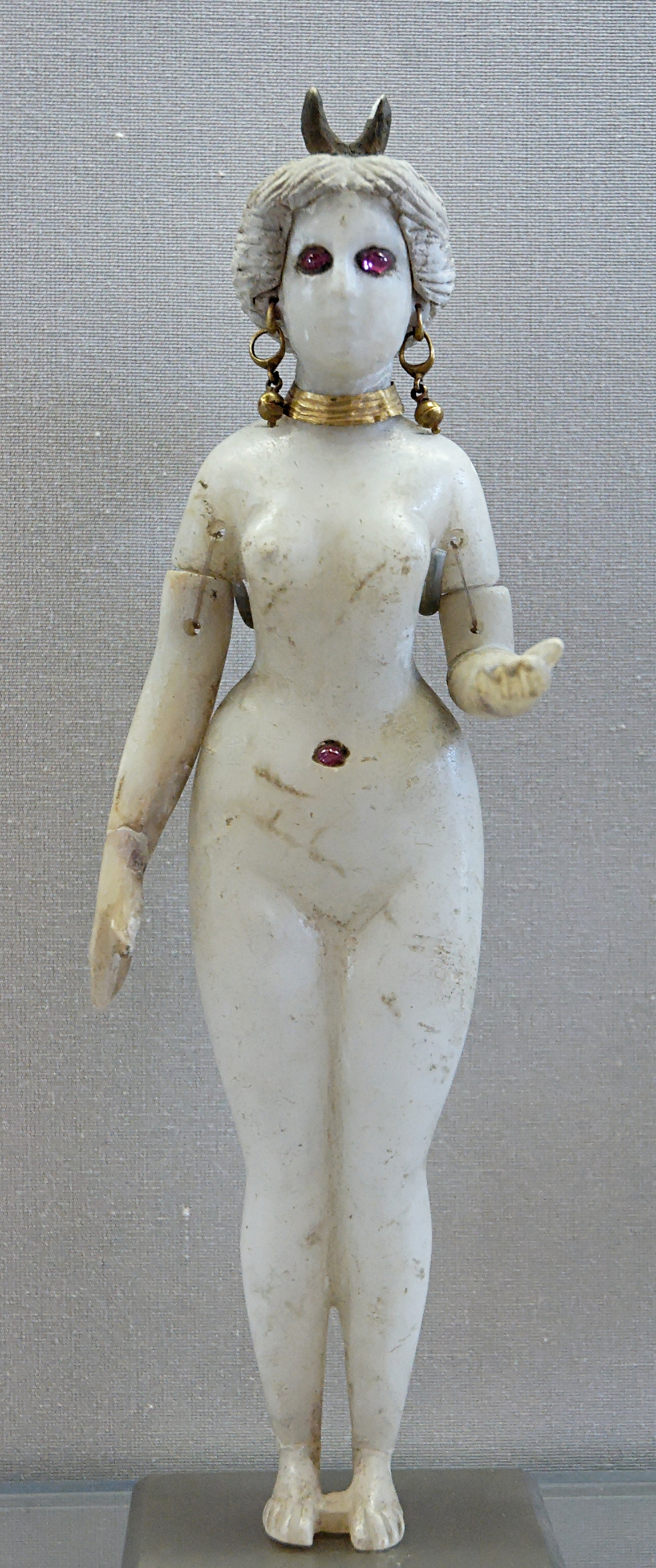
Estàtua en alabastre d'una dea trobada en una tomba a Babilònia, segle i aC - segle i. Museu del Louvre

Les creences religioses combinen les antigues tradicions mesopotàmiques (Asshur continua sent el déu principal d'Assur, mentre que a Hatra el déu sol Xamaix i la dea Nanaia són molt populars) amb les influències occidentals (els déus més populars semblen ser Nergal assimilat a Hèracles, i Nabu assimilat a Apol·lo, el culte del qual es troba en particular a Palmira), aquest últim destaca sobretot en les representacions divines, de tipus grecoromà. El mazdeisme, la religió dels parts, està menys contrastada. A més d’un politeisme dominant, existeixen comunitats jueves grans i dinàmiques a Babilònia, dirigides per un exilarca, i també a Adiabene, els governants dels quals es van convertir al judaisme al segle i. En aquest període també apareixen les primeres comunitats cristianes a Mesopotàmia (un bisbe va ser ordenat a Ctesifont a finals del segle i).

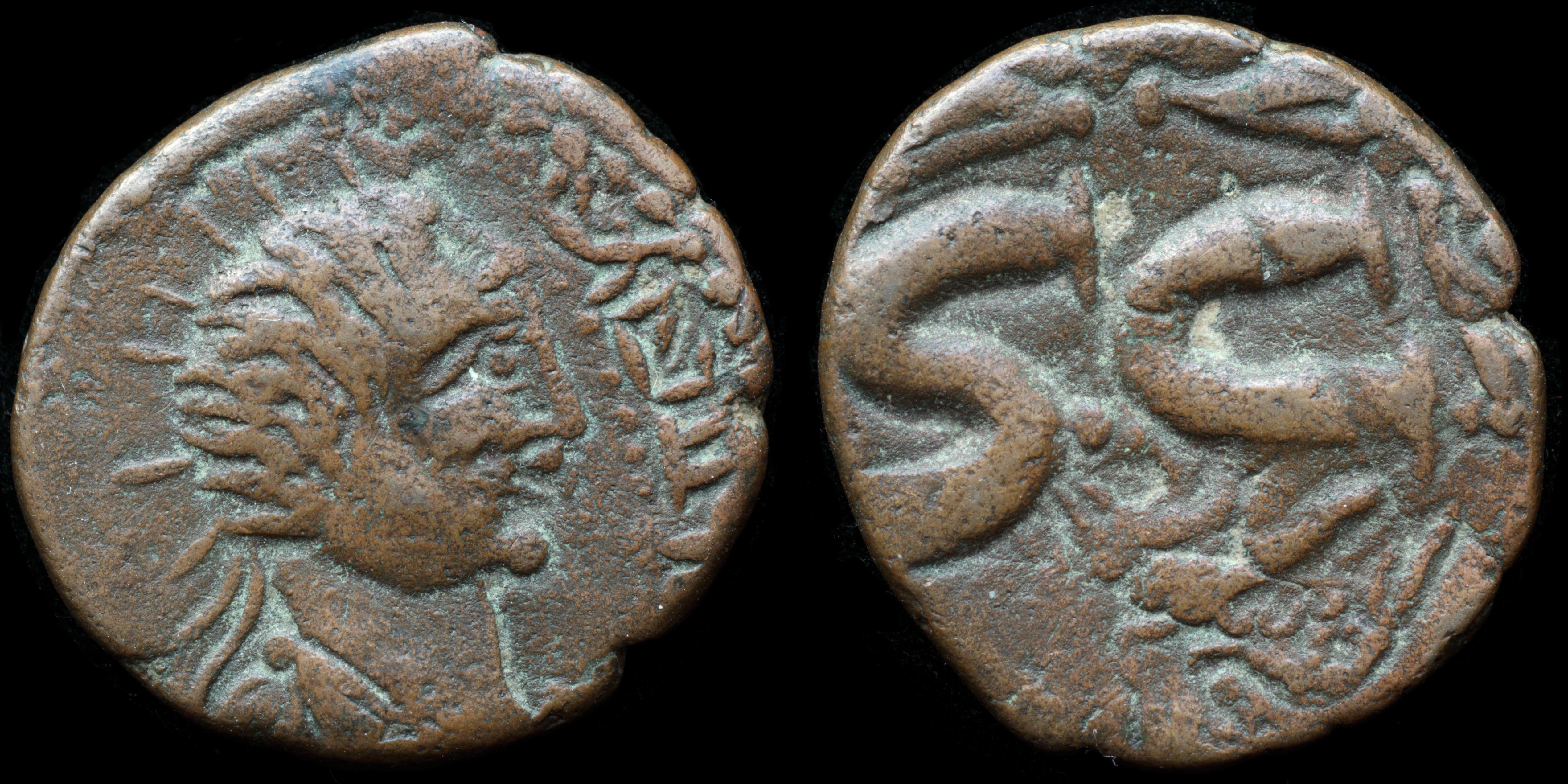
Moneda d'Hatra: inscripció a l’anvers «Xamaix d'Hatra». Primera meitat del segle ii
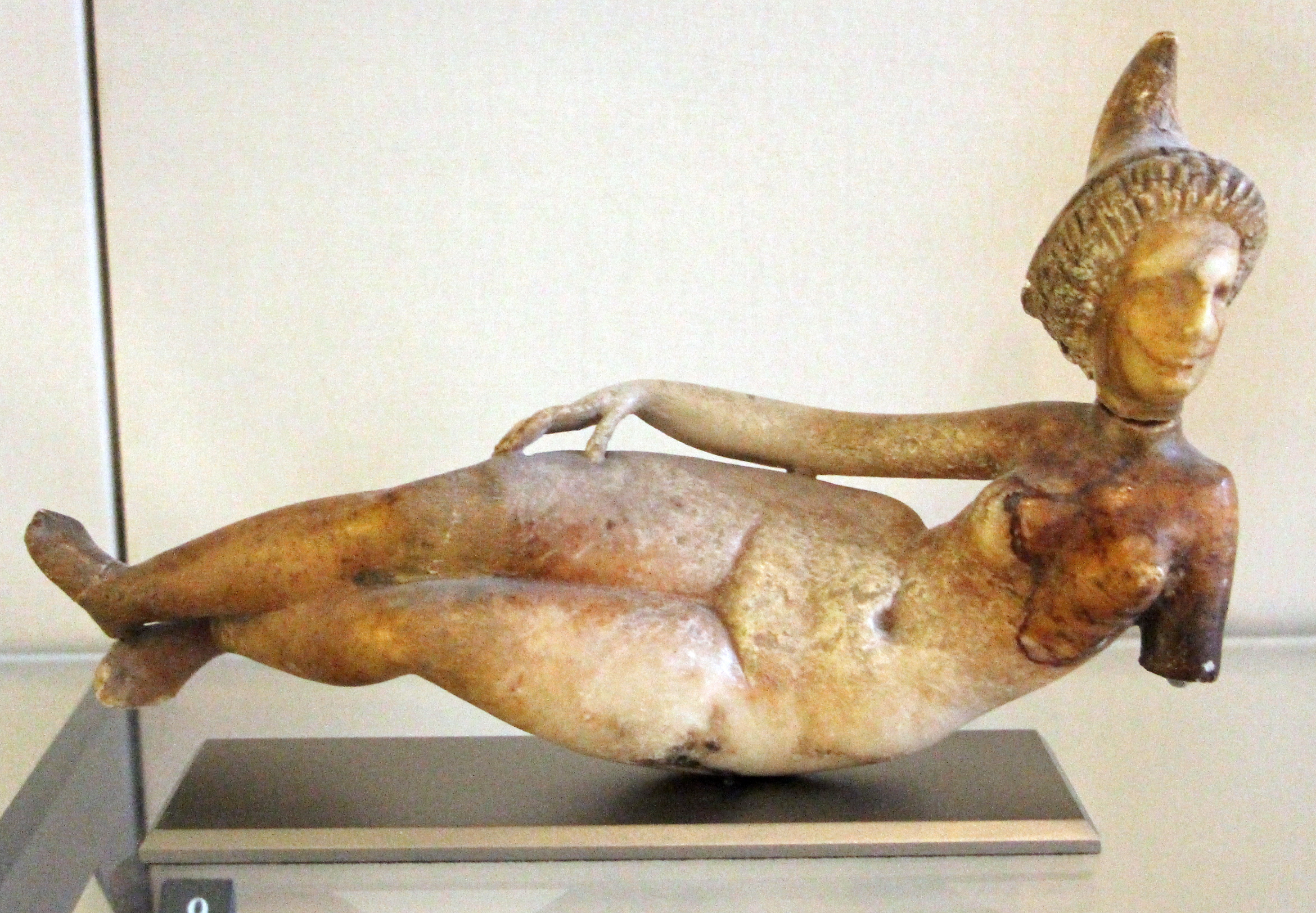
Estàtua en alabastre d'una dona ajaguda amb un barret frigi en estuc, Babilònia, segle i - segle ii. Museu del Louvre

Des del punt de vista artístic i arquitectònic, el període part conserva molts elements heretats del període hel·lenístic, que ara forma part integral de la cultura local, fins i tot si l’hàbitat i els temples conserven una gran quantitat d’elements mesopotàmics. En arquitectura de palaus i sagrada, l'estructura característica de la segona part del període part (del segle i) és l'iwan, un porxo voltat, un costat del qual s'obre a un pati (atestat a Nippur, Abu Qubur, Assur i Hatra).
L’Imperi part s'esfonsa durant les primeres dècades del segle iii, després de difícils guerres contra Roma a l'Alta Mesopotàmia, i sobretot guerres internes, després l’aparició de la dinastia sassànida a Fars. El sobirà d'aquesta última, Artaxerxes I, s'aixeca contra els parts i els derrota; controla Babilònia el 226, després domina l'Alta Mesopotàmia els anys 230-240 (període de destrucció d'Hatra) i es planteja com a nou rival a Roma a l'Orient Pròxim.